# Istoria umană
Istoria lumii reprezintă memoria experienței din trecut a lui Homo sapiens, până în zilele noastre, de pe întreaga planetă, păstrată în vestigii arheologice, documente scrise sau în memoria individuală/colectivă.
Originea omului rămâne încă necunoscută, fiind subiect a numeroase controverse istorice,filozofice sau religioase. Încă din zorii apariției Omului, istoria omului primitiv este marcată de o lungă perioadă de invenții (care se continuă de fapt și în zilele noastre chiar la o scară mai amplă). Una dintre cele mai vechi invenții o constitutie scrisul, care a creat infrastructura menținerii și transmiterii informațiilor, a cunoștințelor umane și comunicarea acestora la mari distanțe. Societatea complexă la care s-a ajuns astăzi nu ar fi fost posibilă fără artă scrisului.
Istoria lumii este marcată de o serie de descoperiri și invenții, de mișcări sociale și revoluții, reprezentând salturi calitative ce deschid noi ere și epoci. Un astfel de salt îl constituie Revoluția Agrară. Între anii 8.500 și 7.000 î.Hr., în acel Corn al Abundenței din zona Mesopotamiei, Feniciei și Egiptului Antic, oamenii au început o sistematică îmblânzire a animalelor și cultivare a plantelor: agricultura. Aceasta s-a răspândit și în regiunile învecinate și, în mod independent, și în alte zone îndepărtate, acolo unde Homo sapiens va locui sedentar în mijlocul unor culturi permanente ca agricultor. Nu toate societățile umane au abandonat stilul de viață nomad, mai ales în regiunile izolate sărace în plante care puteau fi cultivate. Acele societăți care au devenit sedentare constau în locuințe răzlețe, situate, în special, lângă ape (râuri sau lacuri), dar care, cu timpul, încep să se grupeze în formațiuni (așezări) tot mai extinse o dată cu evoluția mijloacelor de transport. Viața tot mai sigură, datorată unei agriculturi tot mai productive conduce la creșterea populației. Surplusul de hrană implică apariția schimbului de mărfuri, diviziunea muncii, apariția și dezvoltarea primelor orașe și astfel a civilizației. Complexitatea crescândă a relațiilor sociale implică necesitatea calculelor și a contabilizării și astfel, începând cu epoca bronzului, apare scrierea. Istoria universală, din perspectiva ei globală, privește inventarea scrisului ca un factor-cheie ce a dus la formarea civilizațiilor. Această invenție a creat bazele păstrării și transmiterii informațiilor, la răspândirea și dezvoltarea cunoștințelor.
Toate sistemele de scriere nu au apărut dintr-o dată, s-au bazat pe anumite simboluri. Scrisul a apărut independent în mai multe regiuni ale planetei, care, astfel, pot fi numite leagăne ale culturii și civilizației (Mesopotamia, Levant, Egiptul de Jos, Anatolia, Platoul Persan, regiunea fluviului Indus sau a Fluviului Galben ș.a.). Civilizațiile s-au dezvoltat mai ales pe malurile râurilor. Una dintre primele care au apărut a fost cea sumeriană (între anii 4.000 și 3.000 î.Hr.), în ținutul dintre cele două râuri Mesopotamia din Orientul Mijlociu. Alte civilizații au evoluat pe malurile Nilului, în Egiptul Antic, pe valea Indusului sau de-a lungul marilor fluvii ale Chinei. Istoria Lumii Vechi se împarte în Antichitate, având ca zone principale: Orientul Mijlociu, bazinul mediteranean, China antică și India antică, ajungând până în secolul al VI-lea; Evul Mediu, între secolele al VI-lea și al XVI-lea; Epoca modernă timpurie sau Renașterea, și Epoca modernă, de la Epoca Luminilor și Revoluția Industrială, ce începe din 1750 și până în prezent.În Europa, căderea Imperiului Roman de Apus (476 d.Hr.) este, în general, considerată ca marcând sfârșitul antichității și începutul Evului Mediu.O mie de ani mai târziu, în mijlocul secolului al XV-lea, tiparul cu caractere mobile, invenția lui Johannes Gutenberg, a revoluționat comunicarea, anunțând sfârșitul Evului Mediu și începutul Renașterii și al Revoluției științifice Prin secolul al XVIII-lea, dezvoltarea științei și a tehnologiei au condus la un salt calitativ numit Revoluția industrială. De atunci și până astăzi, timp de un sfert de mileniu, știinta, tehnologia, comerțul și, o dată cu acestea, și potențialul distructiv al războaielor și al altor pericole cu care se confruntă locuitorii planetei au crescut într-un ritm accelerat.

## Preistorie

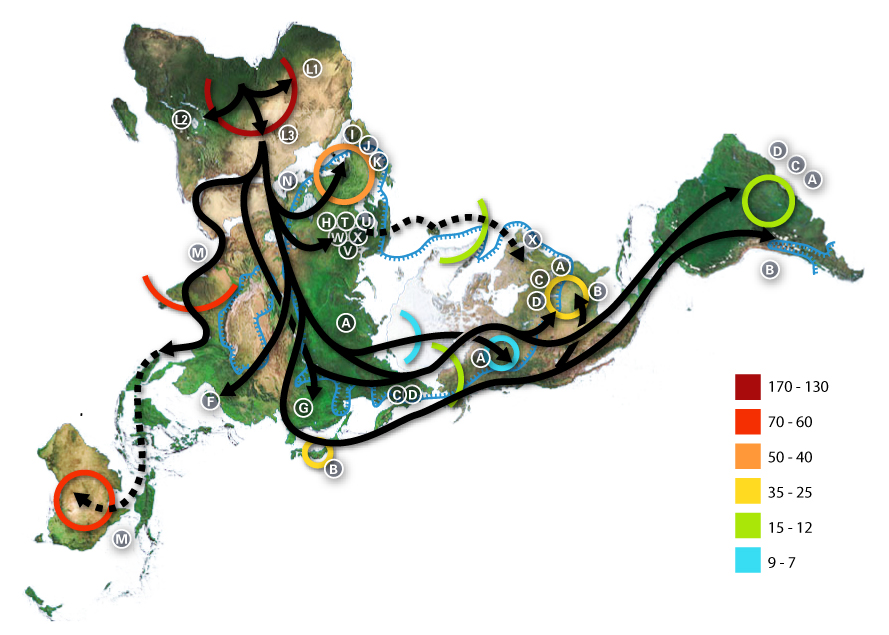
Harta primelor migrații umane, conform studiilor asupra ADN-ului mitocondrial.Numerele reprezintă mileniile până astăzi. Precizia hărții este disputată

La începuturile timpului, pe o planetǎ albastrǎ dintr-un sistem solar, Pământul nostru, singura planetǎ cunoscutǎ care poate întreține atmosfera și apa lichidǎ, s-au format condițiile necesare apariției vieții.La 4 miliarde de ani de la formarea acestei planete, o specie unicǎ a luat naștere. Acum 10 milioane de ani, formarea lanțurilor muntoase (ca Himalaya) sau formarea Marelui Rift African au perturbat tiparele meteorologice, provocând o rǎcire sistematicǎ a planetei, ceea ce avea să devină o situație favorabila pentru apariția aceste noii specii care va domina planeta. Acum 7 milioane de ani, strǎmoșii noștri, primatele , trǎiau în liniște, in copaci, la tropice, în junglele dese africane. Dar zona lor avea sǎ fie invadatǎ.Acest nou venit avea să aiba un efect profund asupra istoriei: iarba. În Africa de Est, pajiștile au invadat habitatul tradițional de pǎdure al primatelor.Cu copaci tot mai puțini și spații cât mai întinse între ei, primatele au fost nevoite să se adapteze.Fiind tot mai multe primate în copaci și cât mai puținǎ hranǎ, primatele au fost nevoite sǎ meargǎ de la o sursǎ de hrană la alta, separate de pajisti.Căutând hrană disponibilă, multe primate coboară din copaci și se adapteazǎ noului habitat, adoptând, treptat și lent, mersul biped, având membrele superioare cu care vom putea modela istoria și construi civilizația.
Acum 3,2 milioane de ani, o creatură unică și deosebită de celelalte specii de animale, pǎșea în ținuturile Etiopiei de azi. Numele ei era Lucy și provenea din specia Australopithecus afarensis. Avea 25 ani, o înălțime redusă de 1,07 m (cam cât un copil modern de 6-7 ani), cântărea în jur de 28 de kilograme și avea un volum cranian redus (3–400 cm³). Principalele caracteristici ale ei erau poziția bipedă, putând sǎ-și foloseascǎ membrele superioare ca balansier. Nu avea habitat amenajat sau unelte; probabil, avea comportamentul unui vânător de talie redusă, cu o puternică înclinație spre vânătoarea cooperativă și era culegătoare de fructe, ciuperci sau rǎdǎcini. Este consideratǎ a fi adevărata "Eva"- mama tuturor oamenilor. Primii ei pași bipezi reprezintǎ începutul unei lungi călătorii a umanității.
Acum 2,4 -1,5 milioane de ani, primii proto-oameni sau hominizi pǎșesc pe un pǎmânt ale cǎrui roci sunt pline de elemente din siliciu (al doilea element chimic de pe scoarța planetei), prin contactul cu oxigenul având capacitatea de a forma cristale, care s-au combinat creând roci solide, roci ce puteau fi cioplite și ajustate fǎrǎ a se sparge. Indivizii ce proveneau din specia Homo Habilis  ( al cǎrui volum cranian varia acum între 500 și 800 cm³ si care avea în jur de 127 cm înălțime și cântărea aproximativ 45 kg) puteau obține muchii ascuțite ce au fost folosite pe post de unelte de construit sau ca arme de vânat sau pentru ciopârțirea prazii. S-a declanșat, astfel, prima revoluție tehnologicǎ: Paleoliticul sau Epoca de piatră.

### Paleolitic

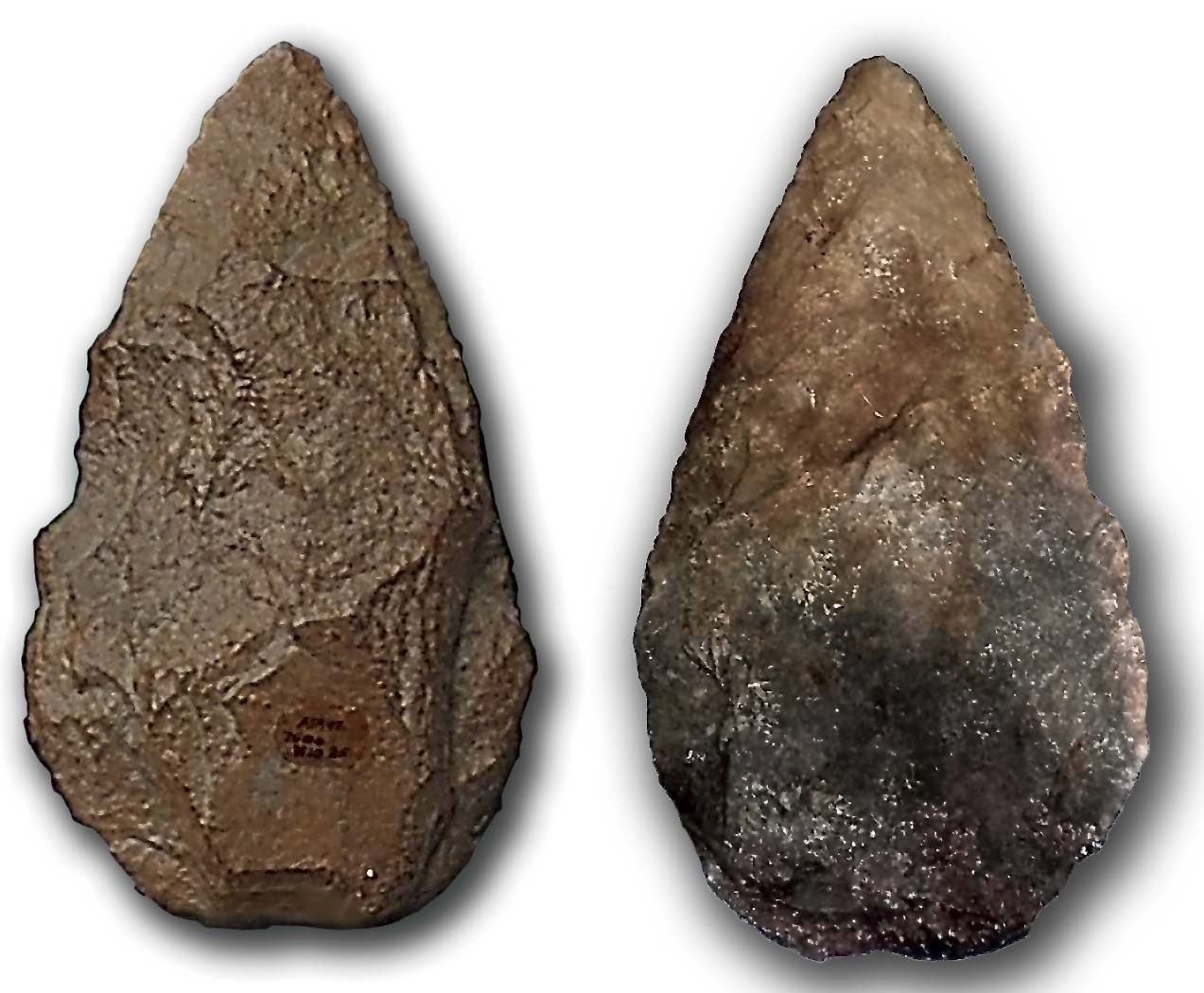
Topor paleolitic

În perioada paleoliticului, oamenii au trăit în grupuri ca vânători și culegători nomazi. Acum 800.000 de ani, într-o noapte furtunoasǎ din Africa, un fulger lovește un copac ce îl incendiazǎ sub ochii înspǎimântați ai hominizilor din specia Homo erectus (care aveau o talie de peste 1,50 m și un volum cranian de 1000 cm3 în medie).Treptat, vor învǎța sǎ-l stǎpâneascǎ, învǎțând tehnici de aprindere a focului prin izbirea rocilor de silex cu alte obiecte ascuțite. Stǎpânind focul, oamenii stǎpâneau planeta. Folosind focul pentru gǎtit, e ca și cum ar fi avut un stomac extern pentru a descompune alimentele, eliberând mai multe calorii și obținând mai multă energie, ceea ce va produce o mărire a creierului. Focul nu era numai o sursǎ de încălzire și o modalitate pentru gătit, dar și o armǎ ce îi apǎra de prǎdǎtori și va deschide calea spre noi tehnologii de confecționare a unor arme și mai puternice. Stǎpânirea focului avea sa fie un factor important pentru colonizarea regiunilor reci din nord, în Europa sau Asia preistoricǎ.

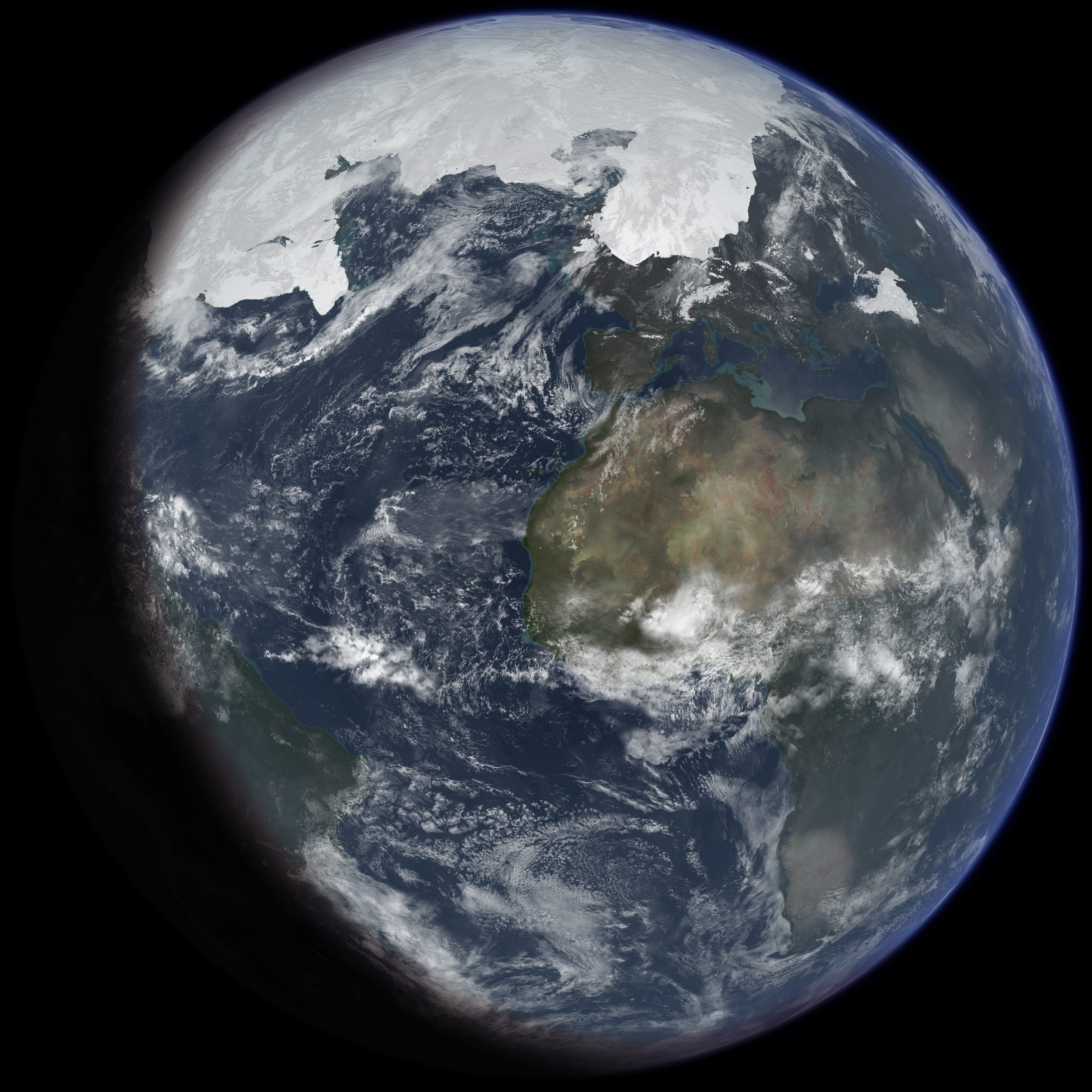
Emisfera nordică în timpul primei glaciații

Acum 230.000 de ani, specia oamenilor de Neanderthal care s-a desprins din hominizi a ajuns în Europa și Asia de Vest.

În paleoliticul mijlociu, acum 200.000 de ani, omul modern (Homo sapiens) luase pe deplin formã . Laringele coboarǎ, oamenii având posibilitatea de-a scoate sunete mai complexe, dezvoltându-și limbajul. Informațiile puteau fi, astfel, împǎrtǎșite între indivizi și peste generații. Oamenii au câștigat, astfel, un avantaj enorm față de oricarei creatură de pe planetă. Fǎcând schimb de informații, oamenii puteau sǎ nu mai depindǎ de propria experiențǎ, ci puteau sǎ se foloseascǎ de experiențele personale ale celorlalți, putând comunica. Ca specie, oamenii devin exponențial mai inteligenți. Odată cu apariția limbajului, oamenii practică muzica, arta și, de asemenea, acel mod specific de înhumare al celor decedați. Apariția ritualului funerar dovedește capacitatea de a prevedea – mormântul ascunzând trupul în descompunere – și o înțelegere superioară a conceptului de moarte. Acum 100.000 de ani, având membre superioare agile, un mers biped, stǎpânind focul și comunicând, cu un creier dezvoltat și unelte primitive, oamenii s-au putut deplasa dincolo de continentul african.

Acum 80-60 de milenii, oamenii s-au răspândit din Africa de Est în aproape toată Africa, apoi spre Orientul Apropiat și, mai departe, către Asia și regiunea Australiei de azi, spre nord ajungând în Europa, iar spre est în Asia Centrală, cu 40 de milenii în urmă, și, în sfârșit, spre cele două Americi acum 30 de milenii. Tot acum 40 de milenii este considerată ca fiind datată apariția paleoliticului superior, caracterizat printr-o acea cultură superioară paleoliticului mijlociu.
Expansiunea către America de Nord și Oceania a avut loc în cea mai recentă glaciație de acum 40-50 mii de ani, mai ales în perioada de apogeu a acesteia, atunci când, în condițiile de viață din emisfera nordicǎ, în zonele pe care, astăzi, le numim temperate, erau extrem de nefavorabile. Lipsa hranei în timpul glaciațiunii a dus, de multe ori, la acte de canibalism. 
Timp de 10-15 mii de ani, două specii și-au disputat supremația, conviețuind în Europa: Homo sapiens și Homo Neanderthalensis. Oamenii de Neanderthal  erau evoluați cultural, la fel de inteligenți ca oamenii de Cro-Magnon, capabili de realizǎri artistice și tehnologice. Practicau rituri funerare complexe, dețineau arme primitive și tehnici cu care puteau vâna animale mari (ca mamutul lânos, de exemplu) și își construiau colibe din oase de mamut. Erau organizați în grupuri mai mici, în favoarea oamenilor moderni, care aveau un sistem de comunicare mai complex și care erau mult mai bine organizați și adaptabili. Oamenii de Neanderthal au dispărut acum 30.000 de ani, fie datorită glaciațiunii, fie datorită încrucișǎrii cu oamenii moderni. În timp, oamenii din specia Homo Sapiens au început sǎ-și confecționeze haine din blănuri de animale cusute cu ace din os pentru a se încălzi în peșterile reci și au domesticit anumiți lupi ce au fost strǎmoșii câinilor de azi. Lupul, care a fost unul dintre inamicii săi în timpul erei glaciare, avea să devinǎ cel mai bun prieten al omului, pe care îl va sprijini la vânǎtoare.

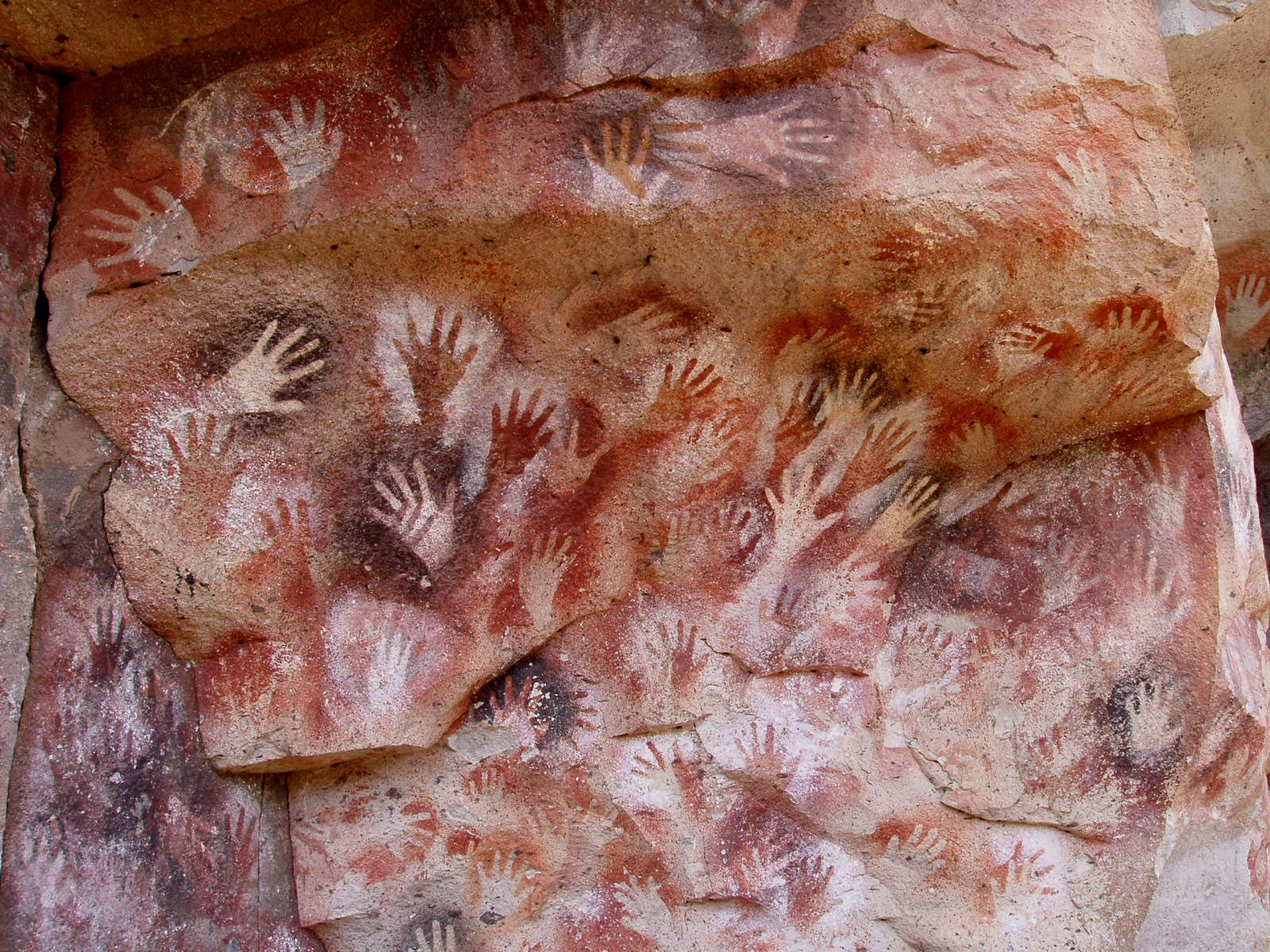
Amprentele rupestre din Pestera SantaCruz

Având nevoia de a se exprima și a lǎsa urme ale trecerii lor, oamenii preistorici și-au transpus viețile lor de vânǎtori si obiceiurile pe pereții peșterilor, prin picturi rupestre. Picturile rupestre, ce reprezentau animale asociate cu simboluri magice - pentru a cinsti spiritele lor -, scene de vânǎtoare realizate din amprentele suflate cu pigmenți extrași din plante peste mâna lipită de perete, pentru oamenii timpurii, semnificau un mod de a-și exprima identitatea, ca primă formă de individualism, reprezentând un salt intelectual și cultural uluitor.
La sfârșitul acestei glaciațiuni, odatǎ cu dispariția mamiferelor mari ca mamuții, acum 12.000 de ani, oamenii au colonizat aproape toate regiunile neînghețate ale globului. Oamenii din această perioadă își ornamentau corpul cu diverse obiecte (podoabe) pentru a-și îmbunătăți înfățișarea. Grupurile sociale erau, în general, mici și egalitariste, totuși, în acelea caracterizate prin abundență de resurse și tehnici avansate de stocare a alimentelor, s-a dezvoltat un stil de viață sedentar, cu structuri sociale complexe, cu ierarhizare și în care erau posibile contactele la distanțe mari, ca în cazul aborigenilor australieni. În acea perioadă, populația abia dacǎ număra câteva zeci de mii de oameni pe întreaga planetǎ.

### Mezolitic

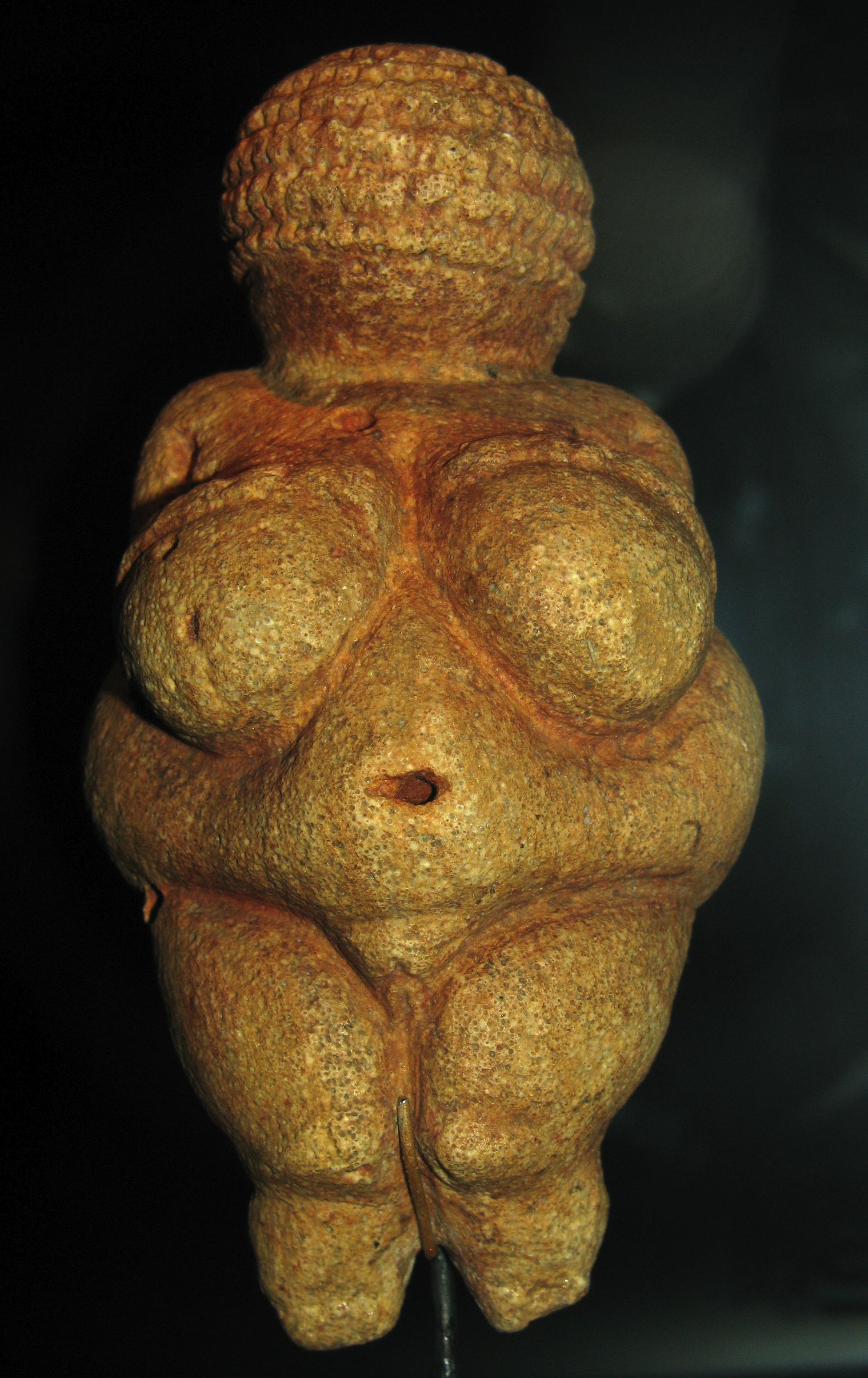
Venus de Willendorf-statueta feminina ce dateaza din anii 20 000 i.e.n., se presupune a fi una dintre primele manifestatii religioase pre-mitologice de adorare a unei zeite-mame a fecunditatii si fertilitatii

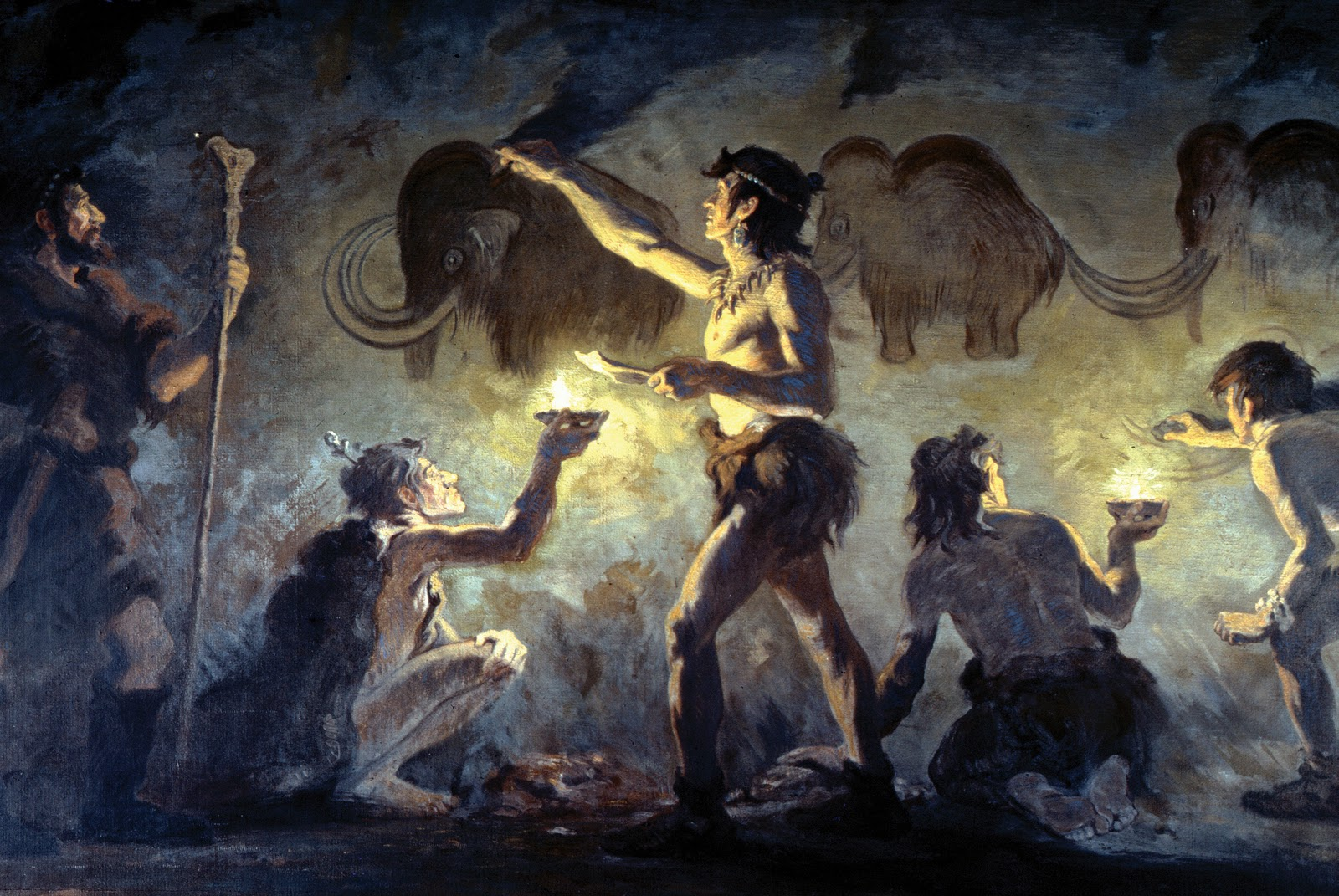
Oamenii preistorici pictând pe pereții peșterilor

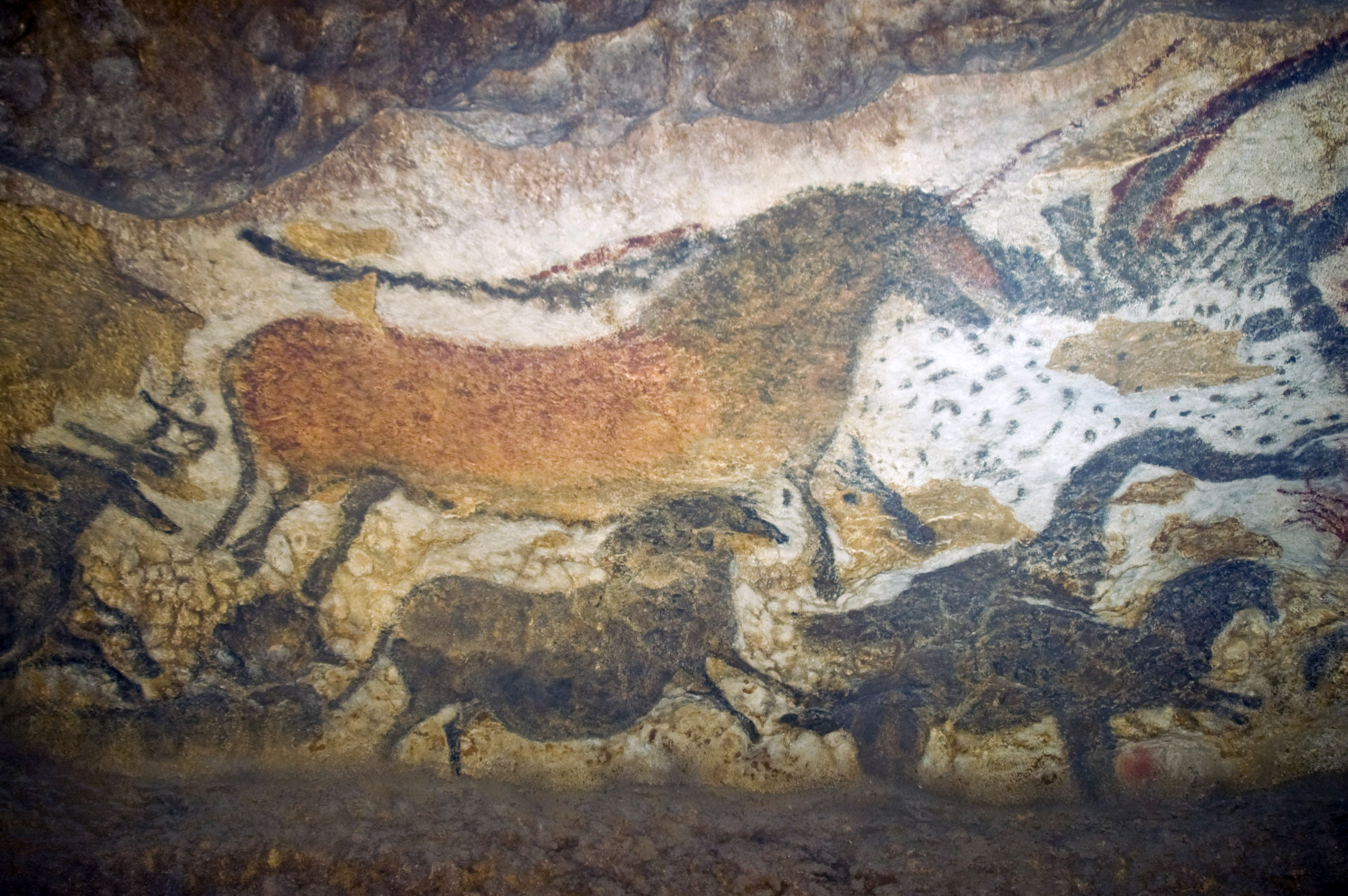
Picturile rupestre din Peștera Lascaux

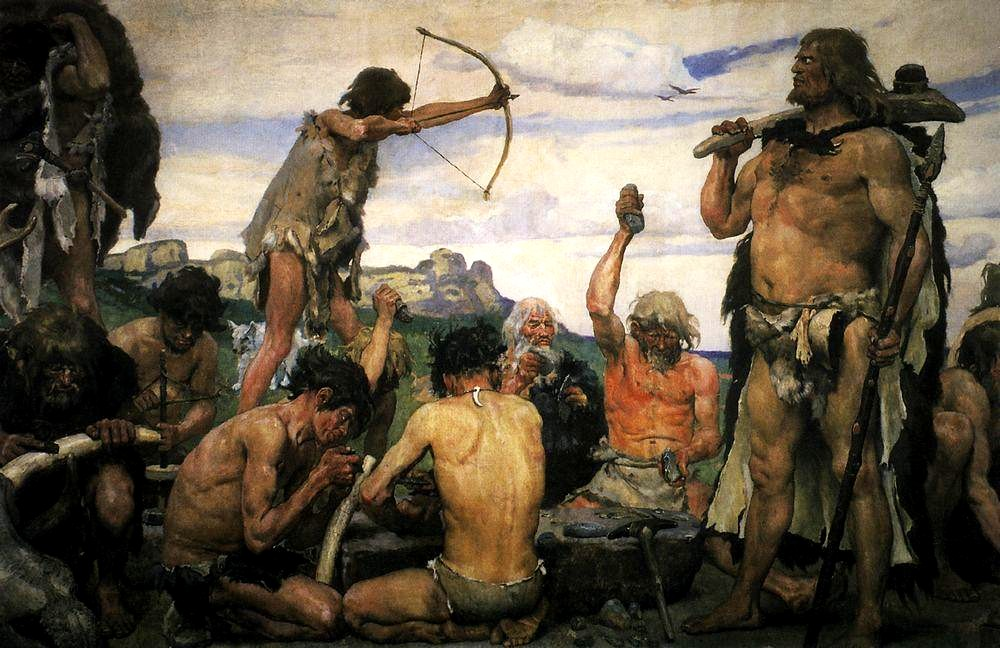
Vânători preistorici

Mezoliticul sau Epoca Mijlocie a Pietrei a fost acea perioadă a evoluției tehnologiei umane cuprinsă între paleolitic și neolitic, toate fiind perioade ale Epocii Pietrei.
Mezoliticul începe la sfârșitul pleistocenului, acum vreo 10.000 de ani și se sfârșește cu introducerea agriculturii, dată care variază cu fiecare regiune geografică. În anumite zone, cum ar fi Orientul Apropiat, agricultura a rămas, la sfârșitul pleistocenului, într-un stadiu oarecum incipient și acolo mezoliticul este scurt și indefinit. Pentru zonele în care glaciațiunile au avut un impact mai puternic, este preferat termenul epipaleolitic.
Regiunile, în care ultima glaciațiune a avut un efect mai puternic asupra mediului au cunoscut o epocă mezolitică mai îndelungată, durând chiar milenii. În nordul Europei, grupurile sociale au avut condiții de trai favorabile, cu rezerve de hrană mai bogate, doar în jurul acelor ținuturi mlăștinoase și împădurite datorită unui climat mai călduros. Stau mărturie vestigiile arheologice ale culturilor Maglemozian (zona Danemarcei de azi) și Azilian (la granița dintre Spania și Franța). În aceste condiții, apariția neoliticului în nordul Europei a fost amânată cam pe la 4.000 de ani î.Hr. (sau acum 6.000 de ani).
Vestigiile arheologice ale acestei perioade sunt limitate la resturile menajere descoperite și la defrișările regiunilor împădurite. Aceste defrișări vor fi practicate la scară mai extinsă în neolitic, fiind necesar tot mai mult spațiu pentru agricultură.
Mezoliticul este caracterizat prin apariția uneltelor de piatră mai fin prelucrate și de dimensiuni mai mici (vârfuri de lance, de săgeți), denumite microliți, prezente în majoritatea regiunilor. De asemenea, s-au mai descoperit unelte de pescuit, topoare de piatră și obiecte de lemn (canoe, arcuri cu săgeți) dovedind existența unor tehnologii mai avansate în zone ca: Africa, cele asociate culturii aziliene, ca apoi sa se răspândească în Europa, prin intermediul culturii ibero-maurusiene și Palestina (cultura Kebaran). Nu este exclusă posibilitatea unor invenții și descoperiri independente în cadrul acestor societăți aflate în plină dezvoltare.
La fel ca în paleolitic, în mezolitic, indivizii trăiau în grupuri și triburi mici în care predomină egalitarismul.

### Neolitic

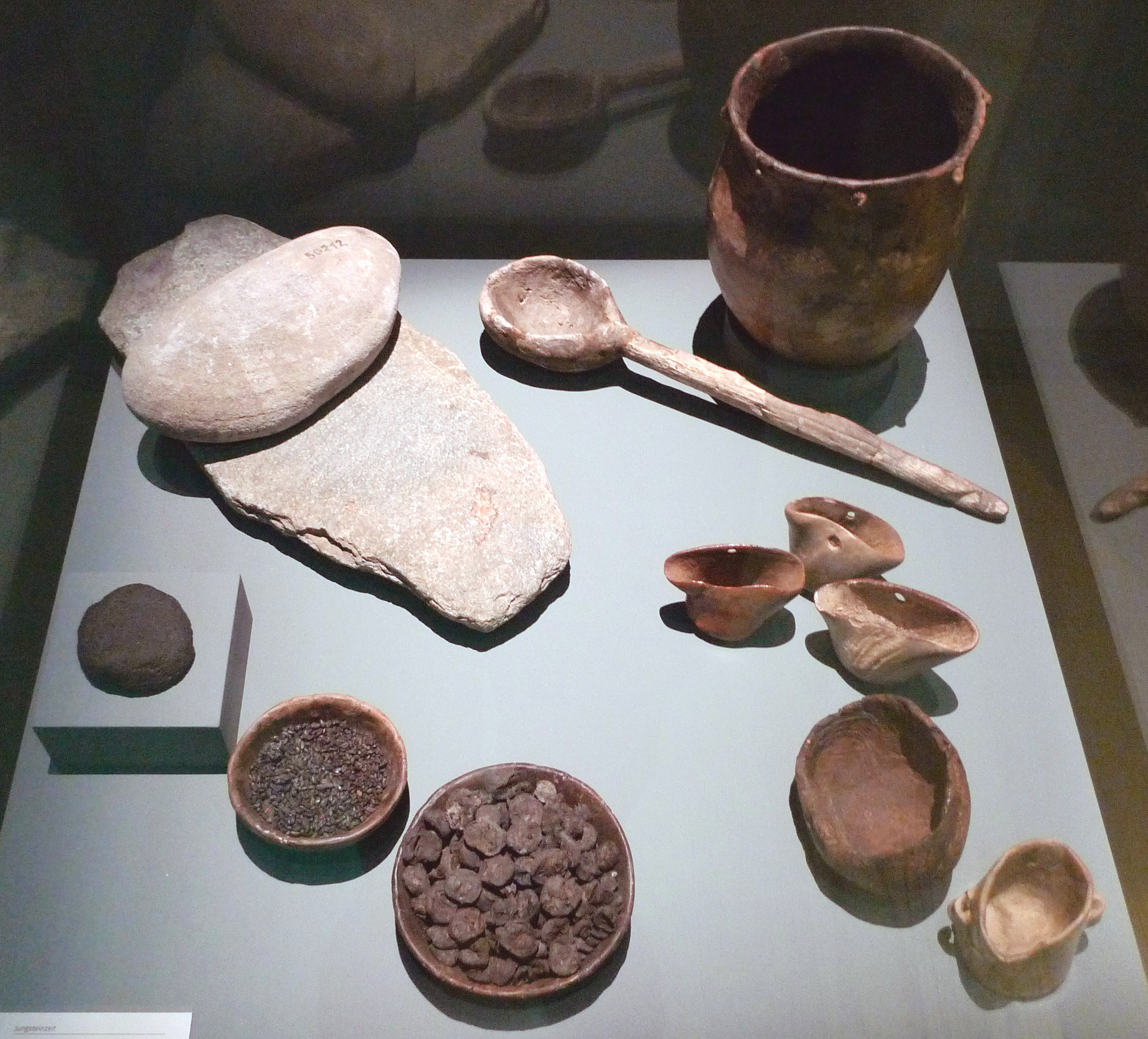
Oale și tacâmuri neolitice

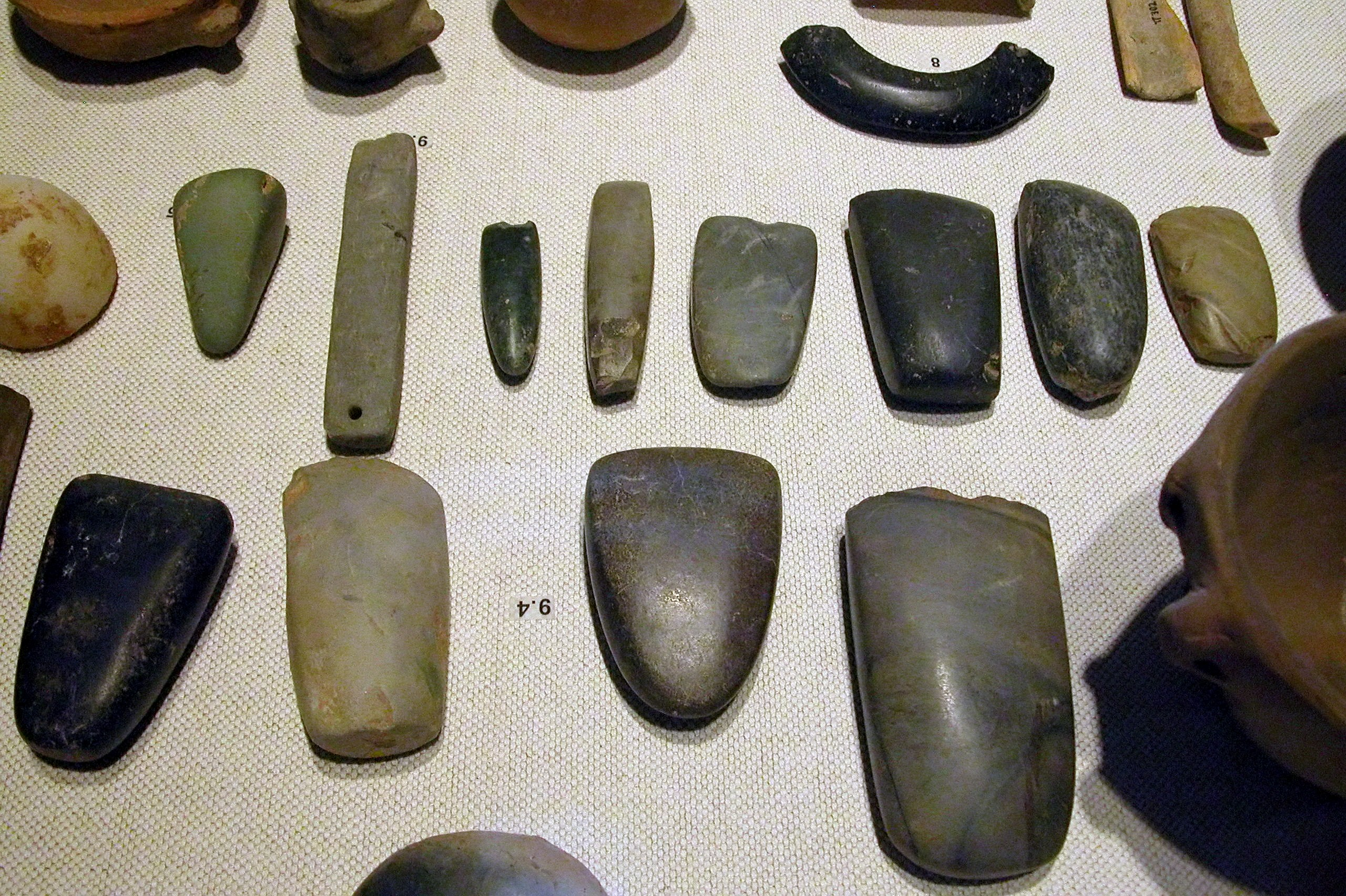
Unelte și arme neolitice

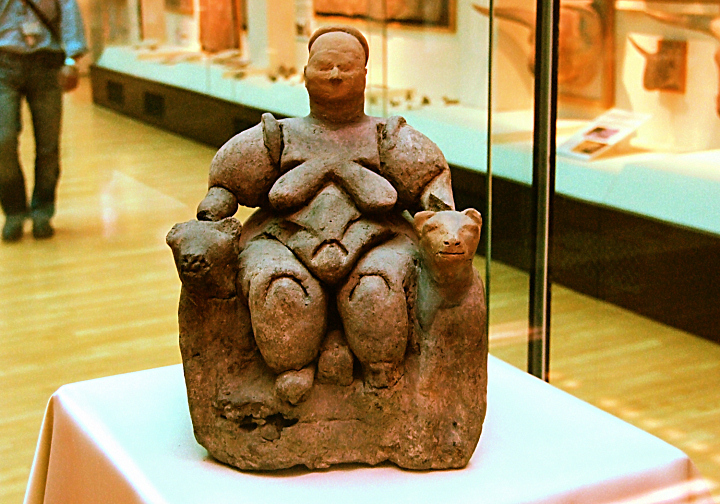
Figurină din lut a Zeiței-Mamă

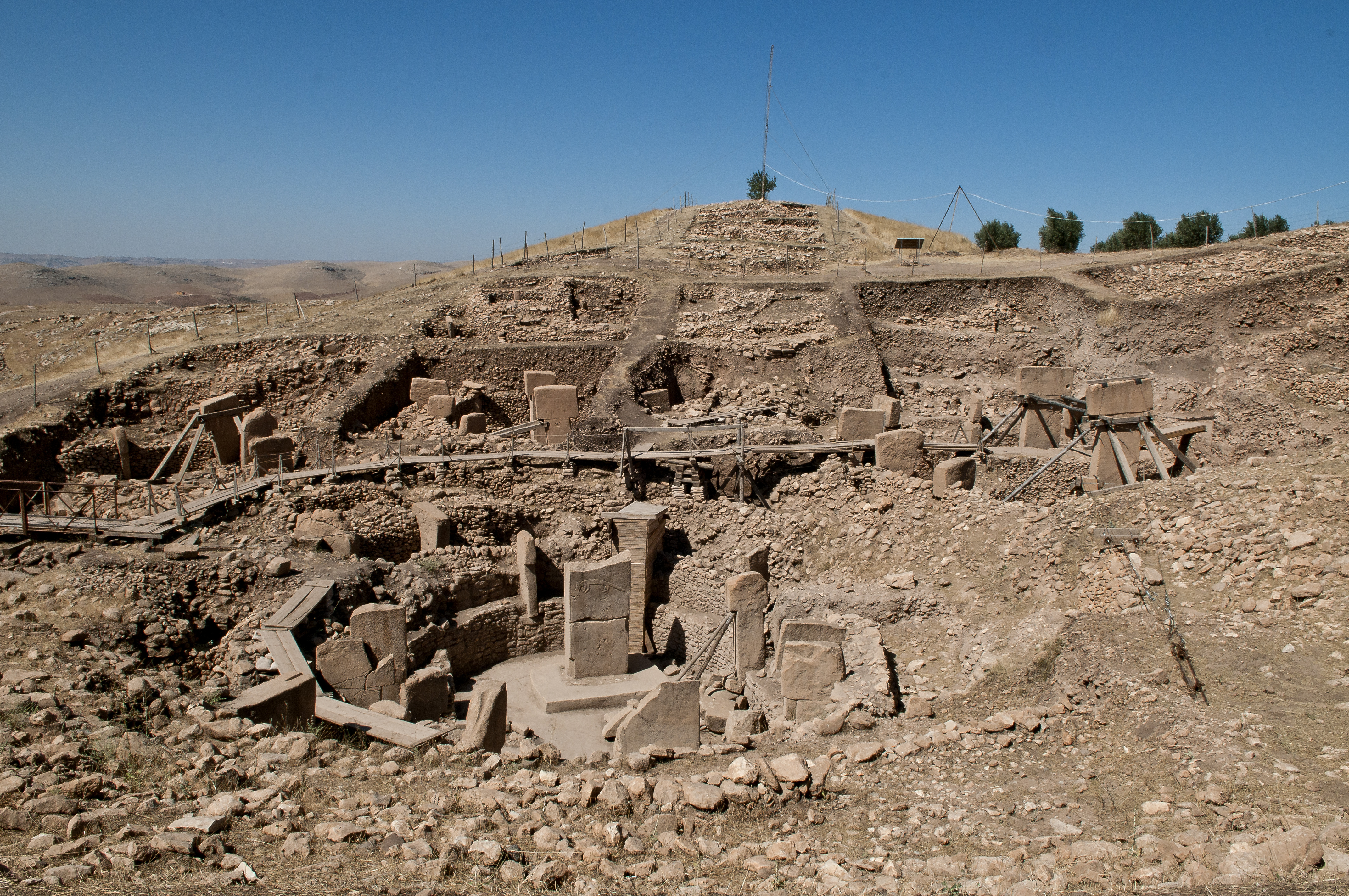
Sanctuarul Göbekli Tepe, Urfa

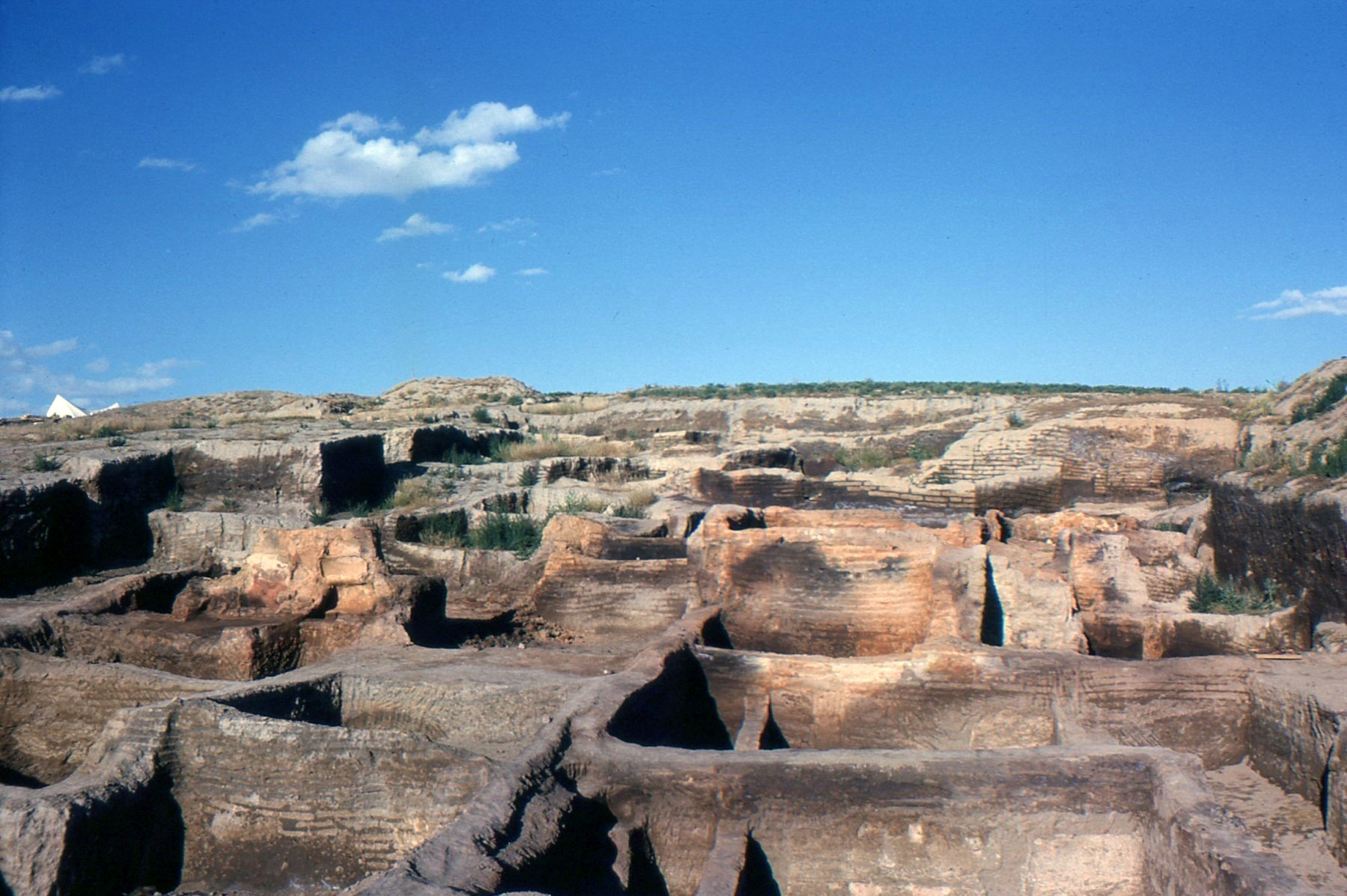
Çatalhöyük

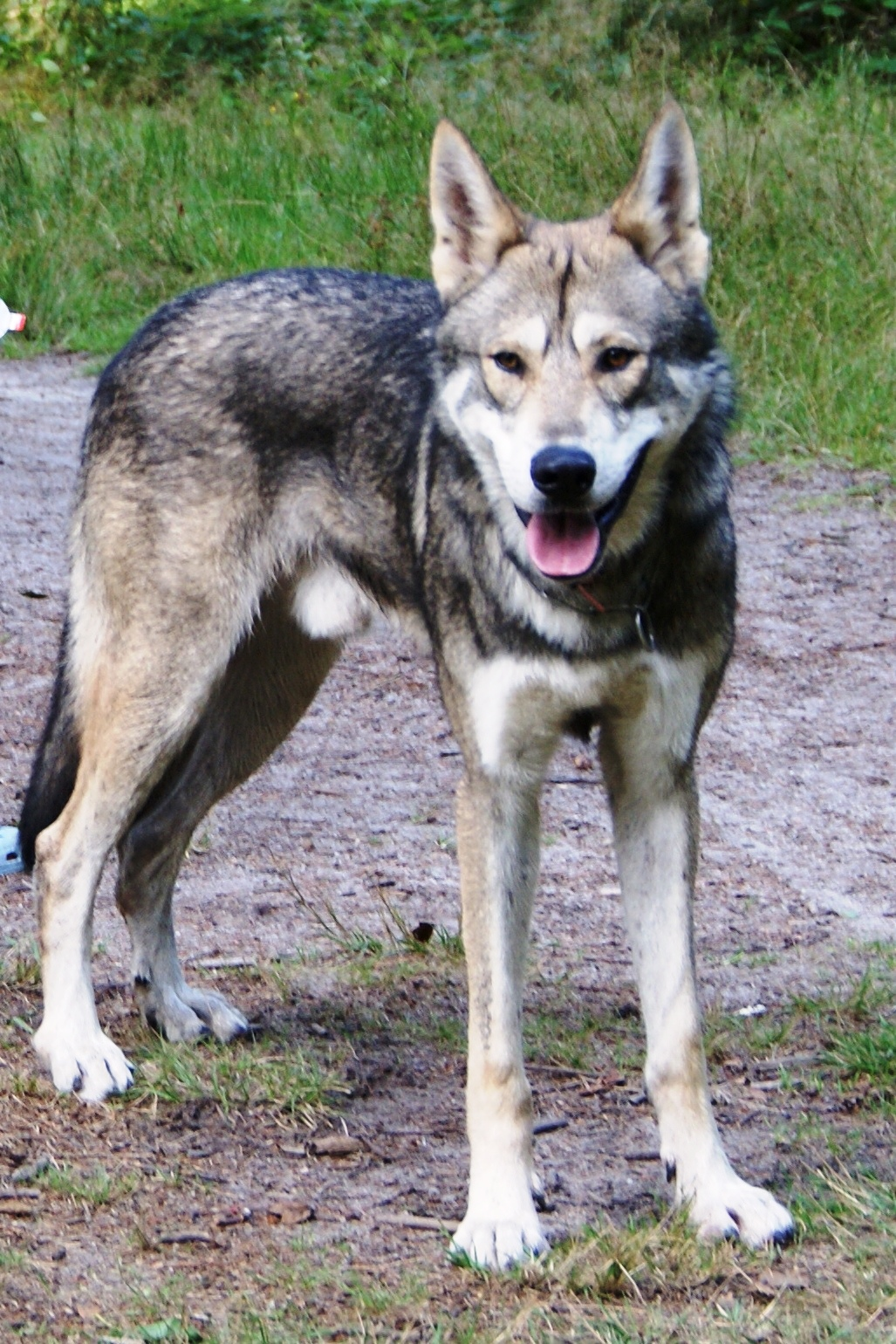
Lupul cenușiu, despre care se speculează ca ar fi primul animal domesticit de om, folosit de obicei la păzirea turmelor și a locuinței

Neoliticul, această "nouă epocă a pietrei", care a debutat acum 12.000 de ani, a fost o perioadă de dezvoltare a tehnologiilor și a societăților primitive aflată la sfârșitul Epocii Pietrei. Începutul acestei perioade este marcat de instituirea modului de viață sedentar, introducerea creșterii animalelor, a agriculturii și apariția prelucrării metalelor. Cea mai importantă schimbare comparativ cu perioadele precedente este apariția agriculturii. Cultivarea grâului a adus un nou aliment de bazǎ în viețile oamenilor: pâinea. În zonele în care s-a introdus cultivarea plantelor se produc mari schimbări economice și sociale: are loc un proces de sedentarizare, așezările cresc ca urmare a nevoii de forță de muncă pentru cultivarea terenurilor, locuințele devin mult mai solide și cresc, uneori, în dimensiuni. Această tendință se va menține și în mileniile următoare, prin apariția orașelor și a satelor, unde o mare parte a populației se află implicată în producția agricolă. Un alt beneficiu al practicării agriculturii a fost apariția unui surplus de produse care a putut fi păstrat sau oferit la schimb unor alte comunități. Sunt construite primele orașe în Asia Micǎ (Turcia de azi)-Çatalhöyük, în Palestina-Ierihon sau așezǎri tribale permanente ori sate conduse de proto-cǎpetenii în Europa megaliticǎ. Dezvoltarea orașelor a fost sinonimǎ cu apariția civilizației. Au fost domesticite bovinele, pǎsǎrile, porcinele și ovinele. Animalele au fost folosite ca o importantă sursă de hrană, dar și la schimbul de produse. Dejecțiile animale s-au folosit ca îngrășământ natural, combustibil solid sau material de construcții. În sânul comunităților în care creșterea animalelor a devenit ocupația preponderentă, ca urmare a păstoritului, apar noi schimbări sociale. Domesticirea animalelor a dus la creșterea demografiei, populația umanǎ numǎrând un milion de indivizi în anii 10.000 î.e.n., dar și la creșterea inegalitǎții între oameni. Viața grea de fermier le-a adus oamenilor un inamic nou: bolile ce se rǎspândeau cu repeziciune în mediul satelor și orașelor. Neajunsurile, foametea și competiția au iscat jafuri reciproce sau conflicte violente între triburi. Mumia omului zăpezilor, Ötzi, găsit în Alpi indicǎ semne cǎ a murit într-o luptă, din cauză că a fost străpuns de săgeți adverse, la fel cum indică și scheletele cu urme de vǎtǎmări ael fermierilor neolitici, ceea ce dovedește faptul cǎ, în Neolitic, conflictele violente erau la ordinea zilei. La fel ca în paleolitic, oamenii au continuat să folosească unelte cioplite din silex. În schimb, populațiile neolitice au creat o serie de unelte necesare agriculturii, cum ar fi, spre exemplu, seceri sau pietre de moară folosite la măcinat; au perfecționat tehnicile de vânătoare și pescuit, prin apariția unor diverse tipuri de săgeți, harpoane etc. Pentru păstrarea și gătitul produselor una din cele mai importante evoluții tehnologice este apariția vaselor ceramice. Pentru construcția locuințelor s-au folosit cărămizi de lut, cum este cazul în Levant, Anatolia, Siria, nordul Mesopotamiei și în Asia Centrală. În Europa locuințele au fost construite, în general, din lut amestecat cu materii organice pe structuri solide din lemn.
Odată cu apariția primelor așezări permanente, se produce un nou salt cultural: religia organizatǎ. În sudul Angliei, un monument megalitic, Complexul circular din piatră de la Stonehenge , care înglobează și construirea celebrului calendar al solstițiilor, va avea un rol importat pentru celebrarea morților, strǎmoșilor și zeilor. Credința în Viața de apoi îi va inspira pe oameni în realizarea unor construcții monumentale și grandioase și practicarea ceremoniilor dedicate divinitǎților.

## Antichitatea

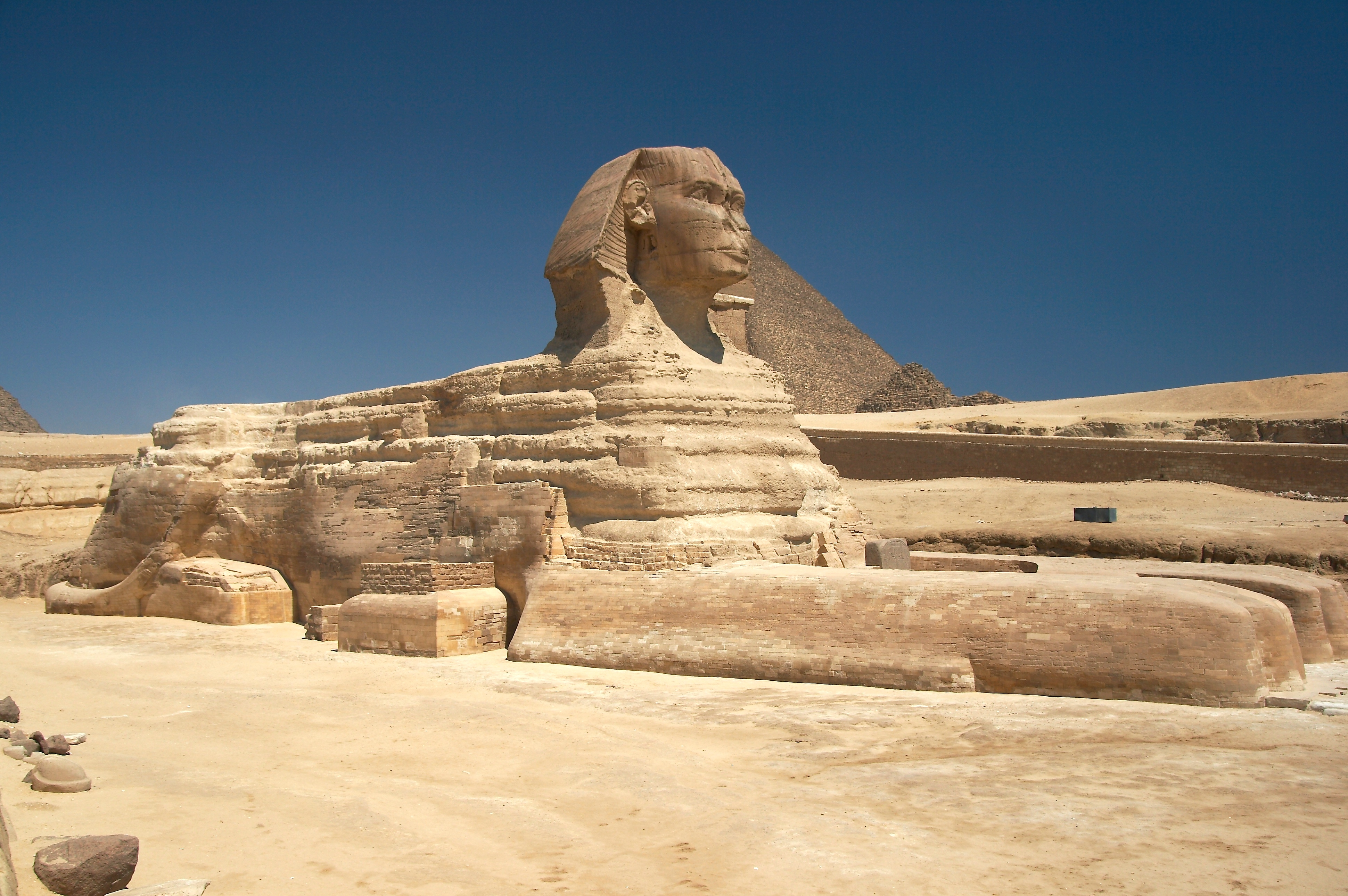
Sfinxul de la Giza

În aceeași perioadǎ când se înalțǎ complexul de la Stonehenge, la câteva mii de mile depǎrtare, în sud-est, un alt monument dedicat cultului morților era ridicat, fiind cea mai înaltǎ construcție ridicatǎ de om pentru urmǎtoarele 4 milenii. Pe malurile fluviului Nil, egiptenii ridicau cel mai mare mormânt dedicat Faraonului Keops (Khufu), regele-zeu al Egiptului. Prin mǎreția și grandoarea sa, trebuia sǎ se evidențieze că monumentul era înǎlțat de un "zeu" pe pǎmânt. Zeci de mii de muncitori care nu aveau nici unelte din fier, nu cunoscuserǎ nici roata, ciopleau pietrele de calcar cu unelte din cupru. Un întreg oraș a fost construit pentru a-i adǎposti pe aceștia. Nu erau sclavi, ci meșteșugari pricepuți plătiți și bine hrăniți, supravegheați de marele arhitect, Hemiunu, unul dintre primii mari ingineri cunoscuți din istorie de la Imhotep încoace (arhitectul primei piramide în trepte dedicatǎ faraonului Djoser, construite la Saqqara ). Organizarea, ordinele și comenzile se fǎceau prin intermediul uneia dintre cele mai mari inovații: scrisul dezvoltat cu 2 milenii înainte în Orientul Mijlociu. Hemiunu avea sǎ conducǎ unul dintre cele mai megalomanice proiecte, cu o forțǎ de muncitori nemaivǎzutǎ: 30.000 la numǎr, împǎrțiți în echipe concurente, care trebuiau sǎ transporte câte un bloc la fiecare 2 minute, în 10 ore de muncǎ pe zi. În cimitirele de lângǎ piramidǎ, scheletele multor muncitori aratǎ cǎ au suferit evidente leziuni. Mulți lucrători au fost trimiși în cariere ca sǎ extragă blocurile de granit și calcar și să le prelucreze meșterii pietrari. Blocurile erau apoi transportate pe Nil, pe un canal special construit. La debarcare, blocurile erau trase de sănii, împinse pe rampe (fǎcute din cărămizi de lut) cu rulouri de lemn sub ele. A fost nevoie de timp cca 20-30 de ani pentru ca cele 2 milioane de blocuri de granit și calcar să fie pregătite pentru a construi piramida. Partea exterioară a piramidei a fost acoperită cu calcar alb strălucitor, vârful era înfășurat cu o folie de aur, iar în interiorul piramidei, în camera funerară, odihnea mumia faraonului Keops, ce avea să ajungă printre zei.

### Semiluna Fertilǎ

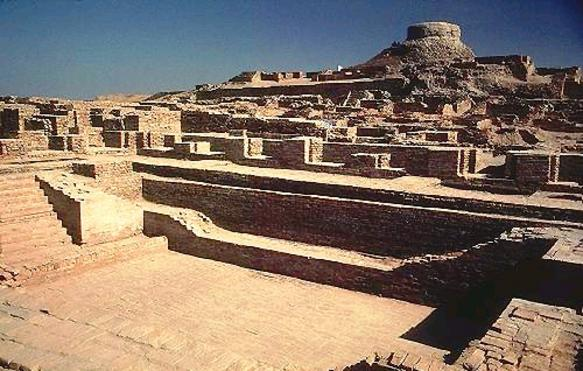
Mohenjodaro

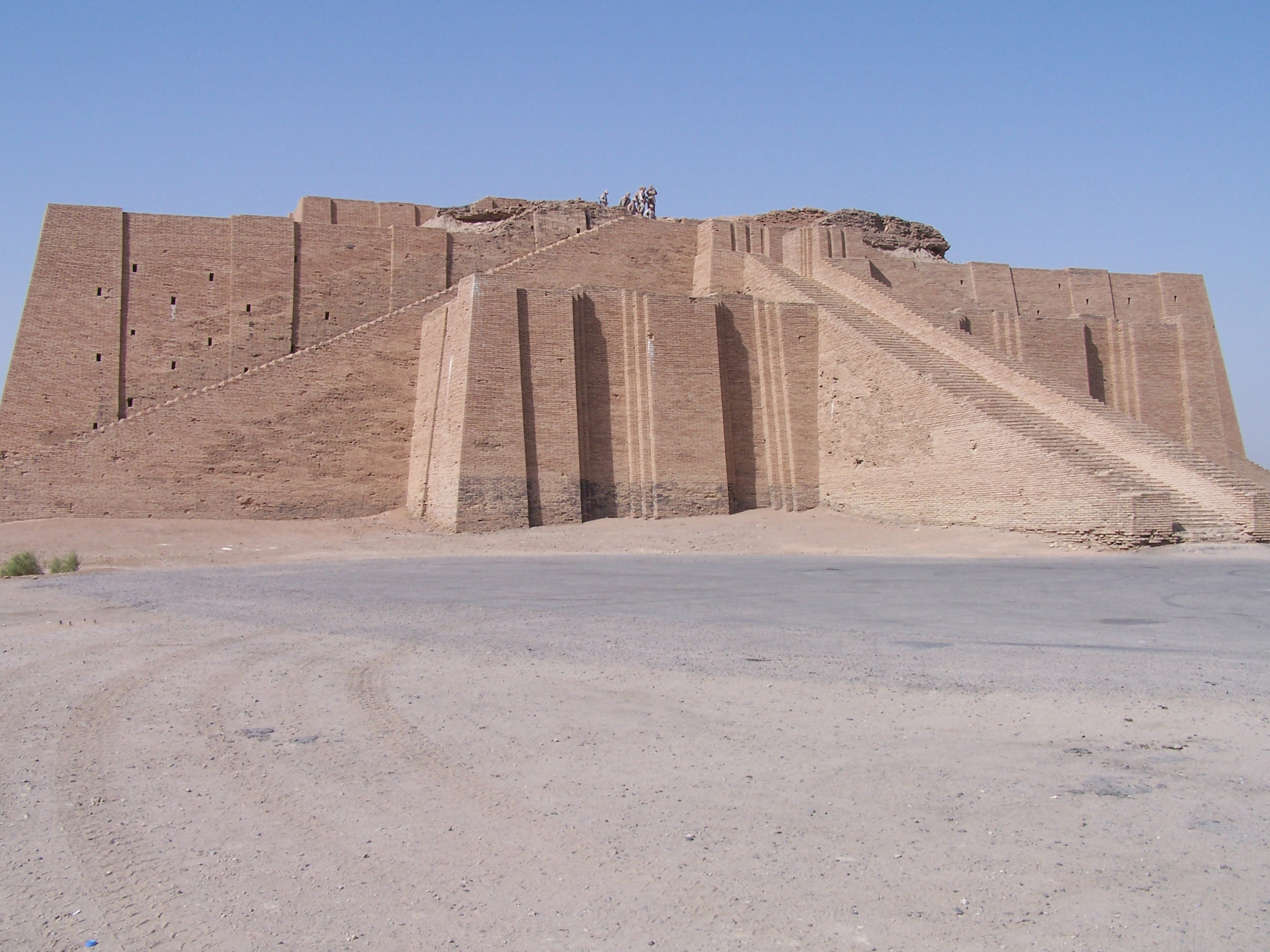
Ziguratul din Ur

Stindardul din Ur-partea care infatiseaza razboiul

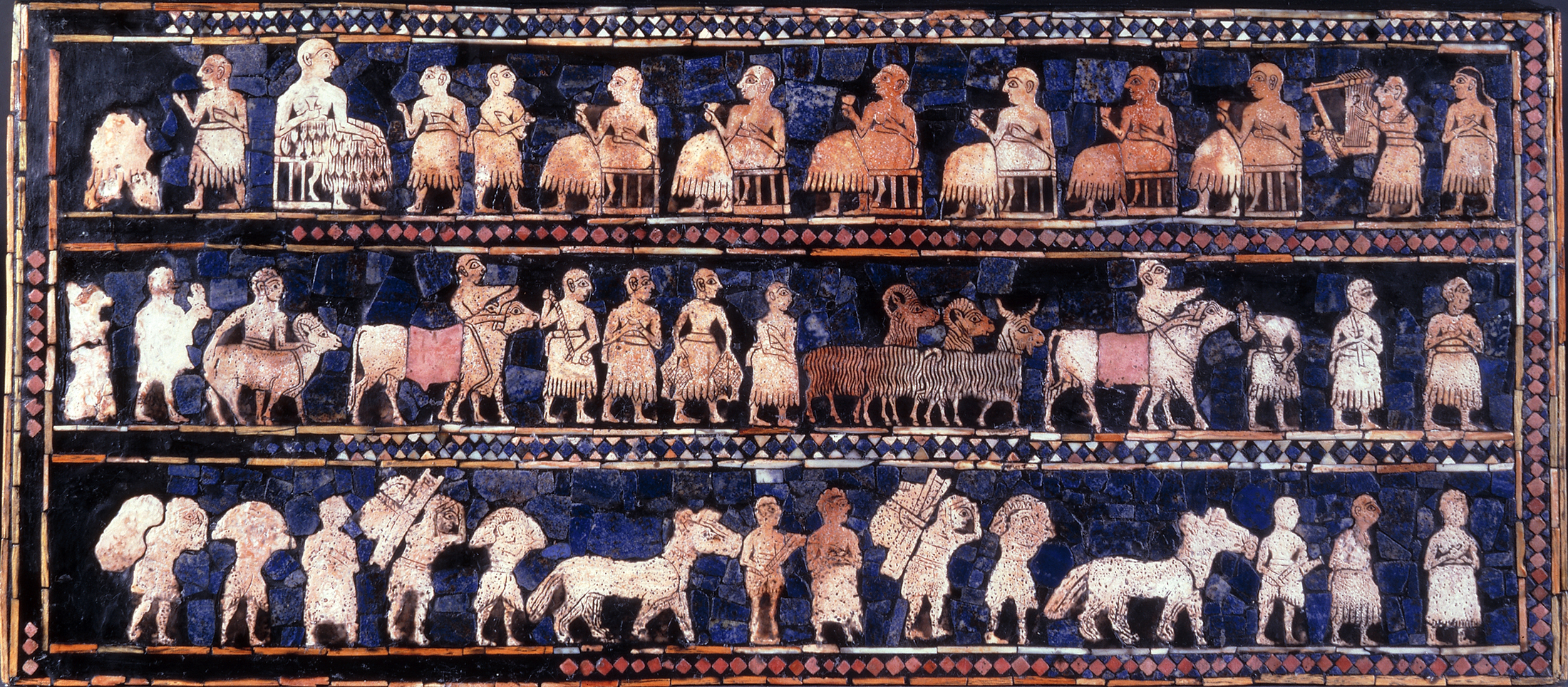
Stindardul din Ur-partea care infatiseaza viata pe timp de pace

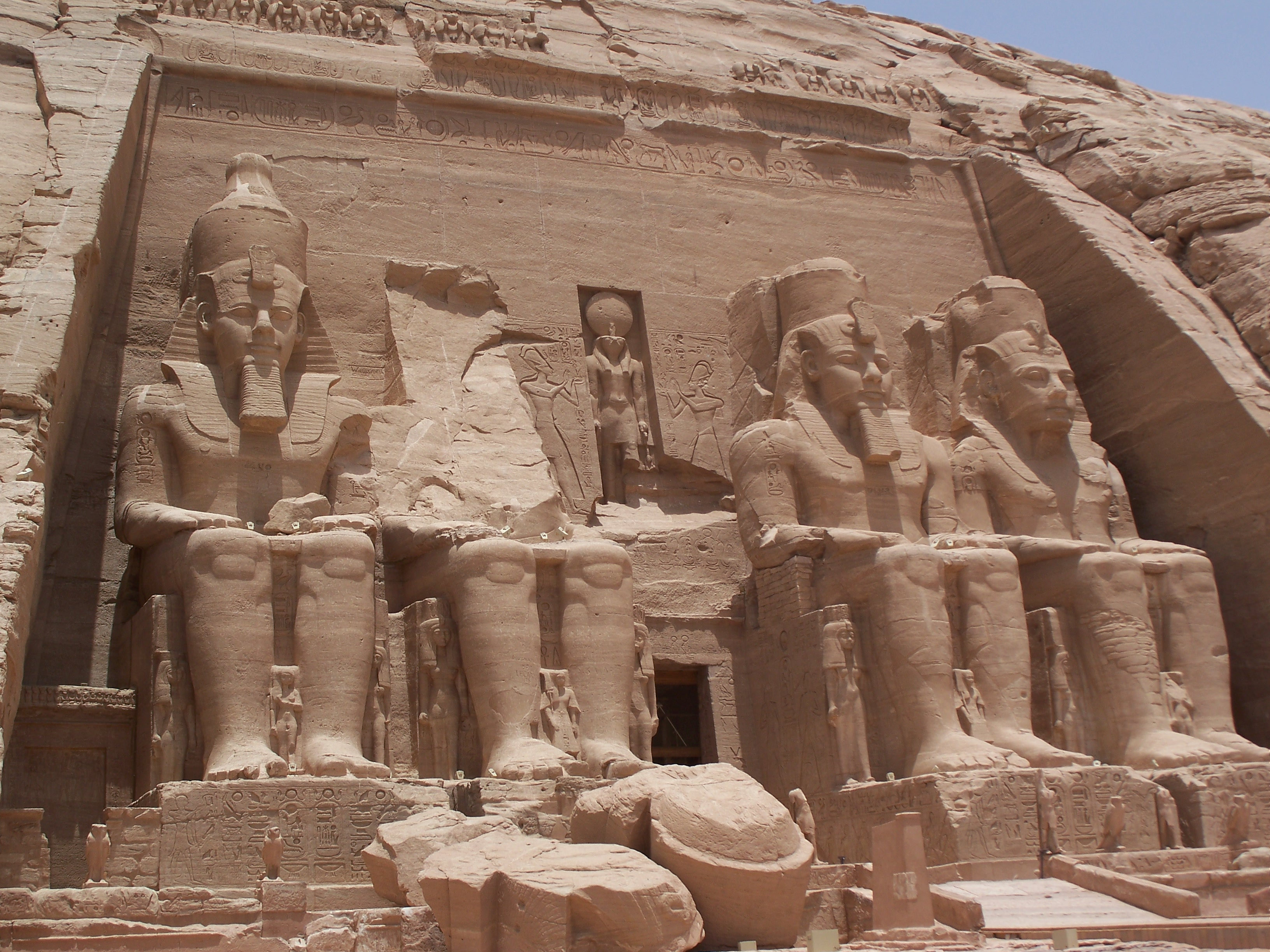
Abu Simbel

Revoluția neolitică a condus la schimbări majore cu consecințe importante. Este vorba, în primul rând, de creșterea demografică, datorată evoluției agriculturii.Populațiile tot mai dense s-au organizat în state. Pornind din stadiul de vânǎtori și culegǎtori de fructe și semințe, oamenii au învǎțat, treptat, să cultive plante și să crească animale domestice. În urmǎtoarele 3 milenii au apǎrut principalele îndeletniciri, precum olǎritul, navigația, mineritul, construcțiile, prelucrarea cuprului, cusutul și făurirea armelor. Primele orașe complexe au fost construite, nu mai devreme de 3000 î.en., pe malurile râurilor, în Egipt, Mesopotamia, India și China. Civilizația luase ființǎ. Cele mai timpurii comunități de agricultori cunoscute au fost întemeiate in Mesopotamia, la întretǎierea drumurilor dintre Europa și Asia prin anii 7000-8000 î.en. Comunitǎțile și satele de agricultori s-au rǎspandit în sud-estul Europei prin 6000 î.en.
În Sumer de prin 3400 î.en., așezǎrile de negoț s-au transformat în orașe ca Ur, Uruk, Eridu, Nippur, Umma sau Lagaș.De-a lungul fluviului Nil, s-a dezvoltat o civlizație avansatǎ, ce a durat 2500 de ani. În alte pǎrți ale Africii, oamenii duceau o viațǎ mai simplă. Prin 2600 î.en. au fost ridicate construcții de mari dimensiuni, ca piramidele din Egipt, ziguratele din Mesopotamia, monumentele megalitice circulare din Europa și primele temple din Peru. Cam în aceeași perioadă, populația regatului Kuș, din estul Africii, învǎța să prelucreze metalele, iar astronomii chinezi urmăreau pentru prima oară o eclipsă de soare.
În Asia, au existat patru nuclee de dezvoltare.Pe valea Indusului, prin 2600 î.en., s-a dezvoltat o civilizație avansată ce a cuprins orașe ca Harappa sau Mohenjo-daro, clădirile lor din cărămizi fiind aliniate de-a lungul unor străzi care se întretaie în unghi drept. Un sistem perfecționat de canalizare permitea alimentarea lor cu apă curentă. În China, deși primele comunități agricole luaserǎ amploare prin 4000 î.en., tradiția chinezească susține cǎ bazele civilizației au fost puse de Împǎratul Galben prin 2700 î.en.Celelalte douǎ nuclee au fost delta fluviului Mekong, în sud-estul Asiei, unde se cultiva orez, și Noua Guinee, cu o populație de agricultori.
Pe coasta Atlanticului, în jur de 4000 î.en., o culturǎ avansatǎ a început sǎ ridice movile și construcții circulare din piatră și lemn.Cele mai vechi monumente se găsesc în Irlanda, Anglia, Scoția și în provincia franceză de azi, Bretagne. Mai târziu, spre 500 î.en., Europa a fost dominatǎ de celți, deși cele mai avansate civilizații care au construit orașe au fost cea din Creta, Micene, în Grecia și cea etruscǎ, în Italia.
Agricultura era cunoscutǎ și în America Centralǎ înaintea anului 3000 î.en., iar prin 2000 î.en., peruvienii din munții Anzii Cordilieri formaserǎ comunitǎți de agricultori.Populația în continuǎ creștere locuia în sate stabile care, în sute de ani, s-au mărit treptat, devenind orașe. Prin 2600 î.en., pe coasta peruvianǎ se construiserǎ temple mari, cam in aceeași perioadă în care începuserǎ sǎ apară construcțiile megalitice circulare din Europa și piramidele din Egipt. În Mexic, s-a dezvoltat civilizația olmecilor, civilizația zapotecilor, precum și culturile Moche și Nazca. Prin 500 î.en., și maiașii din Mexic construiau piramide. În America de Nord, populația vâna animale și rǎtǎcea în cǎutarea hranei pe un continent vast, unde nu existau nici orașe, nici civilizație. Acești oameni care trǎiau din resursele pe care le oferea pǎmântul, aveau legende și credințe, leacuri, unelte și locuințe simple. Primii pași spre civilizație au fost fǎcuți prin 700 î.en., de cǎtre populația Adena, ce trăia în pădurile din statul Ohio de azi.Aceștia înǎlțau temple pe movile, trǎiau în sate mari și confecționau obiecte din cupru.
Dintre toți locuitorii Terrei, aborigenii din Australia au istoria cea mai consecventǎ. Ei nu au cunoscut multiplele schimbări dramatice și evenimentele altor culturi. Aborigenii erau răspândiți pe toatǎ suprafața continentului australian pe care au cutreierat-o milenii în cǎutare de hranǎ și vânat. Noua Zeelandǎ era aproape nepopulatǎ. În insulele Polineziei, în anii 3000 î.en., s-a dezvoltat cultura Lapita-marinari care, în jurul anului 1500 î.en., au strǎbǎtut oceanul pentru a explora insulele îndepărtate.

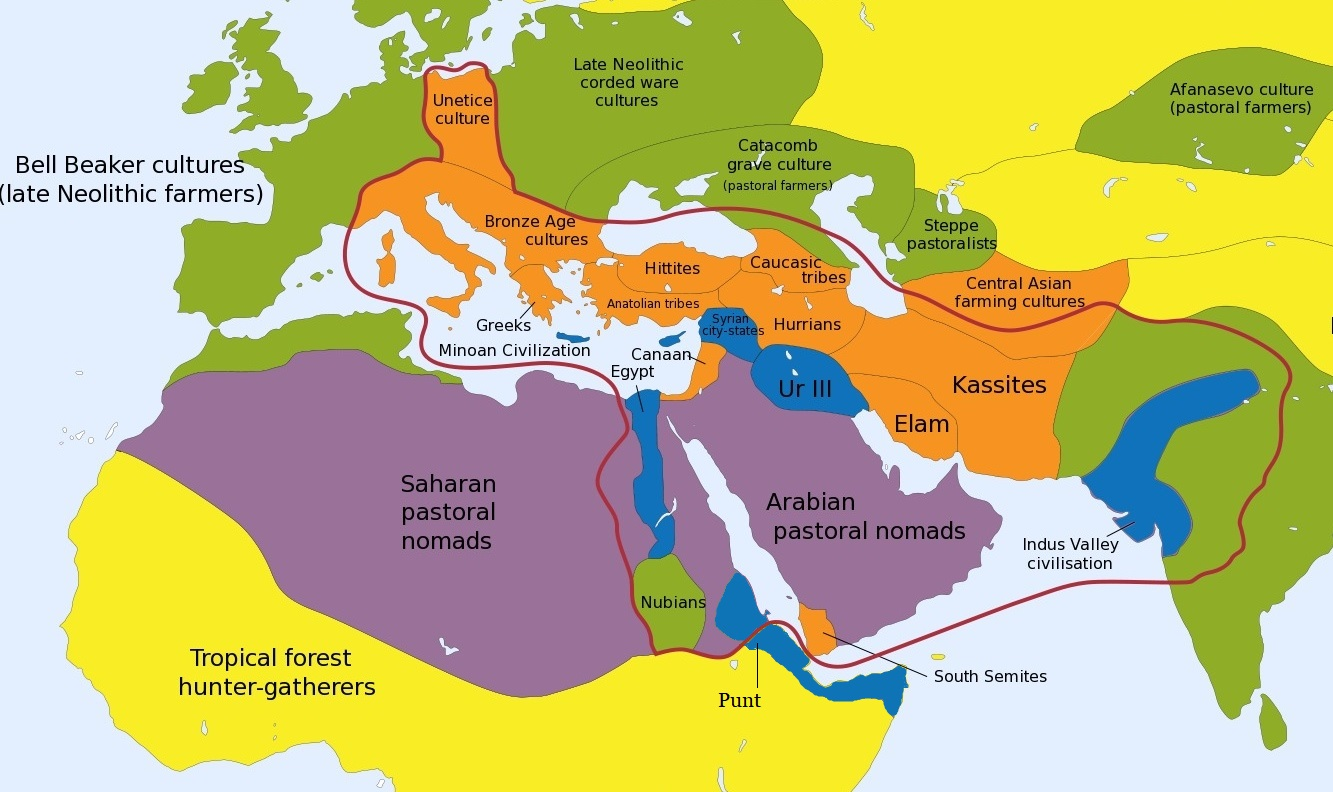
Eurasia si nordul Africii in anul 2000 i.en., in timpul epocii bronzului
Cornul Abundenţei
Orasele din Mesopotamia
Primul imperiu-Imperiul Akkadian
Orientul Mijlociu si Apropitat in secolul XIII i.en.
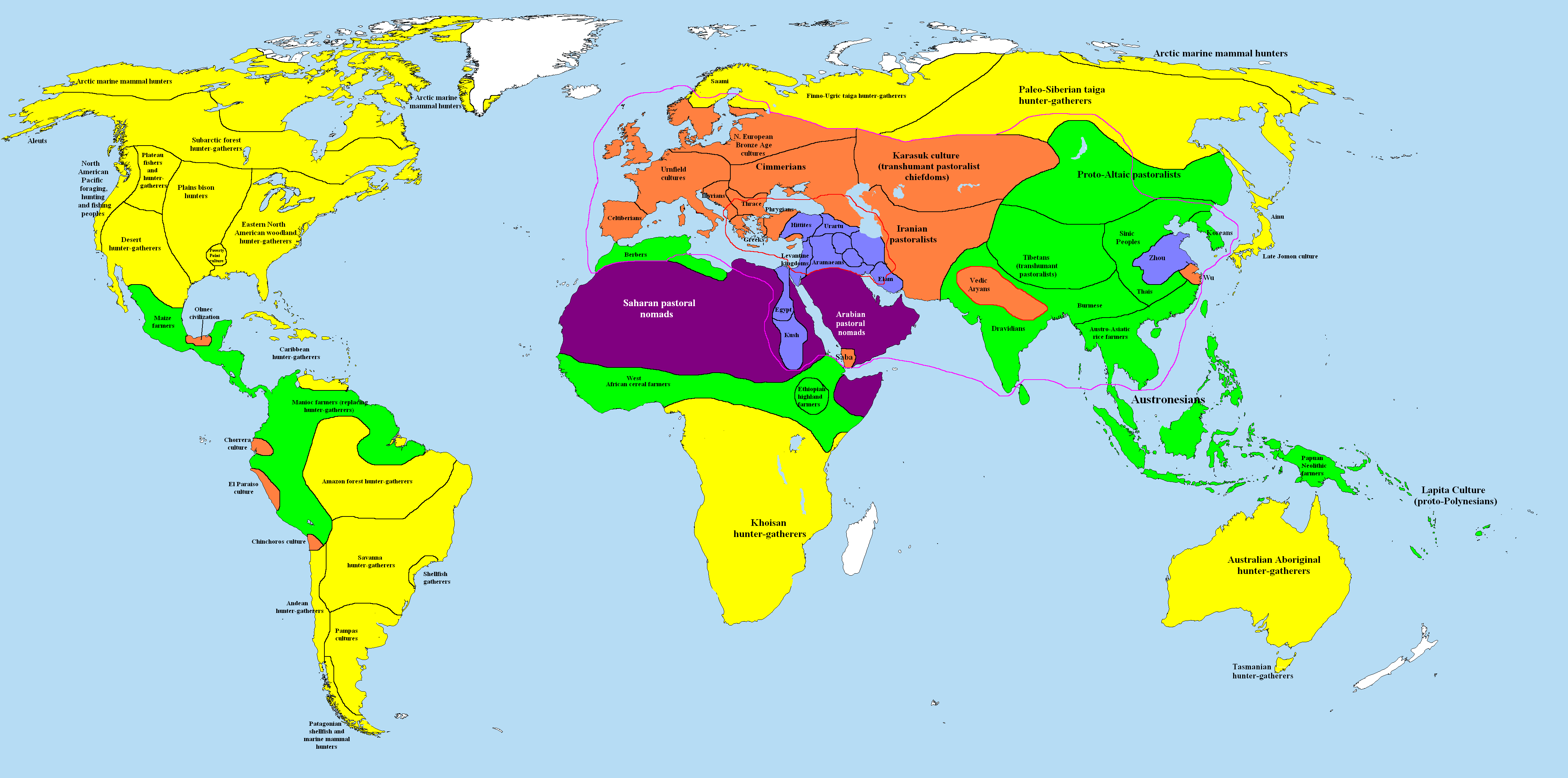
Lumea in anul 1000 i.en.

##### Dezvoltarea agriculturii și domesticirea animalelor

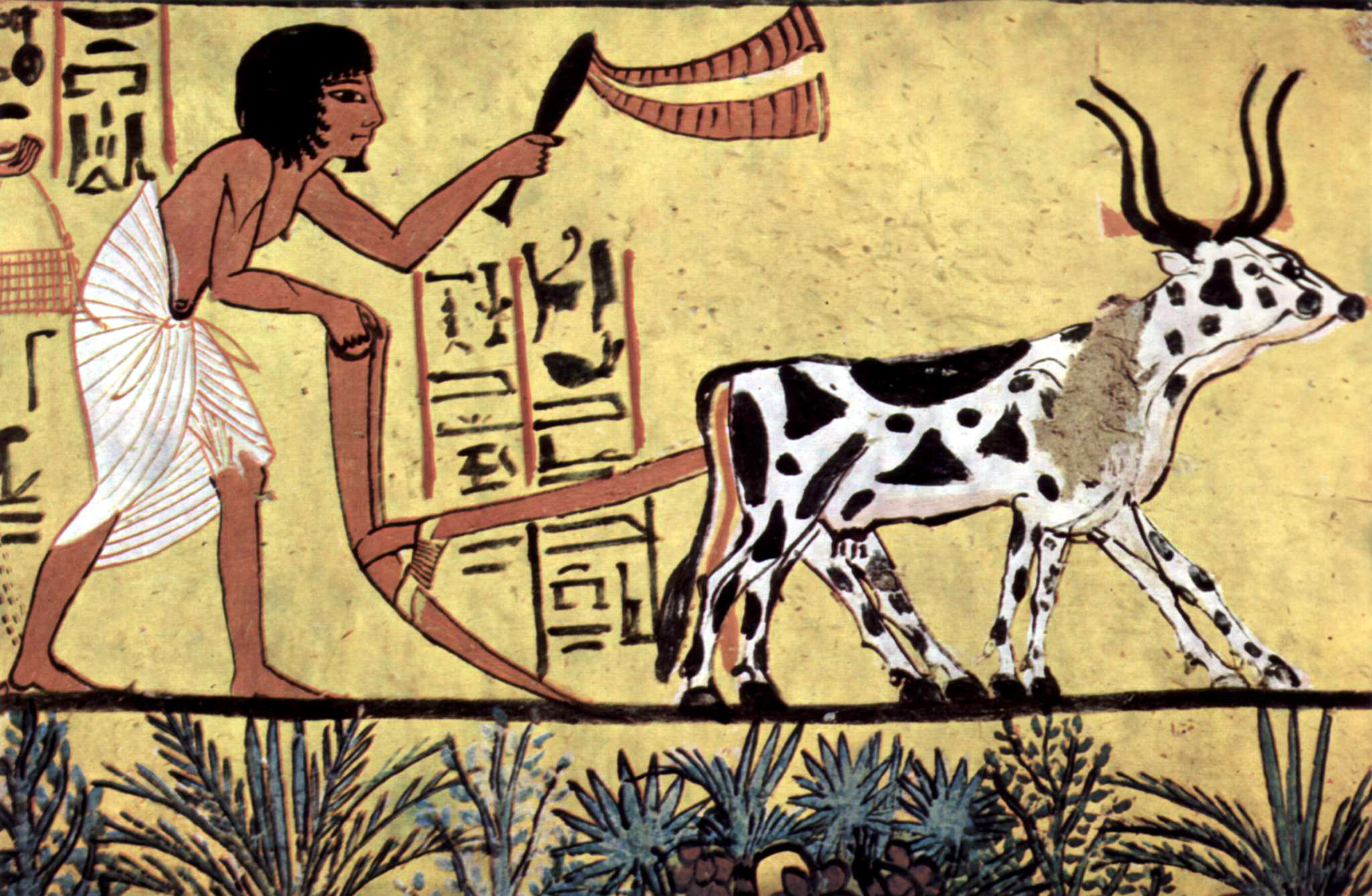
Plug tras de boi din Egiptul Antic, c. 1200 î.en.

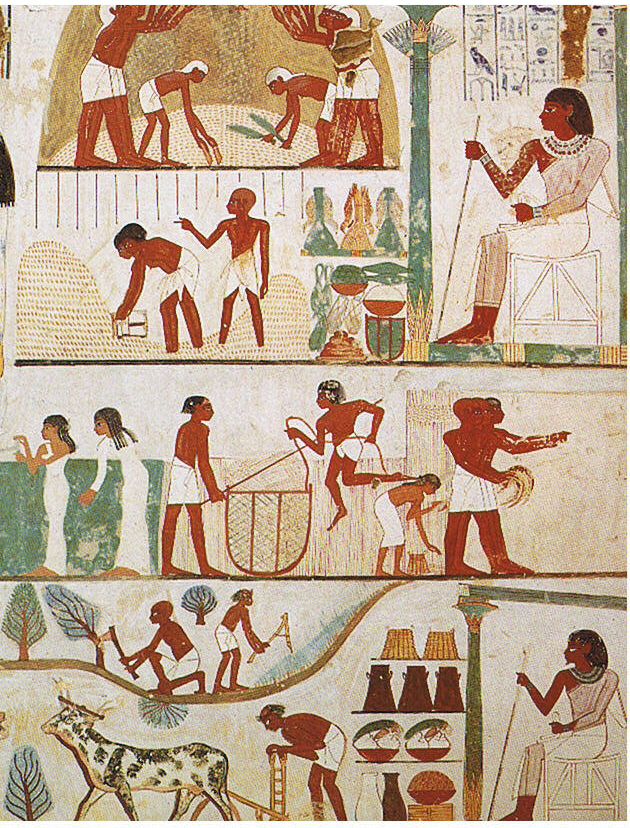
Cultivarea pamantului

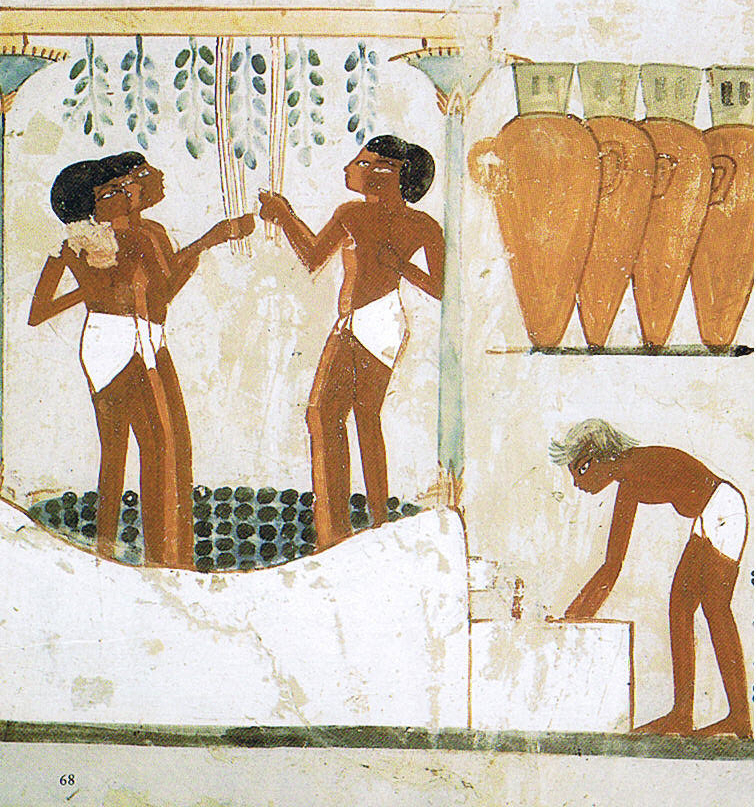
Prepararea vinului la egipteni

O schimbare majoră ca Revoluția neolitică, a avut loc prin mileniul al X-lea, o dată cu adoptarea agriculturii, când comunitățile renunță la nomadism și trec la sedentarism. Cele mai vechi dovezi descoperite ale practicǎrii agriculturii datează de la sfârșitul ultimei ere glaciare, aproximativ acum 11.000 de ani în urmă. Dovezile sugerează că cei mai timpurii agricultori au fost vânǎtori-culegǎtori bogați, care au avut la dispoziție o mulțime de produse alimentare la indemână. În faza incipientă, dezvoltarea agriculturii a fost un proces lent și ciclic. Semințele erau semănate primăvara, apoi, terenurile erau întreținute și adăpate până când culturile erau gata pentru a fi recoltate. Deoarece foarte puține locuri aveau un climat potrivit pentru producția agricolă, pe tot parcursul anului, fermierii aveau să înmagazineze produsele alimentare pentru lunile de iarnă, sau cumpǎrau de la pescarii și vânǎtorii care procurau hrana. Fermierii au fost întotdeauna la mila naturii și vremii: dacă nu ploua sau dăunători le distrugeau recoltele, familiile puteau, pur și simplu, muri de foame. Sumerienii sunt printre primii care trec la acest mod de viață stabilă prin 9.500 î.en. Prin 7.000, agricultura se răspândește și în India, prin 6.000 în Egipt, iar prin 5.000 ajunge și în zona Chinei. Prin 2.700 î.Hr., agricultura este adoptată și în America Centrală. Deși atenția specialiștilor este concentrată în zona Orientului Mijlociu și a Cornului Abundenței, descoperirile arheologice efectuate în cele două Americi, Asia de Est și Asia de Sud-Est au dovedit ca și aici, agricultura a cunoscut o aceeași continuă dezvoltare.
O etapă importantă în evoluția agriculturii o constituie apariția și dezvoltarea irigațiilor și utilizarea forței de muncă specializate la Sumerieni prin 5.500 î.en. Agricultorii din Semiluna Fertilǎ săpau șanțuri prin care apa ajungea pânǎ la culturi. Cu ajutorul iazurilor și stǎvilarelor se puteau fertiliza terenuri situate la mare depǎrtare de râuri. În Egipt și China, revǎrsǎrile anuale erau folosite în vederea irigǎrii. Leagănele vechilor civilizații au fost râurile, văile, fluviile precum Tigrul, Eufratul în Mesopotamia, valea Nilului în regiunea Egiptului, valea Indului în India și văile fluviilor Yangtze și Fluviul Galben pe teritoriul Chinei actuale. Unele popoare nomadice, cum ar fi indigenii australieni și boșimanii din sudul Africii nu au practicat agricultura până aproape de zilele noastre. În Mesopotamia, grâul și orzul au fost încrucișate cu alte graminee, pentru a se obține varietǎți noi, din care se preparau pâine și plăcinte. Egiptenii cultivau grâu și orz pentru pâine și bere, și in pentru țesǎturi. Culegeau trestii de papirus pentru a fabrica foile de papirus pe care scriau hieroglifele. Pe valea Indusului, agricultorii cultivau orz, grâu, bumbac, pepeni și curmale. Munca la câmp se fǎcea cu elefanți și bivoli indieni îmblânziți. În China, sub Dinastia Shang, oamenii au tras cu plugul și au cultivat mei, grâu și orez, precum și duzi pentru hrǎnirea viermilor de mǎtase, din care produceau mǎtase. Olmecii din Mexic cultivau porumb, fasole și dovleci. Agricultura este cea care a făcut posibilă apariția societăților umane complexe, denumite civilizații; apar piețele de schimb și se formează statele. Tehnologiile încep să faciliteze controlul asupra naturii și dezvoltarea transportului și a comunicațiilor.

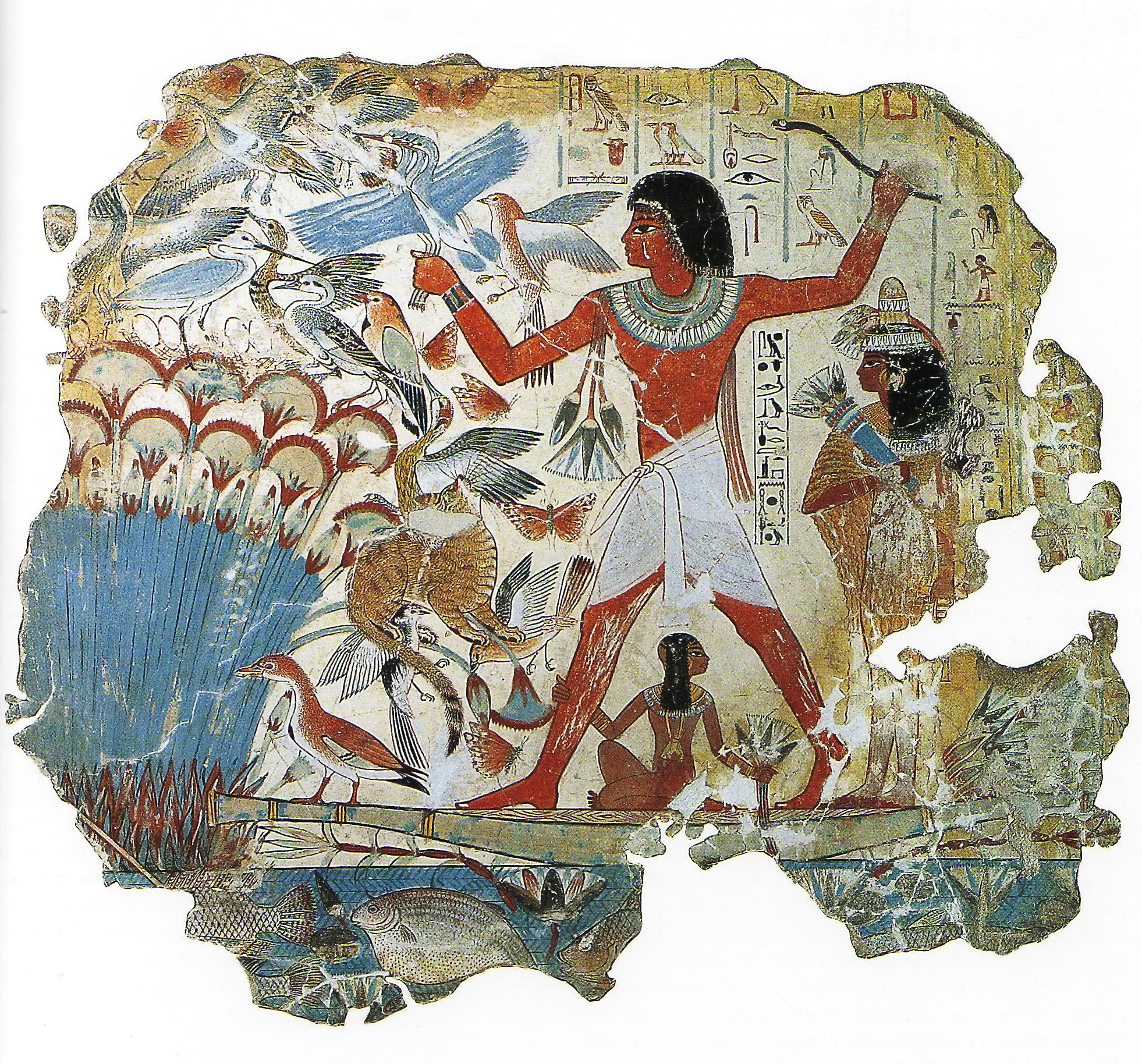
Vanatoare de ibisi

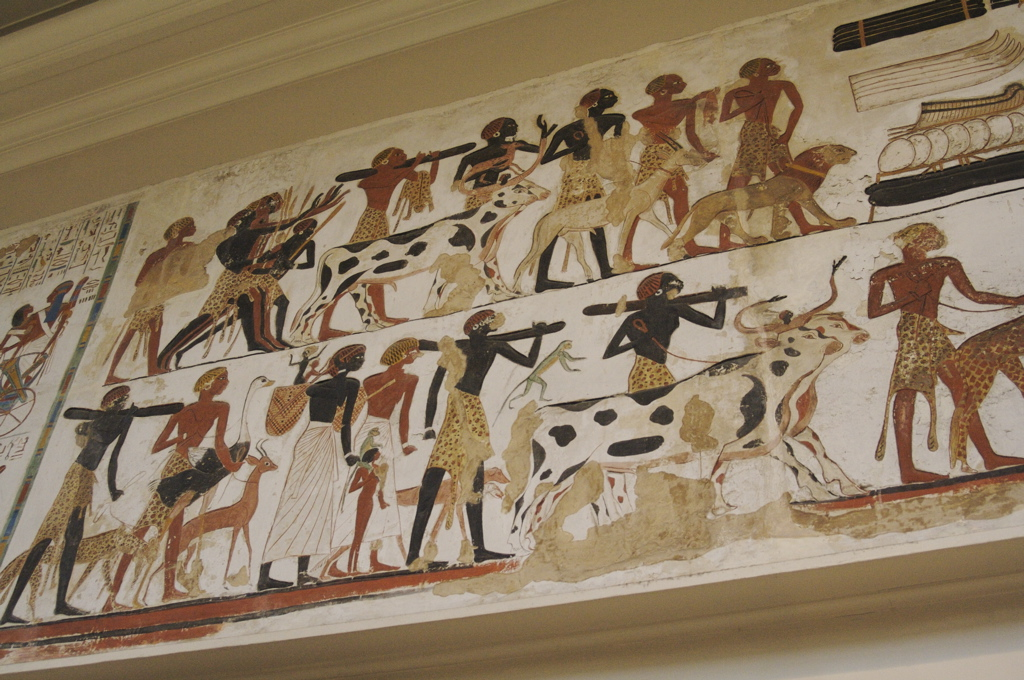
Cirezi de vaci

Creșterea animalelor pare să fi avut loc la aproximativ în același timp cu inventarea agriculturii. Câinele a fost cel mai vechi animal domesticit, crescut pentru a ajuta la vânătoare. Dovezile sugereazǎ cǎ aceștia au fost mai întâi domesticiți și crescuți în China - în fapt, geneticienii cred că aproximativ 95% dintre câinii care trăiesc azi se trag din câțiva strǎmoși canini comuni din China. Hrǎnindu-se cu orice tip de aliment, maturizându-se rapid, ușor de instruit, util și rapid, apǎrǎtor și loial, câinele a reprezentat "prietenul ideal al omului", împreunǎ cu oamenii, devenind o forțǎ de neoprit. Caprele, vitele, porcii și oile au fost domesticite în Orientul Mijlociu, în anii 10.000 î.e.n., de la care întrebuințau carnea, laptele, pieile și lâna; le foloseau la cǎratul poverilor. Calul a fost domesticit în regiunea Ucraina, în anii 4000-3500 î.e n. și a fost adus în zona Mǎrii Mediterane de cǎtre hitiți. Este posibil ca primii cai sǎ fi fost crescuți pentru carnea lor, mai degrabă decât ca animale de lucru. De abia după o jumătate de secol, calul devine animal de lucru în Europa și Asia. Calul a devenit cel mai important animal domesticit din istoria omenirii, fiind utilizat în transport și în rǎzboaie. De-a lungul antichitǎții, oamenii au continuat sǎ vâneze, folosind tehnici de capcane tot mai eficiente.

### Epoca bronzului

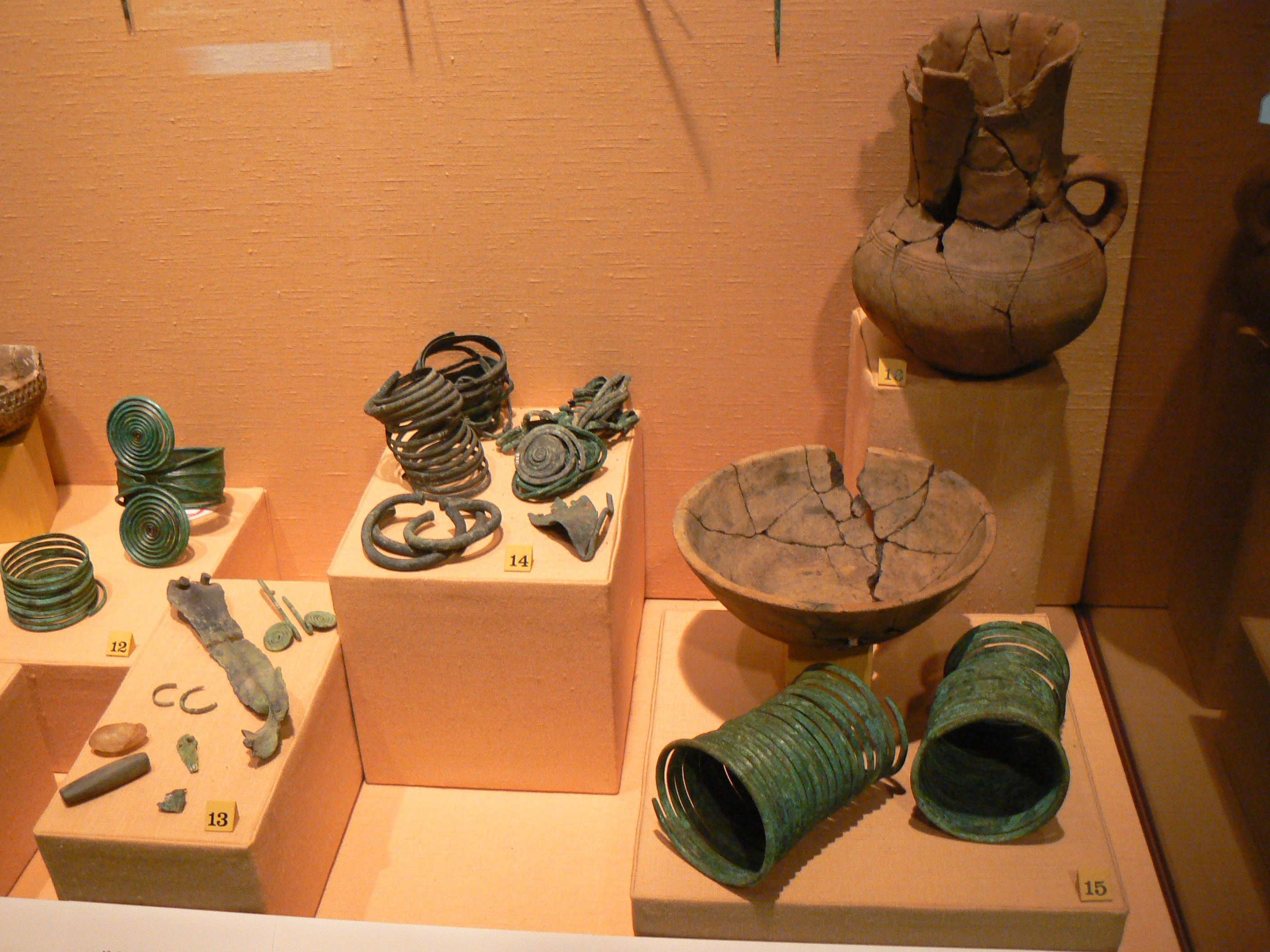
Artefacte din bronz

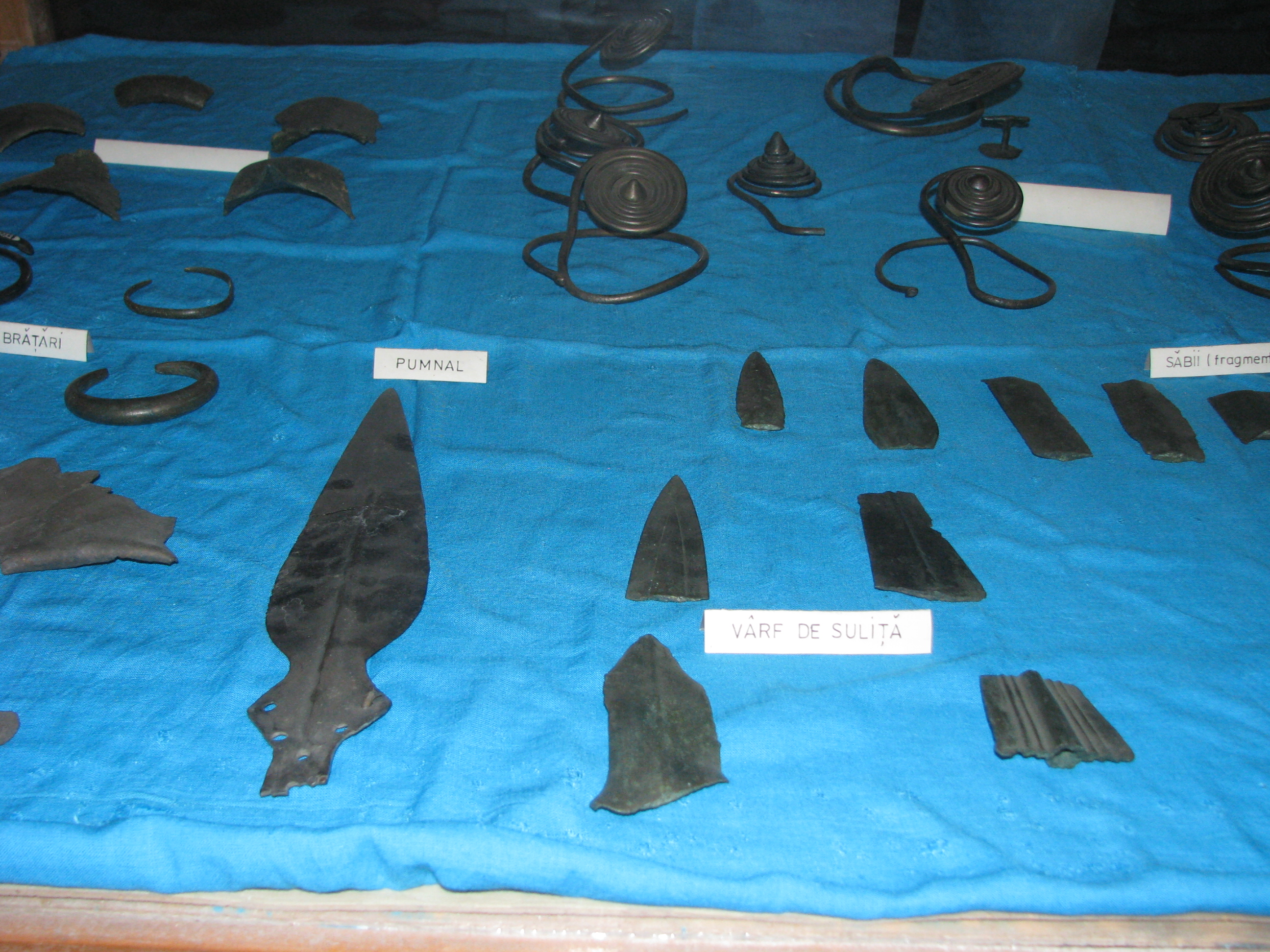
Arme din bronz

Epoca bronzului este o parte a sistemului celor trei epoci, urmând epocii neoliticului. Materialul rezultat este mai greu și mai durabil decât oricare dintre metalele originale și este mai ușor să de topit. Cuprul a fost probabil folosit pentru prima dată în Egipt, înainte de 5000 î.en. Primii topitori de metale utilizau foale pentru a înteți focul pânǎ la atingerea temperaturii de topire a unui metal, cum este cuprul. Metalul topit era turnat în forme, iar dupǎ rǎcire, obiectul de metal era finisat prin lustruire și ascuțire. Mai târziu, cuprul a fost mestecat cu staniu, rezultând bronzul-un metal mai tare.
Primele dovezi de utilizare a bronzului apar 1.300 de ani mai târziu, sub forma unei tije de bronz gasite intr-o piramida, datând din 3700 î.en.. Bronzul a apărut în Asia mult mai târziu, în jurul anului 1500 î.en., și în America încă mai târziu, între 100-200. În Eurasia, sculele de bronz și de cupru capătă o largă utilizare în perioada anilor 3.000 î.en.
Metalurgia s-a dezvoltat întâi în Anatolia, Turcia de astăzi. Munții din zonele înalte ale Anatoliei aveau bogate depozite de cupru si staniu. Cuprul era, de asemenea, minat în Cipru, Egipt, Deșertul Negev, Iran, și în jurul Golfului Persic. Cuprul era, de obicei, amestecat cu arsenic, însa cererea crescândă a dus la stabilirea de rute comerciale la mare distanță în și din Anatolia. Cuprul era importat pe rute maritime către marile regate ale Egiptului Antic și Mesopotamiei. La începutul epocii bronzului au apărut orașele state organizate, și a fost inventată scrierea (Perioada Uruk în mileniul al patrulea î. en.). La jumătatea epocii bronzului, migrațiile au schimbat parțial situația politică din Orientul Apropiat (amoriții, hittiții, hurrienii, hiksoșii și, posibil, israelițiii). Sfârșitul epocii bronzului e caracterizat de regate puternice aflate în competiție, și statele lor vasale (Egiptul Antic, Asiria, Babilonia, Hittiții, Mitanni). Au existat contacte prelungite cu civilizațiile egeene (Ahaia, Alashiya), în care comerțul cu cupru a jucat un rol important. Această perioadă a avut drept finalitate așa-numita prăbușire a epocii bronzului, care a afectat o mare parte a Mediteranei de Est și a Orientului Mijlociu. Prelucrarea fierului a început încă din perioada târzie a bronzului în Anatolia. Trecerea către epoca fierului, aproximativ 1200 î.Hr., a fost mai mult politică decât determinată de noi descoperiri în domeniul prelucrării metalelor. Civilizațiile epocii bronzului din zona Mării Egee au creat o rețea comercială la mare distanță. Această rețea exporta cositor și cărbune în Cipru, unde era minat cuprul și aliat cu cositorul pentru a produce bronzul. Obiectele din bronz erau apoi exportate peste tot, încurajând comerțul. Analiza izotopică a cositorului din unele obiecte din bronz din zona mediteraneeană a arătat că acesta provenea din surse îndepărtate precum Marea Britanie.

##### Meșteșugurile

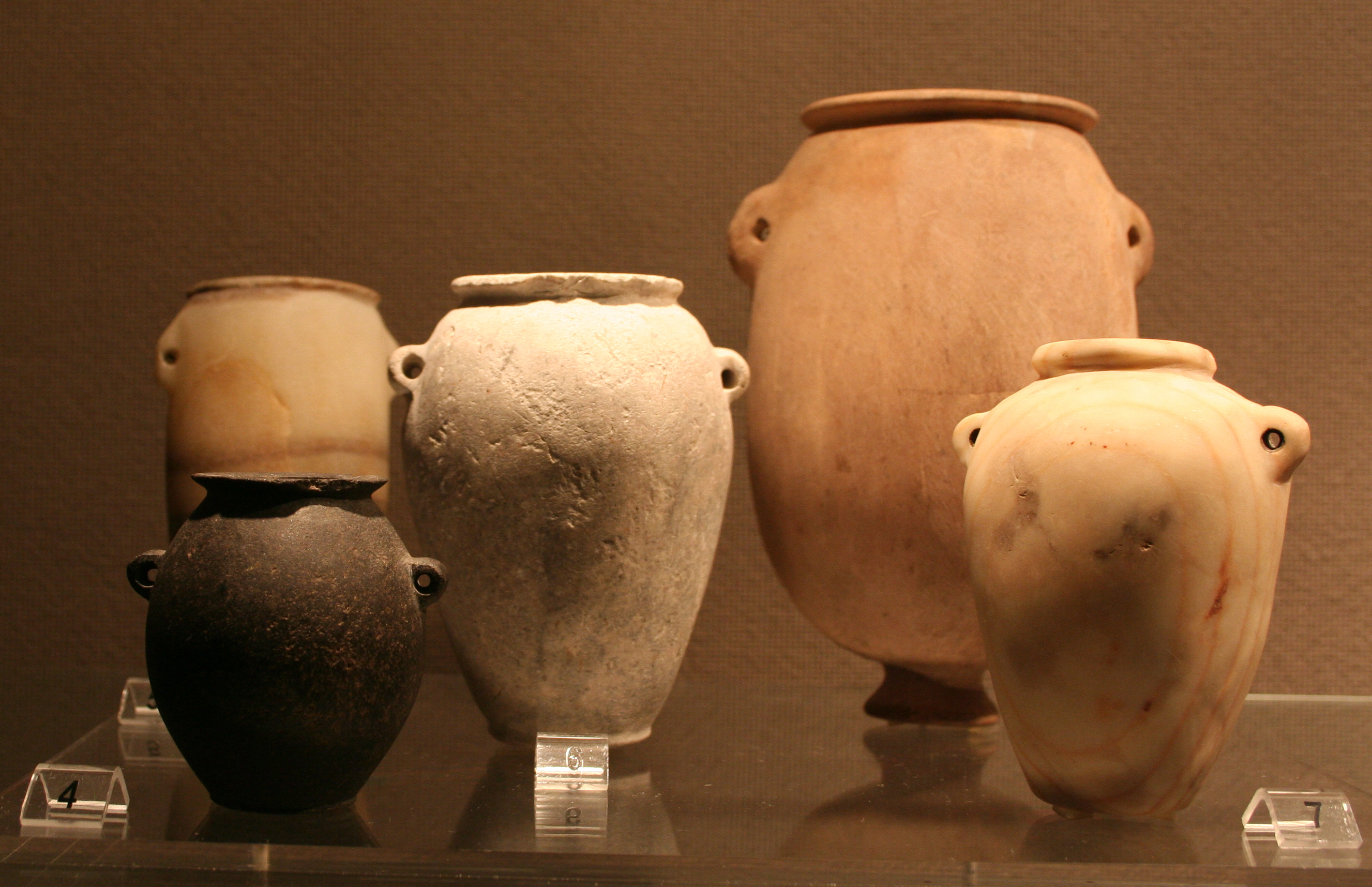
Vase de ceramica egiptene

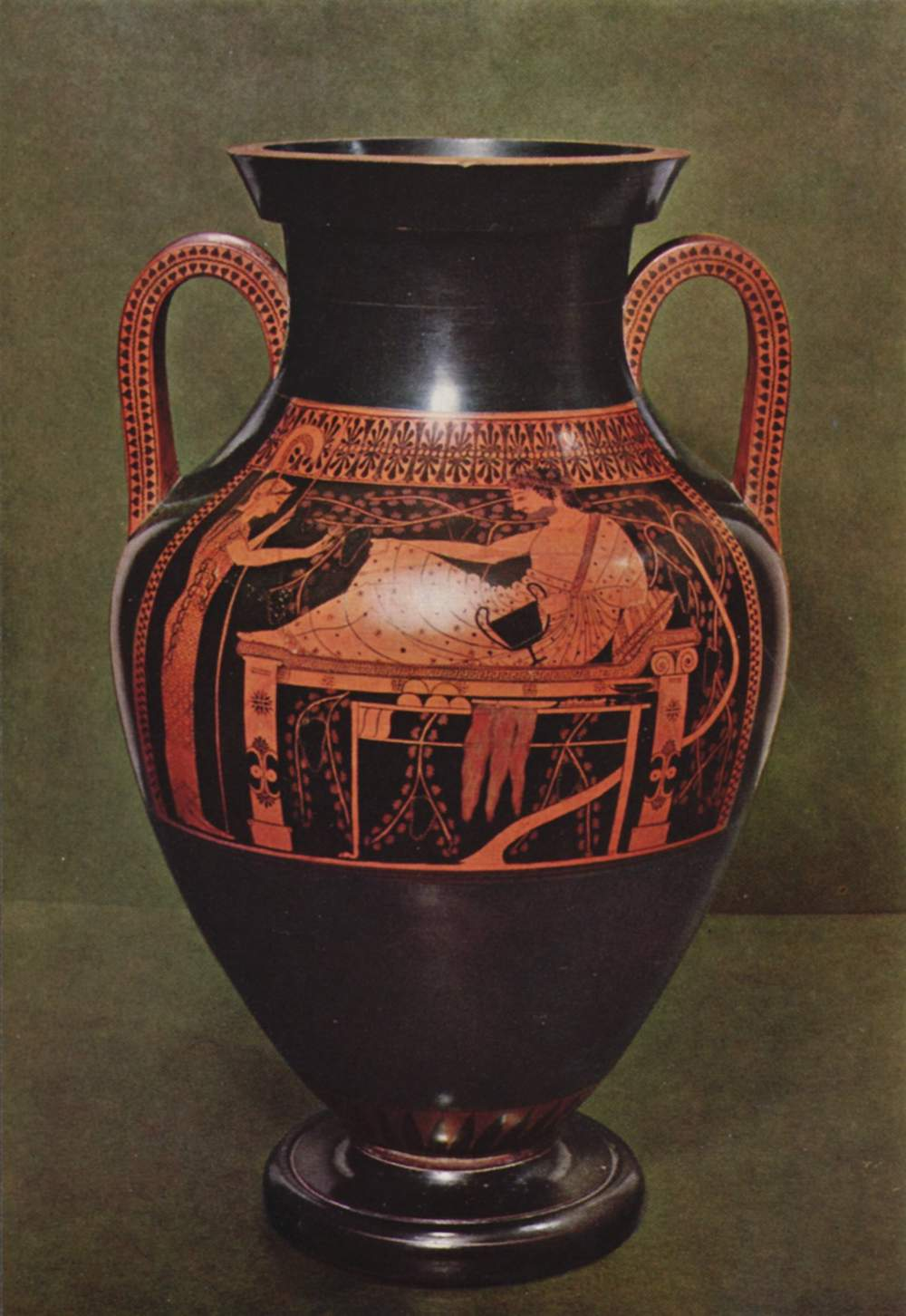
Vas grec din ceramica

Arta prelucrării lutului este foarte veche. De exemplu, într-o peșteră din provincia Hunan, China, au fost descoperite mai multe piese de ceramicǎ cu o vechime estimată la 17.500 - 18.300 de ani. Ceramica a fost folosită prima dată acum 26.000 de ani, de vânătorii-culegători din Moravia.Obiectele erau modelate din lut și apoi plasate într-un cuptor și supuse unor temperaturi extrem de ridicate. Produsul rezultat este extrem de fragil, dar este, de asemenea, etanș și practic impermeabil la coroziune, oxidare, infestare si altor forțe distructive care ar distruge elementele din metal, lemn sau pânză. Cele mai vechi obiecte de ceramica cuprind căni și recipiente pentru lichide sau boabe, precum și vase de gătit, boluri, farfurii, pahare etc.
Primul tip de ceramică descoperita a fost din lut, datând de 9000 de ani, fiind poroasǎ. Ceramica este extrem de durabilă și rămâne utilizată la scară largă si în prezent. Gresia din ceramica, care a fost "trasǎ" la temperaturi extrem de ridicate până la transformarea in argila se numeste proces de "vitrificate" - ce rezulta ceramica transparentǎ și neporoasǎ. Acest proces a fost descoperit în China în jurul anului 1400 î.en.. Porțelanul a fost inventat în China, în jurul secolului VI.
Cele mai vechi elemente extrase au fost cupru, fier, diamante, aur, argint, jad (China), sare și cărbune.Cea mai veche minǎ descoperită a fost găsita în Swaziland, Africa. Ea a fost săpată în urmă cu 40.000 de ani pentru a extrage ocru, un mineral folosit in ceremoniile de inmormantare si pentru pigmentarea corpului. Silexul, un mineral casant și ușor de ascuțit, folosit de către om pentru răzuitoare, cuțite și săgeți ar fi putut fi primul element extras pe scară largă în Europa. Mine de silex săpate la aproximativ 100 de metri adâncime ce datează din perioada neolitică (8000 la 2000 î.en.) au fost descoperite în Franța și Anglia.

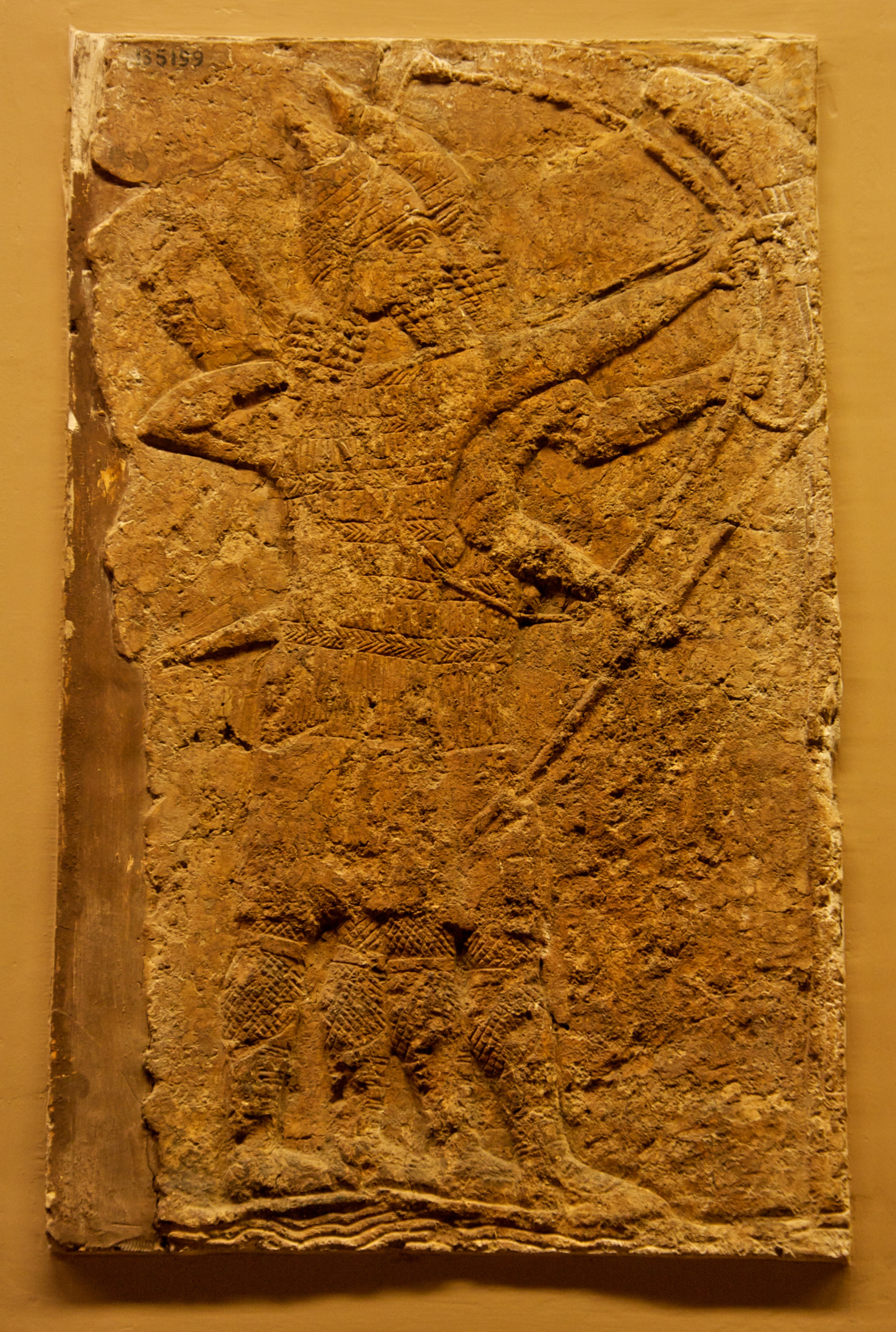
Arcasi asirieni

De-a lungul istoriei antice, arcurile și săgețile au fost utilizate în vânătoare și război. Utilizarea timpurie ale acestora se pierde în negura timpului, dar, probabil, datează din epoca paleoliticului (care s-a încheiat în urmă cu vreo 14.000 de ani) sau chiar mai devreme (arheologii au descoperit puncte de piatră în Africa ce dateaza de acum 60000 ani, care ar fi putut fi vârfuri de săgeată). Practic, fiecare cultură timpurie utiliza arcul, cu excepția australienilor aborigeni. Arcul a fost utilizat cel mai des în război de egipteni și asirieni. Grecii antici și egipteni ofereau grade pentru arcasi.

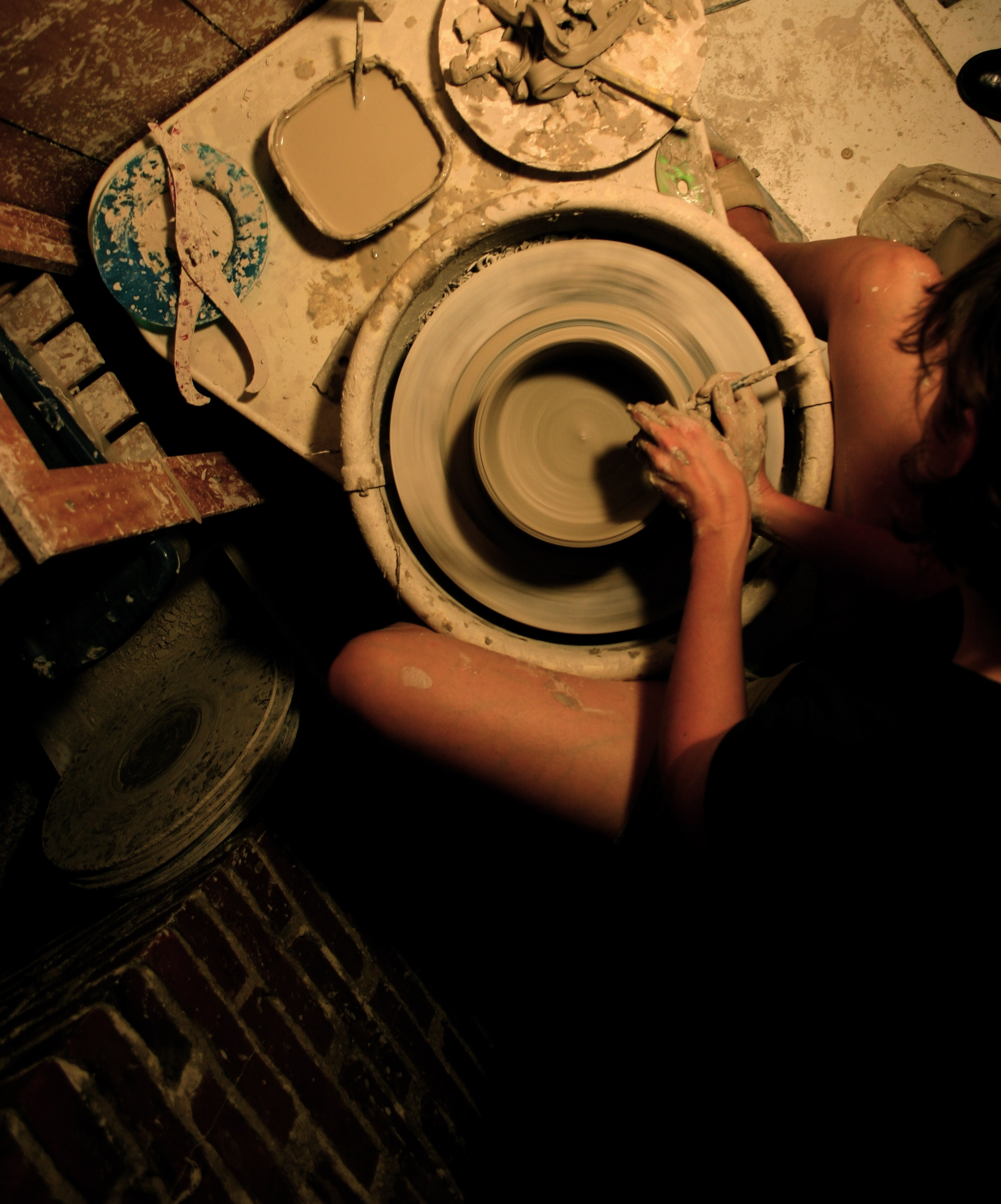
Roata olarului

Există foarte multe opinii care consideră roata una dintre cele mai vechi și importante invenții care își are originea în anticul Sumer în Mesopotamia ulterioară acestuia (acum circa 7.000 de ani), în forma inițială de roată a olarului. Invenția roții s-a propagat spre zona unde astăzi se găsesc Pakistan și India, în timpul mileniul al III-lea î.e.n., fiind folosită de locuitorii a ceea ce numim civilizația Văii fluviului Indus. În partea nordică a Caucazului au fost descoperite mai multe morminte, datând din jurul datei de 3.700 î.e.n., în care s-au găsit oameni îngropați în vehicule cu roți, cu o axă. Cea mai veche reprezentare a unui vehicul cu patru roți și două axe a fost descoperită în Polonia, fiind datată aproximativ acum 5.500 de ani.
Primele roți au fost din lemn masiv, iar primele spițe pentru roti apar în jurul anului 2000 î.Hr., în Asia Mică, unde au fost folosite pentru carele trase de cai, care au fost ulterior utilizate in războaie. Roata a fost folositǎ la scripeți, pentru ridicarea greutǎților. În spațiul european, roata începe să fie folosită prin 4.000 î.Hr. Extinderea acesteia este condiționată de construirea unor drumuri pe care vehiculele cu roți sa poata fi folosite pe distante lungi.

#### Apariția religiei și calendarului

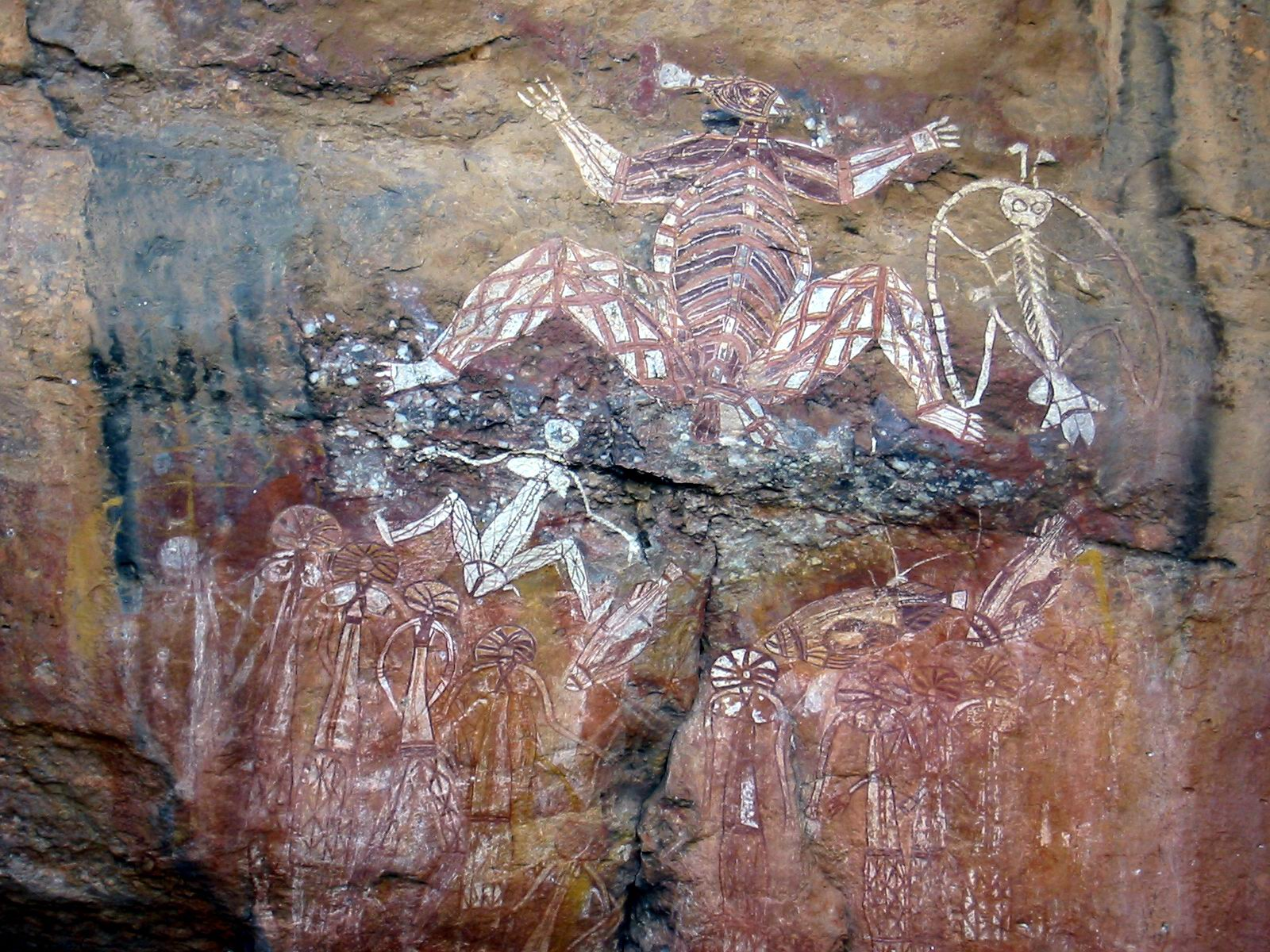
Arta aborigena

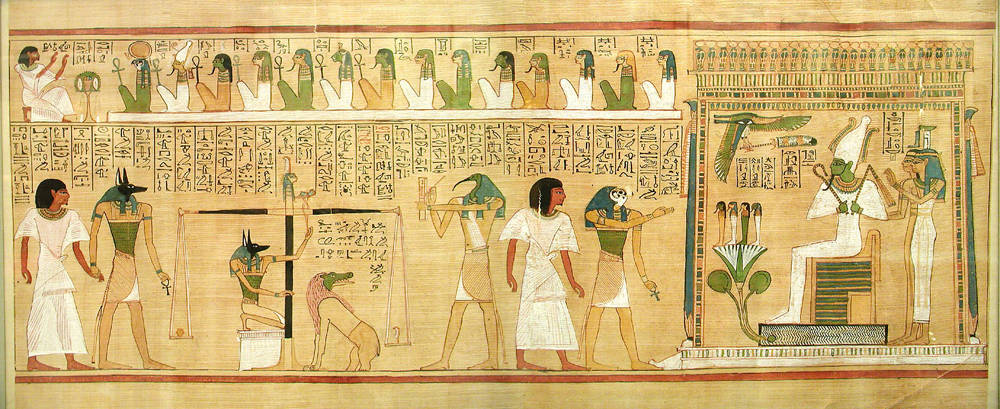
Zeii egipteni la Judecata de apoi

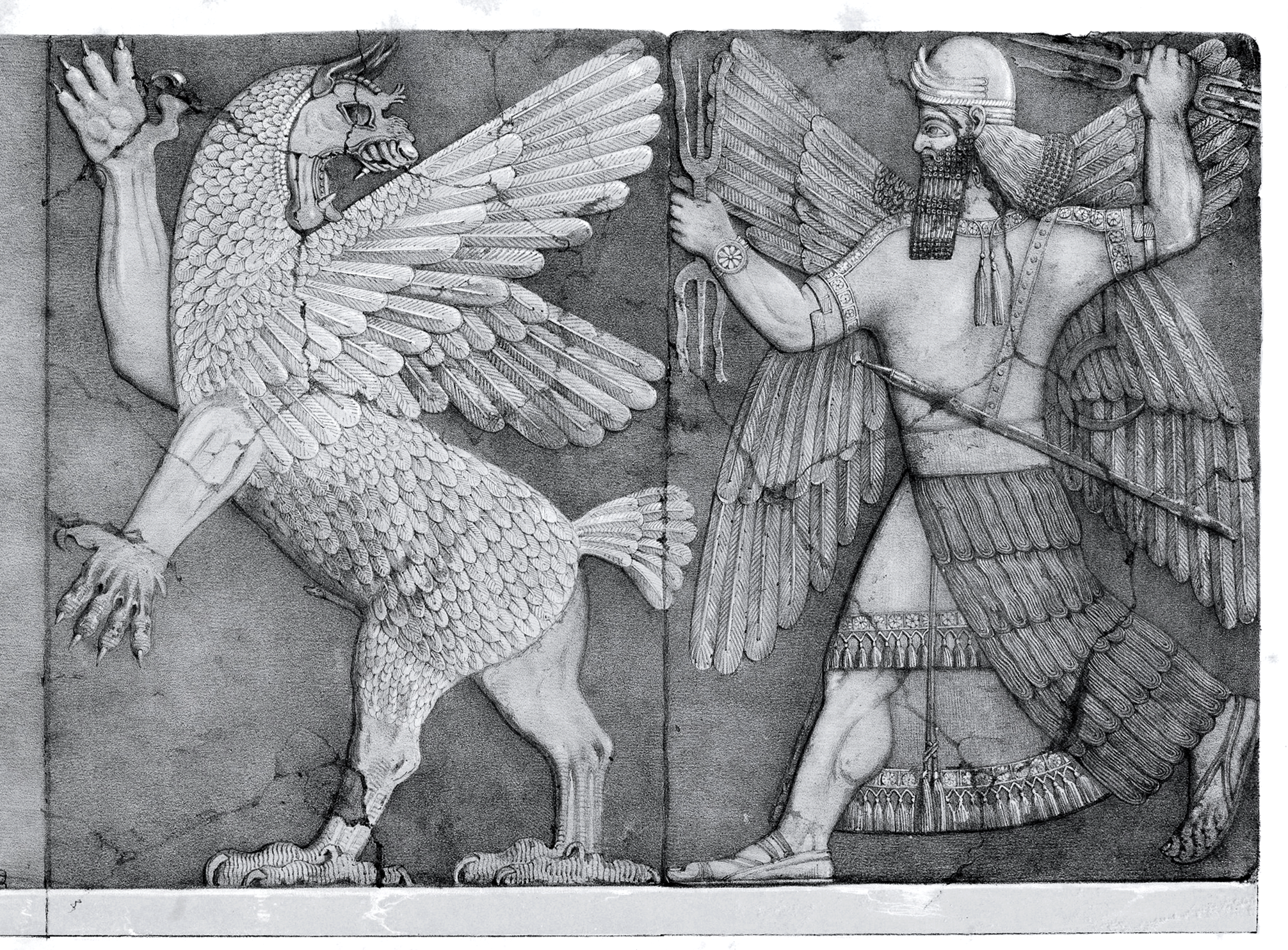
Marduk

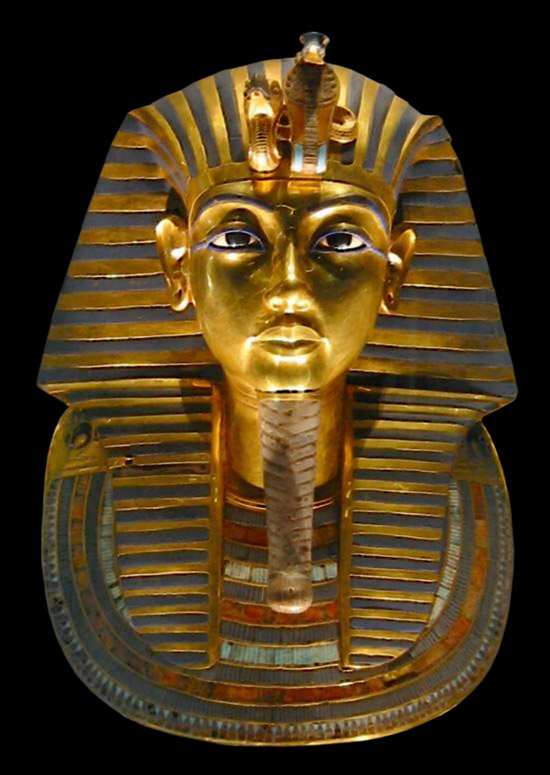
Masca funerara a lui Tutankhamon

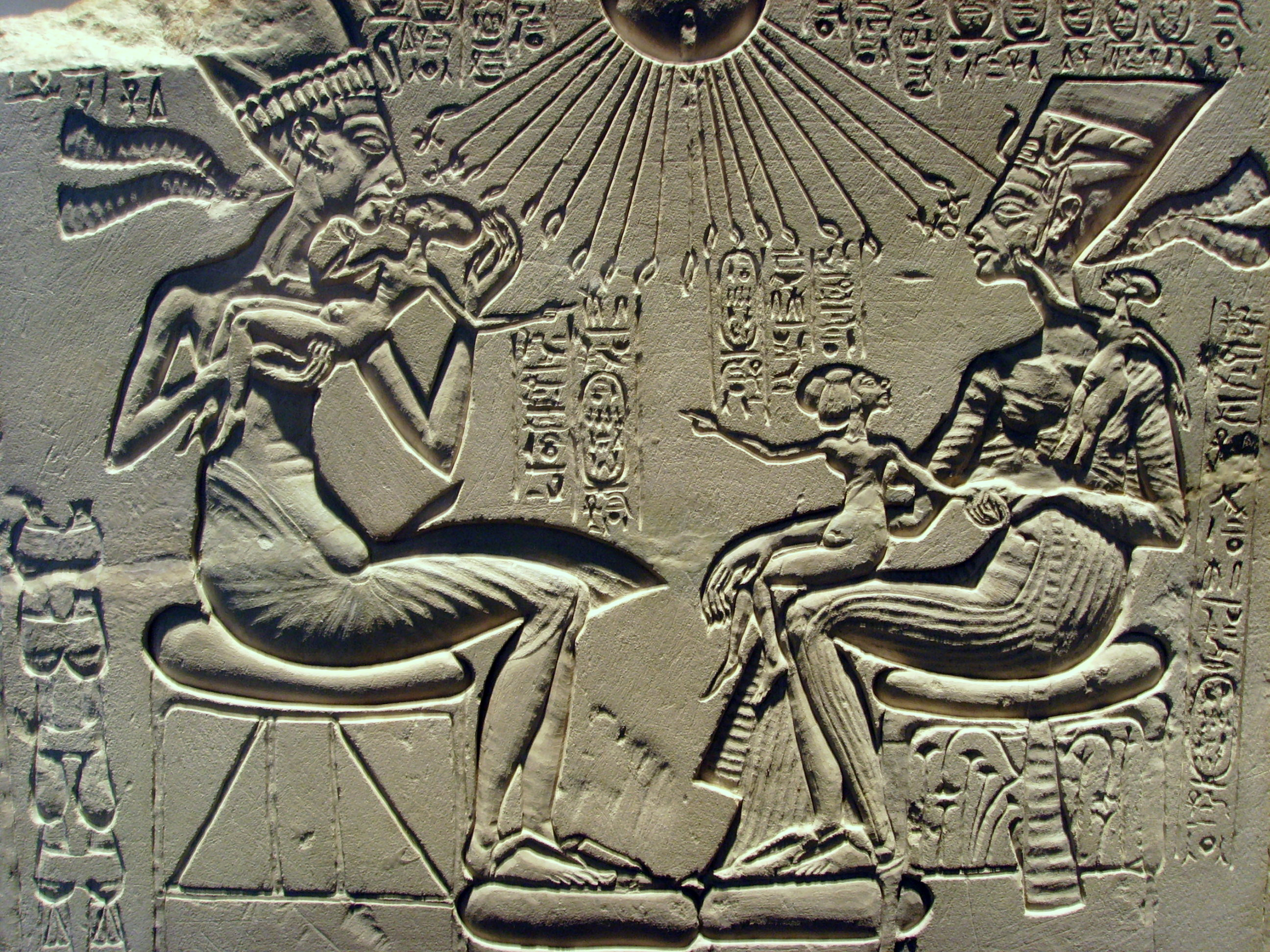
Akenaten si familia sa sub razele unicului zeu, Aten

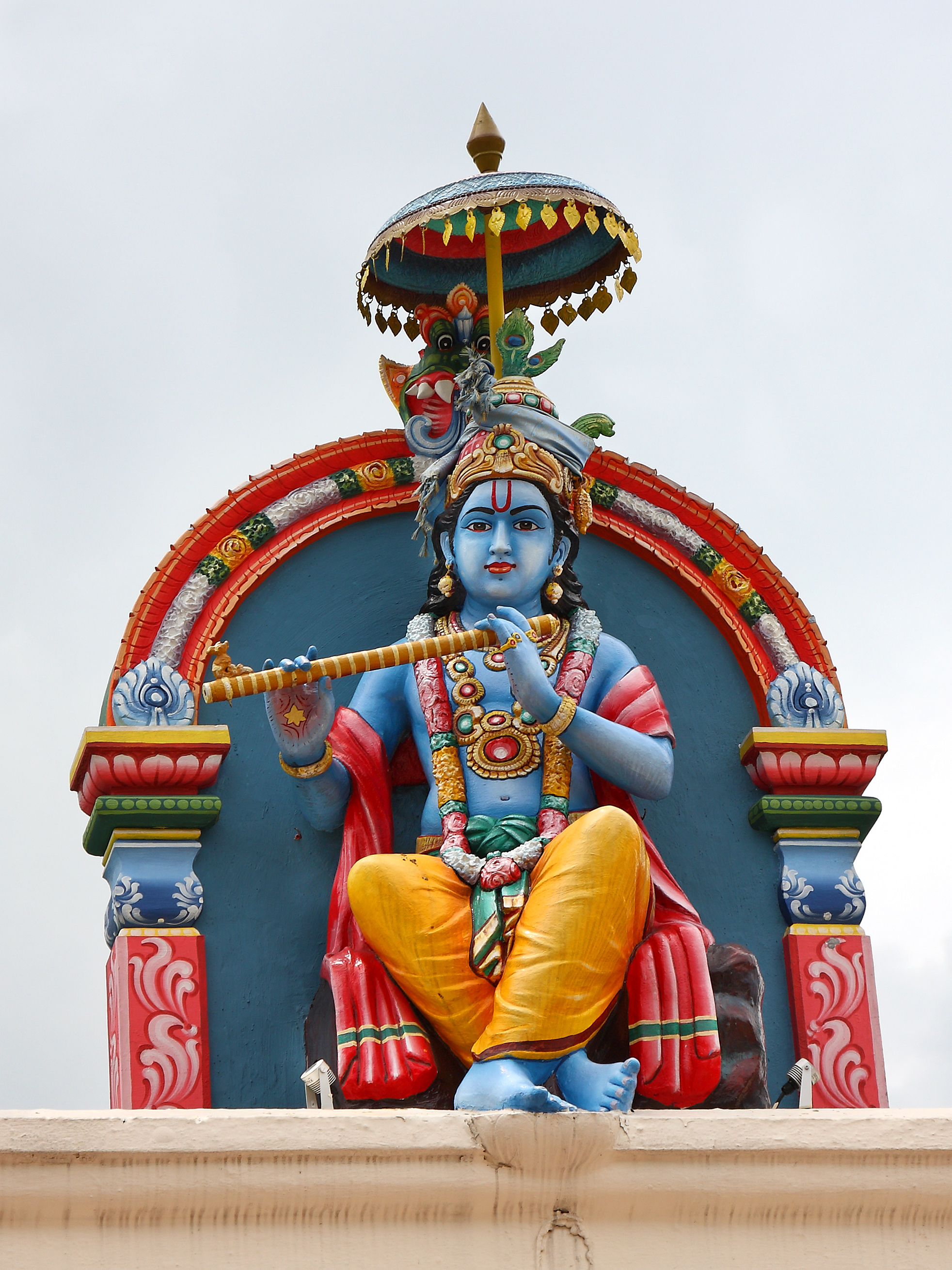
Statuie a lui Krishna

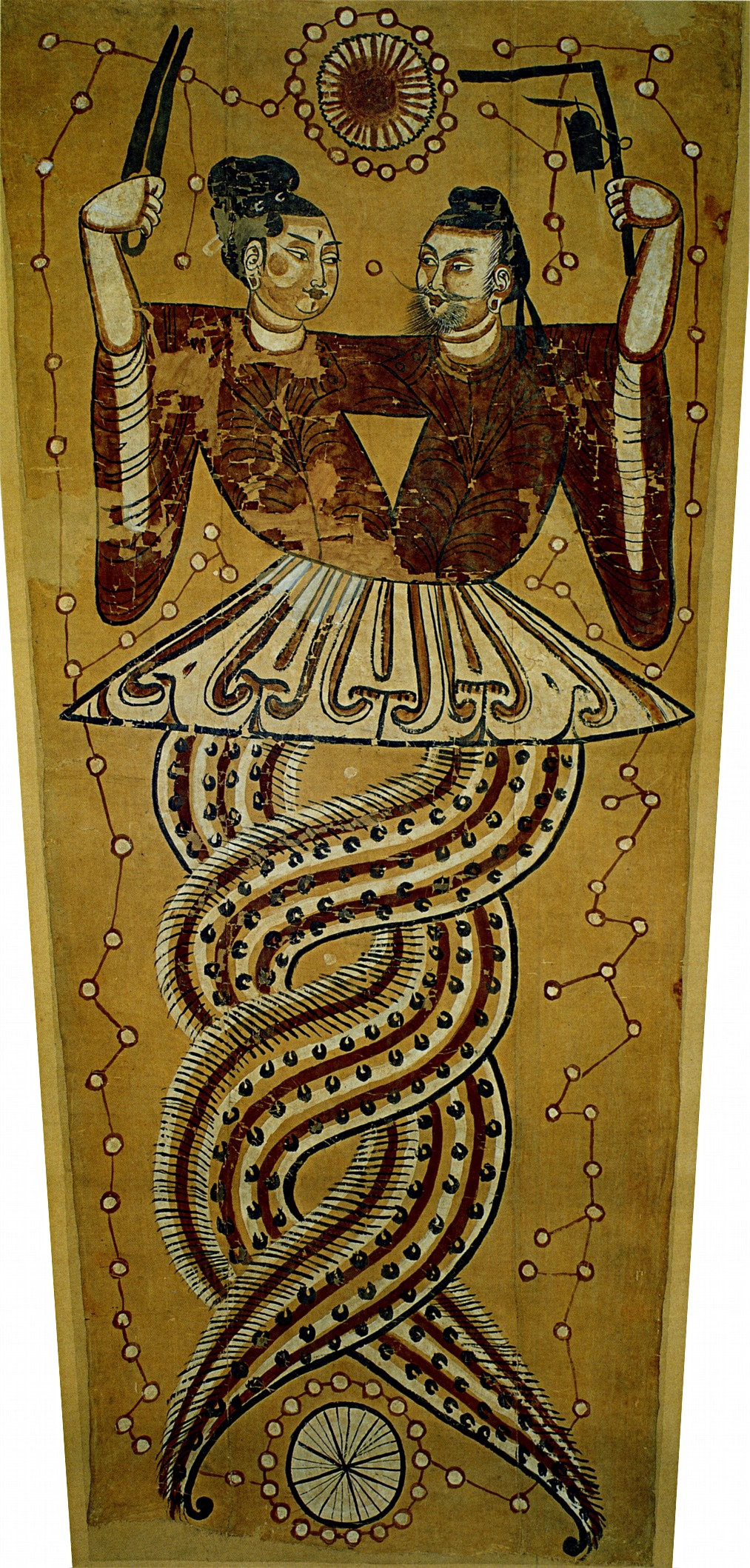
Fuxi si Nüwa

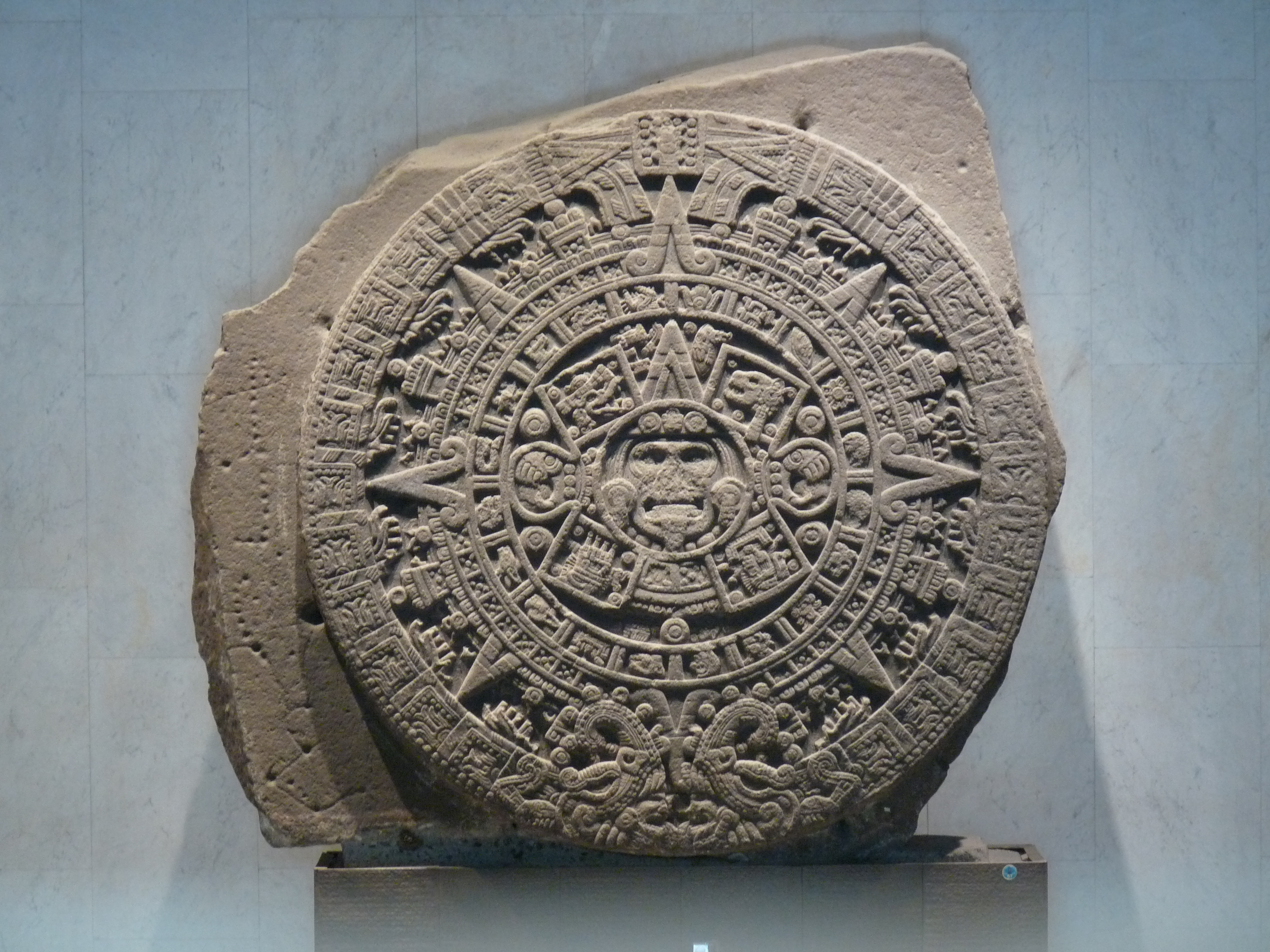
Calendarul aztec

Multi istorici plasează apariția religiei în perioada neoliticului. Primele credințe religioase constau în adorația Mamei-Zeiță, a Tatălui-Cer, precum și a Soarelui și Lunii ca zeități.Apar altare care se dezvolta în așezăminte de tip templu, la care se asociaza o multitudine de preoți și preotese și persoane cu alte funcții sacerdotale. Tipică pentru perioada neoliticului este adorarea zeităților antropomorfe.
Religiile indigene din Africa erau bazate pe credința comună în forțele naturii și ale strămoșilor tribului. Indigenii australieni intrau în contact cu spiritele mereu prezente, cu strămoșii și cu entitățile mitologice prin meditație și ceremonii. Credeau că viețile lor erau strâns legate de perioada Visǎrii, foarte îndepărtată în care au fost create lumea, plantele, animalele și oamenii. Amerindienii, fiind vânǎtori și culegǎtori, organizau ceremonii de vânǎtoare în care spiritele animalelor îi cǎlǎuzeau spre pradǎ sau îi protejau de pericol. Șamanii au existat în toate culturile de vânǎtori-culegǎtori, având rolul de preoți sau vraci ori interpreți ai viselor, ce intrau în contact cu lumea cealaltă a spritelor, strămoșilor și animalelor totemice.
Cele mai vechi scrieri religioase care există și astăzi sunt textele de la Piramide, realizate de vechii egipteni și având o vechime de circa 4.500 ani.Antichitatea strǎveche abunda de legende despre geneza lumii, eroi și zei, cronici și anale ce consemnau lacunar evenimentele rǎspândite în Orientul antic S-au remarcat opere mitice ca Epopeea lui Ghilgameș (scrisǎ în mileniul III î.e.n., poem păstrat, lacunar, pe 12 tăblițe de lut, în biblioteca regelui asirian Assurbanipal, de la Ninive); Mahābhārata și Ramayana (secolele VIII-IV î. e.n., scrise în India în limba sanscrită ),Teogonia (Originea zeilor) și Munci și zile de Hesiod, Iliada și Odiseea, epopeii atribuite lui Homer, (pe care le-a scris în Ionia, secolul al VIII-lea î.e.n.) sau Vechiul Testament- o serie de cărți ebraice, având între 100 și 150 de autori, scrisă de-a lungul mileniului I î.e.n.
Oamenii din antichitate apelau la mituri și zei pentru a gǎsi îndrumare și inspirație. 
Venerarea unui numǎr mare de zei era un lucru obișnuit în Orientul Mijlociu și Apropiat.Pe la mijlocul mileniului III î.en., listele zeilor mesopotamieni ajunseserǎ sǎ cuprindǎ sute de nume, organizate sistematic, zugrǎviți ca figuri umane, plante, animale, simboluri și corpuri cerești sau fenomene naturale, cǎrora li se atribuiau puteri enorme.
Egiptenii au creat o religie vastǎ, incluzând un panteon complex, cu peste o mie de zei și zeițe, cu infǎțișǎri mixte de oameni-animale, cu abilități și defecte,ce vegheau asupra feritilității, agriculturii și asupra mijloacelor de trai.Religia era celebrată la temple, conduse de preoți ce acționau în numele faraonului și zeilor, ce se ocupau de întreținerea obiectelor de cult și indeplineau ritualurile, unde muritorii de rând aduceau ofrande zeilor pentru a le îndeplini rugǎciunile și a-i feri de spiritele demonice și de vremurile grele. Credința puternicǎ în viața de apoi i-a fǎcut pe egipteni sǎ pregǎteascǎ corpurile decedaților pentru cǎlǎtoria de dincolo, supunând-ule corpurile procesului de îmbălsămare și mumificare. În 1344 î.en., faraonul egiptean Akhenaten a consolidat o nouǎ religie, Atonismul, declarând ca Aton va fi zeul suprem, o zeitate universala, și interzice închinarea la toate celelalte, inclusiv la venerarea idolilor. Atenismul a pus astfel bazele monoteismului, credința într-un singur Dumnezeu. Ulterior, succesorul sǎu, Tutankhamon renunțǎ la cultul sǎu și se reîntoarce la vechii zei.Totuși, cultul monoteist a lui Akhenaten nu avea sǎ fie ultimul.
Hinduismul, poate în măsură mai mare decât orice altă religie, reprezintă o colecție de mai multe credințe religioase. Conceptele spirituale ale triburilor ariene nomade ce au invadat continentul indian, s-au amestecat cu dogmele ce prevalau în Valea Indusului, formând o religie unică, în sensul că, spre deosebire de altele, nu are un întemeietor singular, bazându-se în schimb pe o confederație de zeități locale.
Hinduismul a apărut pe parcursul mileniului al doilea precreștin, în jurul anului 1500 i.Hr., fiind fondat de casta brahmanilor, formată din preoți. Potrivit credinței hinduse, casta reprezintă un atribut înnăscut, fără de care un om nu-și poate găsi locul în societate și nu se poate căsători. Chiar și în prezent, brahmanii sunt singurii hinduși care au dreptul de a citi din Vede imnurile, versetele, incantațiile și tratatele ce datează din perioada invaziilor ariene și care sunt fundamentul învățăturilor hinduse. Upanișadele, lucrări elaborate pe baza Vedelor, reprezentau un compediu de speculații metafizice și filozofice puse în circulație în jurul anului 900 i.Hr.Potrivit textelor Vedice, destinul unui hindus este determinat de toate acțiunile sale și de consecințele acestora de-a lungul fazelor succesinve ale existenței. Destinul său este numit Karma. O viață corectă în prezent constituie garanția unei existențe mai bune mai târziu. O viață vicioasă în prezent va avea drept consecințe reâncarnarea într-un animal inferior. Acest ciclu continuu al nașterii și morții este încheiat doar atunci când sufletul atinge o stare de perfecțiune, printr-o viață ideală.
În China apare o mitologie cu o colecție de istorie culturală, povești și religii care au fost păstrare prin tradiție orală sau în scris. Mitologia chineză conținea mituri ale creației și legende cu privire la înființarea culturii chineze și la formarea statului chinez.
Istoricii presupun că mitologia chineză începe din secolul al XII-lea î.Hr.. Miturile și legendele s-au păstrat în formă orală peste o mie de ani, înainte de a fi scrise în cărți, cum ar fi Shan Hai Jing. Alte mituri au continuat să fie păstrate prin tradiții orale ca piese de teatru și cântece înainte de a fi scrise ca romane cum ar fi Hei'an Zhuan - Epopeea Întunericului.
Calendarul a fost utilizat ca metodă de a ține evidența zilelor. În multe culturi antice calendarele au servit în scopuri religioase și practice: anumite zile ale anului au fost dedicate cultului unor divinități. Calendarele le-au permis oamenilor să urmărească vremea într-o zonă pentru a afla cand era vremea recoltei sau vremea revǎrsǎrilor.
Egiptenii, babilonienii și maiașii au dezvoltat primele calendare practice, fiind însușite și rafinate în continuare de către romani în calendarul iulian.

##### Societatea

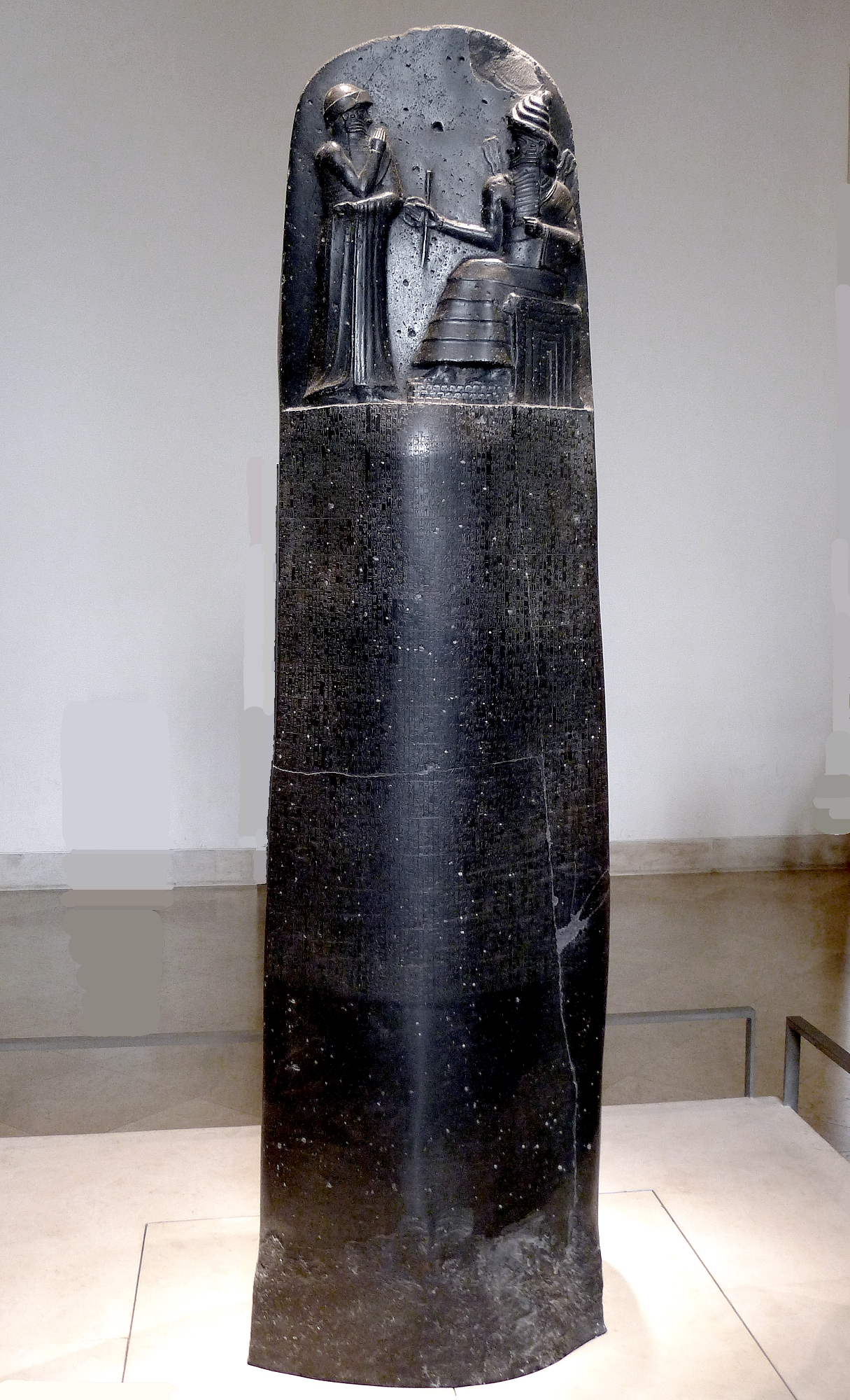
Codul lui Hammurabi

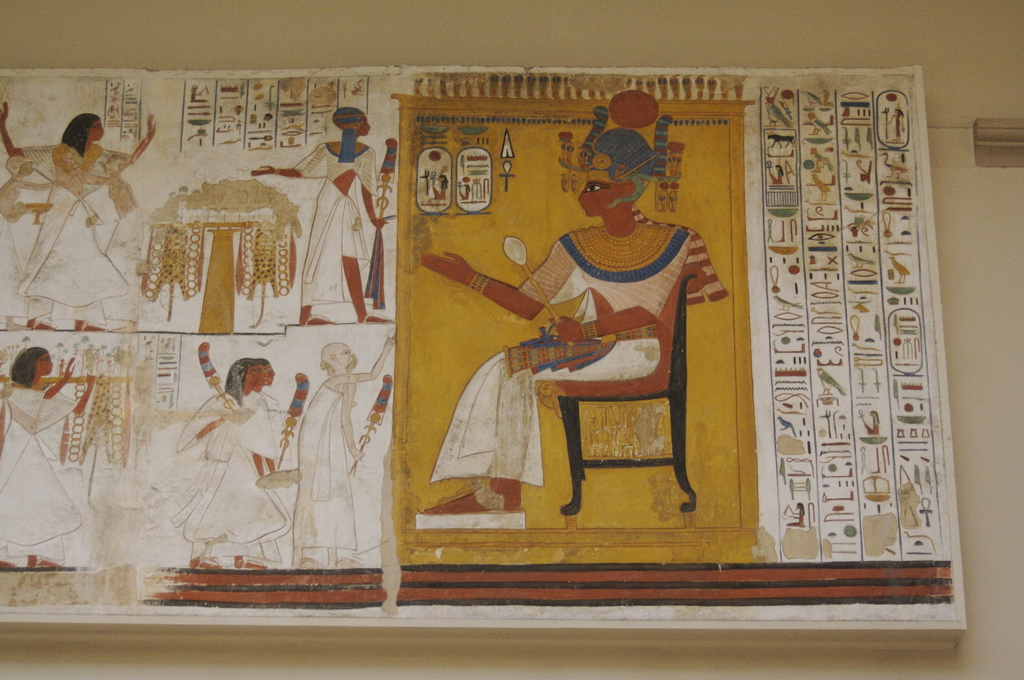
Faraonul Ramses

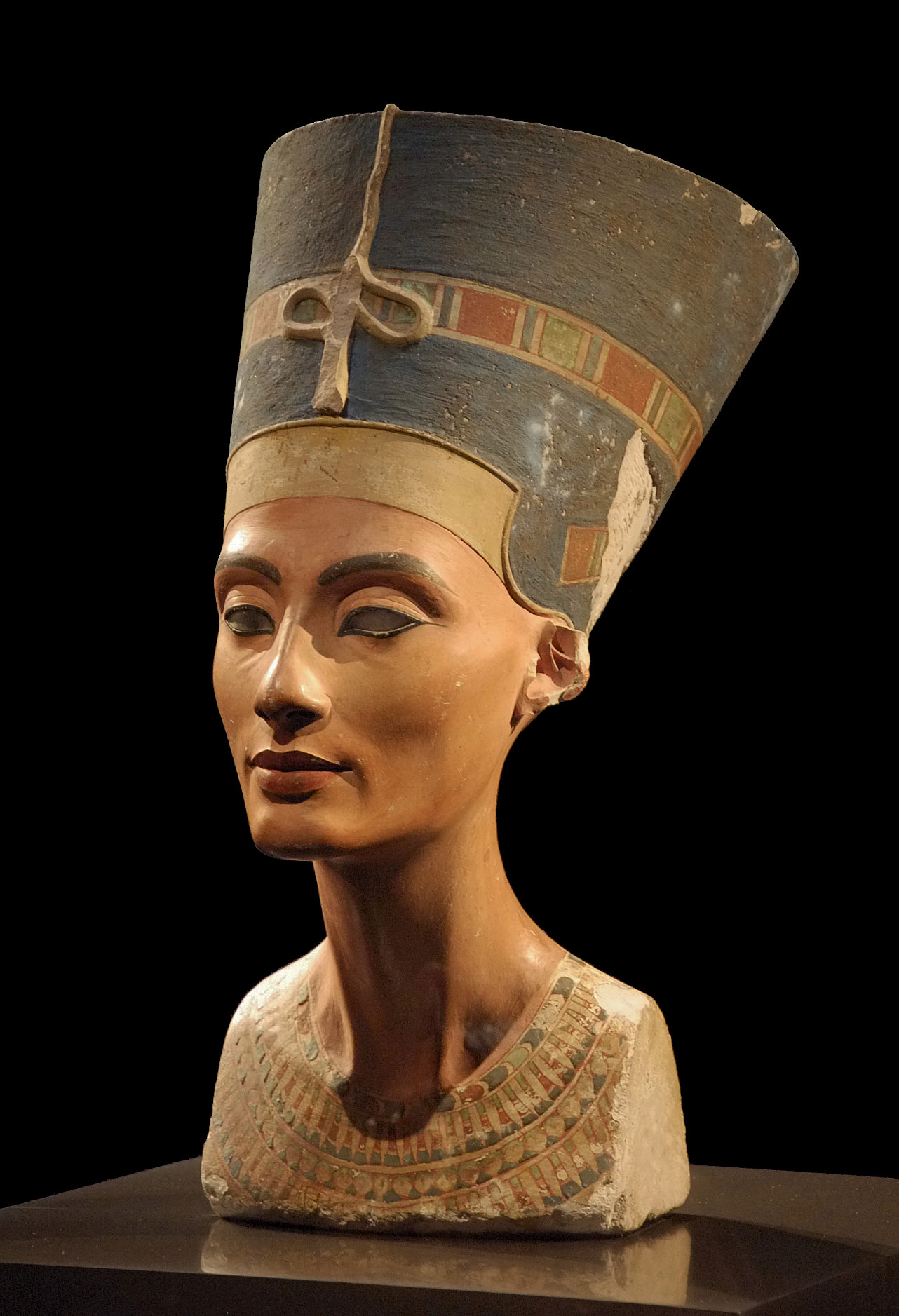
Bustul lui Nefertiti

Monarhii erau priviți ca reprezentantii divini pe pǎmânt, având subordonați care îndeplineau funcții de ambasadori, funcționari sau mesageri, înconjurați de familie și curteni.Sistemul era sclavagist.Sclavii erau prizonieri de rǎzboi sau oameni ce nu și-au plătit datoriile și erau folosiți în minerit, agriculturǎ sau în servicile de servitudine aduse palatului regal.
Instrumentele cu care monarhii dețineau control asupra maselor și stabilitatea erau religia, gărzile de soldați ce patrulau orașele, pedepsele dure, aparatul administrativ etc.
Familia deținea un rol important în viața economică, socială, religioasă și educativă a lumii antice, iar autoritatea tatălui era sacră.Căsătoriile se încheiau în baza unor contracte și erau însoțite de aducerea unui dar de căsătorie din partea mirelui și a zestrei din partea miresei. Un statut aparte avea primul născut care deseori devenea moștenitorul puterii tatălui. 
În Mesopotamia și în Egipt scribii erau privilegiați și considerați superiori celor care nu știau a scrie și a citi. Reprezentau un grup privilegiat și restrâns de experți. Ei aveau sarcina de a redacta și de a citi textele.
Codul lui Hammurabi (sau Hammurapi sau Codex Hammurapi) este cea mai veche culegere de legi, din timpul regelui babilonian Hammurabi. Codul, scris probabil în jurul anului 1760 î.Hr., cuprindea un Prolog, 282 de articole de lege și un Epilog. Textul a fost săpat pe o stelă din diorit lungă de 2,25 metri. Codul diferențiază trei tipuri de oameni: omul liber, subalternul (omul care se prosternează) și sclavul (juridic fiind asimilat unui bun mobiliar). Drepturile femeii sunt protejate juridic. Femeia dispune de bunurile sale pe care le administrează liber, practică numeroase meserii și uneori poate avea răspunderi importante în societate.Pedeapsa cu moartea se aplica criminalilor, infractorilor și celor acuzați de adulter.
Spre deosebire de statele din Mesopotamia unde femeile erau lipsite de drepturi (bărbații le puteau vinde ca sclave), femeile beneficiau de un statut egal cu cel al bǎrbaților (ocazional, au existat și femei-faraon care au avut autoritatea supremǎ).

##### Apariția scrisului

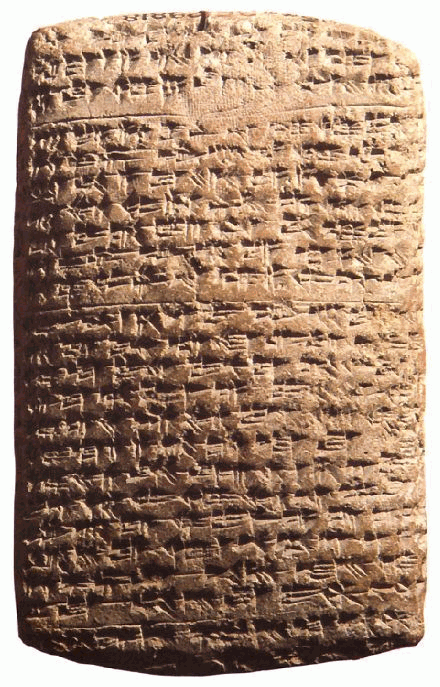
Scrierea cuneiformă, una dintre cele mai vechi forme de scriere

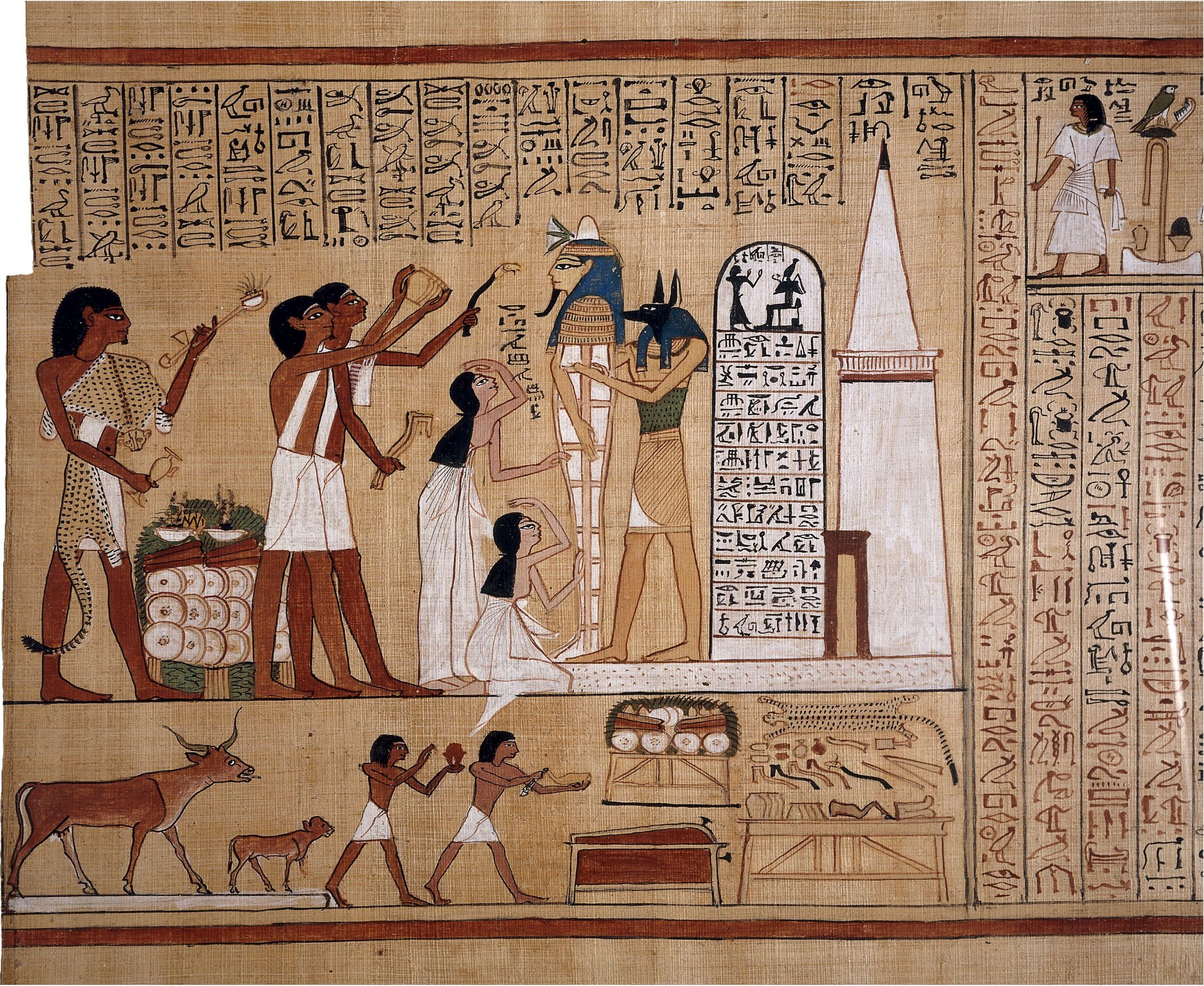
Ceremonia "deschiderea gurii" din Cartea Morților scrisă cu herioglifele egiptene

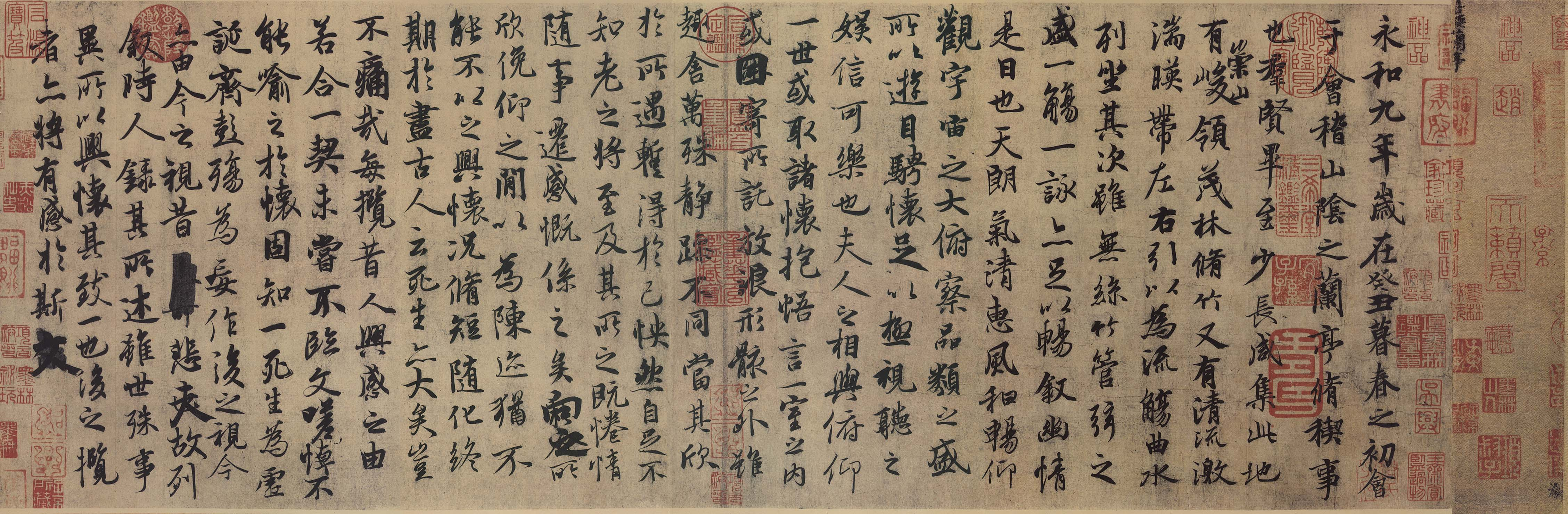
Caligrafia chineză

Alfabetul fenician

Primele dovezi de scriere sunt tăblițele din jurul orașului Uruk din anul 3200 î.Hr.; acestea sunt mici bucăți de argilă, aproximativ dreptunghiulare, care au gravate pe ele imagini simplificate de animale, plante, unelte - numite „pictograme” - precum și semne abstracte mult mai numeroase care au fost interpretate ca numere. Folosirea pictogramelor a fost prima încercare sistematică de a fixa vorbirea, dar era o utilizare destul de limitată, cu pictogramele se puteau reprezenta obiecte concrete dar nu se putea reda articularea propoziției. Pentru că acest cod era știut doar de cel care cunoștea semnificația desenelor, tăblițele de la Uruk nu au putut fi complet descifrate.
În 300 de ani, Mesopotamia a făcut (deși parțial) pasul următor (nereușit încă de alte civilizații): semnul în loc să indice un obiect, a început să reprezinte un sunet, ajungându-se astfel la posibilitatea ca scrierea să exprime limba cu relațiile existente între cuvinte. În cele din urmă semnele au ajuns să aibă aspectul de cui, cuneo, de unde derivă denumirea de cuneiforme.
Cuneiformele erau scrise pe tăblițe de lut, pe care simbolurile erau trasate cu un fel de stilus format dintr-un tub de trestie.
În Egipt, apariția scrierii a fost o consecință a atenției deosebite pe care o manifestau preoții egipteni ceremoniilor funerare; conservarea cadavrelor având o însemnătate nemaiîntâlnită la alte civilizații și ducând la un sistem elaborat de mumificare. Textele scrise, care erau considerate magice, îi însoțeau pe morți în mormânt, devenind astfel un element principal al ritualului funerar. Apariția scrierii în Egipt poate fi considerată bruscă, etapele anterioare ale prescrierii nefiind documentate ca în Mesopotamia. Hieroglifele sunt structurate încă de la apariția lor într-un sistem lingvistic ce alătură ideograma (semn-cuvânt) și semnul fonetic (semn-sunet).
Scrierea hieroglifică era destinată obiectelor funerare și operelor cu caracter monumental, acestea fiind destinate să dureze etern. Datorită grijii deosebite și deci a încetinelii cu care scribii realizau și aranjau semnele, acest tip de scriere era deosebit de incomod pentru comunicările cotidiene.
Primele sisteme alfabetice au aparut încă din perioada mijlocie a Epocii bronzului (2.000 - 1.500 î.Hr.). Pe atunci a apărut alfabetul fenician, strămoșul celor mai multe sisteme de scriere cunoscute astăzi. Fenicienii au fost cel de-al doilea popor care a adoptat alfabetul, având numai 22 de consoane, dar nici o vocalǎ.
Operele culturale au fost pǎstrate sub forma unor mituri, epopei, imnuri, cantece de iubire, elegii, rugaciuni, bocete, satire, proverbe, fabule și ghicitori, precum și texte despre educația antică și povestiri și dialoguri ale cǎror scop era transmiterea cunoașterii de la o generație la alta.

#### Orașul, navigația și comerțul

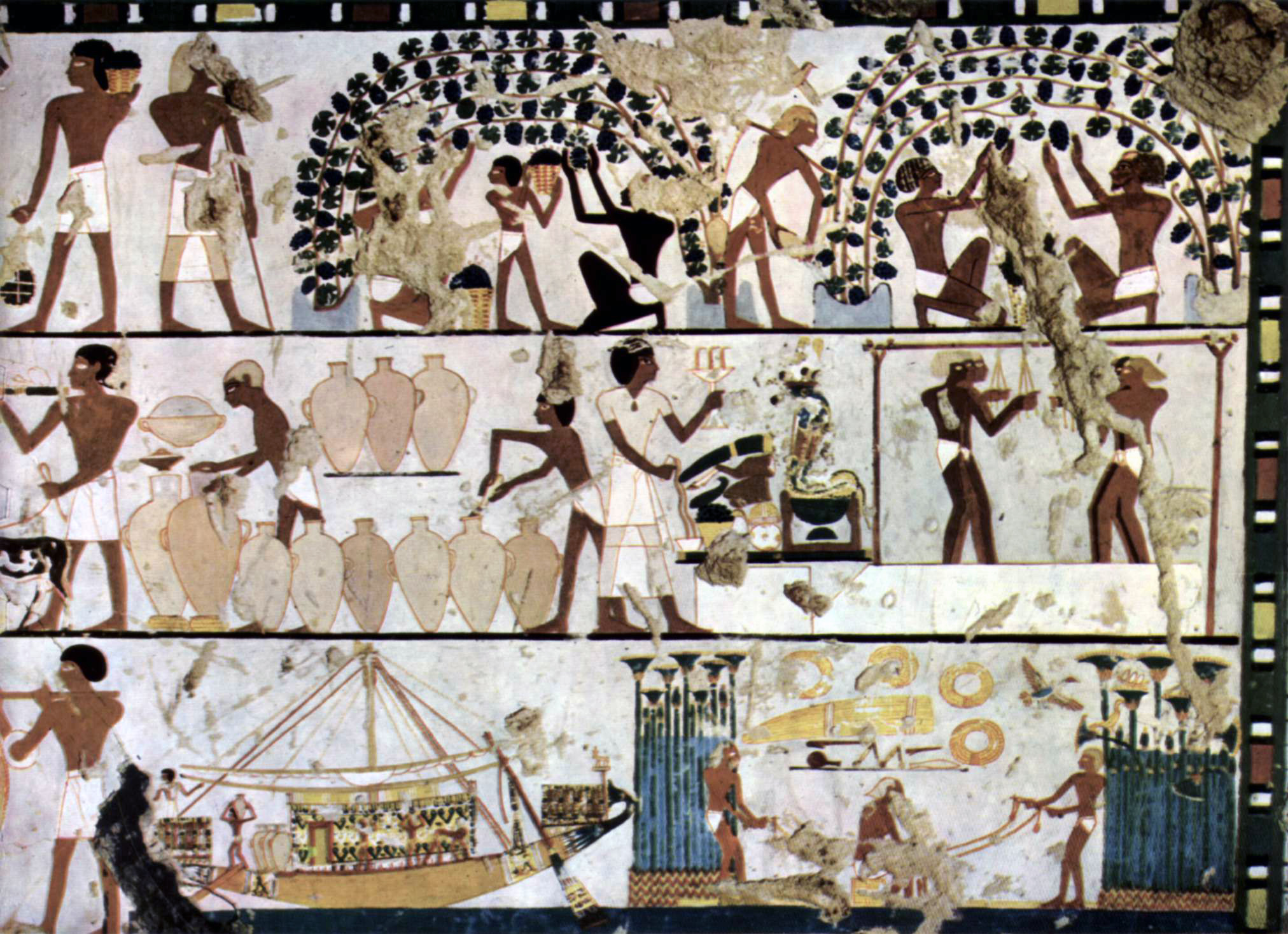
Fresce reprezentand comertul egiptean

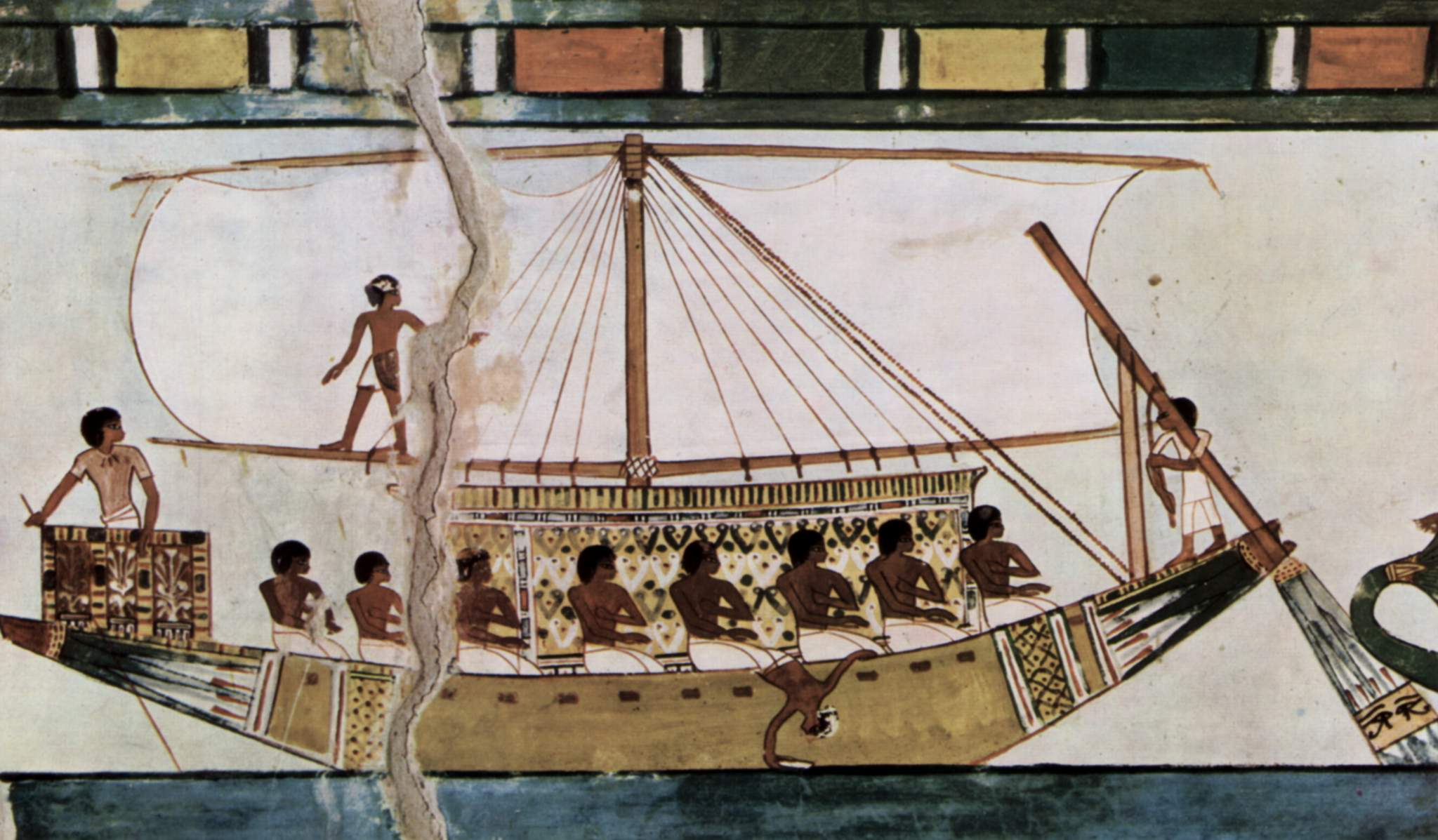
Corabie egipteana

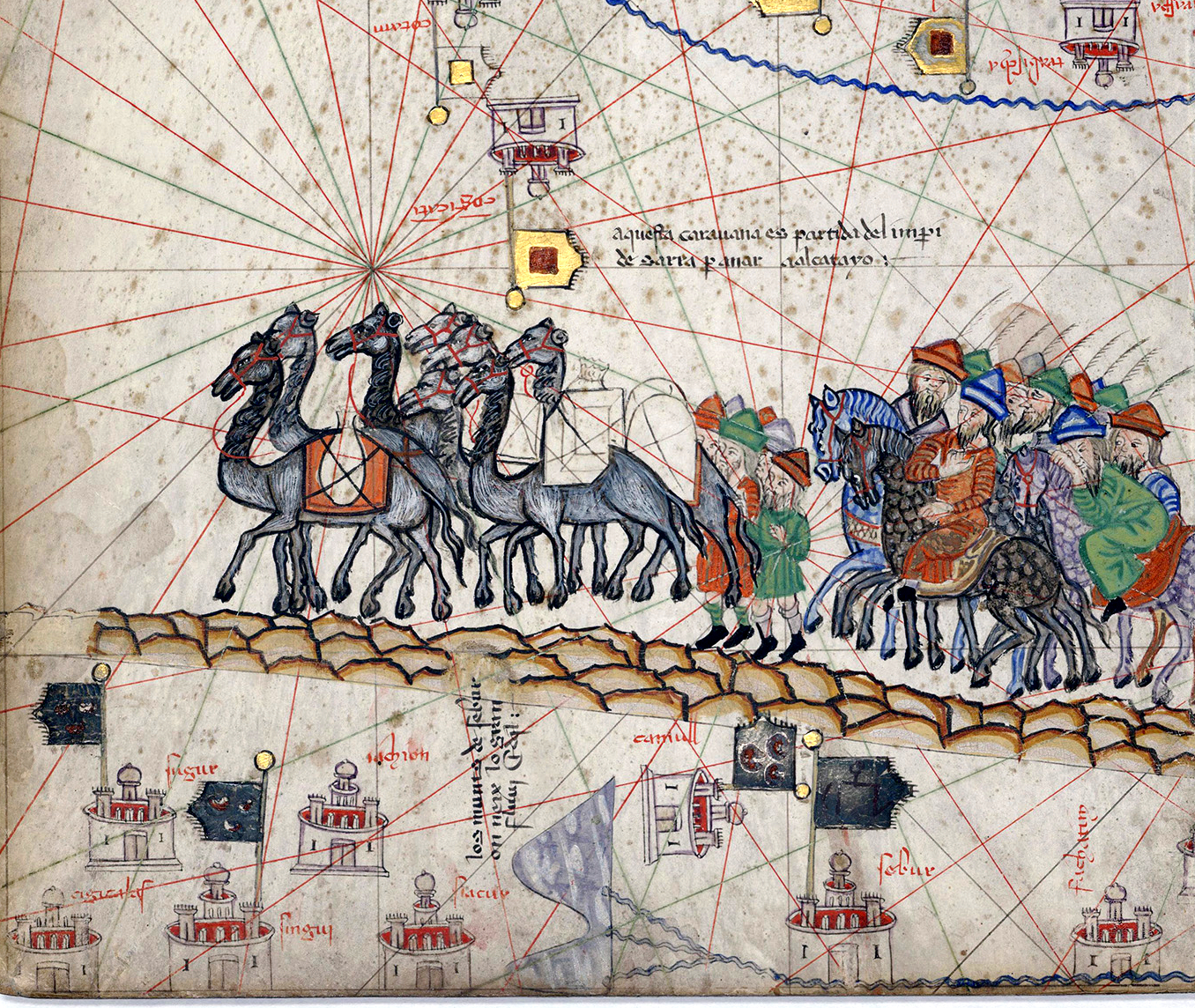
Caravana pe Drumul mătăsii, după un atlas catalan din secolul al XIV-lea

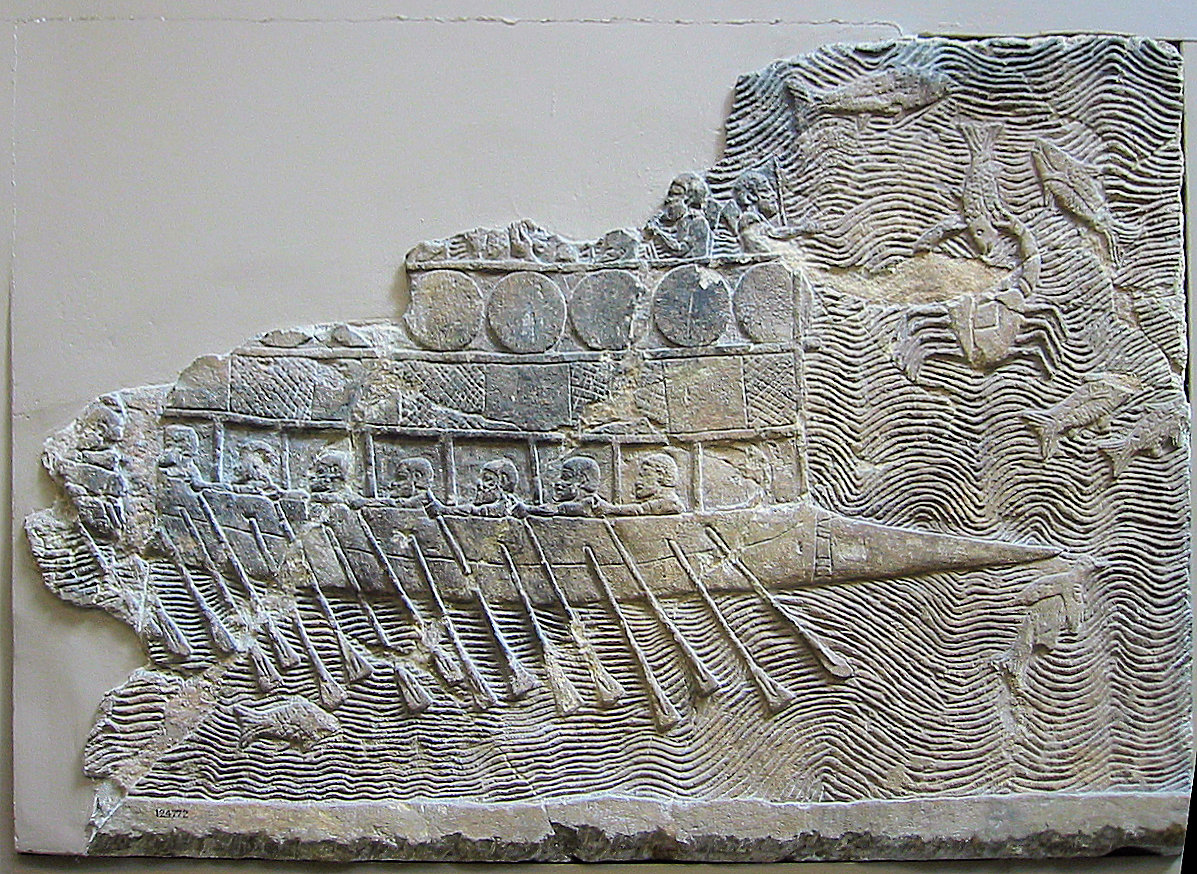
Corabie asiriana construita de fenicieni

Agricultura dezvoltându-se, crea condiții pentru obținerea unui surplus de hrană, mai mult decât populațiile puteau consuma.
Astfel au apărut orașele, centre ale comerțului, mesteșugurilor și ale puterii politice și care nu mai aveau nicio legătura directă cu producția agricolă.
Totuși orașele au realizat simbioza cu zonele periferice înconjurătoare absorbind produsele agricole în exces și returnând în schimb produse manufacturiere și asigurând acestora protecție militară.
Dezvoltarea orașelor este în deplina concordanță cu propria evoluție a civilizațiilor: mai întâi civilizația sumeriană, din Mesopotamia de Jos (3.500 î.Hr.), urmata de cea a Egiptului antic de-a lungul Nilului (3.300 î.Hr.) și cea de pe valea Indusului (3.300 î.Hr.).
Organizarea socială și economică a civilizațiilor este tot mai complexă, apar orașe dezvoltate, cu un înalt nivel social și economic.
Având origini diferite, fiecare civilizație a evoluat complet diferit de celelalte.
Ca o consecință, dar și ca o necesitate a acestei evoluții, apar și se dezvoltă scrisul și comerțul devine tot mai extensiv, astfel este atestata existența unui negustor asirian la Kanesh în Cappadocia ce a trǎit prin anii 1900 î.en, care comercializa cositor, un metal rar întâlnit în antichitatea strǎveche.Comercializau cositor și textile în schimbul aurului, argintului și cuprului.Încǎ din antichitate, negustorii erau expuși frecvent jafurilor comise de bandiți.
Primele drumuri comerciale cunoscute au apărut în estul Mării Mediterane în mileniul al IV-lea î.Hr.
Rutele de mare întindere au apărut însă în mileniul al III-lea î.Hr., când sumerienii din Mesopotamia efectuau comerț cu localnicii civilizației de pe valea Ind usului.
Celebrele Drumuri ale Mătăsii dintre China și Siria au apărut în al doilea mileniu î.Hr.
Orașele din Asia centrală și de pe teritoriul Imperiului Persan au fost inițial puncte de răscruce pe aceste drumuri.
Primul sistem monetar a fost introdus în jurul lui 625 î.Hr. în Lidia (Anatolia de Vest), pe teritoriul Turciei actuale.
Monumentele funerare dinastice de tip Silla au fost descoperite în Coreea; acestea conțineau relicve precum pocaluri de vin produse în Iran
În primul mileniu î.Hr., vechile civilizații ale Greciei și Feniciei au fondat adevărate imperii comerciale în zona bazinului mediteran.
În jurul anului 1.000, arabii au dominat rutele comerciale din zonele Oceanului Indian, Asiei de Est și Saharei, domesticind cǎmilele pentru a aduce condimente și mǎtase din Orientul Îndepartat.
Astfel, la sfârșitul primului mileniu d.Hr., arabii și evreii dețineau controlul asupra rutelor mediterane.
La începutul mileniului următor, italienii au preluat controlul, iar orașele flamande și germane erau adevărate centre comerciale în nordul Europei dominat de Liga Hanseatică.
În toate aceste zone, s-a dezvoltat o adevarată civilizație a punctelor de intersecție de-a lungul rutelor comerciale, unde apar o multitudine de orașe.
Cele mai vechi dovezi înregistrate de ambarcațiuni pot fi găsite în picturile egiptene care datează din jurul anului 4.000 î.en.. Ca o civilizație riverana, egiptenii au fost marinari profesioniști. Multe dintre navele lor conținea rame și vele, folosite când vânturile nu erau suficient de puternice sau nu proveneau dintr-o direcție favorabilă.
De 3000 î.Hr. egiptenii s-au aventurat în Marea Mediterană, ajungand în Creta și mai târziu în Fenicia. Au navigat pe coasta Africii, în căutarea de cunoștințe, comerț și comori.
Cele mai vechi nave de război - biremele și Triremele - au fost implementate cu rame și vele și berbeci pe provele lor. În timpul luptei vasele loveau cu berbecul in vasele inamice la viteză mare. Unele vase au fost echipate cu arcasi să tragă in ambarcațiunile inamice de la distanta mai mare.Grecii - în special atenienii - au fost maeștri în războiul naval.
Cultura feniciană a înflorit ca o cultură de comerț maritim ce s-a răspândit de-a lungul Mării Mediterane, mai ales între sec. XII-IX î.en., fiind prima civilizație care a creat bireme.Fenicienii erau marinari iscusiți și aveau vase bune. În jurul anului 600 î.en., egiptenii ii plăteau pe fenicieni ca să exploreze Africa de vest. De asemenea, ei călătoreau spre Britannia pentru a schimba diverse mărfuri pe cositor și argint. Meseriașii fenicieni făceau stofe fine, dar și produse de olărit, obiecte din fildeș și metalice, pentru a le vinde. De asemenea, ei vindeau lemn de cedru. 
Fenicienii s-au extins în toată Mediterana, întemeind colonii pe multe țărmuri străine, inclusiv Marsilia, Cadiz, Malta, Sicilia, Cipru și Cartagina, ultima în Africa de Nord. În Cartagina ei făceau schimburi de mărfuri cu localnici africani, cumpărând fildeș prețios, piei de animale și lemn. 
Un rege și explorator cartaginez, Hanno Navigatorul al II-lea a condus o expediție pe coasta Africii cu o flotǎ de corǎbii feniciene construite cu unelte din fier. 30.000 de coloniști fenicieni căutau noi oportunitǎți. Hanno a notat în jurnalul său descrierea unei erupții vulcanice al Muntelui Cameroon și întâlnirea cu "creaturi sǎlbatice" pe care le-a denumit "gorile" și i-a considerat ca fiind verii îndepǎrtați ai oamenilor.

#### Primele rǎzboaie

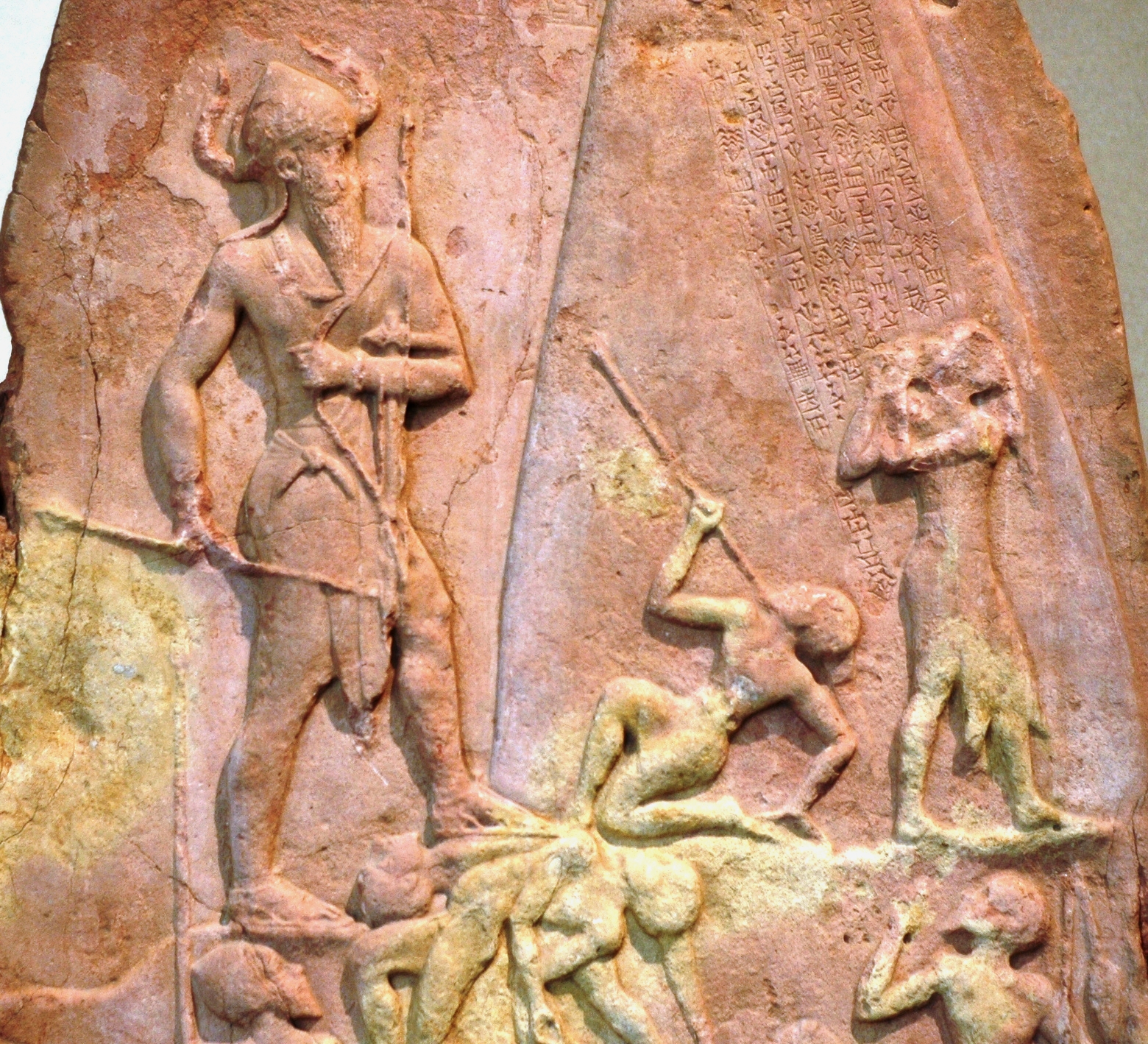
Stela de la Naram-Sin

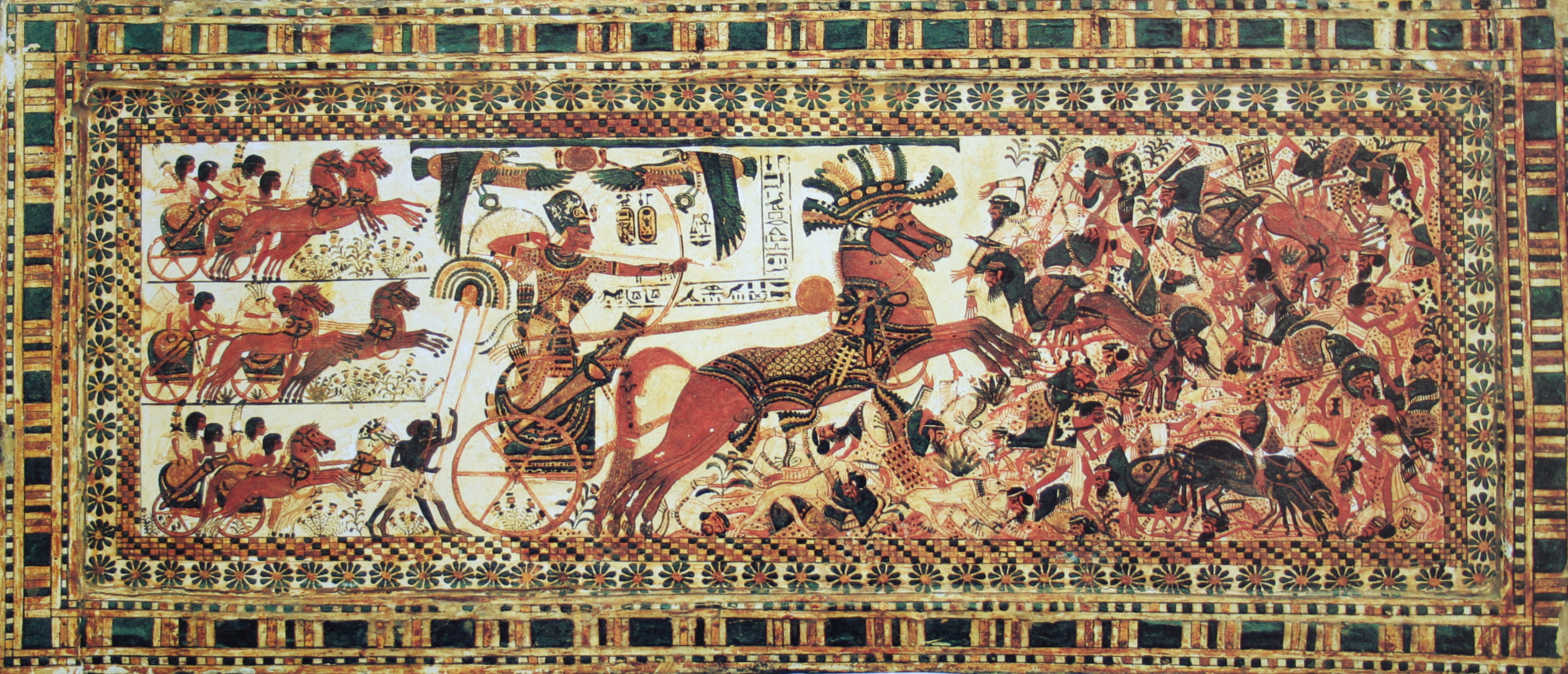
Faraon intr-un car de lupta

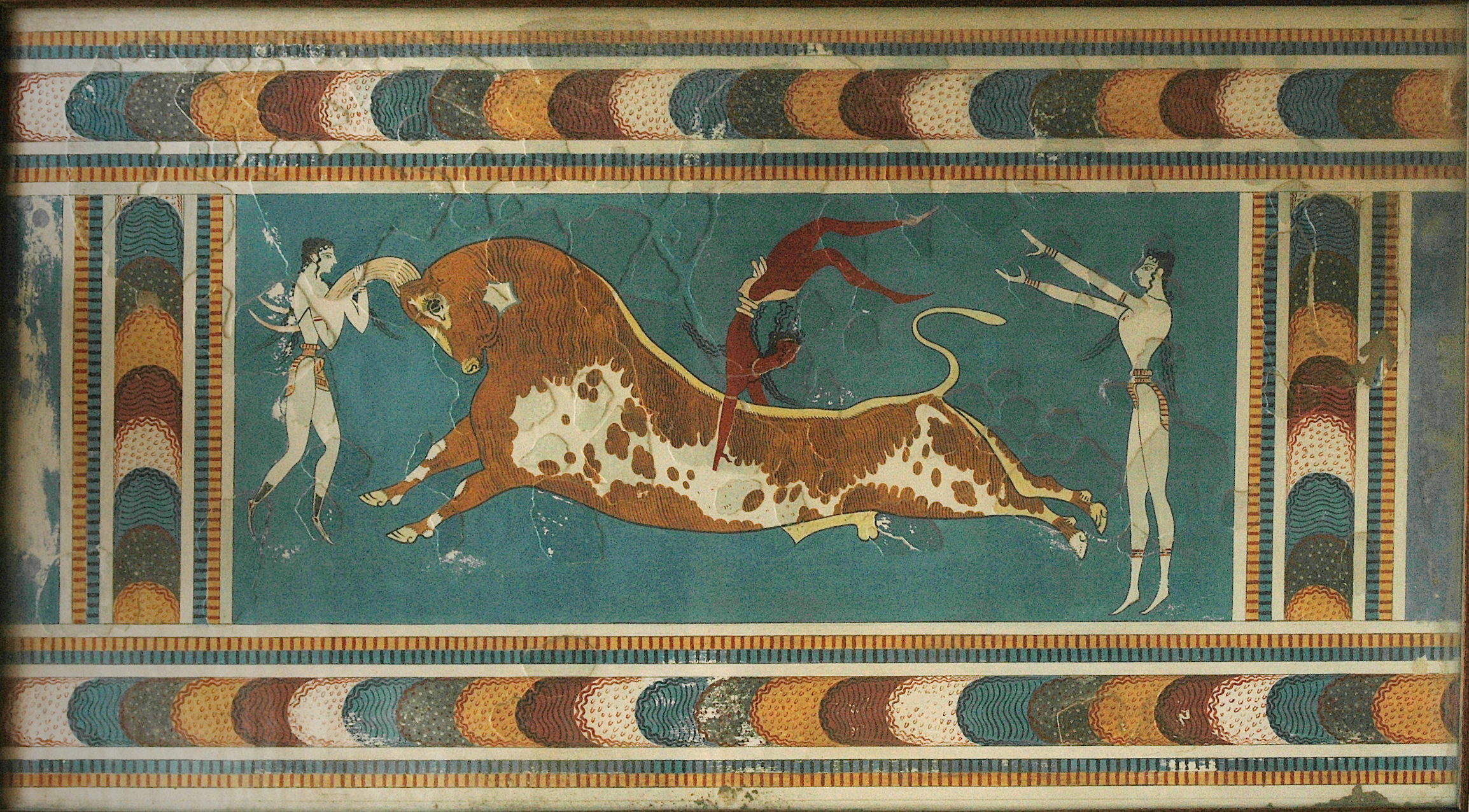
Friza din Cnossos

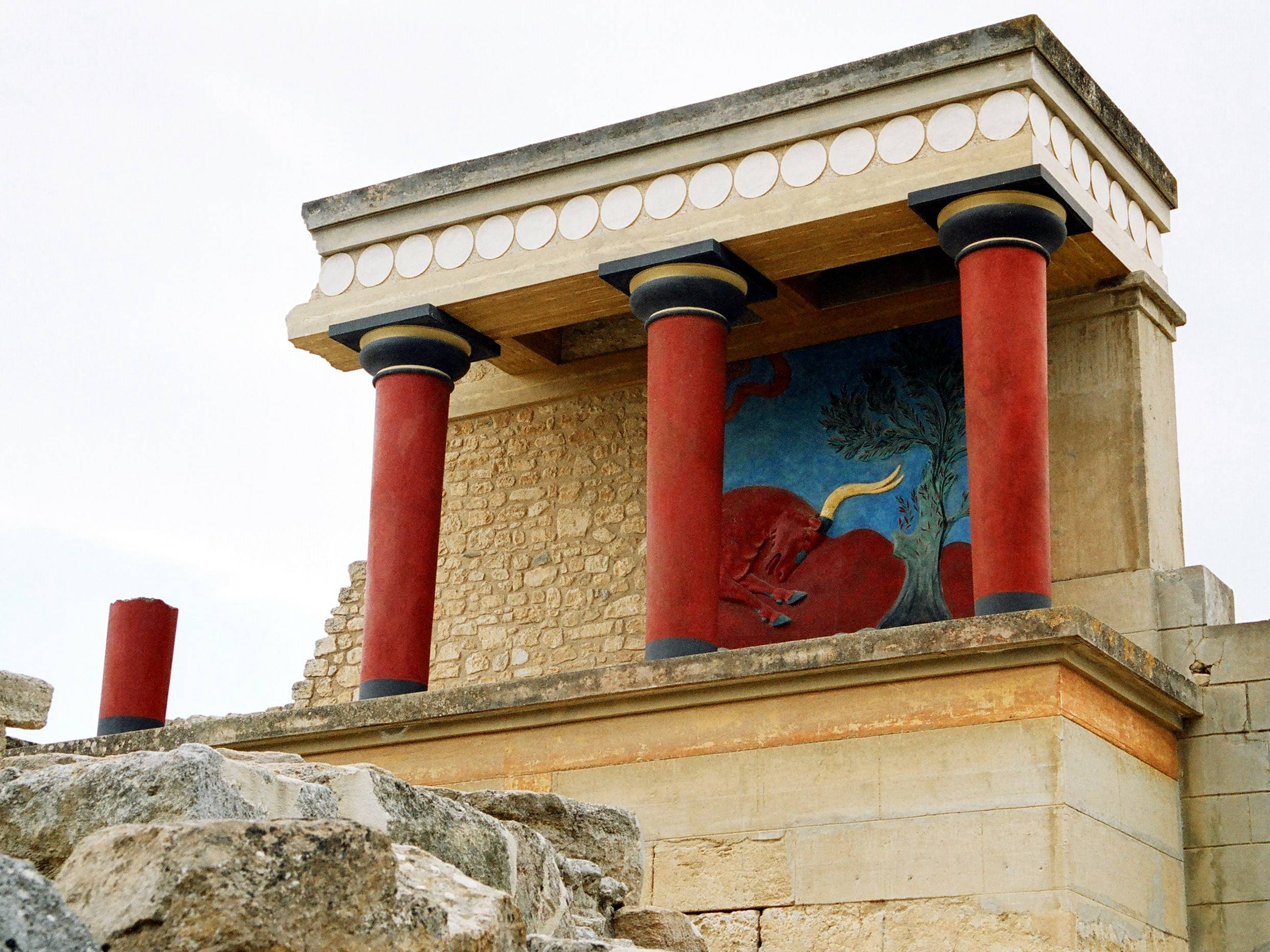
Palatul din Knossos

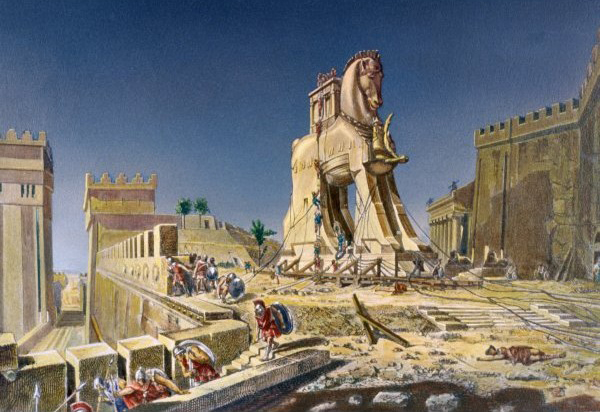
Calul Troian

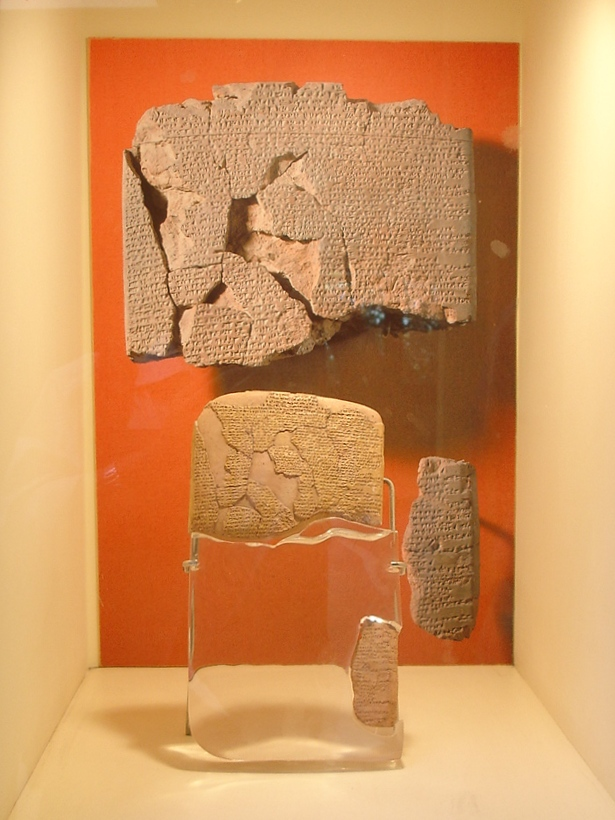
Tratatul de pace de la Kadesh, cel mai vechi tratat de pace cunoscut (Muzeul de Arheologie din Istanbul)

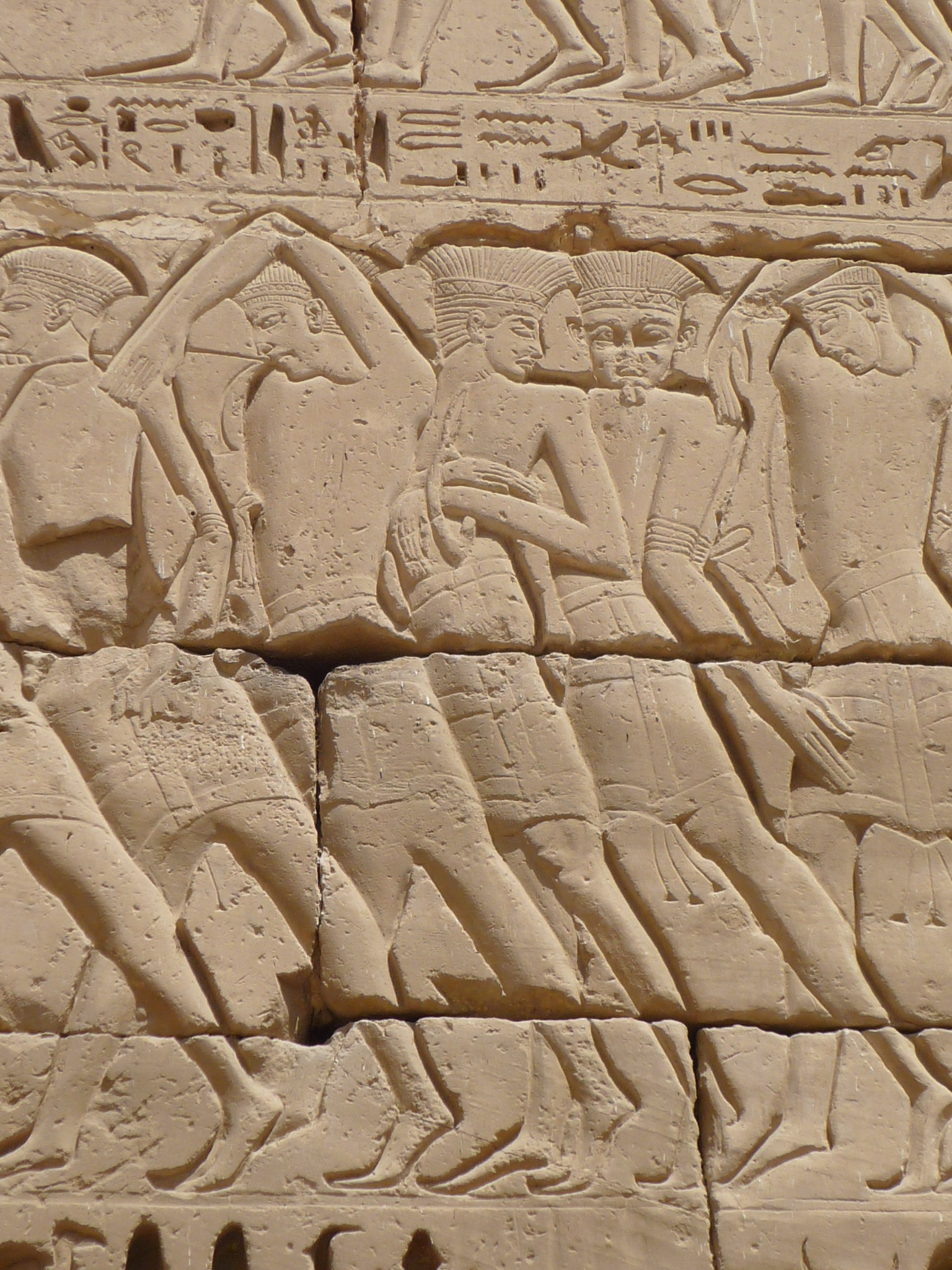
Popoarele Marii

Comerțul a deschis noi frontiere, conectând lumea cum n-a mai fost înainte.Rutele comerciale au conectat Orientul Mijlociu de India și Europa. Însǎ comercializarea bronzului și dorința de dominație și control asupra resurselor va duce la primele rǎzboaie.În Meghido, pe teritoriul de azi al Israelului, la 16 aprilie 1457 î.en., noul, tânǎrul și ambițiosul faraon egiptean, Tutmes al III-lea, iși conduce forțele de 20.000 de oameni recruți (fermieri conduși la arme) si mercenari nubieni profesioniști, împotriva cetatii ce reprezenta un nod comercial vital în aceea vreme, stǎpânitǎ de o coaliție rǎzvrātită formată din forțe canaanite conduse de regele Kadeshului. A fost prima bǎtǎlie istoricǎ înregistratǎ.
Carele egiptene, cu o viteză de 25 km pe oră, reprezentau arma supremă a antichității. După lupte confuze și haotice, umbrite de șiroaiele de săgeți, faraonul Thutmose obține gloria mult râvnitǎ. Ei au urmărit rămășitele armatelor ce au fugit din valea Megiddo, risipiți în munții din jur. Regele de Kadesh a reușit să-și evite moartea și captivitatea, fiind adăpostit în cetate. După victorie, egiptenii au asediat orașul cetate Megiddo.
Thutmose și-a extins imperiul la cea mai mare scalǎ pe care a cunoscut-o vreodatǎ Egiptul; pentru prima datǎ, un rege-zeu conducea destinele a milioane de oameni de la Sargon al Akkadului încoace.
Douǎ secole mai târziu, un alt faraon, Ramses al II-lea, cu cele patru divizii ale sale, va ataca orașul Kadesh pentru cǎ râvnea la Ammuru aflat sub ocupatie hititǎ.Dar hitiții îi vor întinde o cursa lui.Ramses scapǎ datoritǎ întǎririlor trimise de aliații sǎi canaaniți.Ajunge la un armistițiu și renunță la ambițiile asupra Siriei, ambele tabere dobândindu-și victoria, iar 20 de ani mai tarziu, va încheia cu hitiții primul tratat de pace cunoscut din istorie, gravat pe o mare tăbliță de argint, statuând „fraternitatea frumoasă și pacea frumoasă pentru eternitate”, cu clauze de neagresiune, de asistență mutuală (alianță defensivă) și privind extrădarea refugiaților politici.
Anii de domnie ai lui Ramses nu au fost caracterizați doar de campaniile militare, de asemenea, domnia sa a rămas în istorie și pentru construcțiile grandioase ridicate în timpul său, și mai ales datorită acestora, având în vedere că istoria domniei sale s-a putut scrie datorită mărturiilor inscripționate pe coloanele sau pe pereții edificilor sale. Printre cele mai importante monumente care s-au construit în anii săi de domnie se pot aminti Abu Simbel și Ramesseum.
Apogeul epocii bronzului nu avea sǎ ținǎ prea mult timp. În decursul sec. al XIII - lea î.Hr. "Popoarele mării" au invadat Anatolia și estul Mediteranei. În decursul migrației lor, au atacat și distrus orașe din Asia (Ugarit), Cipru (Enkomi) și probabil Imperiul hittit, care era în declin la acel moment. Singură armata egipteană, mai numeroasă și mai bine organizată, a reușit să le facă față, în pofida renumelui de slabi marinari pe care îl aveau egiptenii. Popoarele mării s-au aliat cu diverse popoare asiatice și începând cu sfârșitul celei de-a XIX-a Dinastii au început atacarea sporadică a gurilor Nilului. Egiptenii au respins două valuri masive de invazie în vremea Faraonilor Merneptah și Ramses al III-lea. Chiar și așa, civilizația piramidelor avea sǎ intre într-un lung declin, nemaiputând sǎ-și recapete gloria de altǎdatǎ.
În timp ce unele civilizatii mor, altele iau naștere. În bazinul oriental al Mǎrii Mediterane, o nouă civilizație a bronzului ia naștere pe insula Creta, întemeiatã de legendarul rege, Minos.Era o civilizație opulentă, ce cuprindea palate splendide, orașe mari și prospere. Dar a fost distrusǎ de erupția vulcanului Thera din Santorini și de invazia micenianǎ.
Între anii 1194–1184 î.en., rǎpirea Elenei din Sparta de cǎtre Paris, fiul regelui Troiei, Priam, a dus la izbucnirea unui rǎzboi mitic de 10 ani, binecunoscut ca Războiul troian. Troia era situată într-un punct care controla strâmtoarea Hellespontului și în plus poseda și un teritoriu foarte bogat, renumit și pentru creșterea berbecilor și cailor. O coaliție de 28 de state aheene, totalizând un număr de aproximativ 100.000 de luptători, îmbarcați pe 1200 de corăbii, cele mai mari ducând câte 120 de oameni, sub comanda regelui Micenei, Agamemnon, Menelau din Sparta, Ahile și Ulise au asediat timp de zece ani Troia. După ce au cucerit orașul printr-un șirletic, infiltrând un cal de lemn cu soldați bǎgați în interior și l-au jefuit și distrus, micenienii s-au retras.
Civilizația miceniană n-a durat nici șase secole. Rând pe rând palatele și cetățile miceniene au fost jefuite și distruse de dorieni, ultimul val de indo-europeni, ce vor aduce în Europa un nou element ce va deschide o noua epoca de idei, rǎzboaie și imperii: Epoca Fierului.

## Epoca clasicǎ

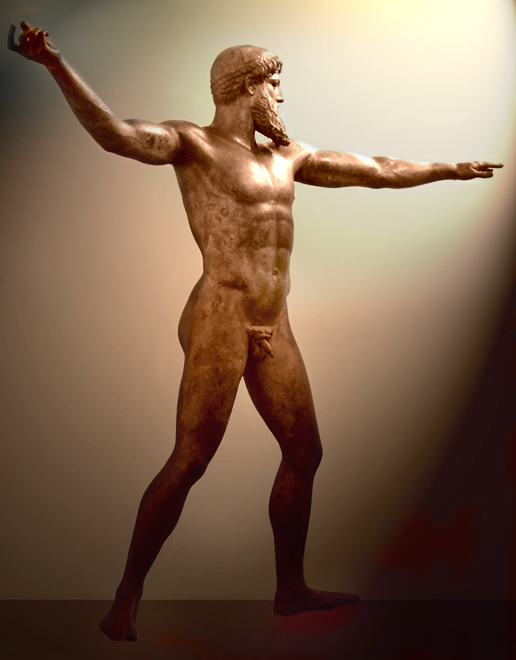
Zeus

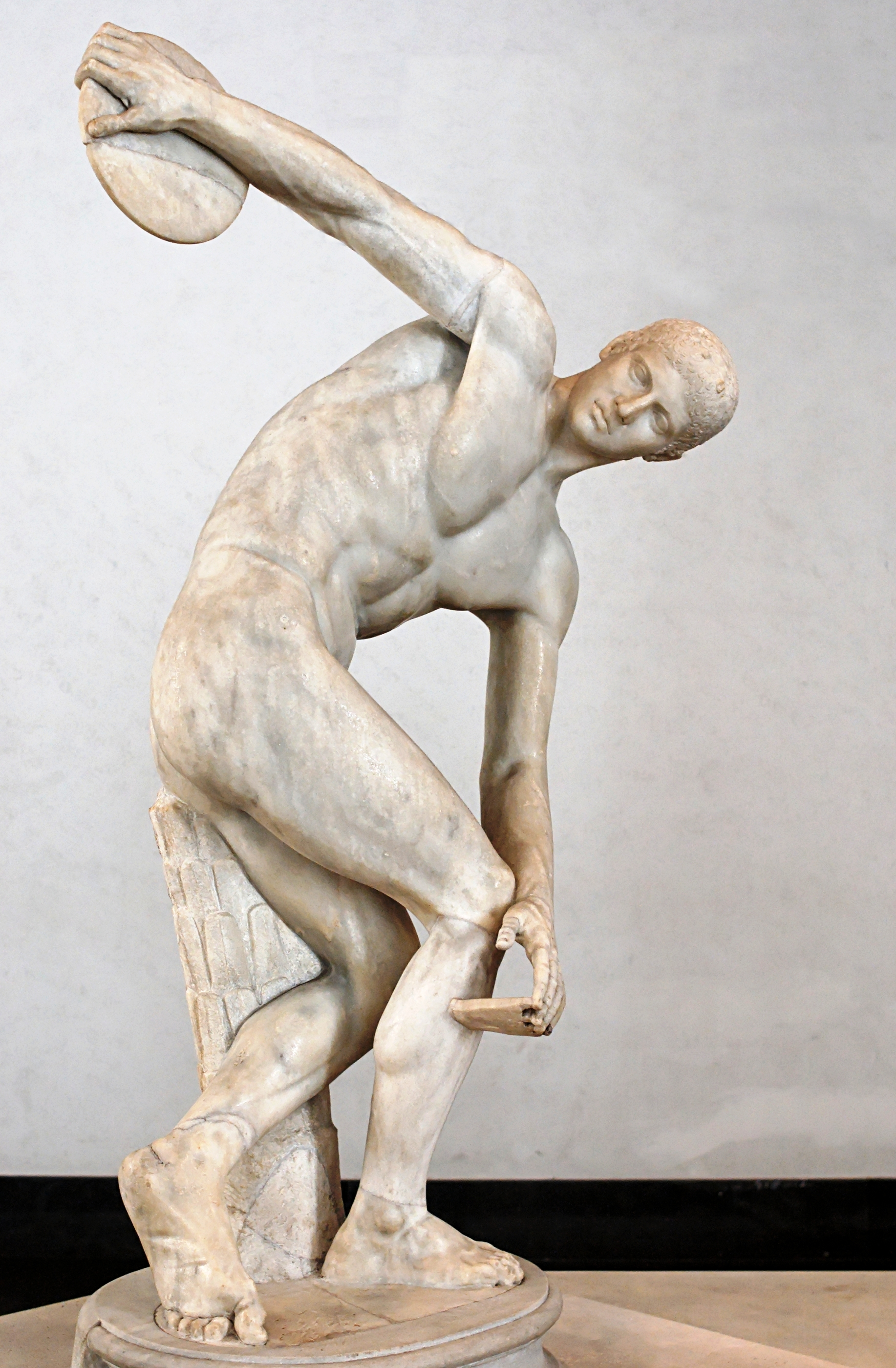
Discobolul

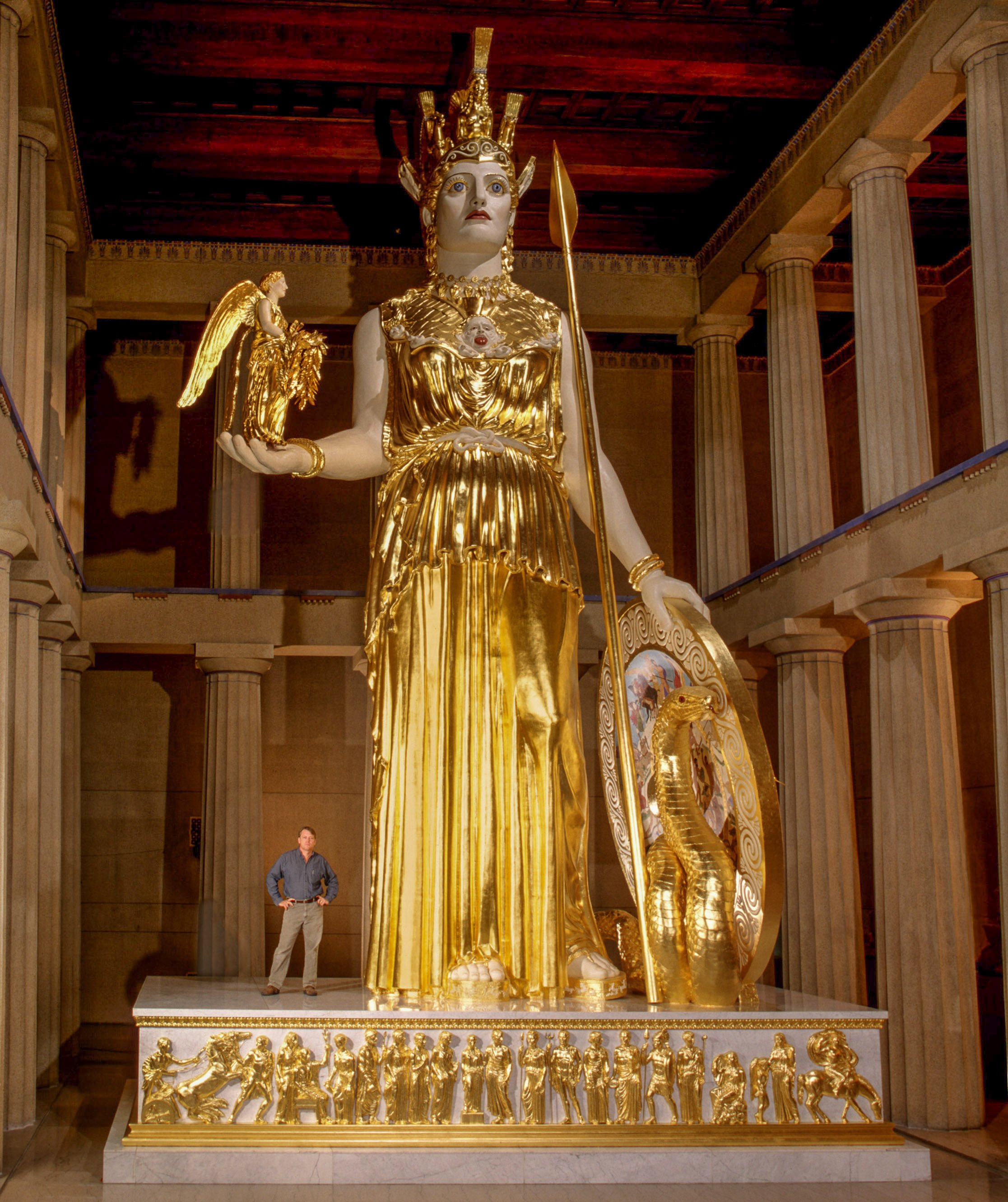
Athena

Civilizațiile clasice au prosperat și au stabilit multe cǎi de dezvoltare și modele de urmat pentru mai târziu. Însǎ nu după mult timp ele au fost expuse atacurilor unor triburi de nomazi numiți barbari, iar prețul plătit pentru a le înfrunta a fost ridicat. În jurul anului 450, mǎrețele imperii s-au prǎbușit.
Europa a vǎzut rǎsǎritul a douǎ civilizații mărețe, întâi Grecia, apoi Roma. Alte culturi, ca cea a celților, au fost copleșite și absorbite. În perioada 400-300 î.en., Grecia clasicǎ domina Mediterana. Descoperirile grecilor au constituit baza cunoștințelor actuale de biologie, matematica, fizica, literatura, filosofie și politicǎ. Dar orașele-stat independente din Grecia se luptau între ele cu regularitate, ceea ce a dus, în final, la declinul lor. Între timp, în Italia, cetatea Romei adoptă obiceiurile grecilor, extinzandu-se și întǎrindu-se pânǎ când a crescut un imperiu vast, care prin anul 100, se întindea din Arabia pânǎ în Scoția. O datǎ cu cuceririle, Roma a rǎspândit pe teritoriile sale o nouǎ religie-creștinismul. Totuși, în jurul secolelor IV-V, aceasta mare civilizație a început sǎ se dezintegreze.
Orientul Mijlociu a fost influențat de Grecia și Roma. Alexandru cel Mare si-a stabilit capitala la Babilon, aducând influențele grecești reformatoare în aceastǎ regiune strǎveche și tradiționalistǎ. Mai târziu, romanii au dominat Siria, Palestina și Egiptul. În est, civilizația prosperǎ a Persiei oscila între lumea occidentalǎ și cea orientalǎ.
În jurul anului 350 î.en., dinastia Qin a unit China pentru prima oarǎ sub un singur împarat. Apoi, puterea a fost preluatǎ de dinastia Han, care s-a menținut pânǎ în anul 220 și a creat un sistem imperial stabil, bazat pe principiile confugianiste. În India, dinastia budistǎ, Maurya, a creat o culturǎ remarcabilǎ în perioada 320-185 î.en. În anul 320, o noua dinastie hindusǎ, Gupta, a întemeiat în nordul Indiei un oraș-imperiu care a dǎinuit pânǎ în 500. În alte zone din Asia- Japonia, Thailanda și Indonezia- s-au dezvoltat alte culturi, pe teritorii mai restrânse.
În Africa trǎiau diferite populații tribale. În jurul anului 400 î.en., în vestul continentului s-a dezvoltat cultura Nok. În 350, regatul Axium a cucerit regatul Kuș. Prin 500, populația bantu ajusese în sudul Africii.
În America de Nord, triburile nord-americane erau rǎsfirate de-a lungul continentului. Viața era relativ simplă, se ocupau cu vânǎtoarea, culesul și cultivarea pǎmântului într-o mare diversitate de medii naturale. Dar în regiunea Ohio, cultura Hopewell a ridicat orașe și movile pentru ceremonii, marcând apariția primei civilizații de la nord de Mexic. Prin 500, în regiunile care astǎzi fac parte Utah, Arizona și New Mexico a început sǎ se dezvolte cultura Anasazi.
Pe teritoriile actuale ale Mexicului și Perului s-au dezvoltat mai multe civilizații. Perioada de prosperitate maximă a acestora a fost în anii 1-600. În Mexic, drumul a fost deschis de marele oraș comercial Teotihuacan, cu temple-piramidele și palatele sale. Maiașii puneau bazele unei civilizații care avea sǎ dezvolte scrierea și astronomia. În mod independent, în Peru, s-a dezvoltat orașul Tiahuanaco, pe înǎlțimile munților Anzi, lângǎ Lacul Titicaca. Pe coasta peruvianǎ începuserǎ sǎ se stabilizeze culturile Chavin, Nazca și Moche.
În Australia, populația aborigenǎ ducea o viațǎ simplǎ și linistitǎ, fǎrǎ contacte cu lumea exterioarǎ. Noua Zellandǎ avea puțini locuitori. În Oceanul Pacific, poliniezenii continuau sǎ colonizeze insule rãspândite pe o suprafațǎ vastǎ.

### Epoca fierului

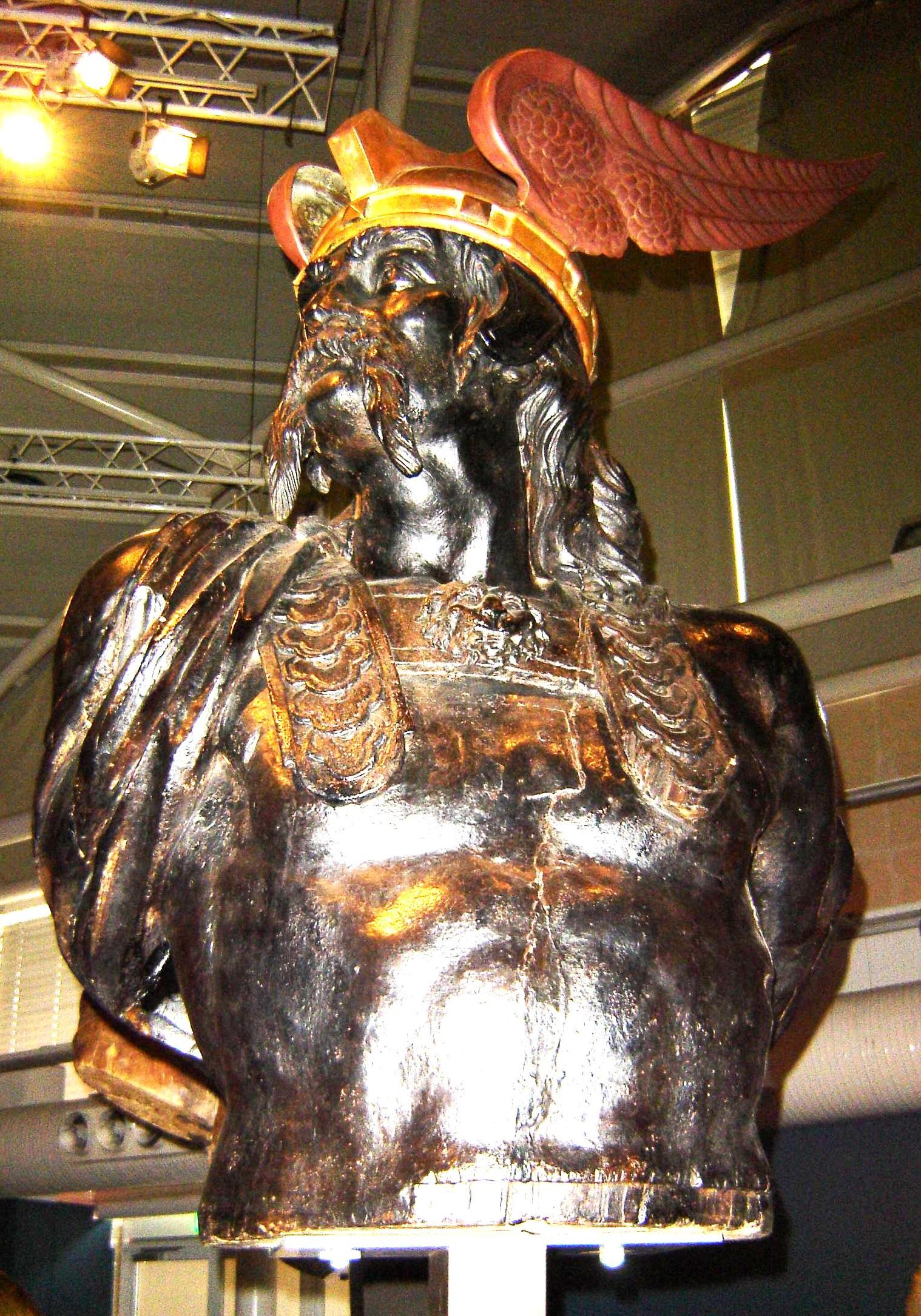
Războinic celt

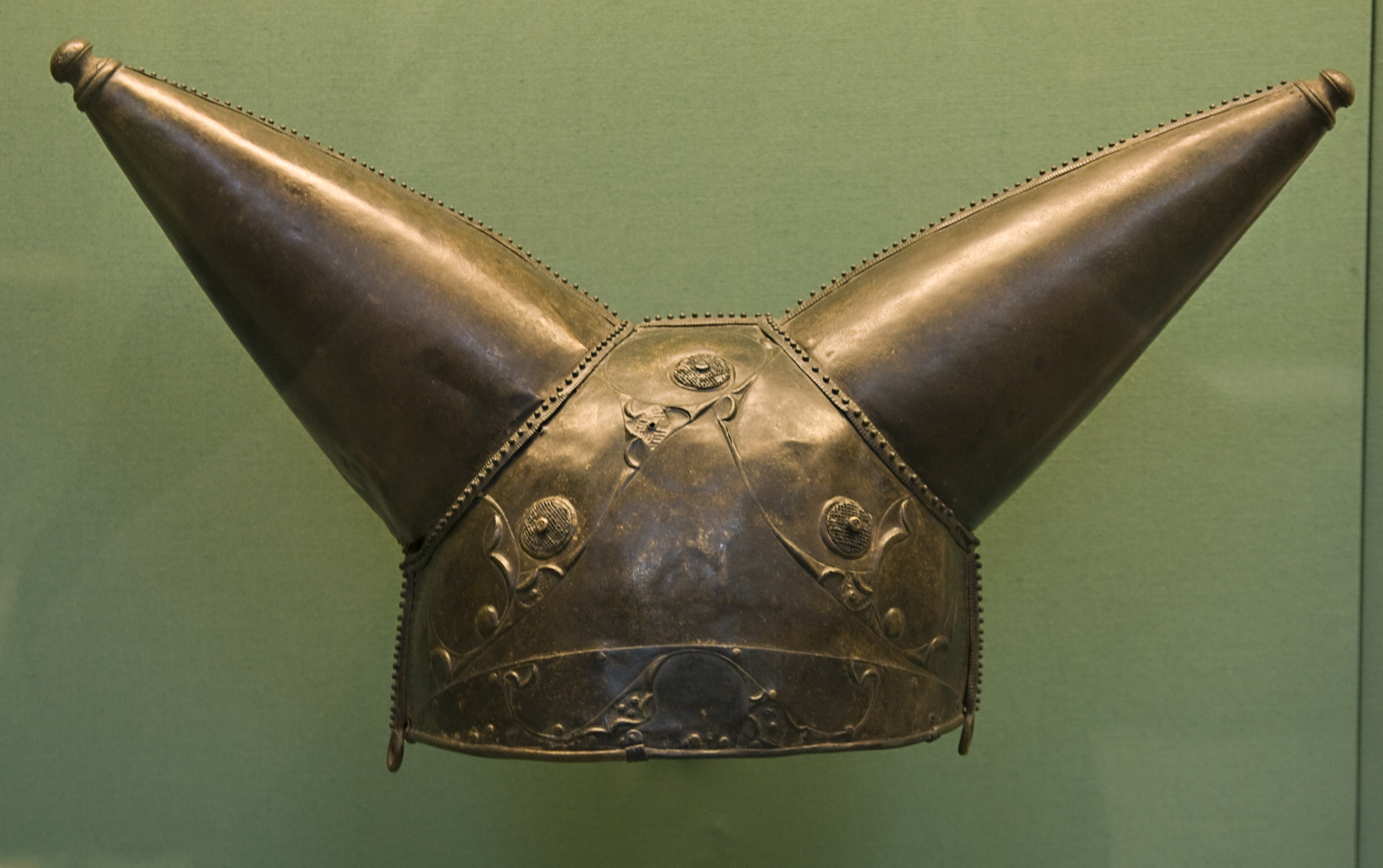
Coif celtic

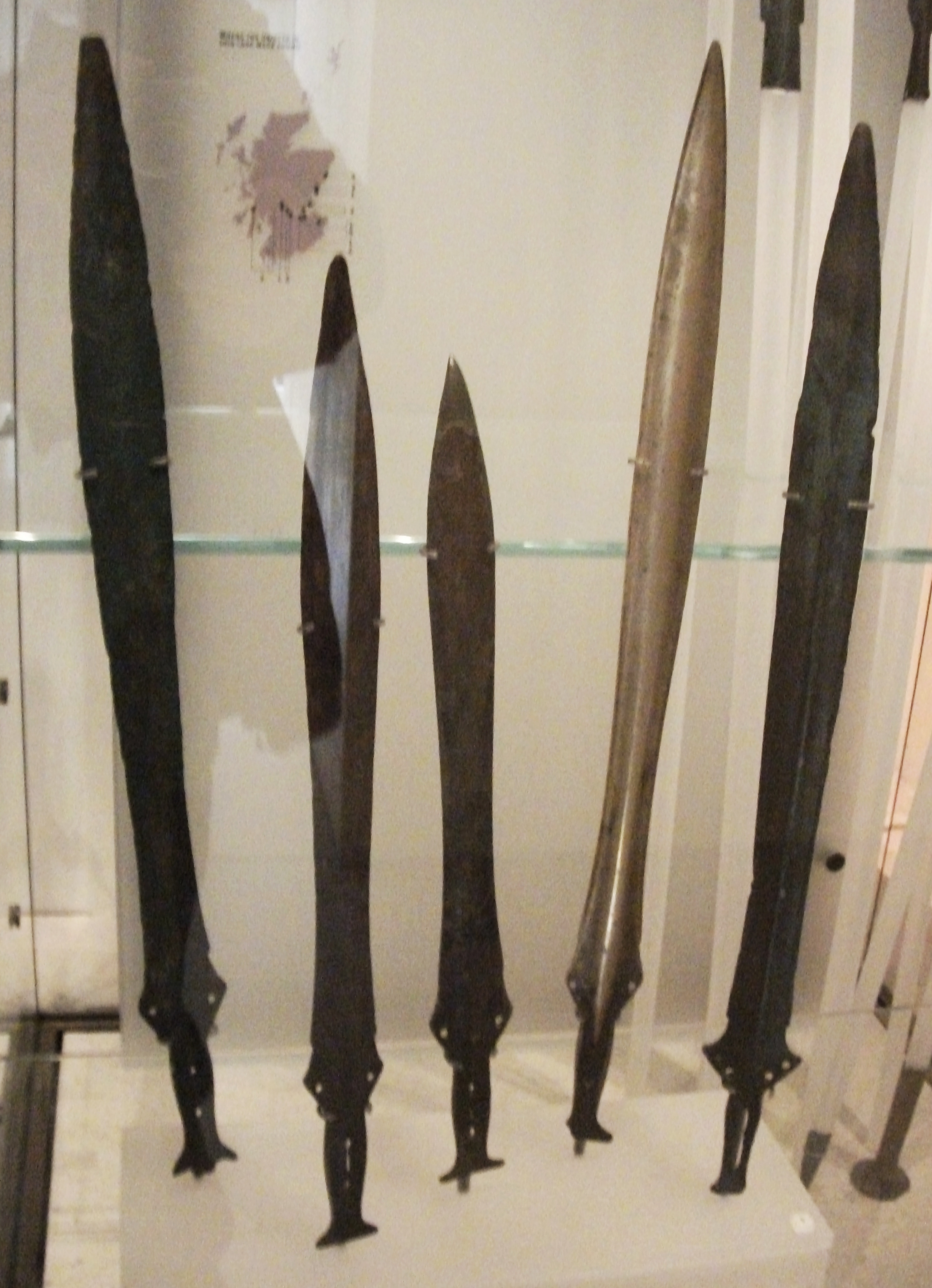
Săbii din Scotia

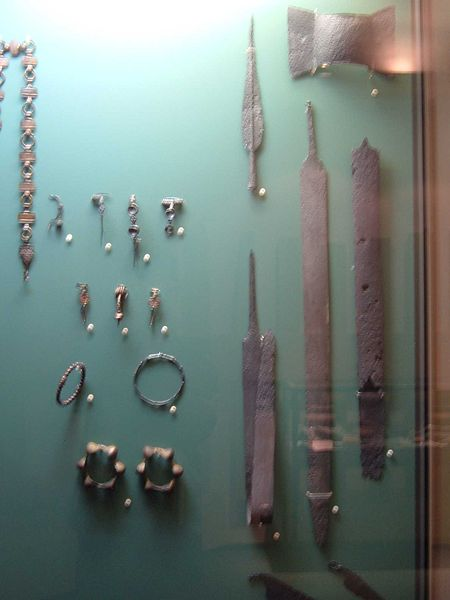
Arme din fier

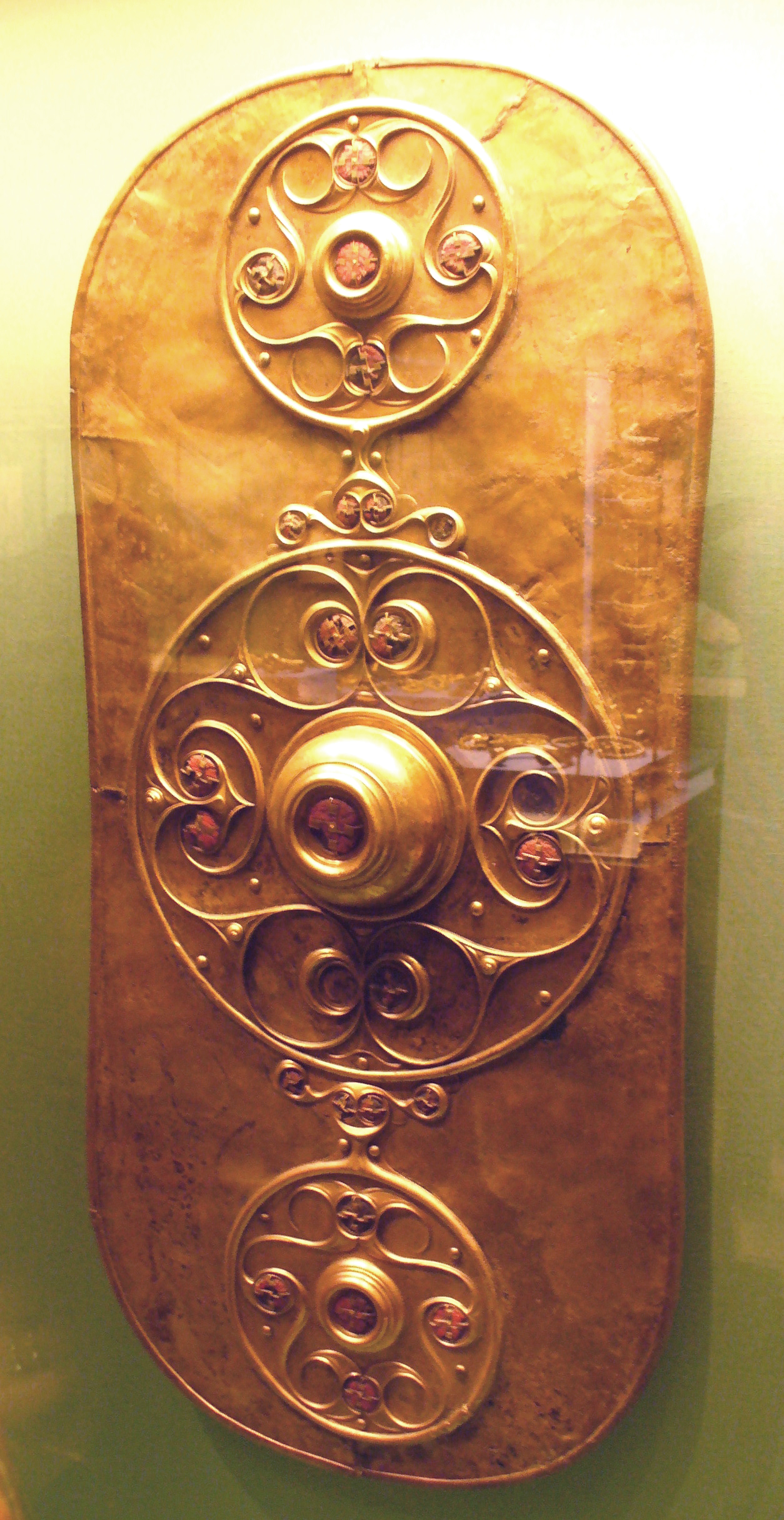
Scut celtic

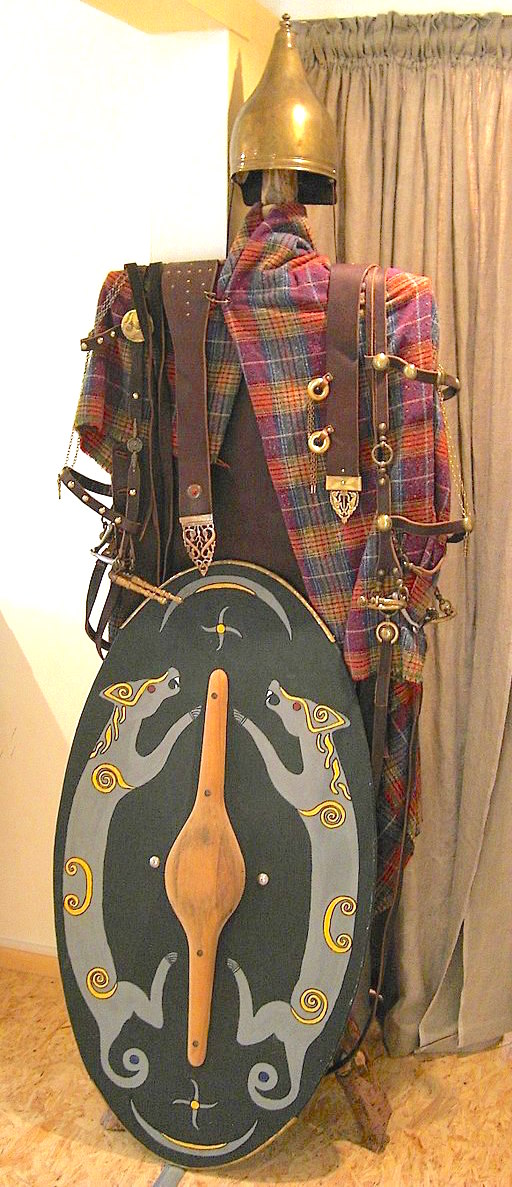
Replica unui războinic celtic

Dupǎ mii de ani de progres, civilizațiile epocii bronzului au înfruntat colapsul. Egiptul se afla în declin lent, Imperiul Hitit se dezintegrase, iar Grecia intra într-un "Ev Întunecat". În urma invaziei popoarelor mǎrii și popoarelor indo-europene, haosul a cuprins lumea mediteraneanǎ, comerțul fiind în declin, iar armele din bronz nu mai puteau face față invaziilor. 
Dar undeva în est, un nou element va deschie cheia spre viitorul umanitǎții ce va îmbunǎtǎți armele, va naște noi idei și va forma noi imperii, transformând planeta-Epoca Fierului, epoca în care trǎim și în prezent.
Primele semne ale utilizării fierului provin din Sumer și Egiptul Antic, unde în jurul anului 4000 î.en. s-au creat primele obiecte din fier meteoric. Între 3000 î.en. și 2000 î.en. crește numărul obiectelor realizate din fier topit în Anatolia, Egipt, Mesopotamia, Indus, Pakistan. Topirea fierului și extragerea metalului din minereu de fier pare să fi fost descoperite în secolul al XII-lea î.en., în Munții Caucaz, Asia Mică sau India. Producția de fier forjat dateazǎ din aproximativ 1.000 î.en.În acestă perioadă se pare că fierul era utilizat în scop ceremonial, fiind un metal extrem de scump, mai scump decât aurul. Pentru prima oară o metalurgie sistematică a fierului apare în cadrul Imperiului Hitit în secolul al XIV-lea î.en. iar în India începând cu 1800 î.en. În jurul anului 1200 î.en. utilizarea fierului a devenit uzuală în Orientul Apropiat însă pentru o lungă perioadă de timp metalul dominant ramâne bronzul
Până în secolul al XII-lea î.en., fierul a înlocuit în mare măsură de bronz ca metalul preferat pentru unelte și arme în Mediterana de Est. Epoca fierului corespunde perioadei istorice când producția fierului era cea mai sofisticată etapă a metalurgiei. Răspândirea tehnologiei fierului precum și marea abundență de surse de minereu de fier a făcut ca acest metal să fie mult mai ieftin decât bronzul și a fost adoptat pe o scară largă.
Una din cele mai importante culturi arheologice este cultura Black and Red Ware. Datată în perioada timpurie a epocii fierului are o arie de răspândire mare și este datată între secolele XII - IX î.en. fiind precursoarea civilizației Vedice.
În jurul anului 300 î.en. în această regiune a lumii s-a creat pentru prima dată oțel. Minereul de fier era topit împreună cu cărbune și sticlă, astfel prin topire fierul putea face astfel absorbție de carbon. Rezultatul, numit fūlāḏ.
Epoca fierului în Orientul Apropiat este considerată ca începând cu descoperirea metalurgiei fierului în Anatolia și în regiunea Munților Caucaz la sfârșitul mileniului II î.en. De aici metalurgia fierului s-a răspândit în întreg Orientul Apropiat, piesele din fier înlocuindu-le pe cele din bronz la începutul mileniului I î.en. Utilizarea armelor de fier de către hitiți este considerată un factor însemnat la expansiunea rapidă a Imperiului Hitit. Lumea egeeană se pare ca a cunoscut acestă tehnologie ca urmare a expansiunii hitite, a migrației popoarelor mării iar raspândirea tehnologiei în întreaga Grecie este pusă pe seama invaziei dorienilor.Obiecte de fier au fost descoperite în China și datate cel mai devreme în dinastia Zhou (secolul VI î.en.). Pe platoul tibetan epoca fierului este asociată cu cultura Zhang Zhung descrisă în scrierile vechi tibetane. În peninsula Korea primele obiecte de fier au fost introduse ca urmare a schiburilor comerciale din timpul dinastiei Han (aproximativ 300 î.en.).
Civilizația Nok a fost prima cultură arheologică din Africa de vest care a utilizat tehnologia fierului înainte de anul 1000 î.en. Metalurgia fierului a continuat să se răspndească în Africa împreună cu metalurgia cuprului ajungând în sudul continentului în jurul anului 200. Răspândirea fierului a revoluționat comunitățile Bantu, care au trecut de la uneltele de piatră direct la cele de fier și astfel au trecut la un mod de viață sedentar, devenind o cultură cu o tehnologie superioară în sudul Africii în care unelte și arme de fier au fost produse în cantități industriale.
Fierul a fost introdus în Europa în jurul anului 1000 î.en., probabil din Asia Mică iar apoi s-a răspândit spre vest în următorii 500 de ani. Expansiunea greacă iar apoi cea a imperiului roman a pus capăt epocii fierului; iar prin introducerea scrisului întregii preistorii.În Europa Centrală epoca fierului se împarte în două mari perioade: cultura Hallstatt (HaC and D) și cultura La Tène (începând cu 450 î.en.).
Epoca Fierului a provocat apariția triburilor celtice rǎsfirate în Europa nord-vestică și centrală. Celții alcǎtuiau o confederație de triburi separate, dar cu culturi comune, ca triburile galice din Franța, precum Arvenii, triburile bretone ca Icenii din Britania, triburile germanice ca cimbrii din Germania, celt-iberienii din Spania, ilirii și tracii, geto-dacii din nordul Peninsulei Balcanice. Celții s-au dezvoltat ca agricultori tribali uniți în jurul fortificaților, a căror unitate era asigurată de cǎpetenii și druizi-preoți învățați, făuritori de legi, barzi și înțelepți ai tribului. Celții, fiind buni meșteșugari, produceau bijuterii, vase de ceramică, arme și cupe împodobite cu modele și forme geometrice complicate. Vestiți ca rǎzboinici de temut, celții își fǎceau arme și unelte din fier.

### Primele imperii

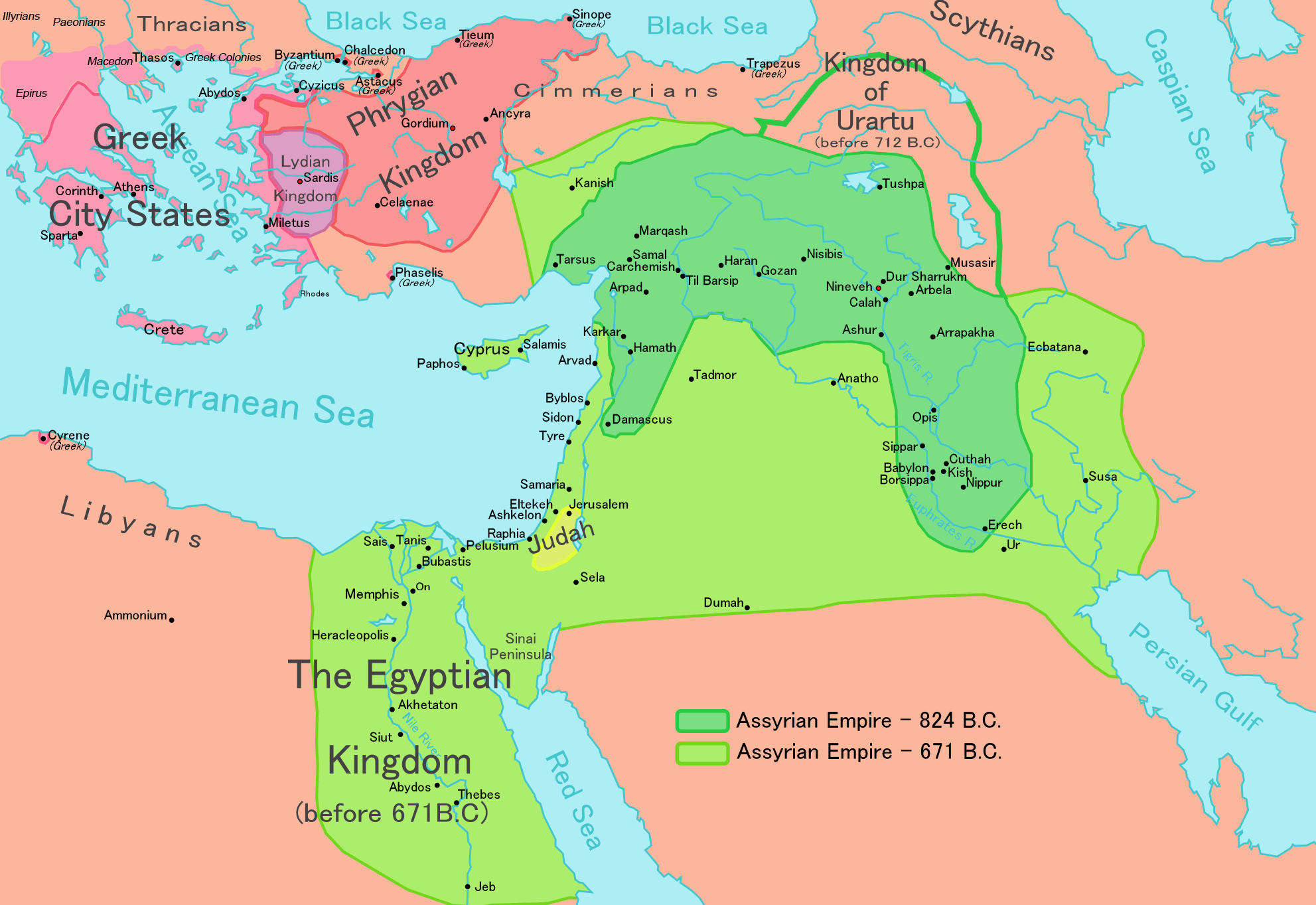
Imperiul Neo-Asirian
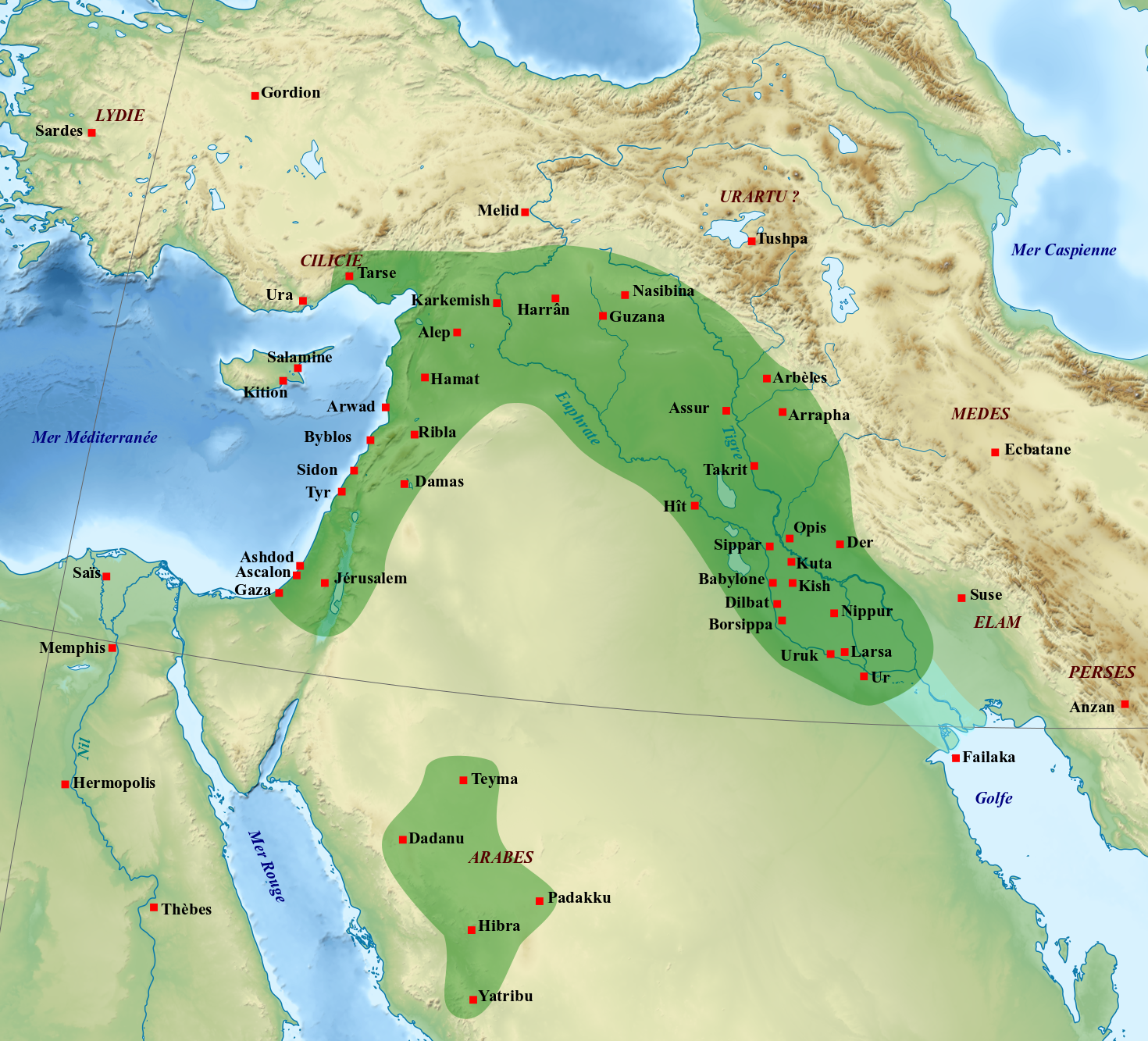
Imperiul Neo-babilonian
Imperiul Persan
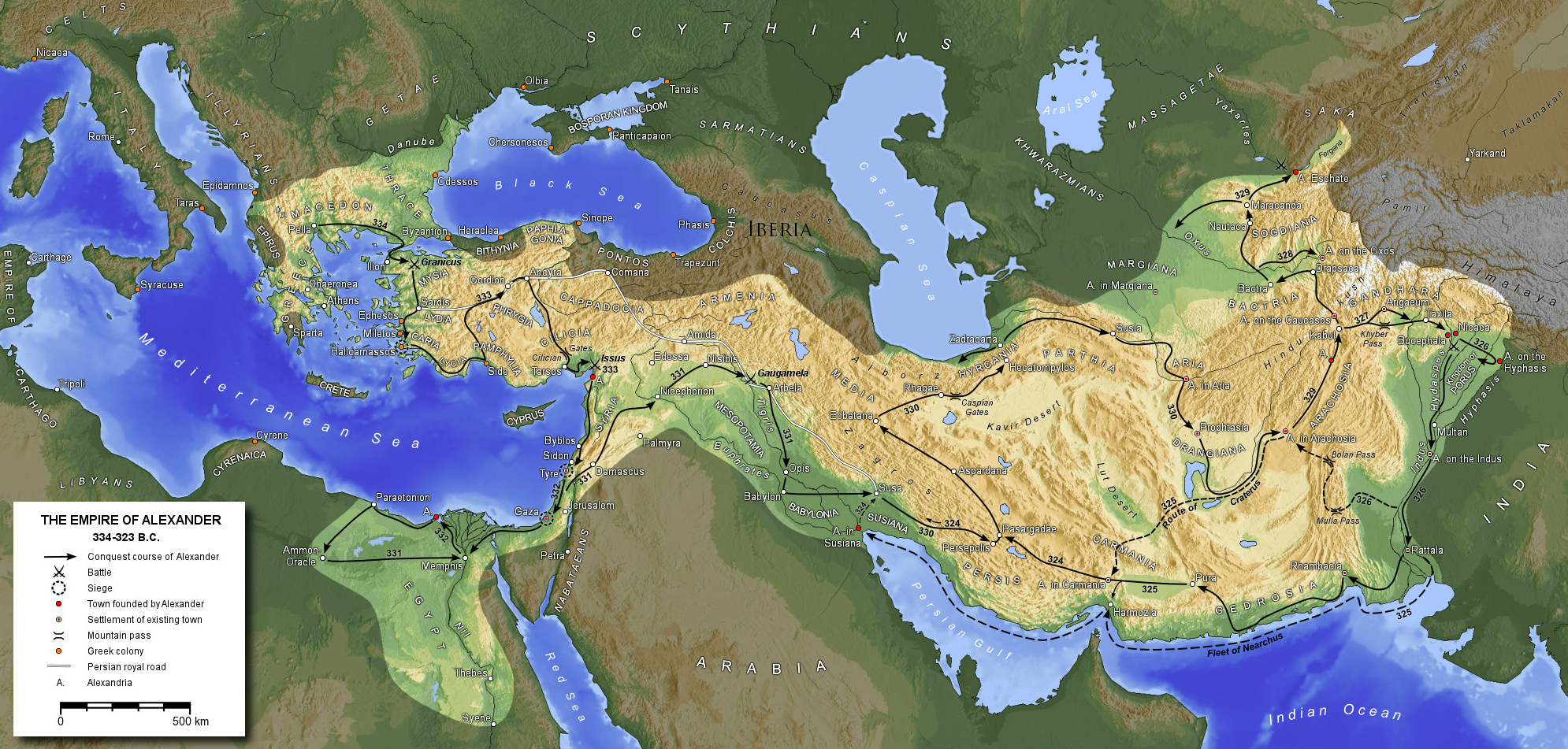
Imperiul Macedonean
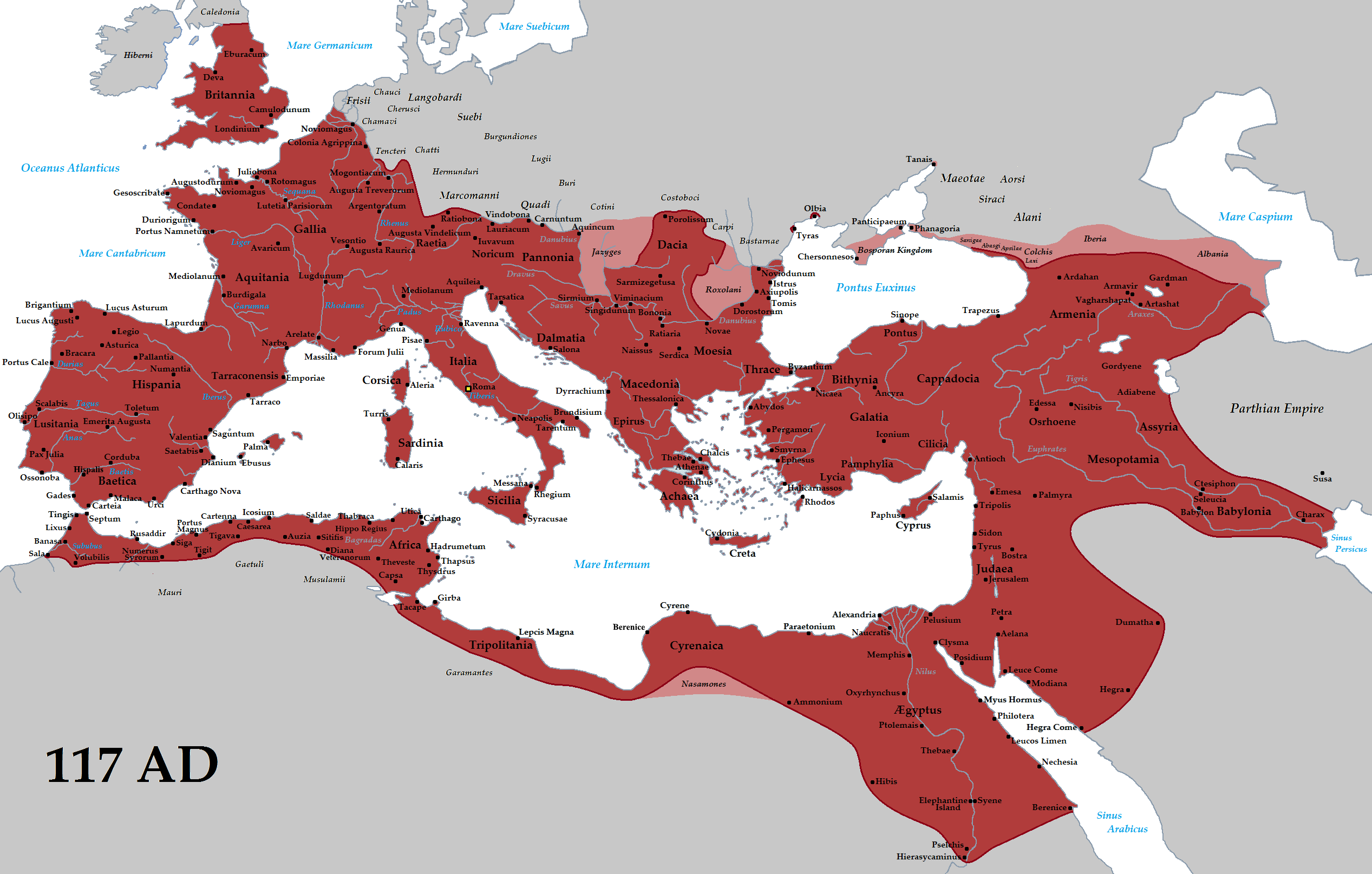
Imperiul Roman

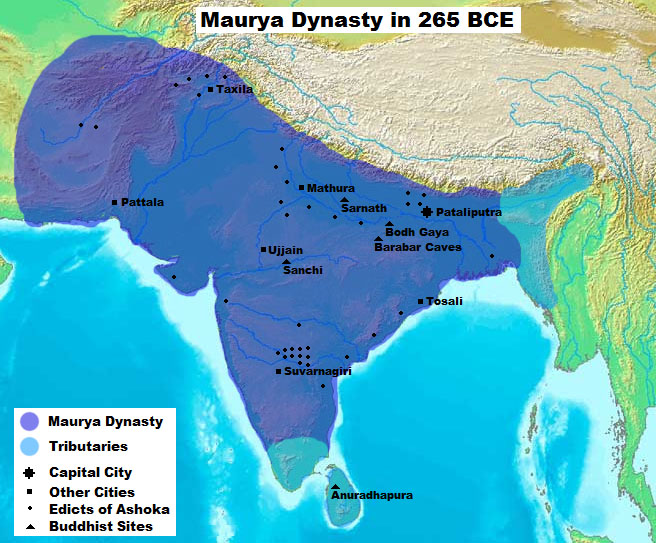
Imperiul Maurya
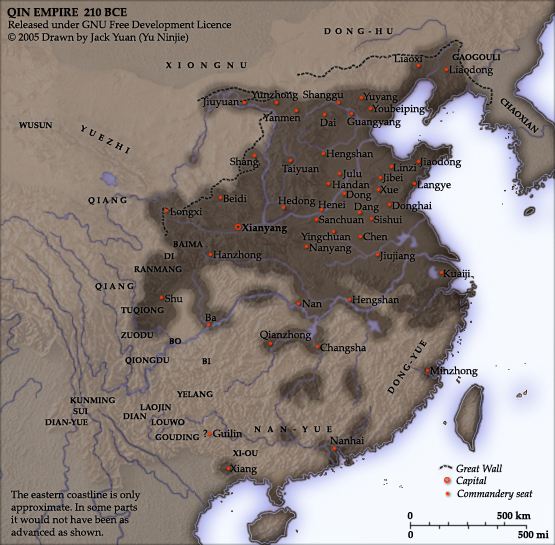
Imperiul Qin

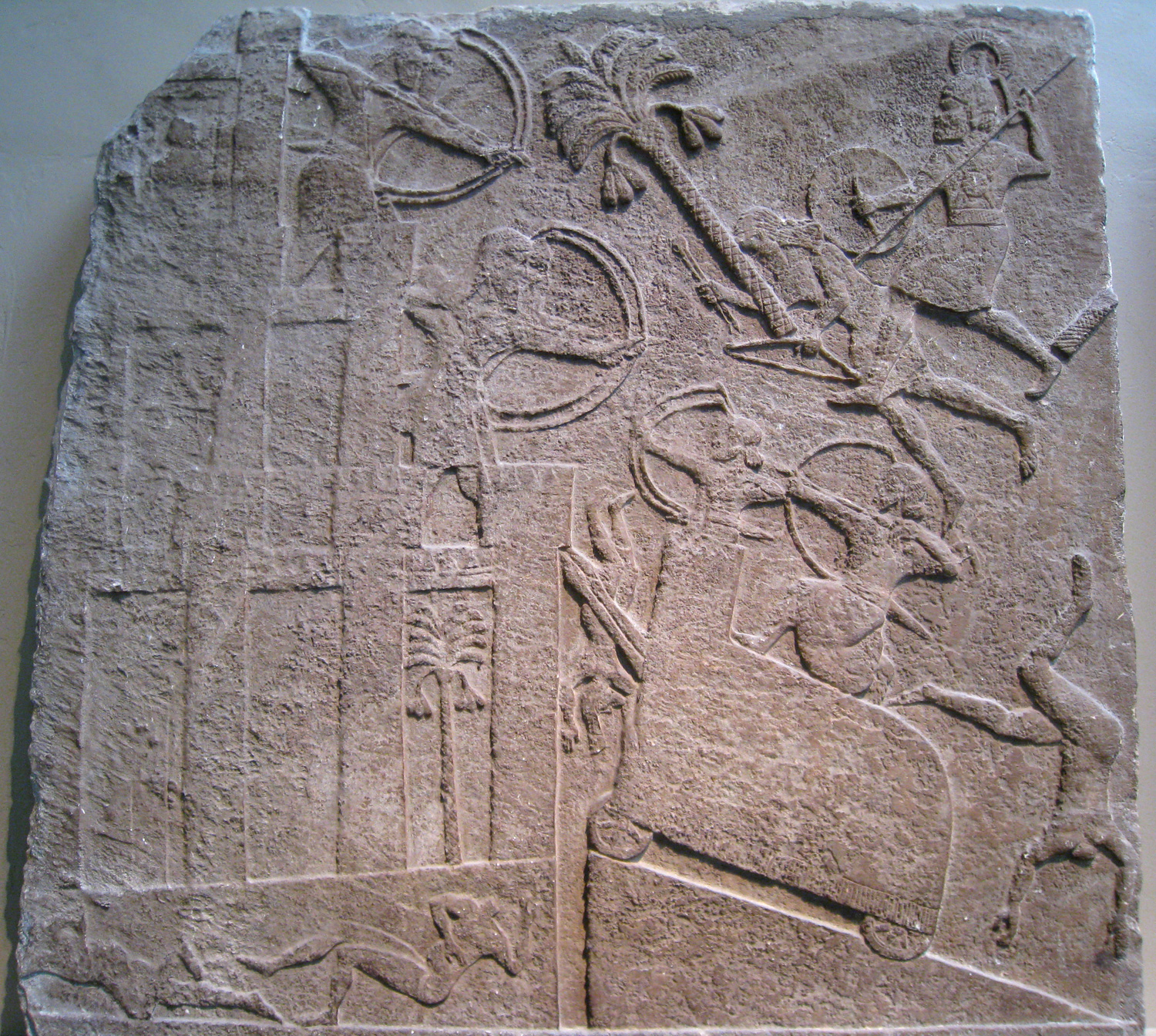
Asediu asirian

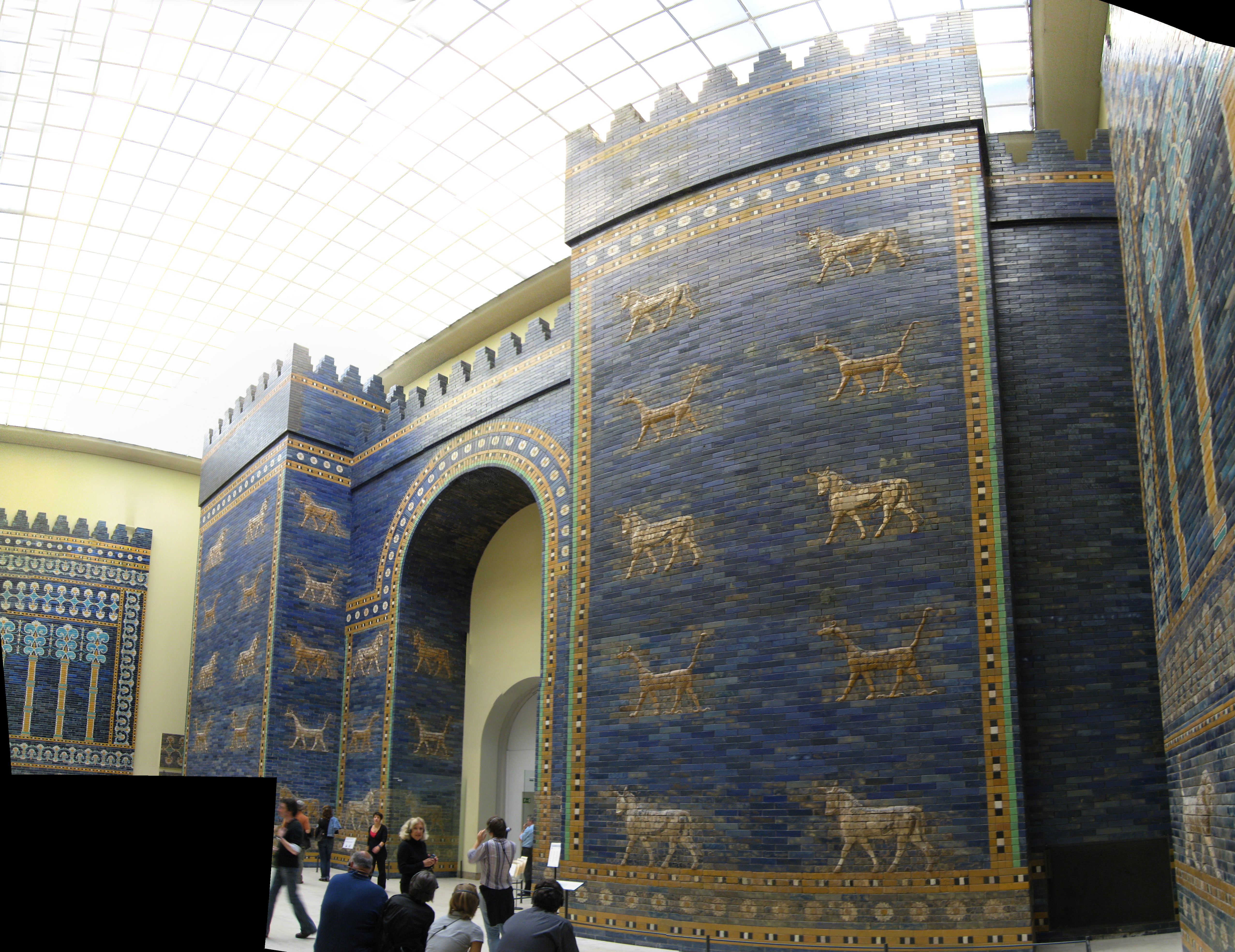
Poarta lui Ishtar

Între secolul IX î.en., Asiria a renǎscut de sub dominația huriților. Asirienii fiind experți în asedii și folosind berbeci și turnuri de asedii preluate de la hitiți, fiind totodatǎ și arcași și războinici de temut, au anexat cu succes Babilonul, Egiptul, Palestina, Arabia de nord, Urartu și Elam, Asia Mică, Caucaz, Africa de Nord și estul Mǎrii Mediterane, devenind un imperiu vast sub regii Tiglath-Pileser I și Tiglath-Pileser al III-lea. Capitala era Ninive, unde au fost ridicate clǎdiri, palate cu grǎdini întinse, zigurate și canale de irigație. Ultimul mare rege al Asiriei, Assurbanipal, un rege nemilos, dar și patron al artelor, a construit o uriașǎ bibliotecă cu vechile scrieri sumeriene și akkadiene copiate pe tǎblițe de lut despre științe și mituri, precum Epopeea lui Ghilgameș.
Dupǎ moartea regelui, Asiria a fost cuceritǎ de babilonieni sub comanda regelui caldeean, Nabopolassar. Fiul sǎu, Nabucodonosor, a extins imperiul, cucerind Palestina, Siria și Iudeea, unde a distrus Ierusalimul și a luat poporul evreu în captivitate. Și-a dedicat cea mai mare parte a timpului înfrumusețǎrii Babilonului, fortificând orașul cu ziduri imense și costruind Grǎdinile Suspendate, Poarta lui Ishtar și Ziguratul lui Marduk, devenind o metropolǎ cu prǎvǎlii și ateliere, unde se vindeau mărfuri din toate colțurile orientului. Orașul având ieșire la fluviul Eufrat, se construiau bǎrci de stuf, care cǎlǎtoreau pânǎ în India și estul Africii.Dar prosperitatea nu avea sǎ dureze mult. 

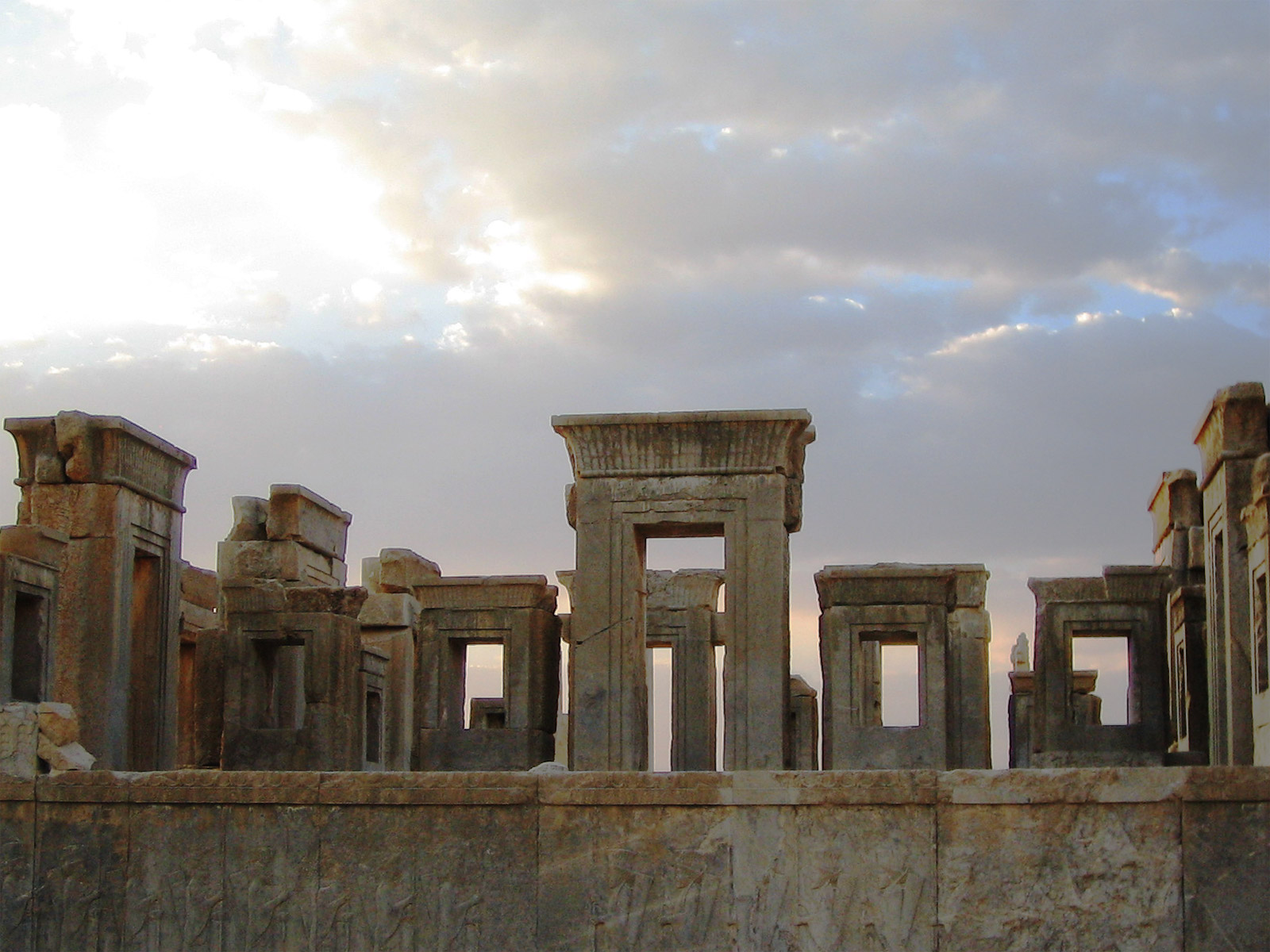
Persepolis

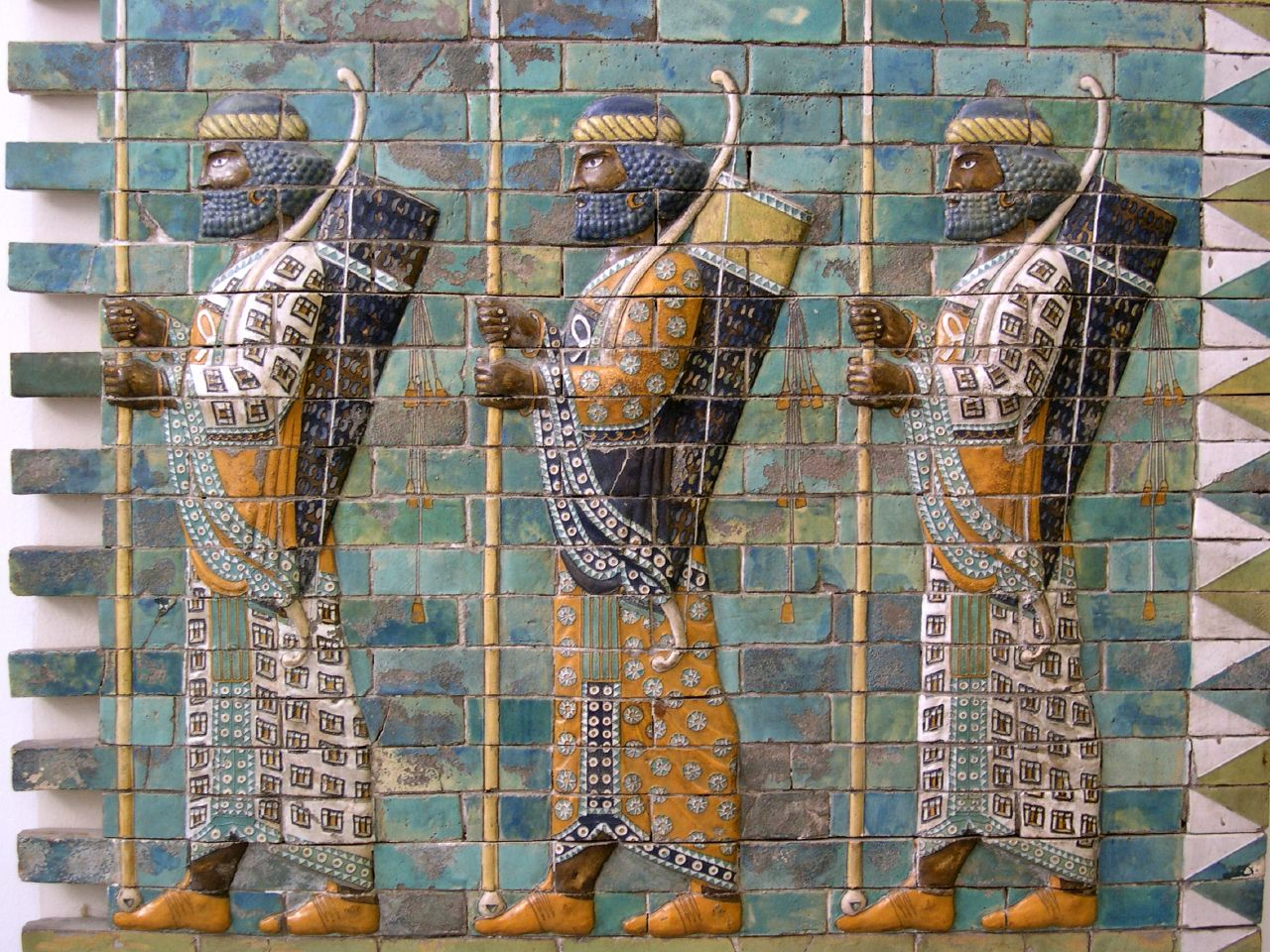
Nemuritorii

În anul 539 î.en., regele Cirus al II-lea cel Mare, cu o armatǎ de cǎlǎreți și arcași perși și mezi iscusiți proveniți din Iranul de azi, au cucerit Babilonul, Palestina, Siria, Lidia și Asia Micǎ. Fiul sǎu Cambyses, a invadat Egiptul. Succesorul sǎu, Darius I, a extins imperiul pânǎ în India și Grecia și l-a reorganizat, numind satrapi care sǎ guverneze fiecare provincie. A construit drumuri și orașe comerciale, palate mǎrețe ca cel de la Persepolis, a încurajat comerțul prin introducerea unei monede unice. 
El și cu Xerxes I au încercat sǎ cucereasca Grecia, dar armatele lor de "nemuritori" n-au rǎzbit în fața armatelor de hopliți spartani și atenieni ce luptau pentru libertate. Mǎcinat de revolte și probleme economice, imperiul intră în declin, tocmai un moment oportun pentru noul cuceritor.

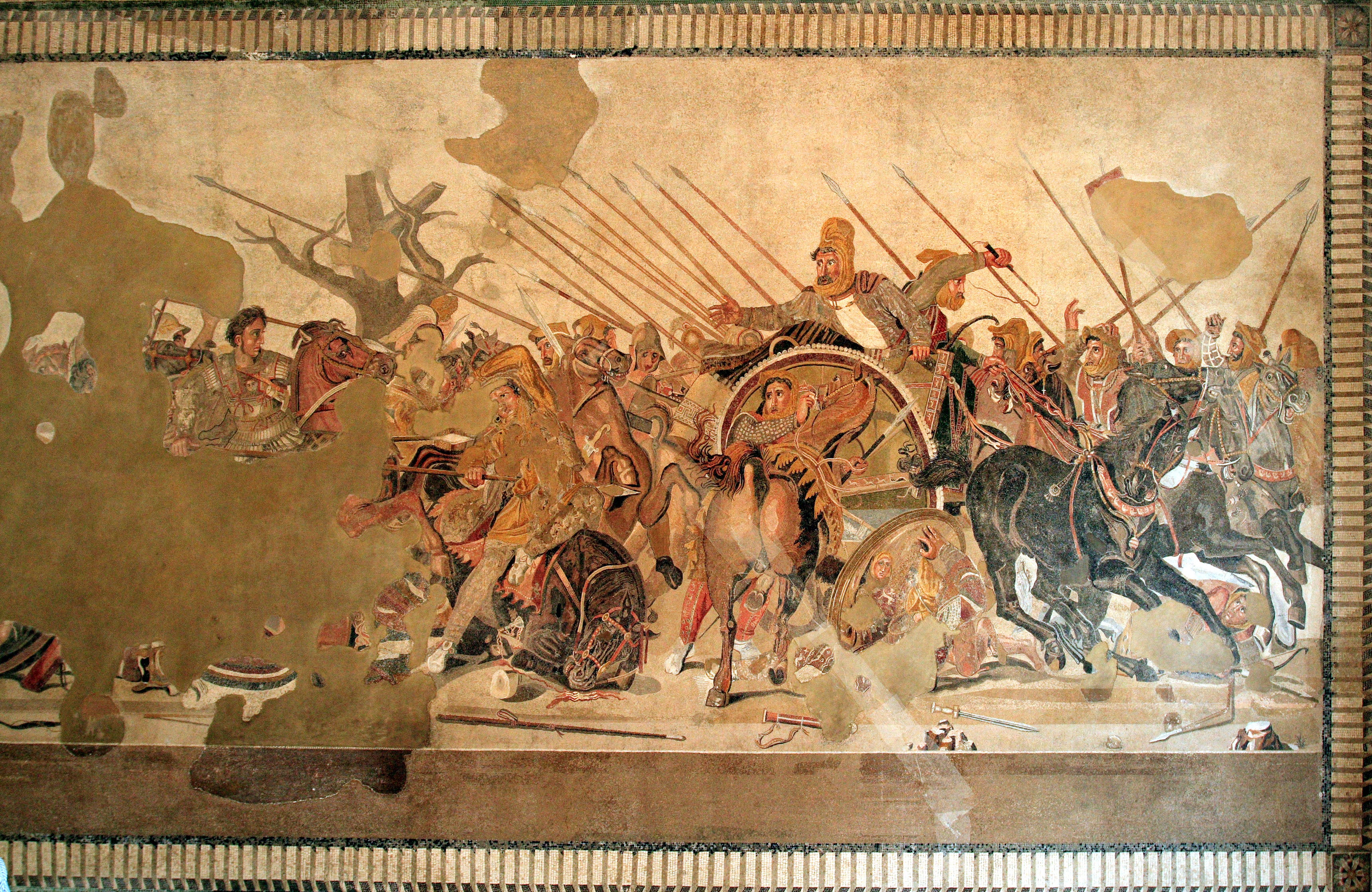
Alexandru cel Mare

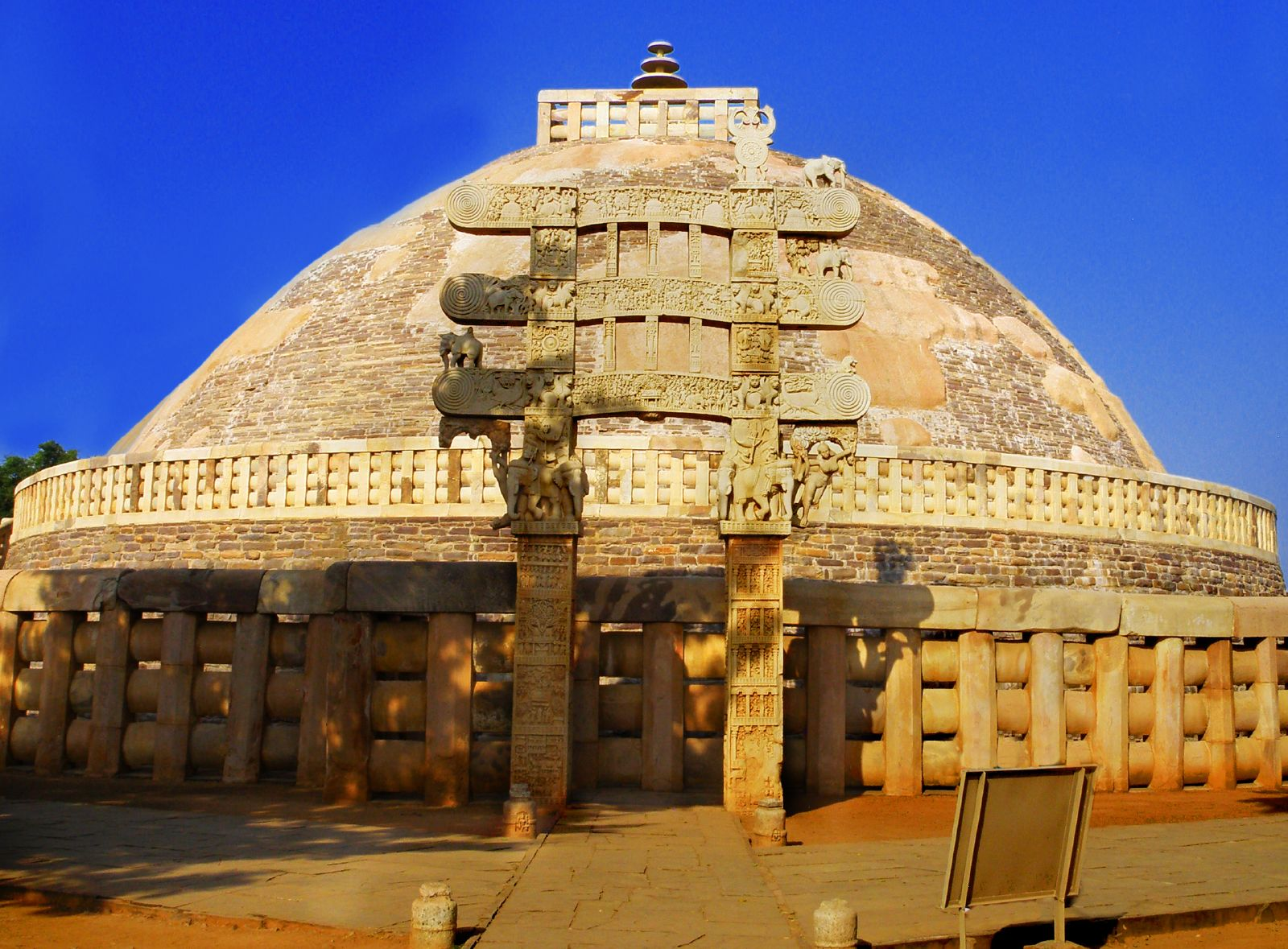
Sanchi Stupa

Dupa terminarea rǎzboiului peloponesiac, macedonenii conduși de Filip au cucerit întreaga Grecie în 359 î.en. Dar a fost asasinat, fiind urmat de noul lider, tânarul și ambițiosul Alexandru cel Mare, ce și-a propus sǎ anihileze amenințarea persană asupra Greciei și sǎ punǎ stǎpânire pe bogǎțiile orientului.
În campania din 334 î.en., a cucerit Asia Mică, apoi Siria și Egiptul. Cu ajutorul disciplinei și organizǎrii falangelor macedonene, l-a învins pe Darius al III-lea în bǎtǎliile de la Issos și Gaugamela.Falanga macedoneană era formată din 16 rânduri de soldați infanteriști care mărșăluiau. Soldații din aceste rânduri țineau în mâini sulițe de 5 sau 6 metri lungime, numite sarissa. Cu ajutorul acestor sulițe, dușmanii erau ținuți la distanță. În 331 î.en., a anexat Babilonul, în numai 13 ani formând un imperiu vast din Grecia pânǎ în Afghanistan. A impus răspândirea culturii grecești în orient și a fondat orașe pe care le-a denumit după numele sǎu, cea mai celebrǎ fiind Alexandria din Egipt. Alexandru a mǎrșăluit cǎtre Asia Centralǎ și India, de unde soldații sǎi au refuzat sǎ meargǎ mai departe. Alexandru s-a retras la Babilon, unde în 323 î.en., la 32 de ani, a murit de febrǎ. Generalii sǎi s-au luptat între ei pentru împǎrțirea imperiului, conflictul luând sfârșit în 281 î.Hr., cu înființarea a trei state principale: Regatul Ptolemeic în Egipt cu capitala la Alexandria; Imperiul Seleucid în Siria și Mesopotamia cu capitala la Antiohia și Regatul antigonid în Macedonia și Grecia centrală. La apogeul epocii elenismului, s-au ridicat realizări monumentale ca Farul din Alexandria sau Colosul din Rhodos.
În India, la doi ani de la moartea lui Alexandru, Chandragupta a ajuns la putere în Magadha și a invadat în 10 ani India de nord, formând Imperiul Maurya. Nepotul acestuia, Așoka, a extins imperiul și inițial, hindus fiind, a adoptat legile morale budiste de corectitudine și non-violențǎ. A trimis misionari budiști în Indonezia, Egipt și Asia Centrală. A ridicat un numǎr mare de stâlpi de piatrǎ inscripționați cu reguli morale și religioase pentru popor, precum și sisteme de iazuri, irigații și fântâni. A avut o poliție secretǎ cu ajutorul cǎreia își conducea imperiul diversificat în peste 60 de limbi și credințe diferite. Nu a reușit sǎ unifice imperiul, deosebirile dintre hinduși și budiști adâncindu-se tot mai mult, iar dupǎ moartea sa, Imperiul Maurya s-a dezembrat, iar India s-a fragmentat în mici regate.

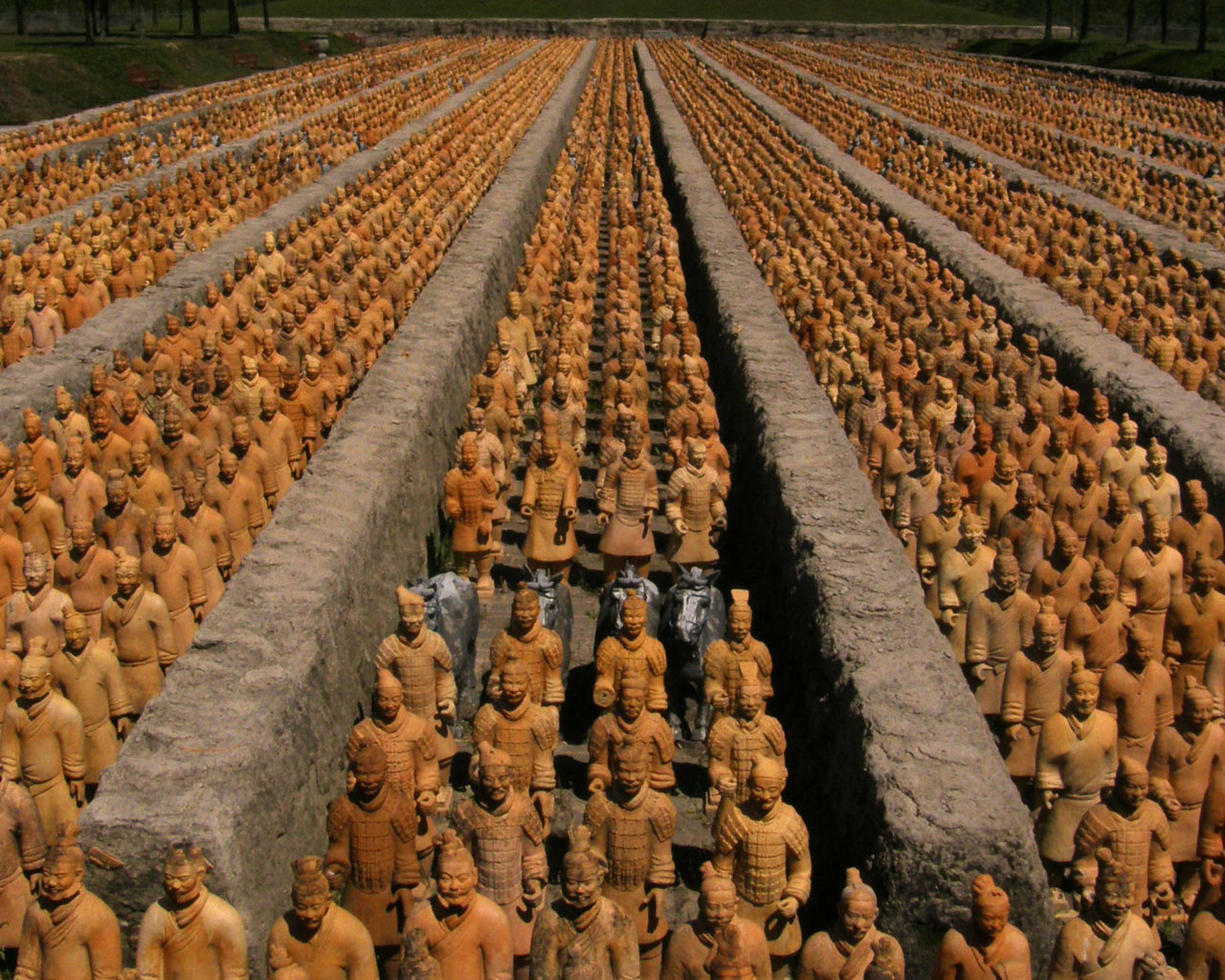
Armata de Teracota

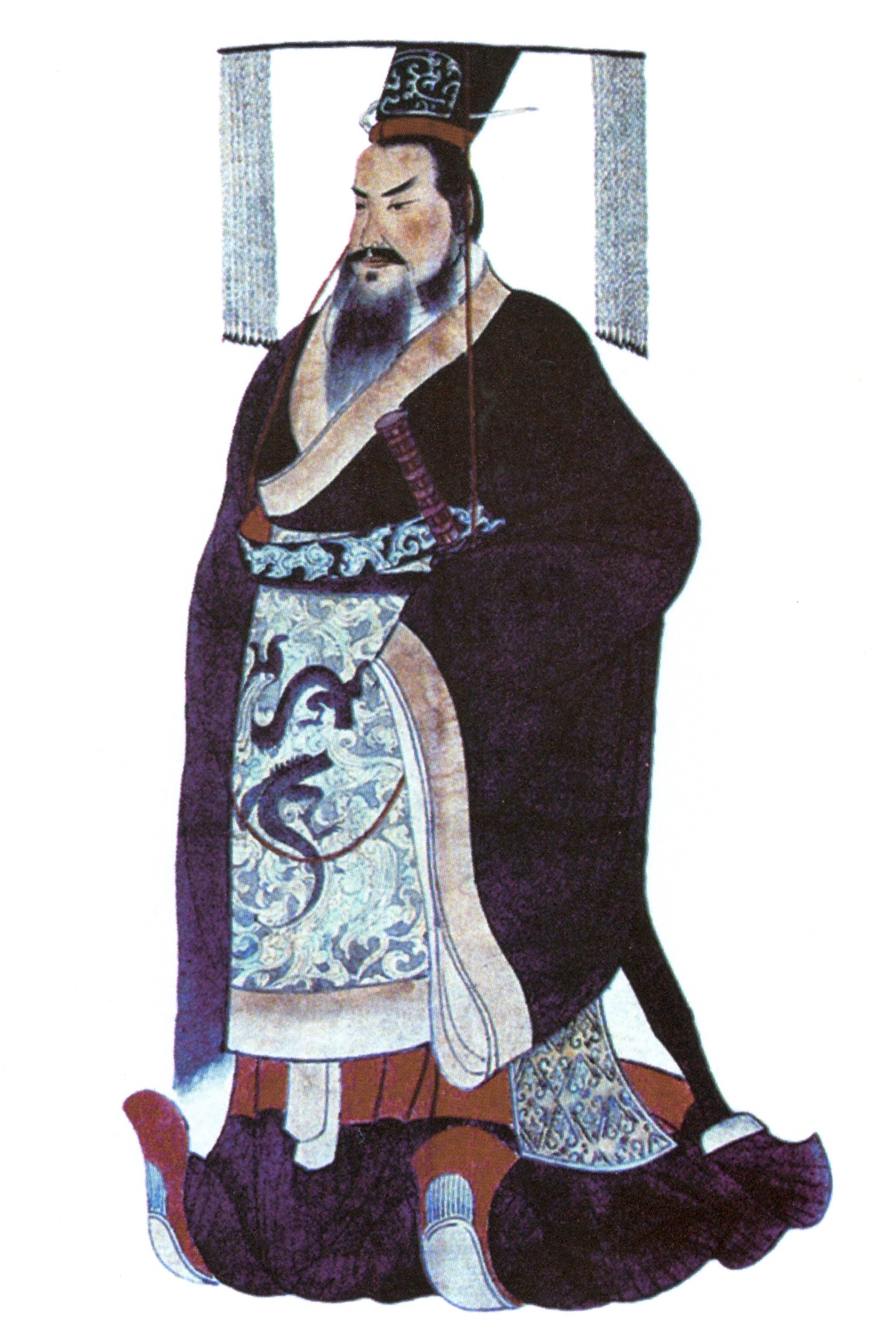
Qin Shi Huang

În Orientul Îndepărtat, împǎratul Qin Shi Huang, care a creat imperiul Qin unind cele șapte state chineze, cǎuta elixirul nemuririi. Ironic, un nou aliaj casant de fier este obținut prin topirea și reducerea minereurilor de fier în furnale - fonta, din care se vor produce sǎgețile din metal ce vor menține imperiul veșnic. Producerea sǎgeților va da naștere procesului de fabricare în masǎ și la inventarea unei noi arme-arbaleta, ce va menține urnirea celor sapte state chineze într-un singur imperiu de 1 milion de km² și cu o populație de 27 de milioane de persoane. Cu un antrenament de doar câteva zile, arcașii chinezi ce trǎgeau cu arbaleta erau adevǎrați ucigași profesioniști. 
Pentru a-și apǎra imperiul, împǎratul inițiazǎ cel mai ambițios proiect din istorie-construirea Marelui Zid Chinezesc, ce-i va ține departe pe invadatorii nomazi din Asia centralǎ.
În ciuda realizǎrilor sale, împǎratul s-a îmbolnǎvit, iar prescripțiile medicilor sǎi, printre care consumarea mercurului, avea sǎ-i aduca moartea. A fost înmormantat într-un mormânt de 20 km², dar nu a plecat în viața de apoi de unul singur, fiind îngropat cu suita sa de curtezane sacrificate și mesteșugarii și constructorii mormântului blocați în interior pentru a menține secret locul mormântului, pǎzit de o extraordinarǎ forțǎ de 8000 de soldați de teracota, fiecare soldat având trǎsǎturi unice.

### Democrație și despotism

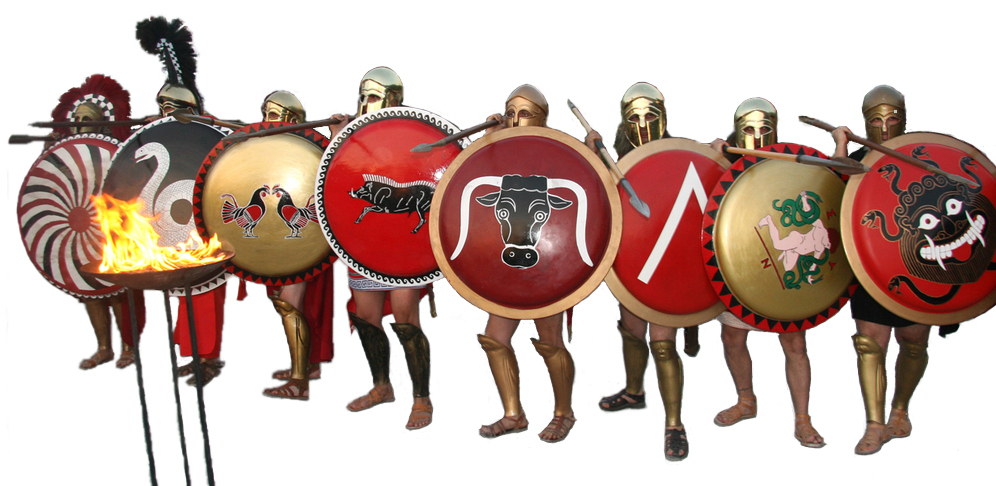
Hopliti

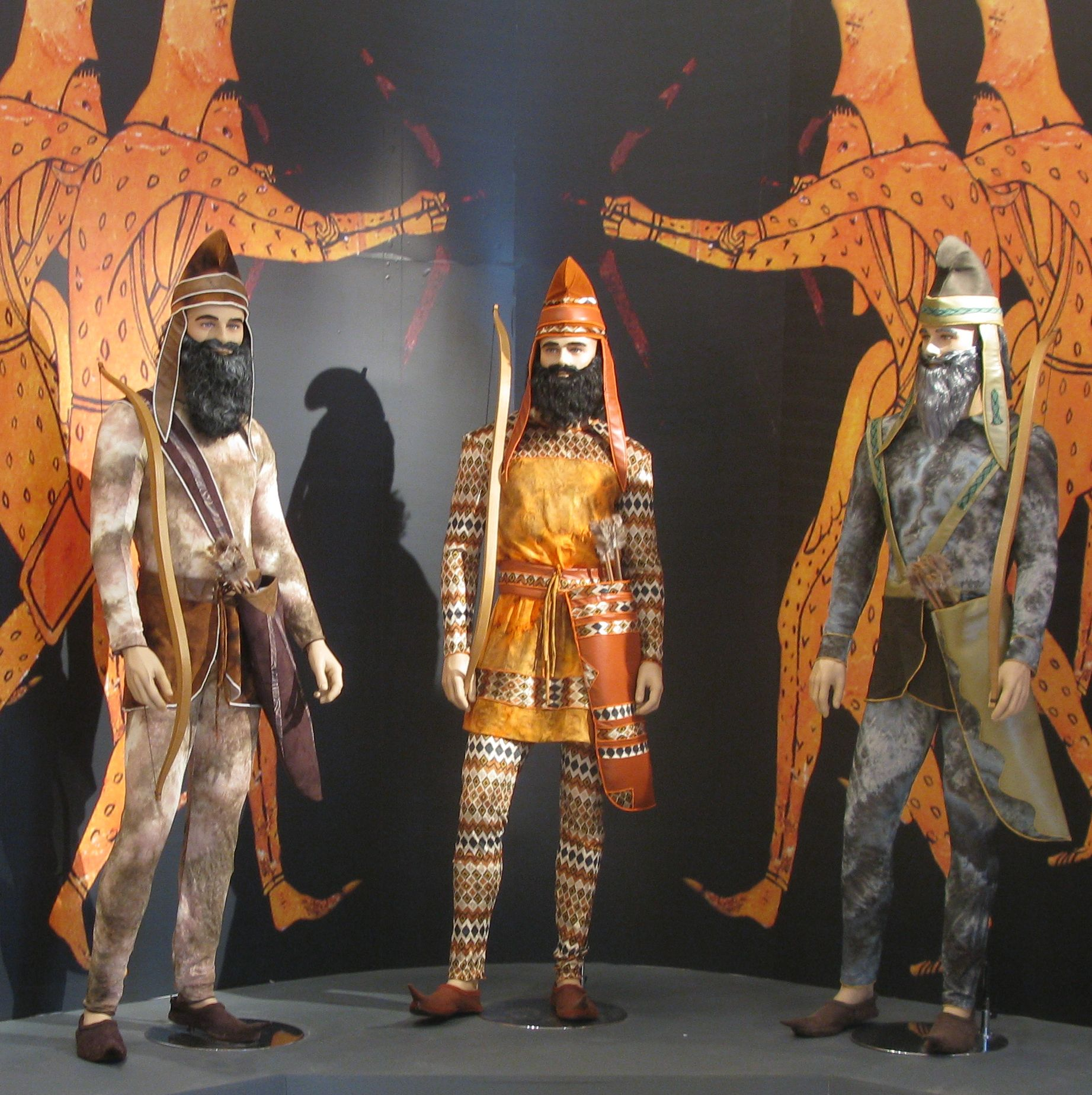
Arcasi persani

Pe plaiurile elene, epoca fierului va deschide o noua epocǎ în istoria umanitǎții- cetǎțeni ce își exercitau puterea prin vot și soldați pregătiți să-și apere micile orașe-stat. Doua state de câteva mii de km² aveau să înfrunte un imperiu de 8 milioane de km², acestea fiind Atena și Sparta. Cetǎțile grecești se rivalizau reciproc, însă o dată la patru ani, făceau pace când se desfǎșurau Jocurile Olimpice. Grecii, fiind negustori, aventurieri și buni navigatori, au influențat multe culturi din regiunile îndepǎrtate, înființând colonii pe coasta Mǎrii Negre, in Libia și în Sicilia și pe țǎrmurile sudice ale Franței, Italiei și Spaniei. Filosofii, doctorii și savanții au adus un mod de gândire nou, bazat pe observații și discuțiile publice din Agora. În secolul V î.Hr., grecii au creat teatrul. 

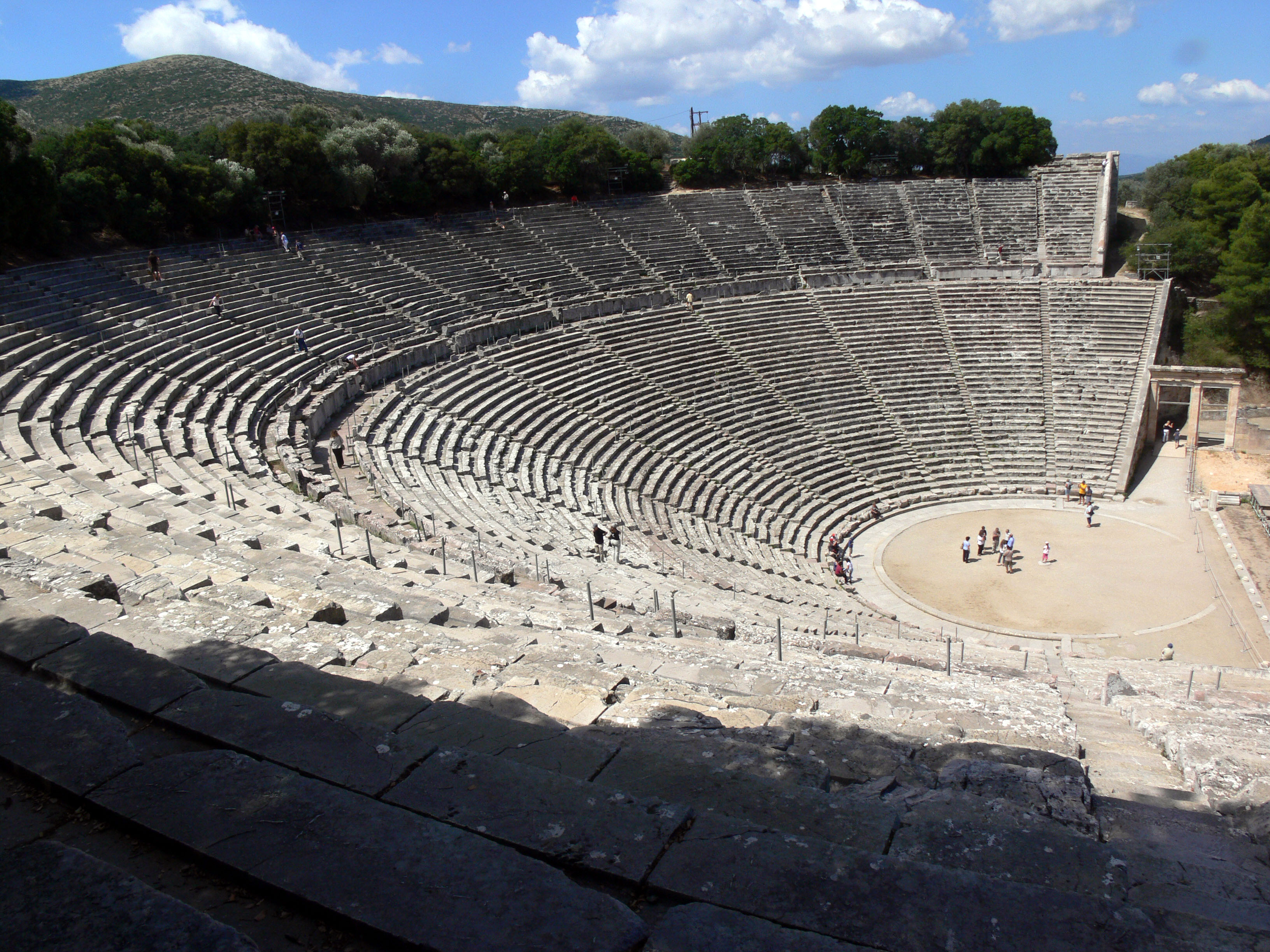
Teatrul din Epidaurus

În 594 î.en., Solon ajunge in fruntea Atenei, un poet și om politic care oferǎ o nouǎ organizare Atenei, punând bazele timocrației. Solon impune Adunarea Poporului (alcǎtuitǎ din stǎrile privilegiate). Puternica Adunare a Poporului (exceptând femeile, sclavii și strǎinii)se întrunea pe dealul Pnyx sub Acropole pentru a vota deciziile. Între anii 508-507 î.en., Clistene desființeazǎ împǎrțirea pe baza censului și impune o nouã reformǎ administrativǎ și creeazǎ ostracismul pentru apǎrarea regimului politic democratic, fiind exilați din Atena toți cei care erau considerați potențiali tirani.
Spartanii, care erau antrenați de la vârste fragede, erau considerați ca fiind cei mai feroci și disciplinați soldați ai antichitǎții. Se opuneau luxului și se dedicau antrenamentelor grele și pedespelor dure.Hopliții spartani erau înarmați cu sǎbii, scuturi grele și sulițe din fier.
Atena era dedicatǎ culturii, Confruntarea avea sǎ decidǎ viitorul lumii occidentale în lupta dintre democrația atenianǎ și despotismul persan. 
Pentru cǎ Atena a sprijinit cetǎțile grecești din Asia Micǎ în revoltele ionice, regele-zeu, Darius I, decide sǎ pedepseascǎ polisurile. A trimis soli în orașele grecești cerându-le supunere, precum și “pământ și apă”.Atena și Sparta au fost printre singurele care au refuzat. Flota persană a debarcat pe coasta de nord a Aticii, la golful de la Marathon pentru obiectivul final din campania de pedepsire: Atena, iar câștigarea bătăliei la Marathon avea să reprezinte un drum liber spre oraș.
Însă, o armată de 9000 de atenieni și 1000 de plateeni, fără cavalerie și arcași, aflați la comanda strategului Miltiades și polemarhului Callimachus, au declanșat atacul în pas alergător spre tabăra persană unde perșii își descărcau proviziile din corăbiile acostate. Văzându-i pe hopliții greci înaintând nebunește spre sinucidere, “nemuritorii”, 20-30 000 de pedeștri și infanteriștii perși, 1000 de călăreți și miile de arcași s-au aliniat. Arcașii perși își lansează săgețile întunecând cerul, dar hopliții au rezistat șiroaielor de săgeți datorită scuturilor lor masive. Dupa încleștări strânse, perșii, înfrânți fiind, s-au îmbarcat în corabiile lor și s-au retras înapoi în Asia Mică. Victoria grecilor a fost anuntață de Filipide care a alergat 42 kilometri de la Maraton la Atena. Proba olimpică, maratonul, i-a fost dedicată lui și armatei grecești care a luptat pentru libertate.

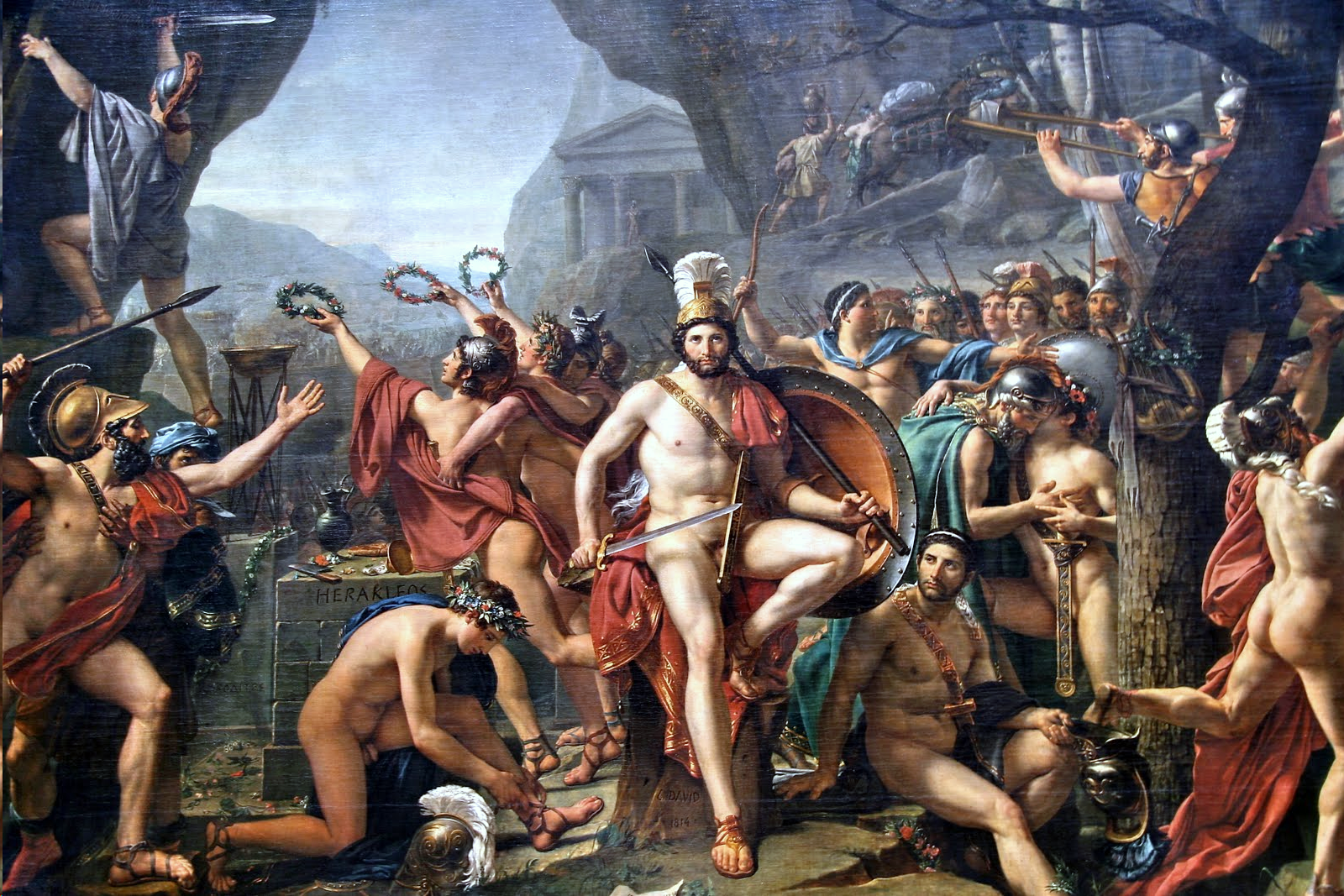
Batalia de la Termopile

Zece ani mai târziu, în primăvara anului 480 î.e.n., succesorul lui Darius, regele Xerxes I inițiază o nouă campanie de pedepsire. Xerxes inițiază construirea podului de vase la Hellespont pe care îl va traversa spre Grecia centrală prin Tracia si Macedonia,sprijinit de o flotă puternică și cu armata numeroasă de 800.000, fiind cea mai mare armată de până atunci. Generalul atenian, Temistocle a inițiat blocarea strâmbtoarei Artemisium de către flota grecească pentru a opri înaintarea flotei persane. În vara aceluiași an, o armată formată din 7000 de greci din orasele-state aliate au mărsăluit spre nord pentru a bloca trecătoarea Termopile ținând piept timp de 3 zile armatei masive invadatoare, pânǎ când au fost încercuiți. Generalul spartan, Leonidas, a ordonat retragerea contingentului grec spre sud. Rămas cu o forță redusă numeric, formată din 300 de spartani, 700 de thespieni și 400 de thebani, toți au fost răpuși eroic.În septembrie 480 î.e.n., în bătălia navală de la strâmbtoare Salamina, flota grecească, inferioară numeric (300-400 de trieme) învinge flota persană de 700 de corăbii datorită sirleticului si ingeniozitătii strategice a lui Temistocle de care a dat dovada.
În 479 î.e.n., Mardonius, care comandă o armată de 120.000 de soldati, a ales să se lupte cu grecii în bătălia finală de pe câmpia Asopus, dintre Teba si Plateea. 
La Atena, era exercitatǎ putere oamenilor prin dreptul de vot ce aveau datoria de-ași apǎra orașul. Atenienii erau din nou nevoiți să voteze pentru viitorul lor: să accepte dominația persanǎ depunând în urnǎ pietricele negre sau să lupte pentru libertate depunând pietricele albe în urnǎ.Rezultatul a fost cǎ majoritatea au votat pentru a lupta în numele libertății.
August 479 î.en., Plateea-orasele-state grecesti și-au lǎsat deoparte rivalitǎțile și și-au unit forțele pentru a lupta în bǎtălia finalǎ împotriva marelui imperiu persan. O armatǎ de 80.000 de greci patrioți la comanda generalului spartan, Pausanias, din toate orașele-state aveau sǎ lupte împotriva unei armate uriașe de 120.000 de mercenari și recruți persani din toate colțurile orientului. Comandantul persan, Mardonius, credea cǎ superioritatea numericǎ era cheia pentru victoria persană. În schimb, grecii care erau extenuați, inferiori numeric și expuși, aveau sǎ deschida o noua cale în istoria rǎzboiului, o tacticǎ ce presupunea ca soldații sǎ lupte împreuna și sǎ se protejeze reciproc- falanga, o formație de luptă a soldaților pedeștri spartani înarmați cu lănci lungi, care atacau într-o anumită formație în rânduri compacte. Compactându-se cu scuturile grele, hopliții deveneau o mașinǎrie umanǎ de rǎzboi, doar lucrând împreunã. Îndatoririle hoplitului în antichitate erau: sǎ ucidǎ inamicul, sǎ se apere pentru a supraviețui și sǎ-și apere camaradul.
Într-un mod nesăbuit, Mardonius a atacat utilizând cavaleria, probabil pentru a-i încuraja pe greci să coboare pe câmpie și să se expună, dar panta dealului era cu desăvarșire nepotrivită pentru atac. Perșii au pierdut bătălia și au fost forțati să se retragă. Între timp, la Mycale, flota grecească a obținut o victorie împotriva flotei persane. După o săptămână de confruntări la Plateea, Mardonius însusi a pierit în luptă. Grecii au reocupat Teba după 20 de zile de asediu, iar liderii tebani care s-au alăturat persilor au fost executați. Deși luptele au continuat până la pacea de la Callias încheiată în 448 î.e.n., victoria de la Plateea a fost decisivă pentru menținerea democrației grecești și triumful acesteia asupra despotismului persan. Războaiele medice, asemeni confruntării dintre David si Goliat, ne-au arătat că nu întotdeauna superioritatea numerică învinge, ci ingeniozitatea și organizarea, precum și idealul pentru care luptăm: libertatea.

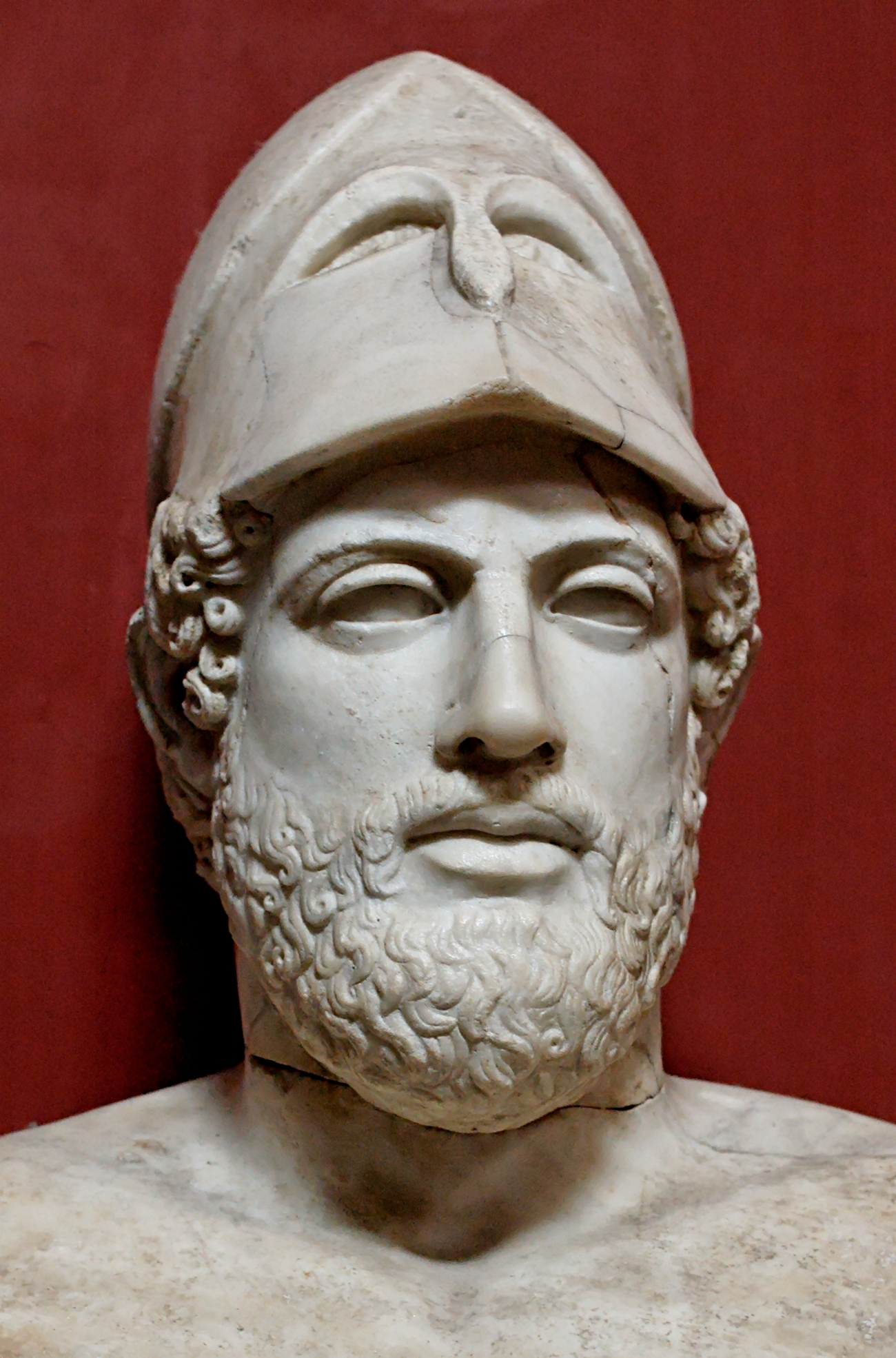
Pericle

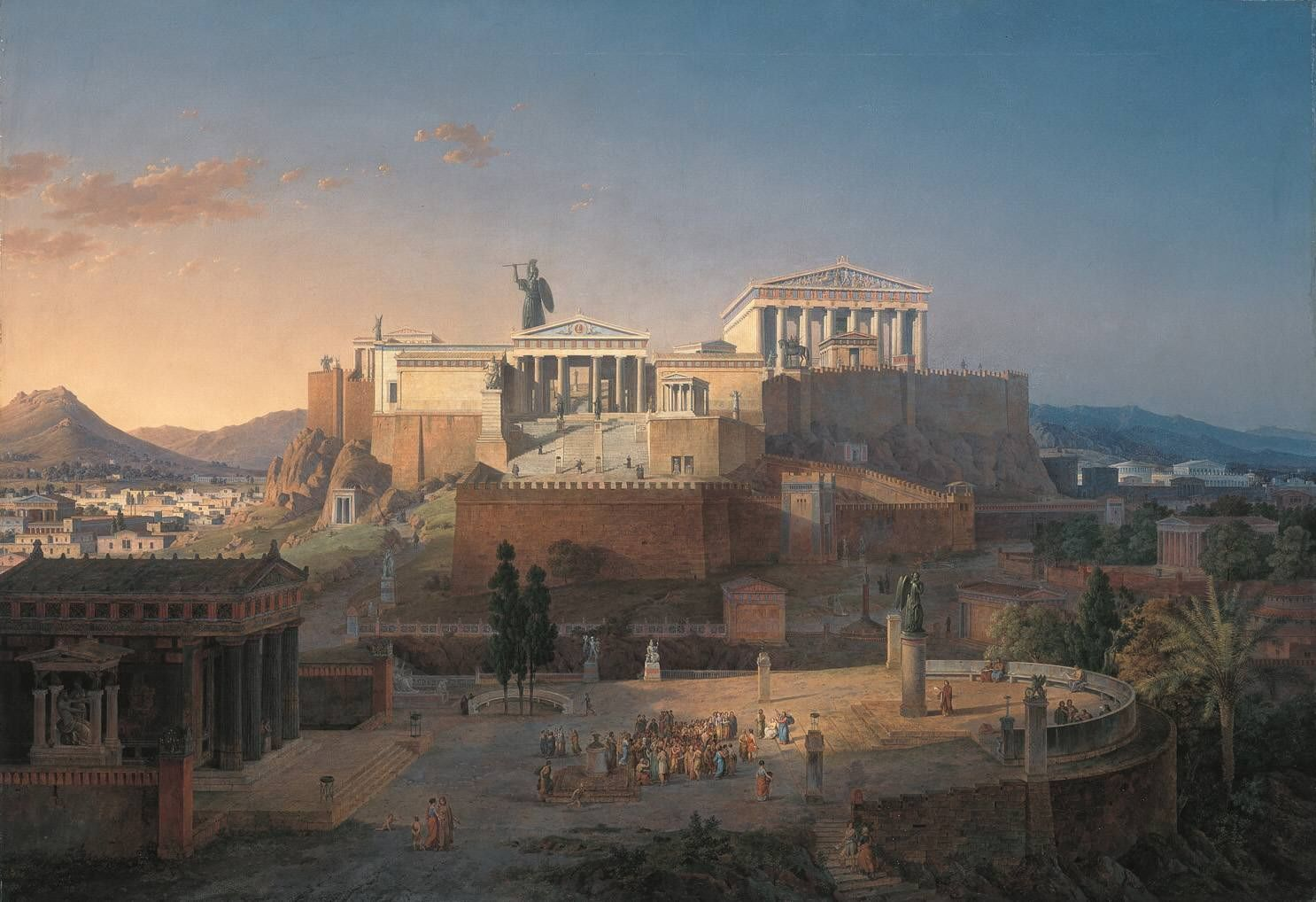
Acropole

La o generație dupa bǎtǎlie, atenienii au votat pentru construirea unui monument ce va comemora lupta lor pentru libertate: Partenon. Monumentul, a cǎrei construcție a durat 50 de ani, a fost un templu dedicat Atenei, zeita intelepciunii, ce a devenit simbolul democrației. Tot atunci, atenienii îl vor alege pe Pericle, general, orator și om de stat atenian, drept conducător între 443 și 429 î.en., timp în care a inițiat numeroase reforme democratice, care au transformat orașul într-un centru politic, cultural și artistic al lumii grecești. Atena a atins o mare dezvoltare, devenind centrul comercial, politic și cultural al întregii Greciei antice, iar Pericle, șef al partidului democrat, mare protector al științelor și artelor. Pentru strălucirea intelectuală pe care a dat-o Greciei, secolul în care a trăit (secolul V î.en.) a fost supranumit "Secolul lui Pericle". 
Dar pacea nu a durat mult timp. În 431 î.en, cele douǎ coaliții, Liga Peloponesiacǎ (conducătoare fiind Sparta) și Liga de la Delos (Atena aflându-se în fruntea Ligii) au intrat într-un lung conflict sub pretexte teritoriale. Ambele tabere au utilizat toate rezervele materiale și umane de care dispuneau, ceea ce va duce la secătuirea potențialului lor militar și economic. Distrugerile au fost amplificate de marea epidemie de ciumă, care afectează grav Atena (429 î.Hr.), liderul atenian Pericle numărându-se și el printre victime. Conflictele interne din Atena, dar și gravele neînțelegeri ale acesteia cu aliațele sale din Liga de la Delos au amplificat dezastrul. După o ultimă înfrângere, Atena este obligată să-și predea flota spartanilor și să-și dărâme fortificațiile în anul următor. Imperiul atenian format în secolul al V-lea î.Hr. era definitiv distrus, toate posesiunile maritime ale atenienilor, fiind pierdute și instaurându-se regimului celor 30 de tirani la Atena.

### Pax Romana

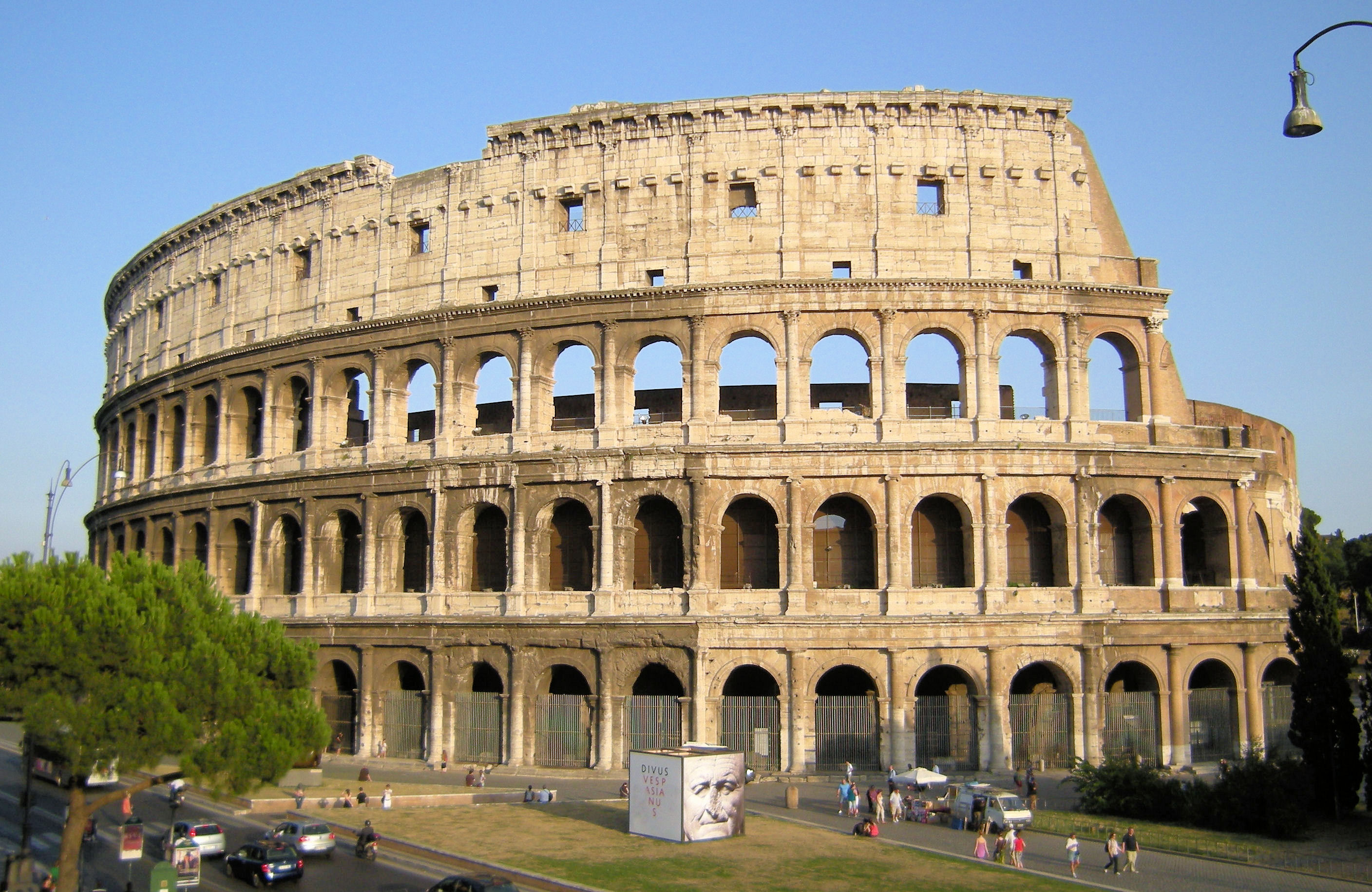
Colosseum

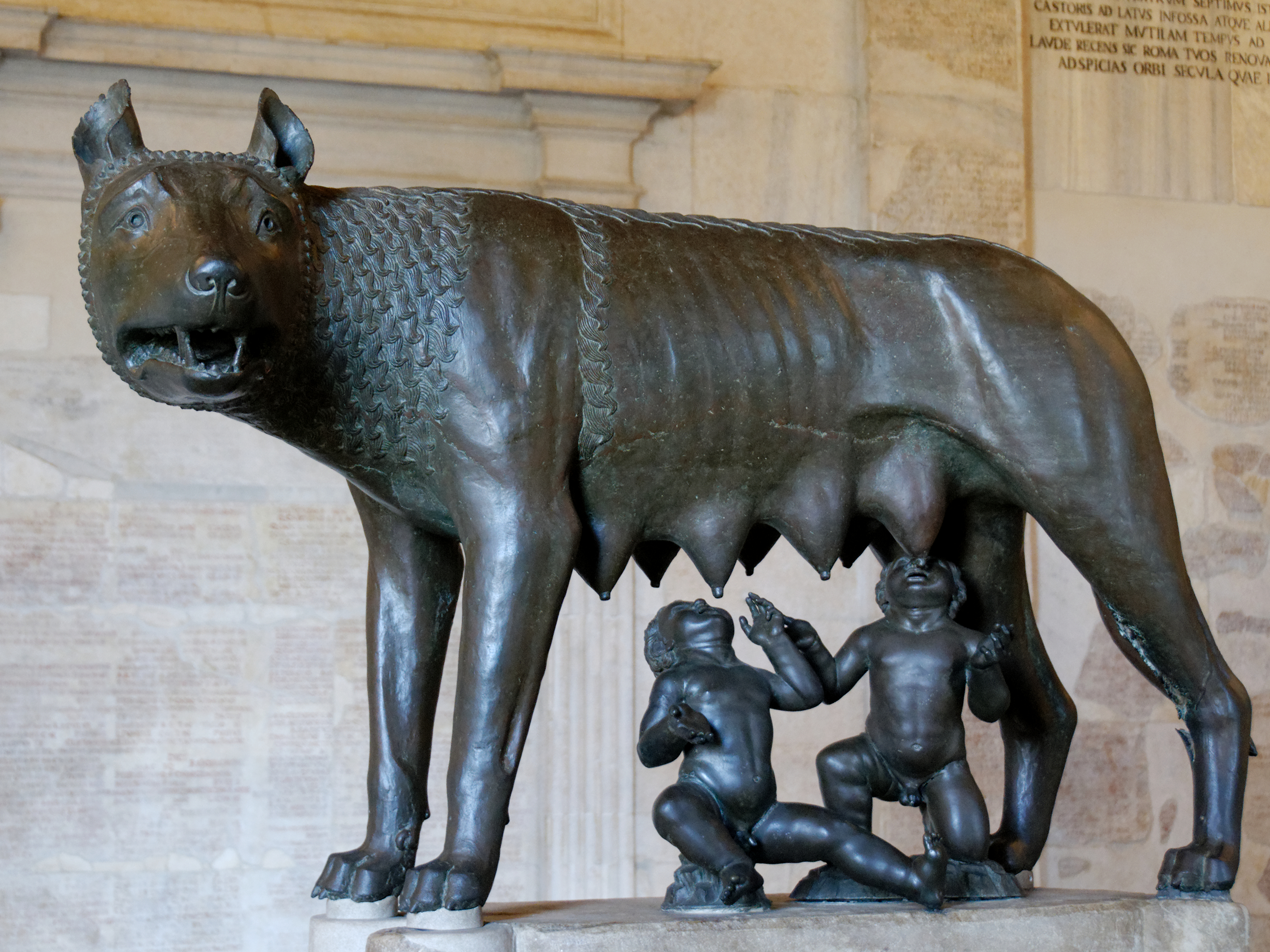
Romulus și Remus

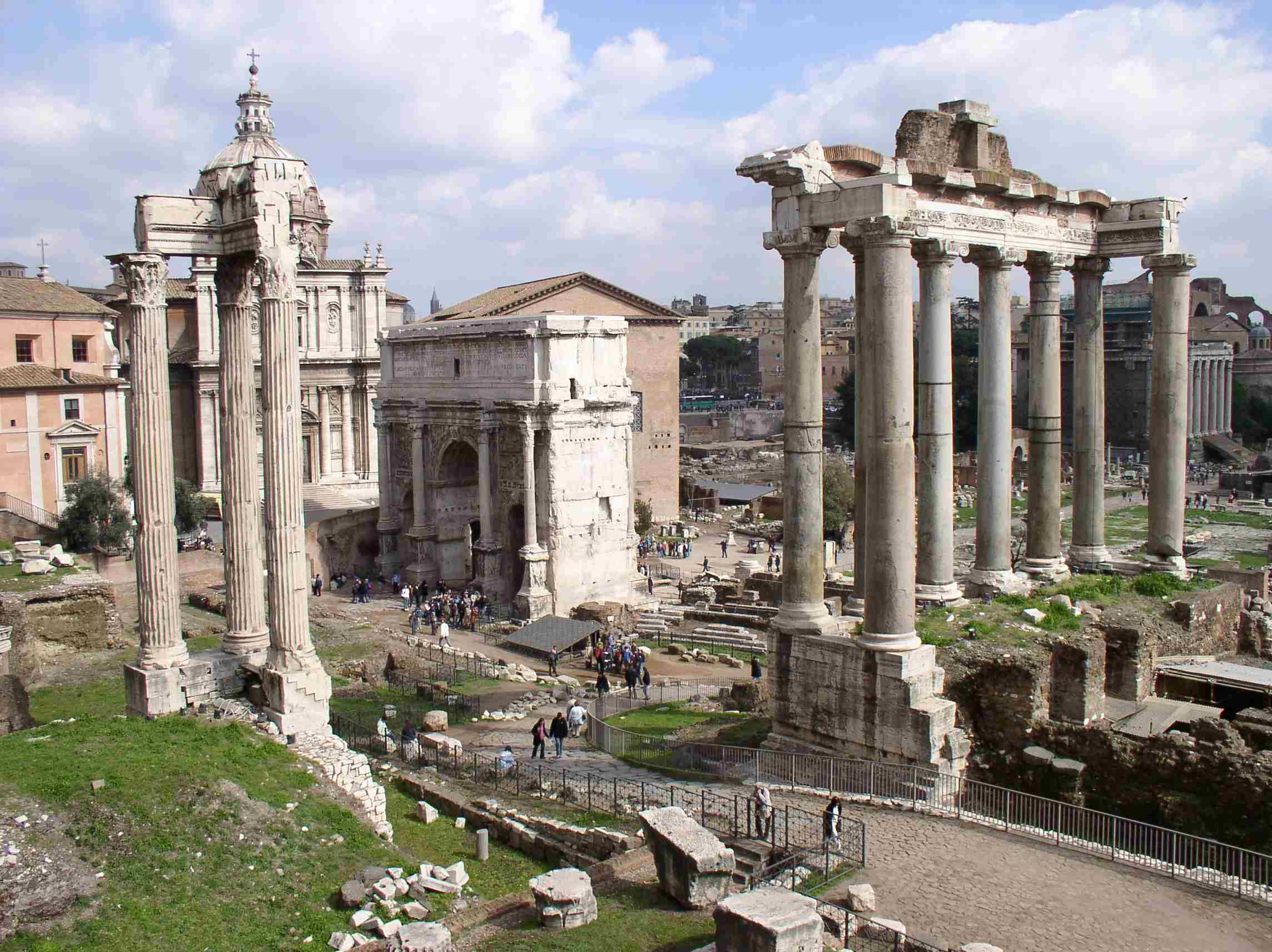
Forumul Roman

Înainte sǎ formeze un imperiu, Roma era doar o comunitate formatǎ din mai multe așezǎri etrusce situate între dealurile Palatin, Capitoliu, Quirinal și Esquilin în secolele VIII-VII Î.en. Legenda spune cǎ Romulus este considerat fondatorul Romei. 
Dupǎ ce a fost condusǎ de o serie de șapte regi, în anul 509 î.en., ultimul rege etrusc este înlăturat de aristocrați numiți patricieni care preiau puterea și formeazǎ Senatul. Ia naștere Republica Romanǎ. În secolul V î.en., sunt create funcțiile de tribun și Adunarea Poporului-Plebeii. Roma își lǎrgește sfera de influență spre centrul Peninsulei Italice și cucerește orașul etrusc Veii, punând capǎt supremației etrusce. Dar izbucnește lupta de clasǎ dintre patricieni și plebeii lipsiți de drepturi politice. În anul 450 î.en., este redactat astfel primul cod roman de legi și cele 12 table. Echilibrul politic între plebei și patricieni este garantat prin crearea consululilor și acordarea accesului plebeilor în viața politicǎ, adoptând modelul grecesc. În secolul IV î.en., este construit primul apeduct din Roma, Aqua Appia, pentru a furniza apa proaspǎtǎ orașului. Dar în anul 387 î.en., galii, conduși de Brennus atacǎ Roma. Atacul îi va motiva pe romani să inițieze o politică militarǎ defensivǎ și de expasiune teritorială. Prin numeroase rǎzboaie împotriva damniților, etruscilor și latinilor, Roma devine nucleul puterii în centrul Peninsulei Italice.

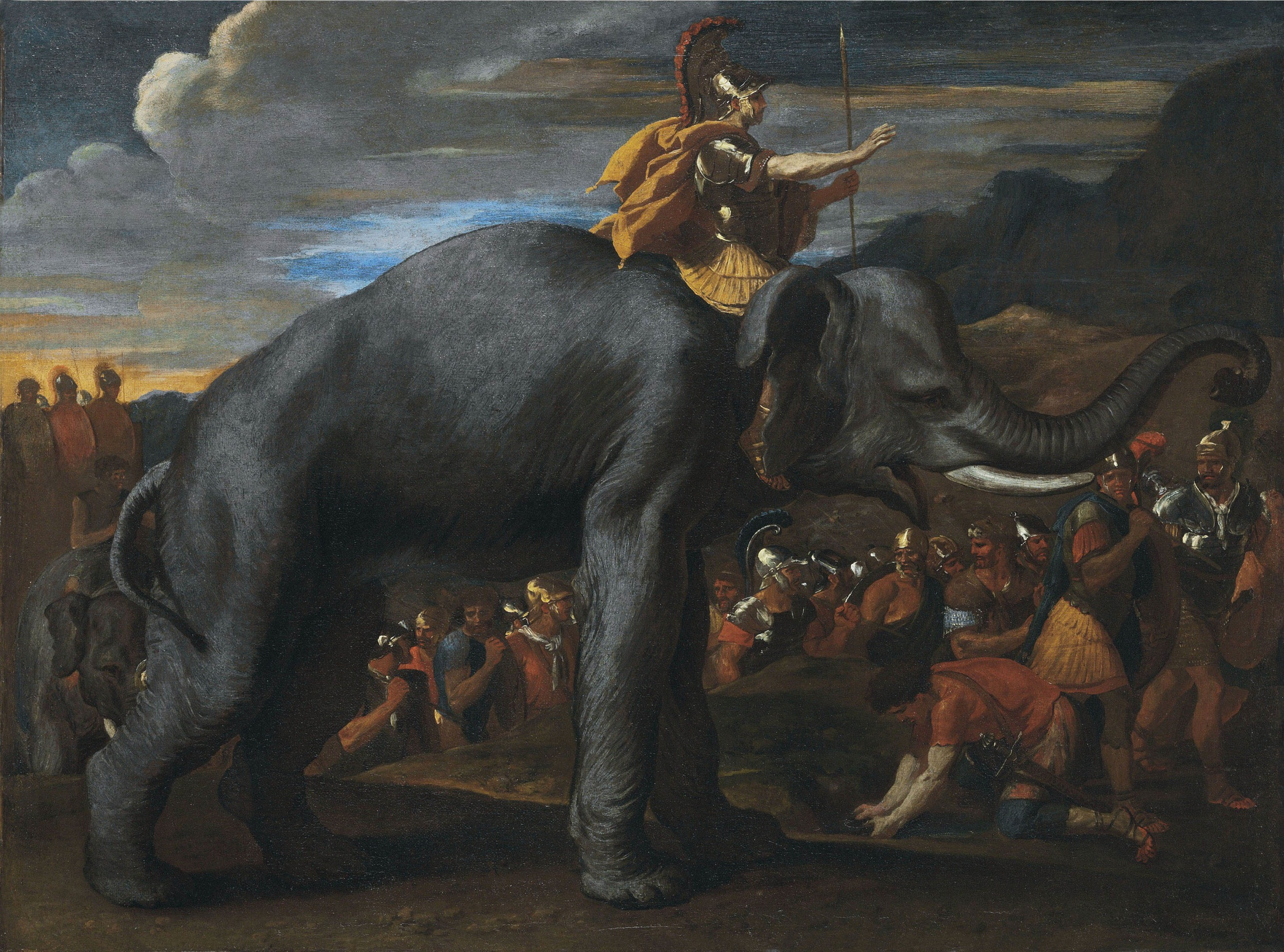
Hannibal

Senatul Roman

Între 264-241 î.en. se desfǎșoara Primul Rǎzboi Punic pentru controlul Siciliei și se încheie cu înfrângerea Cartaginei. Odată cu ascensiunea Romei de la oraș-stat la putere mondială se remarcā generali care devin un pericol pentru echilibrul dintre pozițiile supreme din domeniul politic și militar. Prǎzile bogate de rǎzboi și aprecierea publică transformă arta războiului într-o afacere atractivǎ și aducǎtoare de profit. Sunt create provincile Sicilia, Sardina și Corsica ce presupune trimiterea unor administratori și magistrați care scapǎ de controlul Romei și conduc asemeni regilor, beneficiind de bogățile locale. 
În 218 î.en., comandantul militar cartaginez Hannibal inițiază o campanie spre peninsula italică, traversând Alpii cu armata sa cu zeci de elefanți africani. La capătul a 16 ani de lupte Hannibal părăsește neînfrânt pământul Italiei. La Zama însă, în Tunisia, în ultima bătălie a celui de-al doilea război punic (202 î.Hr.) Hannibal este înfrânt de Scipio, Cartagina semnând, în anul următor, tratatul de pace. Roma se confruntǎ cu Filip V al Macedoniei în cele două războaie macedonene. Îi alungă pe macedoneni din Grecia și anexează Macedonia dupǎ cel de-al treilea rǎzboi macedonean. În 146 î.en. Roma asediază și distruge Corintul și Cartagina. Primește Pergamul și înființeazǎ provincia Asia. 

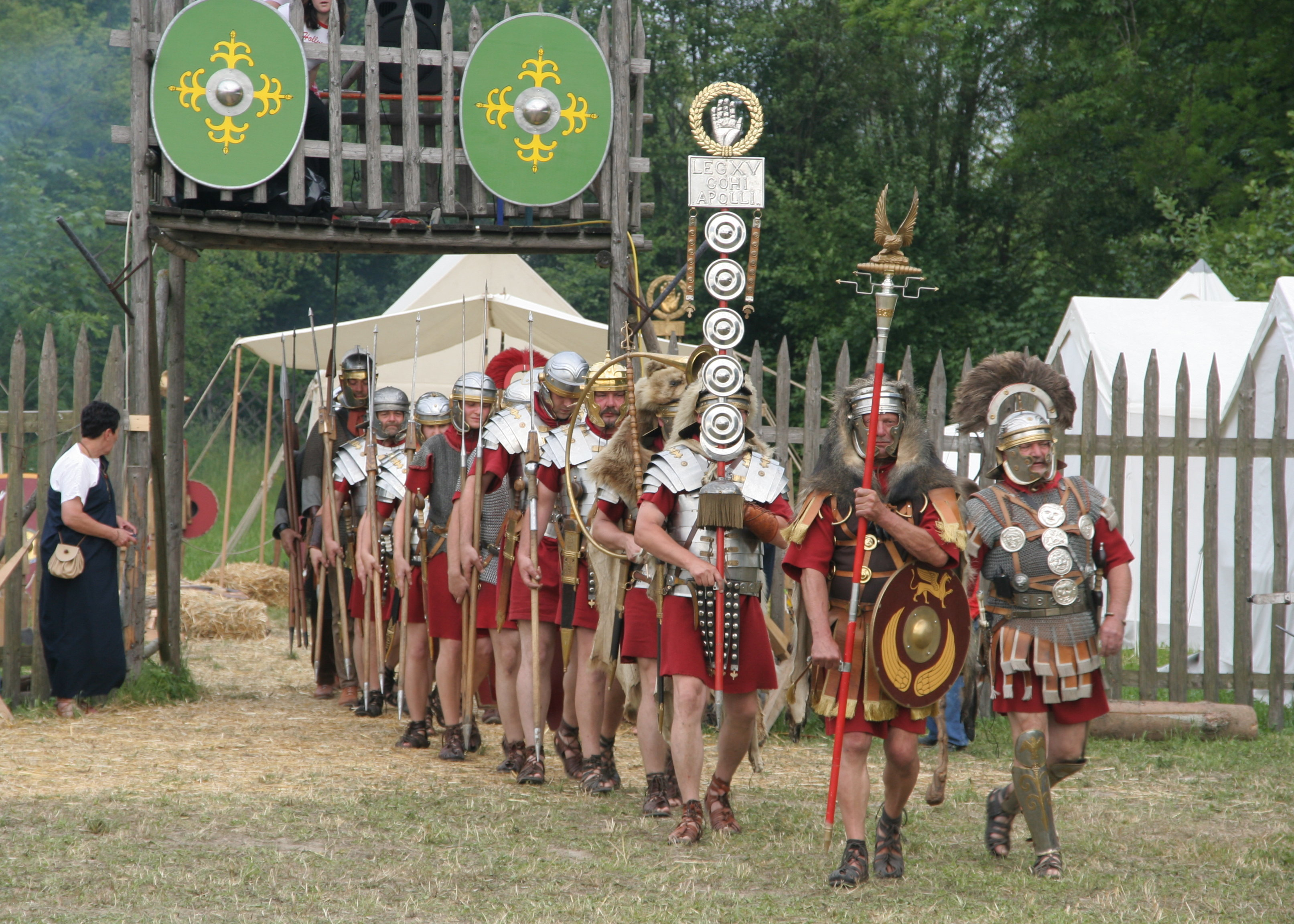
Legiune romana

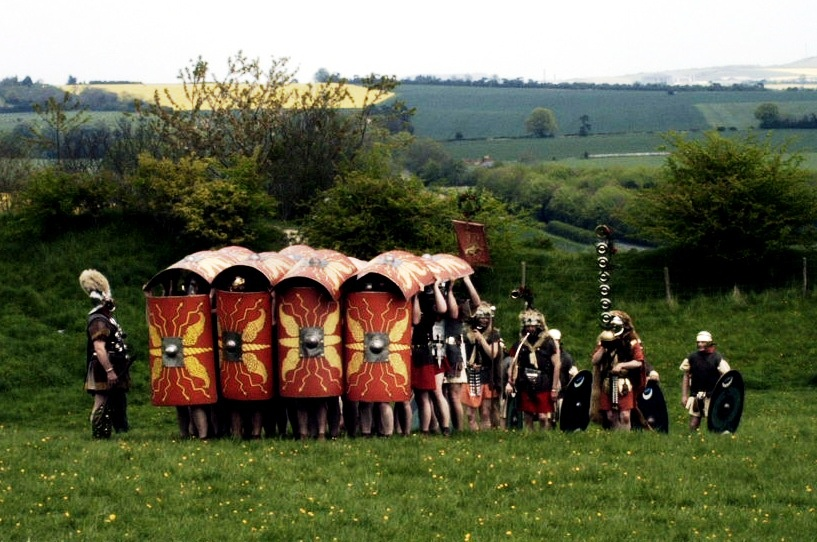
Testudo

În 133 î.en., Tribunul Tiberius Gracchus pune presiune asupra Senatului prin solicitǎrile sale fǎcute cu sprijinul plebeilor, amenințând monopolul politic al oligarhilor din Senat. Moartea sa împarte Senatul în douǎ facțiuni: Optimates și Populares. 
În 81 î.en., consulul-general, Sylla conduce o campanie împotriva regelui Mitridade VI din Pont. Marius, care a cucerit Numidia și i-a învins teutoni și cimbri, inițiazǎ o reformǎ militarǎ, înlocuind serviciul militar obligatoriu cu o armată de soldați profesioniști. Grație reformelor lui Marius, Sylla își formeazǎ o armatǎ de soldați. Dar este destituit din funcția de consul, fiindu-i acordată lui Marius. Rǎzboiul civil se declanșeazǎ când Sylla îl alungǎ pe Marius și uzurpează funcția de consul, devenind dictator. După ce se retrage, romanii conduc un al doilea război mitridatic. Între anii 73-71 î.en., la Capua, un mercenar trac,Spartacus, ajuns sclav-gladiator, se revoltă, cu 70.000 de sclavi și traverseazǎ Italia. Rǎscoala sa este înăbușită de trupele romane conduse de Crassus.

Cezar si Vercingetorix

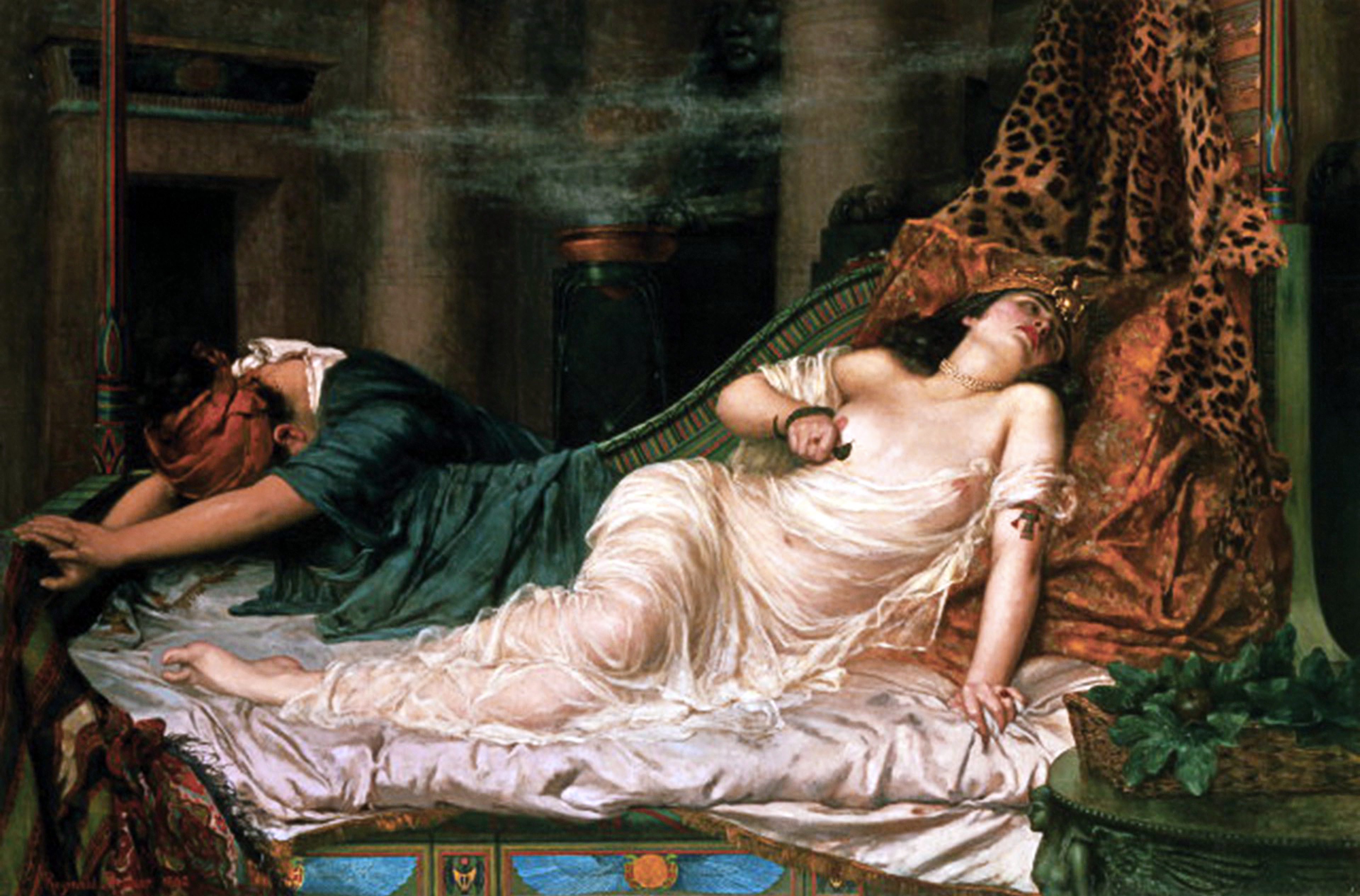
Cleopatra

Zece ani mai târziu, Iulius Cezar, Cneus Pompeius Magnus și Marcus Licinius Crassus își împart puterea printr-un prim Triumvirat, iar constituția republicii este anulatǎ, marcând declinul republicii. Pompei cucerește Siria, Palestina și Iudeea și ocupă Imperiul Seleucid, iar Cezar conduce o campanie în Galia și o transformă în provincie romană. Traversează Rubiconul, fǎrǎ sǎ predea trupele și pornește o luptă cu Pompei (sprijinit de Senat) pentru putere. Îl învinge pe Pompei la Bătălia de la Pharsalus. Cezar este ales consul pe viațǎ, ulterior dictator în anul 44 î.en, dar este asasinat de un complot senatorial, fiind considerat dușman al idealurilor republicane.

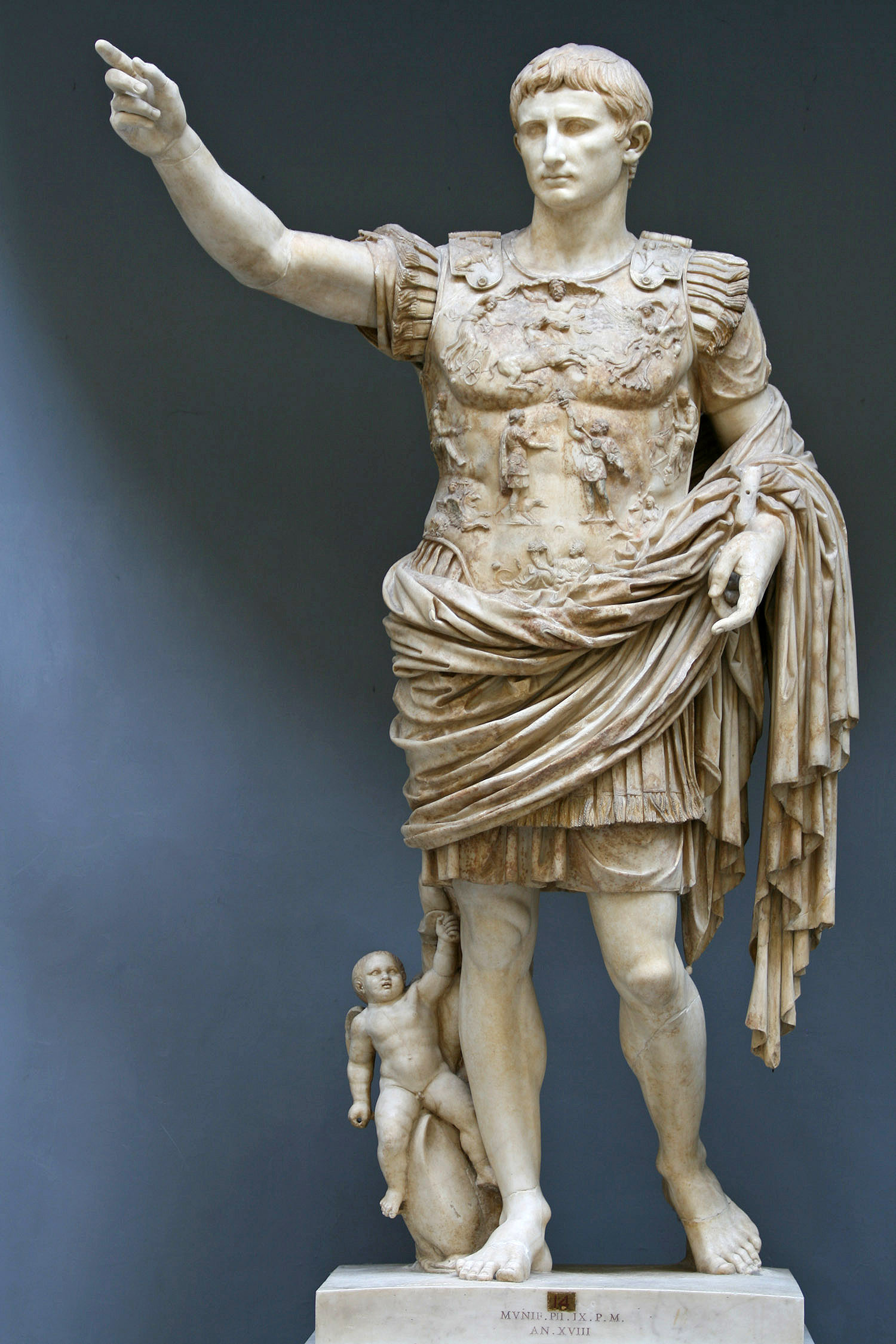
Augustus

Antoniu, Lepidus și Octavian formeazǎ un al doilea triumvirat. Îi anihileazǎ pe ucigașii lui Cezar la Phillipi și își împart sferele de influență. Dupǎ ce Antoniu se cǎsǎtorește cu regina Egiptului Ptolemeic, începe un conflict dintre el și Octavian, care degenerează într-un rǎzboi civil. Marc Antoniu este învins în bǎtǎlia navalǎ de la Actium și se sinucide, ulterior și Cleopatra. Octavian cucerește Alexandria și transformǎ Egiptul în provincie romanǎ.
Octavian înființeazǎ Principatul și devine împǎrat sub titlul de Augustus, Roma ajungând la stadiul de Imperiu. 
Romanii au construit imperiul cu ajutorul legiunilor sale disciplinate și bine organizate din soldați profesioniști înarmați cu sǎbii gladium, sulițe pilum și scuturi pentru apǎrare și atac. În asedii utilizau catapulte și turnuri de asedii. Legionarii erau grupați în lupte în formația de luptǎ testudo, devenind mașini de rǎzboi mult mai puternice decat falangele macedonene. Cucereau teritorii pentru metale prețioase ca plumbul utilizat în construirea apeductelor; fier, bronz și staniu pentru arme și unelte; lemn pentru construcții, sclavi pentru forțǎ de muncǎ în minerit și construcții; și aur și argint pentru a-și plǎti soldații. Modelul economic roman consta în cuceriri si bǎtǎlii și exploatarea resurselor din teritoriile cucerite. Peste 50% din trezoreria Romei era investita în armata romanǎ, dublu peste bugetul militar al SUA de azi. 
Soldații romani nu erau doar mașini de ucis, ci constructori de drumuri, castre și poduri. Drumurile romane erau căi de comunicație ale rețelei rutiere create de romani. Deoarece erau cel mai adesea construite în linie dreaptă, ele permiteau parcurgerea mai rapidă a distanțelor decât pe vechile drumuri sinuoase din Imperiul Roman, pornind de la Roma.Drumurile legau între ele cetățile din toate punctele Italiei, apoi ale Imperiului, cu centrele de decizie politice sau economice. Ele permiteau deplasările ușor practicabile pentru epocă, ale trupelor sau negustorilor și curierilor.
Marea acoperire oferită de drumurile romane a condus la crearea dictonului popular: „Toate drumurile duc la Roma”.
Rețeaua de drumuri a permis expansiunea economică a Imperiului, apoi, în perioada de decădere a acestuia, a ușurat marile invazii.
Roma nu s-a remarcat numai datorita luptelor, ci și datoritǎ ingeniozitǎții sale. Romanii beneficiau de aprovizionare cu apa și canalizare în casele lor daca plǎteau o taxǎ în funcție de dimensiunea conductelor și de utilizare. 11 apeducte aduceau 200 milioane de litri de apa în oraș,in fiecare zi, alimentând 1300 de fântâni și 144 de toalete publice, 850 de bǎi termale și doar 11 publice,cea mai mare acoperind 32 de acri.Romanii utilizau apele pentru evacuarea deșeurilor. Marele canal de evacuare a deșeurilor din Roma antică se numea „Cloaca maxima” care este utilizata si azi.Monte Testaccio care a fost primul depozit de gunoaie,avea 115 metri înǎlțime și cuprindea 53 de milioane de piese de gunoaie.Hipocaustul a fost primul sistem de încălzire centrală bazat pe încălzirea în pardoseală, utilizat în Roma antică, în special în terme. Roma angaja curățători de străzi, gardieni de trafic, pompieri și directori funerali ca să-i îngroape pe romanii decedați în afara zidurilor orașului. Cetățenii romani beneficiau de servicii poștale și chiar de ziare cotidiene.
Roma a fost unul dintre cele mai mari și dezvoltate orașe din antichitate, devenind primul mega-oraș din istorie. Roma a avut 1 milion de locuitori în anul 1. A trebuit sǎ treacǎ 1800 de ani ca populația acesteia sǎ fie depǎșitǎ de numărul locuitorilor Londrei. Primele apartamente romane aveau 5 etaje. Forul lui Traian a fost primul "Shopping Mall",care avea 4 etaje înălțime și cuprindea 150 de magazine și birouri. 

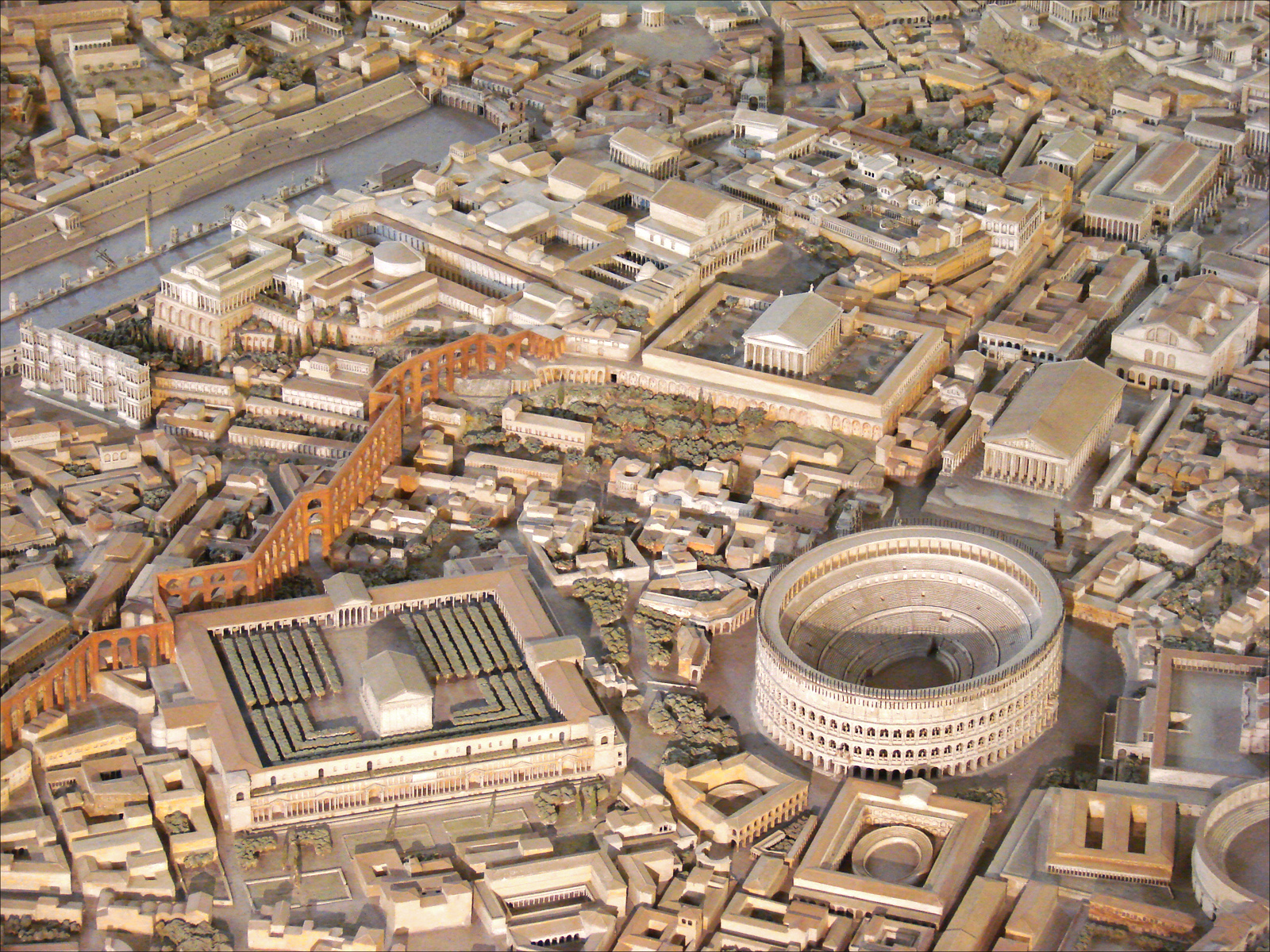
Roma
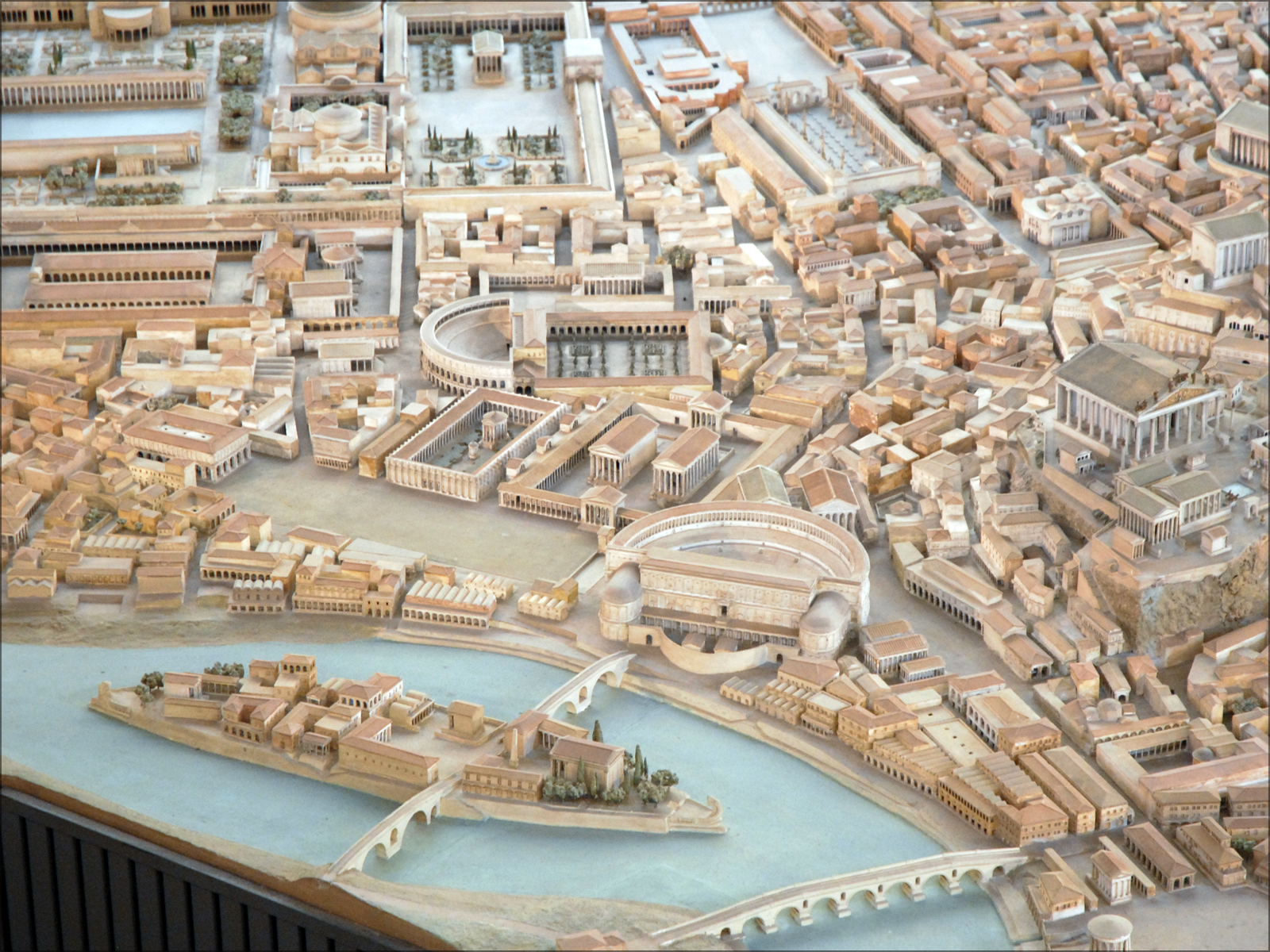
Port roman
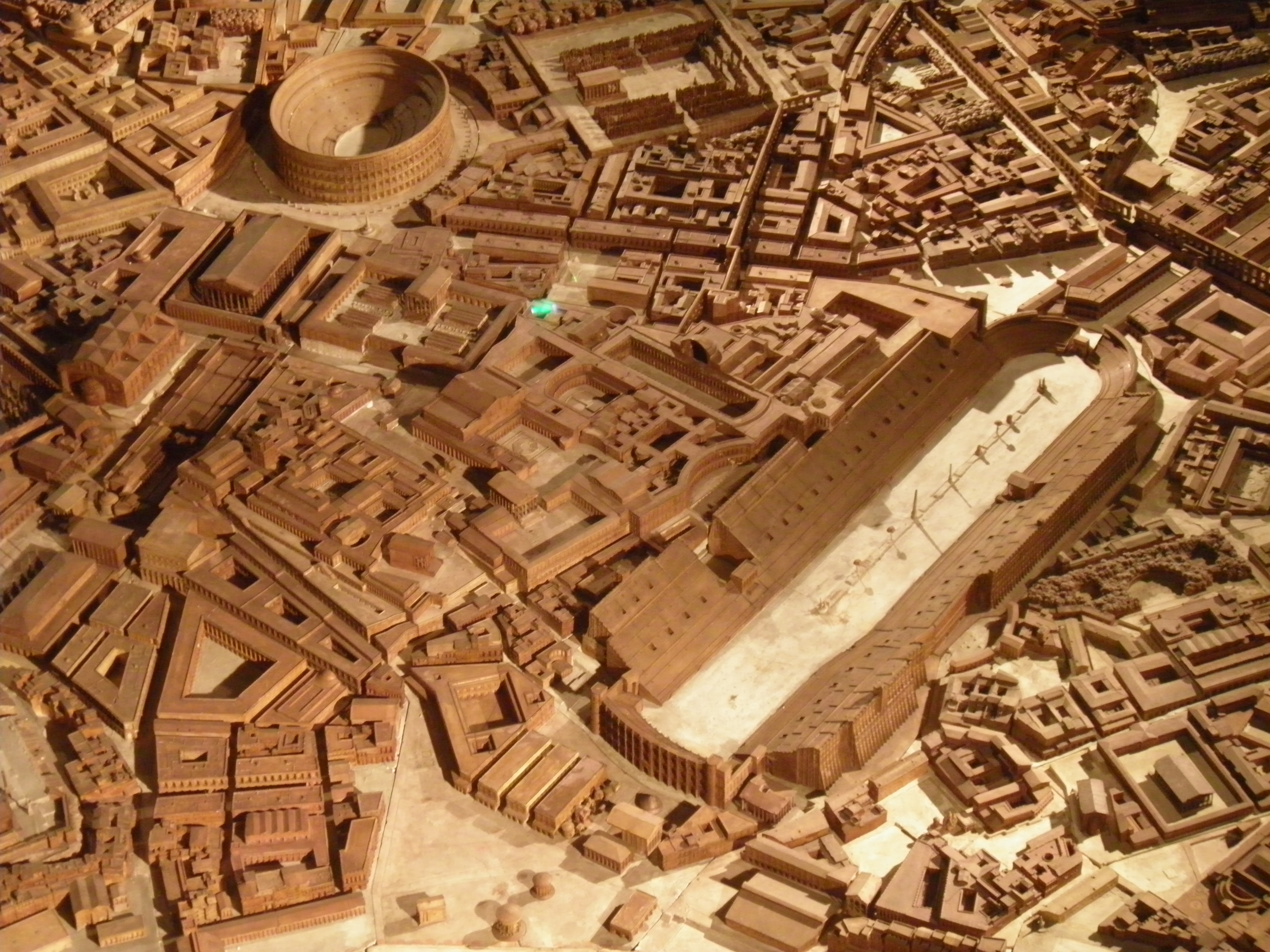
Circus Maximus
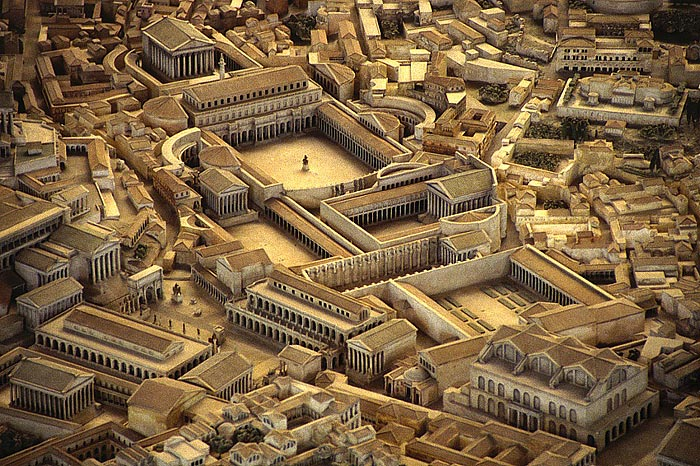
Forumul lui Traian
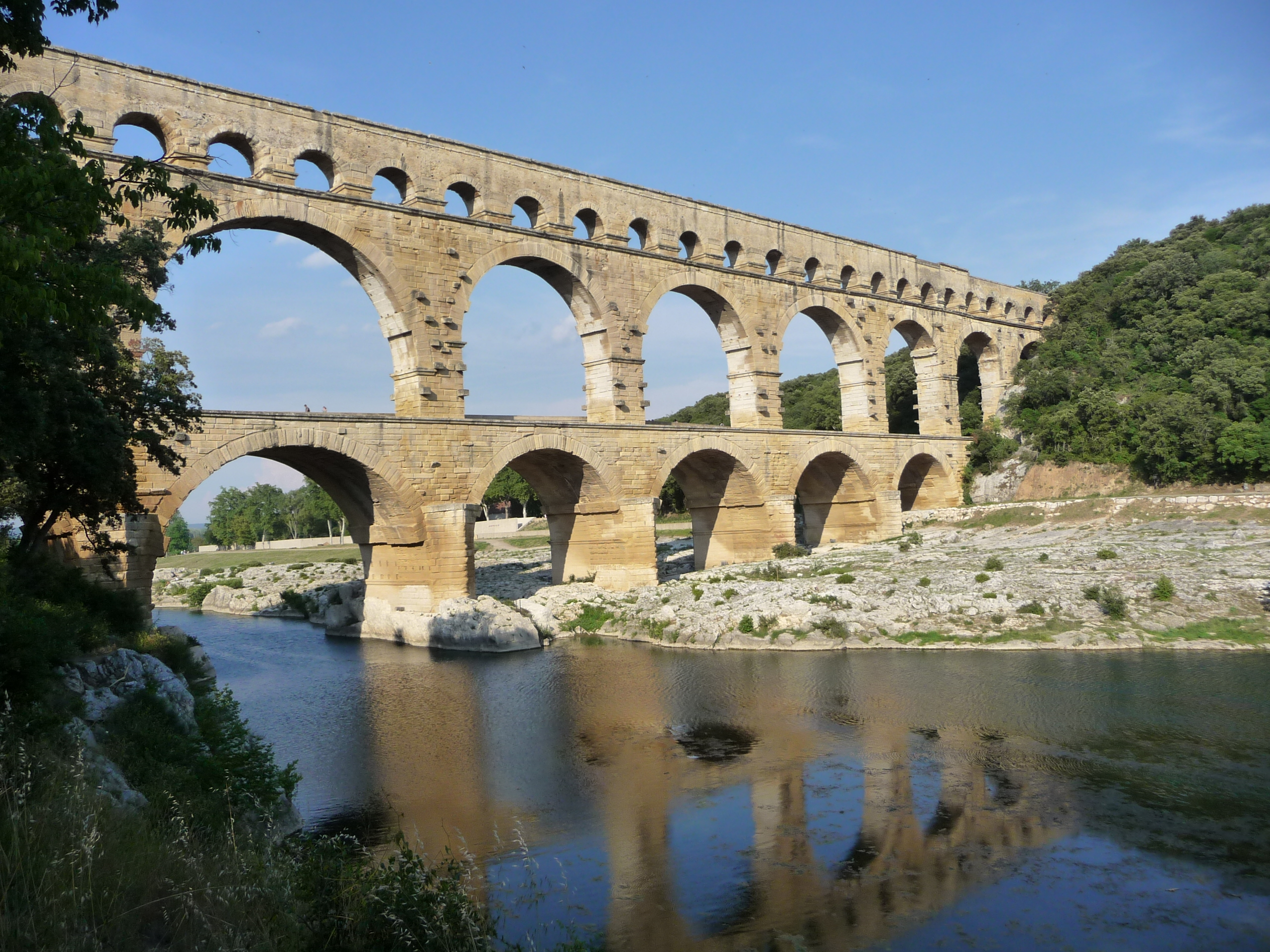
Pont del Gard
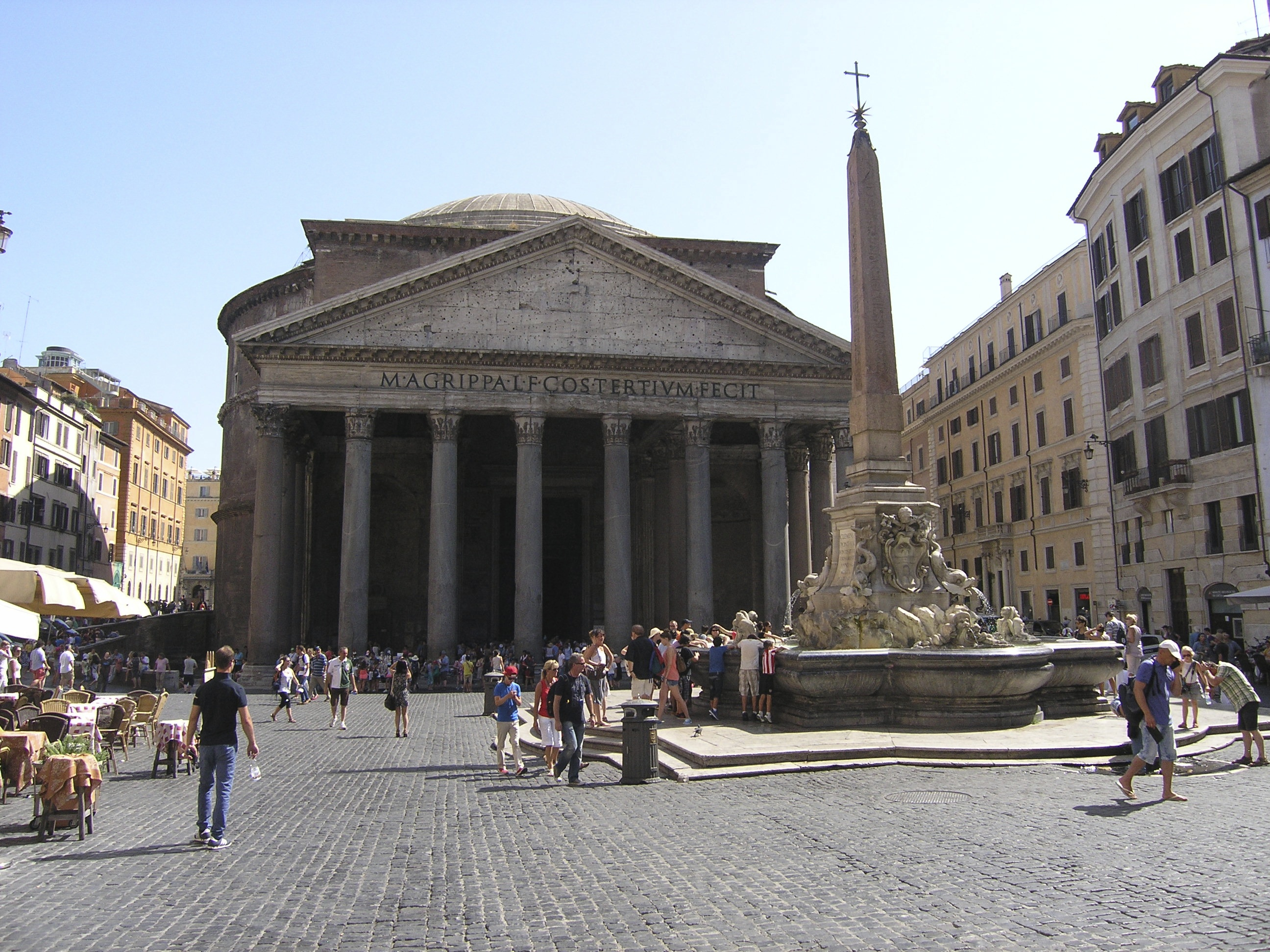
Pantheon

Prima formă de ciment a fost descoperită de către romani.Înlocuind calcarul cu marne și marnocalcare în cuptoarele de obținere a varului și crescând temperatura de ardere, au obținut un material care, fin măcinat și amestecat cu cenușă vulcanică, este considerat primul ciment din istorie („caementum”). Amestecul s-a numit și ciment puzzolanic după numele localității Pouzzolli de lângă Vezuviu, de unde s-a exploatat prima dată cenușa vulcanică. Rețeta cimentului a fost uitată după decăderea Imperiului Roman pânǎ în secolul XVI.Pânǎ în secolul XIX,Panteonul din Roma a rǎmas cea mai mare clǎdire din ciment din lume, fiind o clădire din Roma (Italia), comandat de Marcus Agrippa ca un templu pentru toți zeii din Roma antică.
Circus Maximus a fost cea mai mare arenǎ sportiva din istorie,fiind destul de largǎ cât sǎ cuprindā 5 stadioane Yankee.Colosseum, marele amfiteatru construit în anul 80 în care se organizau luptele dintre gladiatori putea găzdui 50 000 de spectatori,care puteau ieși afarǎ în numai 15 minute dupa încheierea spectacolelor. Ocazional,arena era umplutǎ cu apă și se desfasurau simulările bătăliilor navale.

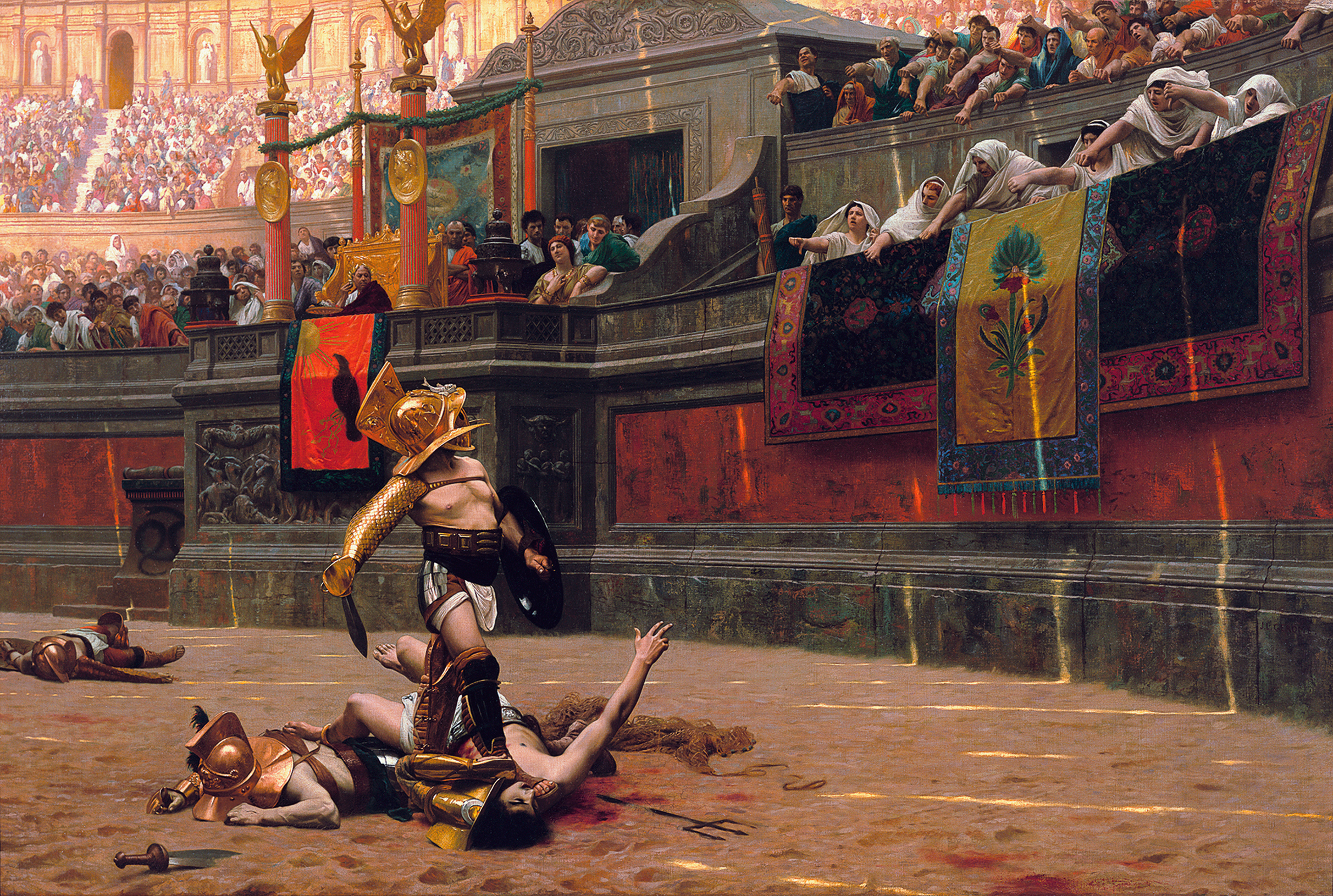
Luptele dintre gladiatori

Gladiatorii erau sclavi fortați și antrenați sǎ lupte, dar mulți erau oameni liberi în căutare de faimă și glorie. Gladiatorii erau considerați și favorizați de spectatori ca fiind " celebrități" antice. Mulți mureau inainte sa indeplineasca 30 de ani. Cei care câștigau luptele dupǎ o vreme nu erau numai eliberați, ci deveneau faimoși.
Imperiul Roman menținea relații comerciale cu Imperiul Han în mod indirect, romanii fiind mari amatori de mătase, după ce ei o achiziționaseră, pe la începutul erei creștine, de la parți și indieni care o cumpǎrau de la negustorii ce cǎlǎtoreau prin îndepǎrtatul Orient. Secretul producerii mǎtǎsii avea sǎ rǎmânǎ în continuare ascuns. Numeroase alte produse erau transportate pe aceleași rute: pietre prețioase și semiprețioase, porțelanuri, stofe de lână sau de in, ambră, fildeș, lac, mirodenii, sticlă, coral, metale prețioase și arme etc.
Perioada de glore a lui Augustus este urmatǎ de o perioadă de agitație: în anul 9, trei legiuni romane sunt distruse de o ambuscadǎ a triburilor germanice. Timp de patru ani, Roma a fost supusǎ regimului sadic a lui Caligula. 

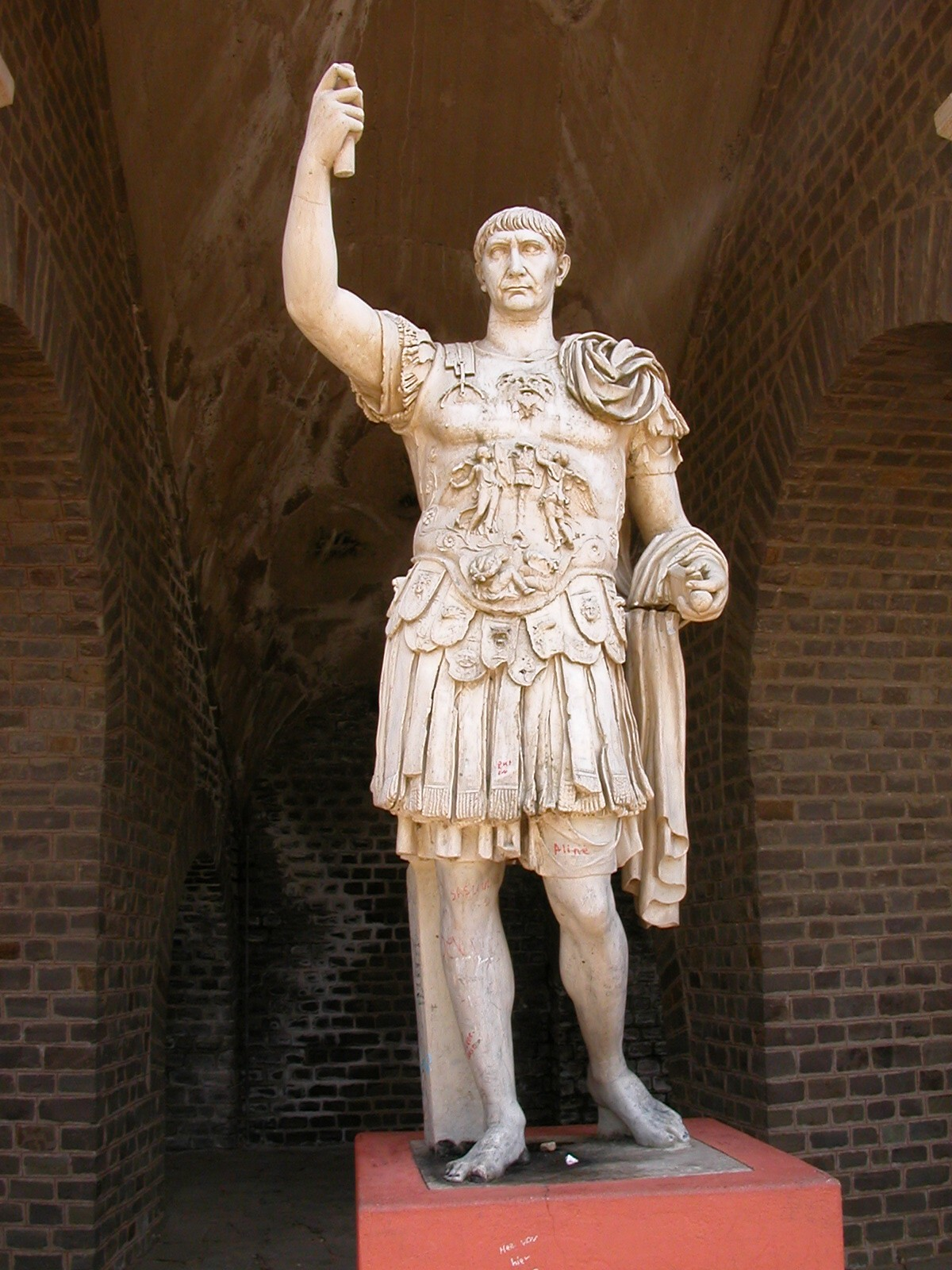
Traian

În vremea împăratului Claudius (41-54) imperiul s-a extins în Britania, iar după o scurtă criză în vremea împăratului Nero (54-68) și Anul celor patru împărați, imperiul și-a atins maxima întindere în vremea împăratului Traian (98-117). Traian a cucerit Dacia, Mesopotamia și părți din Arabia. Împăratul Hadrian (117-138), succesorul lui Traian, a decis însă să abandoneze Mesopotamia și părțile Daciei de est (care fuseseră incluse în provincia Moesia Inferior).După aceasta a urmat o perioadă de pace, cu excepția unor conflicte militare din vremea împăratului Marcus Aurelius (161-180).
În anul 212 împăratul Caracalla (211-217) a oferit cetățenia romană tuturor oamenilor liberi din imperiu. În pofida acestor măsuri, secolul III a fost dominat de o perioadă de anarhie militară, în timpul căreia unele legiuni își proclamau comandanții ca împărați, și au avut loc foarte multe războaie civile. În această perioadă împăratul Aurelian (270-275), care a avut meritul să restaureze integritatea imperiului (deoarece în urma conflictelor civile se formase în vest un imperiu galo-roman și în est unul palmyrean), a decis să abandoneze, în 271, provincia Dacia. Aceasta se justifica strategic, prin ideea scurtării frontului plin de conflicte cu populațiile migratoare barbare de pe linia Dunării de Jos.
Criza secolului III se consideră că a luat sfârșit cu Dioclețian (284-306). Acesta a inițiat o serie de reforme care au schimbat fata imperiului. Cu el se consideră că începe perioada dominatului (marcând sfârșitul perioadei principatului, care începuse cu Augustus), împăratul devenind în mod oficial un monarh autocrat. A reorganizat administrația in mai multe prefecturi și dioceze, și va împarți imperiul (în 286), el luând răsăritul (linia de împărțire fiind între Italia și Dalmația), având capitala la Nicomedia. Va instaura și Tetrarhia, prin care, imperiul va fi condus în continuare de 2 Auguști și 2 Cezari, câte un August și un Cezar pentru fiecare parte (apus și răsărit).
În urma unor războaie civile împăratul Constantin I (306-337) va reunifica imperiul. În 313, el va da un edict de toleranță religioasă, la Mediolanum, în urma căruia creștinismul va deveni o religie favorizată (până atunci fusese persecutată de foarte multe ori, în special în vremea lui Dioclețian), iar în 325 la Niceea, s-a ținut primul sinod ecumenic, la care arianismul a fost recunoscut ca erezie (deși se pare ca la acea vreme, Constantin îi favoriza mai mult pe arianiști). În 330 el va înființa de asemenea o noua capitală, pe locul vechiului oraș Bizanț, aceasta capitala va avea inițial numele oficial "Roma Secunda" (a doua Roma), mai târziu va deveni "Roma Nova" (Noua Romă), însă orașul va deveni cunoscut popular cu numele de "Constantinopol" (orașul lui Constantin). În 332, Constantin va duce o campanie contra vizigoților la nord de Dunăre, restaurând pentru o vreme niște părți din fosta provincie romană Dacia.

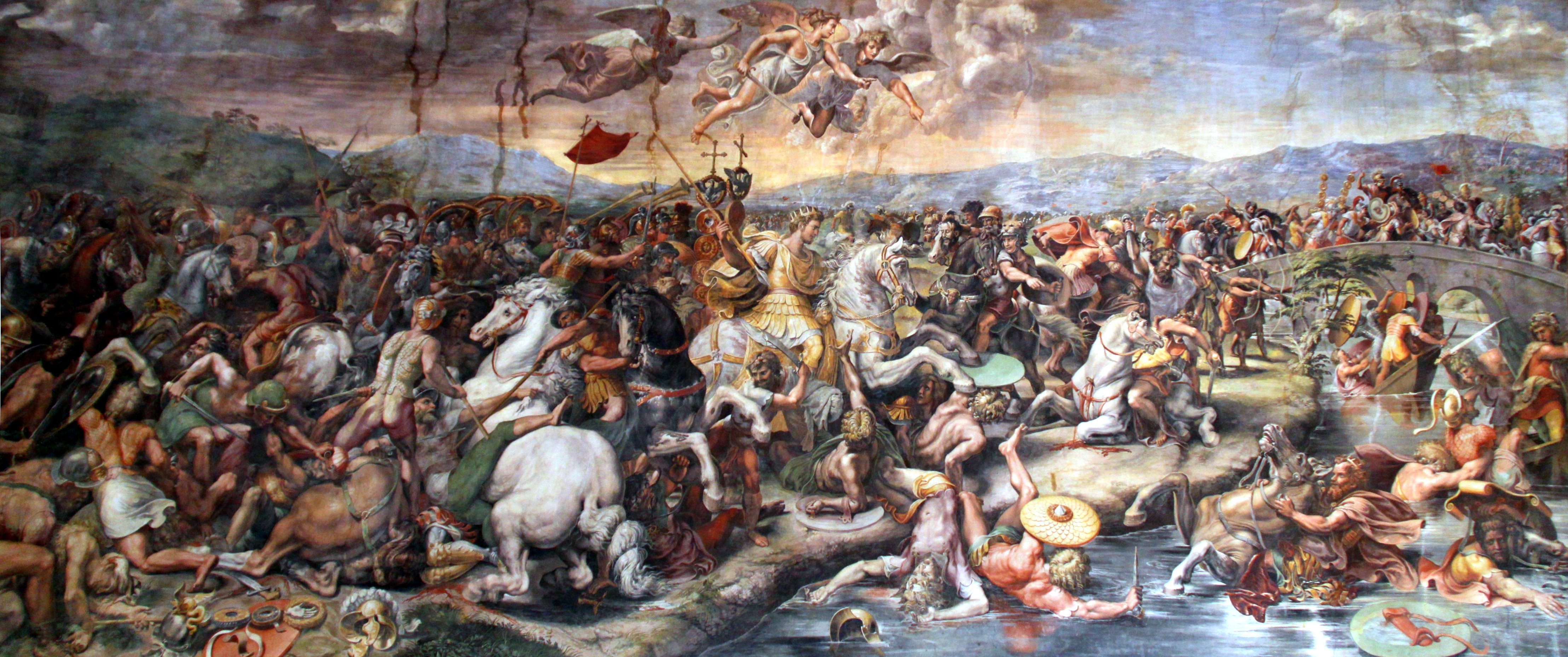
Batalia de la Podul Milvius

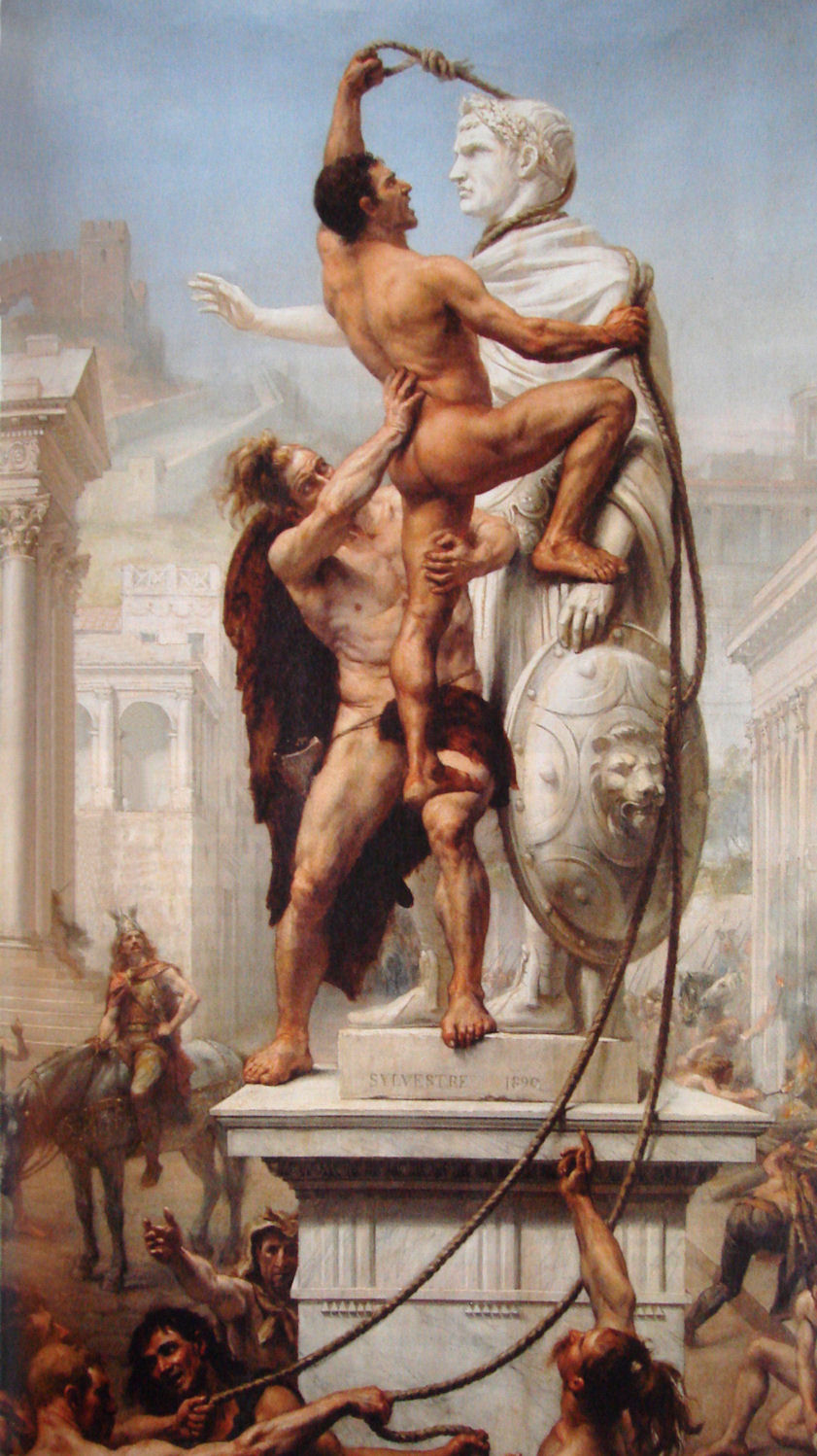
Jefuirea Romei

În 364, imperiul a fost iar împărțit de Valentinian I (364-375) care a luat occidentul și a dat orientul fratelui sǎu Valens (364-378). În vremea lui Valens, vizigoții fiind atacați de huni, au cerut azil în imperiu, dar apoi datorită modului migrant de viață și dificultăților de adaptare la condițiile grele de aprovizionare de la sud de Dunăre, s-au revoltat contra romanilor, învingându-i în 378 în bătălia de la Adrianopol. Ultimul împărat care va conduce o scurtă vreme întreg imperiul, va fi Theodosius I (379-395), numai din anul 394. Acesta va proclama Creștinismul ortodox (adică nearianist), ca religie oficială în 380, iar în 381, va fi ținut la Noua Romă, Constantinopol, al doilea sinod ecumenic. În 395, imperiul va fi împărțit fiilor lui Theodosius, Arcadius (395-408) în Răsărit), iar Honorius (395-423) în Apus.
În vara anului 410, vizigoții la comanda lui Alaric I au jefuit Roma.

### Religie și filozofie

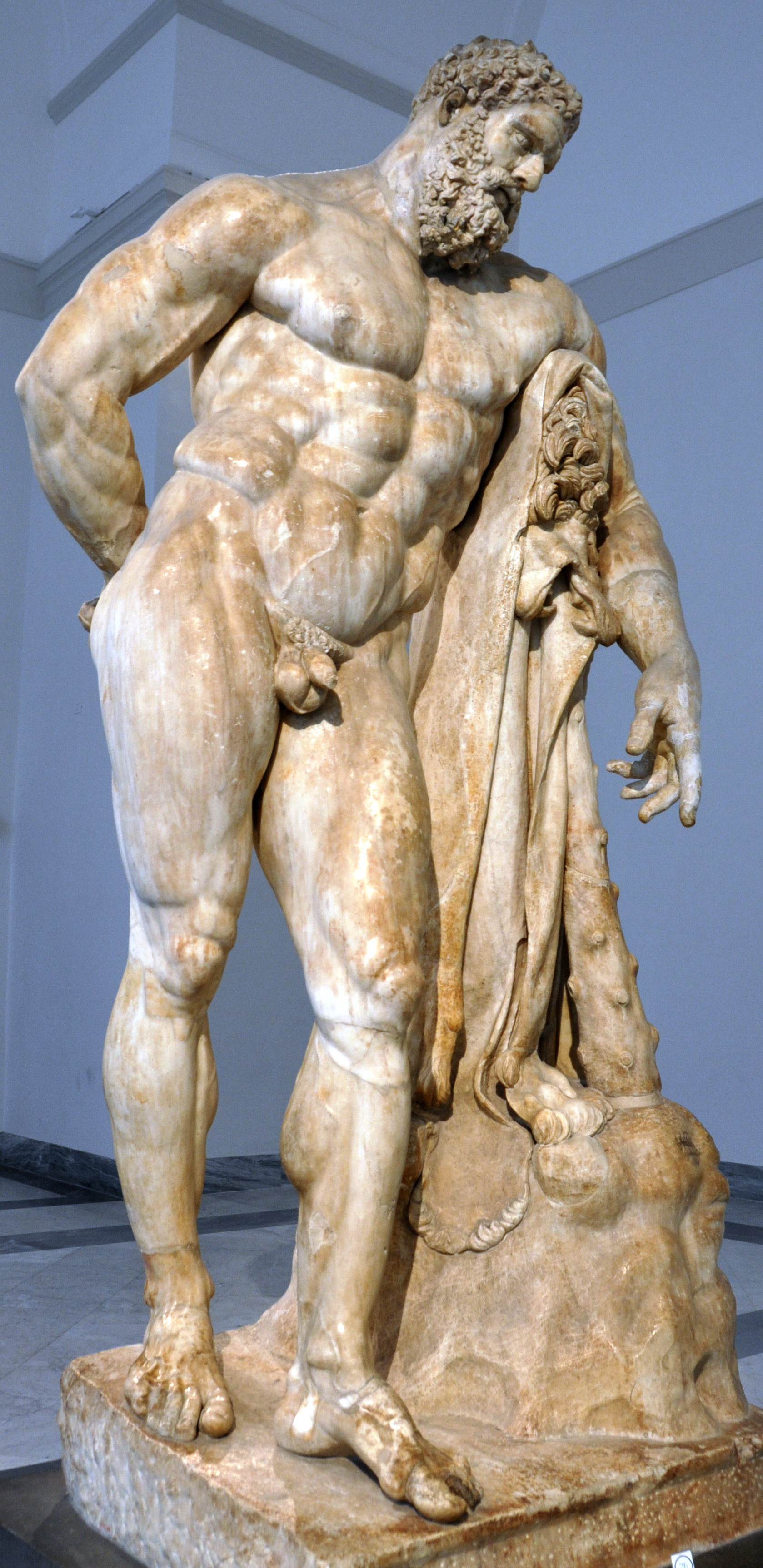
Eroul Hercule

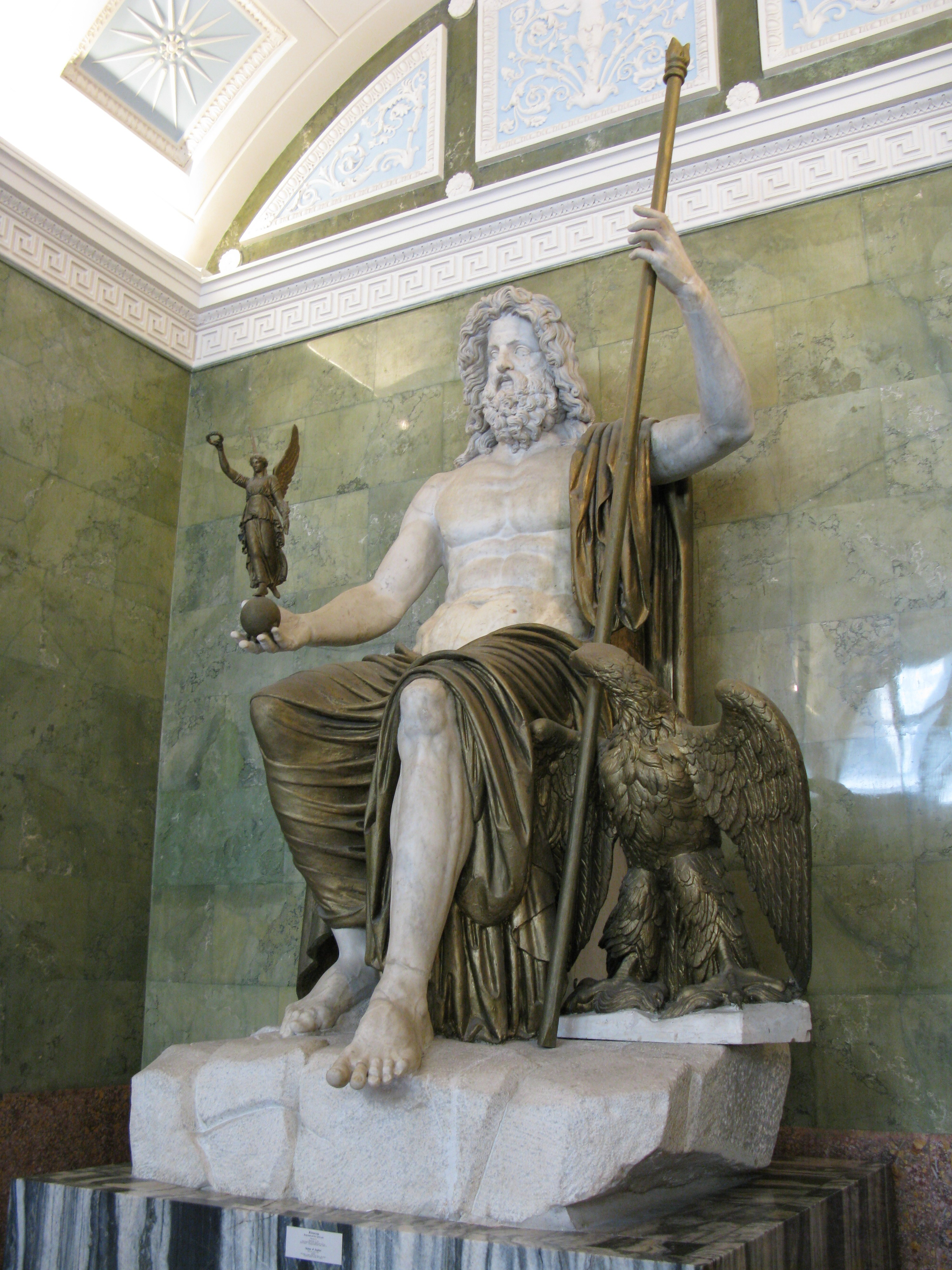
Statuia lui Zeus/Juppiter

În lumea greco-romanǎ, mitologia și-a elaborat un panteon aproape exclusiv antropomorfic, amoral, sacralizând defecte umane capitale (viclenia, adulterul, incestul, paricidul și fratricidul și în genere crima, vanitatea, trufia, lăcomia, nedreptatea).Zeii greci-romani nu sunt numai prin excelență antropomorfi, nu au numai firi omenești, dar de fapt nu dispun de atribute divine în sens major (departe de absolutul concept ulterior din filozofia greacă); în miturile timpurii, acești zei au chiar puteri limitate (mai ales în epopeile homerice).Aceștia au nevoie de informatori și crainici, ca să afle despre mersul lumii; sunt supuși surprizelor și manevrați de certuri, ambiții, orgoliu, capricii, fiind impulsivi și răzbunători (deși unii "teologi" antici, ca Hesiod, au încercat să justifice aceste trăsături). Tot panteonul olimpian - lipsit de măreție -duce o viață de clan certăreț lipsit de norme morale, incestuos, excesiv în actele erotice. Lumea mitologiei grecești este complexă: monștrii, războaie, intrigi și zei indiscreți sunt numeroși, iar genealogia lor se încrucișează deseori.Este important de reținut că grecii antici amestecau evenimentele din mitologia lor cu cele din istorie. De asemenea Iliada și Odiseea sunt considerate istorice. În mitologie existǎ eroi semizei care înfruntǎ destinul și chiar zeii însiși, specific caracterului civilizației grecești în care s-au pus bazele rațiunii și ideii că omul poate să fie răspunzător de acțiunile sale și să-și schimbe destinul.

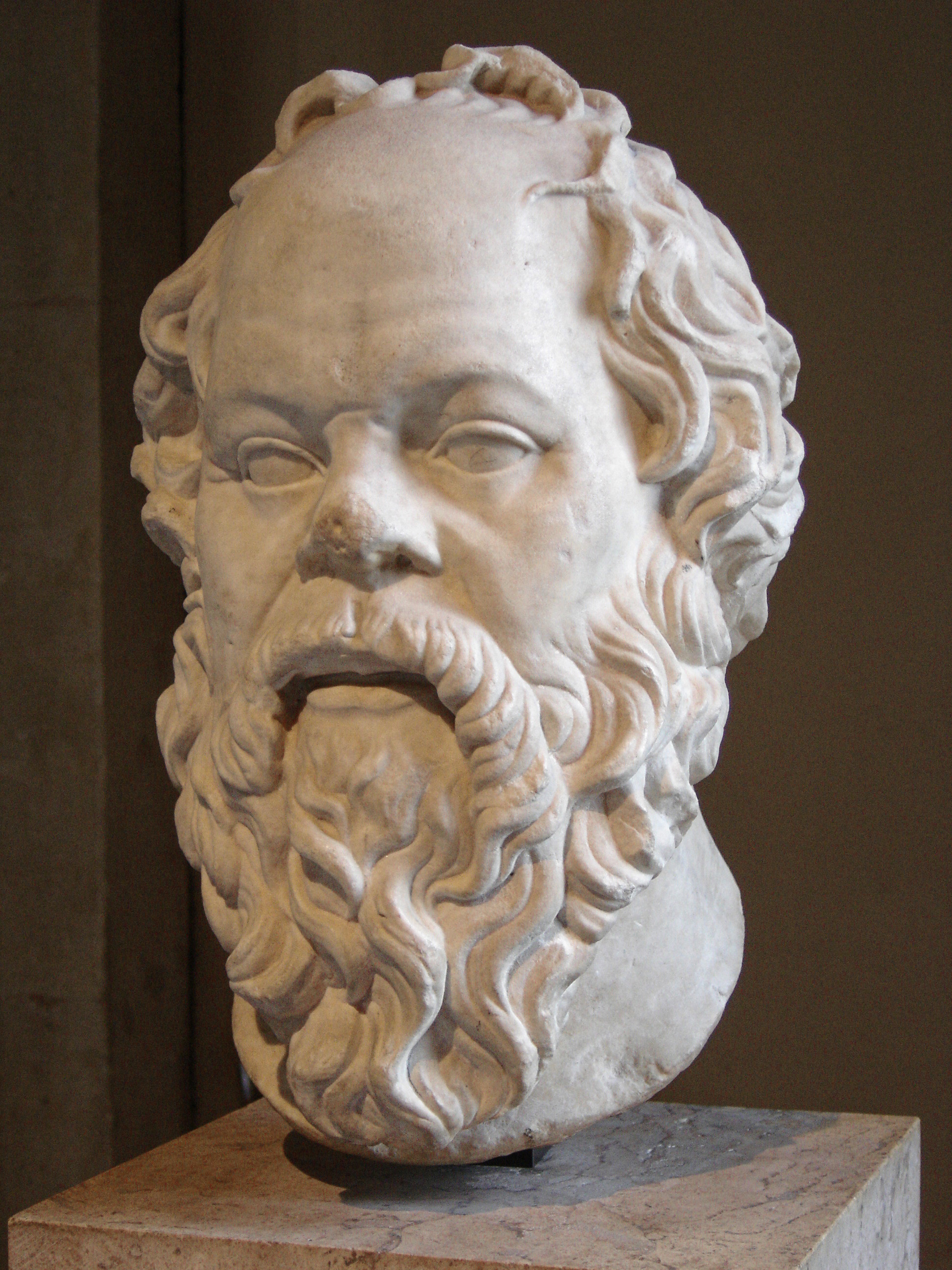
Socrate

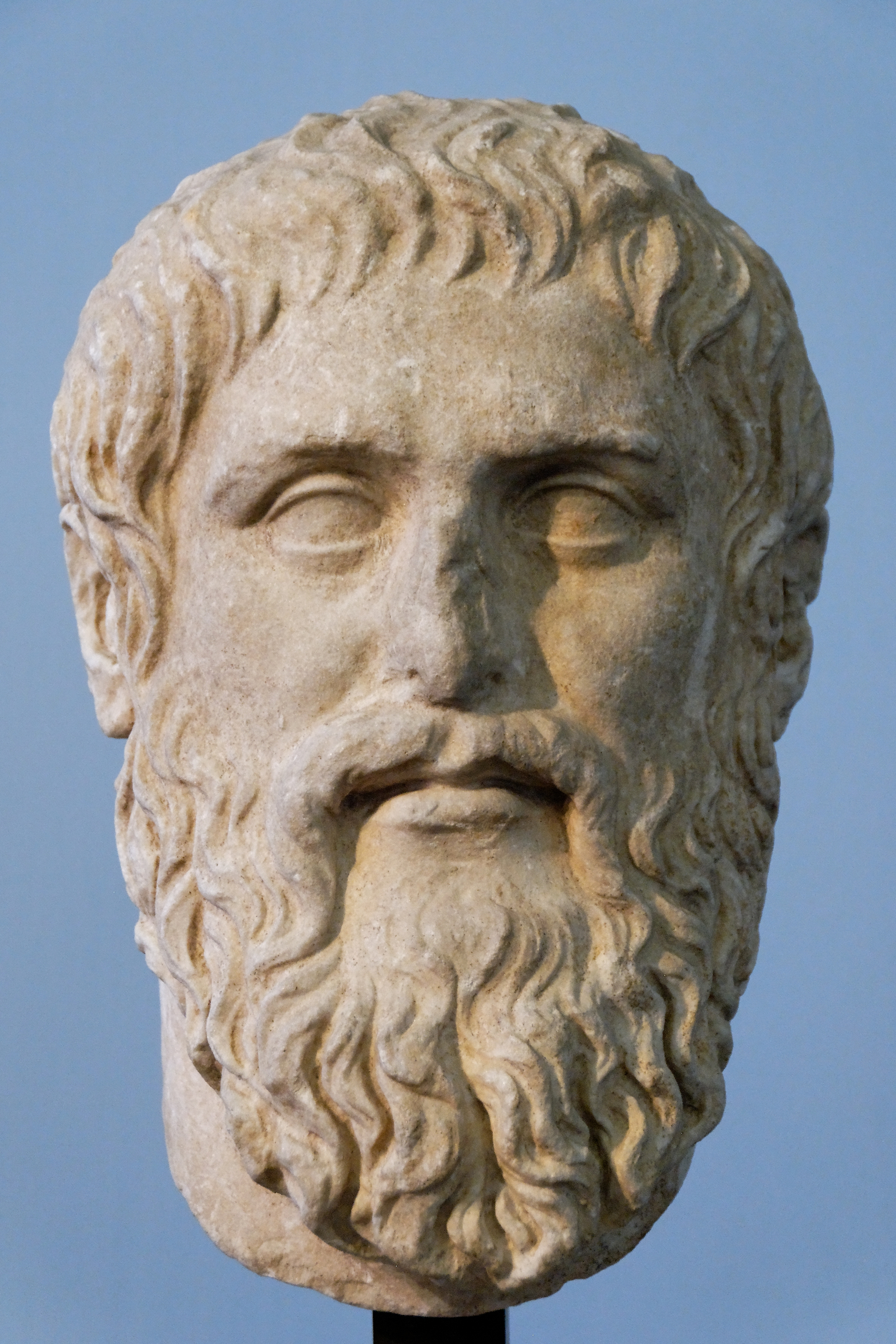
Platon

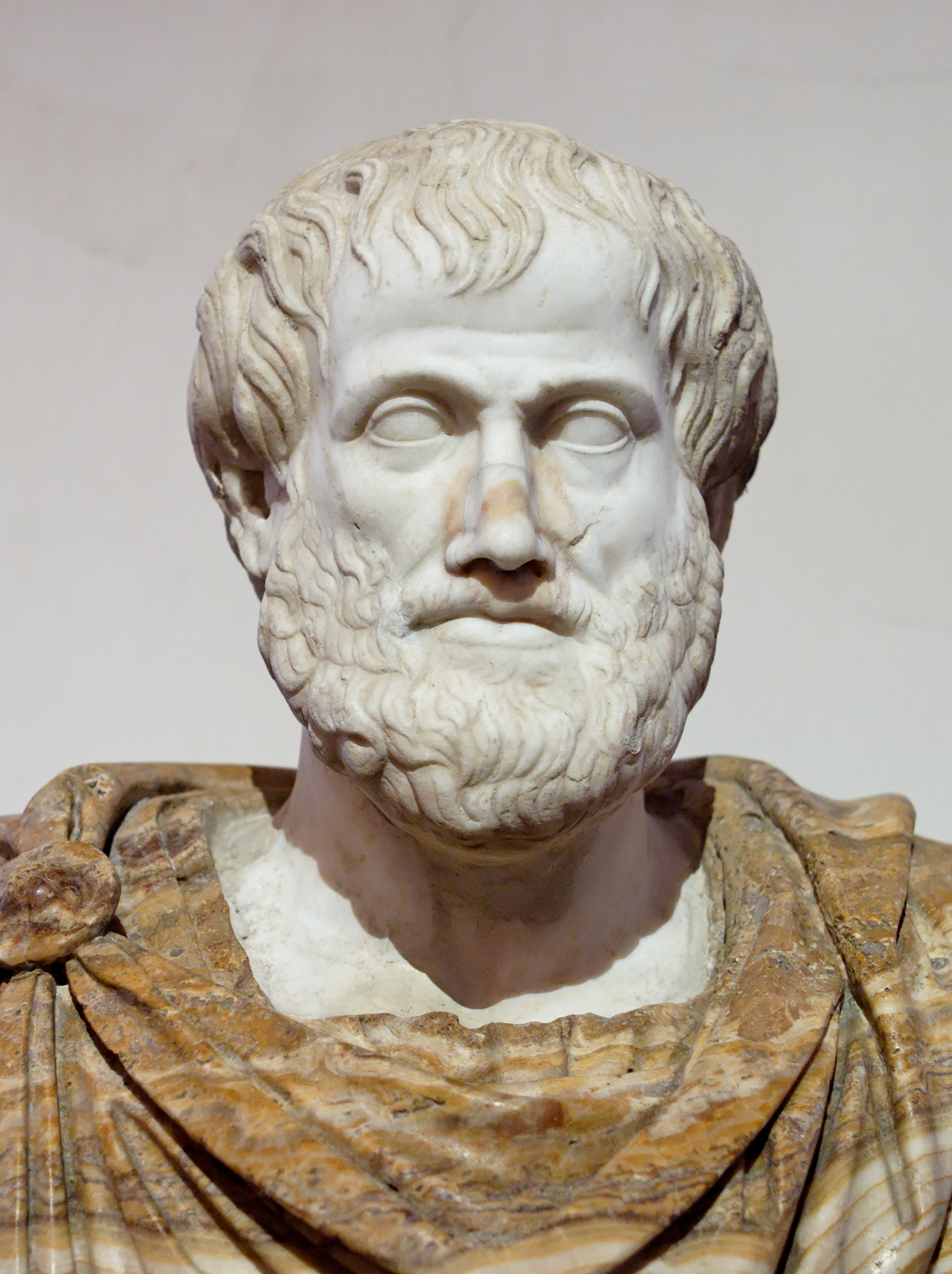
Aristotel

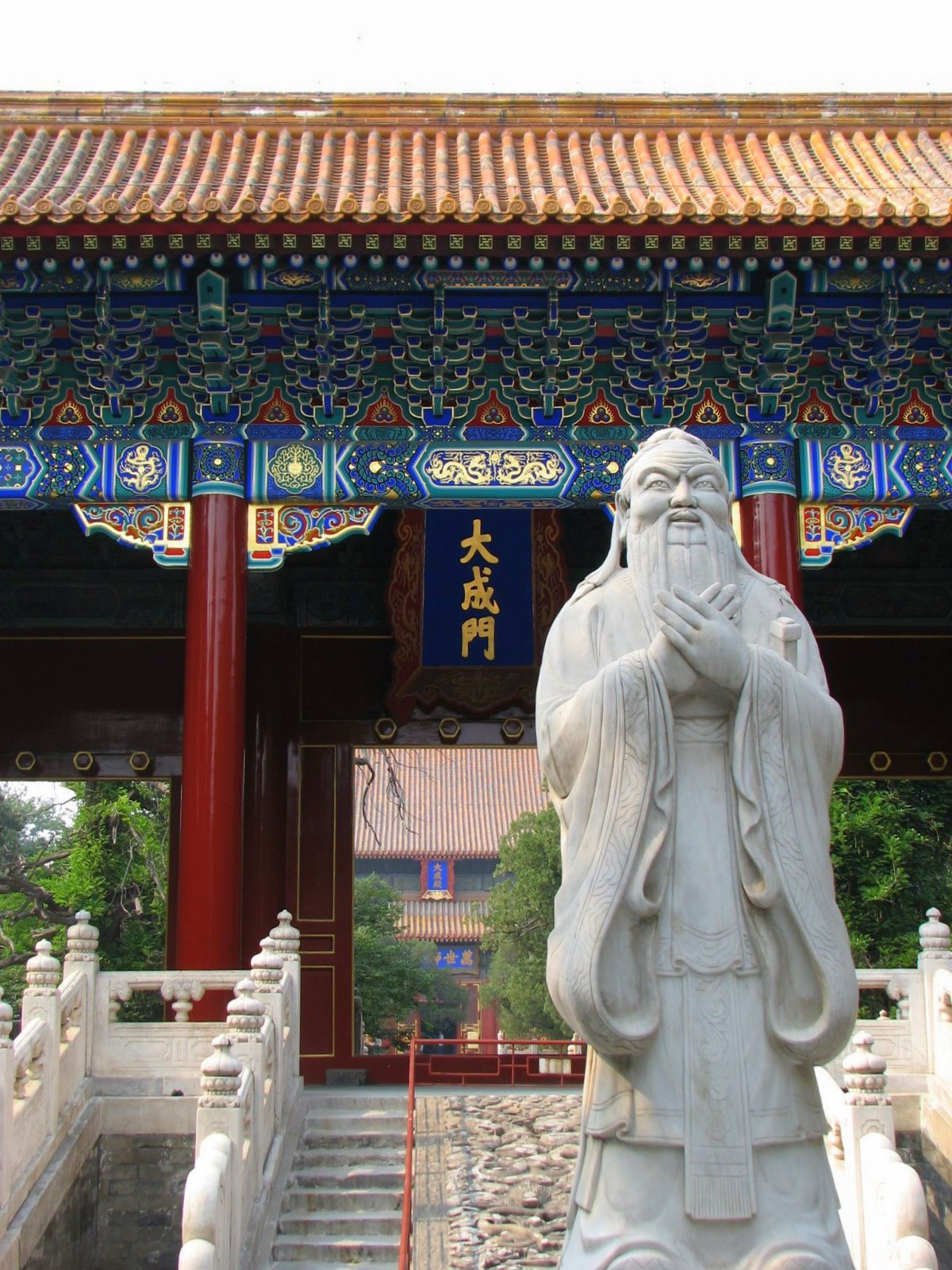
Confucius

Noi filozofii și religii au apărut atât în vest cât și în est, în special cam prin secolul al VI-lea î.en, rǎspândite pe calea cuvintelor scrise sau pe cale oralǎ.
Cu timpul, o mare varietate de religii s-au dezvoltat in întreaga lume, din care cele mai importante fiind hinduismul și jainismul în India, budismul-cuvântul lui Gautama Siddhartha, predicatǎ ca filozofie orientală în Himalaya și zoroastrismul în Persia.În est, trei școli de gândire urmau să domine China până în zilele noastre: taoismul, legalismul și confucianismul.
Concepția confucianistă, care avea să dobândeasca supremația, se îndrepta către politica și moralitate nu prin forța legii, ci prin tradiție și puterea exemplului.
Confucianismul avea sa se răspândeasca mai târziu în peninsula Coreea și Japonia.
În vest, tradiția filozofică a Greciei antice, reprezentată prin Socrate, Platon și Aristotel, s-a răspândit în întreaga Europă și Orient Mijlociu, în secolul al IV-lea î.Hr., prin cuceririle realizate de Alexandru cel Mare.
Presocraticii au cǎutat noi modalitǎți de a explica lumea fǎrǎ a recurge la mitologie ori la divinitate. Thales din Milet și Pitagora din Samos, dupa ce au facut descoperiri cruciale în matematicǎ, au stabilit paralele cu natura lucrurilor. Parmenide a fǎcut diferența între lumea empiricǎ inaccesibilǎ rațiunii și lumea intelectului în care se regǎsește adevǎrul existenței. Heraclit vedea lumea în continuǎ schimbare; Empedocle susținea cǎ erau patru elemente de baza puse în mișcare de forțele iubirii și urii, aflate în opozitție. Atomiștii Leucip și Democrit au încercat să armonizeze aceste teorii contradictorii. Sofiștii ca Protagoras, și-au orientat gândirea cǎtre viața de zi cu zi, vǎzutǎ din perspectiva individului și nu din cea generalǎ, îndoindu-se cǎ omul va cunoaște adevǎrul suprem.
Socrate, spre deosebire de sofiști, nu a studiat natura, ci viața umanǎ și a argumentat că omul nu poate poseda înțelepciunea absolutǎ, ci numai sǎ tindǎ spre ea. Credea cǎ scopul suprem al acțiunilor umane reprezentau binele și dreptatea și cǎ omul le va putea practica când își va extinde cunoașterea în sine însuși. Platon, discipolul acestuia, îl prezenta pe Socrate ca pe un partener de discuție. Socrate a nemulțumit autoritǎțile ateniene, fiind acuzat de impietate și coruperea tinerilor și este nevoit sǎ se sinucidǎ. În filosofia lui Platon, ideile formeazǎ un tǎrâm al adevǎrului la care omenirea nu va avea acces direct. Ca în peștera alegoricǎ, realitatea îi învǎluie pe oameni în feflecțiile imperfecte ale ideilor. Cu ajutorul rațiunii, putem recupera din inconștientul nostru cunoașterea înnǎscutǎ, dar uitatǎ, cunoașterea fiind rememorare. A examinat natura iubirii platonice în dialogul sǎu Symposion, spunând cǎ iubirea este cǎutarea nemuririi.
Aristotel, ca dișcipol al lui Platon, a considerat metafizica ca cea mai importantǎ dișciplinǎ filosoficǎ și vedea omul ca pe o ființă politică, o entitate socială capabilă să își gǎseascǎ fericirea numai în cadrul unei comunitǎți.
Diogene din Sinop a cǎutat fericirea în izolare de toate convențiile și nevoile, iar Epicur a promovat rațiunea contra pasiunii, poftelor trupești și credinței.

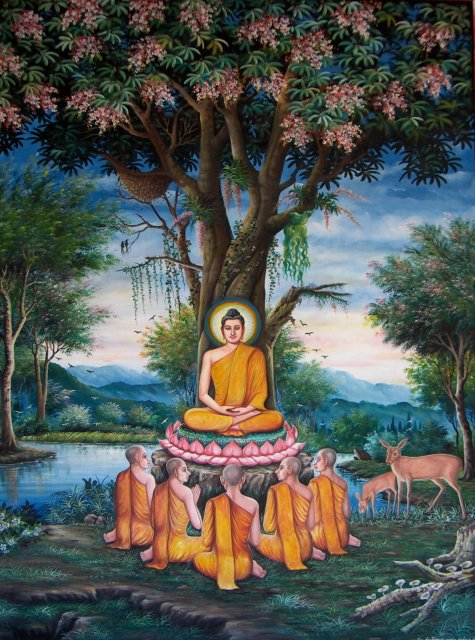
Buddha

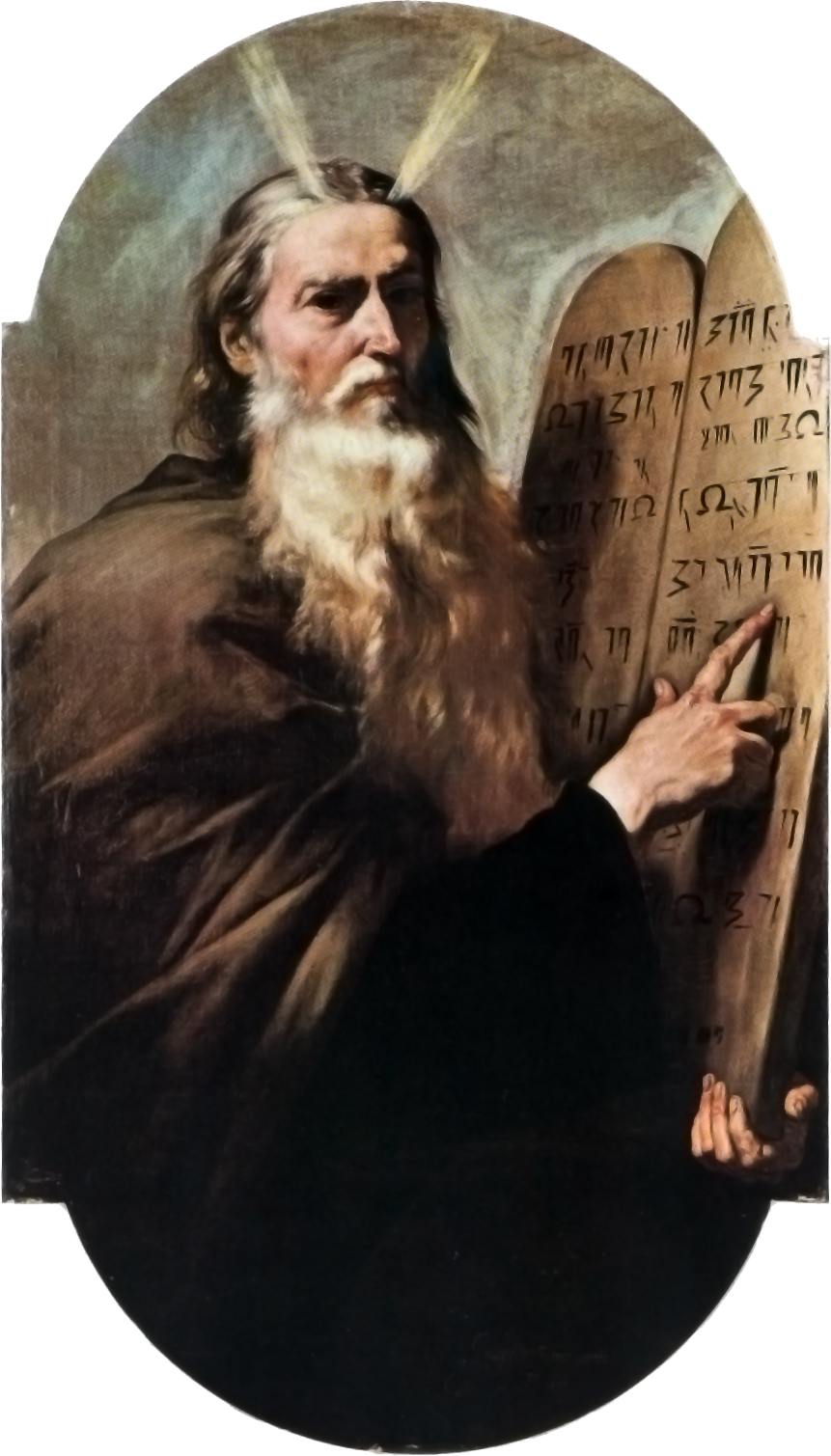
Decalogul lui Moise

În India secolului VI î.en., la 29 de ani, Gautama Siddhartha, un prinț, era nesatisfăcut de viața sa. În timpul unei ieșiri s-a întâlnit cu cele patru imagini: un bătrân suferind, un om bolnav, un cadavru în descompunere și un ascet. Acesta este momentul în care el decide să-și părăsească familia, să renunțe la lume și să caute o cale de eliberare de suferință. După o perioadă de ascetism de 6 ani, Gautama a descoperit cele 4 adevăruri (nașterea, bătrânețea, boala și moartea ) pentru eliberarea de suferință și calea spre Nirvana (eternitatea). Acest lucru s-a petrecut după 49 de zile de meditație la umbra unui smochin din Bodhgaya, timp în care a făcut față încercărilor la care l-a supus demonul Mara. După aflarea celor 4 adevăruri atinge Nirvana sau Bodhi (iluminarea) și devine cunoscut sub numele de Buddha, în limba sanscrită înseamnă cel luminat. Buddha a predicat timp de 40 de ani, prima dată la Sarnath, iar ultima dată la Kushinagara unde intrat în Parinirvana (s-a stins).

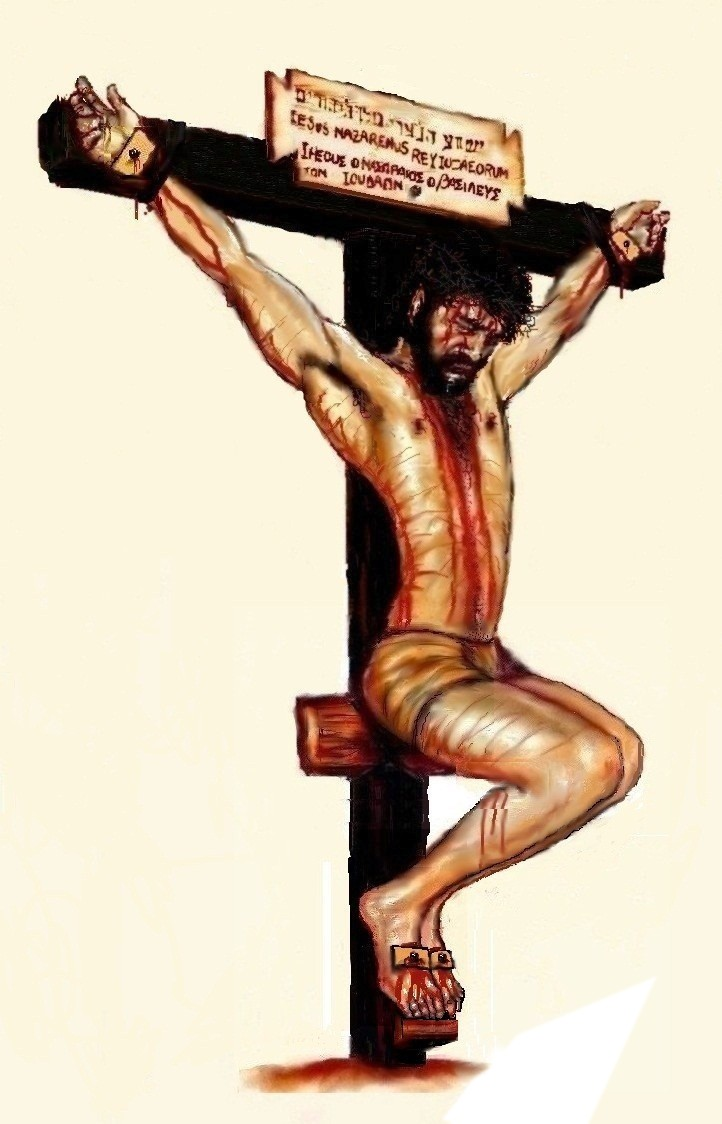
Crucificarea lui Isus

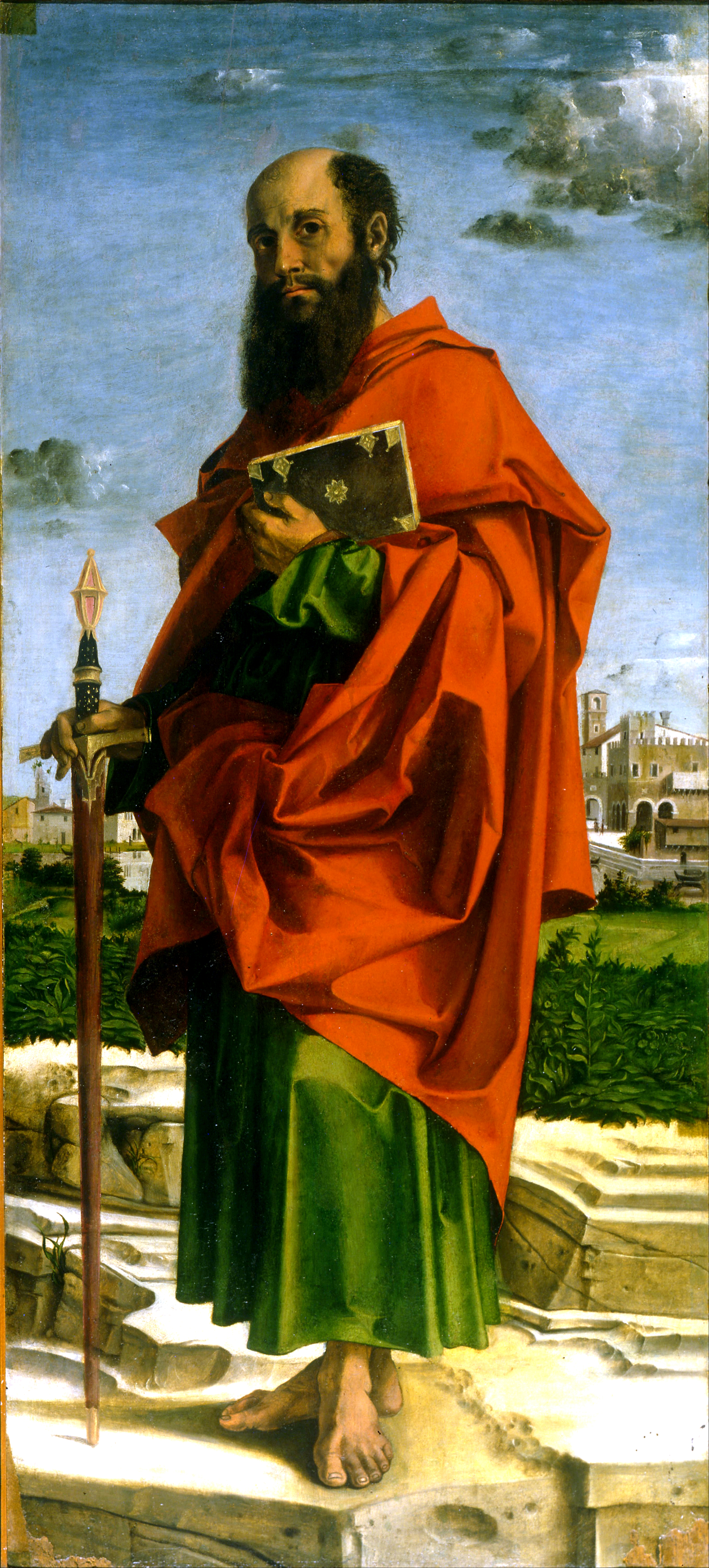
Pavel

Religiile monoteiste (creștinismul și islamismul) au evoluat din iudaism, religie formată cam prin 1.800 î.Hr. Evreii s-au stabilit în sudul Palestinei, intrând frecvent în conflict cu popoarele canaanite locale. După ce pun bazele Regatului Israel, iar sub domnia lui David își stabilesc capitala la Ierusalim, regele Solomon va construi templul unicului zeu, Yaweh.
În secolul VII-VI î.en., evreii care au fost deportați la Babilon au scris Vechiul Testament de-a lungul mai multor generații de 150 de autori.Ajunși în robie, iudeii nu se vor simți abandonați de Dumnezeul lor-Yaweh. Exilul babilonian a durat aproape 50 de ani.În 538 primii exilați se întorc în țară cu vasele templului. Acolo vor reorganiza viața religioasă și politică și de refacerea zidurilor Ierusalimului. Este reconstruit cel de-al doilea templu. Crizele politice și suferințele pe care poporul le trăiește îl determină să reflecteze mai mult asupra sensului vieții și suferinței și produce în popor o așteptare a intervenției lui Dumnezeu.Războaiele din ultimele trei secole precreștine produc în inima poporului o profundă așteptare. Israelul așteaptă intervenția lui Dumnezeu în favoarea poporului său și nimicirea dușmanilor. Nu a existat niciodată o atât de mare așteptare a unui salvator ca în această perioadă: atunci rolul său căpăta tot mai mult o culoare politică, salvator al destinelor Israelului, restaurator al vechiului regat al lui David.
În Ierusalimul stǎpânit de romani , în anul 30 e.n. de Paștele evreiesc, Isus din Nazaret , este executat prin crucificare, o pedeapsǎ dedicatǎ sclavilor rǎzvrǎtiți și tâlharilor. Motivul: s-a declarat Mesia-"Fiul lui Dumnezeu", predicând despre "Împǎrǎția lui Dumnezeu" și "iubirea aproapelui". Pentru romani era considerat un afront adus împǎratului Romei care era considerat unicul împǎrat. Dar moartea sa va da naștere unei noii religii-creștinismul, care în prezent are 2,2 miliarde de adepți, aproximativ o treime din Populația lumii.Cei doisprezece adepți ai sǎi îi vor continua lucrarea. 
La Damasc, inițial unul din persecutorii adepților creștini, ulterior convertit, Pavel, continuă să predice și să scrie în , epistolele pauline despre "mesajul lui Christos". Pentru preoții iudei, era considerat un eretic, iar pentru romani, un mare pericol. Pleacă de la Damasc și timp de 20 de ani, va predica noua religie întreprinzând trei cǎlǎtorii misionare prin imperiu, despre "iertare", "iubirea față de aproape", "egalitatea dintre sclavi și bogați în fața lui Hristos". Epistolele sale vor fi rǎspândite de-a lungul imperiului, mulțumitǎ drumurilor și rutelor navale care au fǎcut posibilǎ comunicarea la depǎrtare.
Încă de la apariția creștinismului și până în secolul IV, s-a perpetuat persecuția creștinilor. Misionarii creștini, cât și neofiții pe care aceștia i-au convertit la Creștinism au fost ținte ale persecuțiilor, de multe ori până într-acolo încât au devenit martiri ai credinței lor.Creștinismul timpuriu era persecutat atât de evreii din a căror religie a apărut, cât și de Imperiul Roman care controla cea mai parte a spațiului unde creștinismul timpuriu era distribuit. Cei mai mulți adepți erau plebeii și sclavii, inferiorizați de puterea imperialǎ, aveau sǎ-și găsească alinarea în creștinism, sperând că vor duce o viață mai bună în Rai. Dar odatã convertiți, aceștia deveneau automat inamici ai Romei, aducând ofensǎ împǎratului Romei și zeilor. Imperiul Roman, ca imperiu globalist, tolera credințele indiferent de zei, dar adepții erau nevoiți sǎ se supunǎ autoritǎții imperiale și sǎ onoreze zeii romani, ceea ce creștinii nu acceptau.
În timpul domniei împǎratului roman, Nero, mii de creștini au fost torturați și uciși prin cele mai brutale metode. Sunt consemnǎri care atestǎ cǎ în timpul domniei lui Nero, creștinii sfârșeau crucificați, arși pe rug sau sfâșiați de lei, în urletele mulțimii din arenele arhipline. Toți apostolii ca Petru, Iacov, Andrei, Matei, Toma sau chiar Pavel au sfârșit martirizați. La 40 de ani de la moartea lui Isus, au fost scrise multe evanghelii din care doar patru au fost acceptate în Noul Testament.
În anul 203, în timpul prigoanei lui Septimius Severus, la Cartagina, o patriciană, căsătorită de tânără, pe nume Perpetua, predica mesajul lui Hristos. Pentru cǎ a refuzat sǎ aducǎ ofrande zeilor romani, a fost arestatǎ și condamnatǎ la moarte.Tatăl ei, în vârstă, a vizitat-o în închisoare și a vrut să o îndemne la apostazie, amintindu-i de copilul ei, de numai un an. Dar refuzǎ, doriind sǎ fie martirizată în numele lui Hristos.Este aruncatǎ pradă fiarelor din amfiteatru. Curajul ei a inspirat unul din gardienii închisorii, pe nume Pudens.

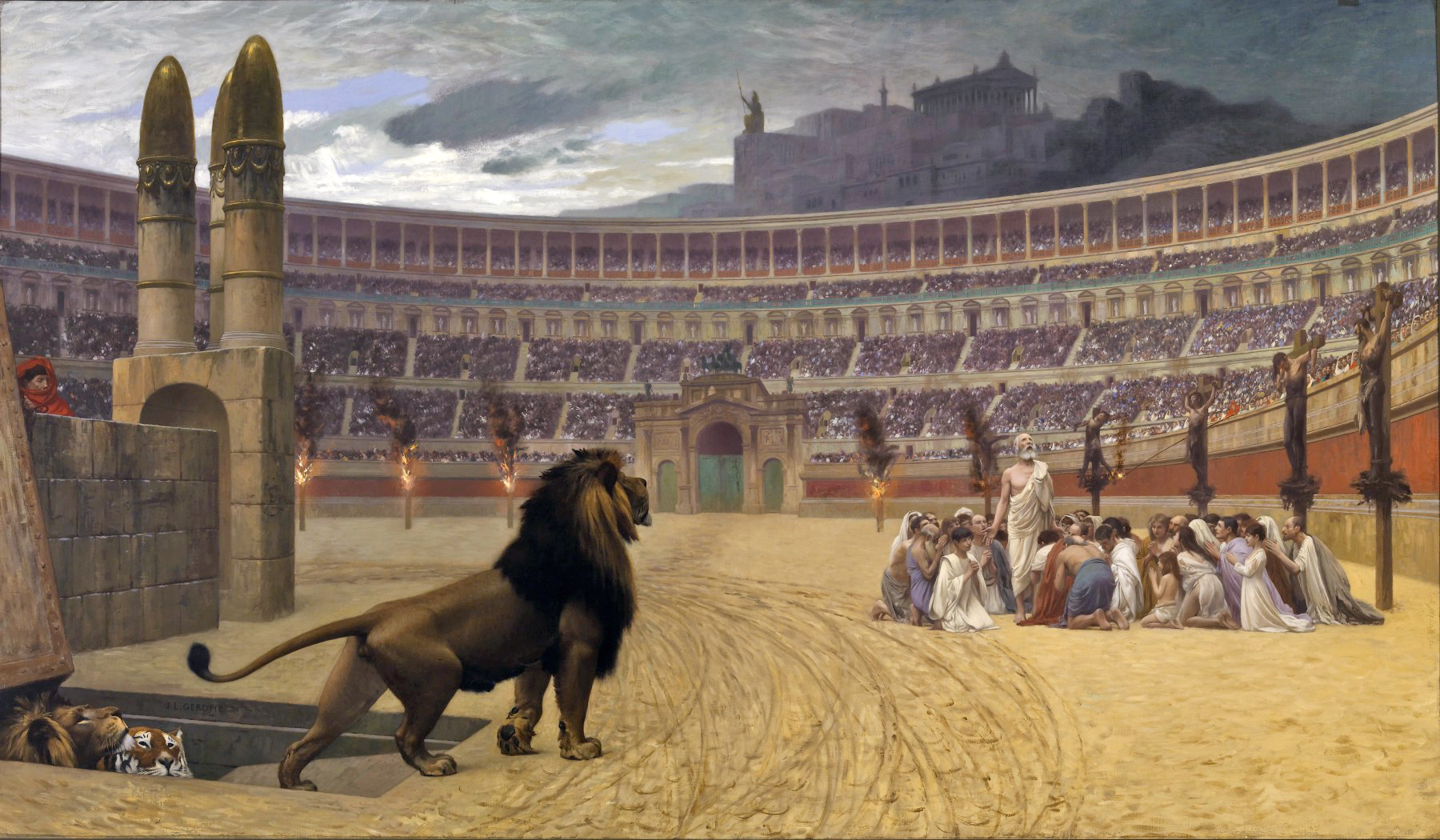
Persecutiile crestine

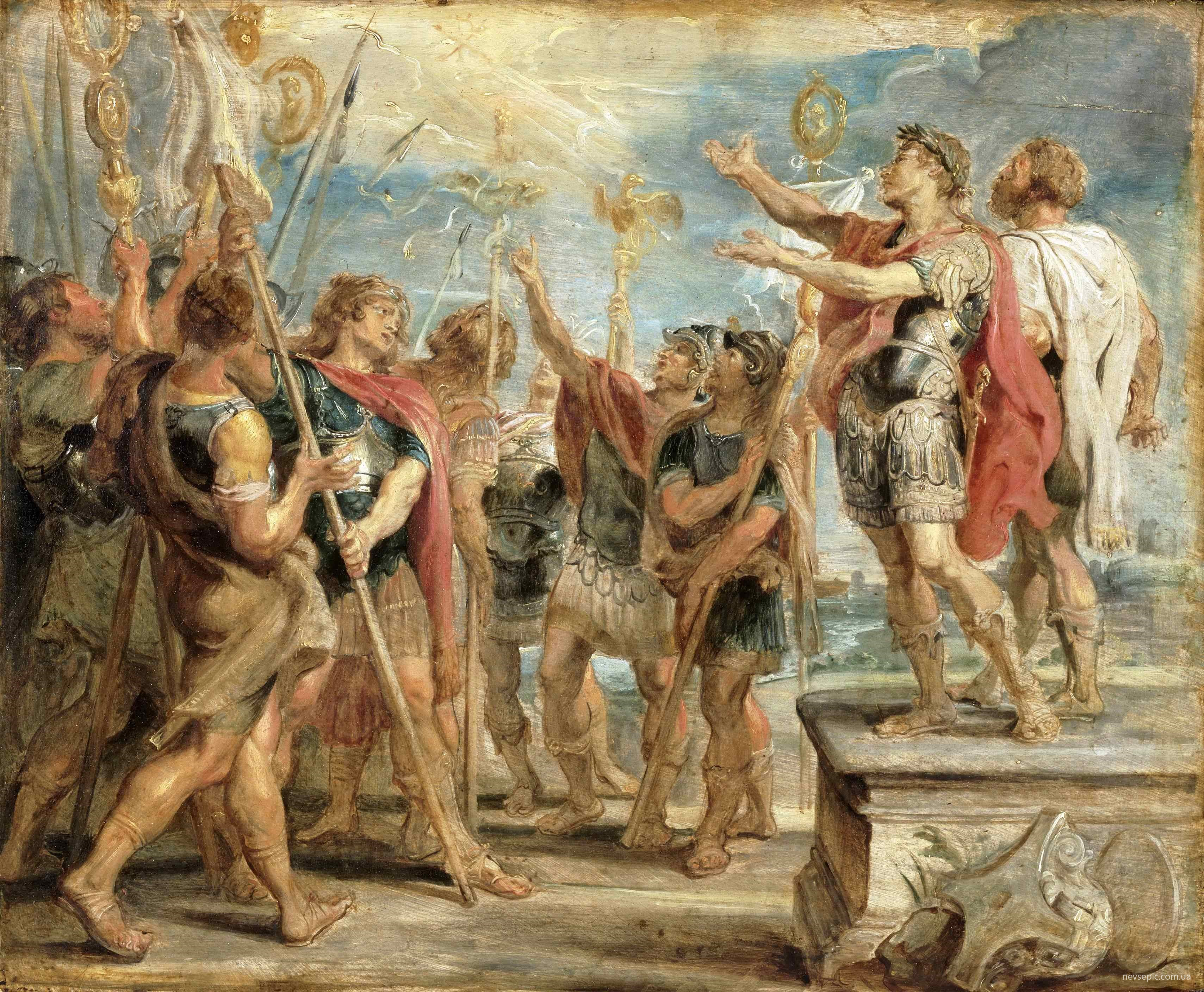
Constantin

Dar cu cât mai mulți creștini erau martirizați, cu cât creștinismul se rǎspândea cu repeziciune pe întreg imperiul și cu cât mai mulți erau convertiți prin botez, numǎrul ajungând la 6 milioane de adepți. 
La începutul secolului IV, Imperiul Roman era împǎrțit în patru facțiuni. În partea apuseană a imperiului. La moartea lui Constantius I, la Eburacum, în Britannia , Constantin este proclamat împărat de către armată, iar la Roma, , Maxentius a fost proclamat împărat. Constantin este recunoscut oficial caesar în Apus, iar Maxentius este declarat uzurpator.
În înțelegere cu Licinius, noul augustus al Occidentului, Constantin ocupă Spania (310), apoi pătrunde cu armata în Italia, înfrânge forțele lui Maxentius la Turin, Verona și în bătălia decisivă de la Podul Milvius de lângă Roma. Eusebius din Cezareea în lucrarea sa „Viața lui Constantin” povestește despre apariția pe cer la miezul zilei, deasupra soarelui, a unei cruci luminoase împreună cu inscripția "prin acest semn vei învinge". Crucea ar fi apărut lui Constantin dar și armatei sale pe când erau în Galia în drum spre Peninsula Italică. În ziua următoare, poruncind însemnarea fiecǎrui scut cu monograma lui Hristos, cele două armate s-au ciocnit,Maxentius este ucis, iar Constantin a câștigat o victorie decisivă. mediat ce a venit la putere, Constantin a pus capăt persecuțiilor creștinilor în teritoriile sale, impunând nu numai toleranță, ci și restituirea bunurilor creștinilor. În urma întrevederii dintre Constantin și Licinius de la Mediolanum (februarie-martie 313) este promulgat „Edictul de la Milano” care garanta toleranța religioasă în Imperiul Roman. După ce îl elimină pe Licinius, Constantin se proclamǎ unicul împǎrat al unui imperiu unitar pentru ultima datǎ. În 337, Constantin, aflat pe moarte, decide sǎ se boteze, convertindu-se la religia ce a fost cândva persecutatǎ.O nouǎ capitalǎ creștinǎ este ridicatǎ în estul Imperiului dupǎ numele împǎratului. 
Lucrarea unui singur om sau un om care moare pentru ideile și convingerile sale a inspirat sute de milioane de oameni sǎ-și menținǎ credința, lumea devenind mai conectatā ca niciodata.

## Evul Mediu
În secolele V-VI, Europa încearcă sǎ-și caute drumul în perioada Evului Mediu Întunecat dupǎ colapsul Imperiului Roman de Apus. Imperiul Bizantin, care a continuat sǎ se menținǎ ca o moștenire a civilizației romane, a adoptat o culturǎ greacǎ și constituia un nucleu de stabilitate pentru creștinism în timp ce Imperiul Sasanid ajunsese la întinderea maximǎ. În India, Imperiul Gupta s-a prǎbușit, iar influențele hinduiste și budiste s-au extins în sud-estul Asiei.
La moartea lui Mahomed, a început extinderea imperiului islamic. Arabii au cucerit Persia și au desființat Imperiul Sasanid. Toatǎ partea de nord a Africii a fost inclusǎ în Imperiul Islamic.Musulmanii au invadat Spania, punând bazele unei culturi avansate ce a durat 700 de ani.
Dupǎ secolul VIII, imperiul islamic s-a fǎrâmițat. Tot atunci, spre nord, dinastia carolingiană a creat primul imperiu european ca o refacere a vechiului imperiu roman, dar s-a prǎbușit în secolul IX dupǎ moartea lui Carol cel Mare. În Europa, regatele prindeau contur, sub supravegherea Bisericii Catolice de la Roma. Procesul a fost accelerat de invazia ungurilor, vikingilor și musulmanilor.
În vestul Africii, Ghana, care era bogatǎ în aur, a devenit prosperǎ și puternicǎ, iar în zona fertilă s-au dezvoltat regate, ca Mali și Kanem-Bornu ca importante zone comerciale. 
Regatul Srivijaya din Sumatra a cucerit peninsula Malaya, iar Cambodgia, sub dinastia khmerilor, a creat regatul de la Angkor.
În America de Nord s-au dezvoltat douǎ culturi citadine diferite: cultura Temple Mound din bazinul Missisiippi, care vindea cupru și alte bunuri pe tot continentul; și cultura Anasazi din sud-vest, unde oamenii trǎiau în satele pueblos de piatrǎ, legate între ele prin drumuri, având religie evoluatǎ. În alte regiuni, numeroase populații native s-au dezvoltat și se ocupau cu agricultura și vânǎtoarea.
În America Centralǎ, marele oraș mexican Teotihuacan era la apogeu. Dupǎ declinul civilizației maiașe, s-au dezvoltat toltecii. În America de Sud, în Peru, orașele-stat Tiahuacanaco, din Munții Anzi, și Huari, de pe coastă, au progresat.

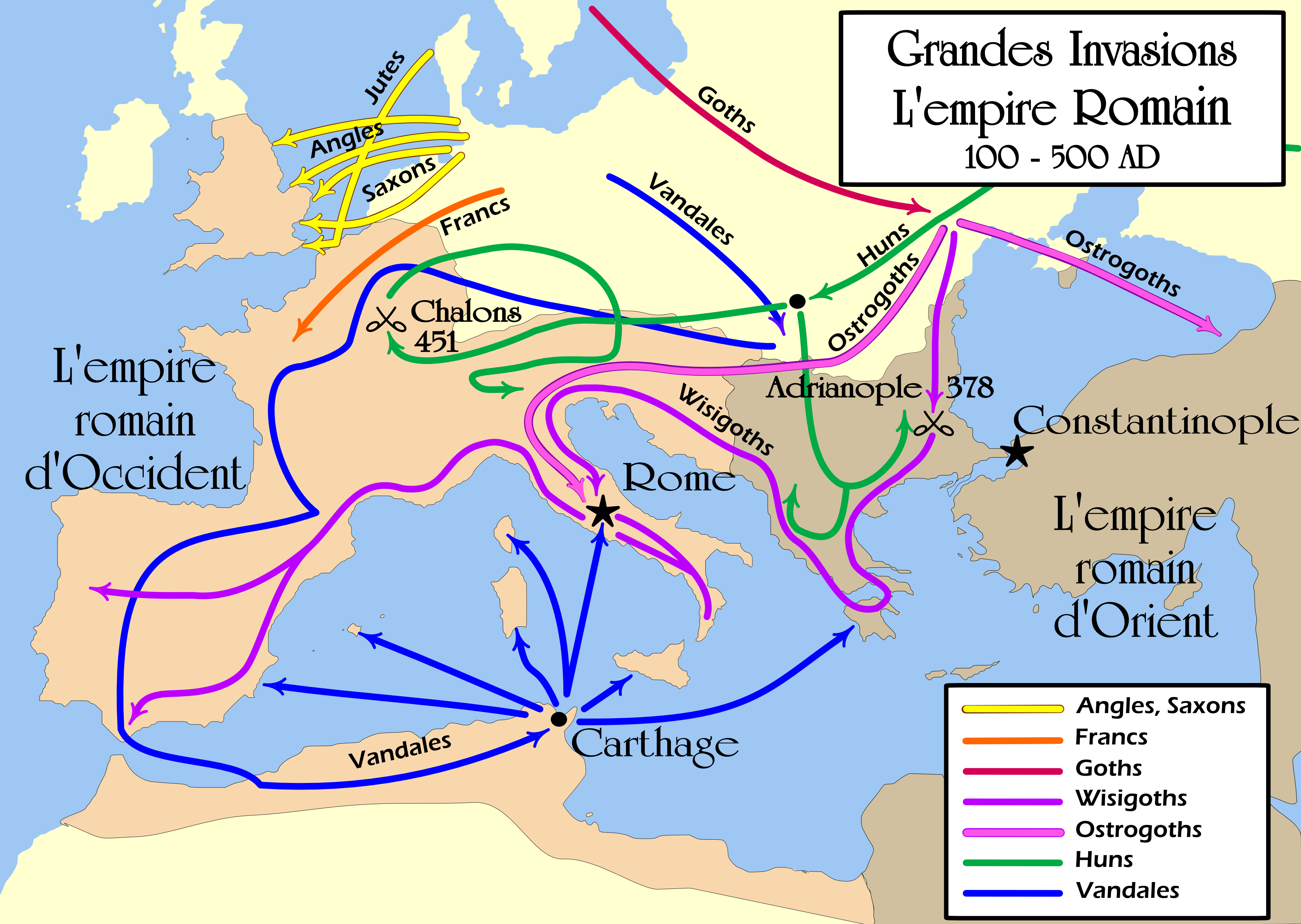
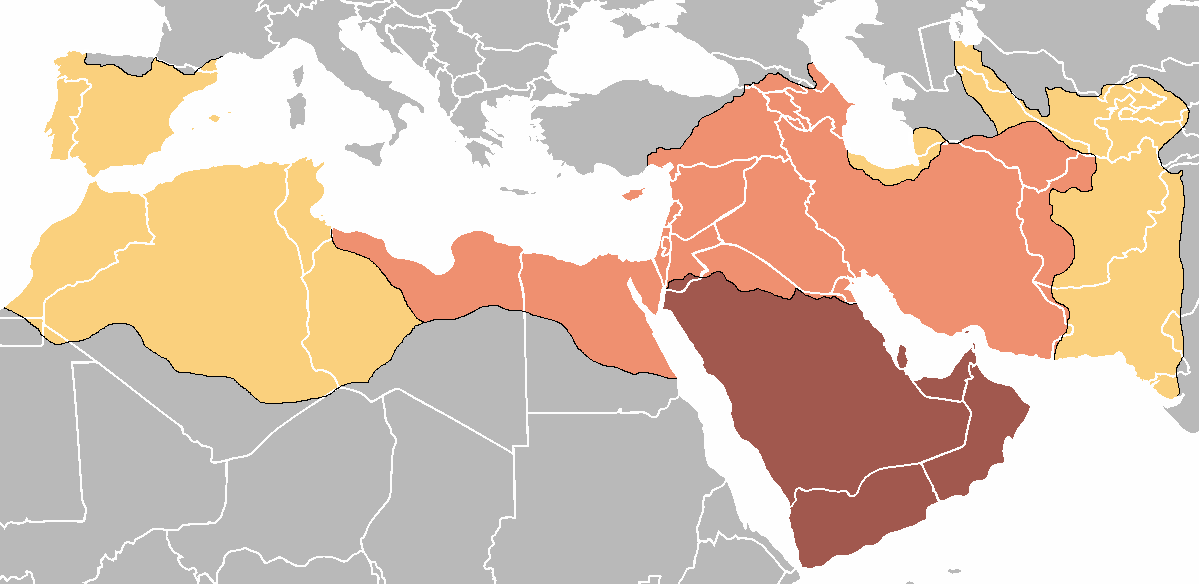
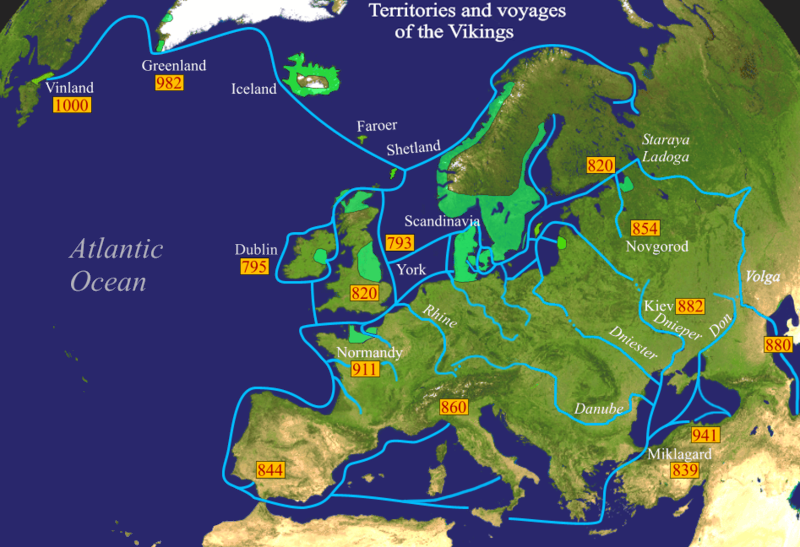

Dupǎ anul 1000, unele regate europene au devenind mai stabile, mai puternice și prospere. S-au fondat universitǎți, a luat având construirea bisericilor, dimensiunile orașelor au sporit. Conducǎtorii medievali au inițiat expediții militare în Orient, denumite "rǎzboaie sfinte" sau Cruciade, pentru cucerirea locurilor sfinte din Palestina. La sfârșitul secolului al XI-lea, Ierusalimul a fost cucerit de cruciați. Saladin i-a înfruntat pe cruciați un secol mai târziu, creând un nou imperiu islamic. 
În China, dupǎ 300 de ani de înflorire artisticǎ, dinastia Tang a fost înlocuitǎ cu dinastia Song. În Tibet s-a creat un puternic regat, care s-a prǎbușit repede, iar în Thalanda, Vietnam, Japonia și Indonezia, s-au dezvoltat state prospere. În Asia centralǎ, nomazii și mongolii își întǎreau forțele.
În America de Sud, Imperiul Huari a fost cucerit de Imperiul Chimu, care s-a dezvoltat în jurul orașului Chan Chan din Peru.
În Newfoundland, au sosit primii oameni albi, vikingii.
Departe în Pacific, polinezienii au ocupat insule și s-au stabilit în Noua Zeelandǎ, iar aborigenii din Australia erau în continuare izolați.

Moartea Neagra

Dupǎ cruciade, regatele europene , influența preponderentǎ a nobilimii și clerului a crescut, comercianții și-au sporit bogǎțiile devenind primii finanțatori. Se desfǎșurau campanii de eliminare a liber-cugetătorilor "eretici", fiind persecutați și uciși. În secolul al XIV-lea, teroarea Ciumei Negre a bântuit Europa, o treime din populație fiind ucisǎ. A constituit un punct de cotiturǎ, ducând la evoluții politice și sociale noi.
Asia a fost dominatǎ de mongoli timp de 100 de ani, Genghis Han creând cel mai mare imperiu pe uscat din istorie, care cuprindea China, Persia și Asia Centrală. Popoarele turcice din Asia au stǎpânit multe regiuni. Dupǎ cǎderea mongolilor, dinastia Ming a preluat puterea în China, iar islamismul s-a rǎspândit în India și Asia Centralǎ.În Africa, regatele Etiopia, Mali, Songhai, Zimbabwe, Benin și Kanem-Bornu au devenit bogate. Primii vizitatori europeni, chinezi și arabi au pǎtruns pe "continentul negru", importând aur.
În America de Nord, dupǎ ce cultura Temple Mound din Mississippi a ajuns la apogeu, s-a prǎbușit. În sud-vest, culturile pueblo Anasazi, Mongollon și Hohokam au intrat în declin.
Toltecii au decǎzut în America de Sud, iar rǎzboinicii azteci au construit un mare imperiu în Mexic, al cǎror capitalǎ, Tenochtitlan, a devenit una dintre cele mai mari orașe din lume. Incașii din Cuzco au cucerit și unificat numeroase orașe-state și culturi din Anzi, formând un mare imperiu sud-american. 
Culturile polineziene, printre care și cea a maorilor, au ajuns la apogeu. Aborigenii și-au continuat viața fǎrǎ sǎ fie influențați.
Evul Mediu s-a încheiat când turcii otomani au cucerit în secolul al XV-lea Constantinopolul și și-au impus dominația în Orientul Mijlociu și în sud-estul Europei.

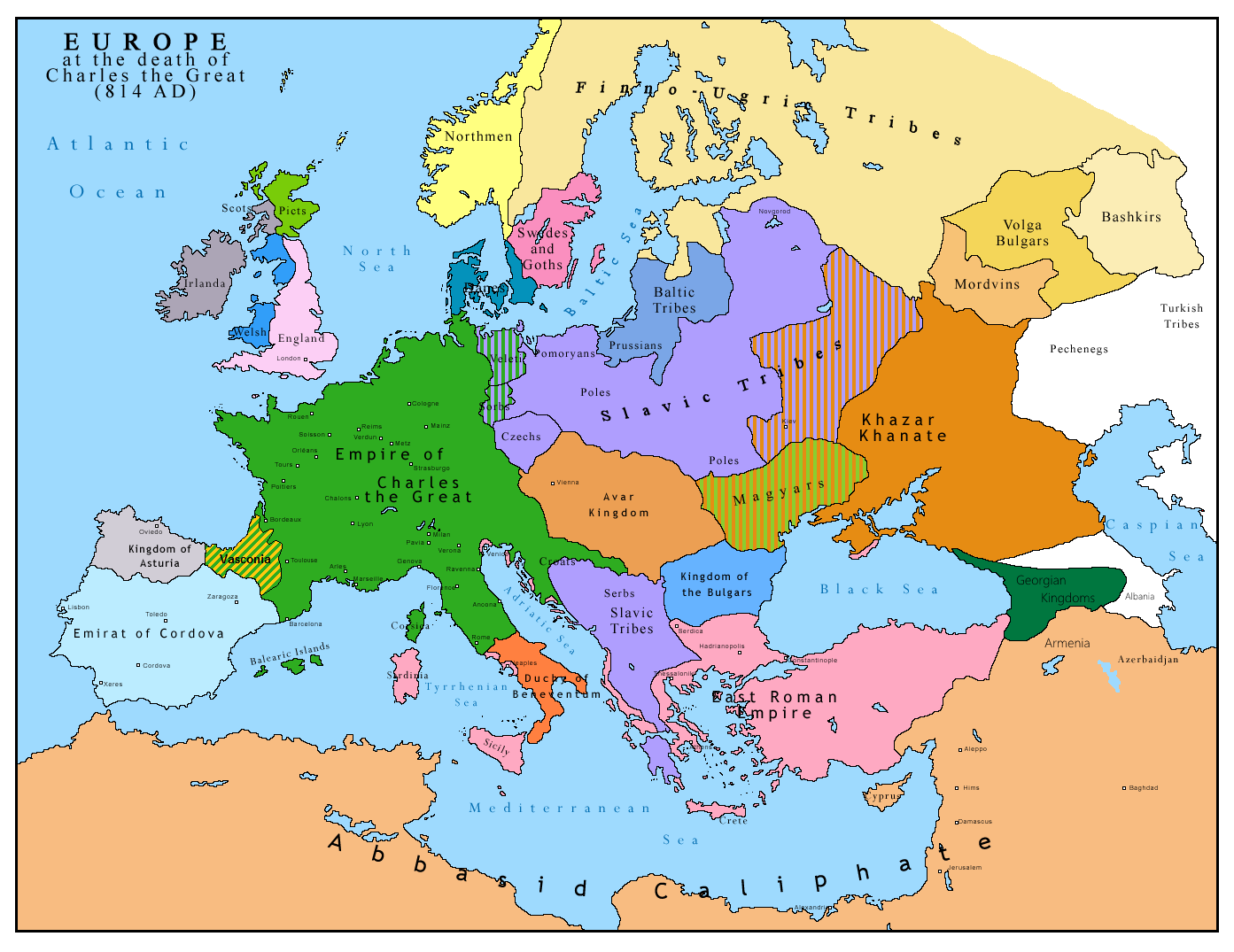
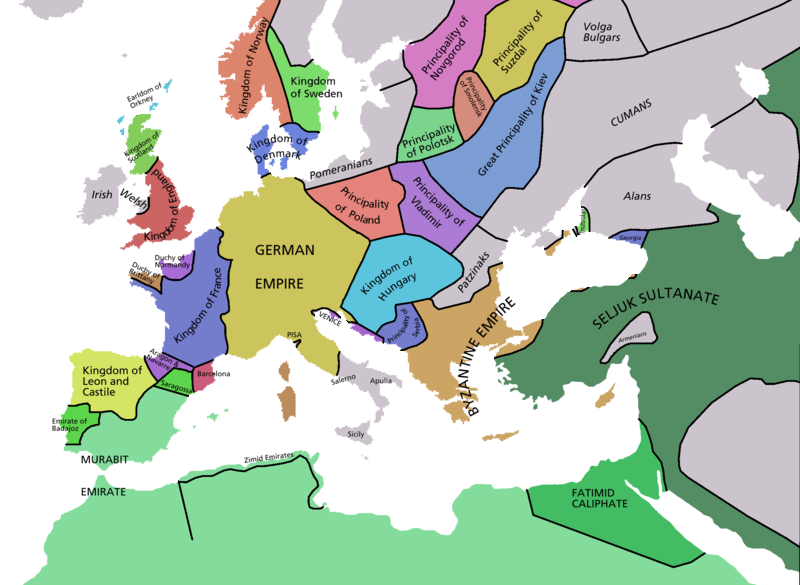
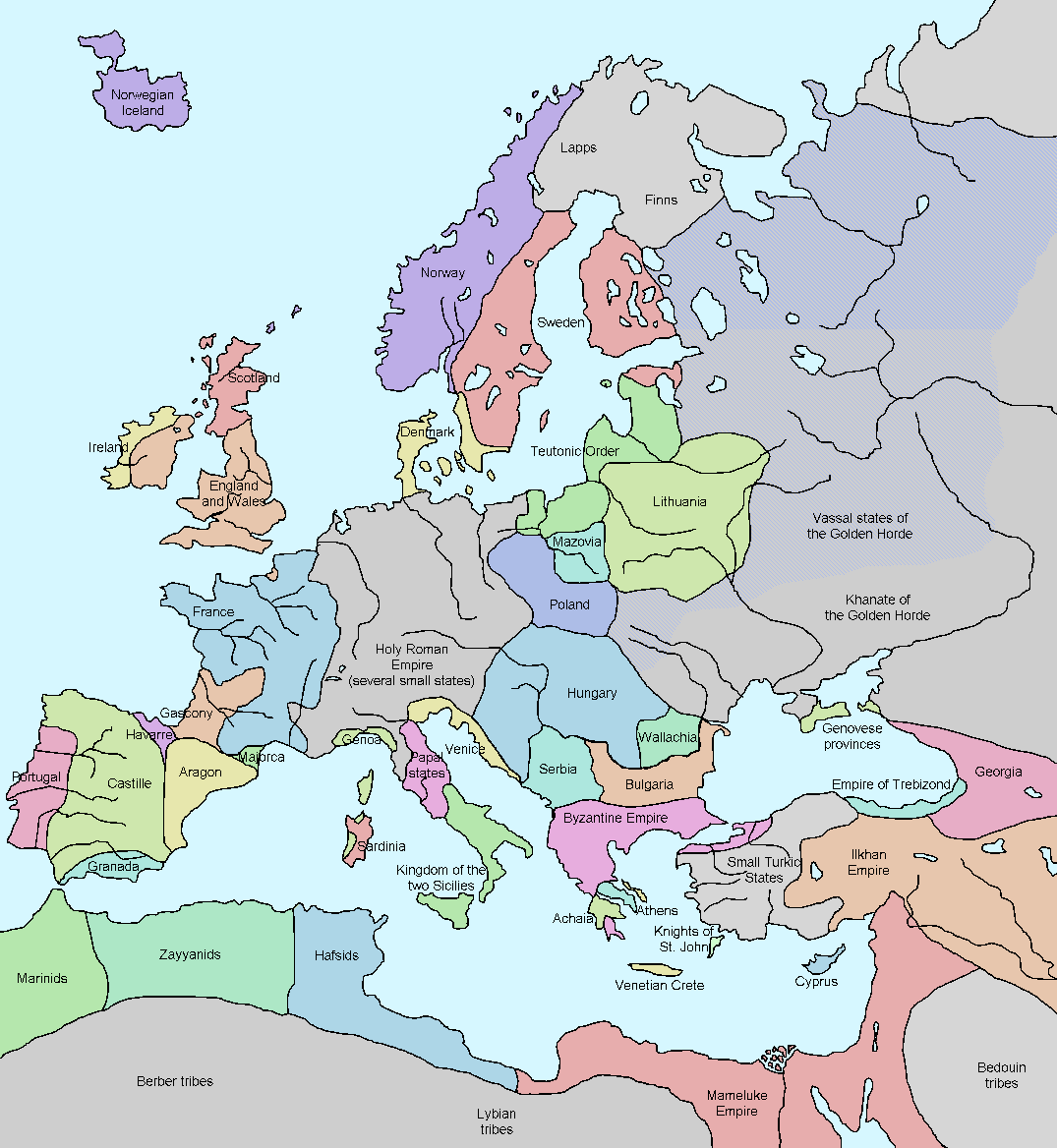
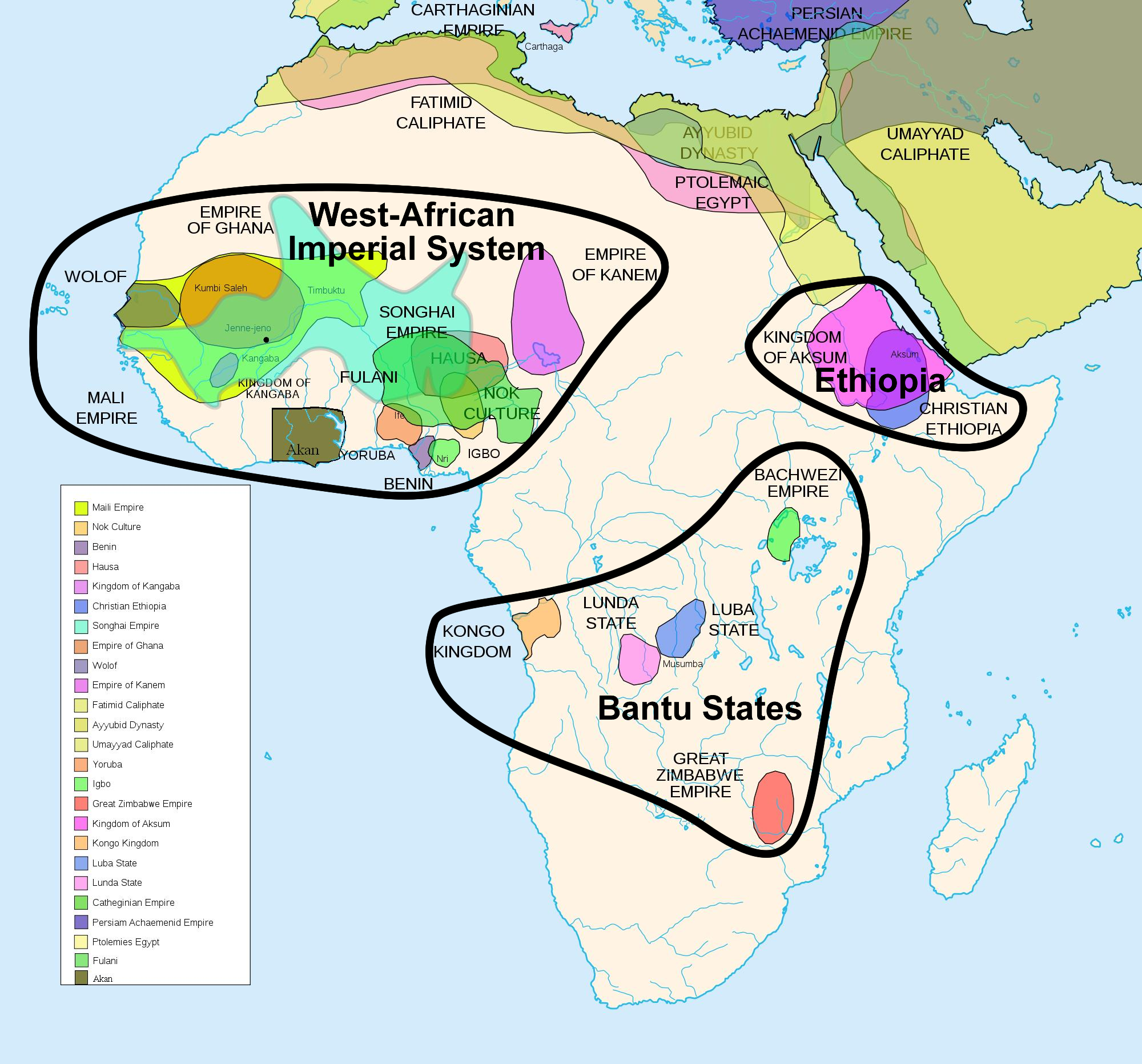

### Declinul Romei și Apogeul Bizanțului

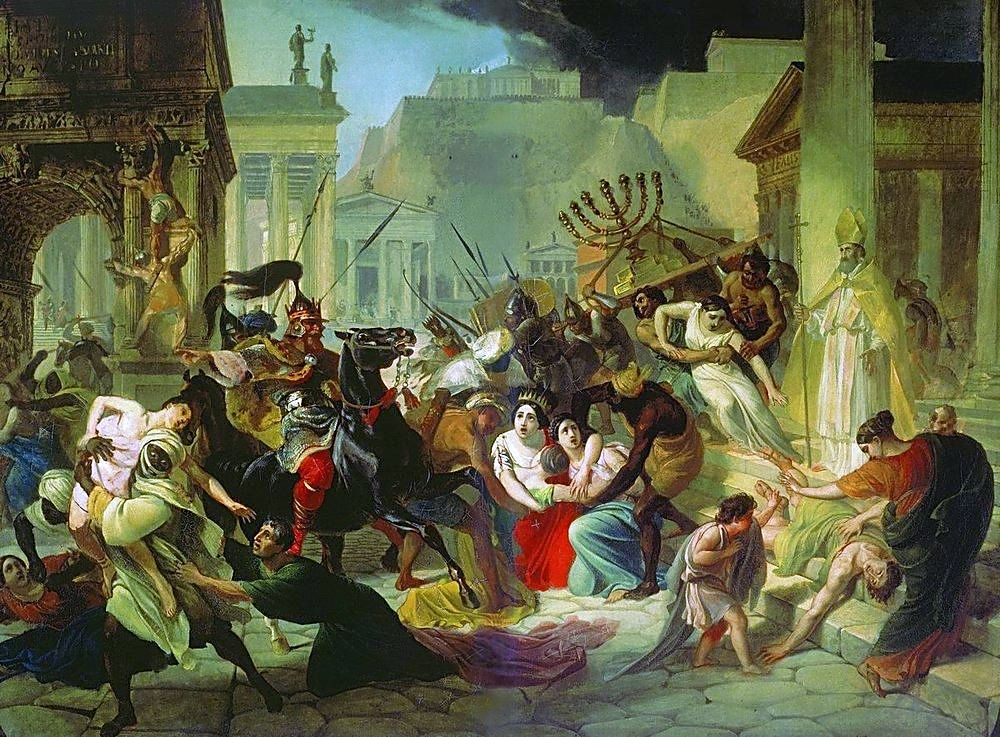
Genseric jefuieste Roma

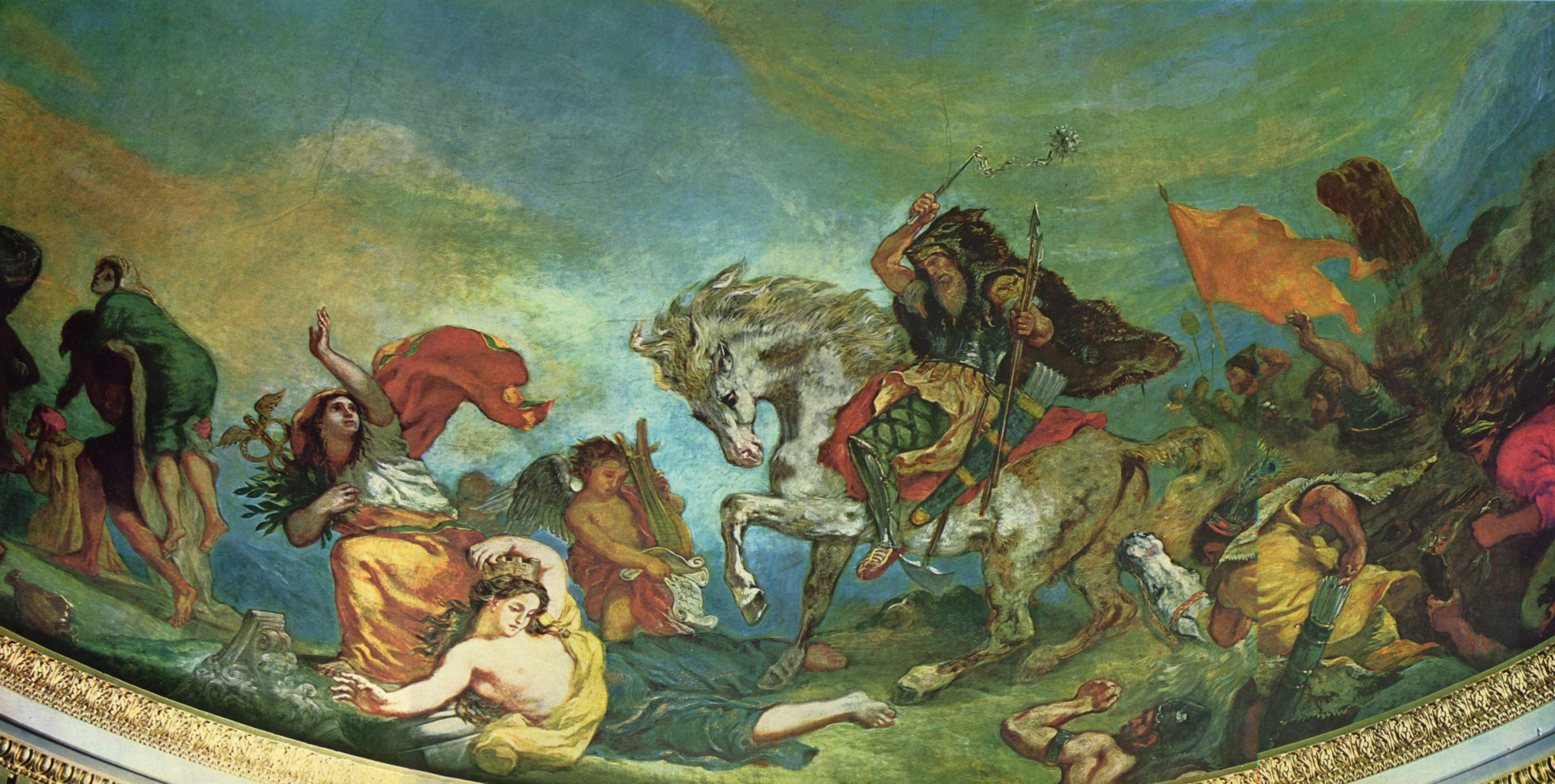
Attila Hunul

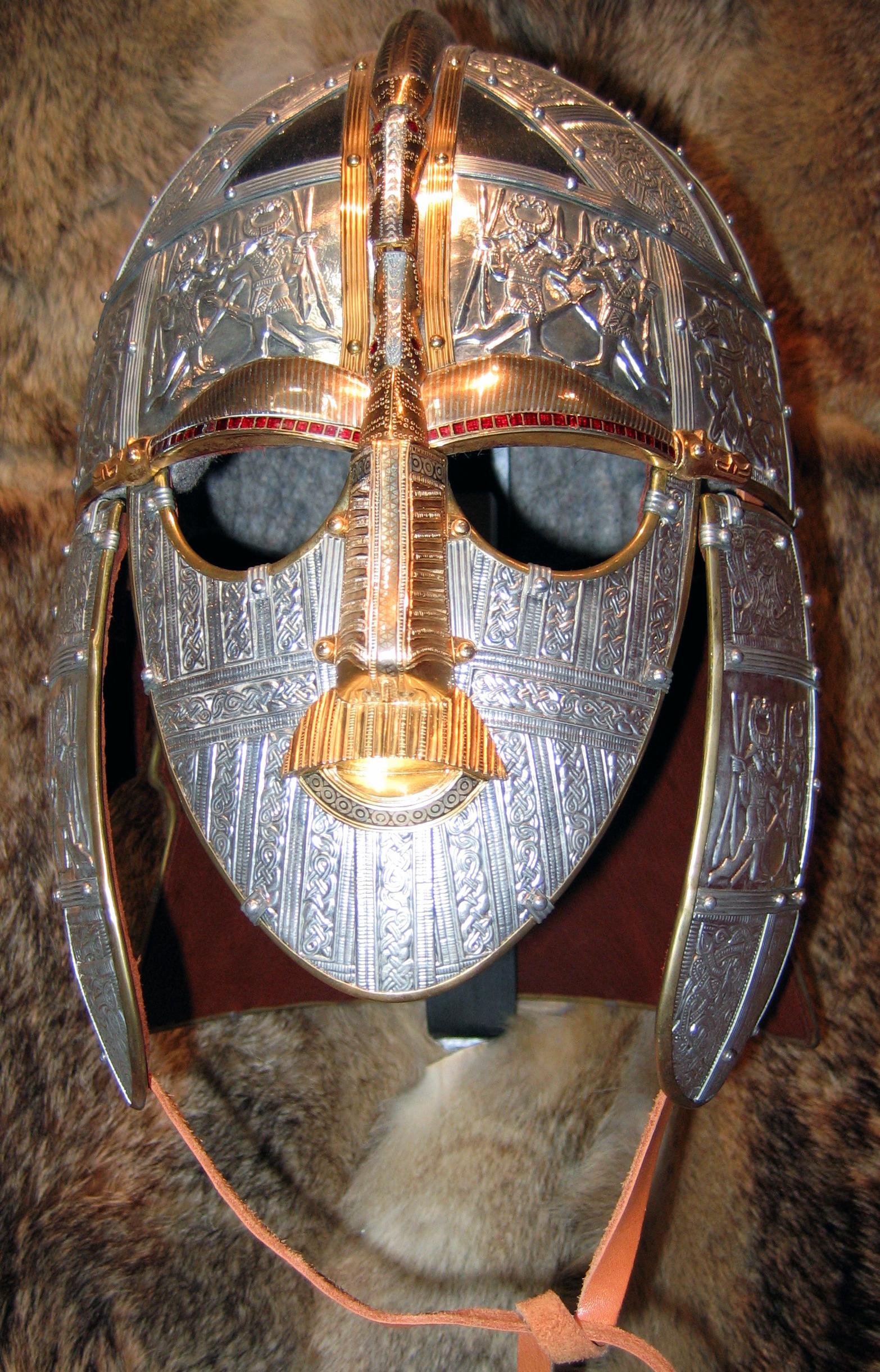
Coif anglo-saxon Sutton Hoo

Marile migrații ale "barbarilor" s-au intensificat. De pe urma extinderii imperiului, cheltuielile pentru apǎrare au crescut. A urmat o crizǎ economicǎ, ducând la stagnare și revolte interne. Imperiul se afla într-un proces de distrugere lentă din interior și din exterior. În 375, împǎratul Valens a fost ucis în Bătălia de la Adrianopol, în lupta cu vizigoții. În 395, marele imperiu fiind imposibil de administrat, dupa moartea împǎratului Teodosiu I, a fost împǎrțit între cei doi fii ai sǎi, Honorius (partea de apus) si Arcadius (partea de rǎsǎrit). Rând pe rând, teritoriile Imperiului Roman de Apus sunt cucerite. În 410, Britania este cuceritǎ de Anglo-saxoni. În 486, Galia este prǎdatǎ de Franci. Vizigoții cuceresc Spania dupǎ 455, iar Vandalii au nǎvǎlit în Africa de Nord.
Pe 24 august 410, vizigoții au jefuit Roma timp de trei zile. Multe dintre clădirile mari ale orașului au fost devastate, inclusiv mausoleele lui Augustus și Hadrian. A fost pentru prima dată când orașul a fost jefuit si a căzut în mâinile unei armate străine în ultimii 800 de ani, iar cetățenii au fost distruși moral. Mulți romani au fost luați captivi, inclusiv sora împaratului Honorius, Galla Placidia, care s-a căsătorit ulterior cu Ataulf. Zeci de mii de romani au fugit ulterior din orașul în ruine, mulți dintre ei cautând refugiu în Africa.
În 451, dupǎ ce hoardele de huni sub conducerea lui Attila au format un imperiu ce cuprindea teritorii vaste în Europa Centrală și de Est și nǎvǎlind deseori în Imperiul Bizantin, aceștia au devastat Galia. Dar au fost respinși în Bǎtǎlia de la Câmpiile Catalaunice, în apropiere de Châlons, de catre generalul roman, Flavius Aetius.
În Roma anului 455, Genseric, regele vandalilor, asediazǎ, devasteazǎ și jefuieste orașul, luând-o pe însǎși împǎrǎteasa Licinia Eudoxia ca ostaticǎ. Roma, mǎrețul oraș antic era în ruine. 
Pe 4 septembrie 476, Ostrogoții sub comanda lui Odoacru, preiau puterea la Roma, detronându-l pe ultimul împǎrat roman de apus, Romulus Augustus. Odatǎ cu colapsul Romei, Europa intrǎ într-o epocǎ numitǎ "Epoca Întunecatǎ", o epocǎ de rǎzboaie, foamete, ciumǎ și moarte dupǎ cum considerǎ mulți istorici. Multe elemente din viața romanǎ sunt pierdute pentru veacuri: tehnologia construirii apeductelor, drumurilor și termelor, cunoștintele medicale, scrisul, sistemul monetar, tehnicile de producere a cimentului sau a sticlei etc.

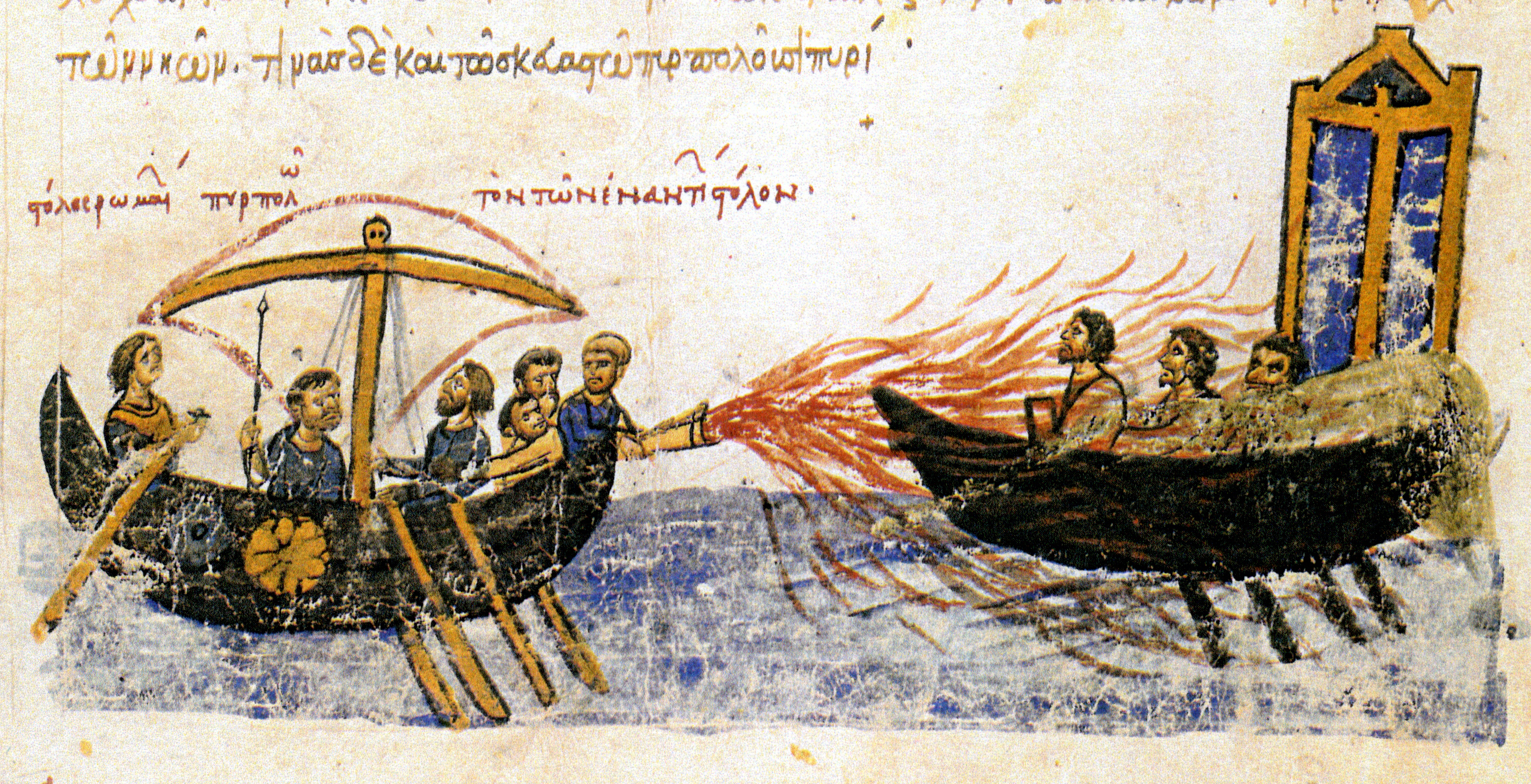
Focul grecesc

Între timp, Imperiul Roman de Rǎsǎrit (sau Imperiul Bizantin), a continuat sǎ prospere. împǎratul bizantin, Iustinian I (cel Mare), care dorea să reconstruiască Imperiul Roman (creștinat) prin unirea celor două imperii, de apus și de răsărit, a reușit în parte prin generalul său Belisarie care a cucerit Peninsula Italică și nordul Africii.
Evenimentul intern cel mai important a fost răscoala Nika din Constantinopol. Opozanții lui Iustinian au proclamat un alt împărat, pe Hepatius, nepotul fostului împărat Anastasiu I. În timp ce Iustinian vedea situația ca și pierdută, soția sa, Teodora, Împărăteasă bizantină, o fostă artistă de circ, s-a opus retragerii din capitală. Prin negocieri purtate de Narses cu revoltații și prin atacul surprinzător al lui Belisarie cu trupele loiale împăratului în hipodrom, unde s-au adunat revoltații, răscoala a fost înǎbușită.

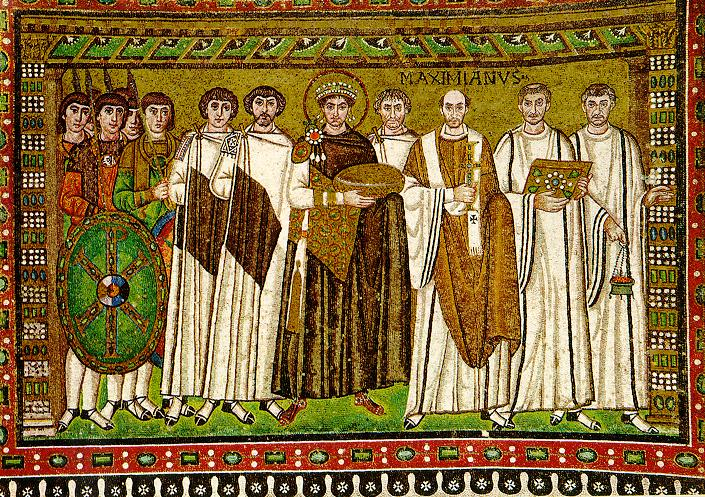
Iustinian

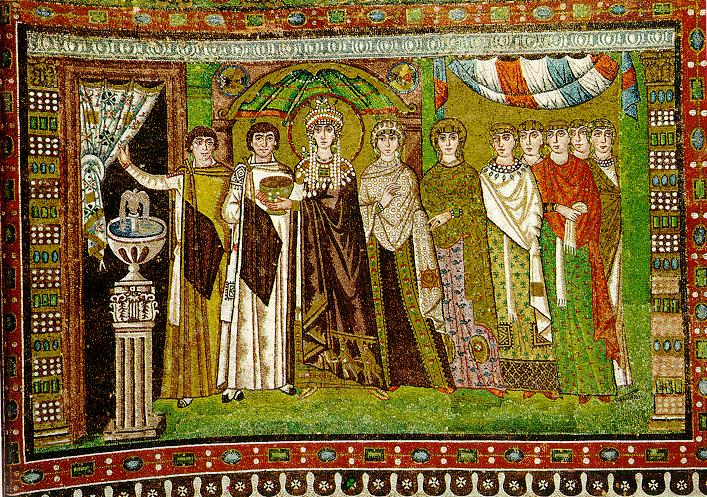
Teodora

Una dintre cele mai mari realizări ale lui Iustinian este codificarea dreptului roman începută în 529. Iustinian a încercat să revitalizeze societatea romană, aflată în ultimul stadiu al descompunerii, printr-o uriașă operă de sistematizare a dreptului clasic și postclasic, astfel încât să poată fi aplicat la realitățile secolului al VI-lea din Imperiul Roman.
Iustinian, un creștin convins, a jucat un rol important în istoria Bisericii. El însuși a întocmit tratate religioase, a condus adunări bisericești (sinoade), a întemeiat episcopia Iustiniana Prima si a construit Catedrala Sfânta Sofia din Constantinopol, un monument remarcabil al arhitecturii universale.
Dupǎ moartea lui Iustinian, Lombarzii au invadat și au cucerit cea mai mare parte a Italiei, avarii și, mai târziu, bulgarii au cucerit cea mai mare parte a Balcanilor iar la începutul secolului al VII-lea, perșii sasanizi au invadat și au cucerit Egiptul, Palestina, Siria și Armenia. Perșii au fost învinși și teritoriile cotropite de ei au fost recucerite de împăratul Heraclius I în 627, recuperând și "crucea lui Hristos". Dar apariția neașteptată a triburilor unite de arabi musulmani în 630, proaspăt convertiți la Islam, i-au luat prin surprindere pe bizantini, care erau epuizați de eforturile uriașe făcute în războaiele cu perșii. În Bǎtǎlia de la Yarmuk, arabii i-au învins pe bizantini și le-au ocupat teritoriile Siria și Palestina.

### Civilizația maiașă

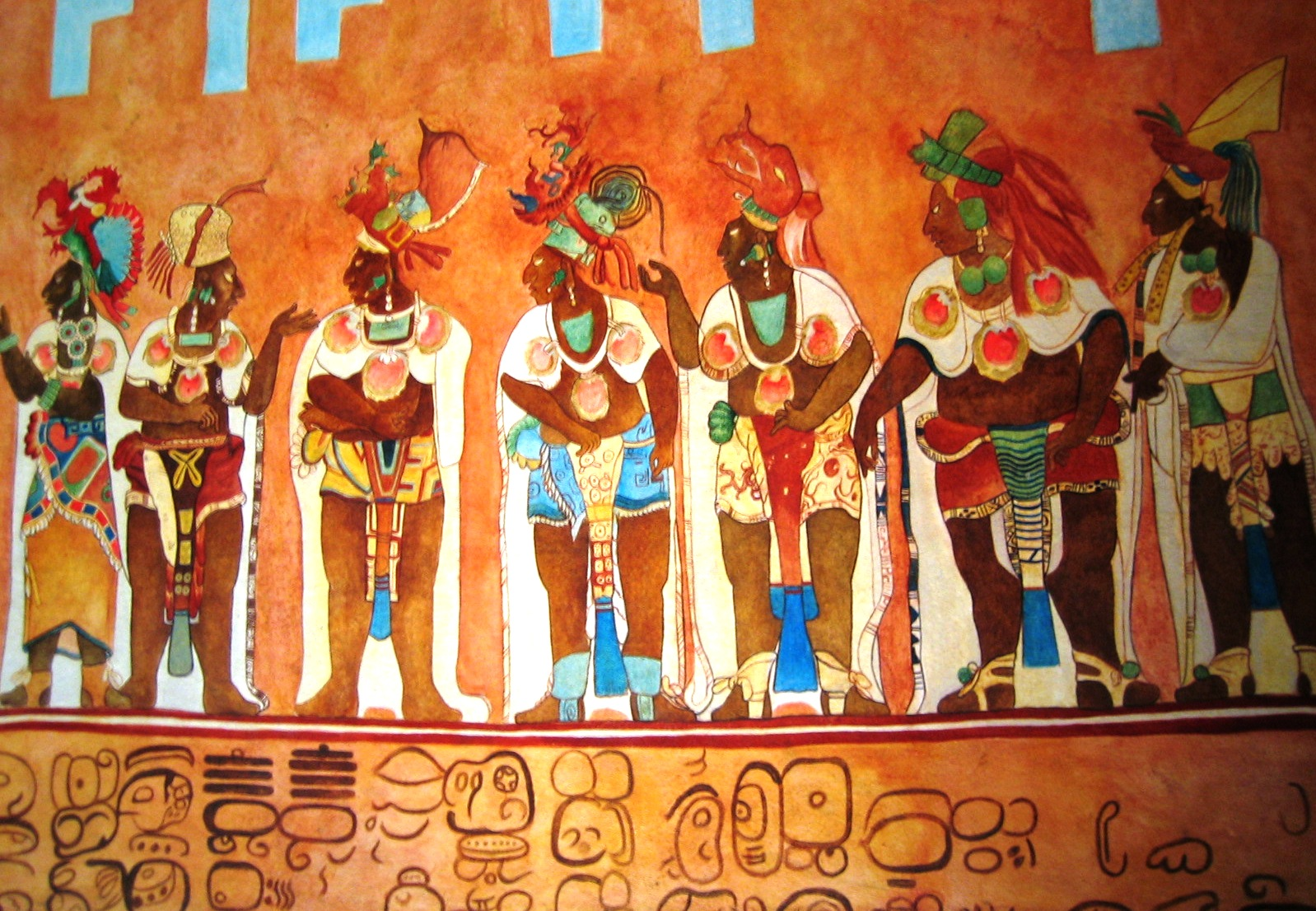
Maiasi

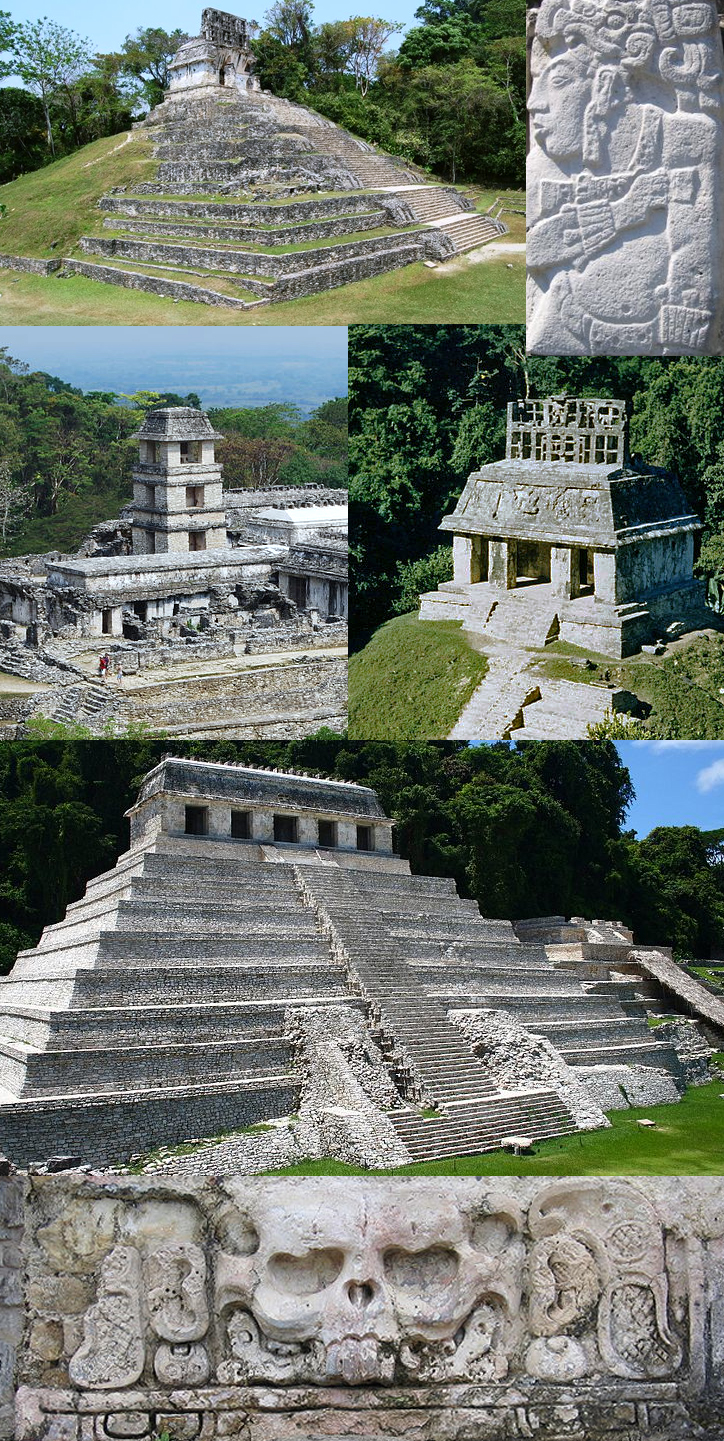
Orasul Palenque

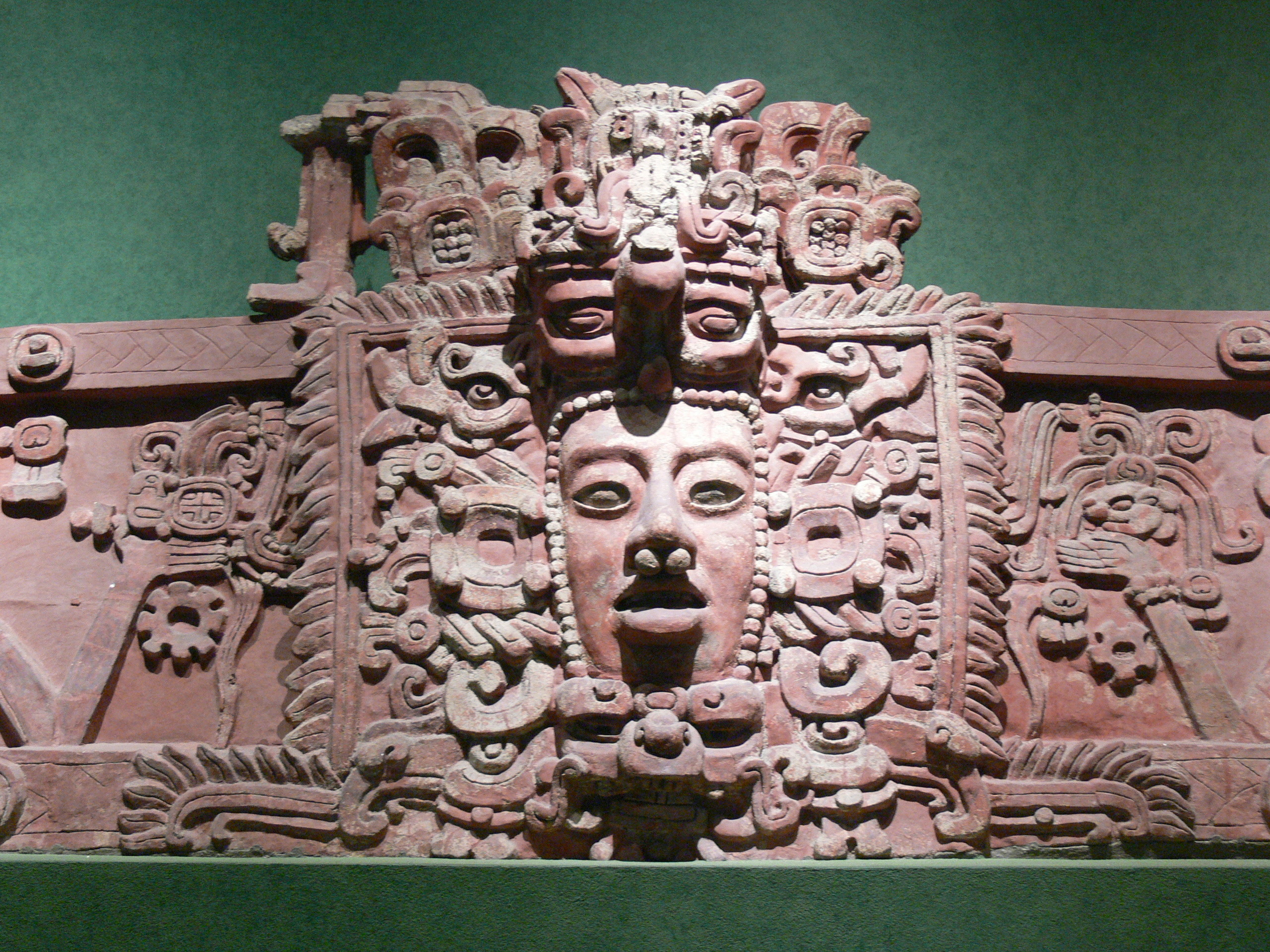
Masca Maiasa

Anul 950: o mare civilizație se prǎbușește. Dar supraviețuiesc câțiva indivizi în ținuturile înalte ale Americii Centrale, ce poartǎ urmele unei civilizații prospere.
Maiașii trǎiau în America Centralǎ din mileniul II î.en. Drenau terenurile mlǎștinoase și construiau sisteme de irigații. Din 300 î.en., timp de 600 de ani, au construit orașe-state independente în Guatemala, Belize și în sudul peninsulei Yucatan. Erau organizați în clase sociale de nobili, preoți, regi, funcționari și rǎzboinici, precum și oameni de rând agricultori, meșteșugari care sculptau în jad și piatră sau care realizau vase de ceramicǎ decoratǎ, picturi, unelte, bijuterii , sau negustori ce organizau târguri. 
Maiașii au inventat un alfabet de 800 de hieroglife-pictograme, studiau matematica al cǎrui sistem se baza pe numǎrul "20", astronomia și formau sisteme calendaristice. 
Dupǎ o erupție vulcanicǎ din anul 230, deși orașele din sud au fost abandonate, dupǎ anul 300 pânǎ în anul 800, civilizația a atins apogeul în timp ce în lumea veche, Imperiul Roman era în declin.
Se construiau orașe ca Tikal (în 450, trǎiau aici 100.000 de oameni), Palenque, Yaxchilan, Copan sau Calakmul. 
Între orașe-state existau conflicte, iar prizonierii de rǎzboi luați dintr-un oraș din neplata unui tribut erau sacrificați în scopuri religioase, pentru ca zeii sǎ le ofere locuitorilor prosperitate și feritilitate. 
Pentru construcții ambițioase ca piramidele și templele au trebuit să asigure mai multă hrană și forță de muncă. Sacrificile intense au redus numeric populația, ducând la stagnare economicǎ și la colapsul orașelor. Schimbǎrile climatice au dus la o reducere modestă a precipitațiilor ce a contribuit la colapsul acestei civilizații.

### Expansiunea arabǎ

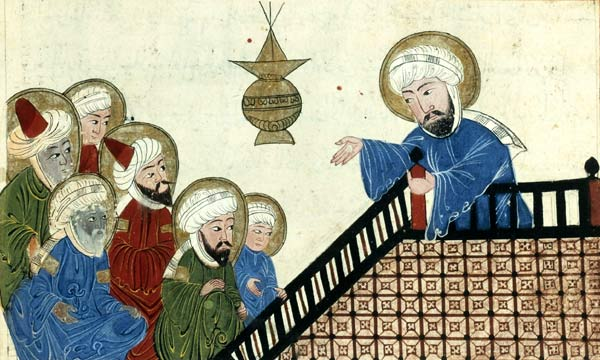
Mahomed

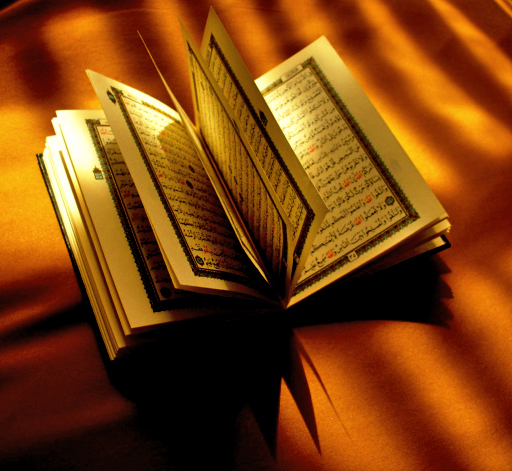
Qur'an

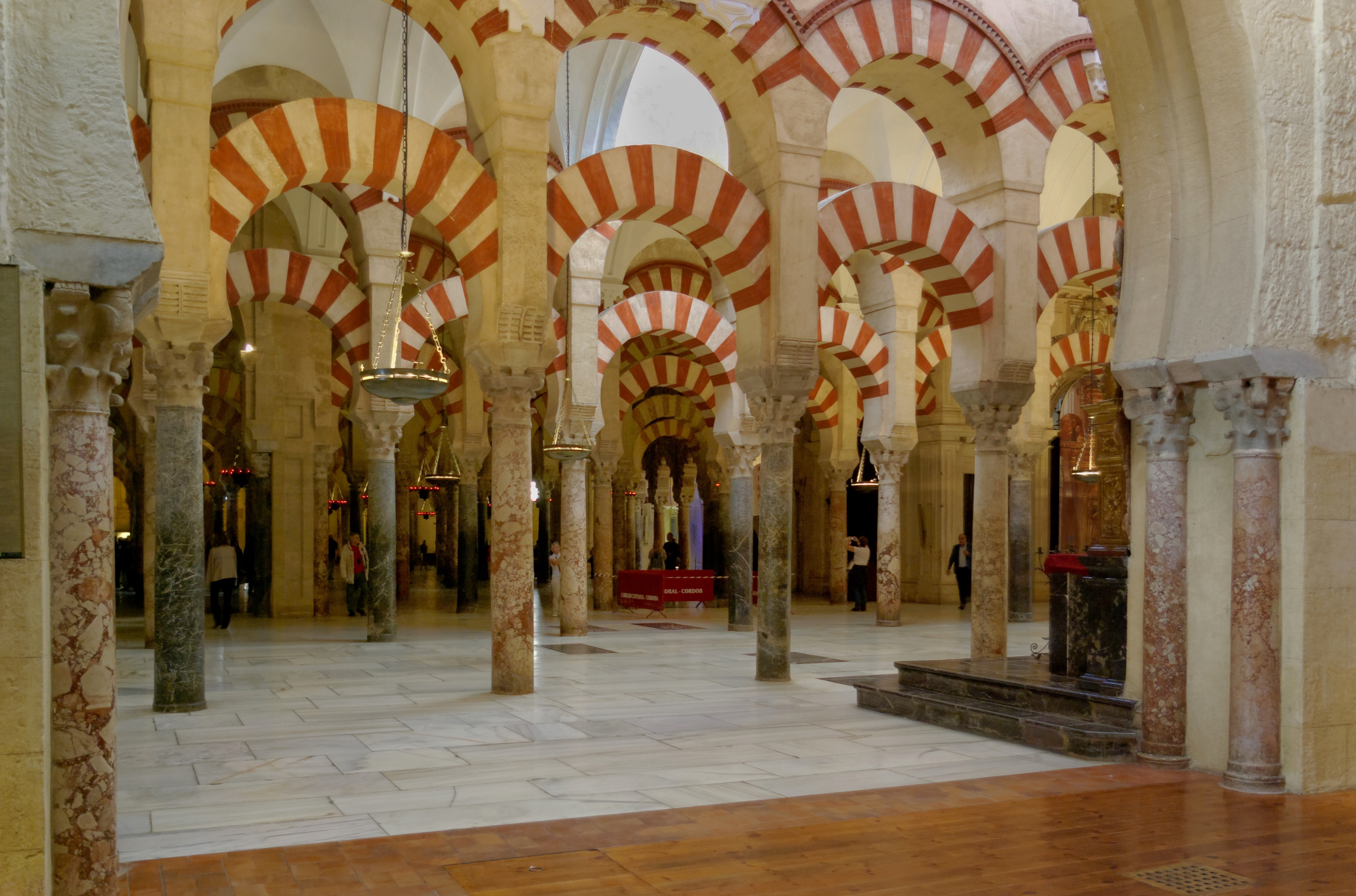
Moscheea din Cordoba

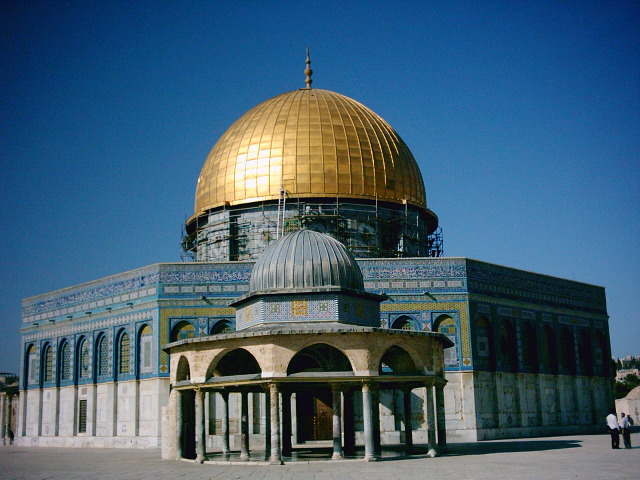
Domul Stancii

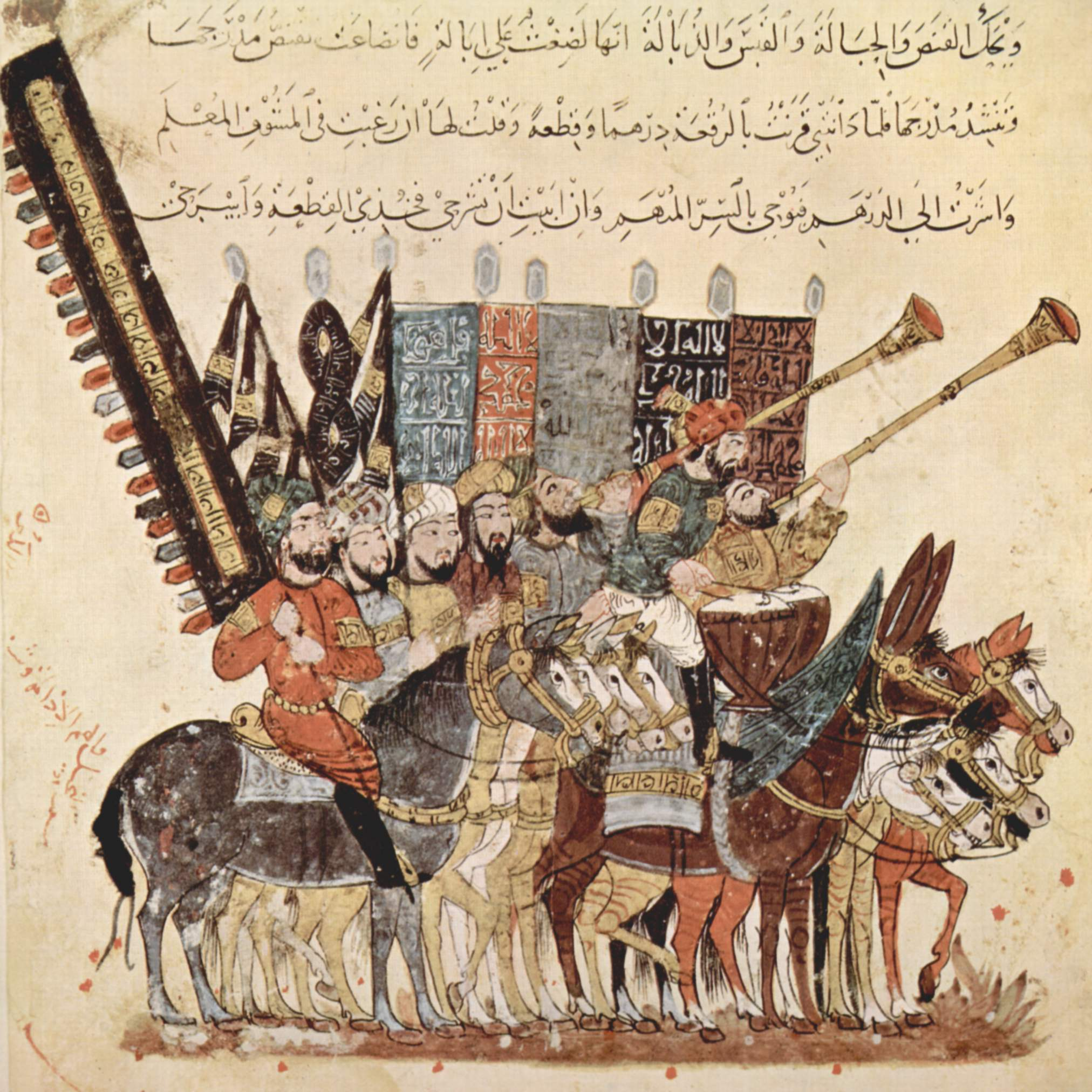
Razboinici musulmani

Caravana

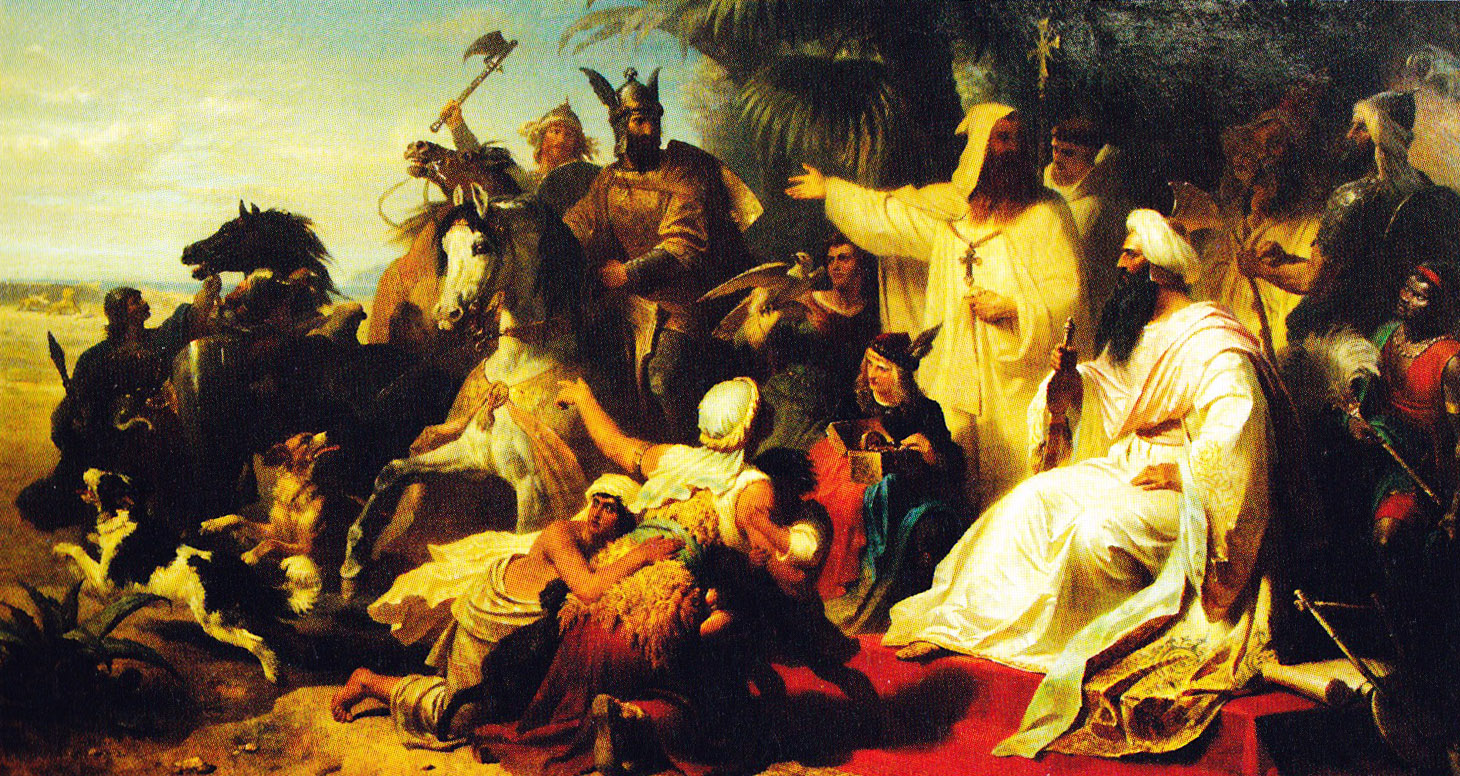
Harun al-Rashid

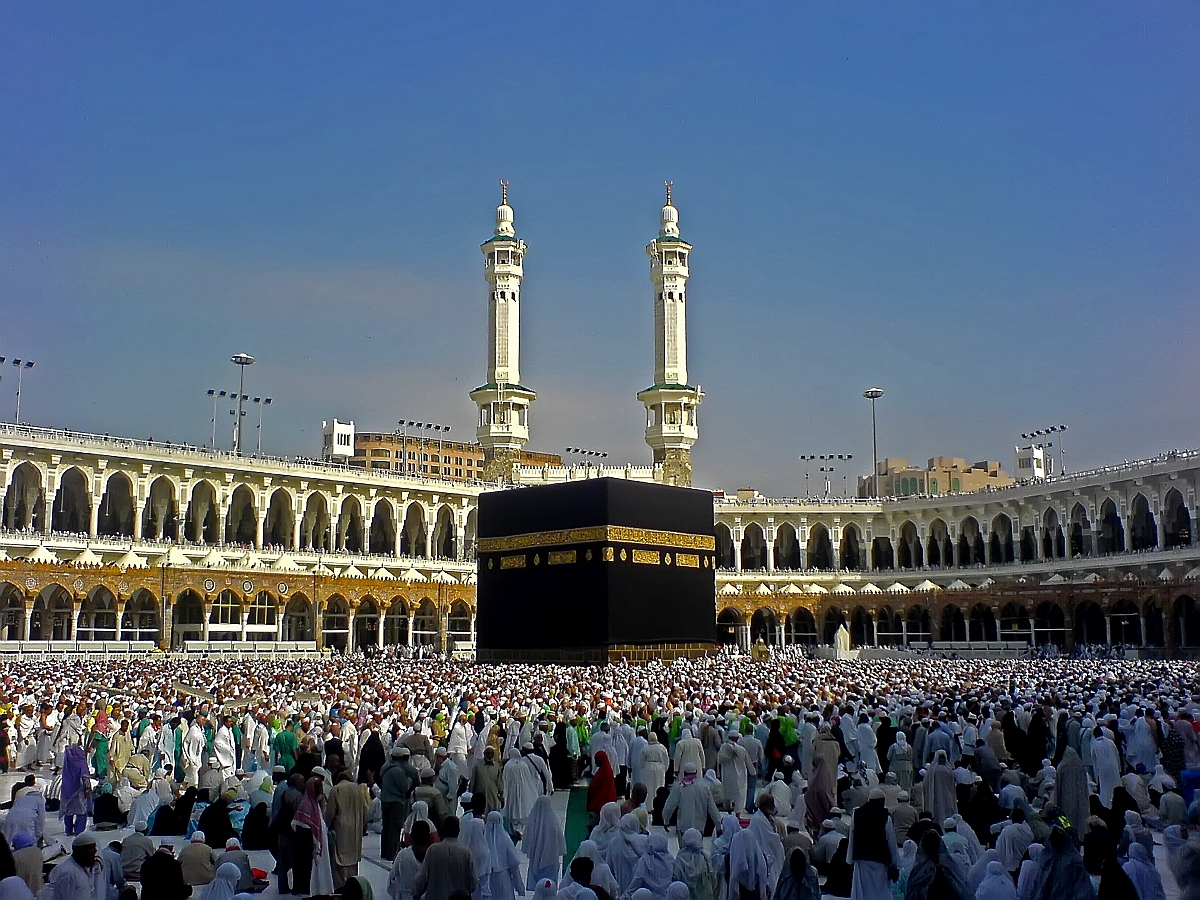
Kaaba

În epoca pre-islamică, Arabia era un mare tărâm deșertic și pustiu, dar plin de rezerve de aur , locuit de arabi pǎgâni, ce erau nomazi grupați în triburi, extrǎgeau aur din mine și făceau comerț între ei cu caravanele de cămile. 
Într-o peșterǎ, un negustor pe nume Mahomed, care medita, a avut o revelație. Un înger i-a apǎrut în fațǎ și i-a spus: "Citeste". Profetul s-a speriat foarte tare de ce i s-a întâmplat (el nu știa sǎ scrie și sǎ citeascǎ) și s-a întors acasǎ și i-a povestit soției sale ciudata întâmplare. Mahomed a început sǎ predice, întâi în familie și printre cunoștințe, apoi publicului larg. La început el este ignorat de majoritatea oamenilor, iar mai apoi ridicularizat. Totuși, a reușit sǎ atragă din ce în ce mai mulți converți la noua sa religie.
Predicile sale erau scrise în Coran. Pe mǎsurǎ ce numǎrul adepților a crescut,Mahomed devenise o amenințare la adresa conducǎtorilor societății sale și este persecutat, alǎturi de cei care îl urmau. A fost nevoit sǎ își pǎrǎseascǎ orașul natal, Mecca, și sǎ meargǎ cu un grup de musulmani devotați în orașul Yatrib(Medina) în 622, unde fusese invitat de două triburi rivale, care acceptaseră să-l recunoască ca profet și se așteptau ca el să le arbitreze disputele.Fuga s-a numit Hejira și a marcat începutul calendarului islamic. 
Mahomed devine liderul orașului și în scurt timp Medina devine capitala primului stat islamic. Medina a fost atacatǎ de vecinii mai puternici din Mecca, însǎ Mahomed a reușit sǎ câștige câteva bǎtǎlii importante, asigurând securitatea statului sǎu. Acesta continuǎ sǎ sa se extindǎ și în cele din urmǎ Mahomed cucerește Mecca fǎrǎ vǎrsare de sânge în 630, alungând evreii de acolo , distruge idolii păgâni din jurul Kaabei , și proclama Kaaba ca fiind Altarul Principal al Islamului și Qibla (direcția de rugăciune) comună a tuturor musulmanilor din întreaga lume. De asemenea construiește și o moschee în jurul Kaabei, Al-Masjid al-Haram (Moscheea Sfântă) , la ora actuală fiind cea mai mare moschee din lume. La moartea sa, toatǎ peninsula Arabicǎ era unitǎ pentru prima datǎ în istorie, în noul stat islamic, însǎ are loc scindarea religioasă a șiițiilor din majoritatea șunnitǎ.Cele douǎ ramuri din cadrul aceleiași religii se vor afla într-o continuǎ rivalitate de-a lungul istoriei.
Succedat de "cei patru califi drepti", are loc o extindere foarte rapidǎ a islamului. Musulmanii dominau întreaga regiune a fostului Imperiul Sasanid (Irak si Iran), extinzându-se spre Asia Centralǎ și Vesticǎ, cucerind și ocupând teritorile bizantine ca Siria, Palestina, Egiptul, Africa de Nord și Spania, ajungând pânǎ în sudul Franței, formându-se imperii: Califatul Omeiad care practica sunnismul , urmat de Califatul Abbasid care practica șiismul (ulterior sunnit). Constantinopolul a fost invadat în douǎ etape, dar fara succes. Orașe precum Cordoba sau Bagdad devin centre culturale și științifice, unde se construiau biblioteci în care cǎrturarii preluau textele grecilor antici, dezvoltând ramuri ale medicinei, ingineriei, astronomiei și matematicii , creând algebra și numerele arabe pe care le utilizǎm și in ziua de azi. Abbas Ibn Firnas, un inginer, fizician și poet din Cordoba, a fabricat un planor cu care a încercat sǎ zboare. 
Islamul deschide un nou capitol în istoria omenirii. Folosirea zǎcǎmintelor de aur din Arabia pentru a uni triburile arabe și a forma armate de rǎzboinici ce vor conduce Jihadul (Rǎzboiul Sfânt împotriva necredincioșilor) a dus la rǎspândirea noii religii în Orientul Apropiat și Mijlociu și în Nordul Africii. 
Arabii au fost și comercianți profesioniști, dominând bazinul mediteranean și deschizând noi rute cu extremul Orient, dar și cu Europa nordicǎ.
În secolul VIII, în timpul dinastiei abbasizilor, guvernarea lui Harun al-Rashid a marcat începutul unei perioade prospere pentru califat și capitala sa, Bagdad. A devenit celebru în istoriorafia medievalǎ pentru cǎ i-a dǎruit împǎratului franc, Carol cel Mare, un elefant alb.Francii tranzacționau lemn, blănuri, săbii și sclavi, în schimbul mătăsurilor , mirodenilor și metalelor prețioase de la arabi. În secolul IX, imperiul islamic s-a destrǎmat fiind împǎrțit în califate rivale în Califatul Córdoba (Spania) și Califatul Fatimid (Egiptul).

### Incursiunile vikingilor

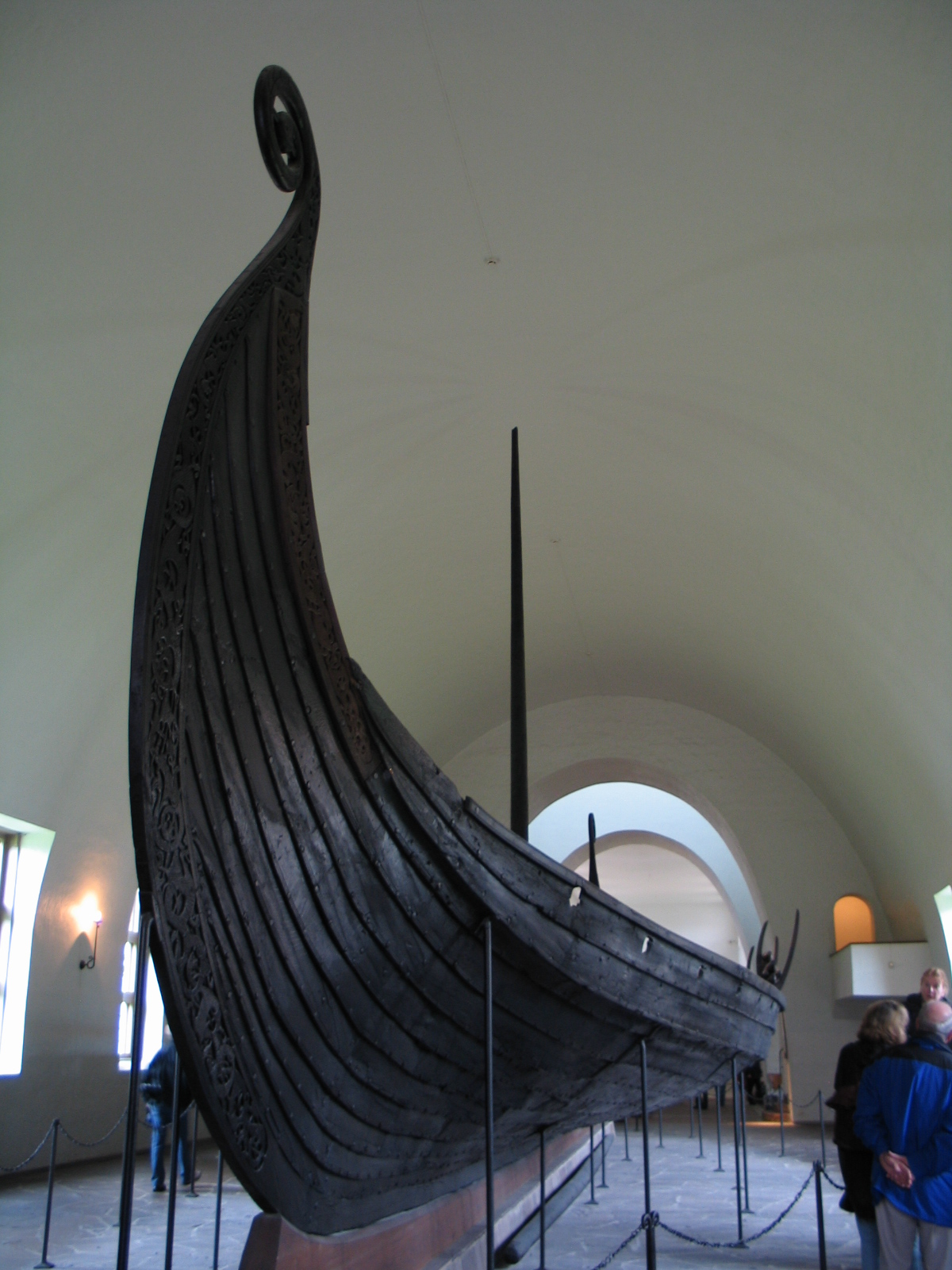
Corabie vikingă

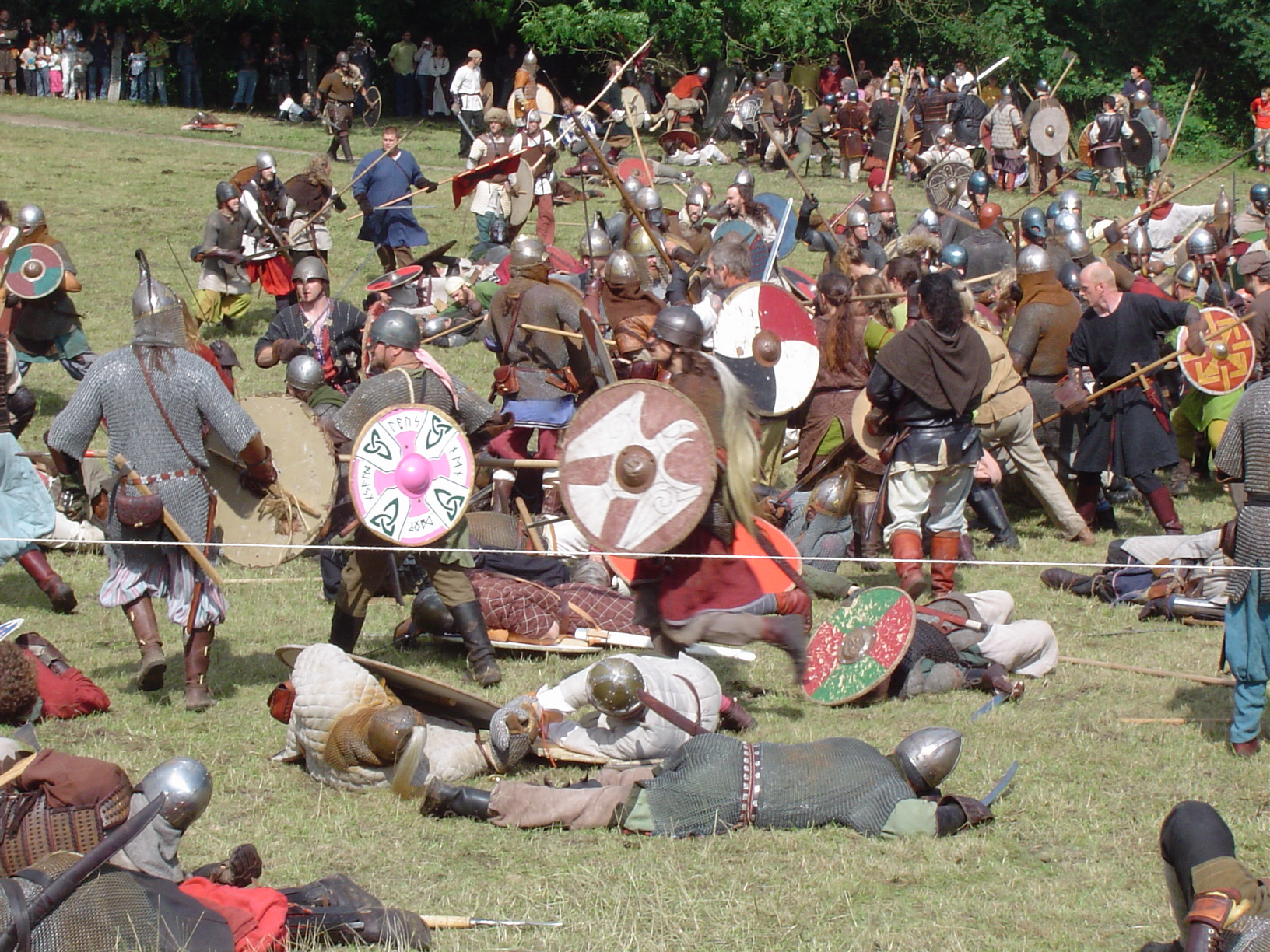
Vikingi

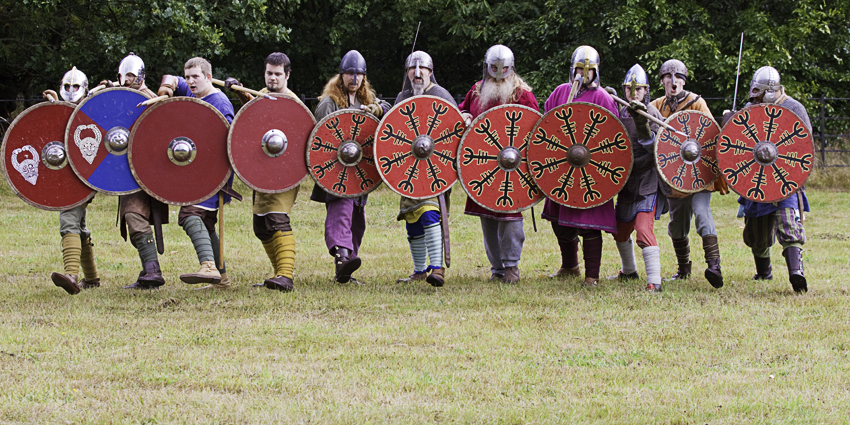
Războinici vikingi

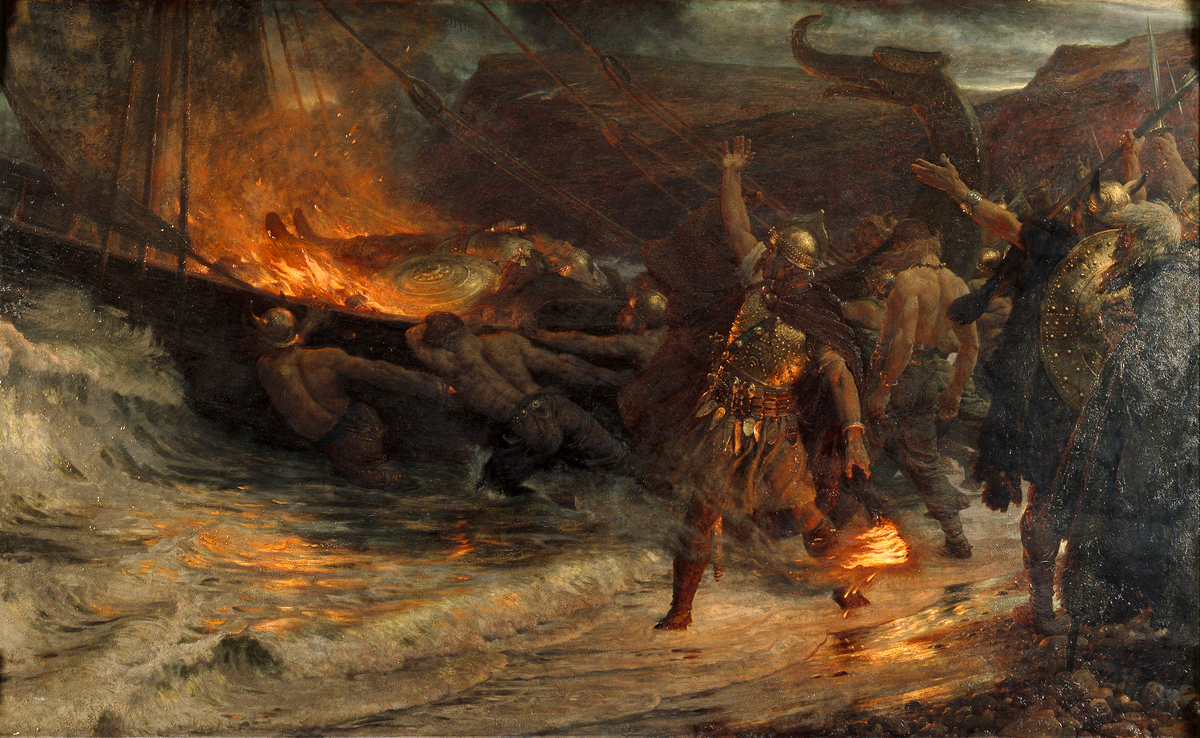
Ceremonie funerară

Ahmad ibn Fadlan, un cărturar arab, diplomat și secretar al califului de la Bagdad, a explorat ținuturile Rusiei pentru a căuta noi rute, oferind informații esențiale despre o populație total necunoscută, pe ai cărei membri îi numește Rus sau Rusyyah, nimeni alții decât vikingii originari din Suedia  descriindu-i ca pe niște oameni înzestrați fizic, înalți ca niște palmieri, blonzi, cu piele roșcată, purtând la brâu un topor, o sabie și un cuțit lung, de care nu se despărțeau niciodata.Diplomatul va asista la niste scene de neimaginat la curtea Bagdadului, acela al întreținerii relațiilor intime între bărbați și sclave, în văzul mulțimii.Ibn Fadlan avea să fie uimit de apetitul sexual deosebit de ridicat al vikingilor. Una dintre cele mai elocvente relatări ale lui Ahmad ibn Fadlan este cea a funeraliilor unei căpetenii vikinge. 
Vikingii le-a oferit vizitatorilor arabi blănuri, iar în schimb, primeau aur arab.De asemenea, a asistat la o ceremonie funerară de incinerare al unui șef viking. După ce era depus în mormânt timp de 10 zile, trupul său era așezat pe o corabie, împreună cu bunurile sale, iar o preoteasă numită " Îngerul Morții" sacrifica o sclavă tânără pentru a-l însoți în viața următoare în Valhalla. Corabia era incendiată de către o rudă apropiată a decedatului. 
Vikingii construiau ambarcațiuni superbe, cu o carenă rezistentă ce susținea întregul vas. Corăbiile lungi navigau cu viteze mari și erau stabile, navigând cu ajutorul velelor și vâslelor. Puteau fi ridicate de echipaj și transportate pe uscat pe distanțe mari de la un râu la altul sau puteau fi aduse cu ușurință pe plaje, nefiindu-le necesare porturi amenajate. Capul de dragon de la prora avea menirea să înspăimânte spiritele rele, monștrii marini și inamicii. 
În secolul VIII, vikingii au început să părăsească Scandinavia în căutarea aventurii, bogățiilor și pământurilor fertile. La început desfășurau incursiuni de jaf în mânăstirile bogate și în orașele de pe coastă, dar mai târziu navigau în susul fluviilor Rin, Sena și Loara, atacând orașele din continentul european. Conducătorii locali își răscumpărau siguranța cu aur și argint.
Vikingii erau nu numai jefuitori, ci și agricultori în căutare de pământuri, negustori în cautare de afaceri și excelenți marinari și neguțători care se aventurau până la Constantinopol si Bagdad în căutare de cuceriri și schimburi comerciale.S-au stabilit în Anglia și în Irlanda, Normandia, sudul Italiei și Sicilia și Islanda distrugând mânăstiri și au acaparat Marea Baltică, întemeind orașe comerciale ca Visby în Suedia, Kiev în Ucraina, Dublin în Irlanda, York în Anglia,Rouen în Franța și Novgorod în Rusia, unde au întemeiat formațiuni statale. Au organizat incursiuni în bazinul mediteranean, cei înfrânți de bizantini punându-se în slujba acestora ca negustori și mercenari varegi. Au nafigat până în Groenlanda și America de Nord. 
După anul 1000, formațiunile vikinge s-au convertit la creștinism, devenind regate creștine. Influența lor asupra Europei de nord a fost imensă, deoarece au stabilit rute comerciale și au fondat orașe.
Urmașii acestora din Franța, Normanzii, care ulterior se vor stabili în Anglia, vor conduce Cruciade împotriva musulmanilor.

### Statuile de nicǎieri

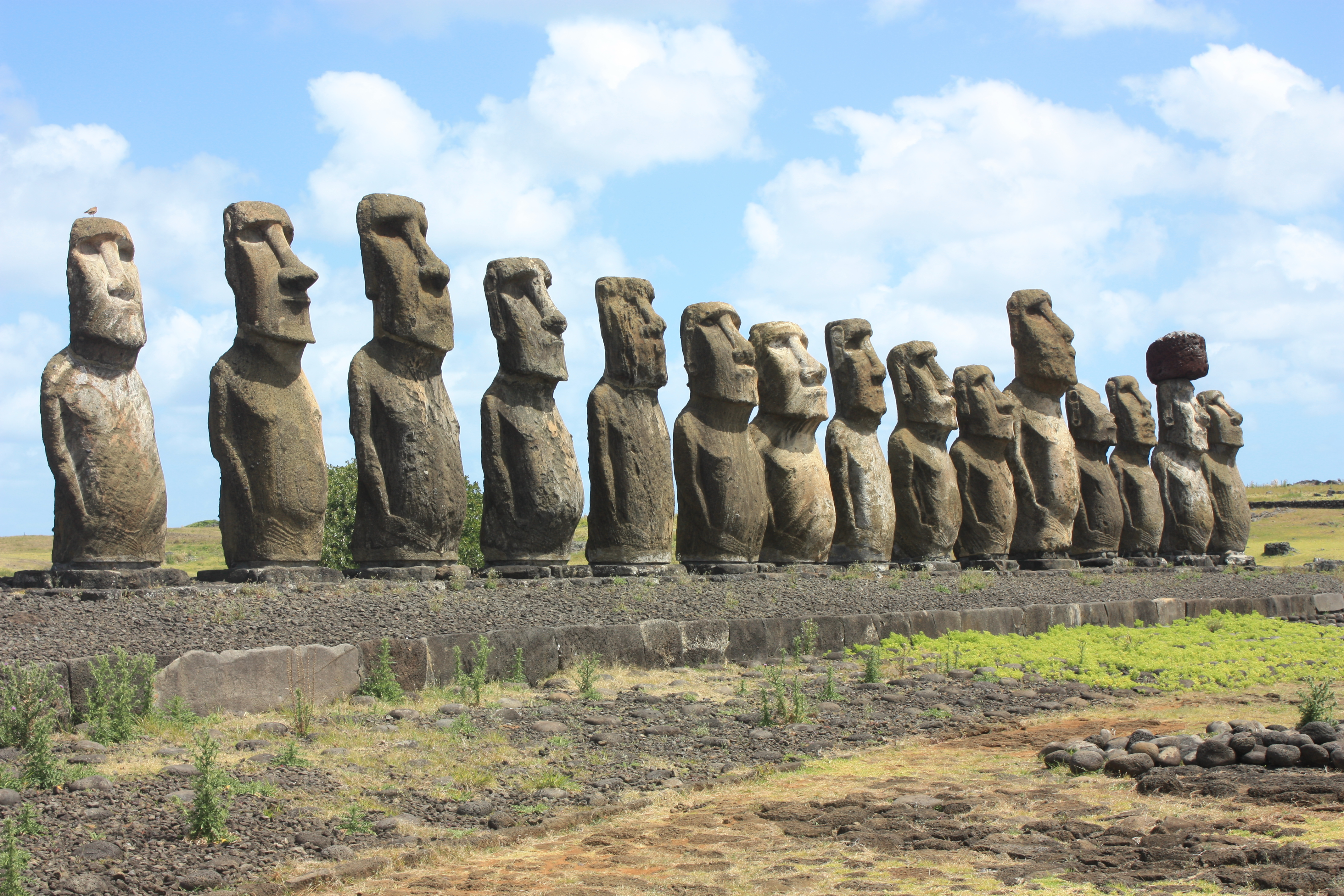
Insula Paștelui

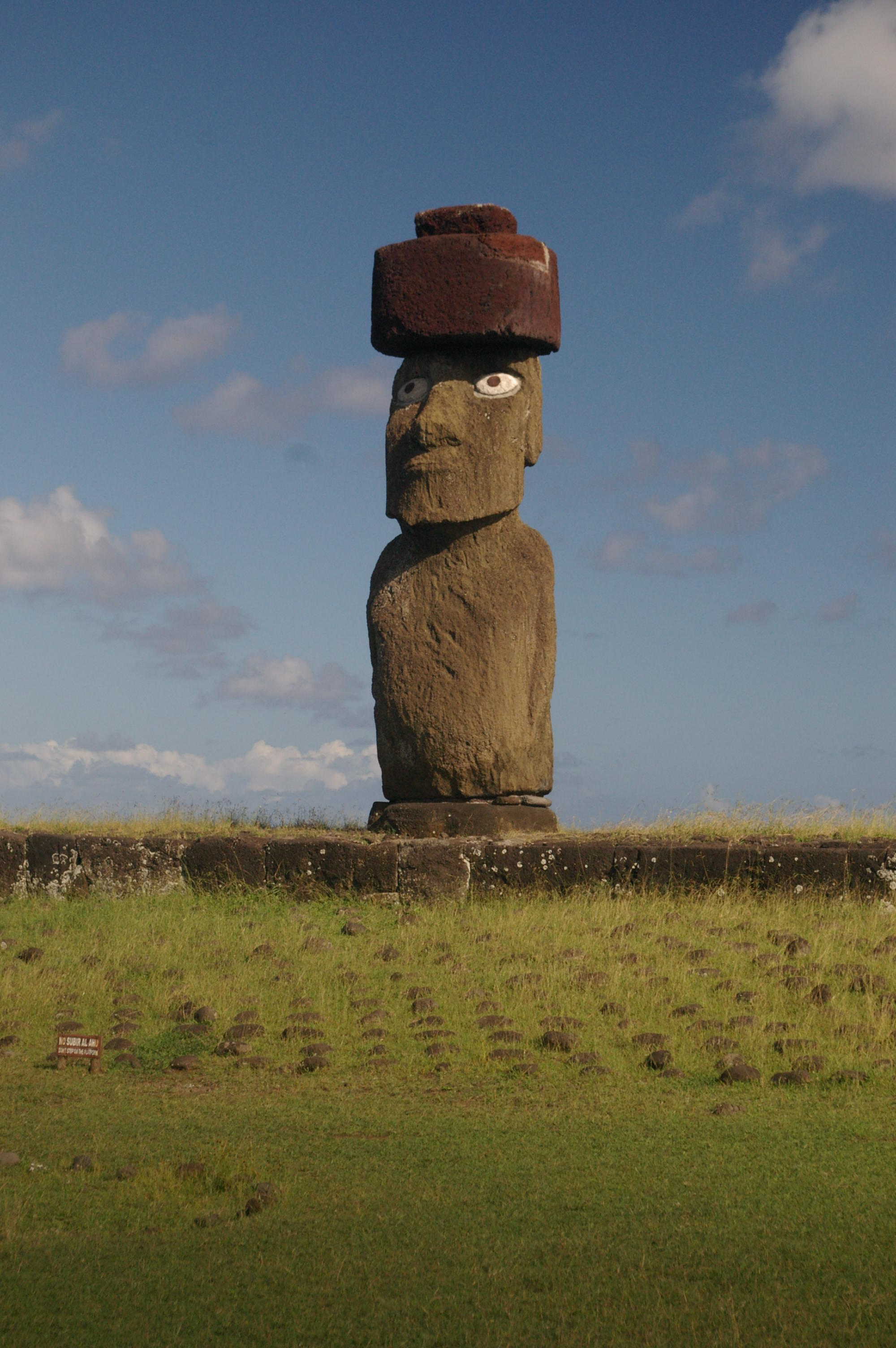
Ahu

Moai

Polinezienii erau un popor deosebit, izolat de restul lumii, navigatori remarcabili care se aventurau în oceanul Pacific la mari depărtări în căutarea unor noi teritorii, orientându-se după stele, curenții oceanici, vânturi, floră și faună. 
Legendele lor spun că au venit din ceruri și că au poposit într-un ținut mistic, în Hawaii-ul de azi. Istoricii consideră că polinezienii sunt originari din Taiwan și au migrat în canoe spre Filipine acum cinci milenii spre Arhipelagul Bismarck în apropiere de Noua Guinee. Au luat cu ei animale domesticite: câini, găini, porci, fructe și legume, rizomi de taro și de yam, fructe de arbore-de-pâine și banane. Au pus bazele culturii Lapita. Își făceau unelte din cochilii de scoici și ceramică decorată cu modele complicate. 
În anii 1000 i.en., au ajuns în insulele Noua Caledonie, Vanuatu , Fiji, Samoa și Tonga, în Tahiti și Insulele Marchize. Spre 850, au migrat în Noua Zeelandă unde au devenit cunoscuți că Māori. 
Au navigat și spre Americi de unde au adus cartofi și au făcut comerț cu aborigenii din Australia. În insulele din Pacific au întemeiat societăți tribale. Erau experți în sculptură în lemn și în piatră, utilizând unelte din piatră. Pe Insula Paștelui au ridicat sculpturi remarcabile Moai, capete de piatră și rocă vulcanica înalte de până la 12 metri și având peste 50 de tone, reprezentându-i pe strămoșii acestora. După ce erau sculptate, erau așezate pe role din lemn de palmieri și transportate pe distanțe lungi. Statuile erau amplasate în sanctuare ahu, zone în aer liber, destinate ceremoniilor religioase. 
900 de statui moai au fost construite pentru ca spiritele strămoșilor lor să le asigure protecția. Din păcate pentru ei, le-au adus sfârșitul. Pentru a produce rolele de palmier care să transporte statuile, au trebuit să tăie păduri întregi, provocând un dezastru ecologic pe insulă respectivă.

### Centralizarea regatelor medievale în Europa și începuturile Feudalismului
Vezi și: Feudalism,Normanzi,Imperiul Carolingian,Regatul Angliei, Regatul Franței, Sfântul Imperiu Roman

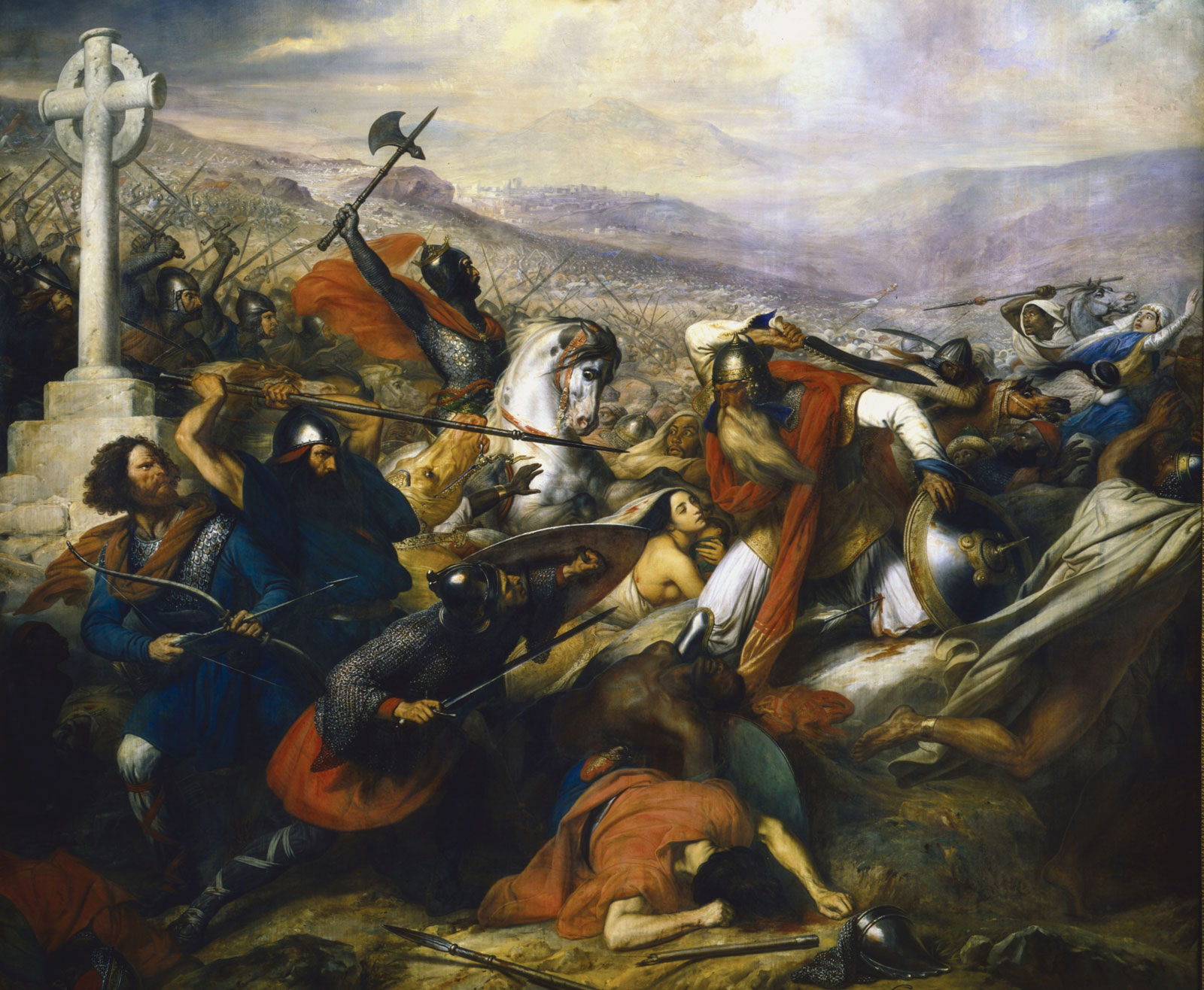
Batalia de Poitiers

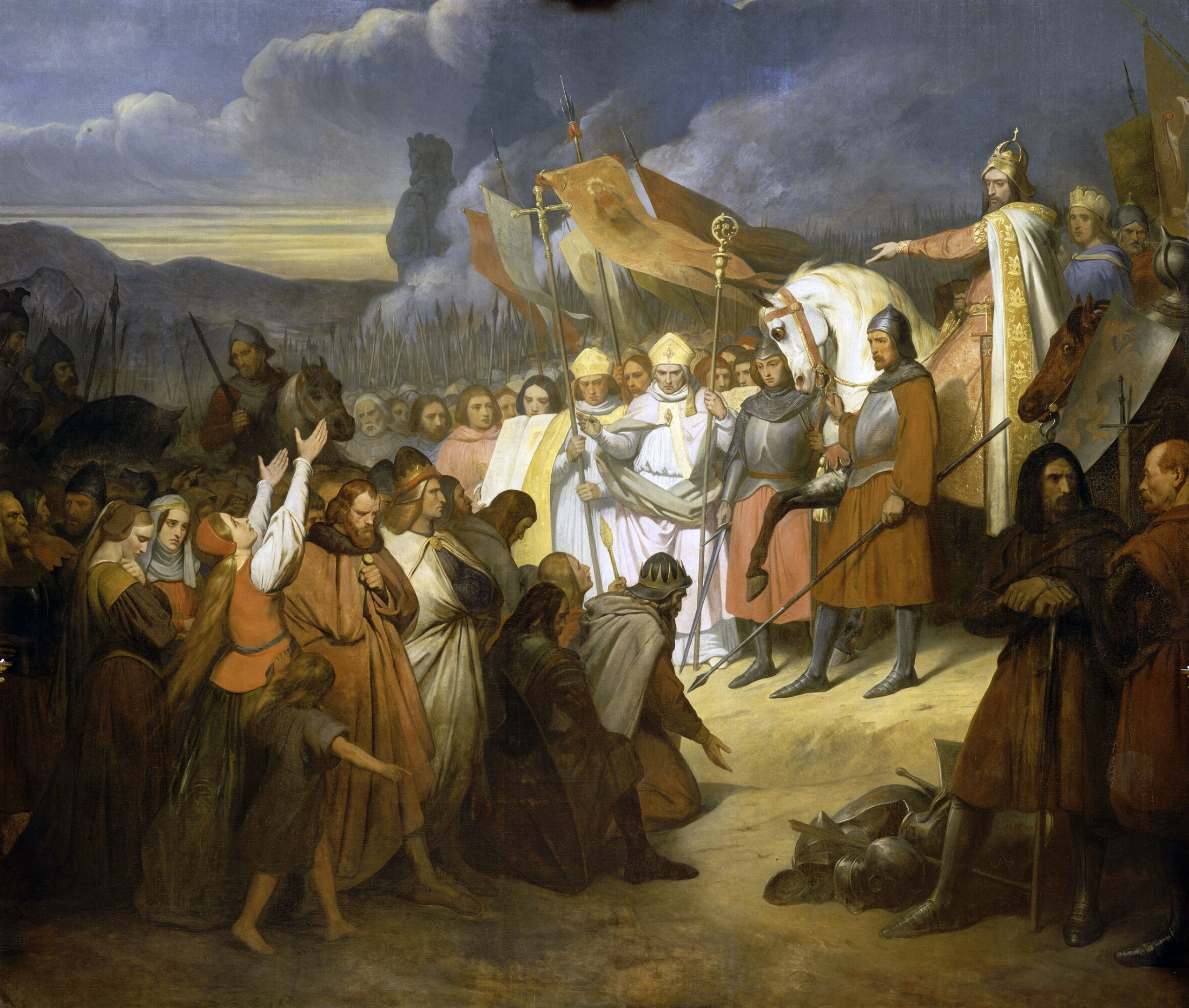
Carol cel Mare

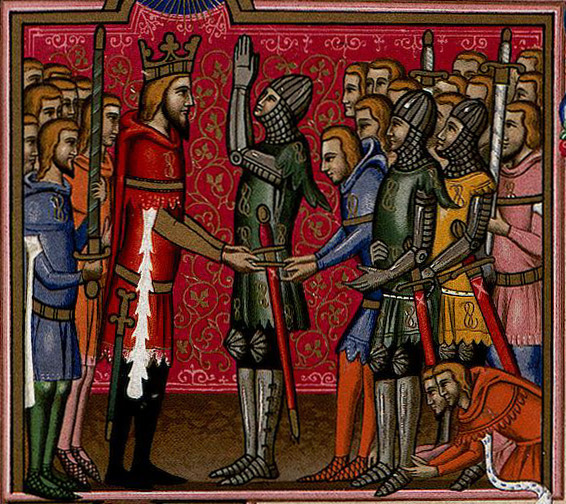
Juramantul cavalerului

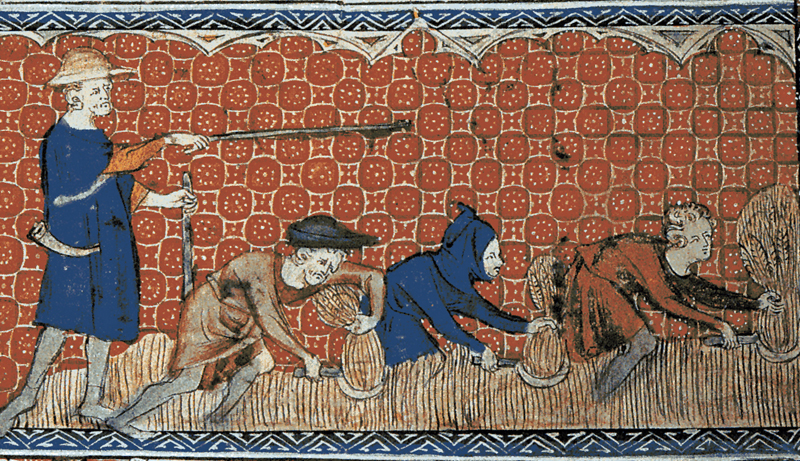
Lucrarea pamantului

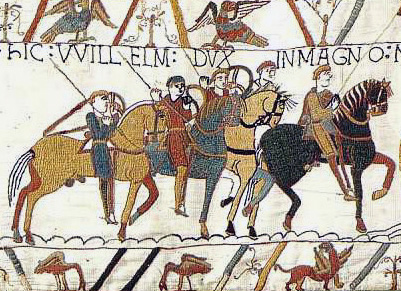
Normanzii condusi de William Cuceritorul

Henry IV la Canossa

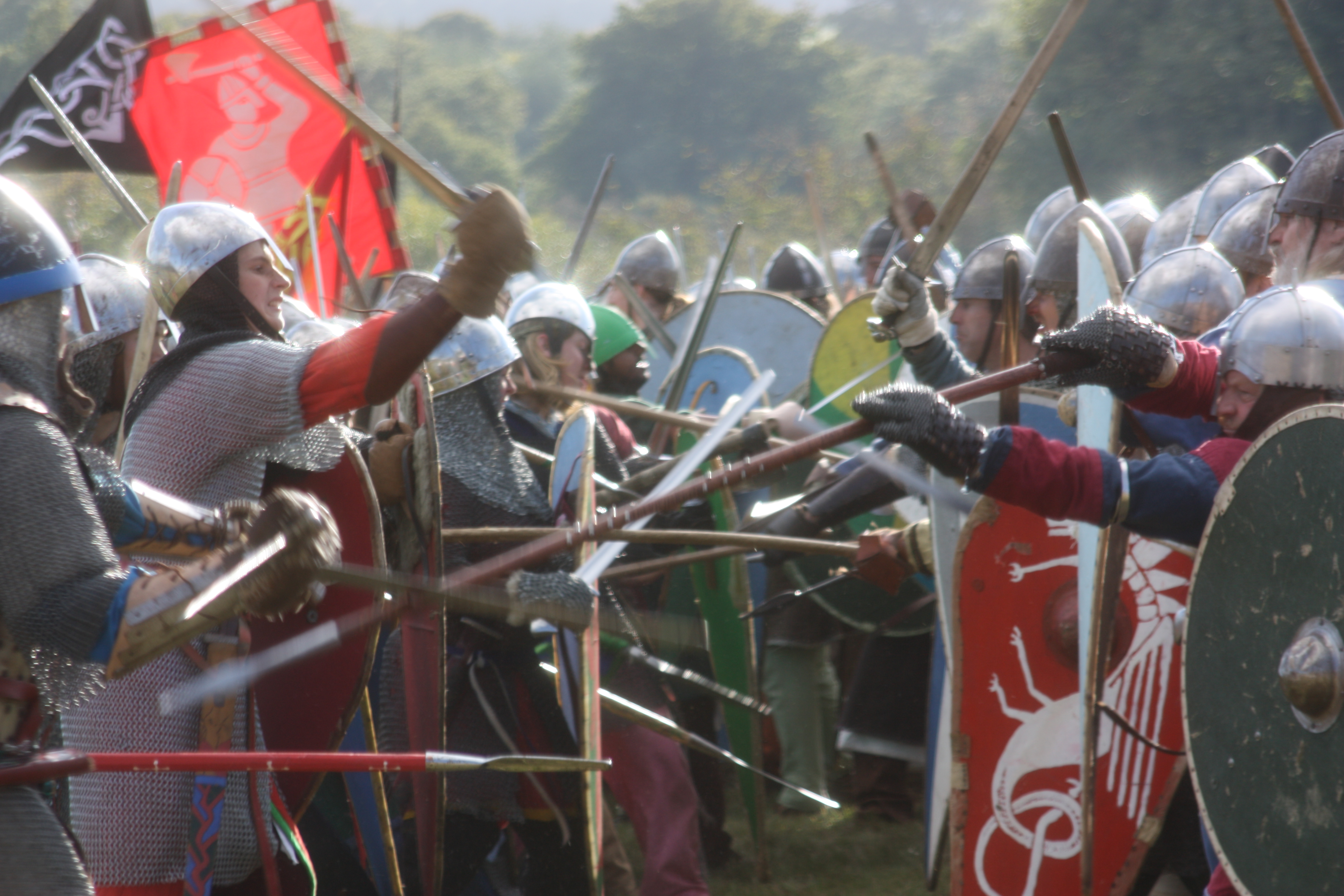
Batalia de la Hastings

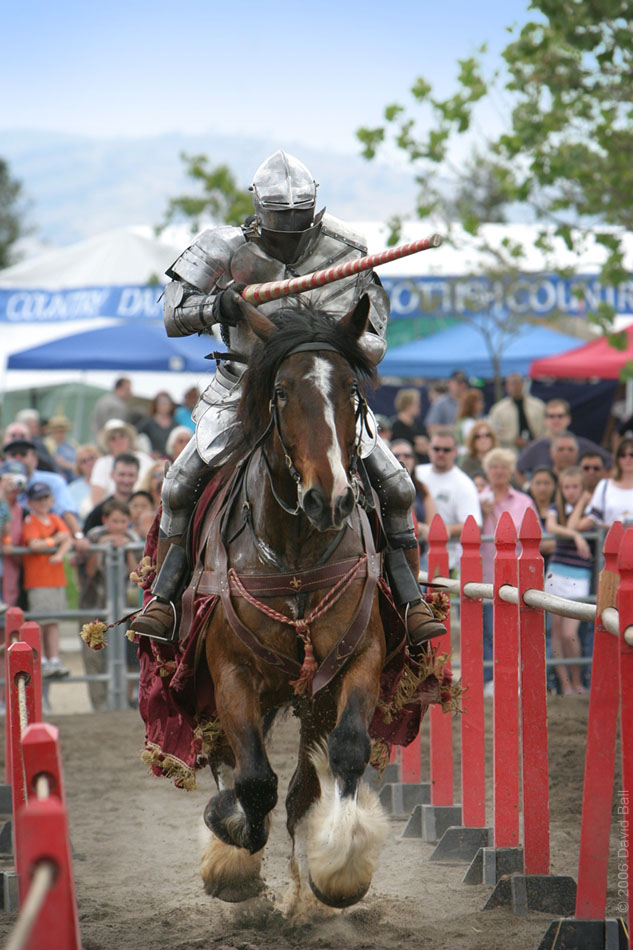
Cavaler

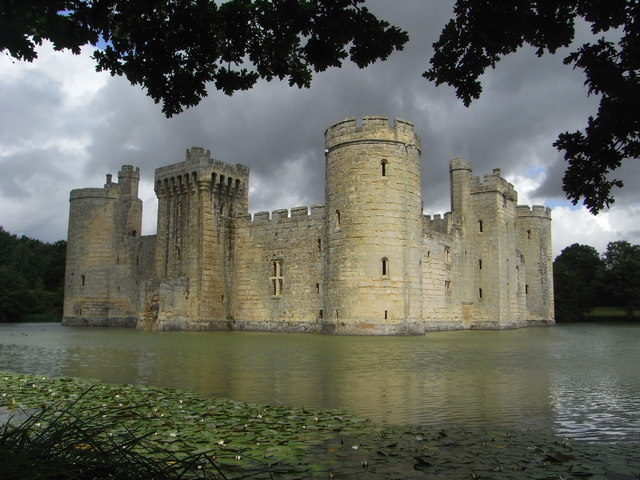
Castel

În Europa ia naștere sistemul feudal inițiat de franci și introdus și în Anglia de cǎtre normanzi. Oamenii dețineau pǎmânturi în schimbul serviciilor.Nobilii care primeau titluri și domenii, plǎteau regelui taxe, își trimiteau cavalerii și adunau armate. Nobilii le ofereau terenuri cavalerilor în schimbul serviciilor militare și plǎtirii taxelor. Cavalerii îi puneau pe țǎranii din sate sǎ le lucreze pǎmânturile în schimbul unei gospodǎrii sau al unei case, oferindu-i o parte din recoltă sau bani.
Primele castele erau din lemn, dar mai târziu au fost înlocuite cu piatră care erau mai durabile. Constructorii sperau că astfel, palatele, bisericile și catedralele erau mai durabile. Castelele erau construite pe înălțimi și împrejmuite cu un zid de apărare la mare distanță. Mai târziu, zidurile exterioare ale castelelor erau construite să închidă o așezare, uneori un oraș întreg. Normanzii erau maeștri în construirea castelelor din blocuri mari bine îmbinate. Coloanele și arcadele cu vârf ascuțit susțineau greutatea catedralelor mari, iar pilonii erau mai zvelți și ferestrel mai înalte cu vitralii.Catedralele erau concepute în stil gotic.

Dupǎ ce francii s-au stabilit în Galia, în secolul V, conducatorul lor, Clovis, a unit triburile francilor, i-a învins pe gali și pe vizigoți și a creat regatul franc. S-a creștinat și a beneficiat de susținerea Romei. În 732, Carol Martel, i-a condus pe franci în Bătălia de la Tours, împotriva invadatorilor musulmani și a pus bazele dnastiei carolingiene. În 771, Carol cel Mare a devenit rege. A cucerit restul Franței, teritoriile actuale ale Germaniei, Italiei și Olandei, învingându-i pe lonobarzi în Italia și supunându-i pe saxoni și pe avari sǎ se creștineze, creându-se un imperiu european. În ziua de Crǎciun, în anul 800, Papa l-a încoronat la Roma pe Carol ca cel dintâi împǎrat al Sfântului Imperiu Roman. A fǎurit legi, a impus alfabetizarea , a fondat școli, a clǎdit catedrale și mânǎstiri conduse de cǎlugǎri irlandezi, britanici și italieni. A invitat la curtea sa invǎțați, scriitori, arhitecți și filosofi. Dupǎ moartea sa din 814, a fost succedat de fiul sǎu Ludovic cel Pios.Prin Tratatul de la Verdun  din 843 cei trei fii rămași în viață ai lui Ludovic cel Pios, nepoții lui Carol cel Mare, și-au împărțit teritoriile sale, Imperiul Carolingian, în trei regate din care se vor forma doua țǎri: Germania și Franța. În Franța, Hugo Capet întemeiazǎ dinastia Capețienilor, uniind Franța în 987.În Germania, dupa ce i-a invins pe maghiari, i-a unit pe conducǎtorii vasali lui și a cucerit Boemia, Austria și nordul Italiei, Otto a fost încoronat de Papa ca Imperator Augustus în 962. Împǎrații germani erau în strânsǎ colaborare cu papii, însǎ deseori se iscau conflicte, cum a fost cel dintre împǎratul Henric al IV-lea al Sfântului Imperiu Roman și Papa Grigore al VII-lea în 1075 din cauza disputei numirii episcopilor. Henric al IV-lea a fost excomunicat și dupǎ ce a stat la Canossa trei zile in frig, a fost iertat de papa. Treptat, s-a ajuns la o separație între stat și biserica.
În secolul VIII, în Britania anglo-saxonǎ au debarcat primii vikingi și au început sǎ se stabileascǎ în secolul IX. Regele de Wessex, Alfred cel Mare a purtat bǎtǎlii împotriva acestora, ulterior încheind un tratat prin care împǎrțea Anglia în douǎ: vestul aparținea saxonilor, iar estul danezilor. Sub domnia lui Alfred, textele latine au fost traduse în limba englezǎ timpurie și a început scrierea Cronicii Anglo-Saxone. Pânǎ în 940, teritoriile din est au fost recucerite, Anglia fiind unificatǎ de Edgard, dar în 1013, danezii condusi de Knut cel Mare, au revenit, formând un mare regat nordic, cooperarea dintre danezi și saxoni menținându-se pânǎ în timpul domniei lui Edward Confesorul. Deși îl numise moștenitor pe William, ducele de Normandia, l-a succedat Harold Godwinson. În 1066, ca rǎzbunare, invadatorii normanzi i-au învins pe anglo-saxoni în Bătălia de la Hastings. Ducele Wilhelm Cuceritorul  a fost încoronat ca rege al Angliei în ziua de crǎciun. A înǎbușit revoltele, a confiscat pǎmânturile englezilor și le-a dǎruit nobililor normanzi și bisericii, a încurajat stabilirea meșteșugarilor și negustorilor francezi în Anglia și a ordonat clǎdirea castelelor, bisericilor, mânǎstirilor și catedralelor impunǎtoare, împrejurul cǎrora luaserǎ ființǎ numeroase orașe. A înființat o administrație centralǎ și un sistem de impozitare de evaluare a pǎmânturilor și averilor sub forma unei cǎrți numite "Domesday Book". În 1154, Henric de Anjou, primul rege din Dinastia Plantagenet, a avut domenii în Franța, fiind printre cei mai puternici regi din Europa. În timpul regelui Ioan al Angliei "fără de Țară”, lupta dintre rege și lorzi și baroni s-a acutizat. În 1215, regele a fost forțat să-și punǎ sigiliul pe documentul Magna Carta, care va menține prerogativele reprezentanților regali, drepturile oamenilor liberi, iar Marele Consiliu al nobililor putea contesta ordinele regelui. În 1265, va fi convocat primul parlament din istorie, care era format din Camera Lorzilor și Camera Comunelor.
În estul și centrul Europei, triburile slave creștinate și alfabetizate de Chiril și Metodiu, se vor stabili spre sec. VII-IX, ce vor pune bazele statelor slave ca Țaratul Bulgar sau principate și cnezate ca Novgorod și Kiev (create de vikingi),și ulterior, Cnezatul Moscovei.

### Cruciadele

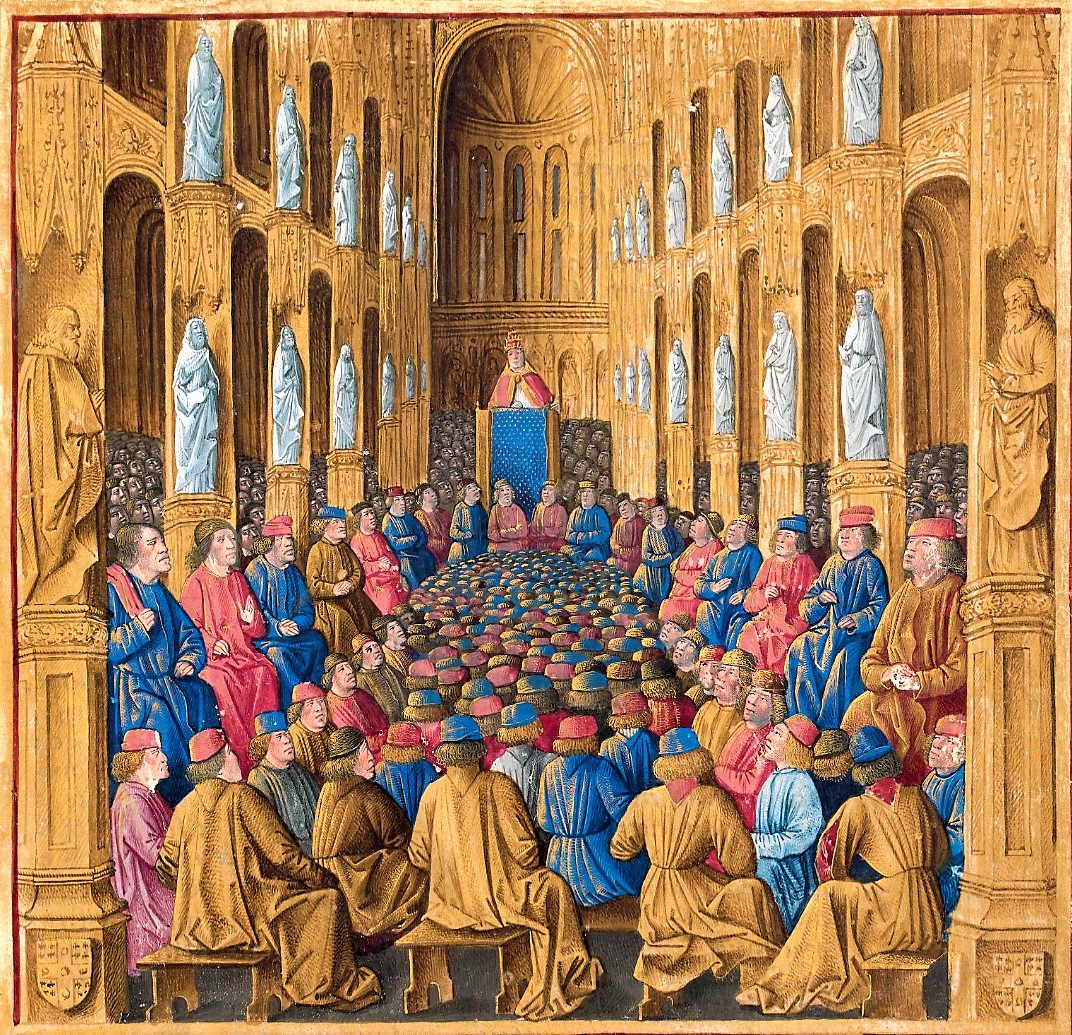
Conciliul de la Clermont

La începutul mileniului II, lumea veche era împărțitǎ în douǎ religii: Creștinismul și Islamul. Creștinismul avea sǎ fie împǎrțit în Marea Schismă din 1054 în douǎ ramuri: Catolicismul în vest condus de Papalitatea de la Roma și Ortodoxismul în est condus de Patriarhia de la Constantinopol. 
Creștinii practicau pelerinajele cu mari dificultăți în orașele ocupate de musulmani, declarate sfinte(ca Ierusalim) dupǎ năvălirea turcilor selgiucizi în Orientul Apropiat. Evreii din Ierusalim revendicau Ierusalimul ca pe capitala lor antică, musulmanii ca locul unde Mahomed a comunicat cu Allah și a urcat pe scara cerului, iar creștinii ca locul unde a provǎduit și a murit Isus; toate cele trei mari religii având multe elemente în comun. Canalizarea spiritului războinic al cavalerilor în afara Europei a reprezentat toate beneficiile spirituale , inclusiv acordarea de indulgențe de iertare a pacatelor pentru participanți sau de martiriu pentru cei care cădeau în luptă. Cruciații, în calitate de pelerini, puteau să se bucure de ospitalitatea și protecția vieții și avutului asigurate de Biserică si "intrare liberǎ în rai" dupǎ moarte. Pe multi i-au motivat spiritul de aventura si dorinta de inavutire. 
Determinat de expansiunea rapida a islamului, în 1095 , Papa Urban al II-lea a inițiat la Conciliul de la Clermont prima cruciadǎ pentru a recâștiga controlul asupra orașului sfânt Ierusalim și a Țării Sfinte creștine stăpânite în acel moment de musulmani, declarând "nimicirea dușmanilor creștinitǎții și iertarea eternă a păcatelor celor care vor participa". 
Cavaleri și oameni de rând, țǎrani și meșteșugari, chiar și hoți și cǎlugǎri , au pornit la drum, conduși de Petru Eremitul și Walter cel Sǎrac. Cea mai mare parte dintre ei n-au ajuns niciodata în Palestina, iar ceilalți au devenit hoarde de sǎlbatici și flǎmânzi.

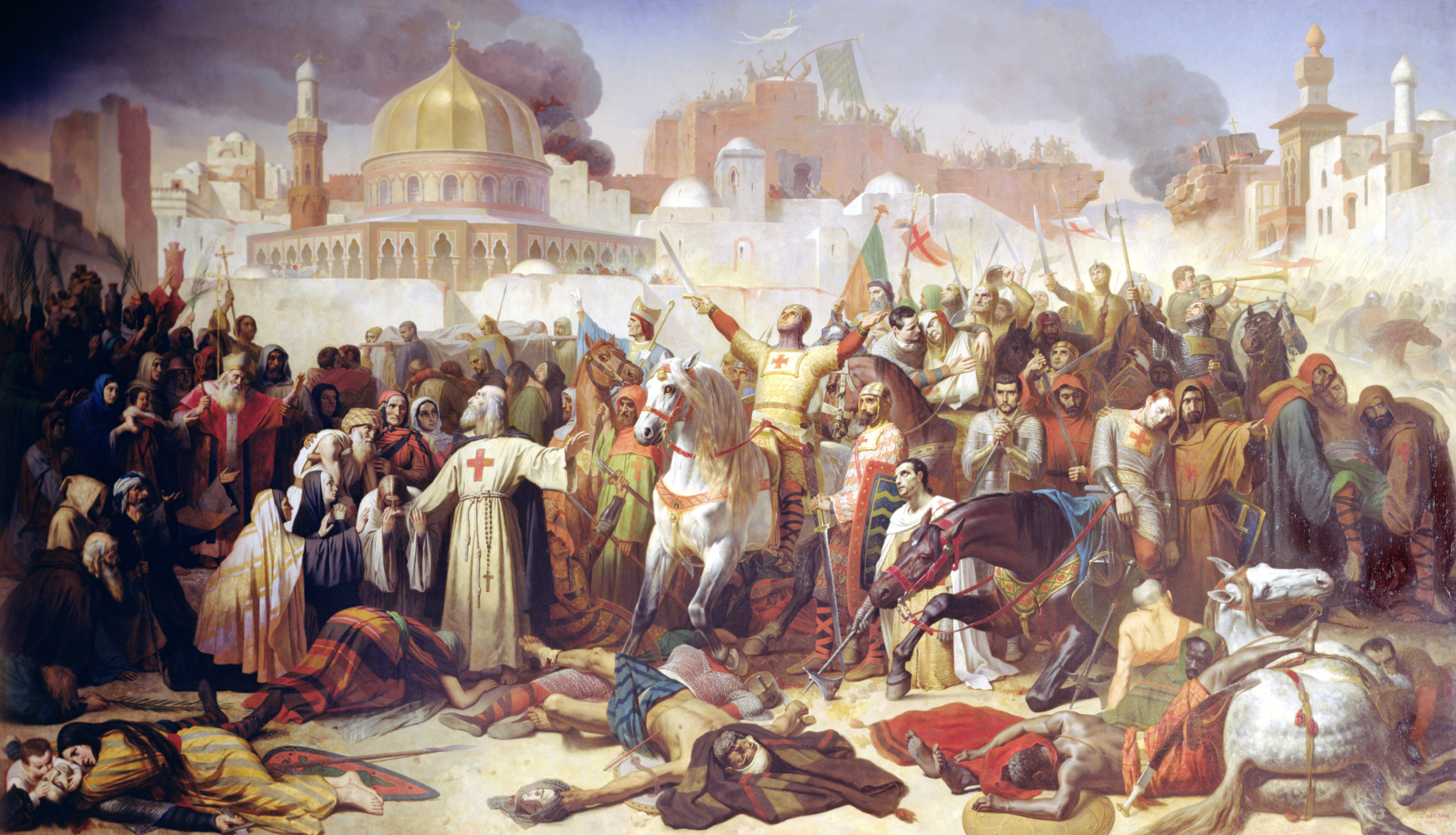
Asediul Ierusalimului

În vara anului 1099,Ierusalimul este asediat  de o armatǎ de 1300 de cǎlǎreți cavaleri și 12 000 de infanteriști cruciați englezi, francezi și germani conduși de cavalerii nobili ca Raimond al IV-lea de Toulouse (Conte de Toulouse, marchiz de Provența și conte de Tripoli),Tancred de Taranto( cavaler normand,Principe de Galileea și regent al Antiohiei) , Robert al II-lea de Flandra, Robert Curthose și Godefroy de Bouillon( Senior de Bouillon, Duce al Lotharingiei Inferioare și viitor suveran al regatului Ierusalimului). Cetatea era apǎratǎ de doar 400 de cǎlǎreți fatimizi , trupe musulmane și mercenari nubieni conduși de guvernatorul fatimid Iftikhar ad-Dawla.După ce creștinii au năvălit peste zidurile exterioare și au intrat în oraș, aproape toți locuitorii au fost uciși în acea după-amiază, în noaptea care a urmat și a doua zi dimineața. Musulamnii, evreii și chiar câțiva creștinii care mai erau în oraș au fost masacrați fără nicio deosebire. 70.000 de civili au fost măcelăriți. Mulți musulmani s-au refugiat în Moscheia Al-Aqsa, unde, în conformitate cu o însemnare din Gesta, "...măcelul a fost așa de mare, că oamenii noștri se bălăceau în sânge până la glezne..." După cum scria Raymond de Aguilers "...oamenii călăreau în sânge până la genunchi și la brida frâielor." Tancred a cerut ca pradă de război cartierul templului și a oferit aici protecție celor câțiva musulmani de aici, dar nu a putut împiedica uciderea lor de camarazii săi de arme.După masacru, Godfrey de Bouillon a fost numit Advocatus Sancti Sepulchri (Protector al Sfântului Mormânt) pe 22 iulie, el refuzând să fie încoronat rege în orașul în care Cristos a purtat cununa de spini. Raymond a refuzat să primească vreun titlu.
Dar victoria bătăliei de la Ascalon le-a permis creștinilor să fondeze Regatul Latin al Ierusalimului, Godfrey devenind doar suveran. Cruciații au întemeiat patru regate latino-creștine în Palestina și Siria. 
Cruciadele au mai continuat încǎ douǎ secole de pe urma cǎrora aprox sute de mii sau chiar milioane de oameni și-au pierdut viețile. 

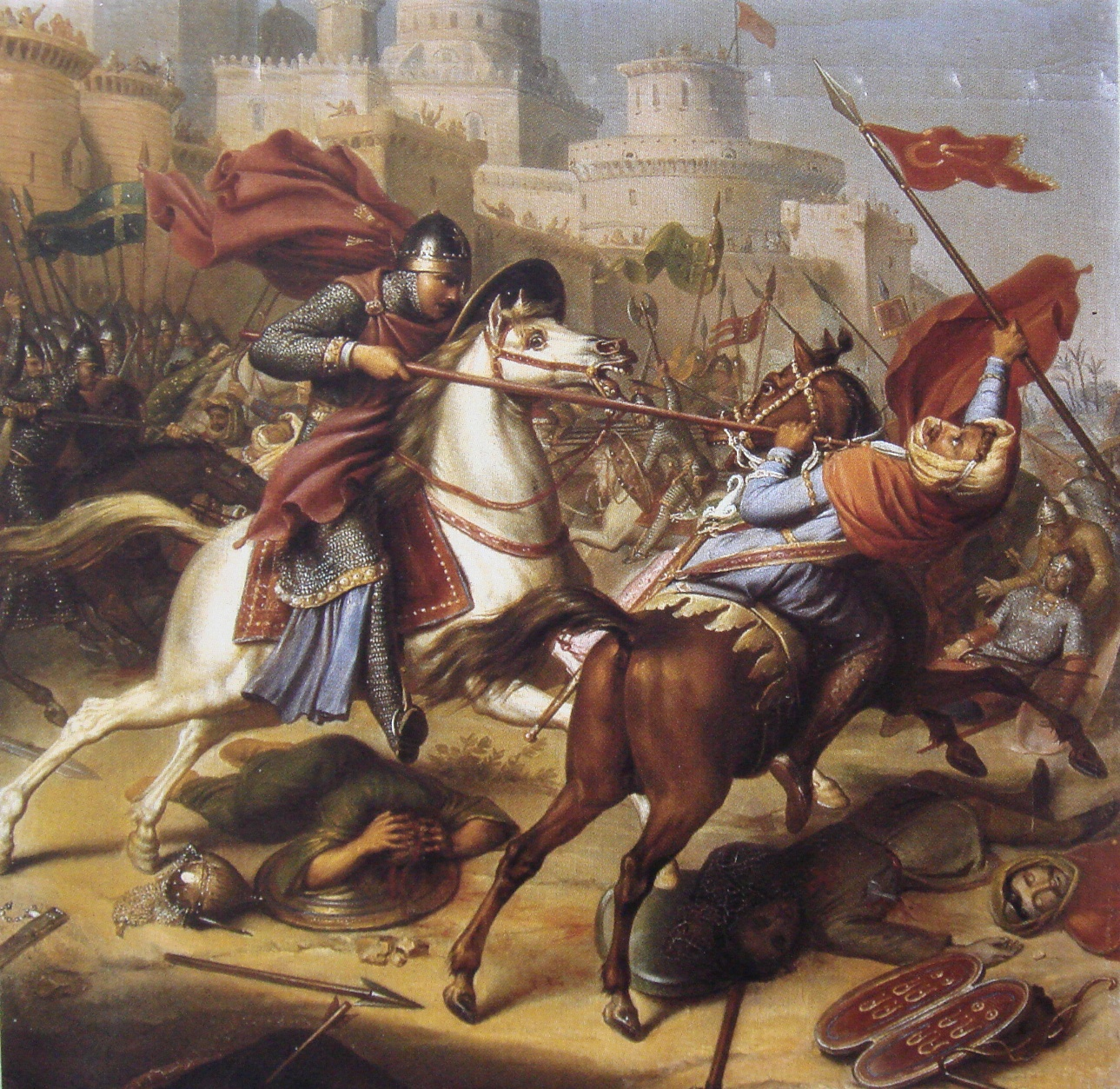
Asediul Antiochiei

Cruciada a doua a fost organizată în Europa, care avea în 1145 ca obiectiv eliberarea Comitatului Edessei, care fusese cucerit de musulmani în 1144. O armată franceză, condusă de regele Ludovic al VII-lea al Franței și o oaste germană, în frunte cu regele Conrad al III-lea al Germaniei, în vara anului 1148, au condus expeditii in Asia Mică, dar armatele lor au fost respinse si risipite de turci, iar Ludovic și Conrad, cu resturi din armată, și-au sfârșit expediția ca simpli pelerini.Cruciada a II-a s-a sfârșit cu recucerirea Edessei de către musulmani.

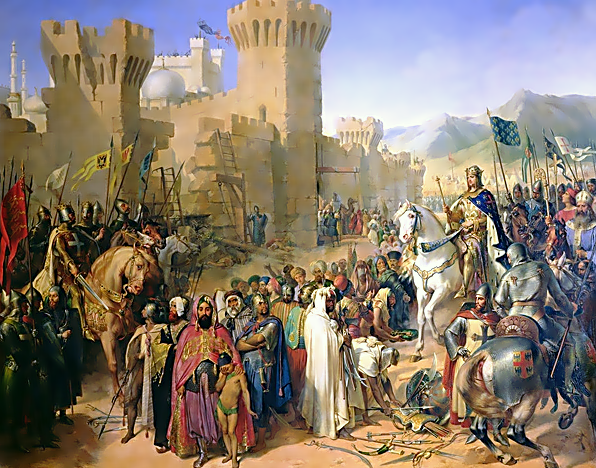
Asediul Acrei

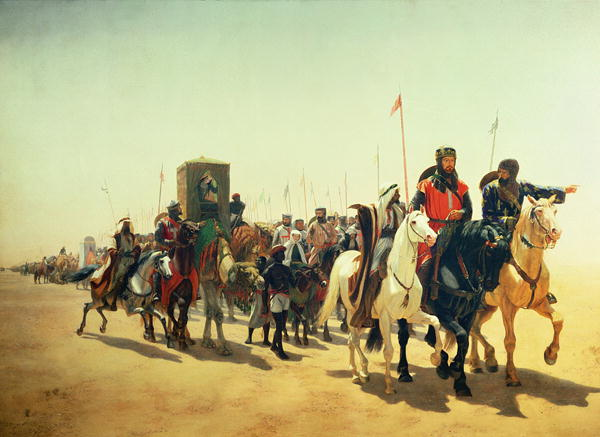
Richard in drum spre Ierusalim

În 1187, sultanul Saladin a initiat jihadul, i-a înfrânt pe cruciați în Bătălia de la Hattin si a recucerit Ierusalimul. În 1191, Richard Inimă de Leu al Angliei , Filip al II-lea al Franței și Frederic I al Sfântului Imperiu Roman, au plecat spre Țara Sfântǎ cu armatele lor în Cruciada a III-a. Frederick I n-a apucat să ajungă fiindcă a murit înecat pe drum. Richard a cucerit Ciprul și cetatea Acra, dar nu a putut recâștiga Ierusalimul. Lupta s-a încheiat cu încheierea unui tratat dintre el și Saladin de împǎrțire a Țǎrii Sfinte. 

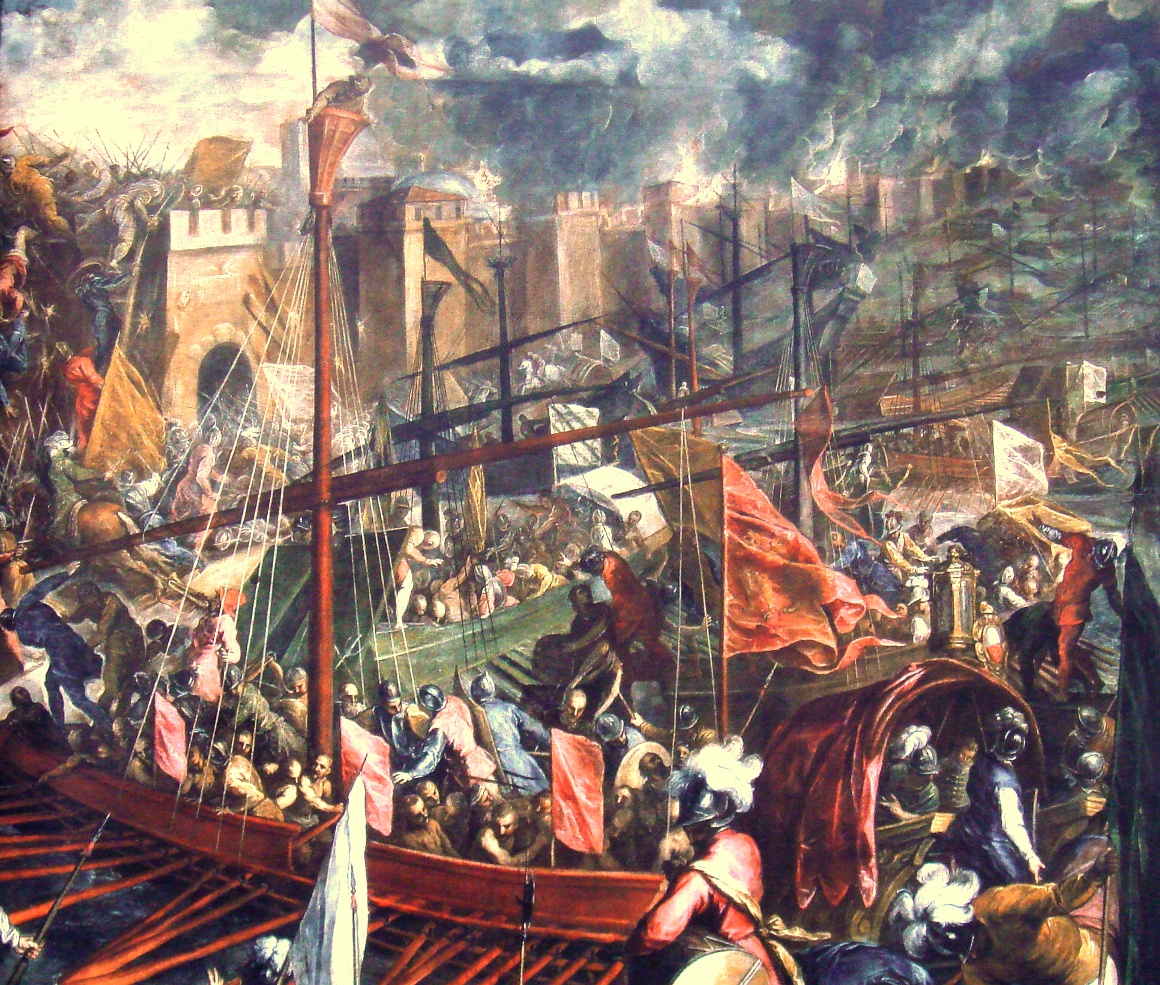
Pradarea Constantinopolului

A patra cruciada a început în 1202, dar cruciații nu au putut sǎ-și plǎteascǎ transportul. Ca despǎgubire, au cǎzut de acord sǎ jefuiascǎ Constantinopolul  ce a dus la împǎrțirea temporarǎ a Imperiului Bizantin în patru regate latine. În 1212 a avut loc Cruciada copiilor sau puerilor, ai cǎrei participanți au murit de foame sau au sfârșit ca sclavi.
A cincea Cruciadǎ spre Egipt a fost un eșec fiind o încercare de recucerire a Ierusalimului și a restului Țării Sfinte prin cucerirea mai întâi a regatului Egiptean ayyubid.

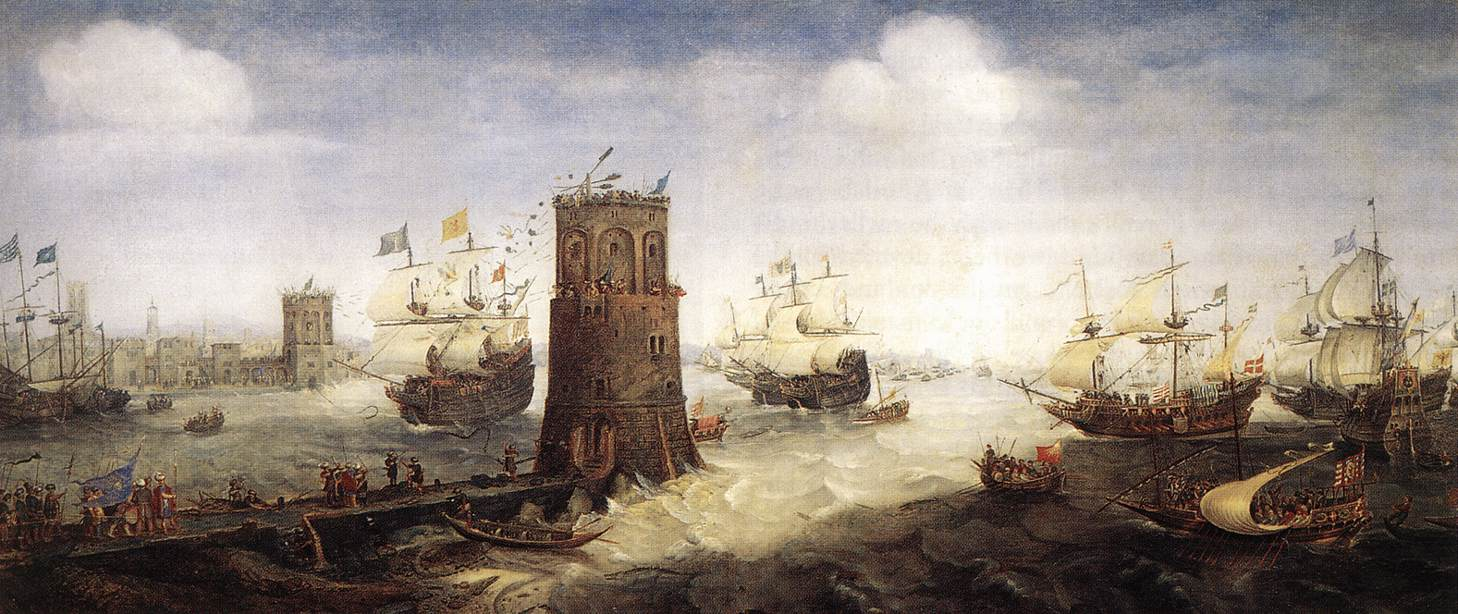
Batalia de la Damiate

Papa Honorius al III-lea a organizat armatele cruciate conduse de Leopold al VI-lea al Austriei și Andrei al III-lea al Ungariei și o incursiune militară care a lăsat până în cele din urmă Orașului Sfânt în mâinile musulmanilor.După ocuparea portului Damietta, cruciații s-au îndreptat spre Cairo în iulie 1221, dar au fost obligați să-și întrerupă înaintarea din cauza epuizării stocurilor de hrană. Egiptenii au executat un atac de noapte, care a dus la moartea a numeroși cruciați și în cele din urmă, la capitularea întregii armate. Sultanul egiptean Al-Kamil a căzut de acord asupra unui armistițiu de opt ani cu europenii.

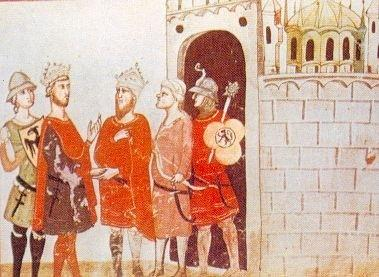
Fridrich si Al-Kamil

Dupǎ ce Papa Grigore al IX-lea îl excomunicase în anul 1227, din cauza vieții imorale pe care o ducea și a raporturilor sale prietenești cu sultanul Malin al-Kamil, Frederic al II-lea organizeazǎ cea de-a șasea Cruciadǎ.Frederic al II-lea al Sfântului Imperiu Roman întreprinde un fel de expediție armată de la Acra la Jaffa.Intors din Cipru, Frederic al II-lea cere sultanului Malin al-Kamil cedarea Ierusalimului în schimbul altor teritorii. Se ajunge la încheierea tratatului din 1229, prin care Ierusalimul era cedat cruciaților (acum împăratul german fiind și rege al Ierusalimului ), împreună cu orașele Bethleem și Nazareth. În martie 1229, Frederic al II-lea intră în Ierusalim unde este încoronat ca rege al Ierusalimului. El se întoarce la Acra deoarece baronii se răsculaseră împotriva sistemului său centralizat de conducere. Nereușind să ajungă la o înțelegere cu baronii, Frederic al II-lea se întoarce în Italia, în mai 1229.

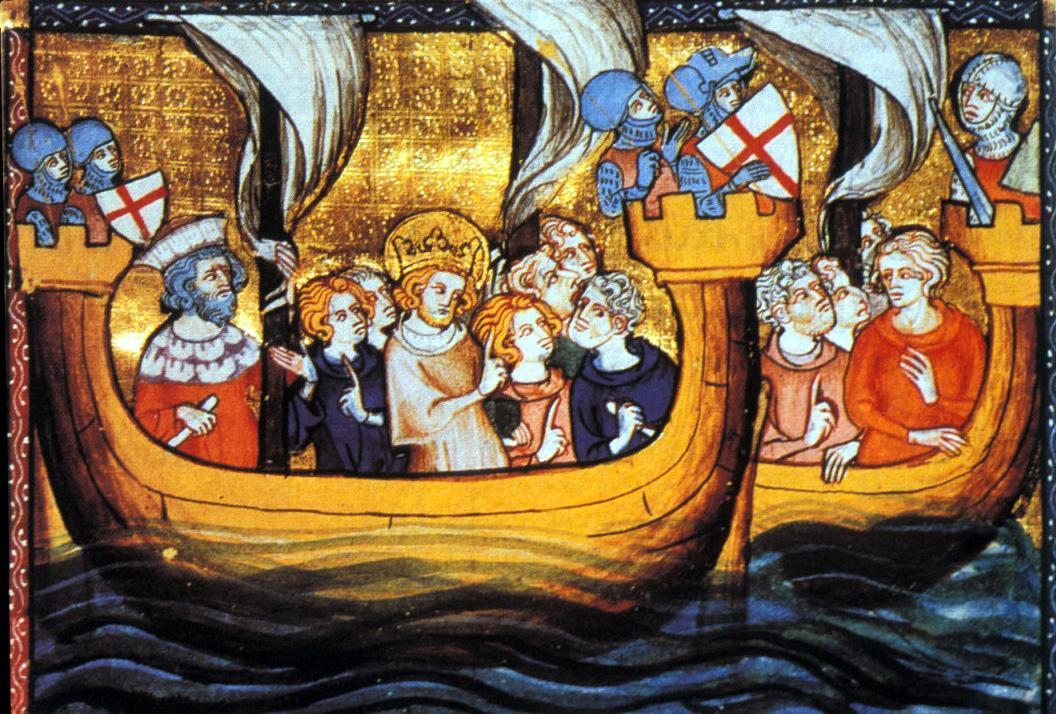
Ludovic IX in Cruciada

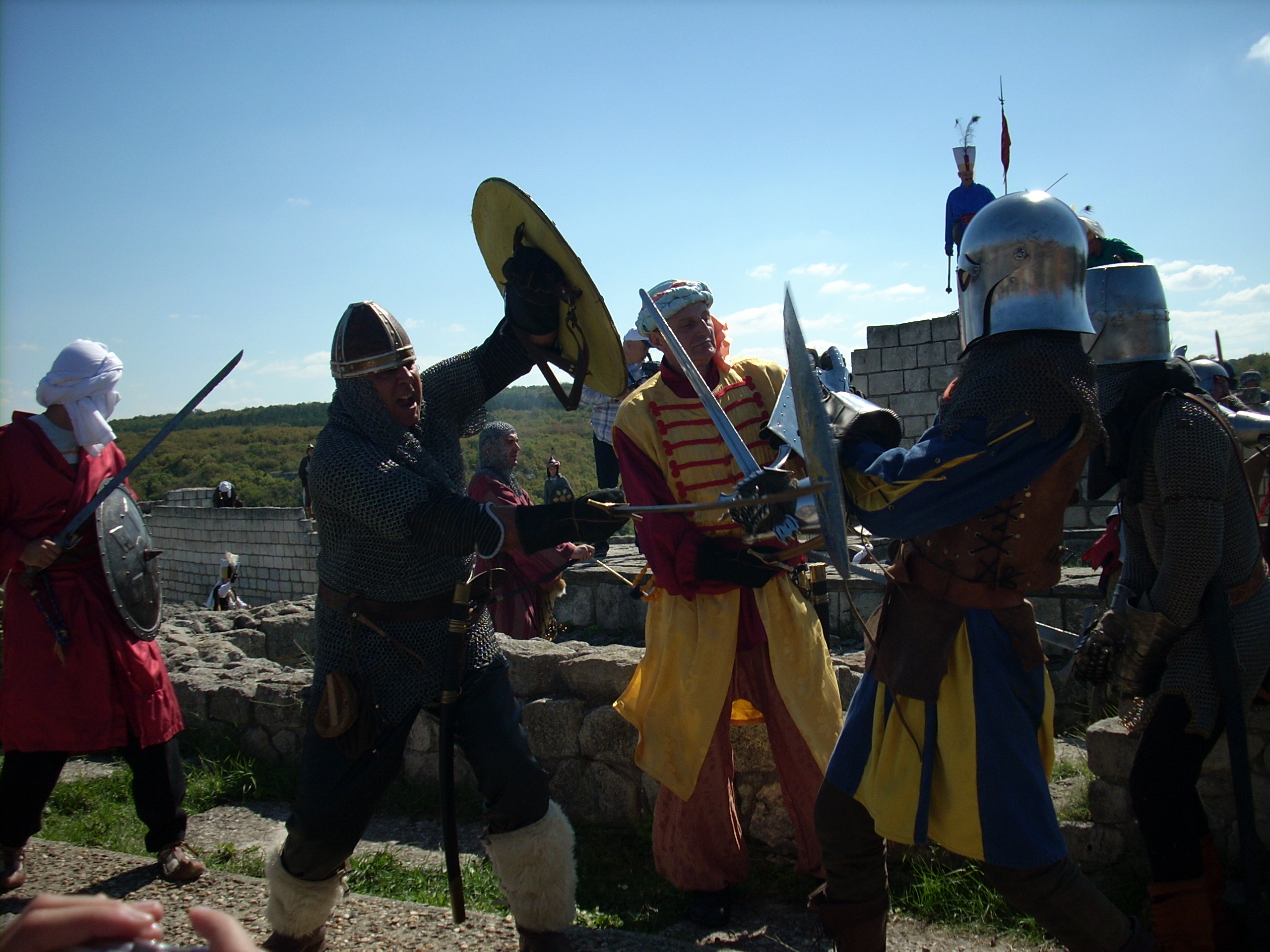
Lupta intre cruciati si musulmani

În 1244, după recucerirea Ierusalimului de către musulmani, Ludovic al IX-lea al Franței, făgăduise că va organiza el însuși a șaptea Cruciadă. El nu urmărea altceva decât să acapareze pământuri și pradă bogată în răsărit. În vara anului 1248 Ludovic al IX-lea părăsi Parisul îmbarcându-se pentru insula Cipru, unde trebuia să aibă loc adunarea generală a trupelor. Ajuns în fața Damiettei, în 1249, dupǎ o bǎtǎlie, cruciații au pătruns în Damietta, pe care o găsiseră deschisă, goală și neatinsă. Trupele cruciate se aleseseră cu o pradă bogată.Vestea morții sultanului ajunse și în tabăra cruciaților, care pornira marșul de la Damietta spre Cairo.
Ludovic al IX-lea va mai conduce si Cruciada a VIII-a si porneste spre Tunisia. Dar Ludovic al IX-lea, moare de ciuma în luptă, iar puținii cruciați rămași în viață s-au întors în Franța.Cativa ani mai tarziu va fi canonizat. Cu această ultimă încercare așa-numitele "cruciade clasice" au luat sfârșit. Rând pe rând statele din Orient au fost recucerite de musulmani.Castele in stil normand construite de cruciati, ca Krak des Chevaliers din Siria ridicat de cavalerii ospitalieri, a fost asediat in 1271 de musulmani, infometandu-i pe cruciatii din interior si facandu-i sa se predea. În 1268 a fost recucerită Antiohia, în anul 1289 Tripoli, iar în anul 1291, după un asediu violent Acra, ultimul centru de rezistență al cruciaților.

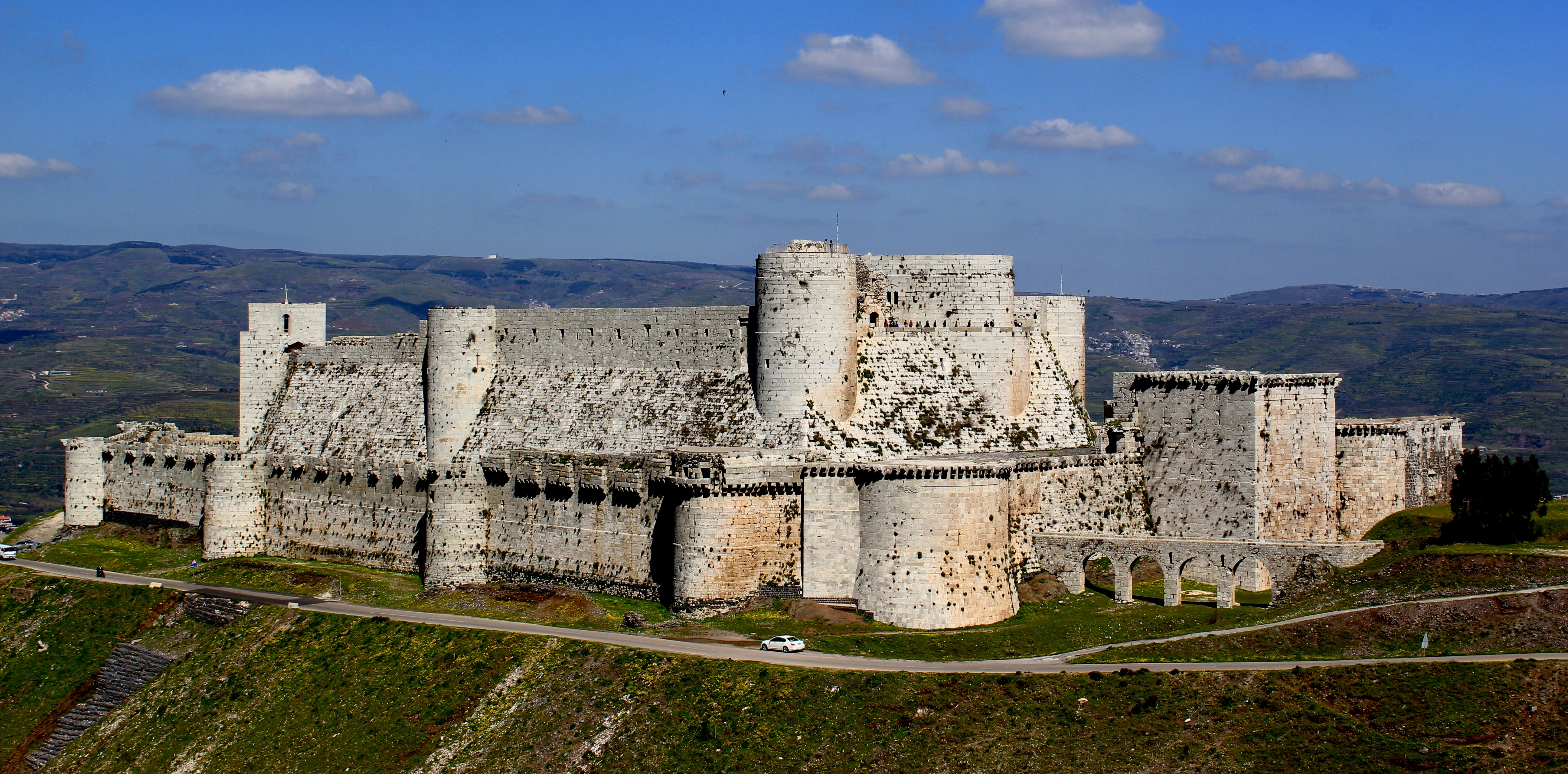
Krak des Chevaliers

Cruciadele au contribuit la dezvoltarea legăturilor dintre Orient și Occident. Relațiile comerciale ale Europei apusene cu orientul s-au accentuat, fapt de care au profitat orașele, mai ales cele din Italia și sudul Franței. În veacul al XIII-lea, Veneția și Genova făceau comerț cu Orientul prin porturile Siriei și Egiptului. Ele aduceau mărfuri din Orientul musulman și, indirect, din China, insulele Sonde din Indonezia, din India. Veneția și Genova au înființat factorii comerciale la Caffa și la Tana, de unde făceau negoț cu Rusia și Polonia, astfel că în perioada amintită se poate vorbi de o supremație maritimă și comercială a celor două orașe în întreg bazinul Mediteranei. Prin mijlocirea orașelor s-au răspândit unele procedee orientale în domeniul industriei textile și al prelucrării metalelor. În Europa s-au introdus unele culturi noi ca: orezul, pepenele, caisul, lămâiul.Din punct de vedere politic, cruciadele au înlesnit, în Europa apuseană, procesul de centralizare și de afirmare a regalității, ca urmare a slăbirii unei părți a nobilimii și a știrbirii adusă autorității papale.
Pentru țărănime expedițiile în Orient au însemnat o sporire a obligațiilor, pentru a acoperi cheltuielile ce le făceau nobilii. Dar, în același timp, ele au stimulat procesul de eliberare a țăranilor din șerbie, eliberarea prin răscumpărare fiind și ea o sursă de venit.

### Invazia Mongolǎ

Genghis Han

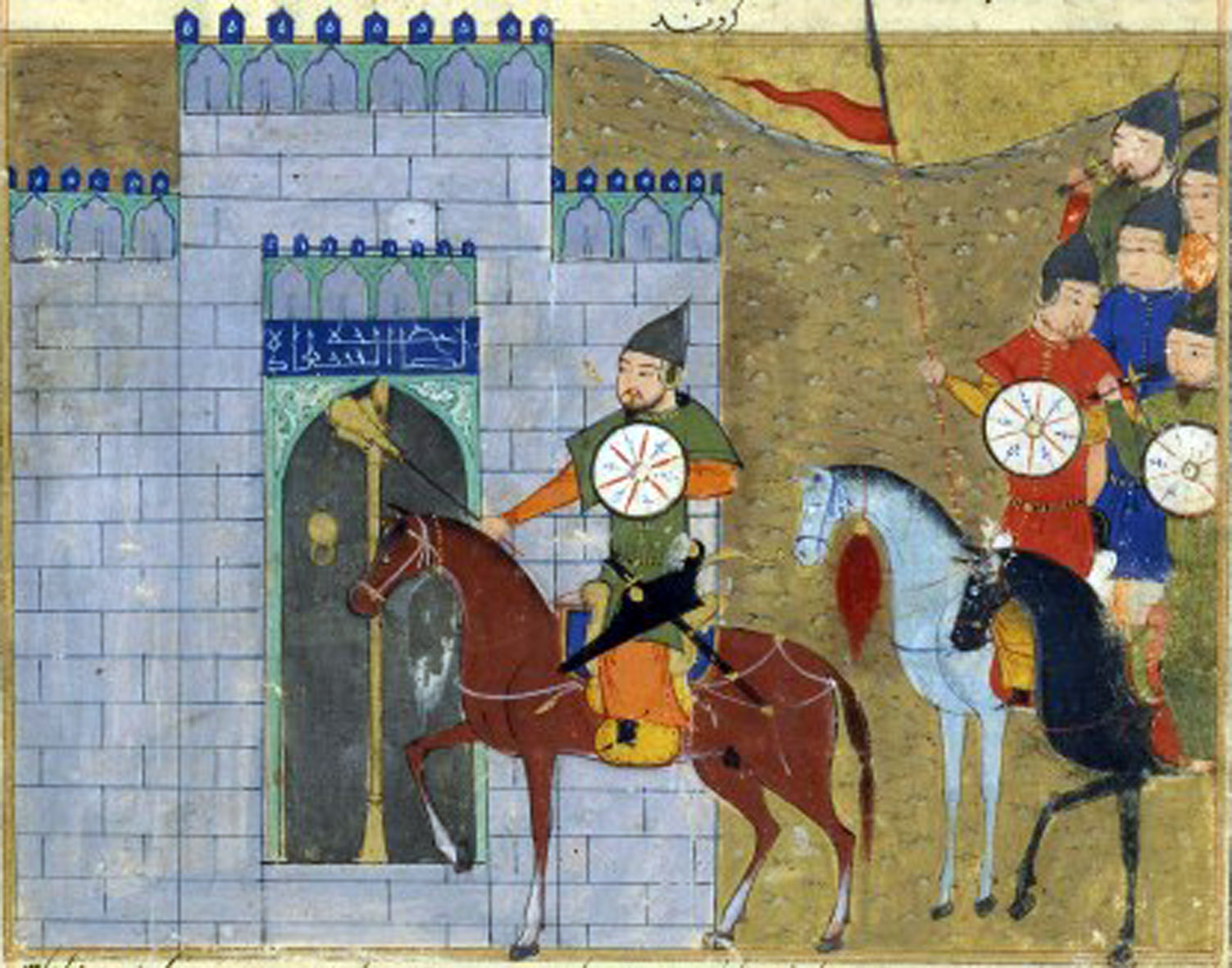
Asediul Beijingului (1213-1214)

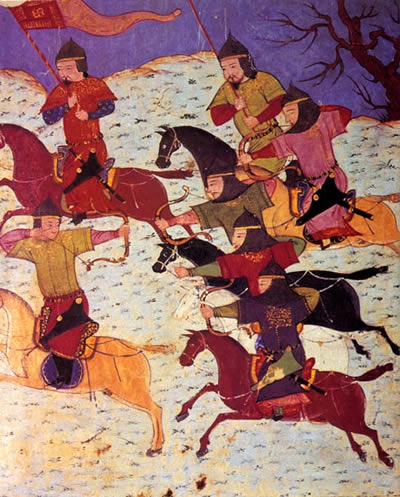
Calareti mongoli

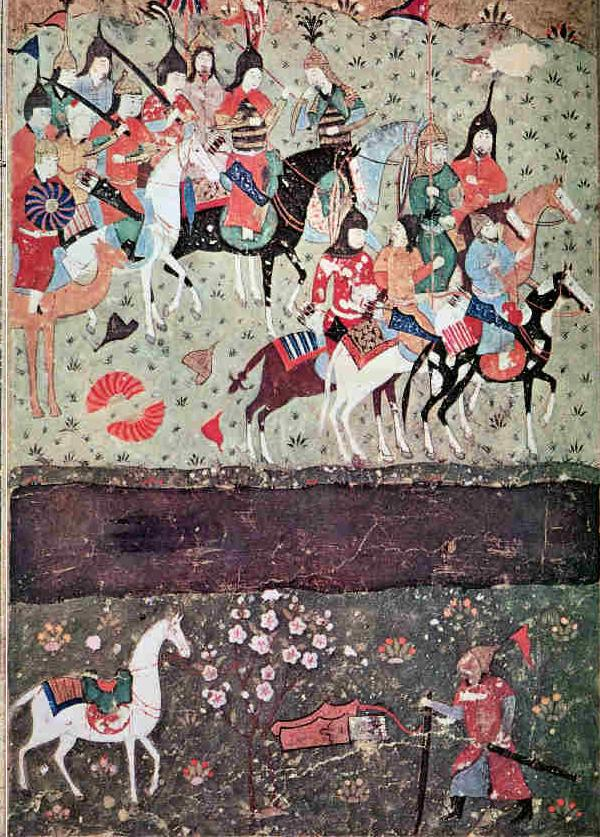
Batalia de pe Indus

În nordul Chinei, în 1211, hoarde de mongoli nomazi cǎlǎreți conduși de unul dintre cei mai nemiloși, cruzi și sângeroși rǎzboinici, Ginghis Han , se îndreaptǎ spre Beijing, un ultim obstacol pentru supunerea Chinei , un oraș împrejmuit de ziduri înalte de 12 metri și lungi de 30 kilometri cu 900 de turnuri de pază, ce cuprindea un oraș de mari palate, temple aurite și piețele abundente de mătase și condimente, în care locuiau 350.000 de oameni. Pentru o mare armata nomadă condusă de Genghis Han, ce era obișnuit să lupte pe câmp deschis, orașul înconjurat de ziduri era de nepătruns. Prima tactică: au așteptat și și-au așezat tabara, izolând orașul. I-au capturat pe inginerii chinezi, obligându-i să construiască catapulte, scuturi mobile și berbeci de lupta. În timp ce mongolii jefuiau mărfurile și proviziile aduse de neguțătorii chinezi, locuitorii orașului au flămânzit, consumându-si caii si ulterior, recurgând la canibalism. După luni de zile, gata de atac, Genghis Han a ordonat atacarea orașului. Însa, avea să întâmpine o rezistență condusă de comandantul militar chinez al orașului, cu o garnizoană de mii de soldati și un arsenal de lupta. Genghis Han a ordonat catapultarea bolovanilor spre oraș în timp ce armata chineză răspundea cu aruncarea unor bombe unse cu ulei, umplute cu chimicale și excremente incendiate spre armata mongolă ce le asedia orașul. Genghis Han a ordonat ca prizonierii chinezi să transporte scările de asediu și berbecii de lupta spre zidurile orașului, aflați în prima linie. Mulți au fost nimiciți de sǎgețile conaționalilor lor care erau asediați. În cele din urma, după o luptă crâncena, apărarea orașului a căzut, armata chineză a fost nimicită, comandantul chinez al orașului s-a sinucis, iar mongolii au intrat și devastat, jefuind, incendiind și masacrând populația. Multe femei de teamă că vor fi violate, s-au sinucis aruncându-se de pe zidurile înalte ale orașului. Cruzimea mongolilor a devenit legendară după ce s-au consemnat descrierile masacrelor care au constat în decapitări sau piramide formate din cranii, precum și violurile. Lui Genghis Han îi sunt atribuite moartea a 40 milioane de oameni. Într-o serie de campanii remarcabile, a cucerit Turkistanul, nordul Chinei și Coreea, îndreptandu-se spre apus unde a subjugat Afghanistan, Persia și pǎrți ale Rusiei. A stabilit noi rute comerciale și a trimis ambasadori în Persia, înființând primele postalioane, situate fiecare la 40 de kilometri
Schimbǎrile climatice și deșertificarea Mongolei i-au împins pe mongoli sǎ nǎvǎleascǎ în orașele chineze prospere din sud. Cheia formǎrii celui mai mare imperiu pe uscat a fost domesticirea cailor și utilizarea acestora de către arcași în rǎzboi. În luptǎ, mongolii purtau armuri ușoare, din piele și fier. Erau atât de iuți și de cruzi încât mulți adversari se predau de groazǎ. Arcurile lor bateau mai departe decât oricare altele, caii lor erau iuți parcurgând 440 km în 3 zile, iar tacticile lor îi induceau în eroare pe mulți inamici. Sub Kublai Khan, Imperiul Mongol a avut cea mai mare întindere, ajungând de la Oceanul Pacific la Marea Neagra. 
Dupǎ moartea lui Kublai Khan, puternicul imperiu s-a dezembrat în Hanate.Timur Lenk a supus brutal Persia, Armenia, Georgia, Mesopotamia, Azerbaidjanul și Hoarda de Aur. Mongolii au sǎrǎcit China și Rusia, au agitat lumea musulmanǎ și țǎri europene ca Polonia și Serbia. Dupǎ moartea lui Tamerlan, sângeroasa stǎpânire mongolǎ a luat sfârșit.

### Moartea Neagrǎ

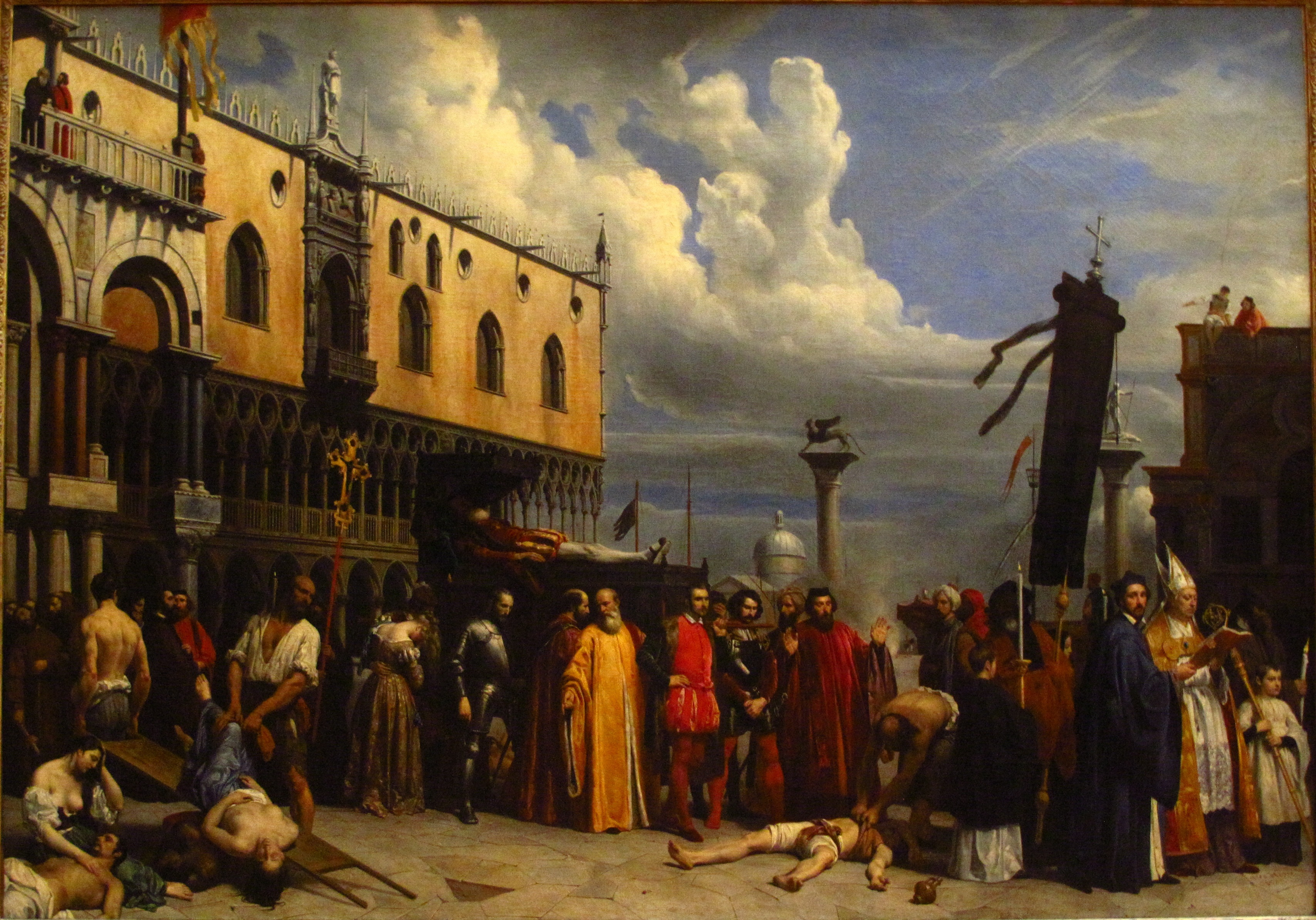
Ingroparea mortilor

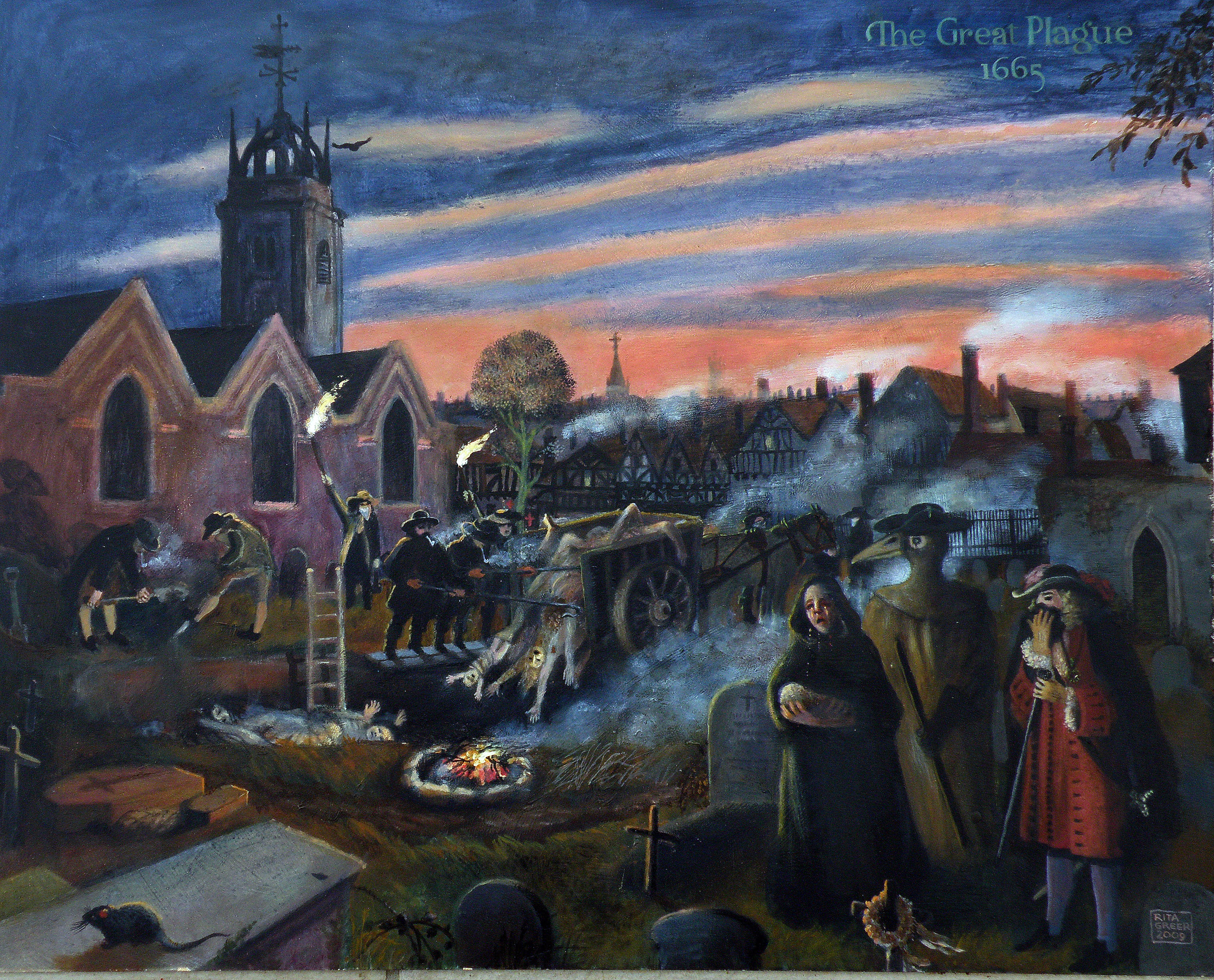
Marea Ciuma

Extremul Orient le-a dǎruit europenilor prin intermediul rutelor comerciale mǎtase, hârtie, praful de pușcǎ precum și alte tehnici și inovații care vor iniția marele salt tehnologic spre era modernǎ. Dar prin intermediul rutelor, se va infiltra un ucigaș nevǎzut care va decima populația Europei.
Scrierile occidentale ale vremii susțin aducerea de către mongoli a „ciumei neagre” din anul 1340, care a înjumătățit populația Europei Centrale. 
Hanul Jani Beg a comandat forțe tǎtare ce au atacat portul crimeean Kaffa în 1343. Dupǎ ce asediul i-a fost respins de forțele italiene, a revenit în 1345. Dar mongolii au fost cuprinși de ciumă, boală provocată de lipsa de igienă și răspândită prin intermediul șobolanilor, căpușelor, puricilor etc., dânduși seama că nu mai pot continua asediul au folosit pentru prima dată în istorie arma bacteriologică, aruncând cadavrele în descompunere ale victimelor ciumei în interiorul cetății. Marinarii genovezi infectați care au navigat din Kaffa spre Genova, au introdus "Moartea Neagrǎ" în Europa , ajungând la Paris și la Londra în 1348 , Scandinavia și Rusia în 1349. 
Oamenii credeau cǎ ciuma era o pedeapsǎ divinǎ , cǎ provenea din aer sau apǎ, neavând nici cea mai vagǎ idee cǎ ar proveni de la șobolani.Epidemia a fost rǎspânditǎ de puricii de pe șobolani care s-au înmulțit în condițile favorabile datoritǎ orașelor aglomerate, strǎzilor pline de gunoaie și excremente și lipsei de igienǎ. Treptat, bacteria care inițial se transmitea de la animal la om a dezvoltat mutații genetice transmițându-se de la om la om pe calea aerului, extinzându-se rapid și ucigând în timp scurt. Boala se manifestǎ prin apariția petelor de sânge ce se formau sub piele și se înnegreau și umflǎturi bubonice spre interiorul articulațiilor coapselor și la subsori. Victimele sfârșeau îngrozitor la câteva ore sau zile dupǎ apariția simptomelor. Tratamentele medicale de atunci erau ineficiente și primitive. 
Ciuma Neagrǎ a devastat regiuni întregi: sate, gospodǎrii și orașe au fost abandonate, bisericile și mânǎstirile erau pustite (cǎci mulți bolnavi de ciumǎ se duceau pentru a cere ajutor), meșteșugarii au fost nimiciți, negustorii panicați au evitat multe regiuni, ducând Europa la stagnare economica totalǎ. Cadavrele erau lǎsate pe câmpuri, deoarece toți doctorii, preoții și groparii erau morți, fie erau înhumate în gropi comune. La Avignon, însuși Papa Clement al VI-lea a ordonat aruncarea cadavrelor în râul Ron. Disperarea și lipsa raționamentului i-au fǎcut pe mulți oameni sǎ ajungǎ sǎ comitǎ fapte nebunești, ajungând sǎ învinovățeascǎ comunitǎțile evreiești, persecutând și masacrând mii de evrei care nu doreau sǎ se converteascǎ. 
Sistemul feudal se prǎbușise.25 de milioane de europeni au fost uciși de ciumǎ-un sfert din populația Europei de atunci. Marile orașe erau pustiite. În acest timp, Franța și Anglia erau mǎcinate de rǎzboaie.Sfârșitul lumii pǎrea cǎ sosise.

### Rǎzboiul de un veac

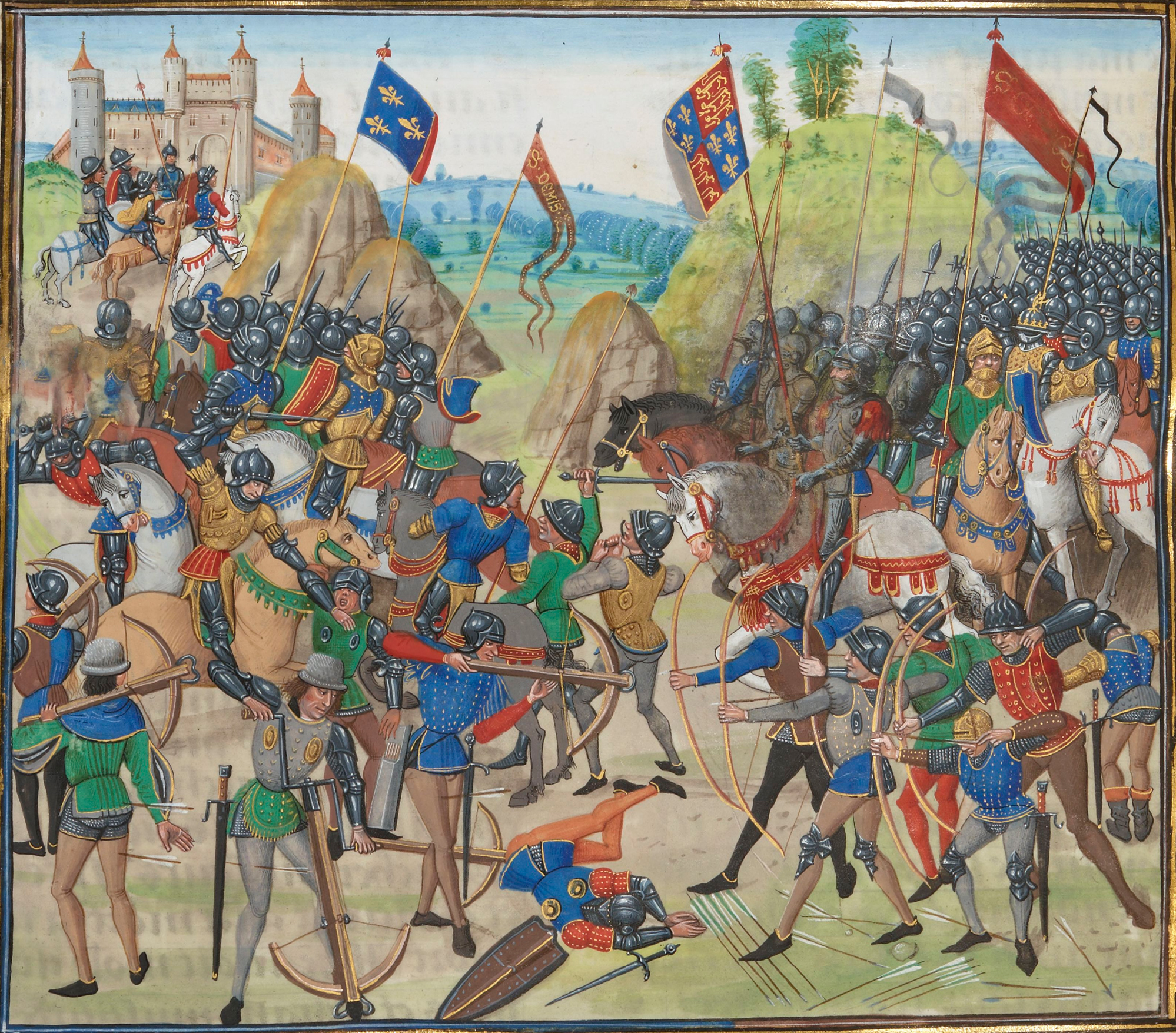
Batalia de la Crecy

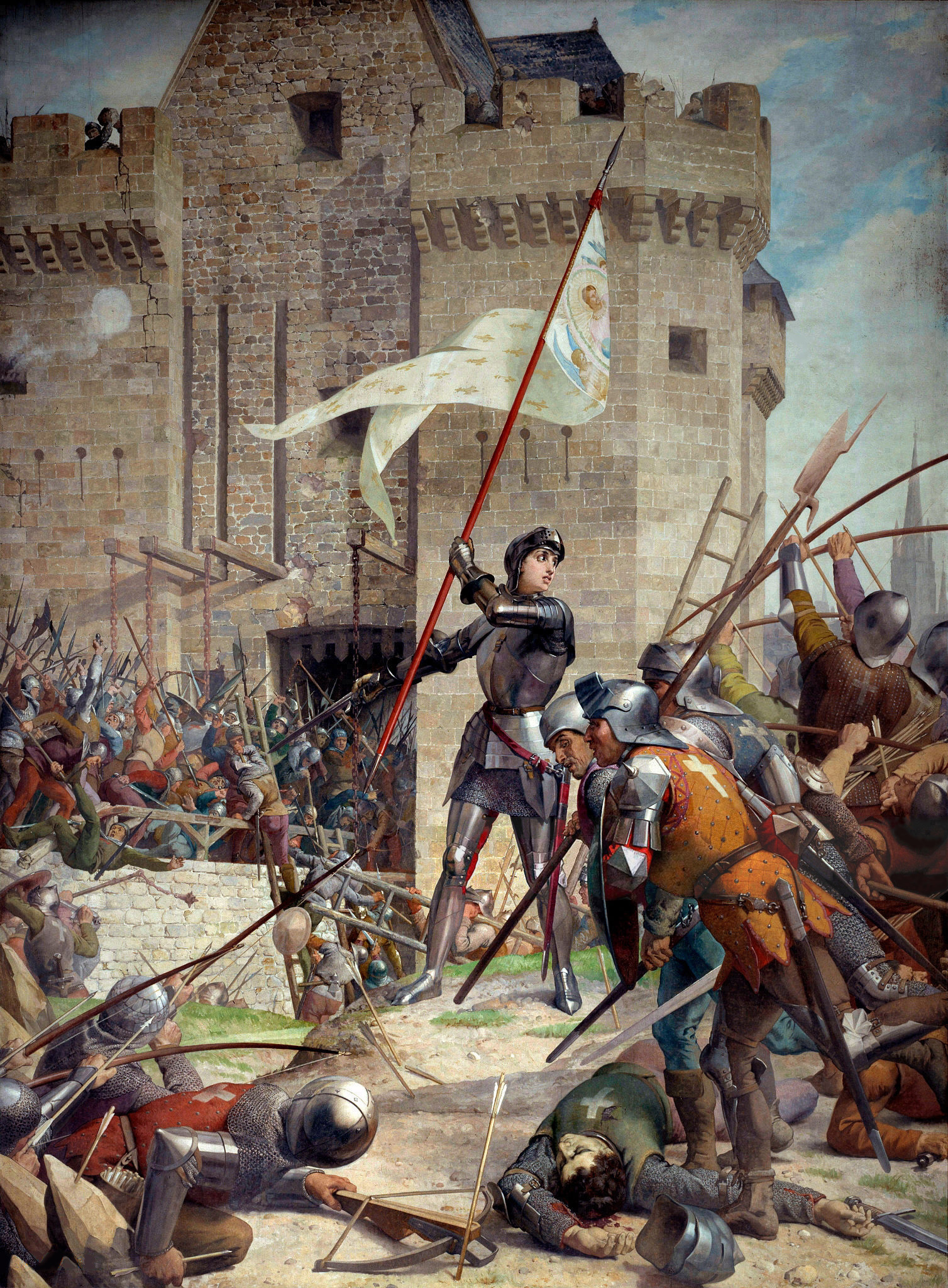
Ioana d'Arc aparand 'Orléans

În 1328, Carol al IV-lea al Franței a murit fǎrǎ sǎ lase un moștenitor pentru tron. Baronii l-au propus pe vǎrul sǎu, Filip al VI-lea al Franței, dar nepotul lui Carol, Eduard al III-lea al Angliei s-a opus, drept pentru care Filip a confiscat posesiunile engleze din Franța. În 1337 a izbucnit Războiul de 100 de Ani. Englezii au învins flota francezǎ în Canalul Mânecii la Sluys, apoi au invadat Franța, obținând victoria în Bătălia de la Crécy, unde arcașii englezi, cu arcurile lor, i-au doborât pe cavalerii francezi bine înarmați. Au capturat portul Calais și dupǎ ce ambele tabere au rǎmas fǎrǎ fonduri, au încheiat un armistițiu care a durat pânǎ în 1355. În 1355, englezii conduși de Eduard Prințul Negru au invadat Franța și au obținut o victorie în Bătălia de la Poitiers (1356). Au semnat un tratat prin care Angliei îi reveneau mari teritorii din Franța. În 1360, Franța și Anglia erau conduse de niște copii-Carol VI și Richard II. Rǎzboiul a fost reluat în 1415 când Henric al V-lea al Angliei a pretins tronul Franței și a capturat Harfleur și i-a învins pe francezi în Bătălia de la Azincourt, ocupând nordul Franței. În 1428, unchiul lui Henric a asediat orașul Orléans, dar a fost respins de forțele franceze conduse de o adolescentă de 17 ani, Ioana d'Arc, care susținea cǎ a avut viziuni și a auzit voci divine care îi porunceau să elibereze Franța. L-a sprijinit pe noul rege francez încoronat, Carol al VII-lea al Franței. A fost învinsă la Paris și capturată de burgunzi și vândutǎ englezilor, care au ars-o pe rug sub acuzația de vrǎjitorie. Dupǎ ani de lupte, francezii și-au recuperat teritoriile în 1453 punând capǎt rǎzboiului de 116 ani , doar portul Calais rǎmânând sub stǎpânire englezǎ.

### Imperiul Soarelui

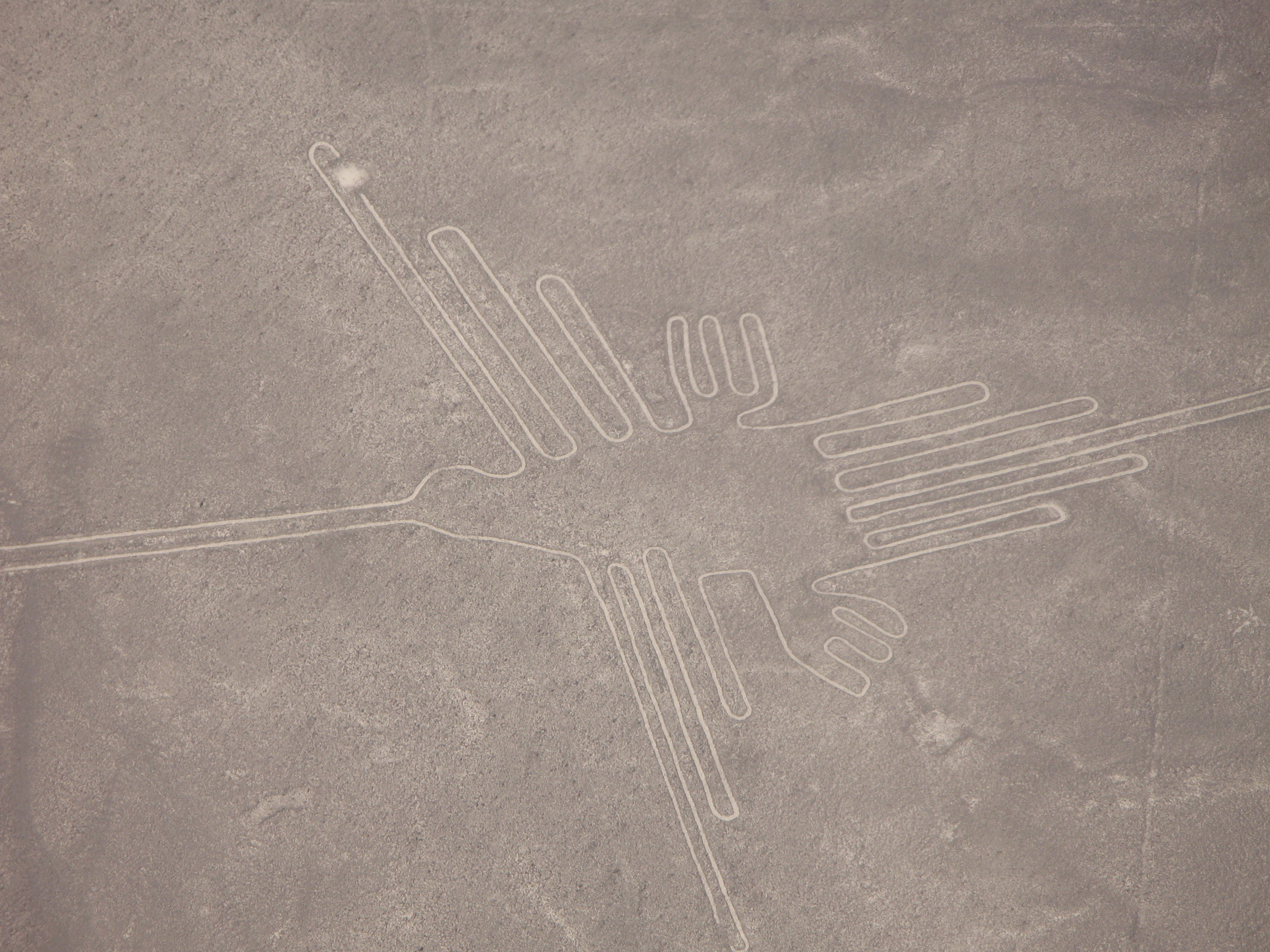
Liniile de la Nazca

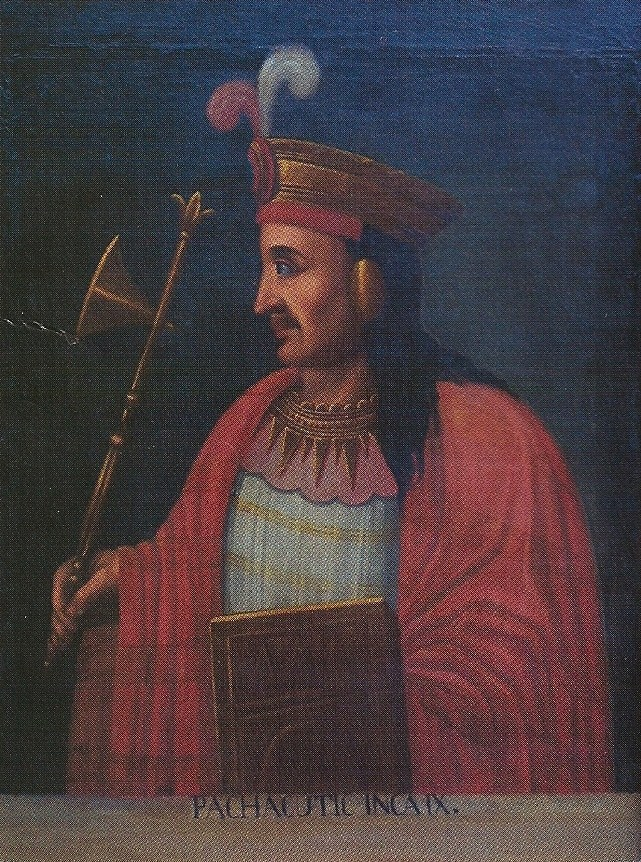
Pachacutec

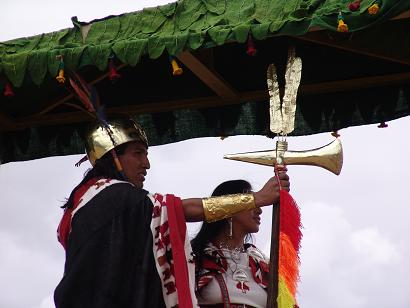
Incasi

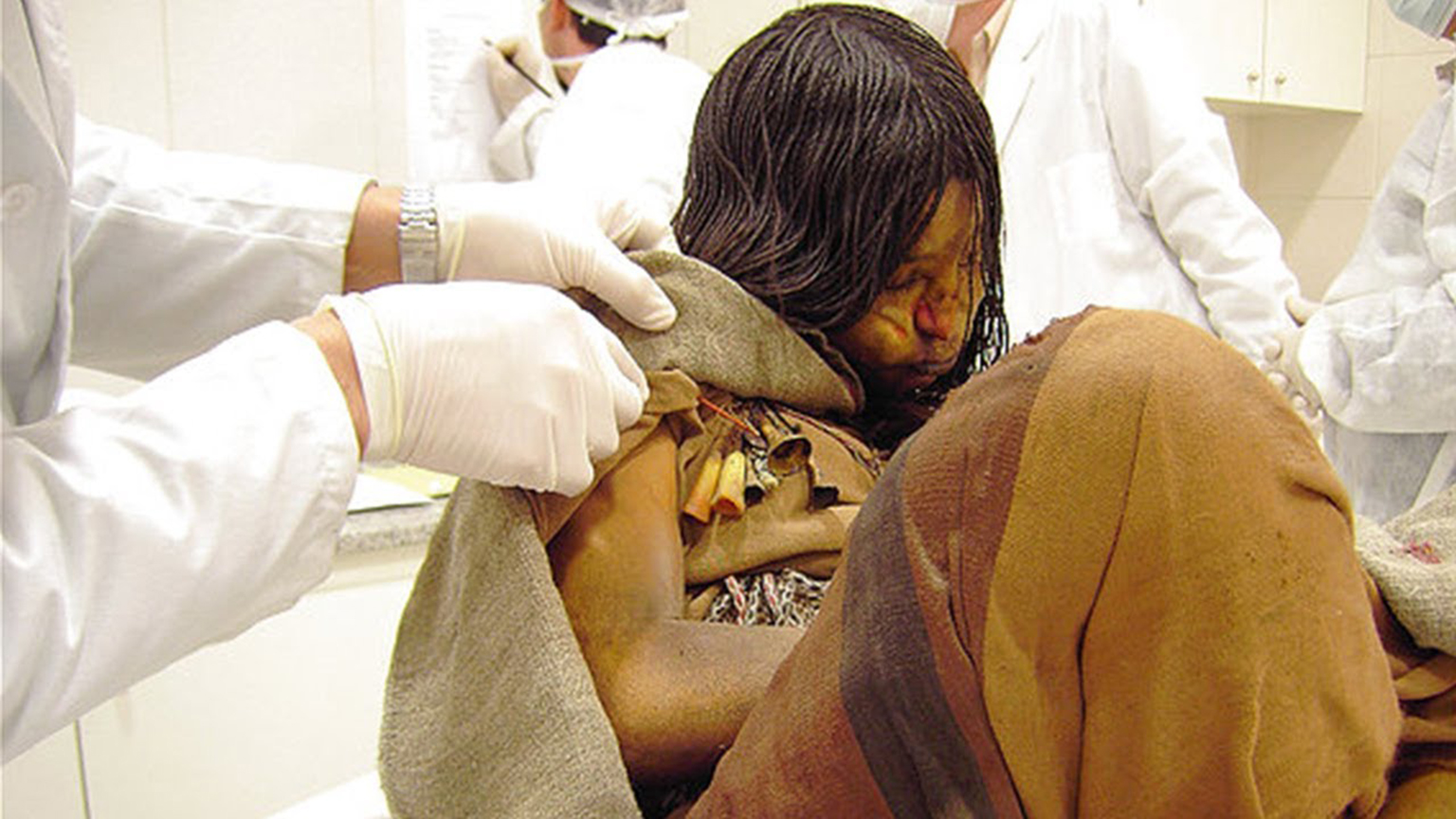
Mumie incasa

În timp ce Europa și Asia erau mǎcinate de Moartea Neagrǎ, în Americi, izolarea nu numai cǎ proteja civilizațiile, dar le ajuta sǎ prospere. Dar lumea aceasta era lipsitǎ de cai, unelte de fier și roatǎ. Însǎ se practica agricultura intensivă pe versanții abrupți și la poalele Anzilor cu unelte de lemn , producând legume nemaintâlnite în Europa: cartofi, dovleci, fasole, roșii și porumb și creșteau lame și alpaca. Incașii  construiau poduri, drumuri și orașe în zone montane înalte. Demnitarii regali supravegheau orașele și se asigurau cǎ în atelierele de ceramicǎ, textile și obiecte decorative din metal se lucra eficient. Regele sau Sapa Inca conducea țara din Cuzco. Incașii nu cunoșteau scrierea, pǎstrau tot ce era de reținut pe quipu-sfori cu noduri ce reprezentau informații referitoare la populație sau la impozite. 
Undeva în munții Anzi din America Centralǎ, în 1438, un tânǎr conducǎtor incaș (Sapa Inca), pe nume Pachacuti, credea cǎ se descinde din Inti, zeul Soarelui, care îi dǎruise dreptul sǎ fie conducǎtor. Era adorat aidoma zeilor. 
Când tribul rival Chankas din Peru a invadat Cuzco, în timp ce tatăl și fratele său au fugit de la locul faptei, Pachacuti și-a adunat armata și s-a pregătit pentru o apărare disperată a țǎrii sale natale. În luptă, Chankas își aduceau craniile inamicilor și mumia regelui lor mort. Au fost învinși încât legenda spune cǎ chiar și pietrele s-au ridicat pentru a lupta de partea lui Pachacuti. În realitate, soldații incași utilizau bolas-prǎștii din pietre legate cu curelușe din piele, lǎnci de lemn și ghioage cu capete în formǎ de stea.
S-a hotǎrât sǎ-și extindǎ imperiul. În 1450, a cucerit bazinul Titicaca, iar în 1463 a pornit rāzboi împotriva triburilor lupaca și colla. Sub comanda lui Topa, fiul lui Pachacuti, armata incașǎ a înfrânt în 1466, imperiul învecinat Chimu, iar Topa a continuat expansiunea dupǎ ce a devenit Sapa Inca în 1471. În 15 ani, a cucerit îndepǎrtatele ținuturi sudice, ulterior stǎpânind și teritoriile nordice și vestice. 
Huyana Capac a extins imperiul și a construit a doua capitalǎ la Quito. În 1525, imperiul se întindea pe 3000 de km de-a lungul vestului Americii de Sud. În același an, imperiul a fost împǎrțit între fii lui, Huascar care a luat sudul, iar Atahulpa a luat nordul. Divizarea a dus la rǎzboi civil, iar în 1532-1535, profitând de conflictul acestora, spaniolii au cucerit și distrus imperiul. 
Cea mai importantǎ rǎmǎșițǎ rǎmasǎ a imperiului este Machu Picchu, un oraș sistuat în vârf de munte și camuflat atât de bine încât a fost descoperit în 1911. A fost una dintre ultimele bastioane de apǎrare a incașilor împotriva invadatorilor spanioli. Construitǎ din pietre îmbinate cu precizie, fǎrǎ mortar, Machu Picchu a fost centru spiritual, cu un observator astronomic și temple.

### Epoca de aur a Africii

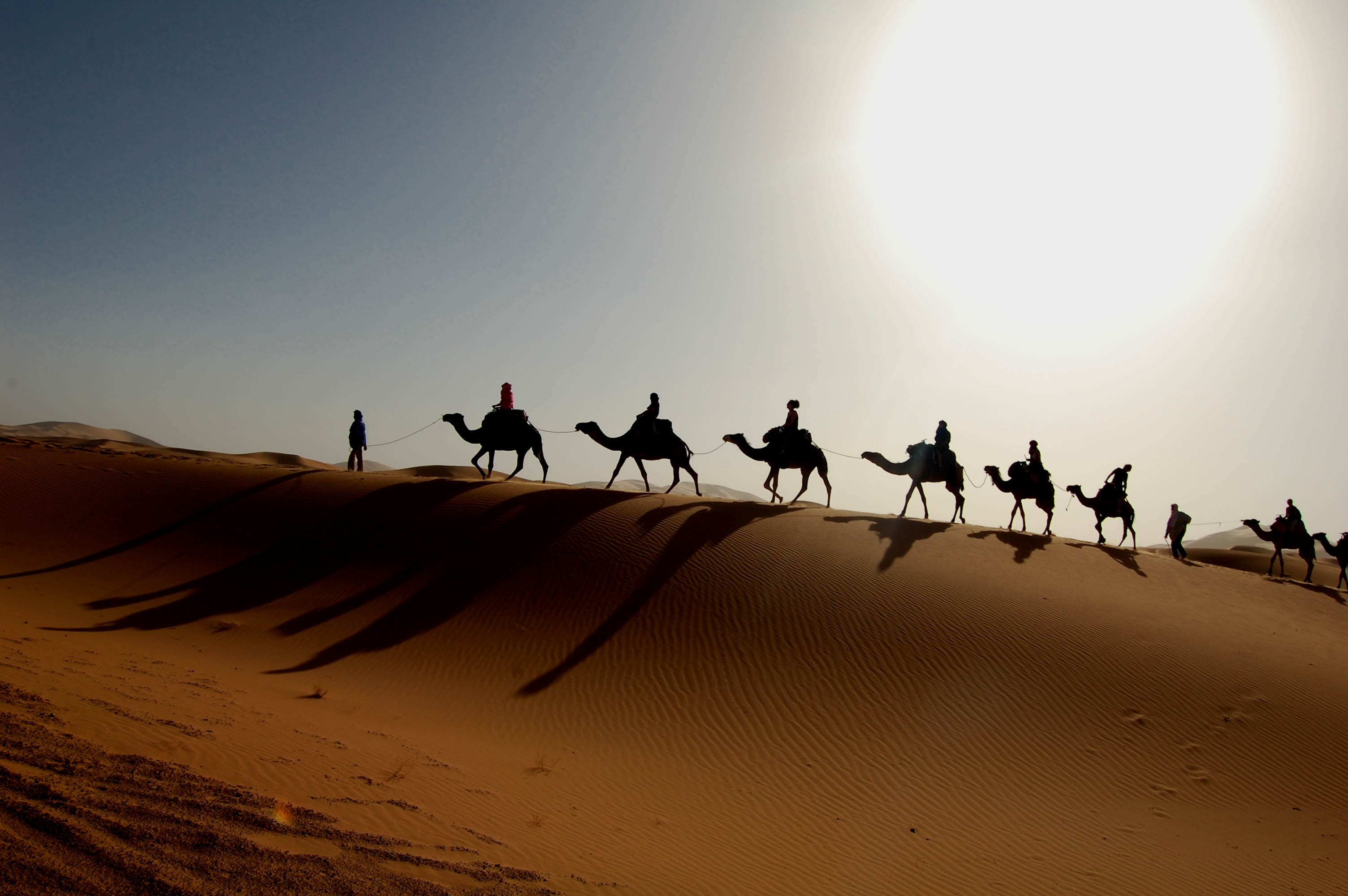
Caravană marocană în Deșertul Sahara

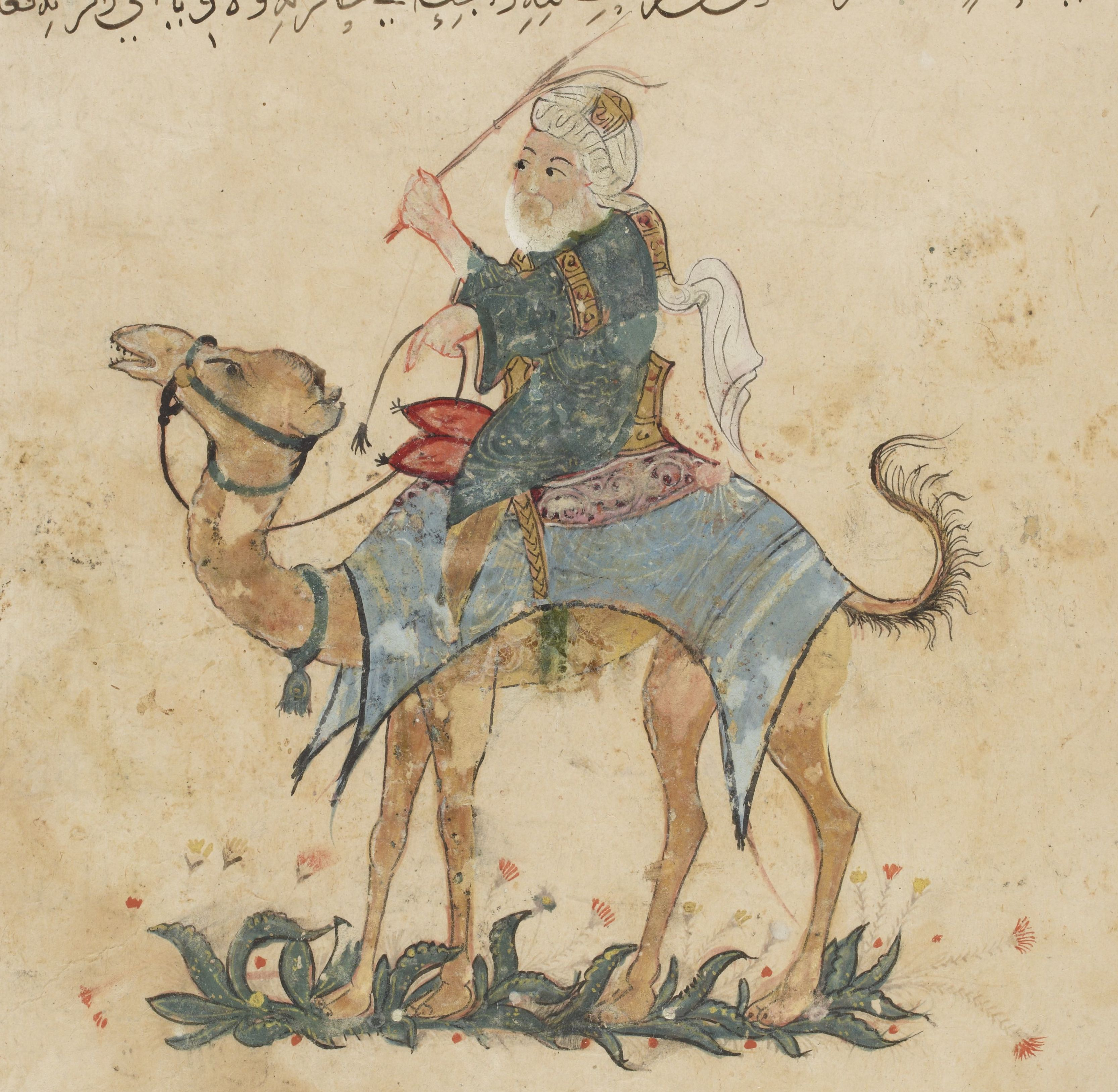
Ibn Battuta

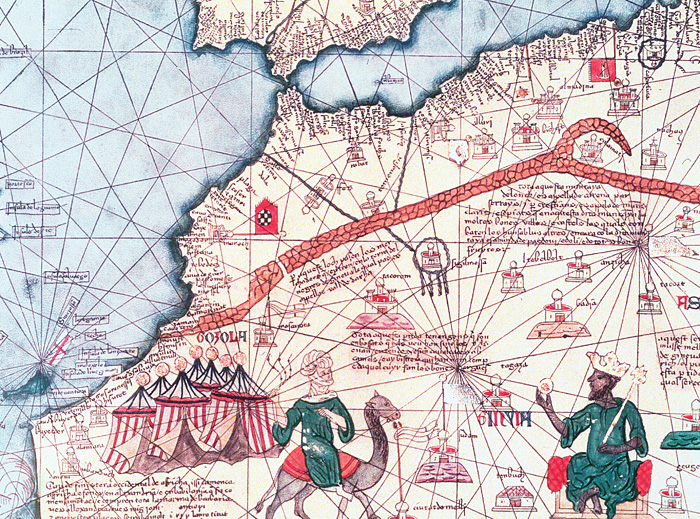
Africa de Vest in Harta Catalana reprezentându-l în centru pe Mansa Musa

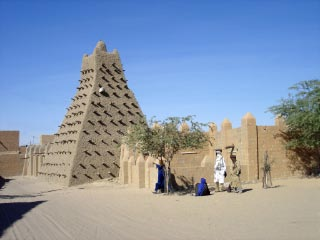
Moscheea Sankore

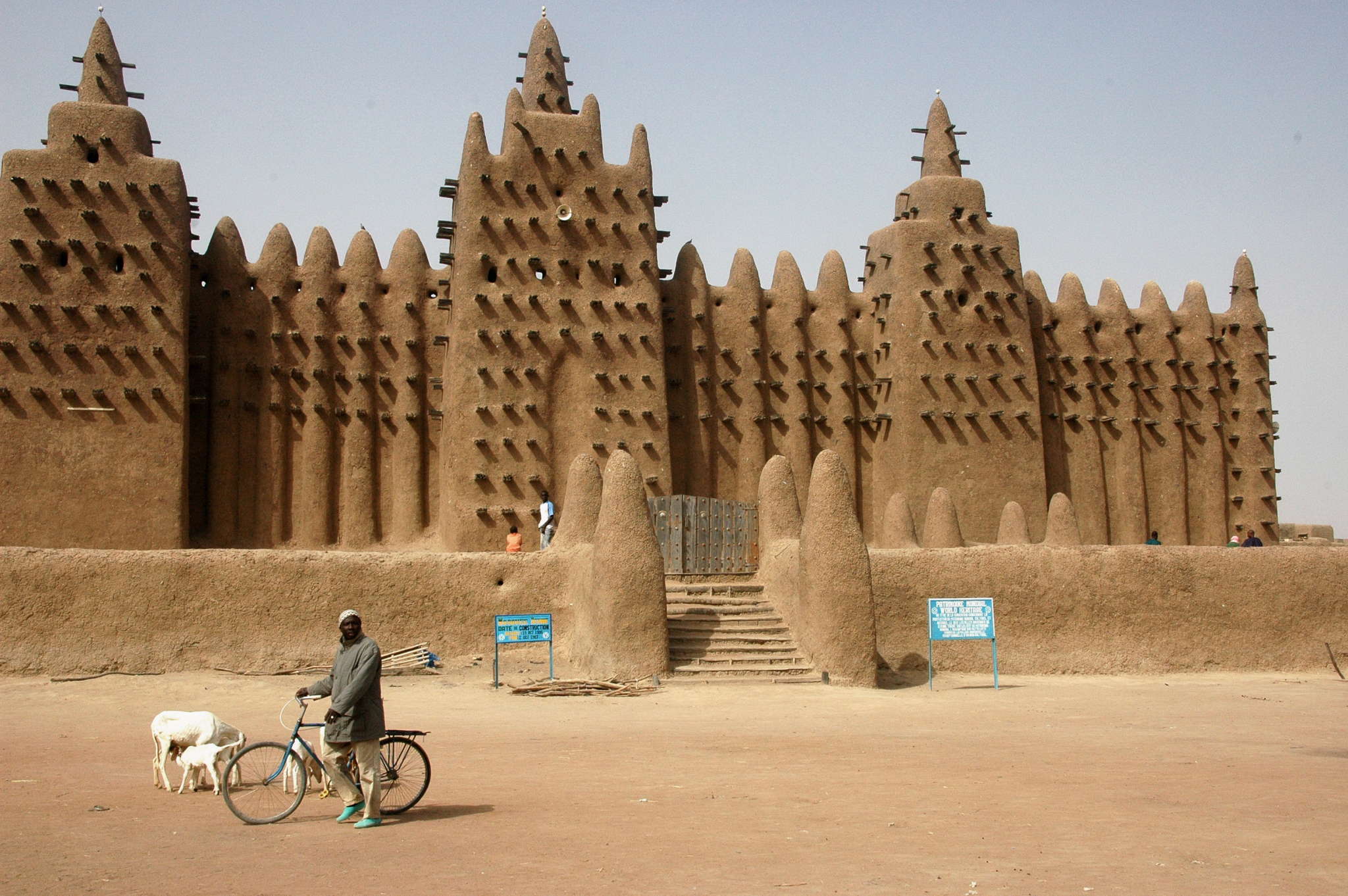
Moscheea de la Djenne

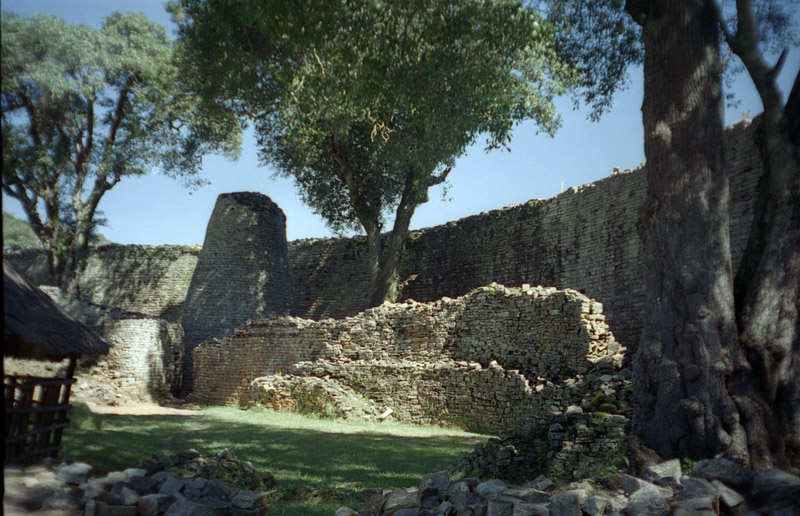
Marele Zimbabwe

În nordul Africii, Ghana era un centru al comerțului cu aur, condus de berberi care dominau transportul cu cǎmile prin Sahara și cumpǎrau aur de la triburile soninke în schimbul sǎrii.
În cel mai larg deșert al planetei, Sahara, o caravanǎ de negustori și cǎlǎtori musulmani cu cǎmile strǎbǎteau deșertul. În fruntea expediției era Ibn Battuta , marocan de origine, care a cǎlǎtorit toatǎ viața și și-a descris amǎnunțit cǎlǎtoriile din Africa,Rusia, Maroc și India, iar pe mare, în China de sud.
În Deșertul Sahara sunt temperaturi medii ridicate (38 °C), deosebit de fierbinte și uscată. Un loc periculos pentru cǎlǎtori, dar conține cele mai vitale resurse, precum sarea, care înaintea apariției frigiderelor, menținea hrana uscatǎ, absorbind apa și prevenind bacterile. Caravanele traversau Deșertul Sahara și înfruntau cāldura arida, lipsa apei și furtunile de nisip pentru a transporta sarea în orașele din Mali, ca Koumbi, Saleh, Djenne sau Tombouctou. Djenne și Timbuktu erau centre de învǎțǎmânt unde musulmanii se amestecau cu africanii. Mali a atins apogeul civilizației sale în timpul lui Mansa Musa, unul dintre cei mai bogați oameni din istorie datoritǎ aurului abundent din Mali. Când a fǎcut un pelerinaj la Mecca în 1324, a luat cu el 500 de sclavi și 90 de cǎmile încǎrcate cu aur. Tot el, ca un musulman devotat, a clǎdit Marea Moschee din Djenne care a fost terminată abia în 1907. 
În Mali, sarea era așa de cerutǎ încât era plǎtitǎ în aur. Orașele comerciale din Mali exportau fildeș, aur și sclavi cǎtre lumea musulmanǎ și cãtre orașele Veneția și Genova din Europa. Aurul african va sta la bazele Renașterii și saltului cultural al Europei.
În estul Africii, dupǎ colapsul regatului Axum, Etiopia, întemeiatǎ de dinastia iudaicǎ Zagwe în 1137, s-a dezvoltat, extinzându-și teritoriul în munții din estul Africii, înglobând multe teritorii. Majoritatea etiopenilor se convertiserǎ la creștinism. În 1270 a fost întemeiatǎ dinastia solominicǎ, ai cǎrei membri pretindeau deșcendența din regele Solomon și regina din Saba.
Benin din pǎdurile tropicale din vestul Africii, era un centru de extragere al aurului din savanele de pe podișurile înalte. Capitala sa, Benin, avea strǎzi largi, mǎrginite de case de lemn și împrejmuit de un zid lung de 40 de km. Palatul regelui oba era bogat ornamentat cu plǎci de bronz și sculpturi. Negustorii din oraș fǎceau comerț cu țesǎturi, fildeș, metale, ulei de palmier și piper. Iar Zimbabwe a prosperat datoritǎ zǎcǎmintelor de cupru și aur, exploatând peste o mie de mine. Zimbabwe a devenit celebru pentru Marele Zimbabwe, cetatea palatului, împrejmuit de ziduri.
Între 1424 și 1434, prințul Henric Navigatorul, fiul regelui Portugaliei, dupǎ ce a descoperit în Maroc obiecte de preț aduse din vestul Africii, din Songhai și Senegal, curiozitatea l-a împins sǎ întreprindă o expediție navală și sǎ exploreze coasta africanǎ, ajungând în zona actualului stat Sierra Leone. Expediția lui Henric i-a motivat pe portughezi sǎ navigheze mai târziu și mai departe pe lângǎ coasta vesticǎ africanǎ, în cǎutarea unor rute maritime spre India și Extremul Orient.

### Tărâmul celor 1000 de temple

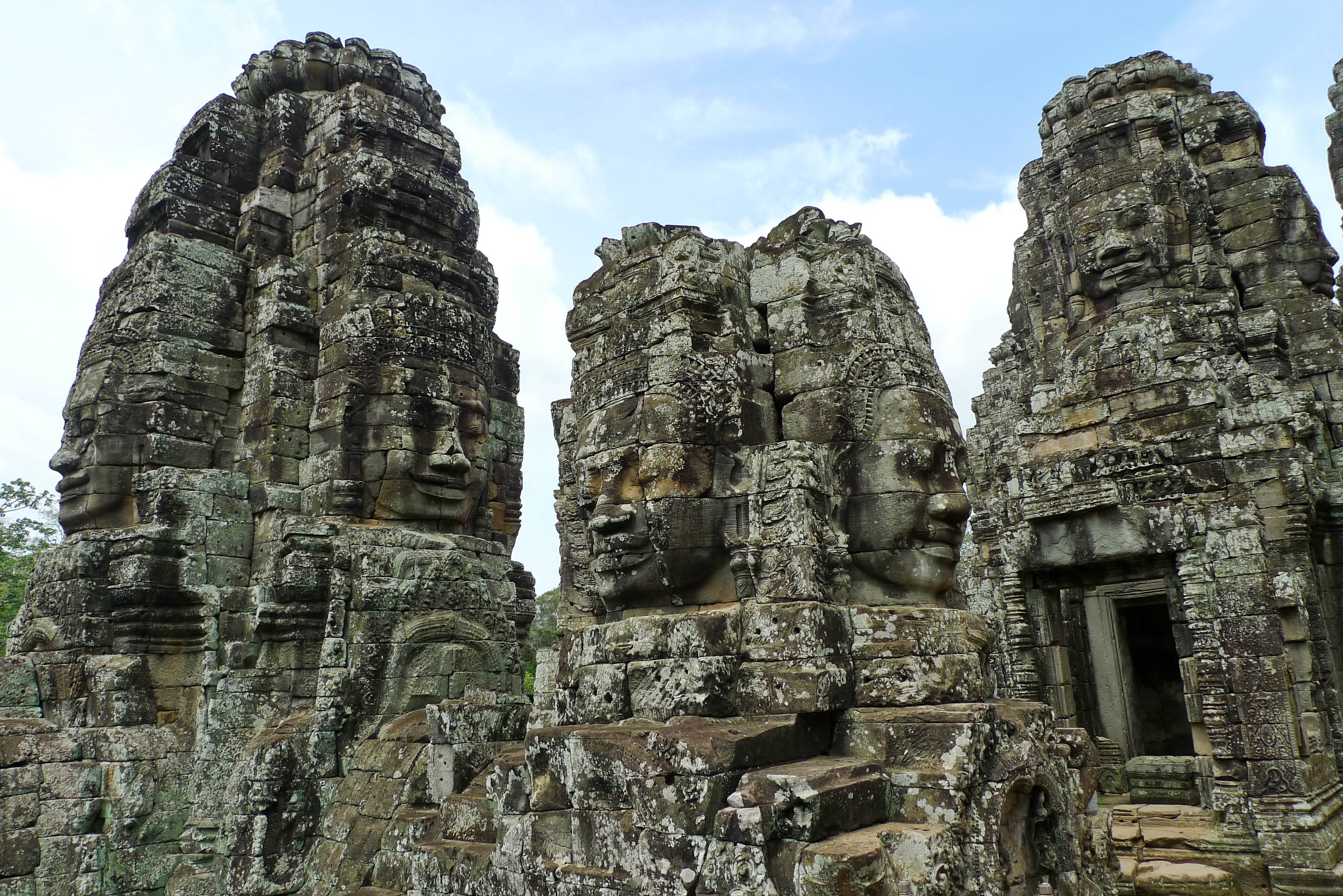
Angkor Thom

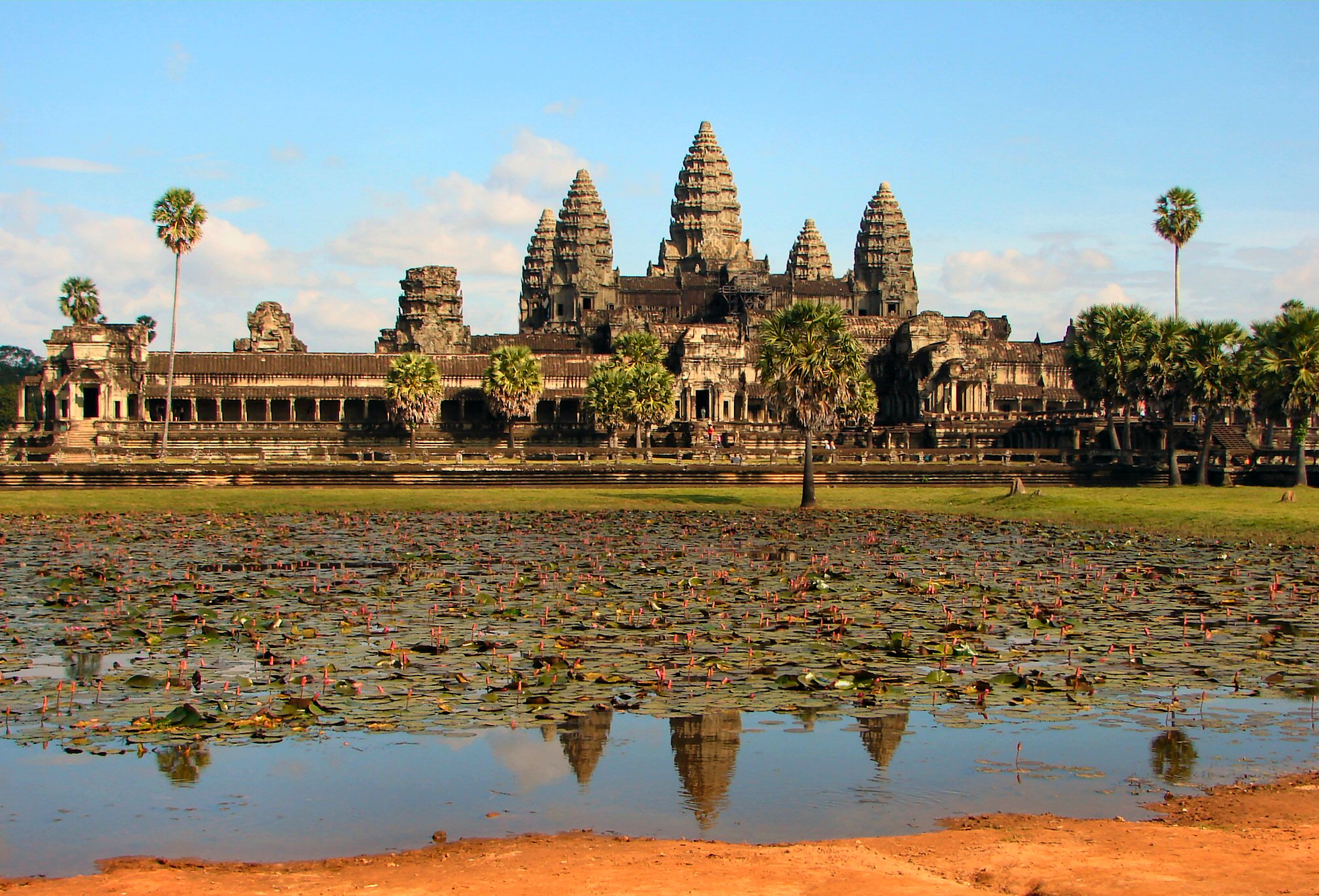
Angkor Wat

Dupǎ ce au creat statul Chen-la în sec. IV, din sec. VII în Cambodgia de azi, au adoptat budismul. Dupǎ o perioadǎ de declin, timp în care au fost ocupați de javanezi, în 802, rajahul Jayavarman a creat un nou stat khmer, devenind un rege zeu sau devarajah. Armatele sale cuprindeau sute de elefanți cu care a cucerit Thailanda și sudul Vietnamului. 
Își avea sediul la Angkor Thom de lângǎ lacul Tonle Sap. Khmerii și-au scris cǎrțile pe hârtie, frunze de palmier și pe piele de vițel, scrieri ce n-au rezistat. Dar aflǎm numeroase informații despre civilizația acestora din legendele chineze și din ruinele și sculpturile de la Angkor Thom și Angkor Wat.
Khmerii fǎceau comerț cu India și China schimbând mirodenii și coarne de rinocer pentru porțelan. 
Imperiul a atins apogeul sub Suryavarman I și Suryavarman II. Dupǎ secolul XIII, muncitorii s-au sǎturat de munca forțatǎ în favoarea devarajahilor și societatea a intrat în declin. În 1444, armatele invadatoare thailandeze i-au silit pe khmeri sǎ-și abadoneze orașul Angkor. Cambodgia a fost astfel anexatǎ de regatul Thai al Siamului.

### Căderea Constantinopolului

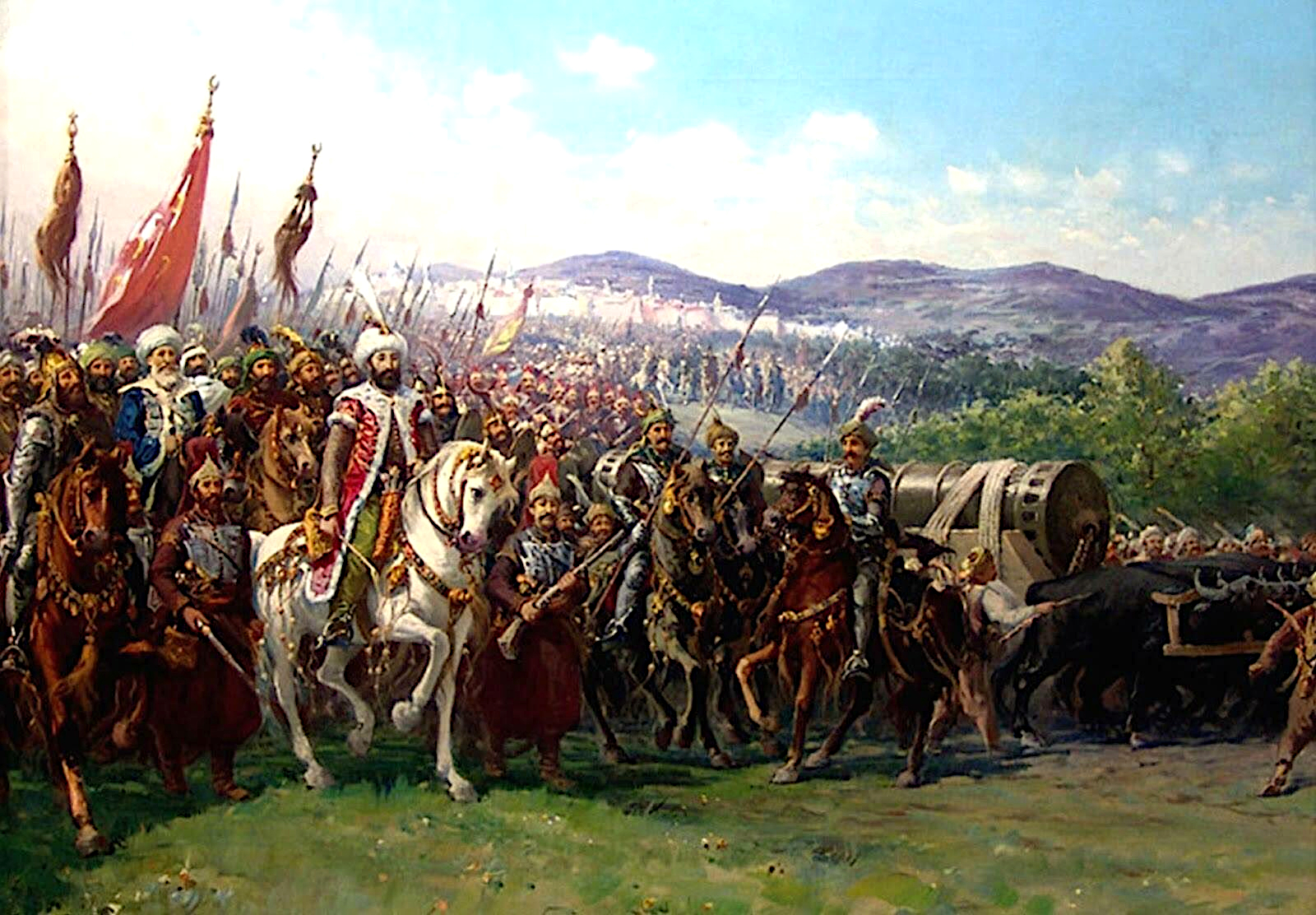
Asediul

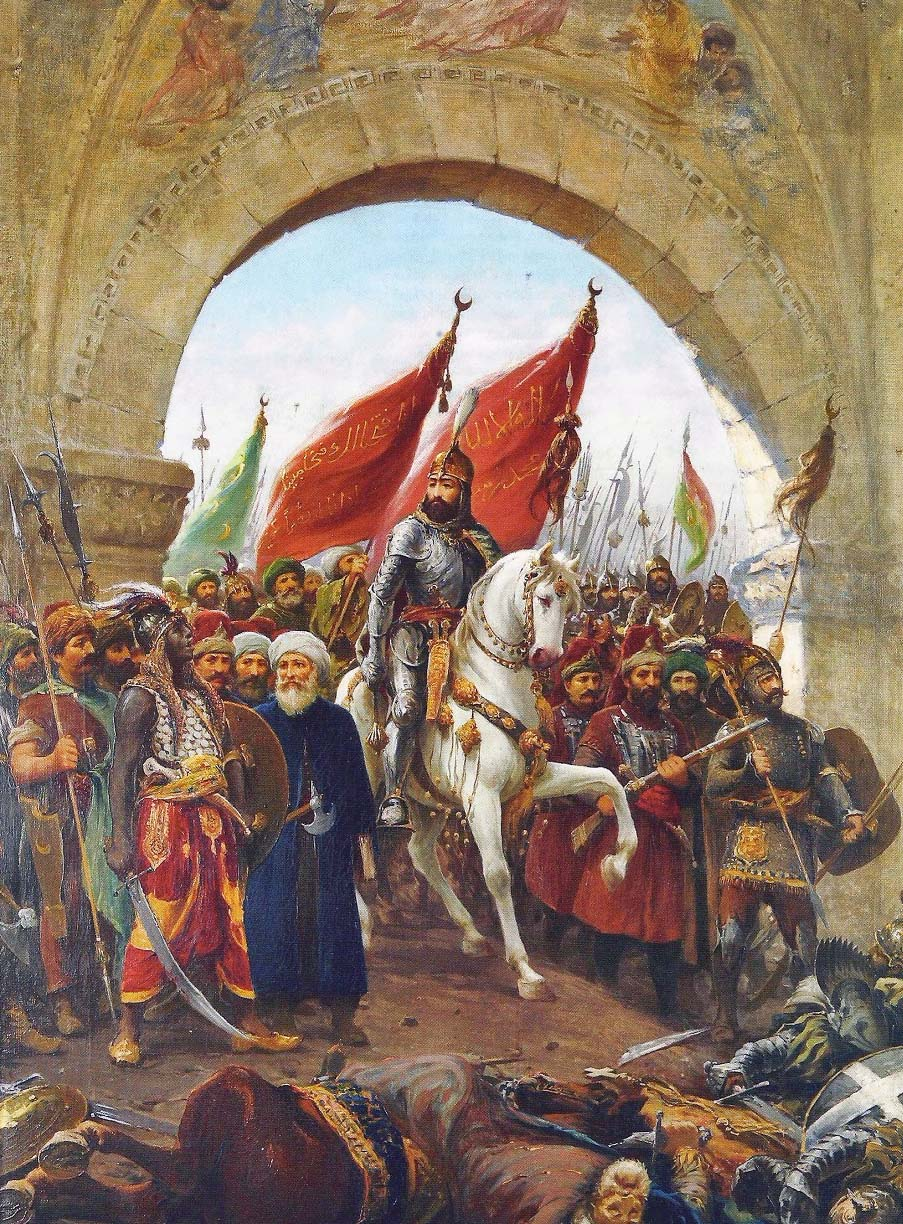
Intrarea lui Mahomed in Constantinopol

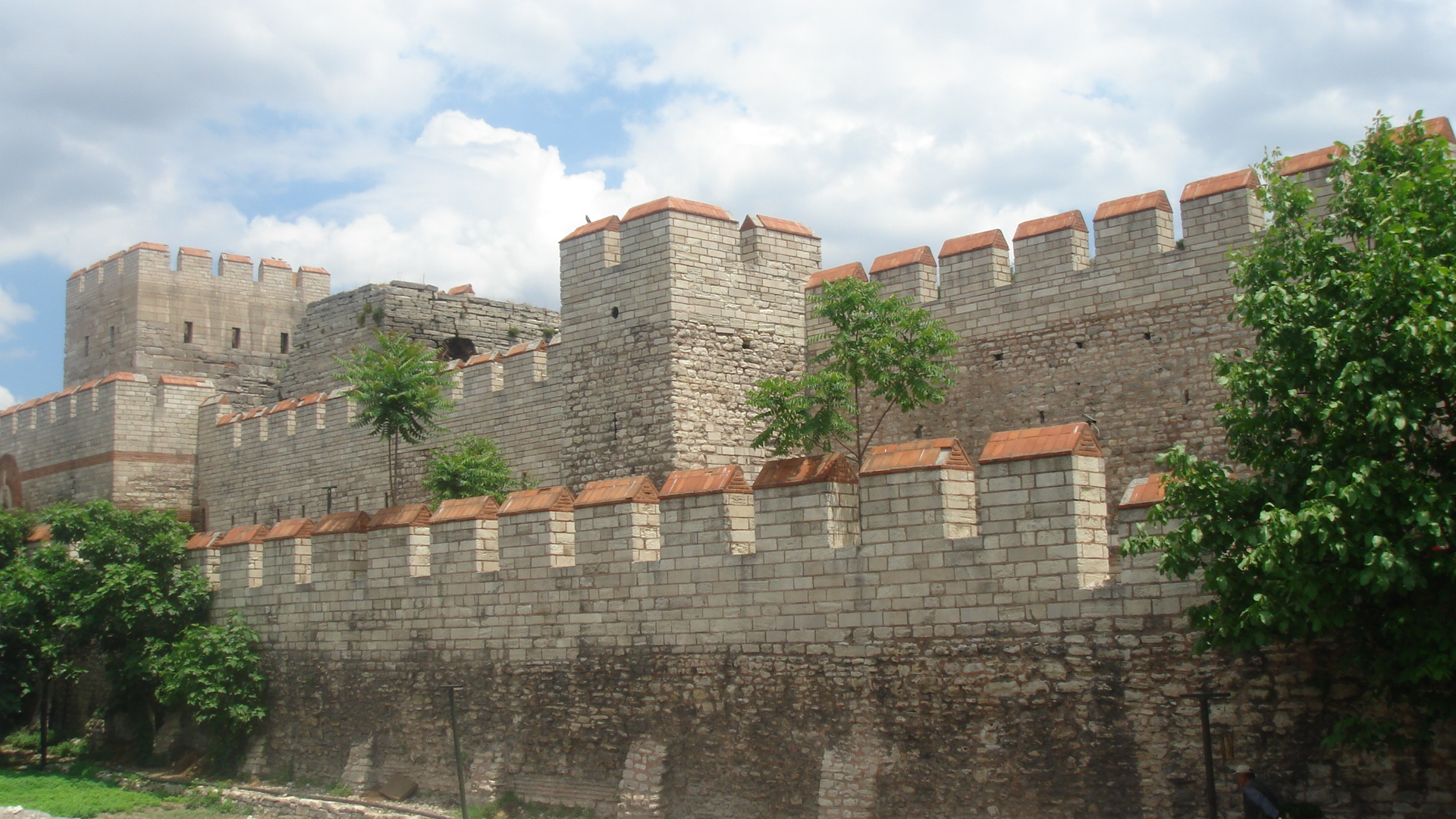
Zidurile Constantinopolului

Ca și mongolii, turcii erau nomazi ce au luat în stǎpânire Asia Micǎ din secolul al XIV-lea. În 1450, otomanii dețineau controlul asupra unor mari pǎrți din Grecia, Bosnia, Albania și Bulgaria și încercau sǎ cucereascǎ Ungaria. Din Imperiul Bizantin nu mai rǎmase decât Constantinopolul, ca ultimul bastion al strǎvechiului Imperiu Roman. 
În 1453, turcii, conduși de sultanul Mahomed al II-lea, care visa de la 13 ani sǎ cucereascǎ Constantinopolul și sǎ formeze un nou imperiu islamic, au lansat asaltul final asupra orașului. Preluând Constantinopolul, Mehmed avea sǎ deținǎ cheia rutelor comerciale dintre est și vest, Constantinopolul importând mirodenii din India. 
Ultimul împǎrat bizantin, Constantin al XI-lea Paleologul, avea 10.000 de soldați, Mehmed avea 150 000 de soldați și ieniceri cu care a transportat pe uscat 70 de corǎbii, ocolind fortificațiile dinspre mare ale Constantinopolului, pentru a ataca prin surprindere. Apǎrați de ziduri solide lungi de 4 kilometri cu înǎlțime de 100 de metri, bizantinii au rezistat 54 de zile pânǎ când în final.
Cu ajutorul tunurilor și artileriei grele, zidurile au fost doborâte, iar trupele lui Mehmed au ocupat orașul, desființând Imperiul Bizantin. Cucerirea Constantinopului de cǎtre Mehmed al II-lea "Cuceritorul" a marcat începutul epocii de aur a Imperiului Otoman, iar fosta capitalǎ bizantinǎ a fost redenumitǎ Instanbul. Prin desființarea Imperiului Bizantin, civilizația romană se încheie dupǎ o existență de aproximativ 2200 de ani. De asemenea, cucerirea Constantinopolului va duce la sfârșitul erei castelelor și cetǎților medievale înconjurate de ziduri și la utilizarea în masǎ a armelor de foc și prafului de pușcǎ. Ocuparea bazinului mediteranean estic și preluarea rutelor și centrului comercial dintre orient și occident îi va obliga pe europeni sǎ caute noi rute alternative. Mulți învǎțați bizantini care au supraviețui asediului se vor refugia în Europa, mai ales în orașele comerciale italiene, unde vor împrǎștia ideile și cunoștințele antice pierdute, posedate doar de ei, care vor da astfel startul Renașterii.
Căderea Constantinopolului  duce la descoperirea Lumii Noi , formarea unor noi imperii coloniale europene, apariția unor noi tehnici militare moderne și în final, la apariția unei noi superputeri mondiale în America, marcând începutul unei noi ere.

## Renașterea

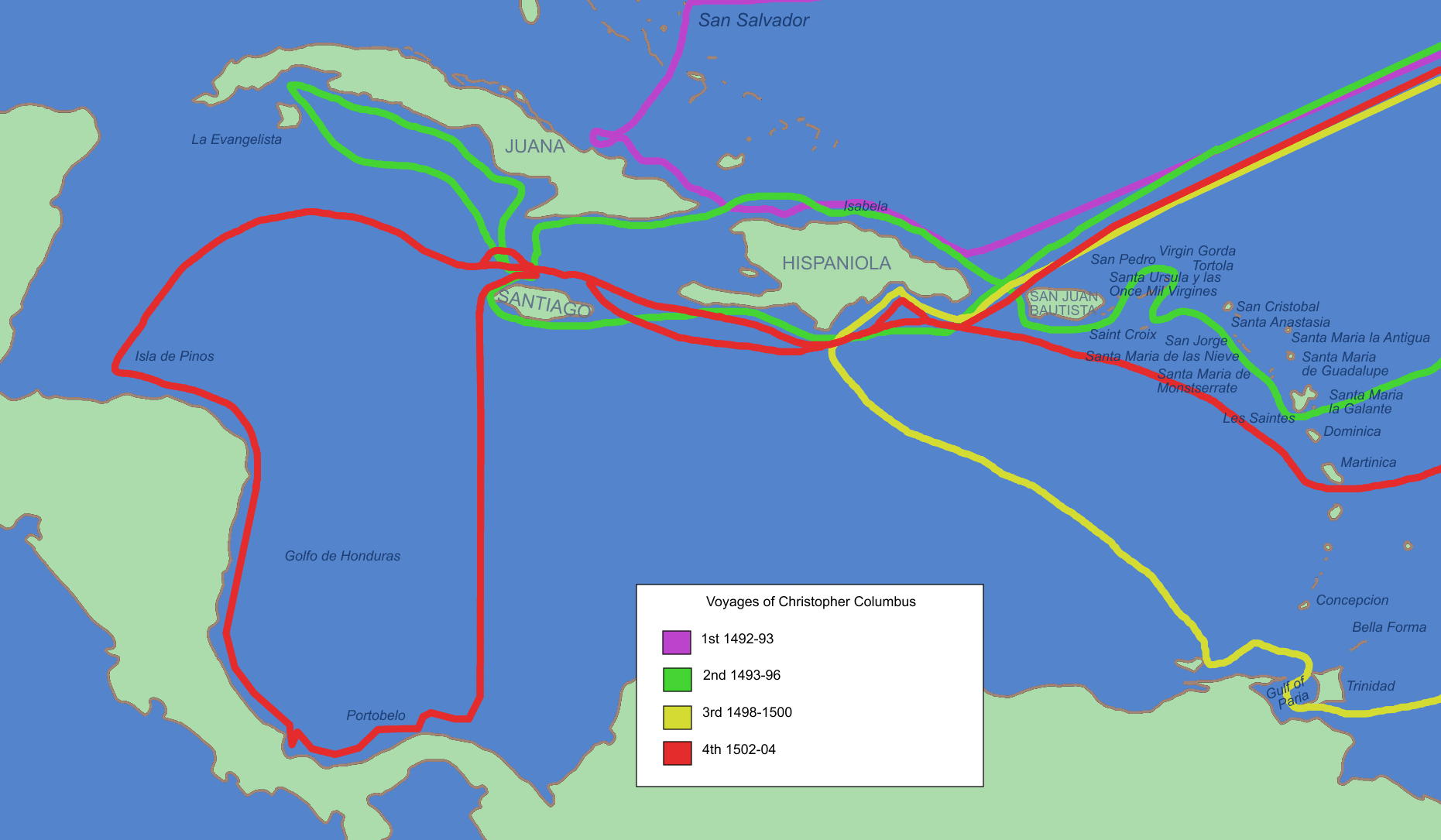
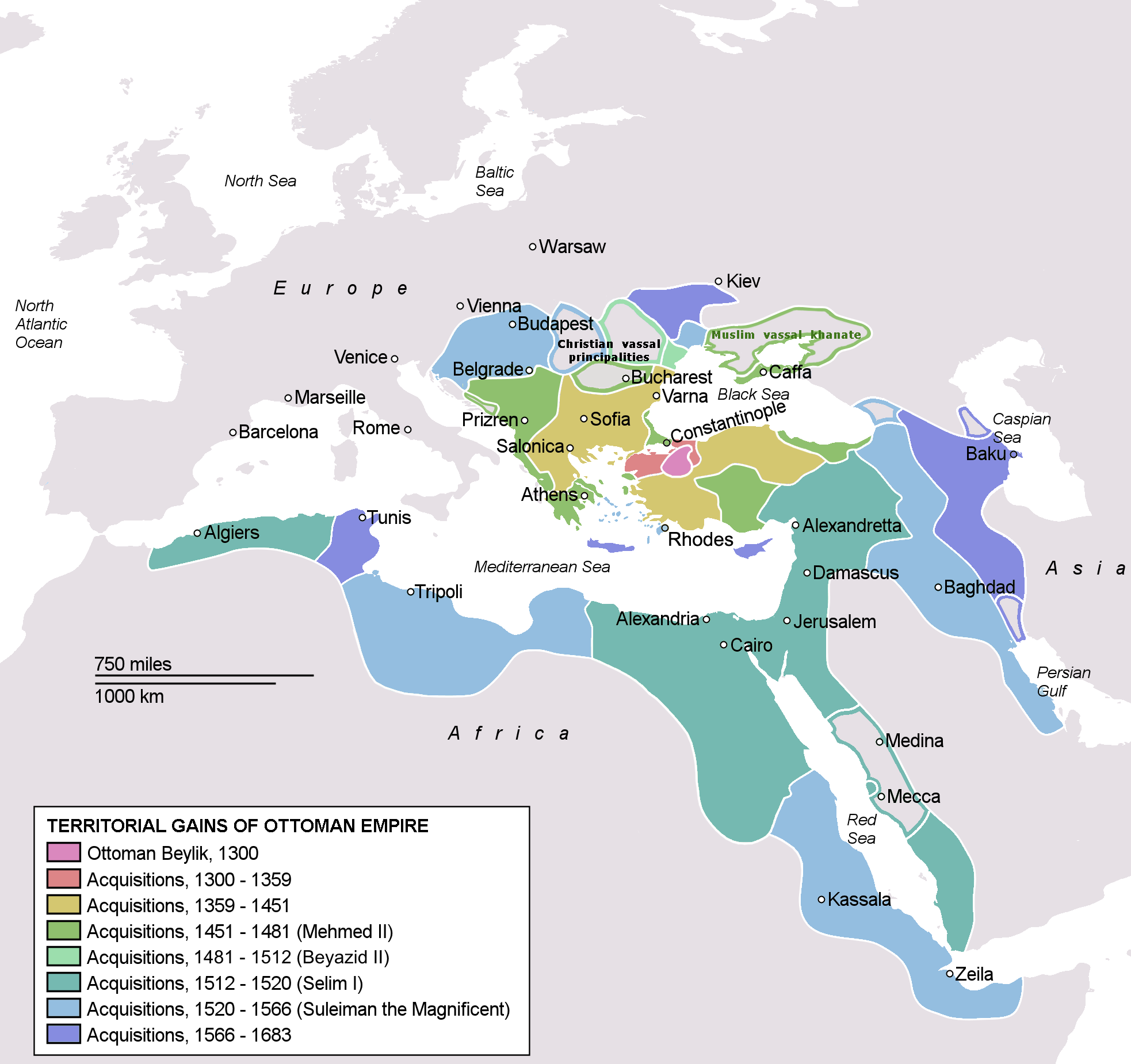
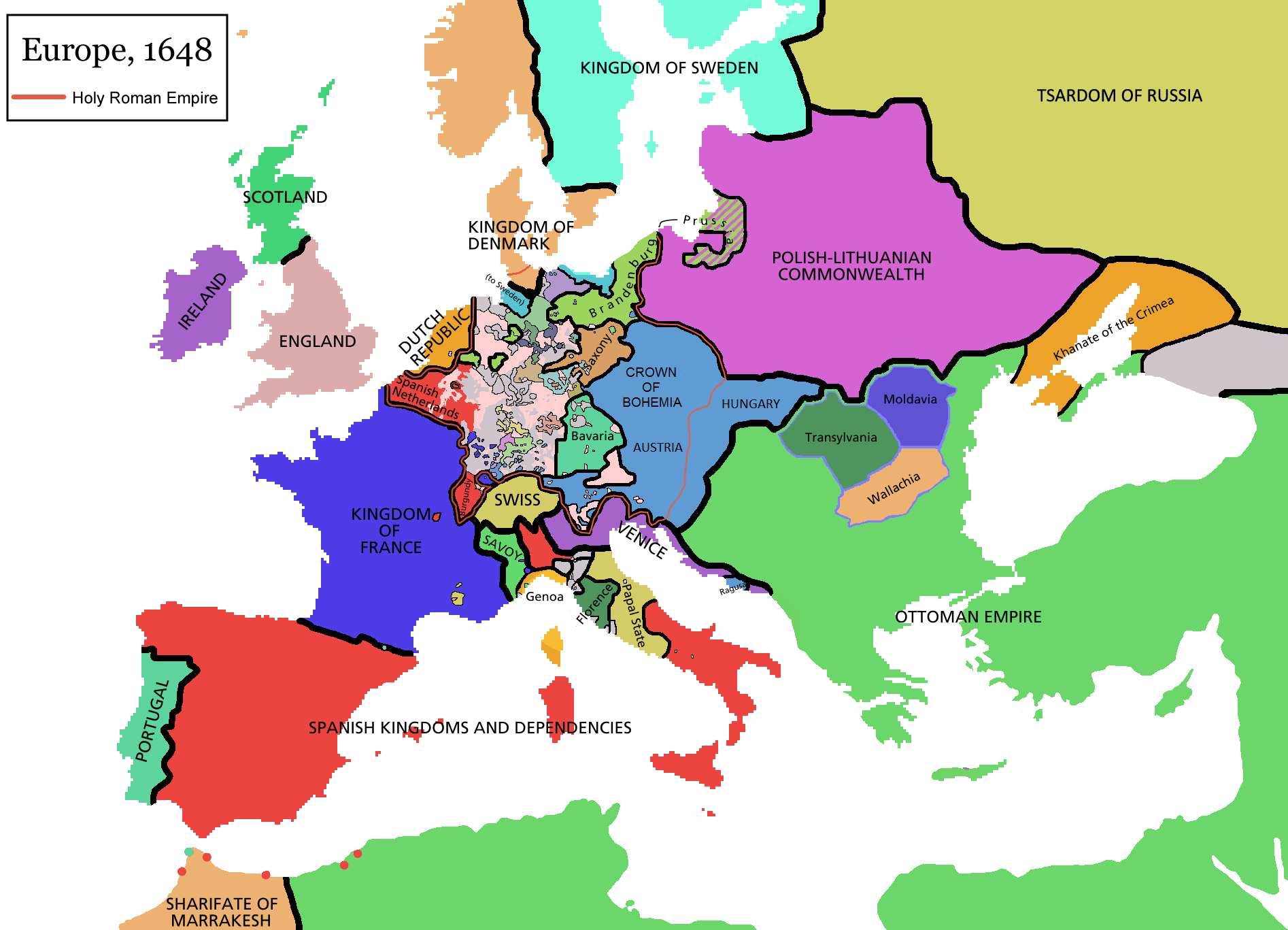

Europenii s-au desprins de Evul mediu și au început să călătorească pe alte continente. În 1461, marinarii, negustorii și coloniștii europeni au plecat în căutare de noi rute spre Extremul Orient și ajung în America, unde aveau să întemeieze primele colonii. 
În Europa, orașe că Florența și Amsterdam se aflau la apogeu, dezvoltându-se noi afaceri. Spania, inițial fragmentată în regate mai mici, după Reconquista, a devenit un regat unitar urmând să se dezvolte de pe urmă descoperirii Americii într-un glorios imperiu colonial. Pe lângă noi resurse din ținuturile descoperite, se aduceau și idei noi. Apare și o nouă religie-protestantismul care va caută să răstoarne vechea autoritate catolică. Conflictele religioase aveau să ducă la devastatorul război de 30 de ani și la războiul civil din Anglia. Dar conducătorii au devenit mai bogați și patroni ai artelor. Mulți oameni s-au mutat la oraș, iar gradul de alfabetizare a crescut. 
În Asia, China trimite expediții năvale în India, Arabia și Africa, însă împărații Ming au interzis contactul cu alte continente și au intrat în izolaționism. În Asia de Sud-Est și India, europenii au întemeiat agenții comerciale și porturi. Rușii au coloniat Siberia, mogulii au cucerit India. 
Otomanii au atins apogeul în cuceriri, devenind forță dominantă în Orientul Mijlociu, dar s-au ciocnit cu safavizii persani. În Africa, triburile africane au devenit națiuni. În urmă venirii coloniștilor, continentul a devenit o sursă pentru aur și pentru slăvi. 
În urmă contactului cu europenii, civilizațiile din Mexic și America de Sud au fost devastate, milioane de băștinași murind în urmă conflictelor și bolilor. Spaniolii și portughezii au creat primele imperii coloniale, construind plantații, mine și orașe, unde îi forțau pe sclavii africani să le muncească. 
În America de Nord, cultură din bazinul Mississippi a intrat în declin, iar civilizațiile de pueblo au trecut la apogeu. 
Australia și insulele polineziene se aflau încă în izolare, dar aveau să fie explorate de europeni. 

### Inventarea tiparului

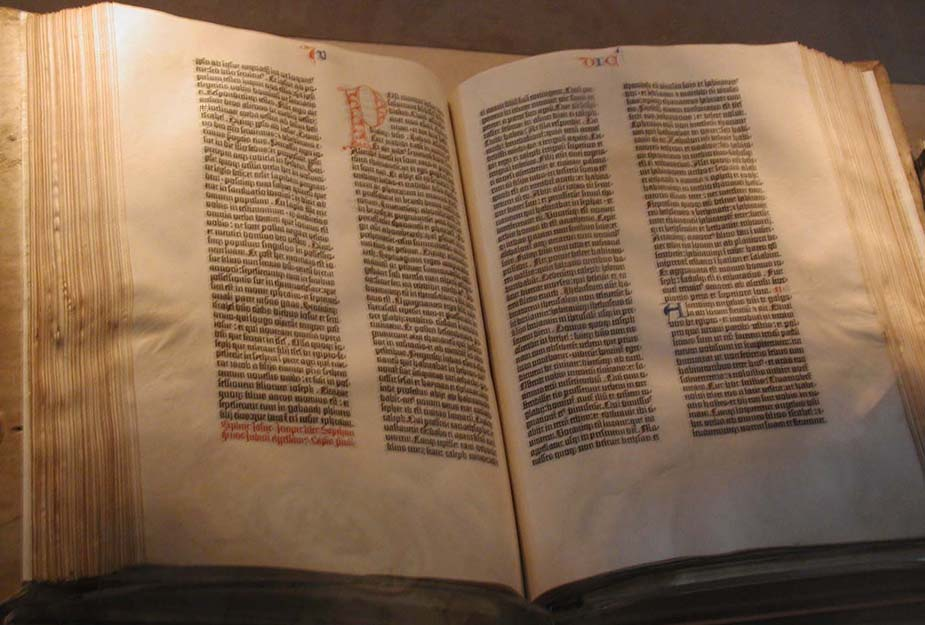
Biblia lui Gutenberg

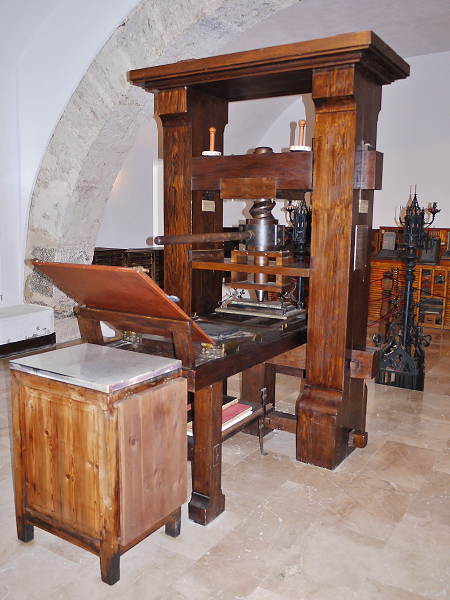
Presa de tipar

În 1455, la Mainz, Germania, Johannes Gutenberg , un metalurgist și inventator german, a fost renumit pentru contribuția sa remarcabilă la tehnologia tiparului.Este creditat cu inventarea unui nou tip de presă tipografică ce folosea, pentru prima dată în Europa, litere mobile, cu crearea aliajului folosit pentru acest tip de matrițe și cu realizarea unei întregi serii de cerneluri pe bază de uleiuri.Conform impactului avut, inventarea de către Gutenberg a presei cu litere mobile în Europa reprezenta o substanțială îmbunătățire a presei fixe, care era deja utilizată. 
Presa fixă în care foile de hârtie erau presate de blocuri de lemn în care fuseseră gravate textul și/sau ilustrațiile, a apărut pentru prima oară în China, și a fost folosită în Asia de Est cu mult timp înaintea lui Gutenberg. Coreenii și chinezii cunoșteau tiparul cu litere mobile, dar din cauza complexității sistemului de scriere folosit, tiparul cu litere mobile nu a fost atât de utilizat ca în Europa Renașterii.Combinând aceste elemente într-un sistem de producție, invenția sa a permis tipărirea rapidă a materialelor scrise și o explozie a informației în Europa renascentistă.
Înainte de Gutenberg, doar călugării și cronicarii aveau acces la informații, iar păstrarea scrierilor antice și religioase se fǎcea prin copiere anevoioasǎ.Gutenberg a introdus în mod sigur metode eficiente pentru producerea în masă a cărților, ducând la o creștere masivă a numărului de texte scrise în Europa — în mare parte datorită popularității Bibliei lui Gutenberg, prima sa lucrare produsă în masă, începând cu 23 februarie 1455. Tiparul a fost promotorul erei informației.
O variantǎ tipǎritǎ a cǎrții lui Marco Polo îl va motiva pe Cristofor Columb sǎ cǎlǎtoreascǎ spre Orient.Fără invenția sa, nu doar Reforma Protestantă, care pe atunci bătea la ușă, dar și toate celelalte mari evenimente ale istoriei poate nu ar fi avut loc

### Marile Descoperiri Geografice

#### Cǎlǎtoria lui Marco Polo

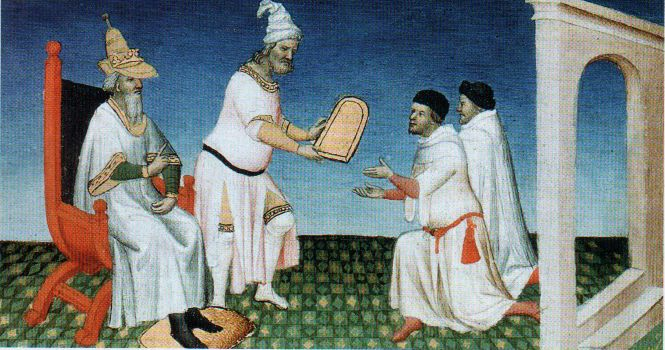
Marco Polo si Kubilai Khan

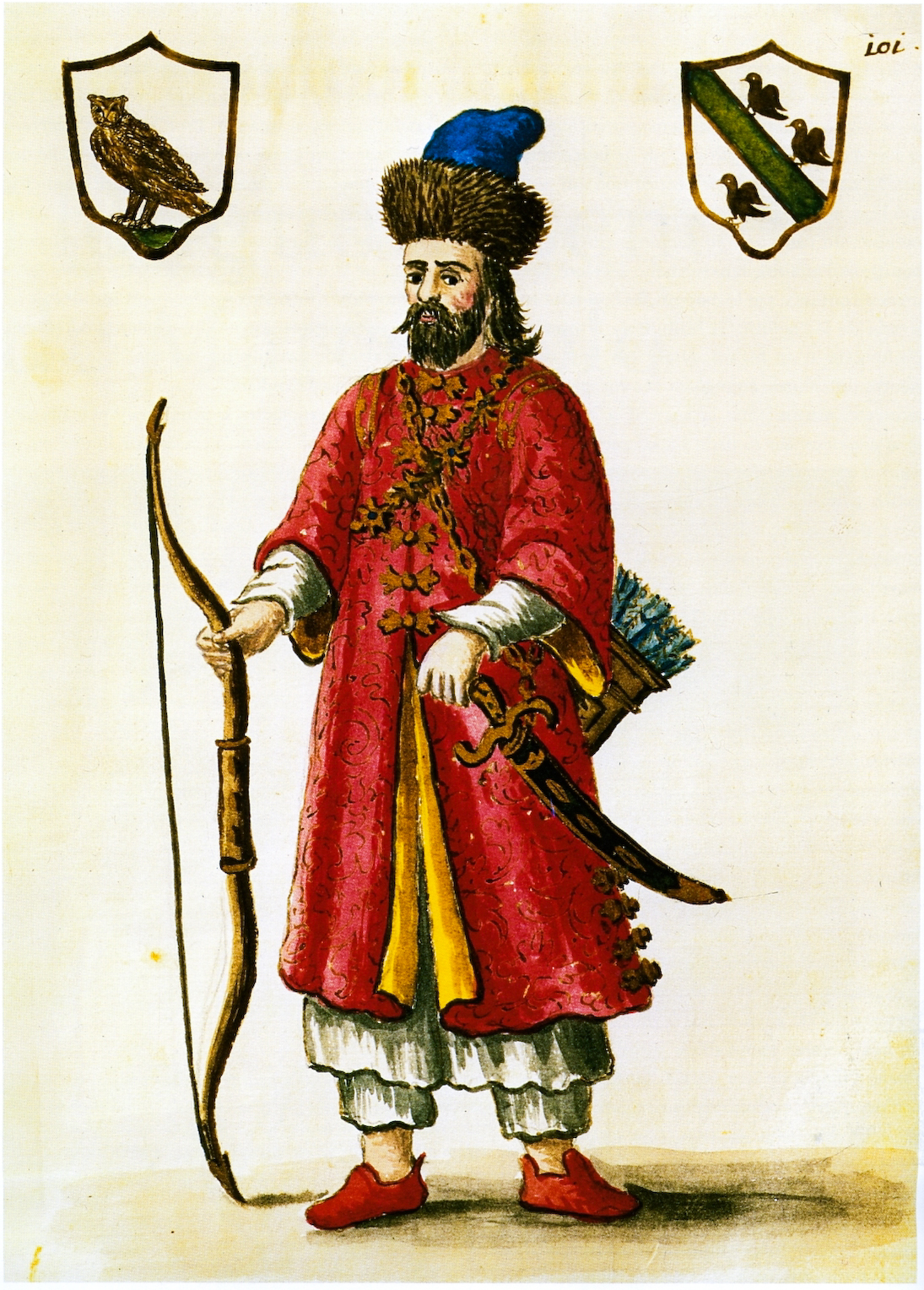
Marco Polo intr-un costum oriental

În anul 1271, Marco Polo , un comerciant venețian de 17 ani,a pornit la drum în lunga călătorie către China împreună cu tatăl și cu unchiul său. 
Cei trei au traversat podișul Anatoliei și Armenia, apoi Kurdistanul, coborând în valea râului Tigru, urmând firul apei, prin Mosul și Bagdad, până la Basra. De aici, s-au îndreptat spre Tabriz, străbătând Iranul până la Ormuz, în Golful Persic. Renunțând la călătoria pe mare, venețienii au revenit spre nord și, după Iran și desertul Dash-i-Lut, de-a lungul coastelor sudice ale munților Hindukush, au ajuns până la poalele Pamirului, de unde au coborât spre oaza Kashgar, ocolind apoi pe la sud deșertul Takla-Makan și ajungând în nord-vestul Tibetului. De aici, pe valea râului Sulehe, sosesc în portul Ganzu sau Giazu. După un popas lung de un an, venețienii trec prin ținuturile tanguților (populații tibetane din nord-estul podișului) și pătrund în Kai-Ping Fu, reședința de vară de la Hanbalâk (Beijing)a marelui han Kubilai , nepotul de fiu al lui Genghis Han și întemeietorul dinastiei Yuan. Acolo a câștigat rapid încrederea conducătorului mongol , executând în misiunea sa călătorii de afaceri. Cei trei italieni au intrat în slujba lui Kubilai-Han și au rămas în China din 1275 până în 1290, Marco Polo fiind numit guvernator regional și ambasador al hanului. Se întorc la Veneția pe mare, urmând ruta maritimă care ocolea Asia pe la sud, cu popasuri în insula Sumatra (cinci luni), apoi insulele Nicobar și Andaman, Ceylon și țărmurile sudice ale Iranului, până la Ormuz. 
1295 a fost anul reîntoarcerii la Veneția, dar a fost capturat de către genovezi și trimis în 1298 în închisoare. În închisoare, l-a rugat pe colegul său de celulă, scriitorul Rustichello din Pisa să noteze trăirile lui Marco din China.
Când a fost eliberat, “Cartea Minunilor” a devenit una dintre marile scrieri de călătorie din Evul Mediu și prima care dezvăluie Occidentului european lumea imensă și fabuloasă a Chinei și a Asiei. 

#### Explorarea Africii și Indiei

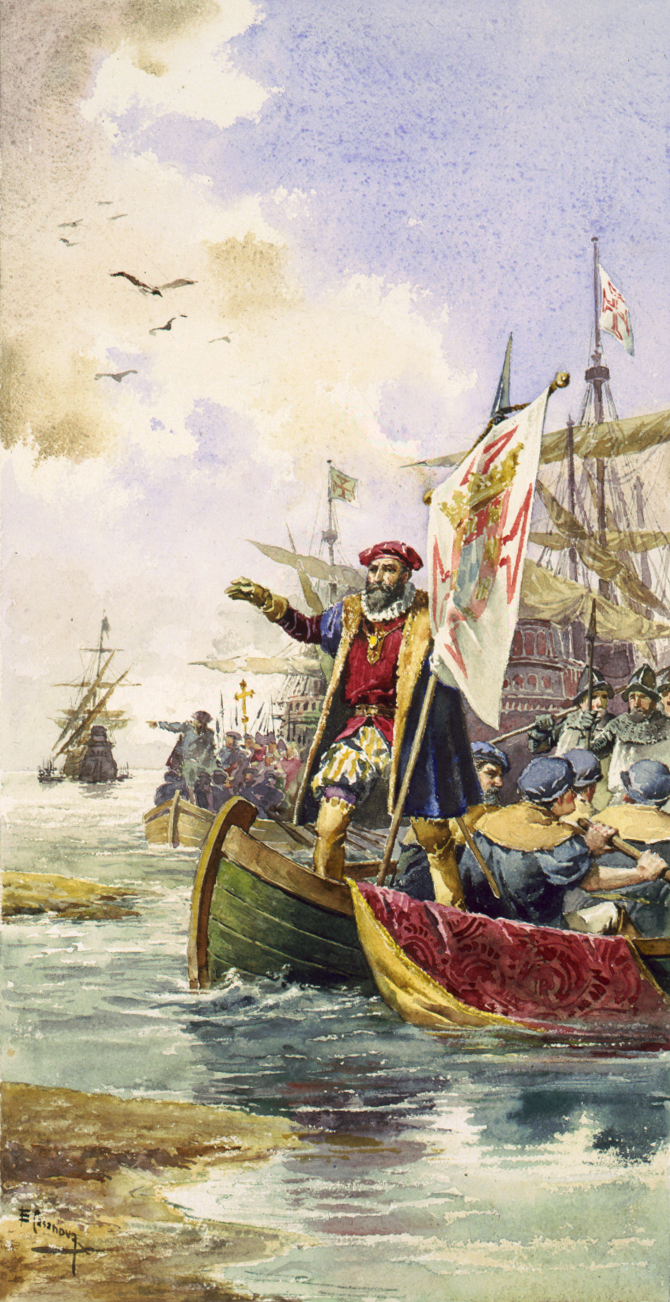
Vasco da gama

Interesul pentru explorarea lumii a fost încurajat de Renaștere, dar a fost datorat și asediului Constantinopolului. Poveștile lui Marco Polo le-a trezit exploratorilor interesul pentru explorarea Chinei, dar trebuia ocolită zona islamica. Mirodeniile erau aduse pe uscat, fiind costisitoare pe vremea otomanilor, dar indispensabile europenilor. Nefiind metode de congelare, carnea era pǎstrata cu ajutorul sării, iar mirodeniile atenuau gustul sărat. Portughezii au explorat coasta de vest a Africii în 1460, clǎdind porturi și forturi, cumpǎrând de la africani aur, fildeș și argint. Bartolomeu Diaz a explorat coasta africanǎ. Furtunile i-au împins corǎbiile (de mici dimensiuni, o variantǎ a caravelei tradiționale, prevǎzute cu vele triunghiulare latine și vele dreptunghiulare, ușor de manevrat și adaptat la condițile oceanice) dincolo de Capul Bunei Speranțe, atingând extremitatea sudicǎ în 1488. Un deceniu mai târziu, l-a sprijinit pe Vasco da Gama sǎ-și planifice cǎlǎtoria în jurul Capului Bunei Speranțe spre Calicut, India. Pedro Cabral a revenit din India cu piper.

#### Descoperirea Lumii Noi

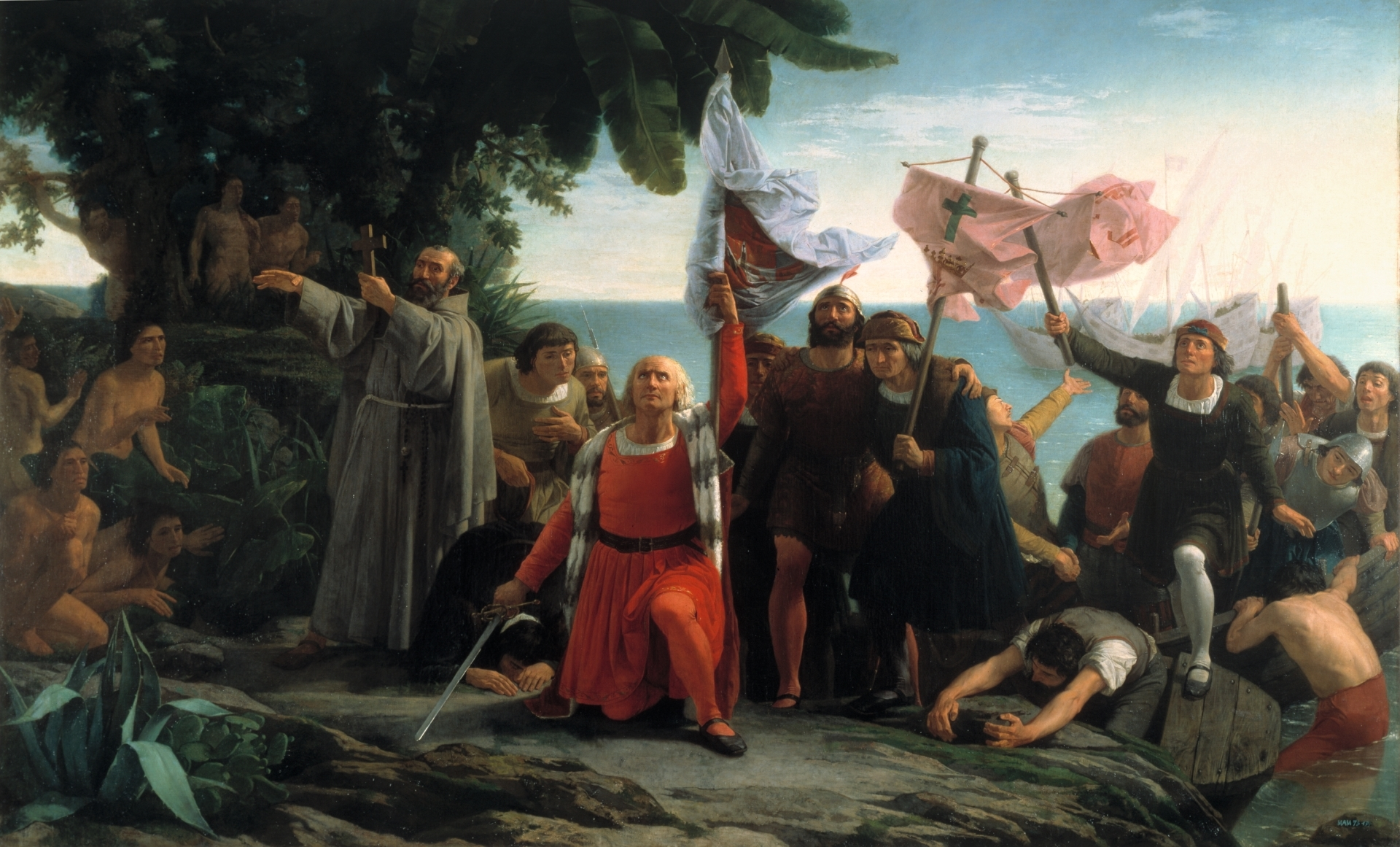
Descoperirea Americii

Cristofor Columb, un navigator genovez, era pasionat din tinerețe sǎ exploreze extremul orient citind cartea lui Marco Polo.La mijlocul anului 1470 a efectuat prima sa călătorie spre insula Chios, situată în Marea Egee. În 1476, Columb a navigat cu un convoi spre Anglia. În timp ce se afla în dreptul coastei Portugaliei convoiul a fost atacat de pirați și nava pe care se afla Columb s-a scufundat, însă acesta a înotat până la țărm și a găsit adăpost la Lisabona, stabilindu-se acolo, unde fratele său Bartolomeu era cartograf.
Bazându-se pe informațiile acumulate de-a lungul călătoriilor sale și studiind cărțile și hărțile din vremea sa, Cristofor a ajuns la concluzia că Pământul este cu 25% mai mic decât se credea până atunci. Pornind de la această premiză, Columb credea că se poate ajunge în Asia mai repede, navigând spre vest. În anul 1484, și-a prezentat ideile lui João al II-lea, regele Portugaliei, cerând finanțare pentru o călătorie spre vestul Oceanului Atlantic. Propunerea sa a fost respinsă de către o comisie regală maritimă.Puțin timp după aceasta, Columb s-a mutat în Spania unde planurile sale au câștigat suportul unor persoane foarte influente, aranjându-se astfel o audiență în 1486 la Isabella I, regina Castiliei.
Regina Isabela l-a finanțat pe Columb pentru a gǎsi o rutǎ vesticǎ spre India. Prima expediție pleacă din portul Palos de la Frontera cu navele Santa Maria, Pinta și Nina. Dupǎ douǎ luni de călătorie, la 12 octombrie 1492, la ora 2 noaptea, Rodrigo de Triana - un marinar de pe Pinta zărește pământul, descoperind astfel Lumea Nouă (America). Columb credea că se află în fața Chinei. În realitate, se afla în fața insulelor Bahamas și Insulele Caraibe. Peste câteva zile, el descoperi insula Cuba pe care o luă drept Cipangu, apoi insula Haiti pe care, din cauza climei sale asemănătoare Spaniei, o botează Espanola. Toate aceste insule erau locuite de băștinași bruni, aproape goi, dar împodobiți cu obiecte de aur. Convins că a ajuns în Indii, Columb i-a numit indieni. După ce, din resturile uneia din corăbiile sale naufragiate, a construit prima tabără spaniolă în Haiti, Columb a ordonat întoarcerea și în martie 1493, a sosit în Spania, cu doi haitieni și câteva mostre de aur, încredințat că a descoperit țara aurului, fiind primit ca un erou.Columb a mai făcut încă trei călătorii în America. 
Amerigo Vespucci a ajuns în America de Sud în 1499, și abia dupǎ doi ani, aflat în a doua călătorie, și-a dat seama că a descoperit un continent nou pe care o va numi dupǎ numele sǎu.
În 1519, Fernando Magellan a ocolit America de Sud și a traversat Pacificul.A fost ucis în Filipine în timpul unei lupte cu băștinașii. în Filipine, doar câțiva membri ai echipajului său revenind în Spania în 1522, fiind primii exploratori care au navigat în jurul lumii.

### Quattrocento

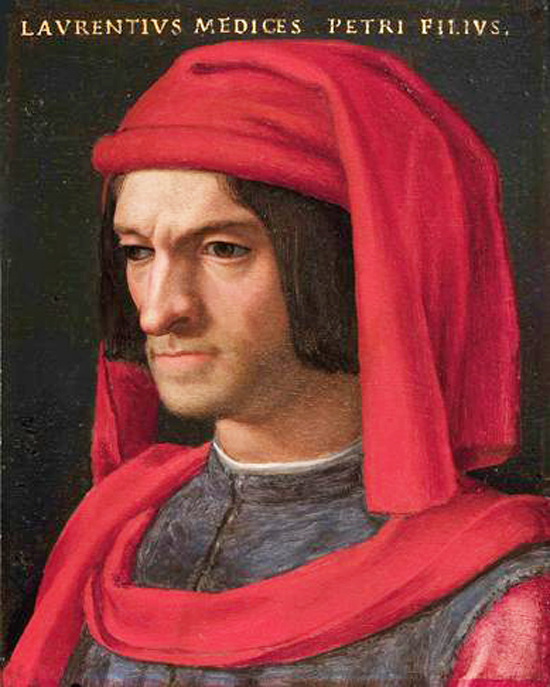
Lorenzo de Medici

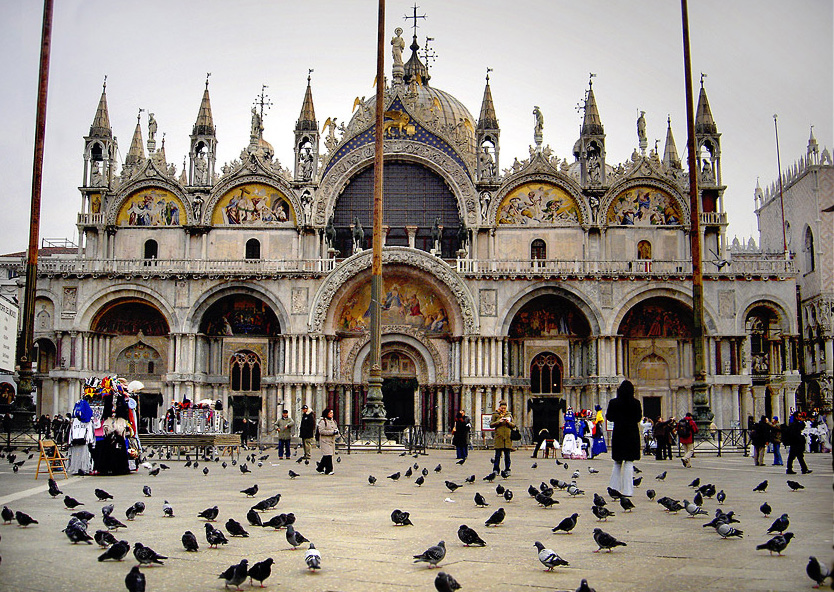
Basilica di San Marco

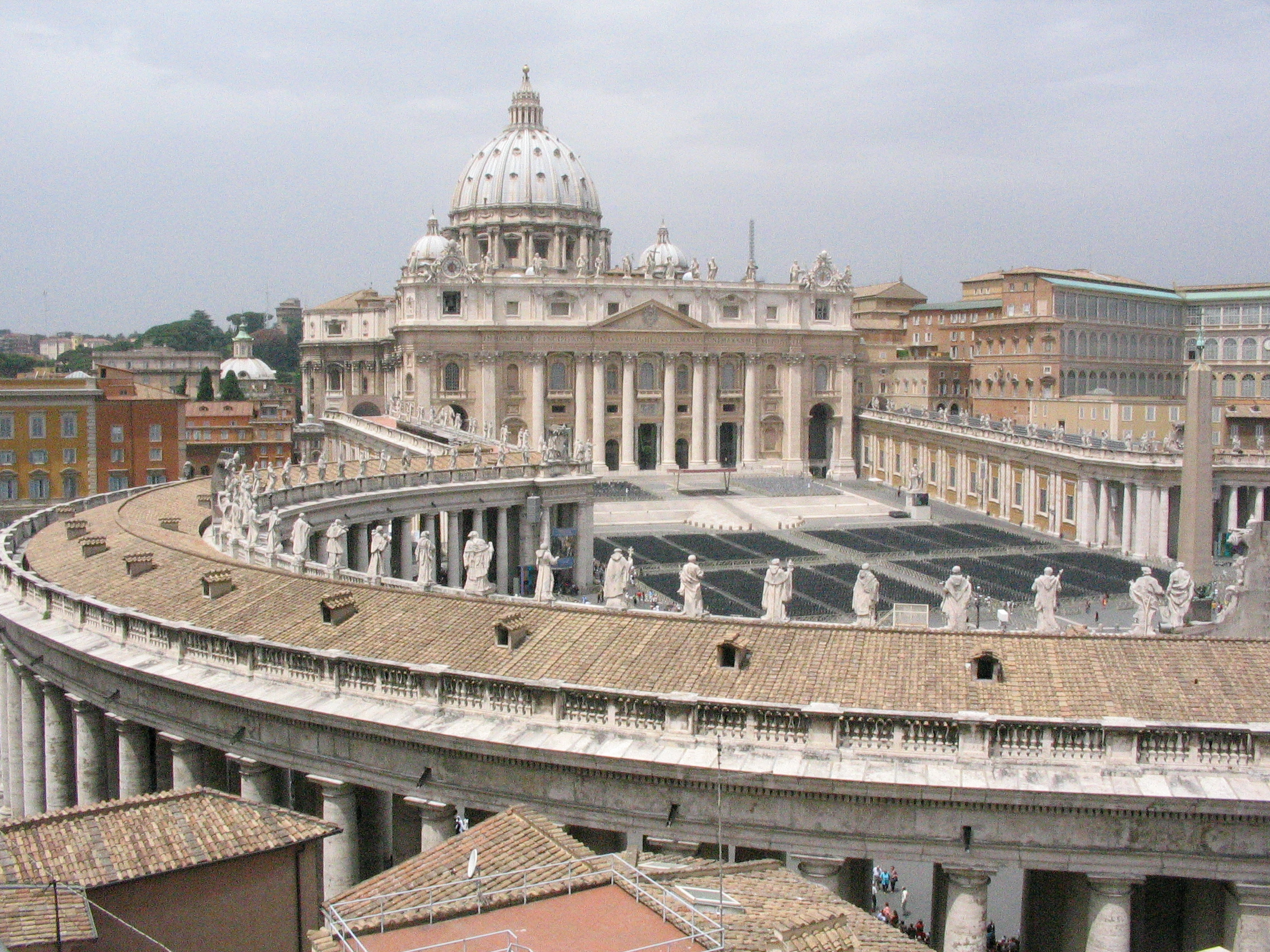
Catedrala Sf. Petru

Veneția, care a fost întemeiatǎ de tribul veneților, prin 1100, devenise o așezare prosperă, iar bogații negustori venețieni locuiau în palate somptuase. Apǎrat de mare, orașul nu a investit în fortificații. Corǎbiile navigau în tot bazinul mediteranean, fǎcând comerț cu bizantinii și arabii, care aveau la rândul lor rute comerciale cu Rusia, Asia și Africa. Adtfel, venețienii importau mǎtase din China, mirodenii din India și aur din Africa. În secolul XIV, Veneția și-a înlǎturat rivalul, Genova, corǎbiile venețiene dominau astfel transportul dintre Europa și Asia. Controla afaceri încât dinarii ei de argint și ducații ei erau monede acceptate pretutindeni. Conducǎtorul orașului se numea doge (dux), fiind ales pe viațǎ și care provenea din cele mai puternice familii nobiliare. Avea puteri asupra guvernului, armatei și bisericii. După 1140, prerogativele au fost transferate unui Mare Consiliu. Dupǎ asediul Constantinopolului, populația cosmopolită a Veneției-evrei, germani, francezi, italieni, arabi, greci bizantini-au adus idei noi ce stau la baza Renașterii.
Florența a ajuns la apogeu în secolul XV, sub conducerea familiei de Medici, o familie ce s-a îmbogǎțit de pe urma atelierelor de manufacturǎ și din comerț, din activitǎți bancare și camǎtǎ. Lorenzo de' Medici a fost cel mai cunoscut reprezentant al familiei, devenind conducǎtor al Florenței, aceasta devenind dintre cele mai frumoase și prospere orașe ale Italiei, devenind cǎminul unor mari artiști, scriitori, savanți ai Renașterii și una dintre principalele centre de afaceri bancare din Europa.
Familia Borgia a devenit celebrǎ pentru domnia coruptă în timpul papalității lui Alexandru al VI-lea (Rodrigo Borgia). Ei au fost acuzați de o multitudine de crime: adulter, simonie, furt, viol, mituire, incest și crimă, iar Papa Alexandru al VI-lea , avea mulți copii nelegitimi. O altǎ familie nobilǎ din Milano era Sforza, iar reprezentantul ei, Ludovico Sforza, ca regent al ducelui de Milano, a atras la curtea sa artiști ca Leonardo da Vinci.

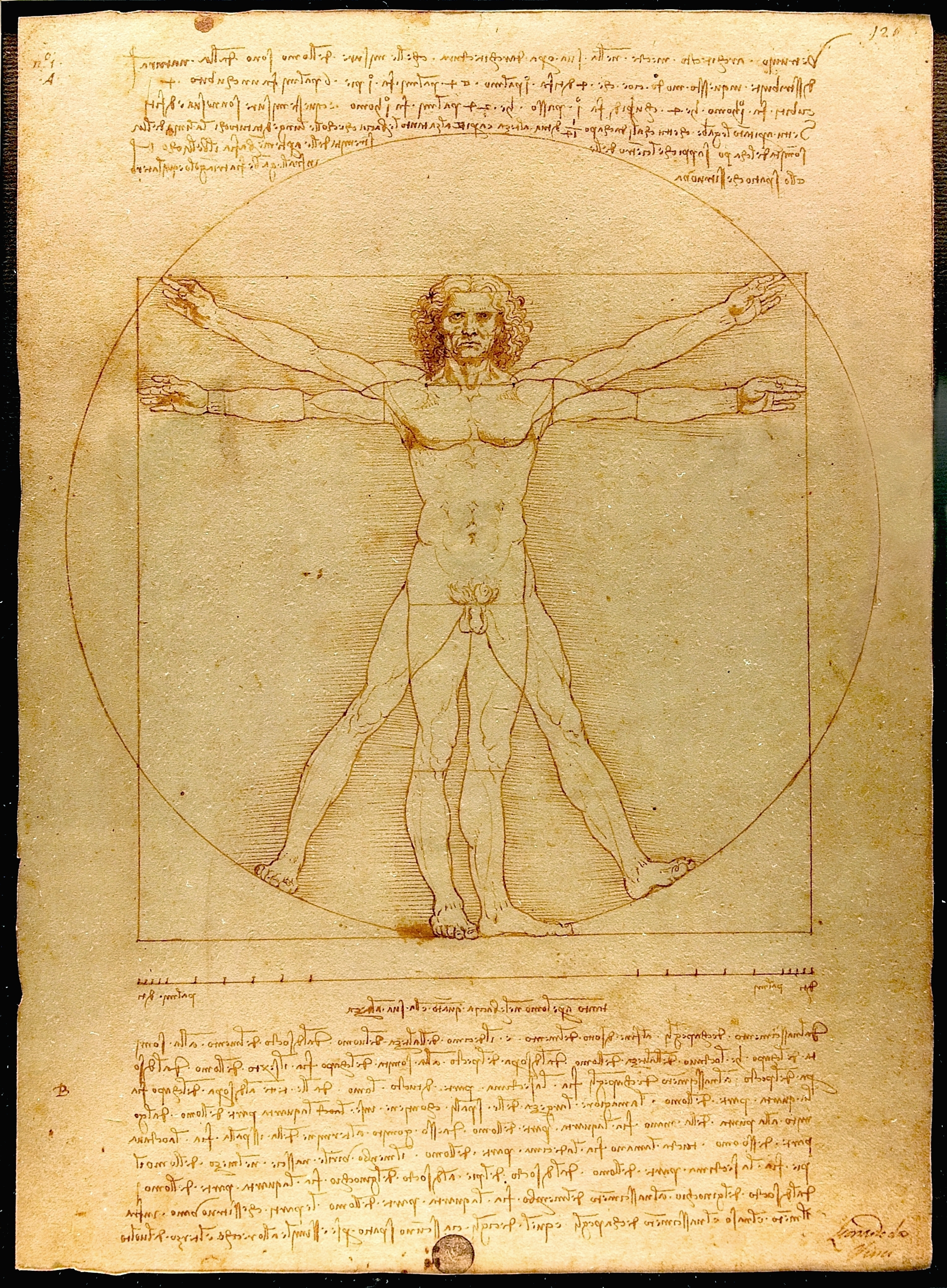
Omul Vitruvian

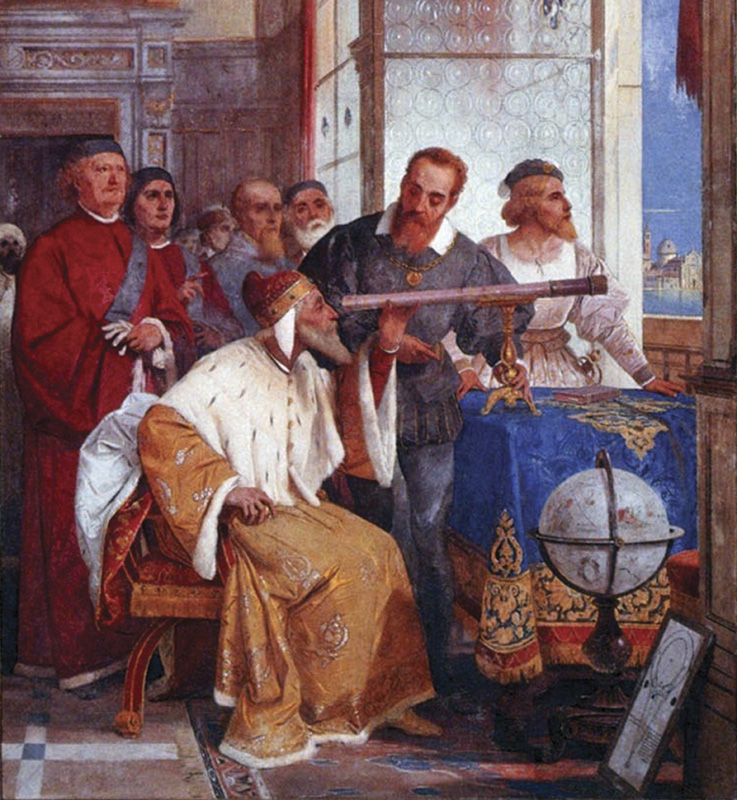
Galileo Galilei

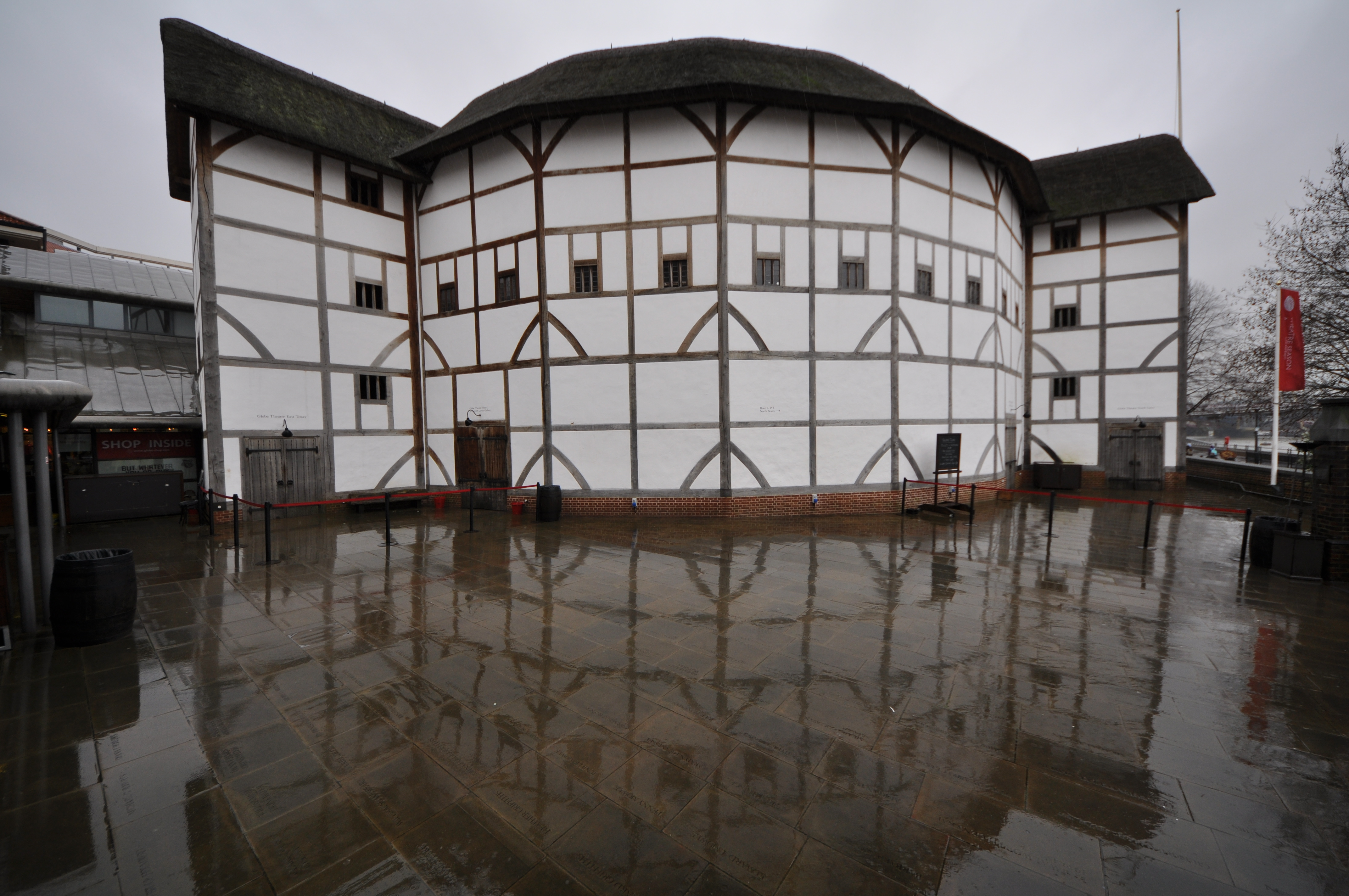
The Globe

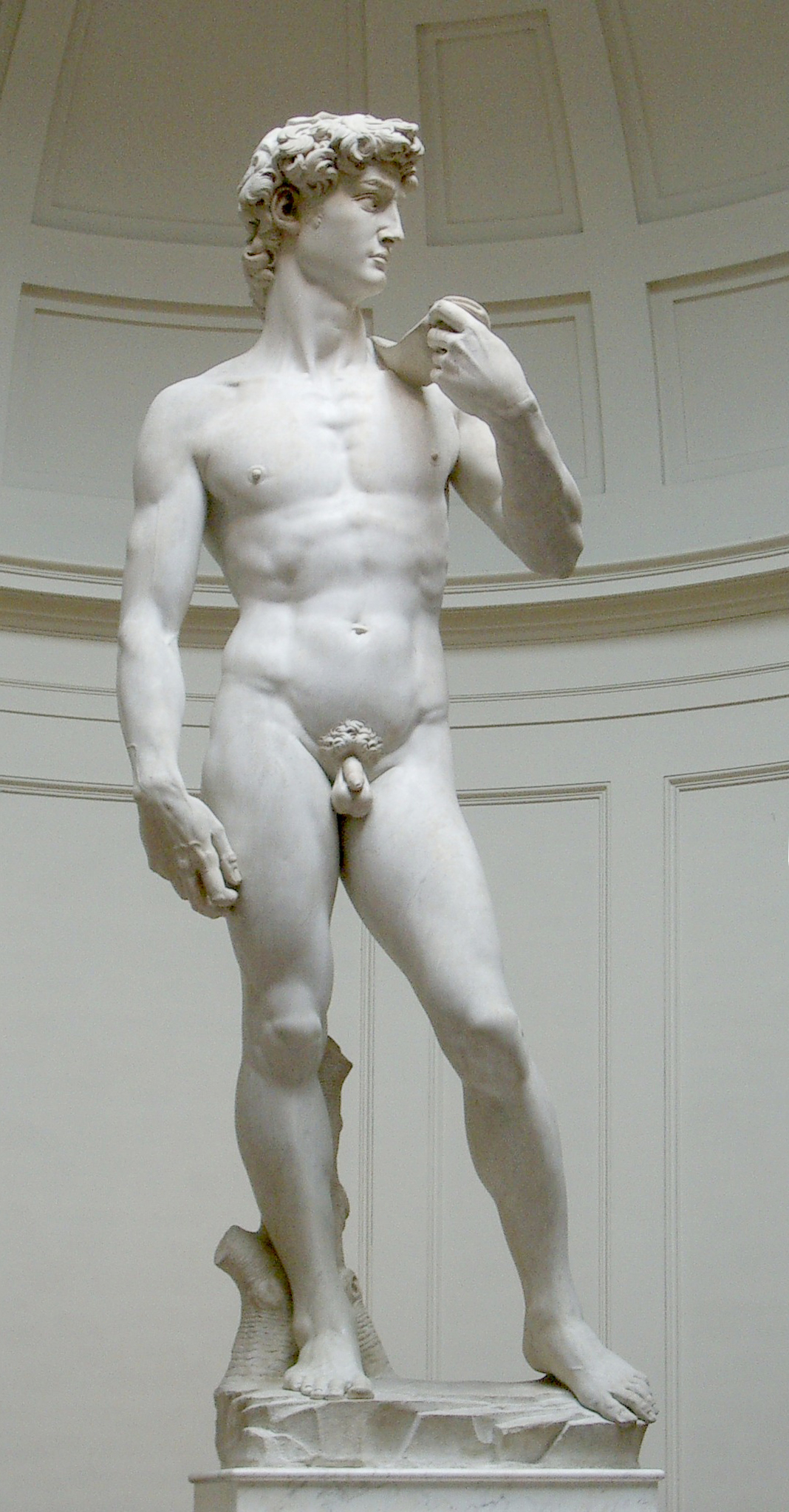
David

Mona Lisa

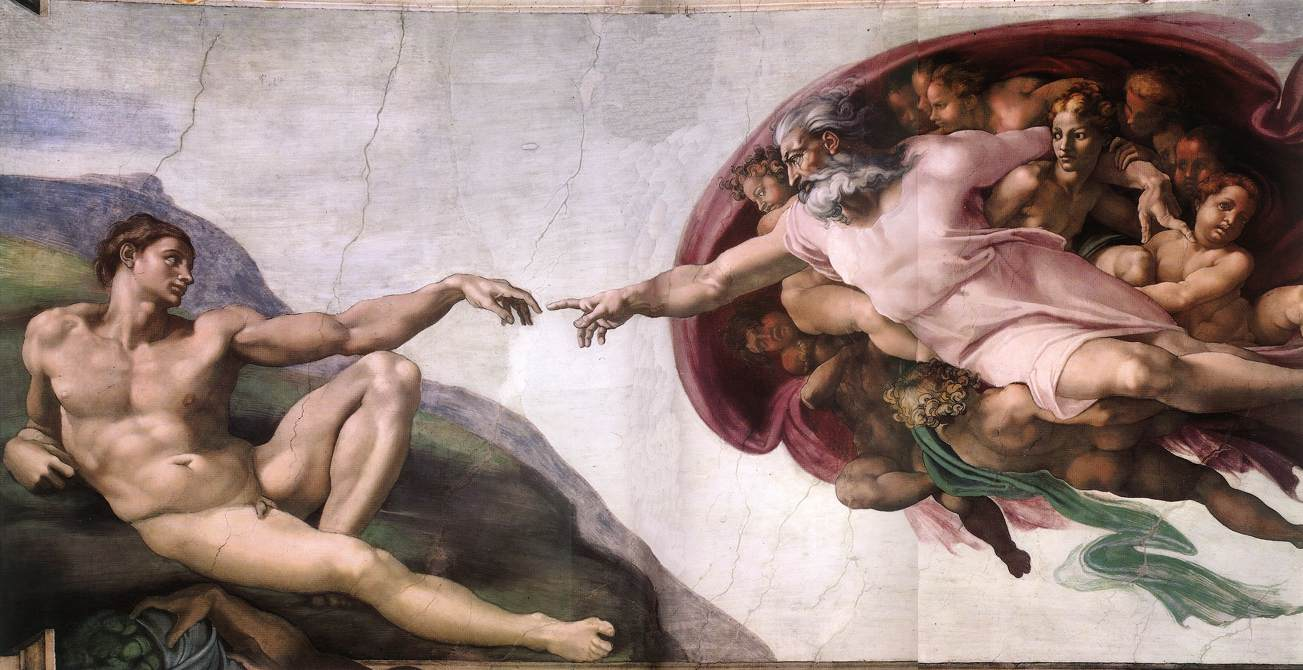
Crearea lui Adam

Hans Holbein - Ambasadorii

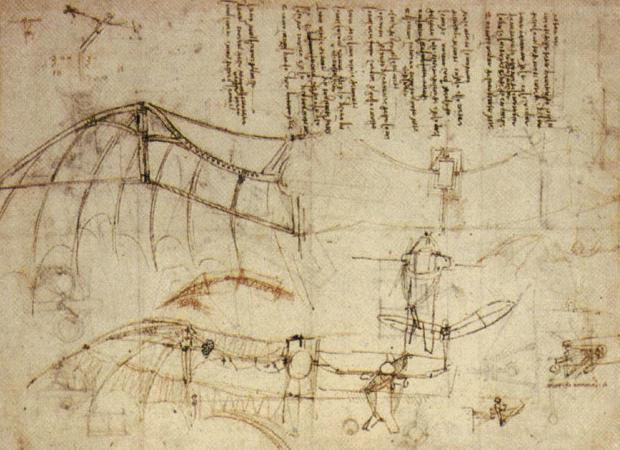
Planul Masinii zburatoare a lui da Vinci

Influența Renașterii s-a manifestat în artă și știință, arhitecturǎ și sculptură. Ideile au devenit realiste, umane și laice. Picturile și statuile reprezentau mai fidel realitatea, muzica explora senzații noi, iar cǎrțile puneau întrebǎri legate de viața obișnuitǎ. Familiile bogate italiene ca Medici sau Borgia, și negustorii din burgurile olandeze, au devenit patroni ai artelor și științelor. Cărțile tipărite contribuiau la răspândirea noilor idei. Renașterea a atins apogeul în secolul XVI, în orașe ca Veneția, Florența, Antwerp și Haarlem. Savanții cercetau lumea mai amǎnunțit, efectuau observații științifice, colecționau obiecte exotice și se interesau de ideile noi.
Unii învǎțați studiau plantele și animalele, alții fǎceau investigații astronomice și geologice. Rezultatele cercetǎtorilor îi fǎceau sǎ intre în conflict cu biserica.Nicolaus Copernicus a ajuns la concluzia că Pământul se mișca în jurul Soarelui, dar nu a avut curajul să-și publice lucrarea decât pe patul de moarte. S-a temut de reacția bisericii, care continua să susțină cǎ Pǎmântul este centrul universului.
Noul spirit de cercetare și interesul fațǎ de aspectele umane au fǎcut ca unii oameni ca Desiderius Erasmus să pună la îndoială autoritatea bisericii. Thomas Morus a scris "Utopia" în care critica societatea în care contrasta viața socială contențioasă a statelor europene, cu aranjamentele sociale ordonate și rezonabile ale Utopiei și ale ținuturilor din jurul ei, unde proprietatea privată nu există, și se practică o toleranță religioasă aproape absolută. Gânditori ca Jan Hus din Boemia, și John Wycliff din Anglia, au avut curajul de a-și exprima îndoielile asupra bisericii. Pǎrerile oamenilor cǎpǎtaserǎ mai multa importanțǎ, iar conducǎtorii bisericii nu mai puteau acționa după bunul plac.
Nevoia de schimbare a dus la progrese în știința și arta, iar pe unii i-a determinat să ridice ancora în cǎutare de ținuturi neatinse. Noile universitați încurajau ideile noi. Banii și comerțul au capatat mai multa importanță. Alimente și produse ca pudra de cacao, tutunul, zahărul , cartoful, ananasul, porțelanul și bumbacul au fost aduse în Europa din Africa, America, India și China. Nemaifiind legați de glie ca în evul mediu, oamenii au început să călătorească, mutându-se în orașe și târguri în căutare de noroc și oportunități.Puterea a trecut de la nobili și clerici la bancheri și politicieni. Schimbările au marcat începutul epocii moderne, lumea dezvoltându-se cu rapiditate în urmǎtoarele cinci secole.
Artele-pictură, sculptură, teatrul, muzică, arhotectura au evoluat, iar religia și învățământul au cunoscut o perioadă de înflorire. Și-au desfășurat activitatea artiști că Tiziano Vecellio, Hans Holbein cel Bătrân sau Hans Holbein cel Tânăr, Rafael, Albrecht Dürer, Leonardo da Vinci, Brueghel sau Michelangelo Buonarroti, care au conceput noi viziuni și modalități realiste de a le reprezenta. În Anglia au luat avânt literatură și dramaturgia datorită oprerelor lui William Shakespeare, în 1599 fiind construit teatrul "The Globe" la Londra, unde erau reprezentate piesele pe teme politice și sociale. Publicul a început să aibă acces la arte și să le aprecieze, nemaifiind un apanaj al regelui și clerului. Noi clase de mijloc că negustorii și meseriașii plăteau sume mari pentru operele de artă, iar a fi un patron al artelor precum era Lorenzo de' Medici era o chestiune mondenă. Orgă, lăută, vioară și clavecinul erau instrumente larg accesibile. Compozitorii au scris primele concerte pentru orchestră, sonate, opere și oratorii. Se fabrică mobilă tapițată, lustruită și bogat împodobită. Cultură de masă s-a extins datorită apariției tiparului ,teatrului și vieții citadine. În Italia a apărut un nou tip de pantomimă-commedia dell'arte. Europenii au creat un nou stil numit baroc. Pictorii, sculptorii și arhitecții l-au folosit pentru a creă efecte spectaculoase. Artiști că Peter Paul Rubens, Rembrandt și Antoon van Dyck din Țările de Jos și Diego Velázquez din Spania , erau căutați pentru portretele pictate în stil fotografic. Ruisdael din Țările de Jos, Salvador Rosa din Italia și Claude Lorraine din Franța erau pictori peisagiști. Autori că Miguel de Cervantes, Milton, Pepys și Bunuan au scris cărți de succes despre viață cotidiană. 
Renașterea artistică nu s-a manifestat doar în Europa. Pe continentele americane, aztecii și incașii au creat noi tipuri de podoabe de aur și argint și au creat noi forme arhitectonice și obiecte de ceramică migălos modelate și decorate. Turcii otomani au realizat o apropiere dintre stilurile islamice și europene, încurajând artiștii din Spania, Italia și Egipt să dezvolte o nouă arhitectură și o nouă literatură. Rusă, abia formată, a preluat stilurile bizantin, european și tătar în bisericile noi construite. În Persia safavida și în India mogulilor, s-au dezvoltat și combinat stilurile persan, hindus și musulman. În China și Japonia au fost mai puține inovații artistice din cauza izolaționismului. În Japonia dinastiei Tokugawa a apărut teatrul Kabuki și române. În Africa, civilizațiile timpurii și-au pierdut impetuozitatea în urmă venirii coloniștilor. 
Nobilimea construia palate confortabile și case impunătoare cu etaje în locul castelelor fortificate medievale, deși incendiul încă reprezenta un factor de risc, iar canalizarea și colectarea gunoiului nu apăruseră. Se realizau planuri geometrice, grădinile erau apreciate cu plante aromate. Catedralele italiene precum Domul din Florența, clădirile tudoriene din Anglia că Hampton Court , castelele japoneze că Himeji, moscheile, parcurile, palatele și clădirile mogulilor din India că Taj Mahal, arhitectură otomană a moscheilor că Moscheea Albastră și bazarurilor din Instanbul și construcțiile persane din Isfahan au atins noi culmi ale eleganței. În America de Sud, era clădită cetatea Machu Picchu la înălțimile Anzilor, folosindu-se unelte primitive. La Versailles, a fost construit un oraș regal în stil baroc, în Rusia a fost construită nouă capitală Sankt Petersburg proiectată de cei mai buni arhitecți europeni, la Berlin, în Branderburg, Amsterdam, Stockholm, Koln și Viena au fost ridicate palate, clădiri guvernamentale și academii. Tot mai multe locuințe erau construite din cărămizi, având ferestre mari, camere mai spațioase și fațade proiectate îngrijit. 
Europenii au preluat de la asiatici tehnică de tipărire, iar asiaticii au preluat armele de foc, ceasurile, uneltele și noi metode de construire a corăbiilor. Călătoriile lungi pe mare au necesitat instrumente de navigate pentru calcurarea poziției și direcției, că astrolabul arab, teodolitul și busolei. Morile de vânt au fost îmbunătățite și erau întrebuințate pentru măcinarea porumbului și pomparea apei, iar olandezii desecau și recuperau terenurile mlăștinoase cu ele. 
Leonardo da Vinci, care a fost artiști și inventator, a proiectat schițe pentru construirea unor aparate de zbor, aeroplane, elicoptere, submarine și vehicule blindate. Galileo Galilei, inspirat după teoria lui Copernicus că Pământul se rotește în jurul Soarelui, în 1615, a inventat termometre și telescoape și și-a expus ideile în domeniile graviatiei, astronomiei și matematicii, intrând în conflict cu biserică. Primul ceas mecanic a fost inventat în 1504, iar în 1590-croscopul. Ticho Brahe a studiat și înregistrat pozițiile a 777 de stele. A fost studiată anatomia corpului uman, în 1543, Andreas Vesalius publicând descrieri precise ale anatomiei umane. 
În domeniile astrologiei, geometriei, medicinei și alchimiei s-au remarcat gânditori că Paracelsus,Johannes Kepler și Nostradamus. În 1600, Gilbert scria despre electricitate și magnetism. 
Francis Bacon consideră știință că studiul creației divine prin experimentare.

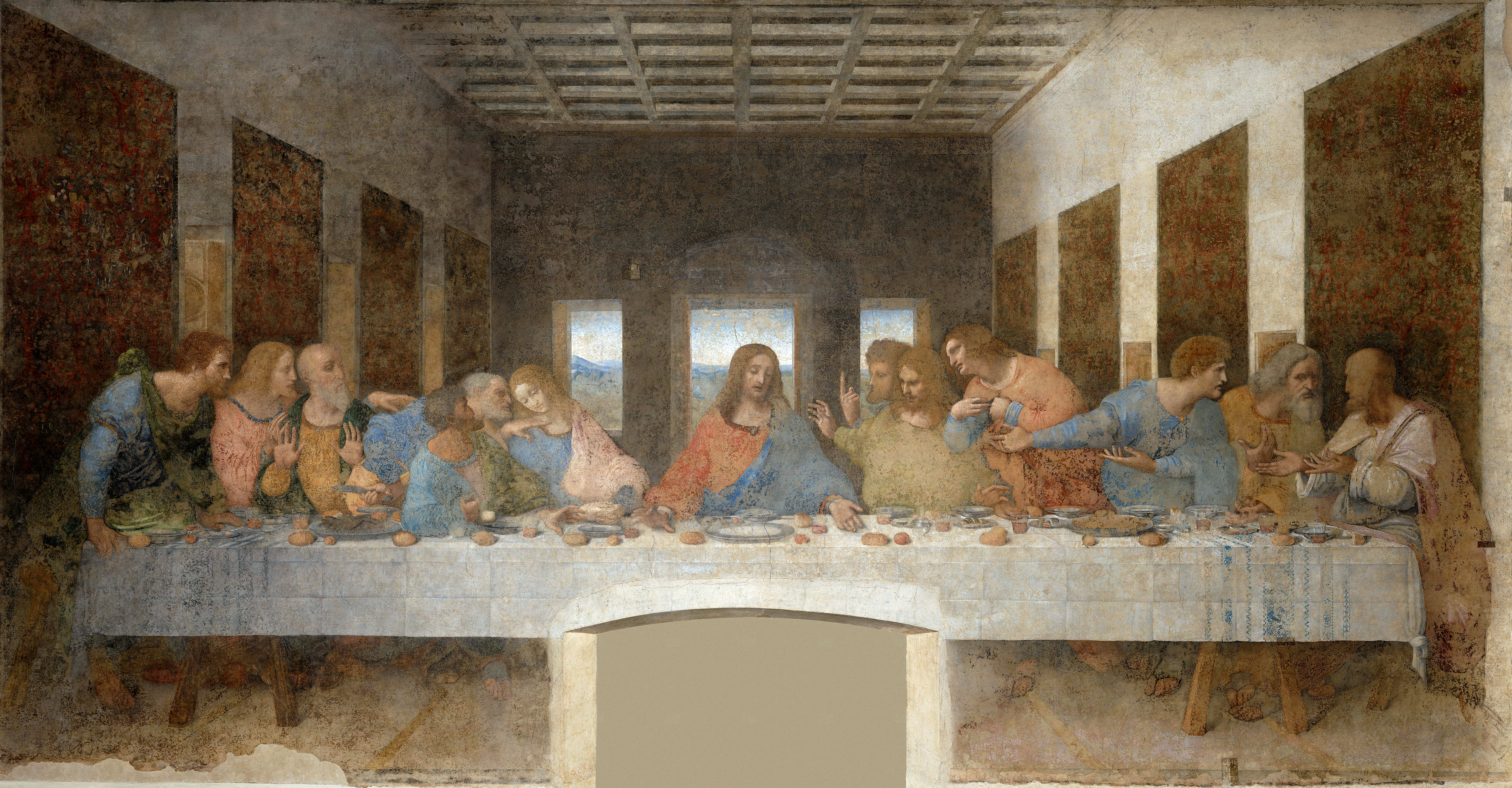
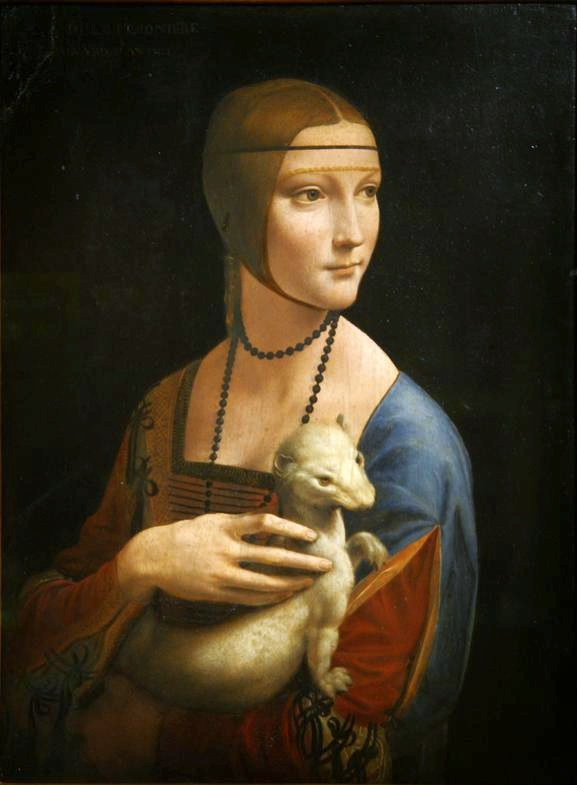
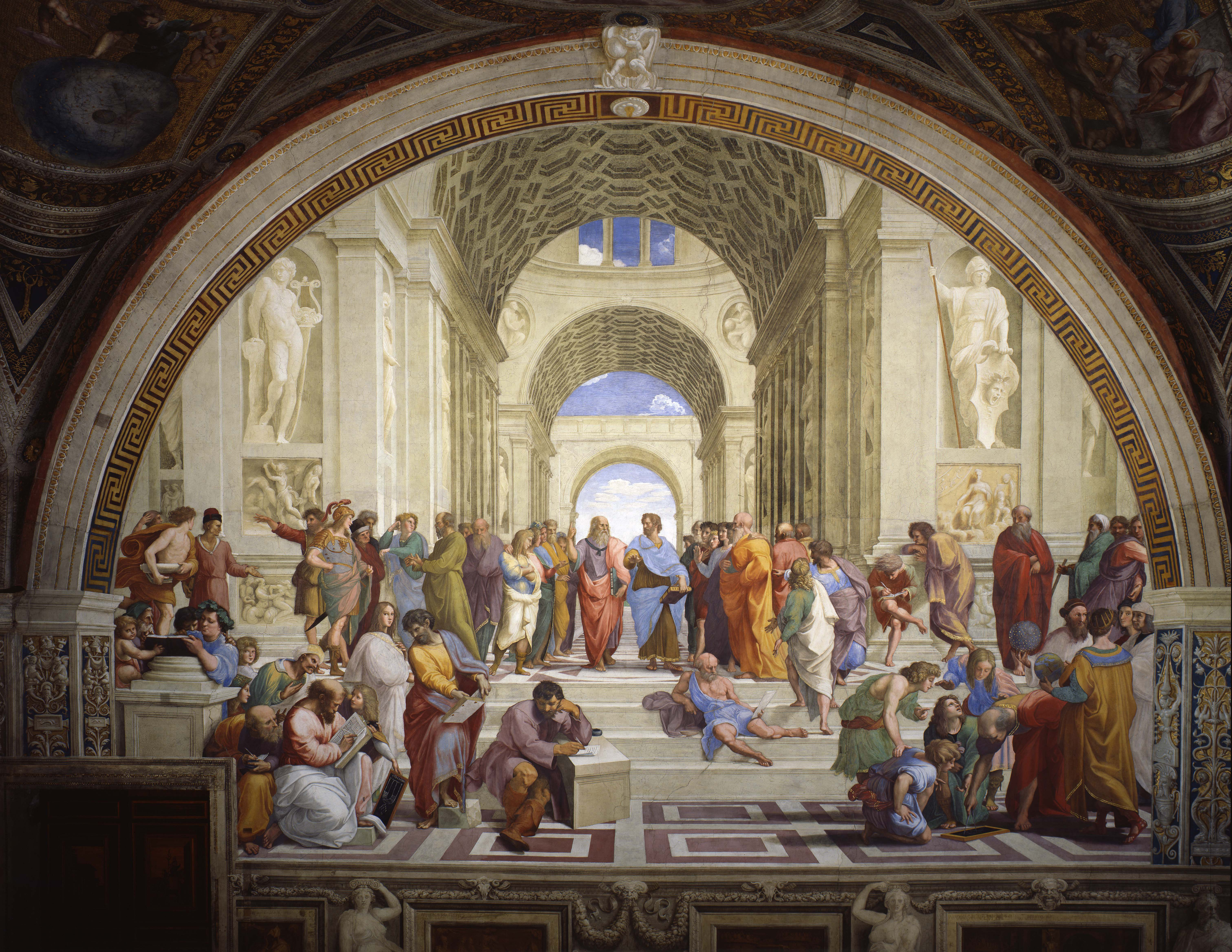
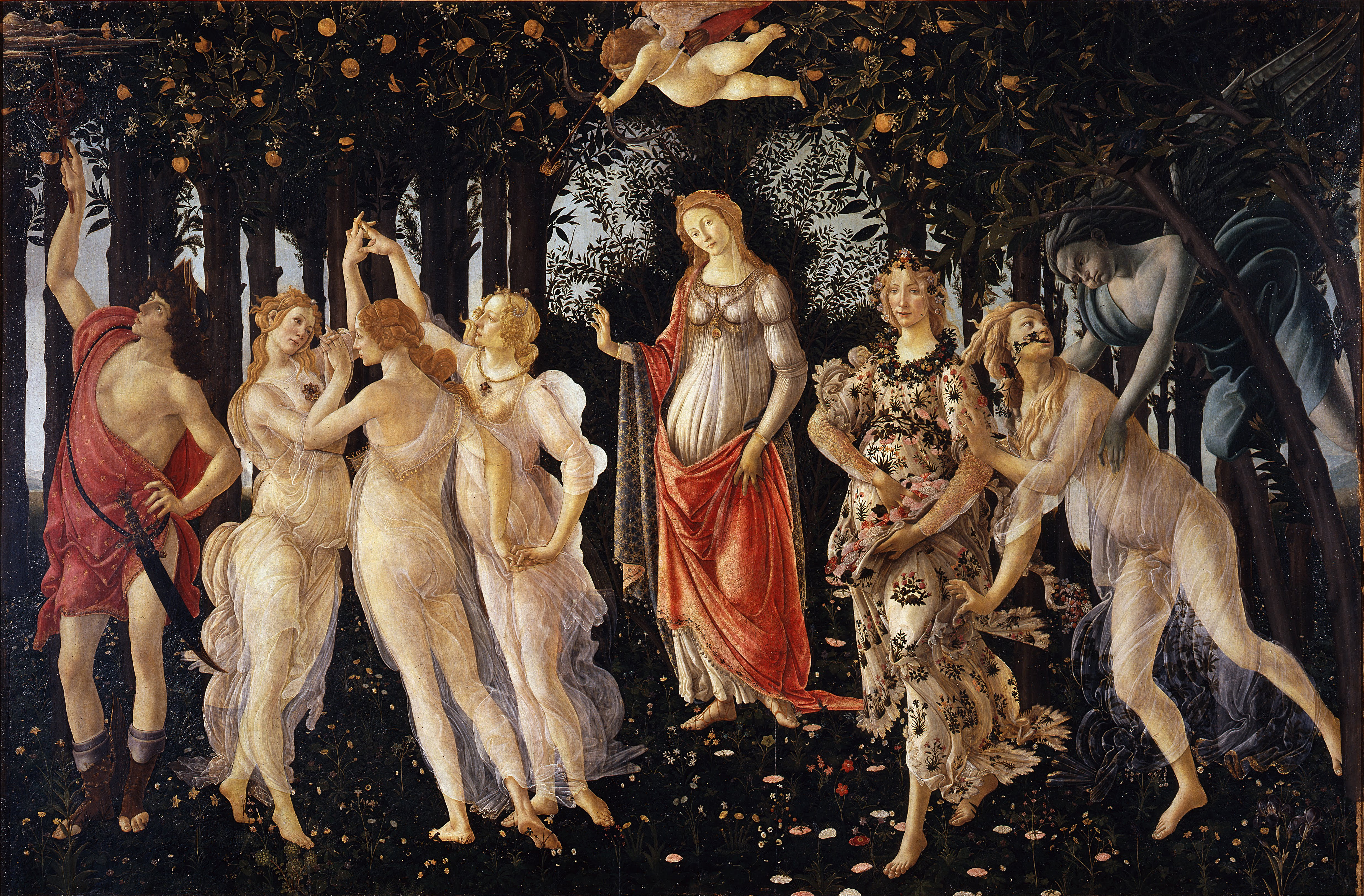

### Siglo de Oro

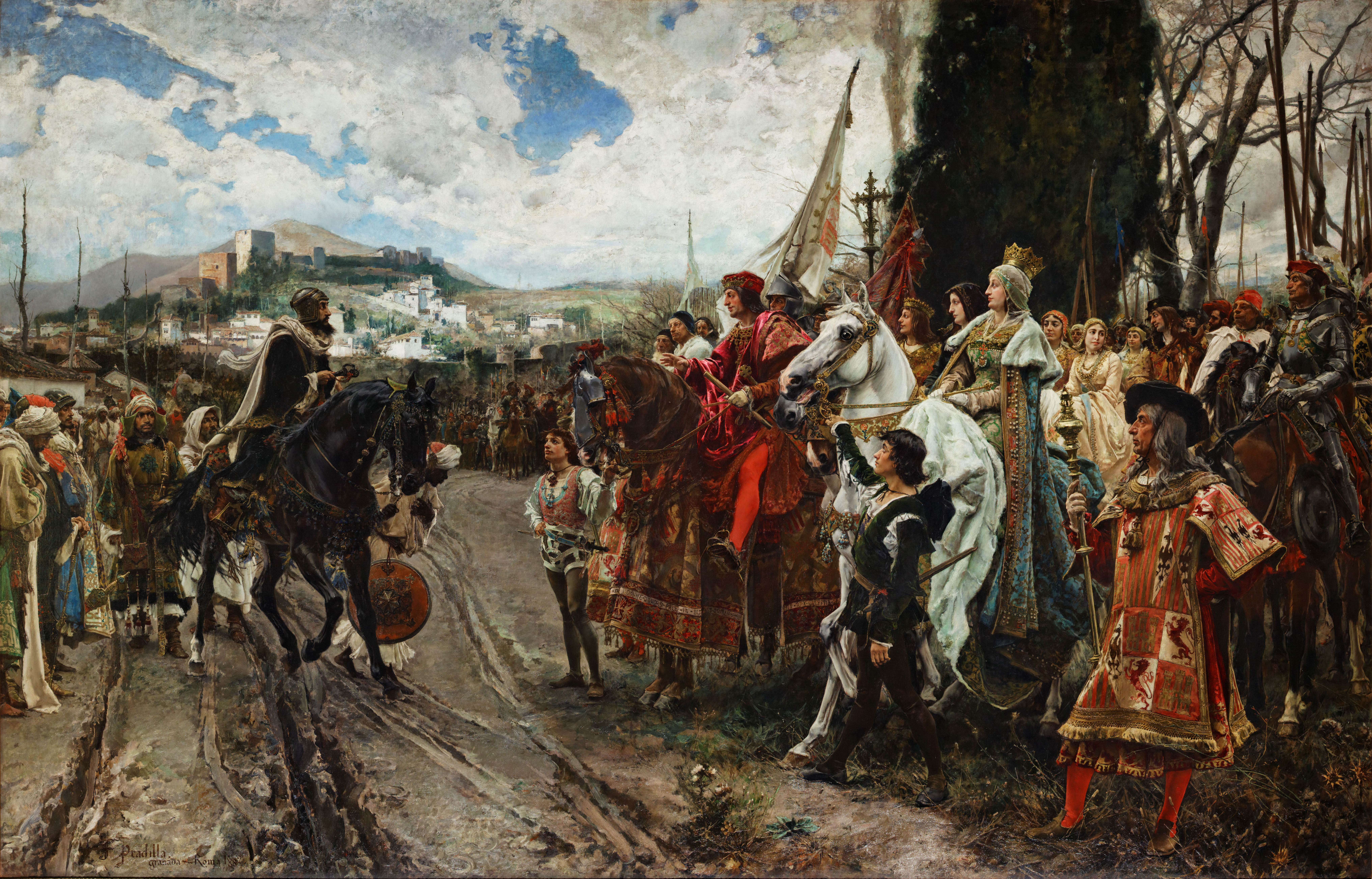
Reconquista

Carol V Quintul

Spania catolicǎ era divizatǎ în regatele Leon, Castilia, Navarra și Aragon. Leon s-a unit cu Castilia, regatele dominante fiind Castilia și Aragon. În 1469, Ferdinand al II-lea de Aragon, s-a cǎsǎtorit cu Isabela I a Castiliei, conducând împreunǎ regatul spaniol. Sub domnia lor a fost impusǎ Inchiziția spaniolă, un tribunal religios ce îi pedepsea cu asprime pe eretici și evrei. Oamenii erau judecați în secret și torturați pânǎ mǎrturiseau sau se converteau la religia creștină, ori erau închiși sau arși pe rug.
A urmat campania de cucerire de zece ani a Granadei care se afla sub stǎpânirea maurilor și musulmanilor. Forțele conduse de 
Gonzalo Fernández de Córdoba au utilizat archebuze- o veche armă de foc, predecesoare a muschetei. În ciuda lungimii sale, distanța de tragere era scurtă , dar letală, putând perfora armuri. Era ușor de manevrat și a înlocuit în scurtă vreme folosirea arbaletei, care a dispărut din uz pe la mijlocul secolului al XVI-lea. A fost un război de asedii și apărare de castele și orașe și ambuscade în defileuri ale munților. Mult distinsul Córdoba a fost la apărarea avanpostului de Illora. Datorită abilității de a vorbi araba berberă, limba emiratului, a făcut să fie ales ca unul dintre ofițeri care vor aranja capitularea și pacea din 1492, fiind recompensat cu un teren în orașul Loja, în apropierea orașului Granada.
A reorganizat armata spaniolă în curs de dezvoltare și tacticile sale și a ajuns să fie cunoscut sub numele de Tatăl războiului de tranșee. 
La 2 ianuarie1492, ultimul conducător musulman din regiune, Abu 'abd Allah Muhammad XII (sau Boabdil din Granada), s-a predat lui Ferdinand al II-lea de Aragon și reginei Isabela a Castiliei ("Regii Catolici"). Prin aceasta s-a ajuns la crearea statului Romano-Catolic unit care a cuprins aproape tot teritoriul Spaniei de astăzi. Regatul Navarei a rămas separat până în 1512.
La 14 ani de la înființarea Inchiziției, Granada maurǎ a fost cuceritǎ, numeroși evrei și musulmani fiind alungați sau forțați să se converteascǎ. În același an, Ferdinand și Isabela au finanțat expediia lui Columb pentru a gǎsi o rută maritimǎ spre India sau China.
În 1515, Navara s-a alipit regatului, regele Ferdinand devenind rege peste Spania unitǎ. 
În 1516, Carol Quintul de Habsburg a devenit rege al Spaniei și împǎrat al Sfântului Imperiu Roman în 1519. A moștenit Burgundia și Țǎrile de Jos. Francis I al Franței i-a devenit rival și s-au rǎzboit în conflicte costisitoare. De asemenea, Carol s-a rǎzboit și cu protestanții. Epuizat de rǎzboaie, s-a retras la mânǎstire și i-a cedat coroana imperiala germanǎ fratelui sǎu și regatele Spania, Țǎrile de Jos și coloniile americane fiului sǎu, Filip al II-lea.

### Colonialism

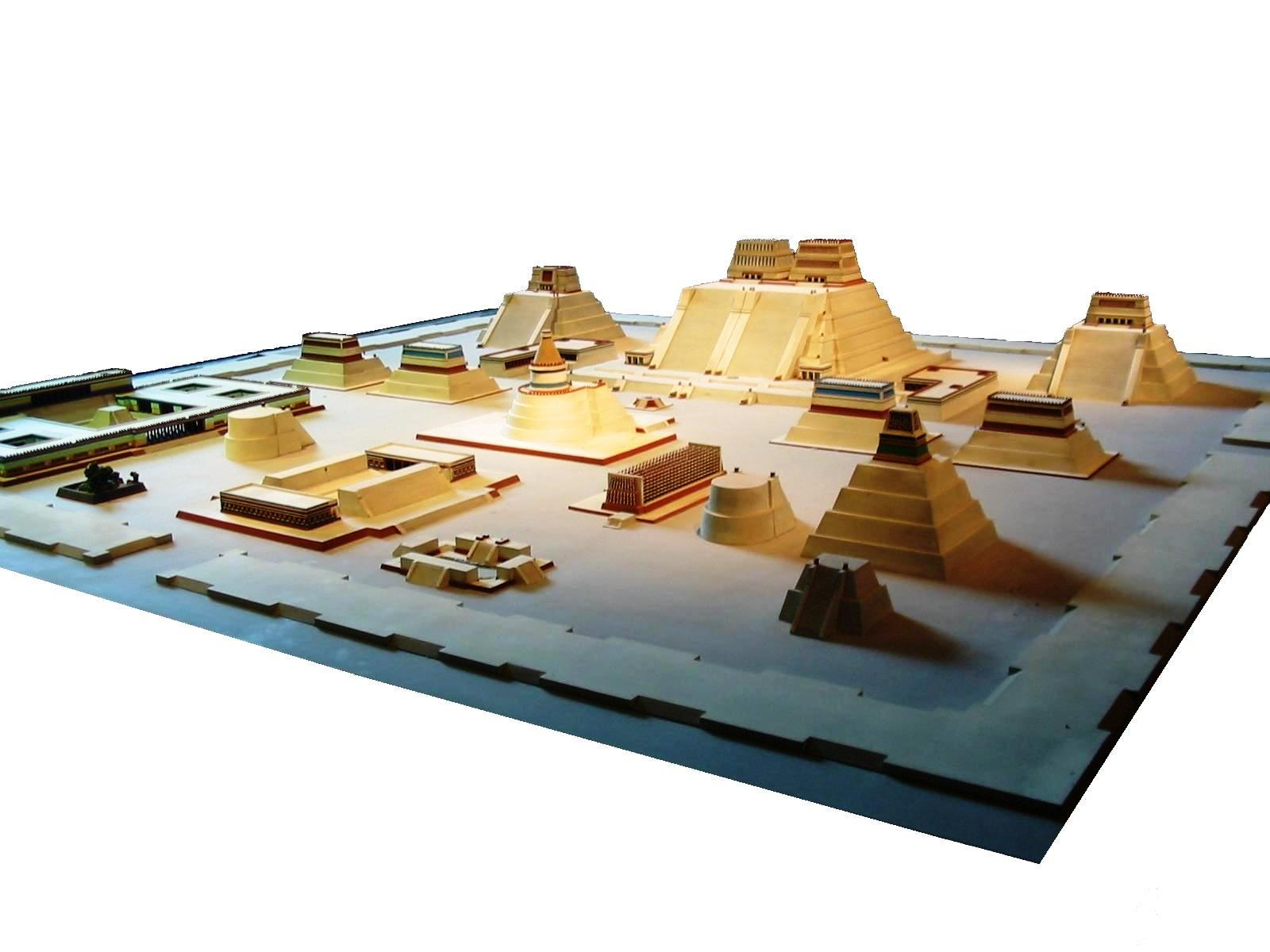
Tenochtitlan

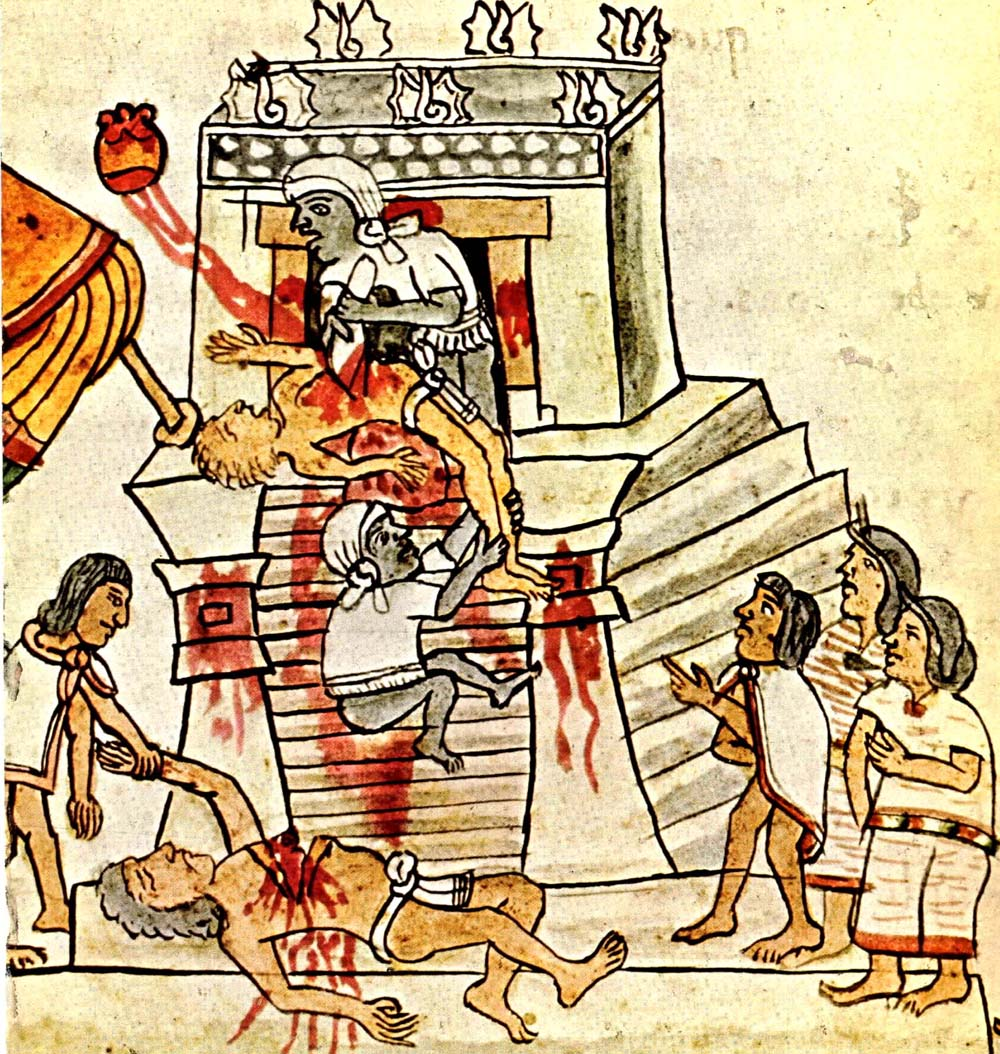
Sacrificiu aztec

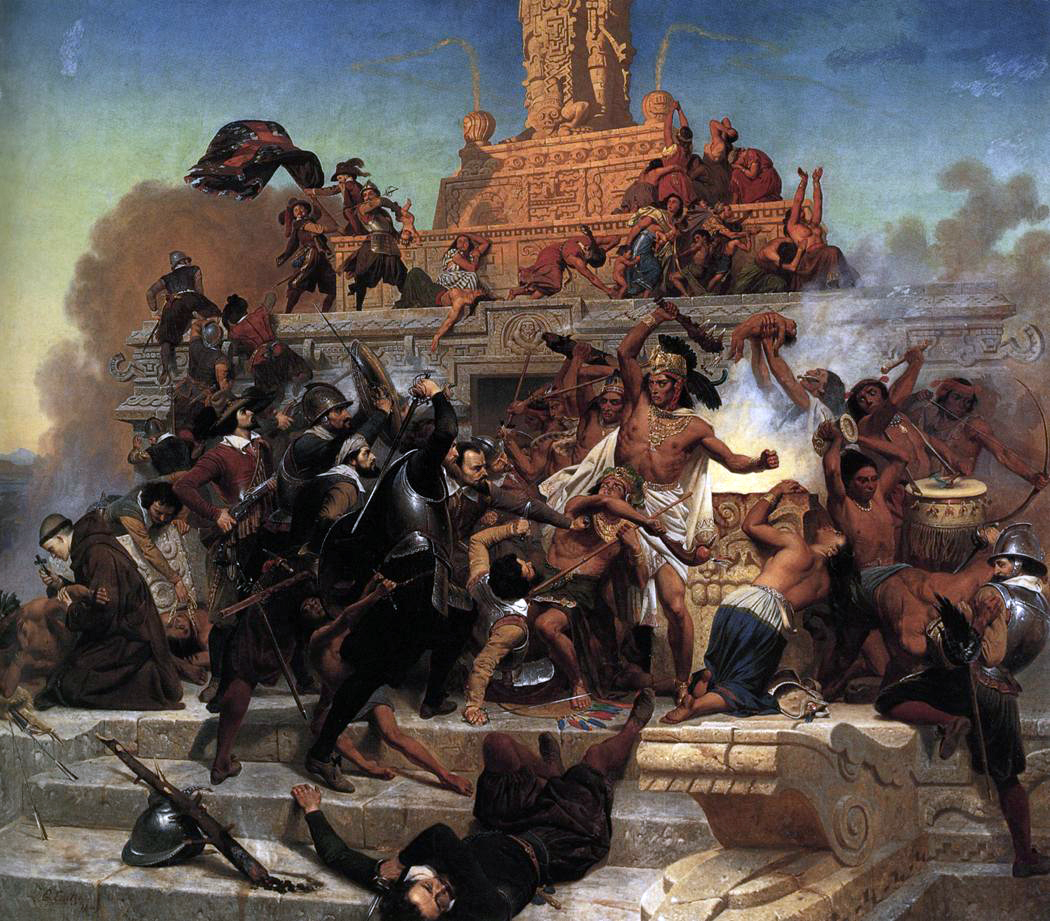
Confruntarea dintre Cortes si azteci

Înainte de venirea lui Columb, Mexicul era stǎpânit de imperul aztec. Capitala lor, Tenochtitlan, avea circa 300 000 de locuitori și ajunsese la apogeu sub domnia lui Montezuma al II-lea, fiind strǎbǎtut de o rețea de canale, palate, grǎdini, temple și piramide. Pentru hrǎnirea populației, s-au construit insule artificiale pe lacul Texcoco-chinampas, utilizate pentru agriculturǎ. Din ținuturile cucerite se aduceau porumb, fasole, cacao, bumbac și aur, argint și jad. Negustorii cumpǎrau turcoaze de la indienii pueblo din nord, iar din sud eru aduse pene colorate pentru confecționarea unor cape, evantaie, podoabe de cap, scuturi ornamentate etc. Serviciul militar era obligatoriu, iar îndatoririle armatei era sǎ captureze cât mai mulți prizonieri de rǎzboi pentru a fi sacrificați la Tenochitlan în imensele piramide din centrul orașului, deoarece aztecii credeau cǎ zeii cereau sânge uman pentru a le asigura fertilitatea. Prizonierii erau sacrificați cu forța de cǎtre preoți în cadrul unor ceremonii, folosind pumnale condecționate din calcedonie, cremene sau obsidian.
La scurt timp dupǎ descoperirea continentelor americane de cǎtre navigatori, aventurierii spanioli-conchistadorii, au cucerit multe insule din Caraibe, au început explorarea Americii continentale fiindcǎ sperau sǎ descopere comori. În 1519, 500 de soldați spanioli, conduși de Hernán Cortés, au ajuns la Tenochtitlan, unde au fost bine primiți. Împǎratul aztec, Montezuma al II-lea a crezut cǎ este regele-zeu Quetzalcoatl care s-a întors. Spaniolii au abuzat de încrederea și l-au luat ostatic, Cortes luându-i locul. Când Cortes a fost plecat, aztecii s-au rǎsculat și i-au înfrânt pe spanioli și l-au ucis pe Montezuma pentru coabitare cu inamicii. Cortes a cerut ajutorul triburilor învecinate care au fost subjugate de azteci, iar în 1521, s-a întors la Tenochtitlan cu o armată de băștinași și a distrus orașul, mǎcelǎrind populația. În scurt timp, supraviețuitorii rǎmași s-au îmbolnǎvit de ciuma adusǎ de europeni. 
Un alt conchistator, Francisco Pizzaro,a debarcat în 1532 în Peru, nimerind rǎzboiul civil dintre Huascar și Atahulpa. Atahualpa l-a ucis pe Huascar cu ajutorul spaniolilor. Apoi, Pizzaro, cu doar 159 de oameni împotriva armatei incașe, l-a rǎpit pe Atalhulpa și l-a executat. Incașii s-au predat, iar în 1533, vastul imperiu incaș a cǎzut în mâinile spaniolilor.

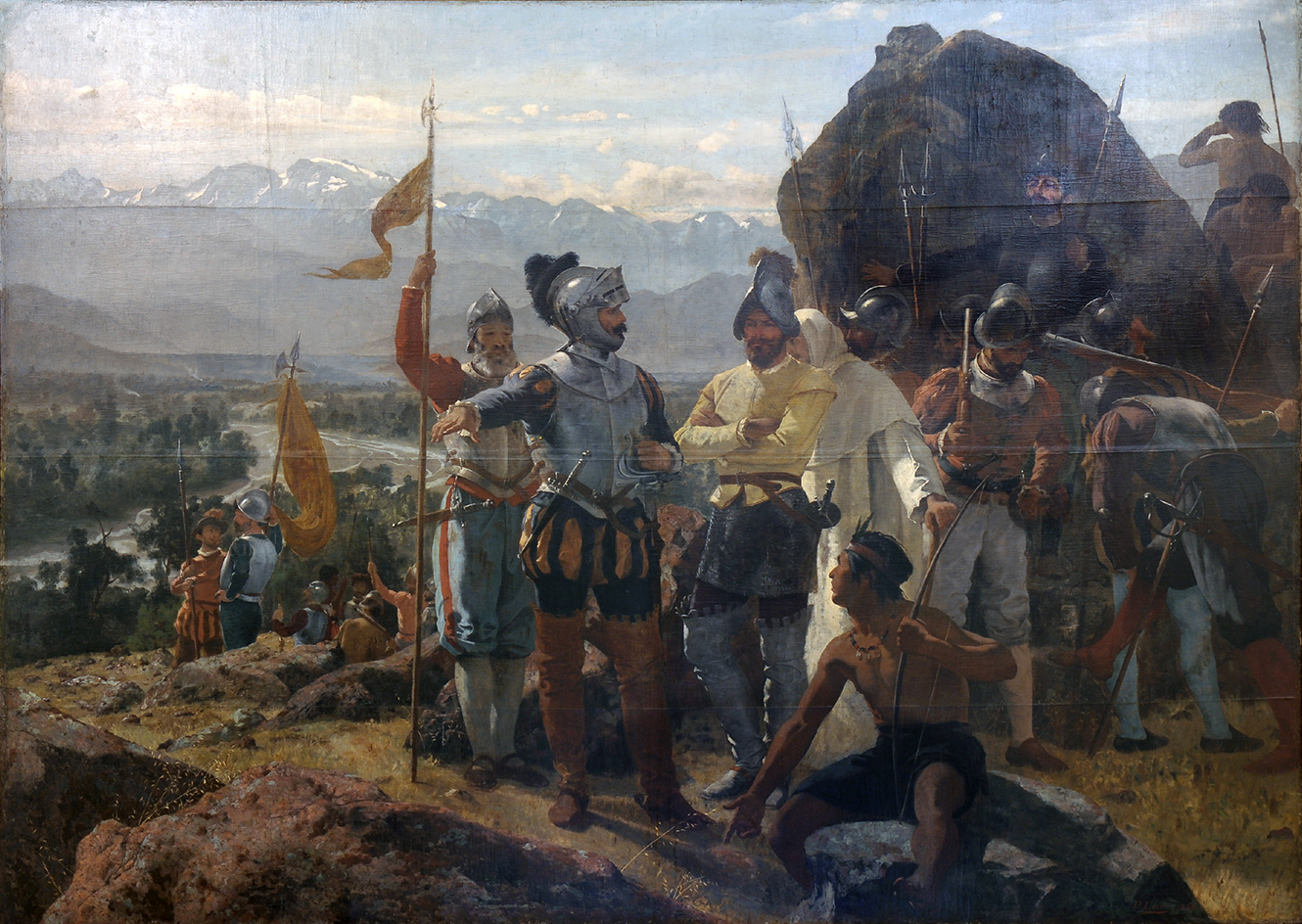
Conquistadori

Spaniolii au cucerit Mexicul numindu-l Noua Spanie și Peru. Au cucerit pǎrți din California, Arizona și New Mexico. Locuitori ai Spaniei au emigrat pentru a se stabili în coloniile imperiului. Coloniile erau conduse de Consiliul Indiilor din Spania pentru a se asigura cǎ bǎștinașii nu vor fi supuși unor tratamente rele. Dar n-au putut împiedica cruzimea, mulți băștinași fiind forțați să lucreze în minele de argint ca sclavi. Milioane au murit fiindcǎ nu erau imuni la bolile aduse de europeni, ca pojarul sau variola. Coloniștii au fost urmați de misionari care au distrus idolii și templele și le-au înlocuit cu biserici catolice, dorind sǎ-i converteascǎ pe bǎștinași. Spaniolii au adus în Europa noi fructe și legume: ananas, roșii, cartofi, boabele de cacao, ardei, floarea-soarelui și tutun, precum și curcani.

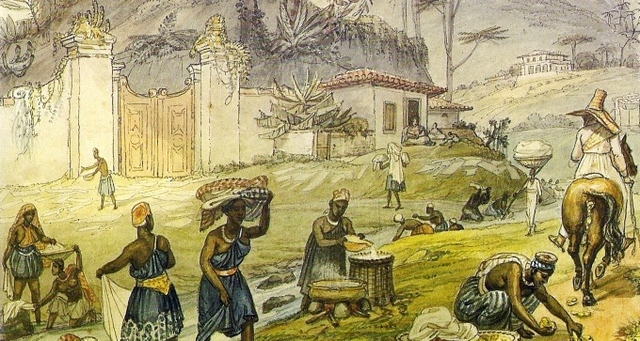
Plantatie de sclavi negri din Brazilia

Imperiul Spaniol a continuat expansiunea sub Filip al II-lea al Spaniei, care a cucerit Filipinele, care dupǎ uciderea rudei sale apropiate, regele Sebastian al Portugaliei, a moștenit Imperiul Portughez, în 1600, Imperiul Spaniol devenind cel mai mare din lume. Dar rǎzboaiele costisitoare ale lui Filip cu protestanții din Europa au epuizat rezervele de aur și argint aduse din Americi. 
Exploratorii portughezii au ajuns în Indiile de Est-Indonezia, unde au gǎsit scorțișoara din belșug, cuișoare și nucșoarǎ. Au cucerit Moluccele și au preluat numeroase porturi din Oceanul Indian. Cu aurul și sclavii din Africa, portughezii au înființat primele plantații de trestie de zahǎr din insula Sao Tome și Brazilia. Au transportat sclavii africani în America de Sud, debutând comerțul transatlantic cu sclavi. Au pus bazele unui imperiu ce cuprindea Angola, Mozambic, insulele Capului Verde, Madeira, Azore, Ormuz din Persia, Goa, Calicut din India, Colombo din Sri Lanka, Macao din China, insulele Sulawesi, Insula Java și Malacca.

### Epoca Elisabetană

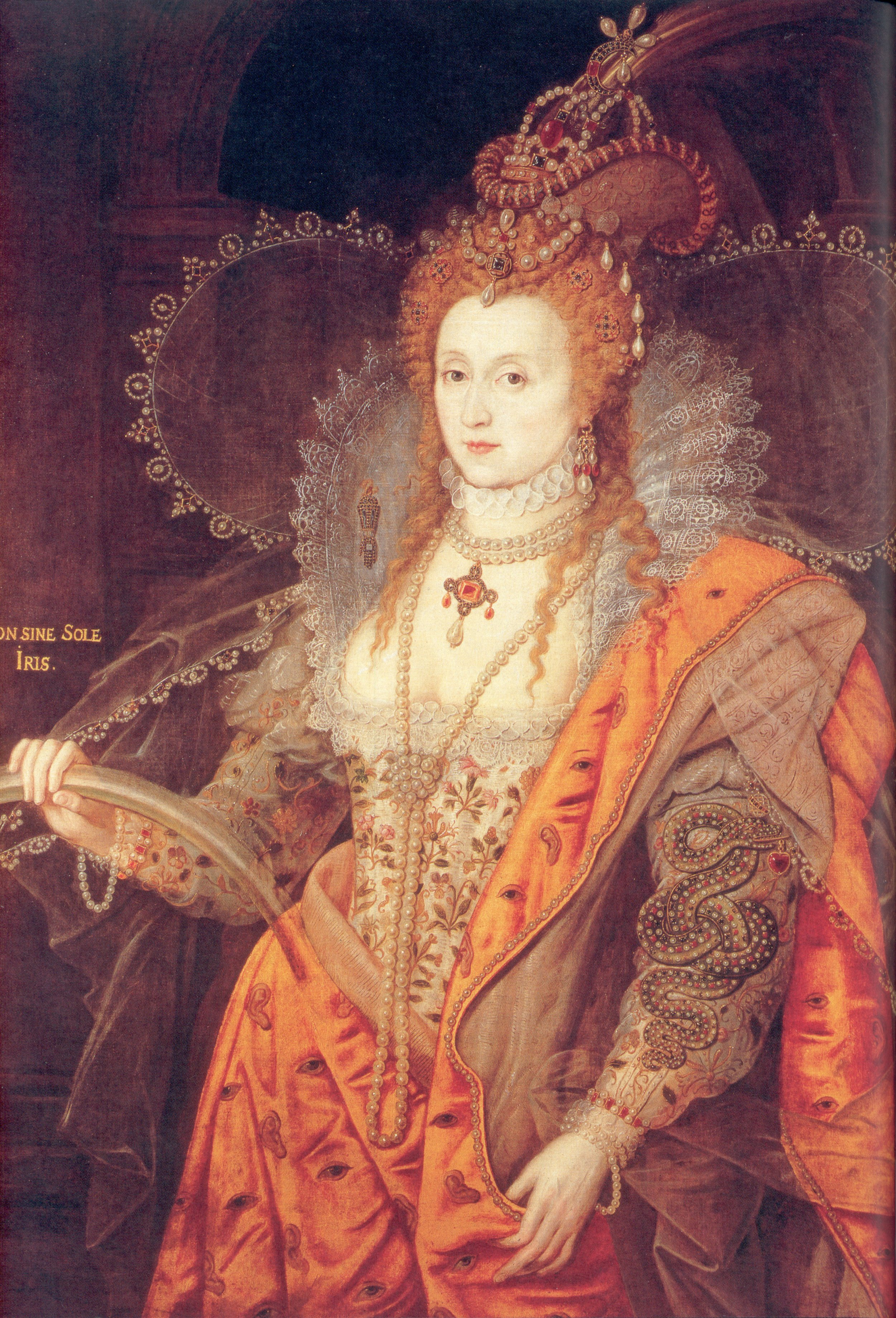
Elizabeth I

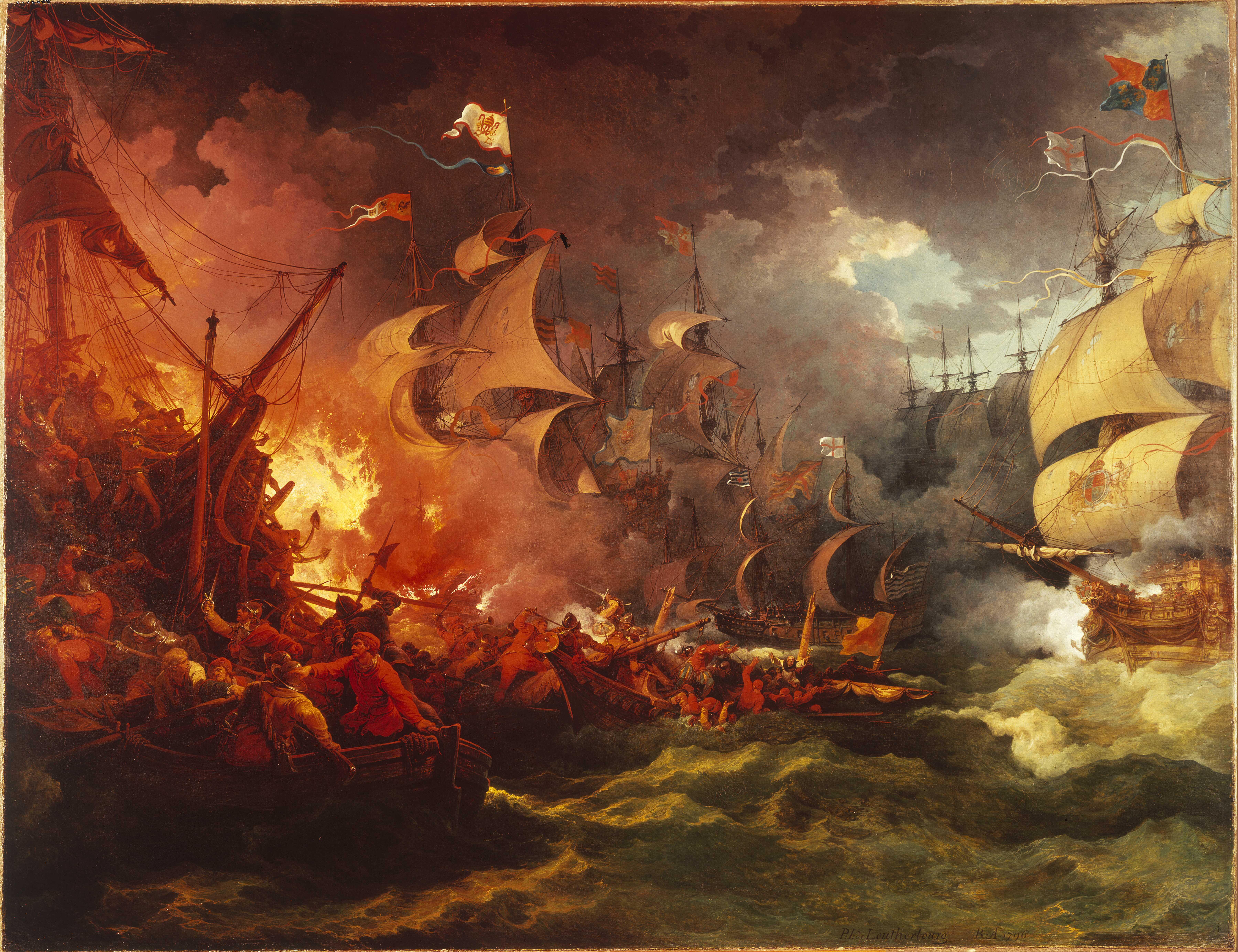
Armada

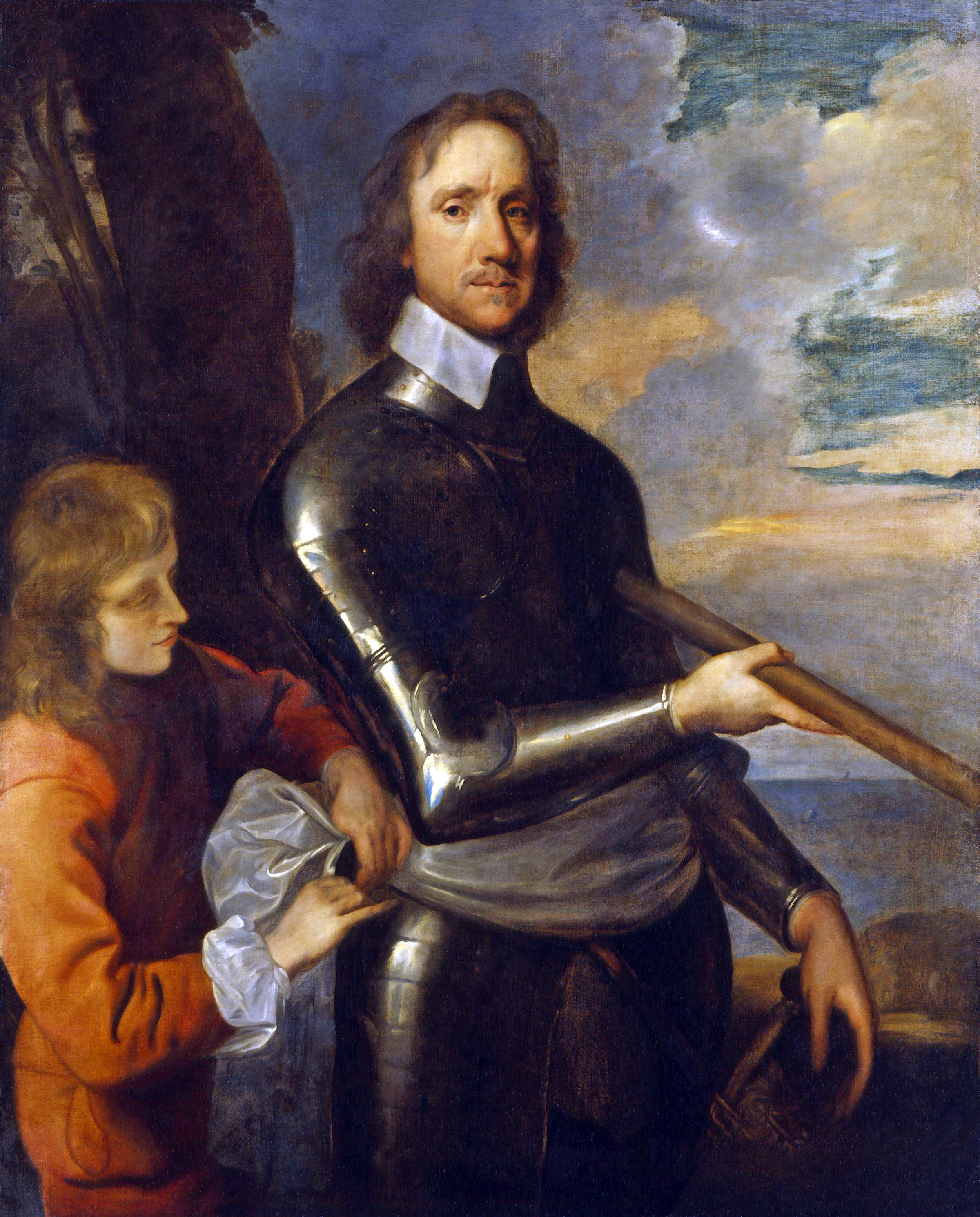
Oliver Cromwell

Dupa Rǎzboiul civil al celor douǎ Roze, familia Tudor din Țara Galilor a venit la conducerea Angliei. Henric al VII-lea și-a ridicat o armatǎ proprie și i-a învins pe toți lorzii și a întǎrit casa regala.Henric al VIII-lea al Angliei, celebru pentru cǎ a avut opt neveste, a rupt relațiile cu Roma și s-a autoproclamat cap al Bisericii Anglicane. A închis 800 de mânǎstiri, a alungat 10 000 de cǎlugari și a vândut altora domeniile mânǎstirești.
Elisabeta I a Angliei a executat-o pe Maria , regina catolicǎ a Scoției și a stabilit un armistițiu dintre catolicii și protestanții din Anglia. I-a sprijinit pe protestanții din Europa și a trimis pirați englezi sǎ lupte împotriva corǎbiilor și coloniilor spaniole.
În 1588, Filip a trimis Armada Spaniola de la Lisabona ca sǎ atace Anglia. Armada a fost urmaritǎ și hǎrțuitǎ de englezi conduși de Francis Drake, aventurier, pirat și cǎpitan care prǎda galioane spaniole în Caraibe. Armada fiind învinsǎ și de vremea nefavorabilǎ și de îndemânarea marinarilor englezi, a fost nevoitǎ sǎ se retragǎ. 
Anglia a lansat acțiuni pe alte continente, iar pe plan intern, industria și economia au luat avânt. A fost perioada lui William Shakespeare, când cultura și societatea au înflorit , pregǎtind terenul pentru o perioadǎ de mǎreție imperialǎ.
În 1629, Carol I al Angliei de Stuart închide Parlamentul. Apar conflicte, iar curtea lui Carol se dezbinǎ. Se declanșeazǎ un rǎzboi civil în 1642, Carol fiind executat în 1649. Timp de 12 ani, Anglia nu a avut rege. Dupa executarea lui Carol, Parlamentul a abolit monarhia și Anglia a devenit republicǎ Coomonwealth. În 1653, Oliver Cromwell a condus țara în calitate de lord protector și a intrat în conflict cu unii parlamentari , guvernând cu ajutorul generalilor. A purtat rǎzboi împotriva olandezilor pentru controlul comerțului și rutelor mari, și-a impus dominația în Irlanda. A introdus reforme în învǎțǎmânt și a conferit englezilor drepturi egale. A murit în 1658, iar monarhia a fost restauratǎ. Dupǎ rǎzboiul civil, Londra a trecut prin Marea Ciuma, iar în 1666, o mare parte a orașului a fost distrusǎ de Marele Incendiu. Londra a fost reconstruită pe același plan al străzilor ca și înainte de incendiu. 
Prin Legea Uniunii din 1707, Anglia și Scoția se unesc de drept sub un singur monarh, formând Regatul Marii Britanii.

### Reforma Protestantǎ

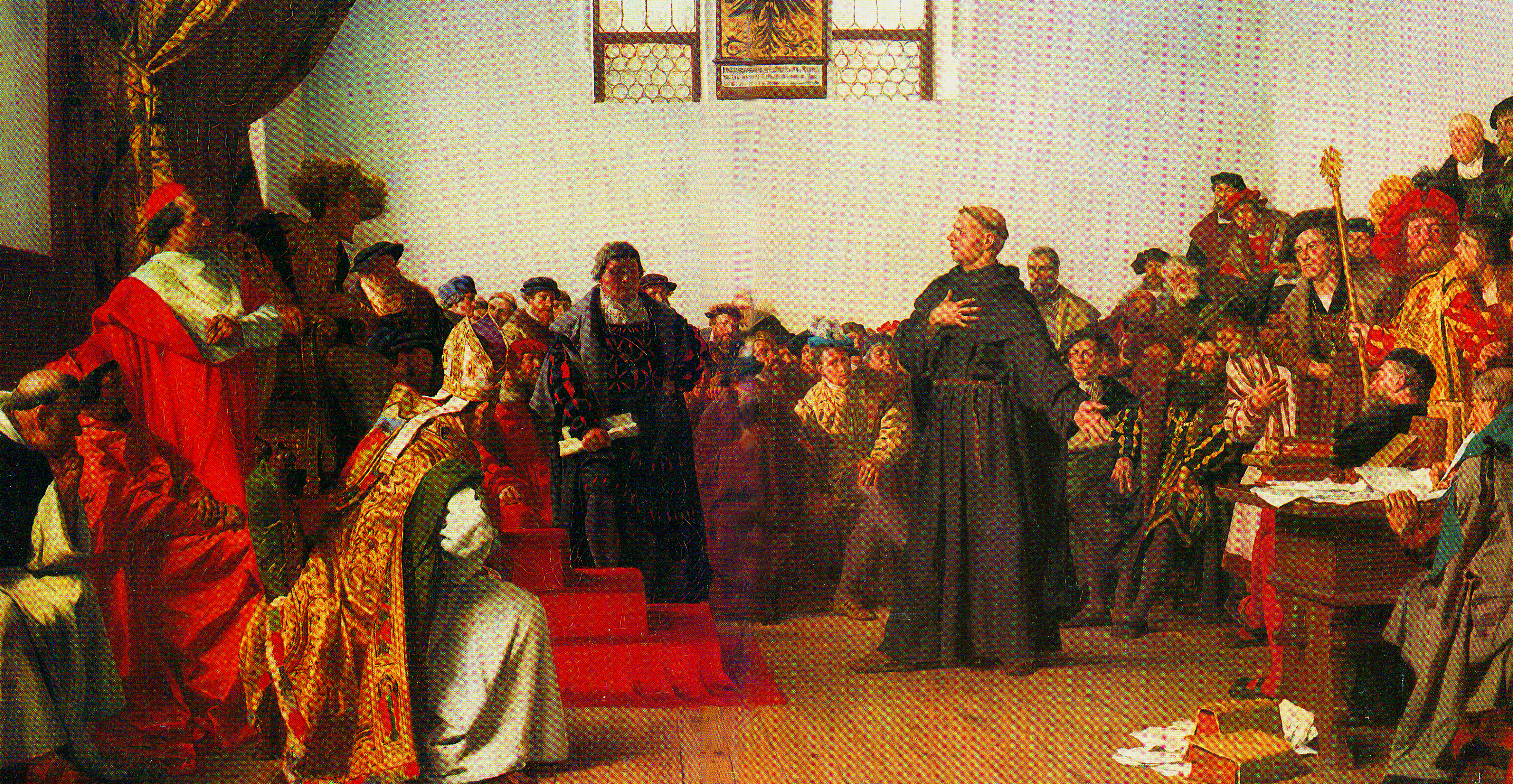
Martin Luther

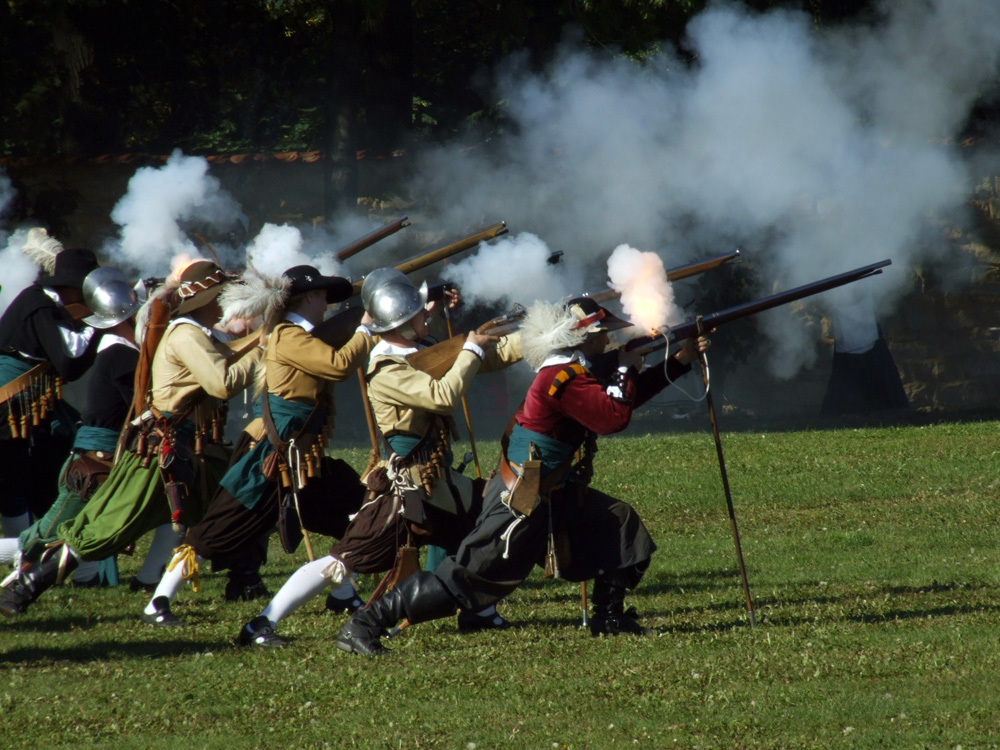
Razboiul de 30 de ani

La începutul secolului XVI, noile idei renașcentiste i-a fǎcut pe unii sǎ ridice obiecții împotriva Bisericii Catolice. Preoții și cǎlugării nu-și mai duceau viața în sǎrăcie, celibat și simplitate, iar papii și episcopii se îmbogățeau. Oamenii aveau nevoie de o transformare a bisericii. Reforma a primit un puternic impuls în 1517 când preotul german Martin Luther a bătut în cuie pe ușa bisericii din Wittenberg o listă cu 95 de teze care critica rolul Bisericii, detestând vânzarea de indulgențe.A fost acuzat de erezie și excomunicat în 1521. Dar și-a câștigat susținǎtori în Germania și Elveția unde și-a întemiat o bisericǎ proprie-Biserica Luteranǎ. În Elveția, reforma a fost condusă de Ulrich Zwingli care a fost ucis într-un rǎzboi civil, iar succesorul sǎu, Jean Calvin, și-a câștigat adepți în Franța, Germania și Olanda și l-a influențat pe John Knox in Scotia. Grupǎrile și-au unit proprietǎțile formând comunitǎți și ocupând orașe întregi. 
Dar în 1522, Papa Paul al III-a a inițiat Contrareforma, încurajând activitǎțile de predicare și misionarism, înființând Societatea iezuiților în scopul rǎspândirii catolicismului. Disputa religioasǎ s-a transformat într-una politicǎ când Filip al II-lea a încercat sǎ restaureze cu forța catolicismul în Anglia, Franța și Olanda. În Franța a izbucnit un rǎzboi civil, protestanții olandezi s-au rǎsculat împotriva dominației spaniole, iar în 1618 a fost declanșat Războiul de Treizeci de Ani în urma unei escaladǎri ale tensiunilor dintre catolicii și protestanții din Boemia. Acțiunea violentă cunoscută ca "Defenestrarea de la Praga", în care protestanții i-au aruncat pe oamenii împǎratului de la o fereastrǎ din castelul Hradcani a fost scânteia care a aprins rǎzboiul. 
Pe durata acestui rǎzboi îndelungat s-au folosit tunuri de calibru mare și trupe de mercenari, costând extrem de mult, dar producând pagube uriașe. Habsburgii și-au pierdut puterea, Sfântul Imperiu Roman a ieșit slǎbit și s-a fragmentat în 300 de stǎtulețe. Franța , Suedia și Olanda au ieșit întǎrite din rǎzboi, iar Țǎrile de Jos și Elveția s-au declarat independente.
Pacea de la Westfalia, care a pus capǎt rǎzboiului, a fost primul tratat european de importanțǎ majorǎ a epocii moderne.

### Țările de Jos

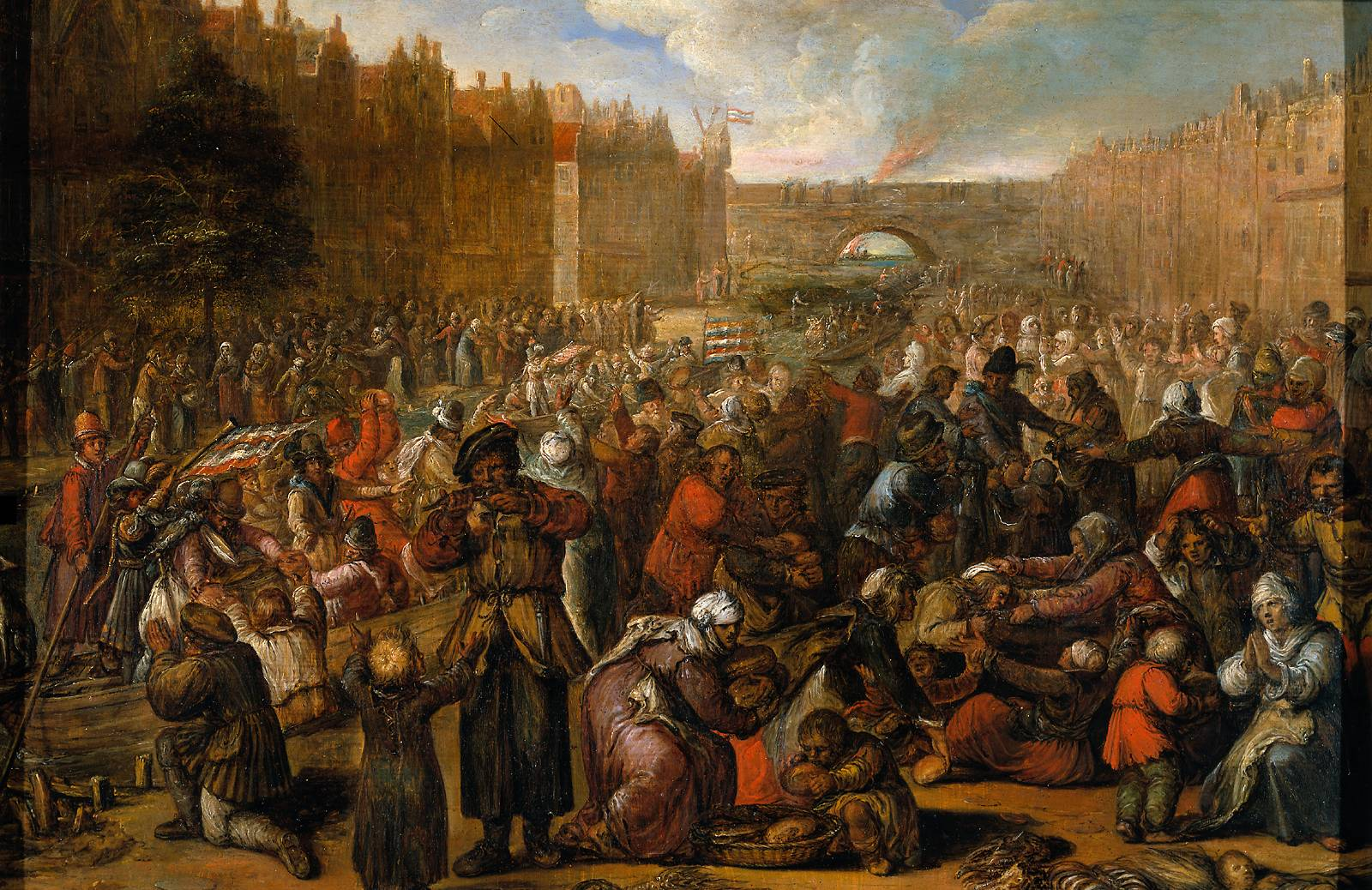
Eliberarea orașului Leiden

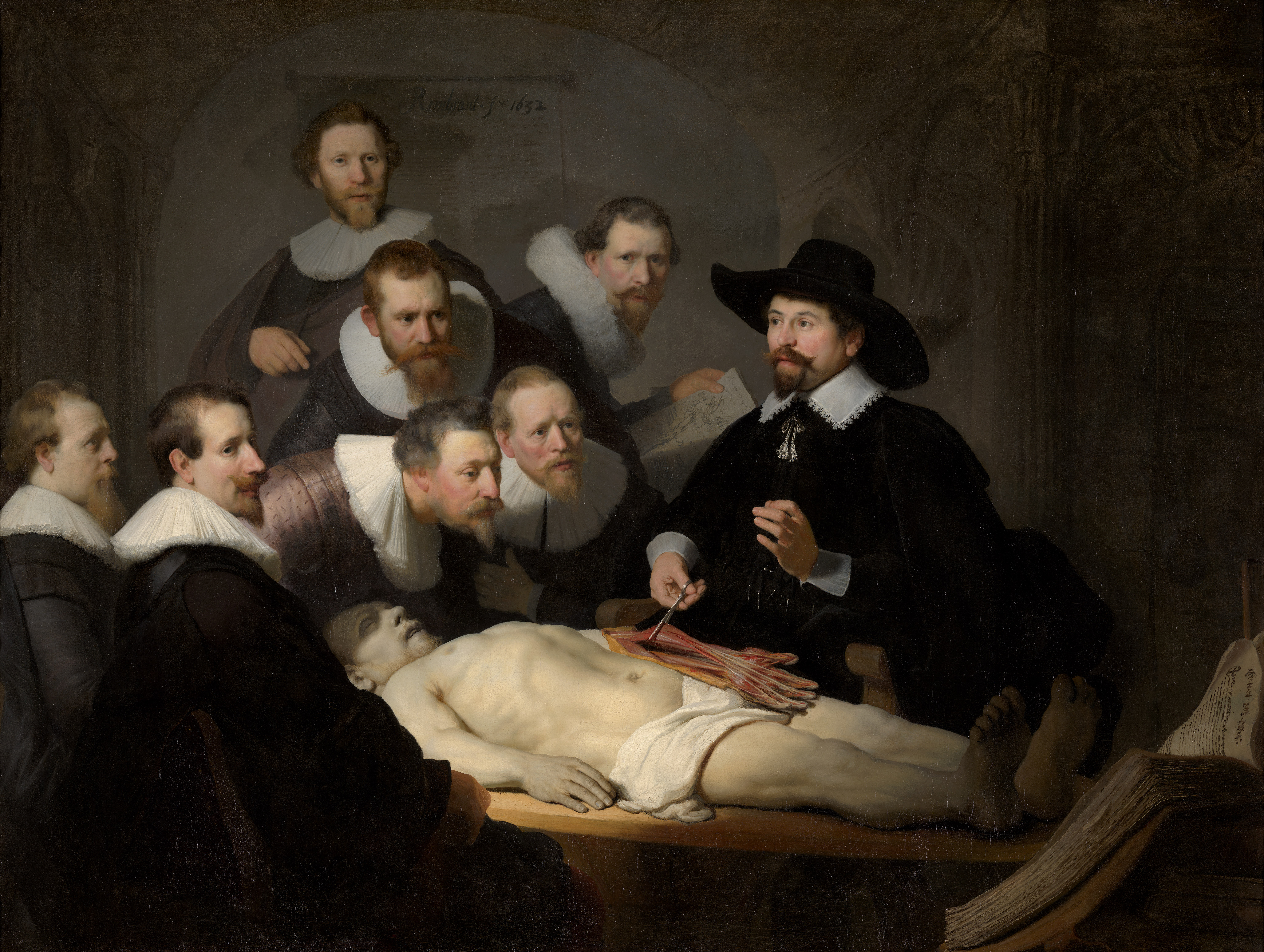
Disecție

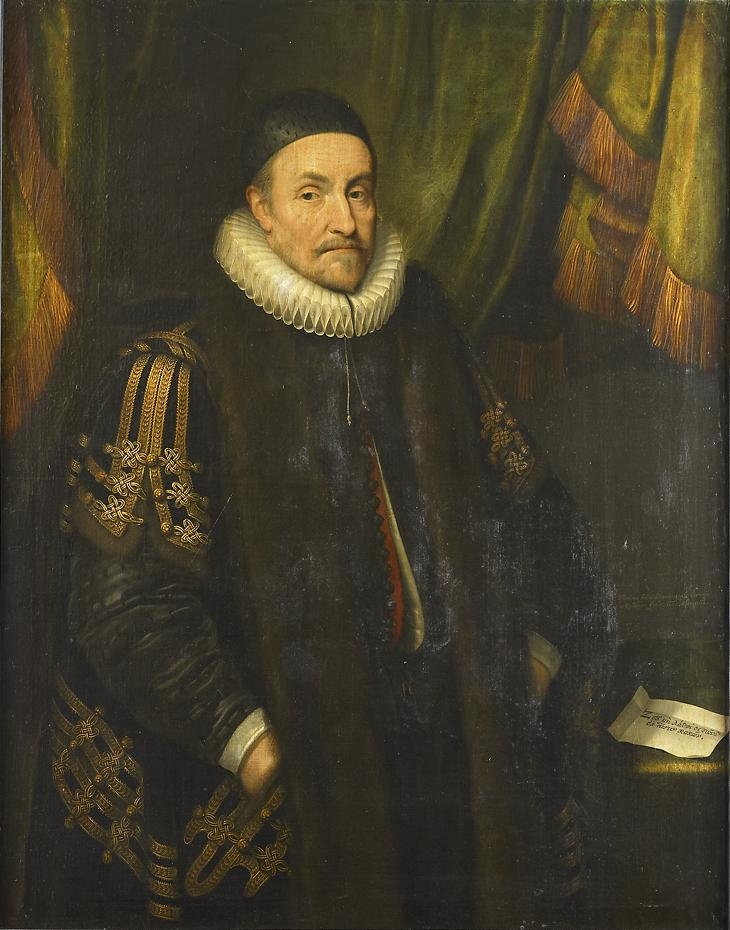
Wilhelm de Orania

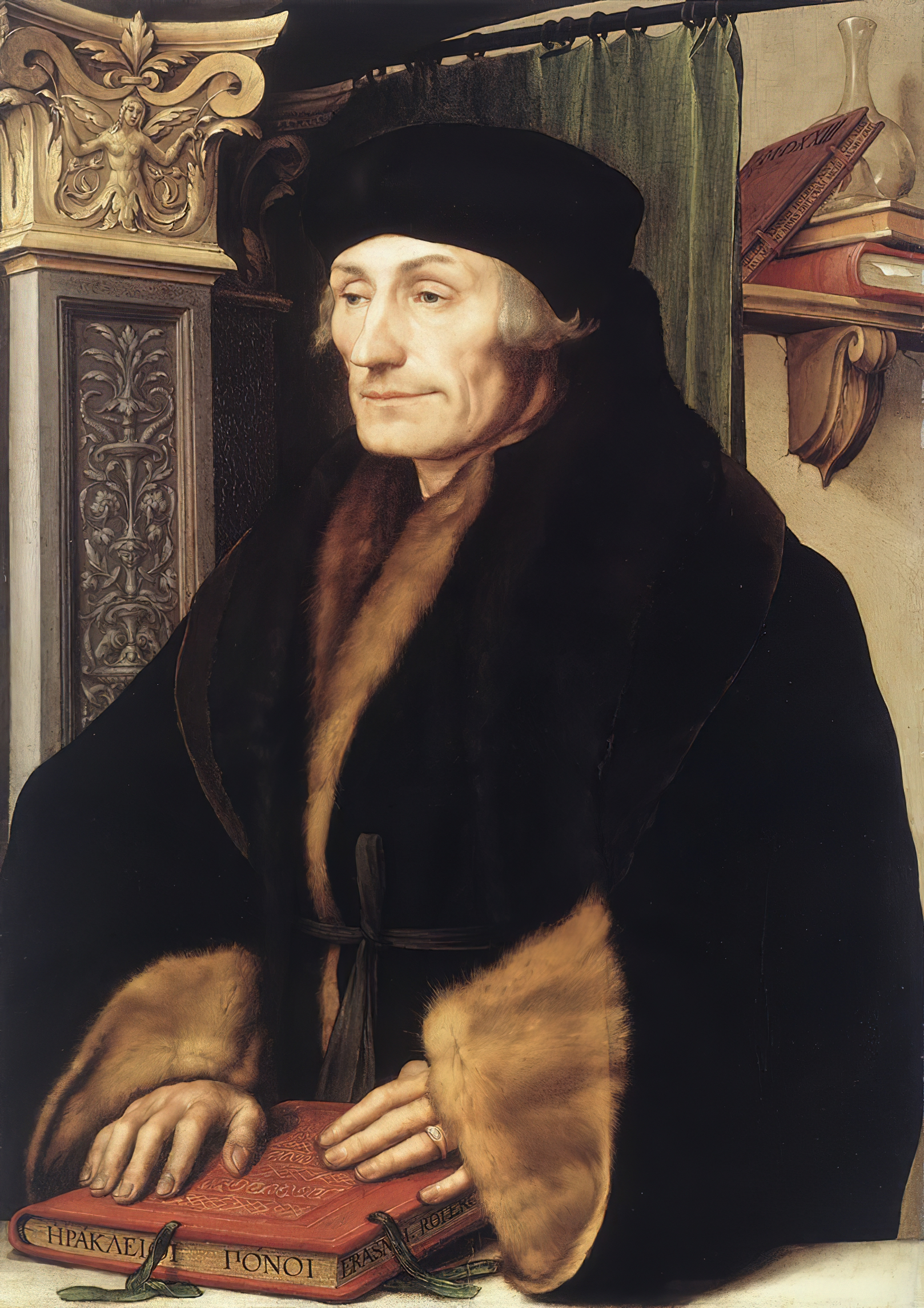
Desiderius Erasmus

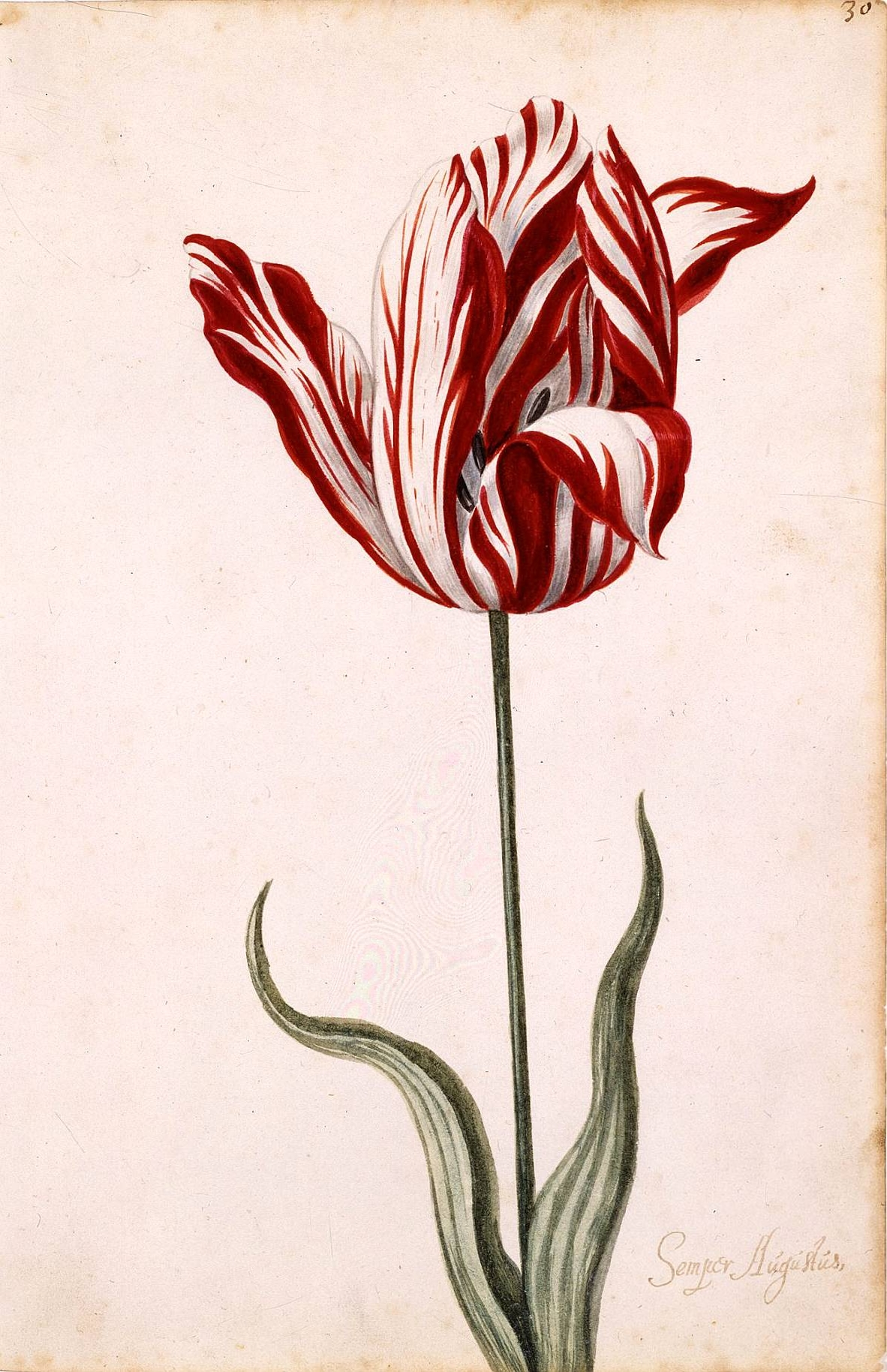
Pictură reprezentând o lalea

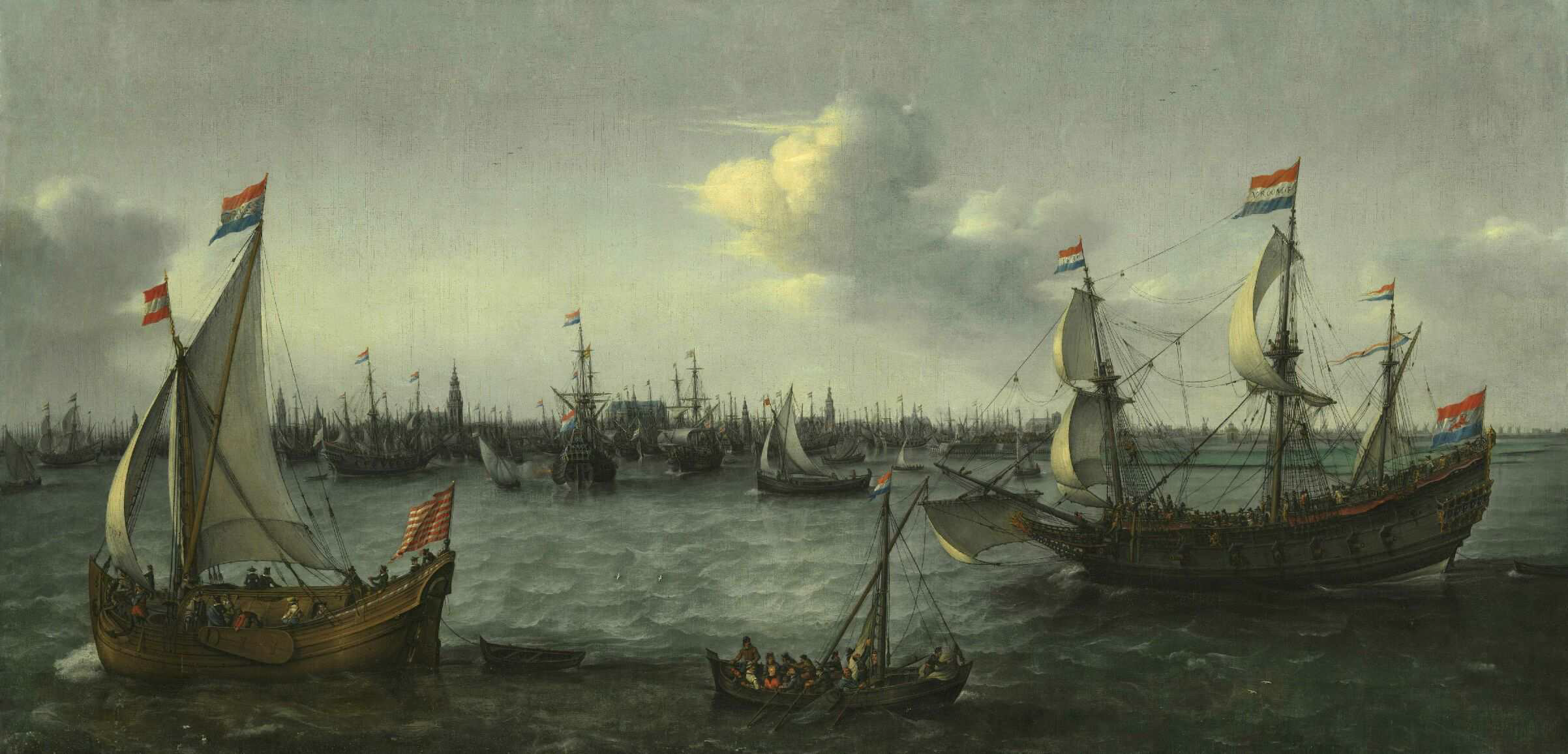
Amsterdam

Țările de Jos, formate din 17 provincii care cuprind Belgia, Luxemburg și Olanda, s-au fragmentat în domenii ale unor familii nobiliare, stăpânite de ducii de Burgundia până când Carol al V-lea le-a trecut în posesia Spaniei în 1516. Luptă pentru independența când a început în timpul domniei lui Filip al II-lea care l-a trimis pe Ducele de Albă că guvernator care s-a opus curentului protestant și s-au declanșat revolte ale olandezilor, conduși de Wilhelm de Orania. După ce Ducele de Albă a ordonat execuții publice, spolierea orașelor și masacrarea populației, olandezii au inceptut să utilizeze tactici de gherilă ca inundarea terenurilor joase. Trupele spaniole au devastat orașul Antwerp. Mulți negustori și bancheri s-au mutat la Amsterdam pe care l-au reconstruit, devenind un oraș prosper, apărat de canale și o flotă și au pus bazele activităților comerciale, bancare și industriale, Amsterdam devenind un mare centru protestant. Fiindcă Spania era implicată în războaie cu Franța, Anglia și Imperiul Otoman și în plin faliment sub domnia lui Filip al III-lea al Spaniei, olandezii s-au declarat Republică a Provinciilor Unite ale Țărilor de Jos. Armistițiul a fost încheiat în 1609, dar Spania nu le-a recunoscut independența decât după 1648.
În cea de-a două jumătate a secolului al XVI-lea, lalelele din Turcia au fost aduse în Europa.Câteva semințe de lalele i-au fost expediate prefectului Clusius, care îngrijea Grădinile Medicinale Regale din Praga. Câțiva ani mai târziu, în 1593, Clusius a fugit în Olanda, cerând azil pe motive religioase și devenind curatorul Grădinii Botanice din Leiden. Lalelele au fost inițial o curiozitate și o preocupare pentru oamenii foarte bogați. Fascinația pentru lalele, mutațiile sale și misterul nemăsurat le-au dat acestor flori o valoare din ce în ce mai mare.Nu a durat mult până majoritatea olandezilor au devenit cu adevărat obsedați de aceste flori. Cei care nu își permiteau să cumpere bulbi de lalele sau chiar lalele, se mulțumeau cu lucrări de artă, piese de mobilier, broderii și obiecte de ceramică pe care apărea siluetă delicată a florii. Multe acuarele ce reprezintă lalele au fost pictate în această perioadă și sunt considerate acum adevărate opere de artă; pe vremea aceea însă, erau numai foi de catalog menite să îi facă pe cumpărători să ia flori scumpe, pentru că numai acestea erau reprezentate. 
În perioadă dintre 1634 și 1637, prețurile bulbilor de lalea au crescut uimitor de mult, pentru că "febră" lalelelor s-a răspândit și mai mult. Atât de absurdă devenise situația, că la apogeul ei, un singur bulb să valoreze cât o casă. Inevitabilă scădere a prețului lalelelor a avut loc în 1637, când un grup de vânzători nu a putut să obțină sumele de bani pe care le doreau pentru vânzarea unor bulbi - a fost momentul în care parcă toată lumea și-a dat seamă de situație. Toți au văzut că prețul lalelelor erau "artificiale" și că valoarea lor era trecătoare. 
Țările de Jos au urmat exemplul Angliei și au înființat Compania Olandeză a Indiilor de Est.Olanda a devenit o puternică națiune de comercianți. Portul Amsterdam devenise cel mai aglomerat din Europa, dotat cu antrepozite, bănci și birouri comerciale și o flotă de mari dimensiuni. Au colonizat ținuturi din Orient: Java , Moluccele de la portughezi, Ceylonul, au înființat o agenție comercială în Japonia, au ocupat Capul Bunei Speranțe din sudul Africii, având posibilitatea de a se îndreptă spre Indiile de Est, apoi în 1621 au înființat Compania Olandeză a Indiilor de Vest, 800 de vase făcând comerț cu zahăr, tutun, piei și sclavi în Caraibe. Au colonizat Guyana, Curaçao, nord-estul Braziliei, iar în America de Nord, au întemeiat Nouă Olanda. Ulterior, olandezii au pierdut supremația năvală în favoarea englezilor, pierzând Ceylonul, Malacca și Cape Town.

### Secolul lui Ludovic al XIV-lea

Ludovic XIV

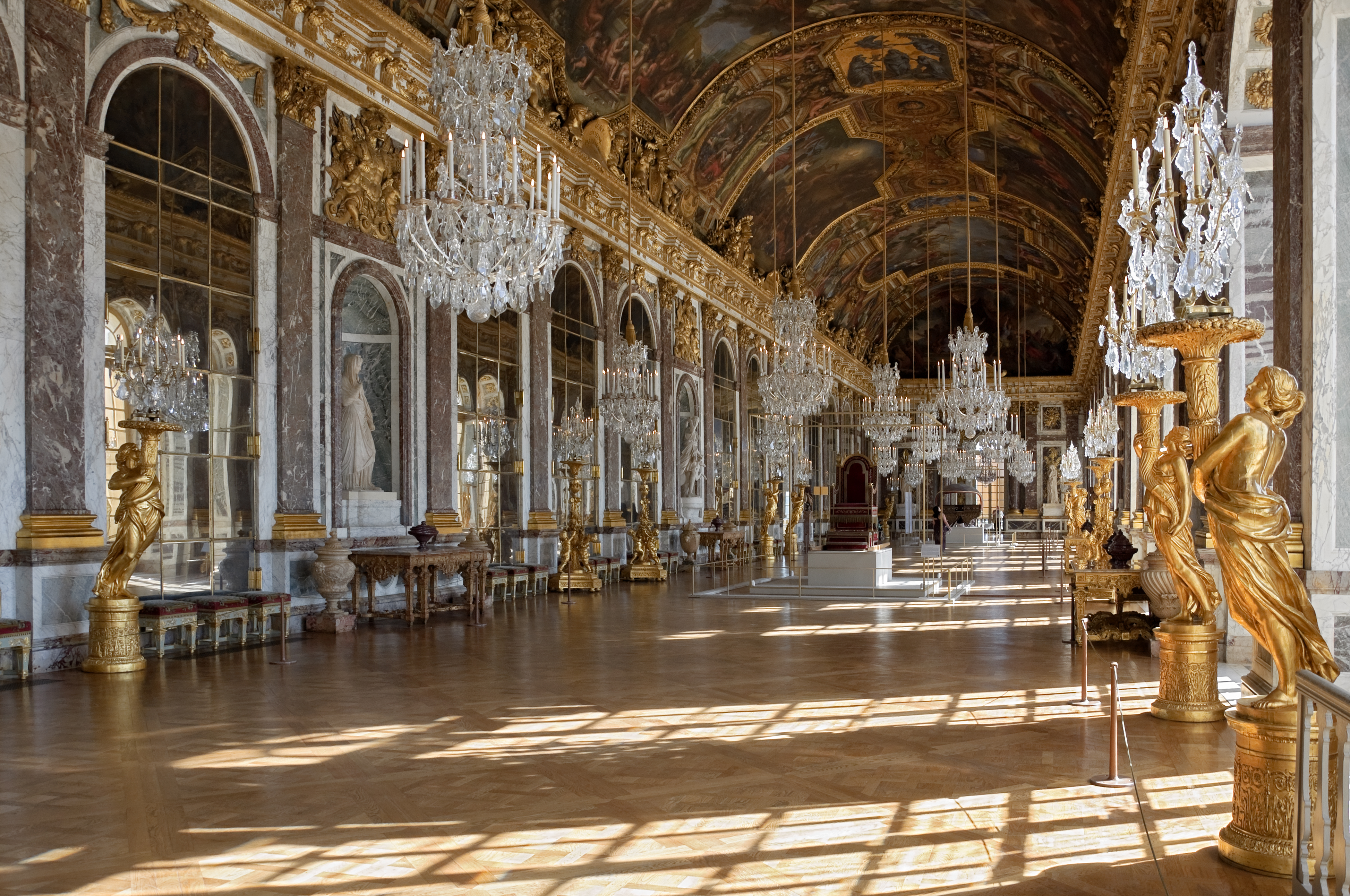
Sala Oglinzilor

În timpul domniei sale, regele Ludovic al XIII-lea al Franței l-a numit prim-ministru pe Cardinalul Richelieu. Richelieu a unificat , Fransa și a extins frontierele și a sprijinit Suedia, Țările de Jos și Danemarca în luptă împotrivă habsburgilor în Războiul de 30 de ani. În timpul cardinalului Mazarin, Franța a devenit o mare putere europeană, mai puternică, întinsă și bogată, având cele mai bune armate.Ludovic al XIV-lea al Franțeia devenit rege în 1643, la vârstă de 5 ani. După înăbușirea revoltei Fonda, Ludovic a preluat puterea în 1661 și a transformat Franța într-un stat absolutist, condus în exclusivitate de rege. În 1665, Ludovic l-a numit pe Jean Colbert în funcția de controlor general al finanțelor, Franța fiind mult mai bine administrată, impozitele fiind reorganizate. Au fost inițiate reforme legislative, s-au creat noi ramuri industriale, s-au construit drumuri, canale și poduri, s-au extins marină militară franceză și flotă comercială. În 1682, Ludovic și familia să s-au mutat într-un palat nou, magnific, grandios și somptuos, la Versailles. Pentru terminarea să, 36 000 de muncitori au lucrat 47 de ani, iar regele și curtea erau slujiți de 15 000 de gardieni, curteni și servitori. Toți nobilii au fost obligați să locuiască pentru a fi permanent supravegheați, căci "Regele-Soare" era Statul. Franța a devenit și un mare centru cultural, stimulând dezvoltarea artelor că baletul, înființând Academia Regală de Dans, unde însuși a l-a întruchipat pe Apollo la Baletul Nopții din 1653 ce a durat 12 ore. Acordând mai multă importantă convingerilor sale catolice, au izbucnit conflicte religioase, iar în Edictul de la Nantes nu a mai manifestat tolerantă față de hughenoți. După numeroase războaie costisitoare, Ludovic a pierdut multe teritorii cucerite și a murit în 1715, lăsând o administrație rigidă și falimentară. 

### De la Principatul Moscovei la Imperiul Rus

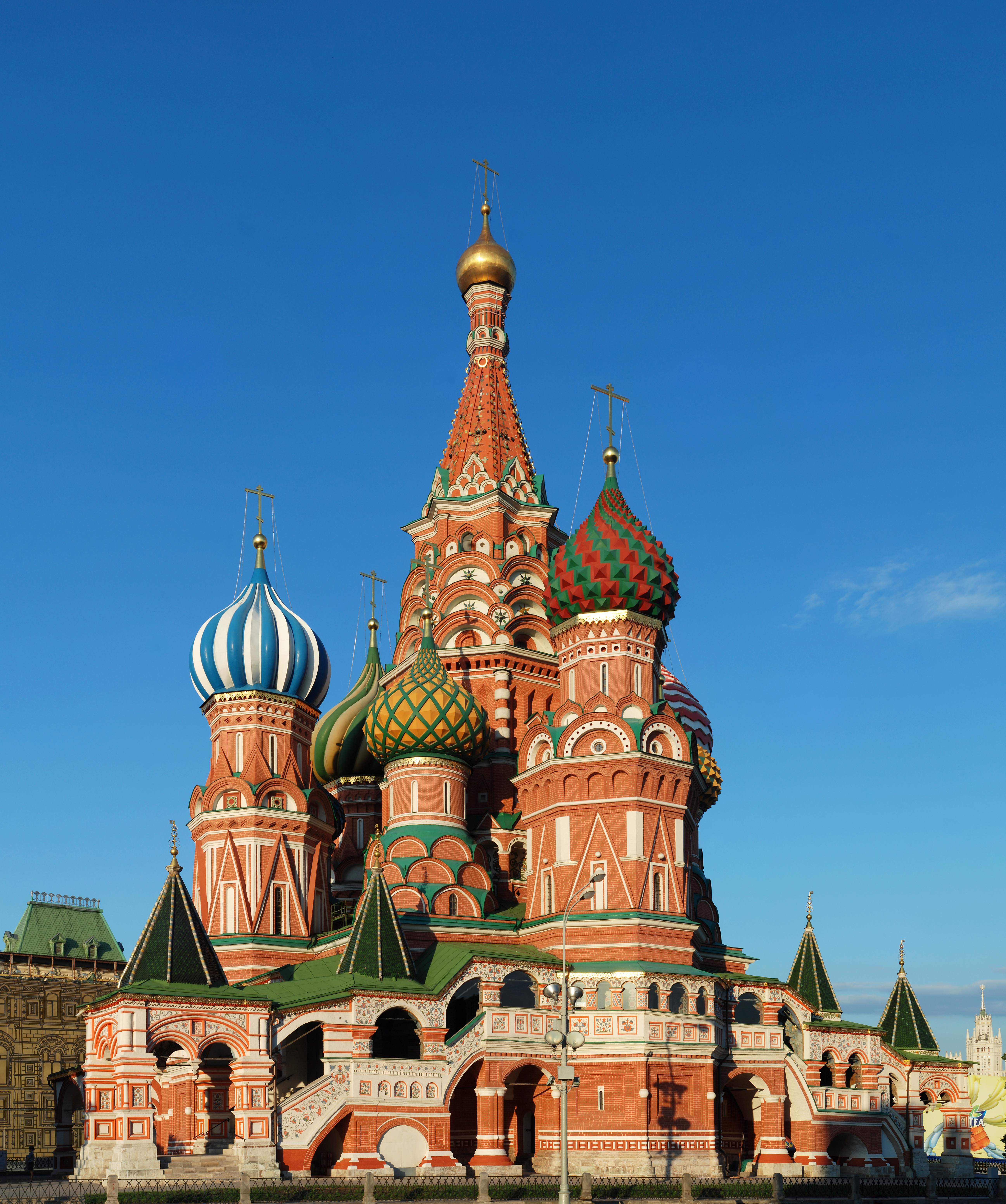
Catedrala Sf. Vasil

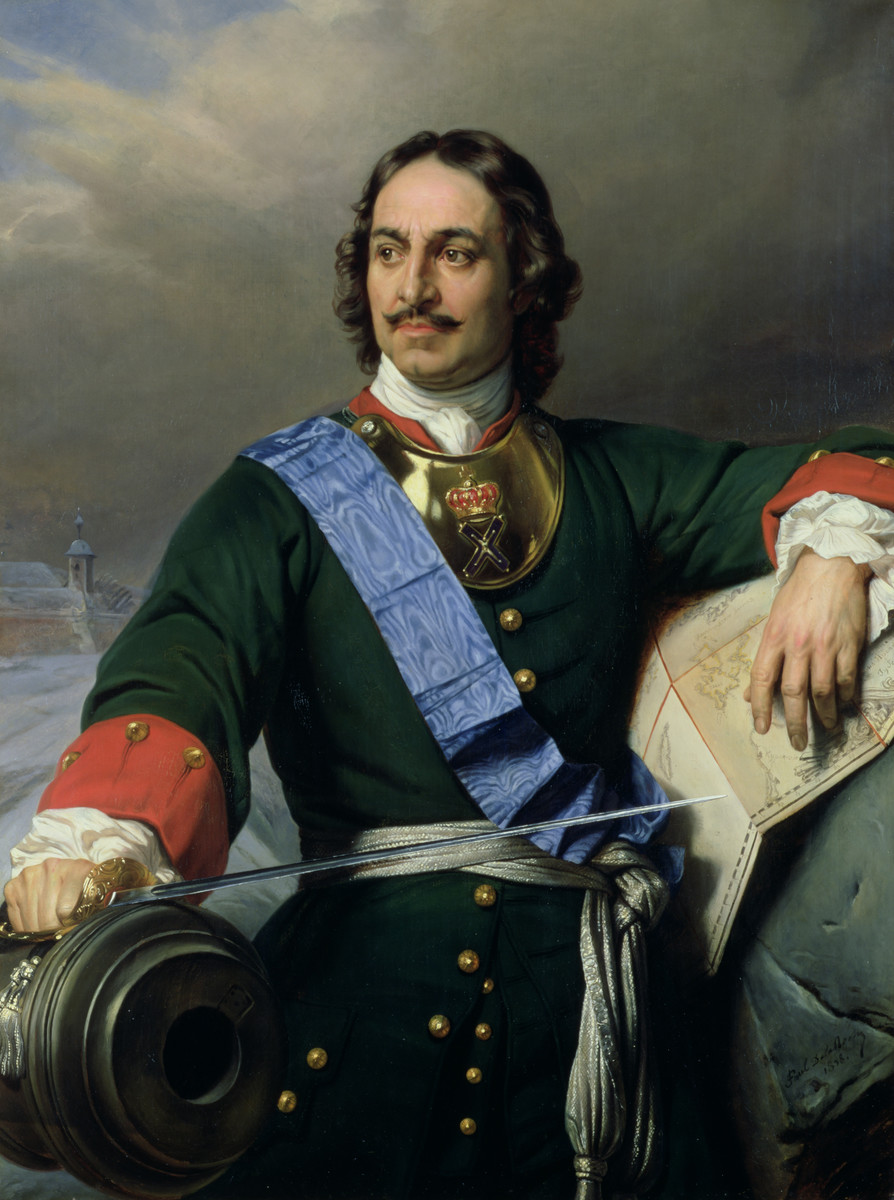
Petru cel Mare

Rusia s-a dezvoltat dintr-un grup de mici principate, devenind o țara mare în timpul lui Ivan al III-lea. Ivan al IV-lea al Rusiei cel Groaznic a fost primul țar încoronat în 1547. Avea un caracter aspru, violent și imprevizibil. A îmbunătățit sistemul de legi și a format legături comerciale cu Anglia și alte state europene, Rusia ieșind din izolare. A extins Rusia până în Siberia, a redus puterea boierilor, a instituit poliție politică pentru a-și întări controlul și a stabilit un sistem centralizat. Și-a ucis în mod stupid pe fiul și moștenitorul sau. A construit palate, biserici și catedrale, Kremlinul devenind centrul Moscovei și simbolul puterii centralizate a țărilor. Catedrală Sfântului Vasil din Moscova a fost construită pentru a celebra victoriile militare ale lui Ivan al IV-lea, devenind una dintre marile centre ale credinței ortodoxe. 
În 1682, Petru I al Rusiei a urcat pe tron. Ambiția să: să aducă Rusia la rangul de putere europeană. 
În 1697, a călătorit deghizat că un om simplu în Europa de Vest, în Olanda și Anglia pentru a învață metodele și tehnicile occidentale. A vizitat fabrici, spitale, aziluri și muzee. A lucrat chiar că dulgher pe diverse șantiere năvale pentru a cunoaște tehnică de construire a corăbiilor. 
Exploratorii ruși au ajuns până în Siberia. Munții Urali, bogați în minereuri, au fost cuceriți și furnizau resurse noi. Petru a văzut că Rusia avea potențial pentru a se integra în occident. 
Petru a diminuat puterea boierilor, i-a pus să-și tăie bărbile în semn de supunere. A cucerit teritorii de coastă și a pornit un război împotrivă Suediei în 1700. Bătălia de la Poltava a pus capăt dominației suedeze în regiune. A cucerit Estonia și Livonia. A centralizat guvernarea și a adus biserică ortodoxă sub controlul statului. A reorganizat administrația publică după modelul european și a obligat adoptarea veșmintelor și manierelor occidentale. A construit o flotă militară și o nouă capitală la Sankt Petersburg angajând meseriași și arhitecți europeni. Realizările sale au transformat Rusia într-o superputere a lumii moderne mai târziu. 

### Apogeul Imperiului Otoman

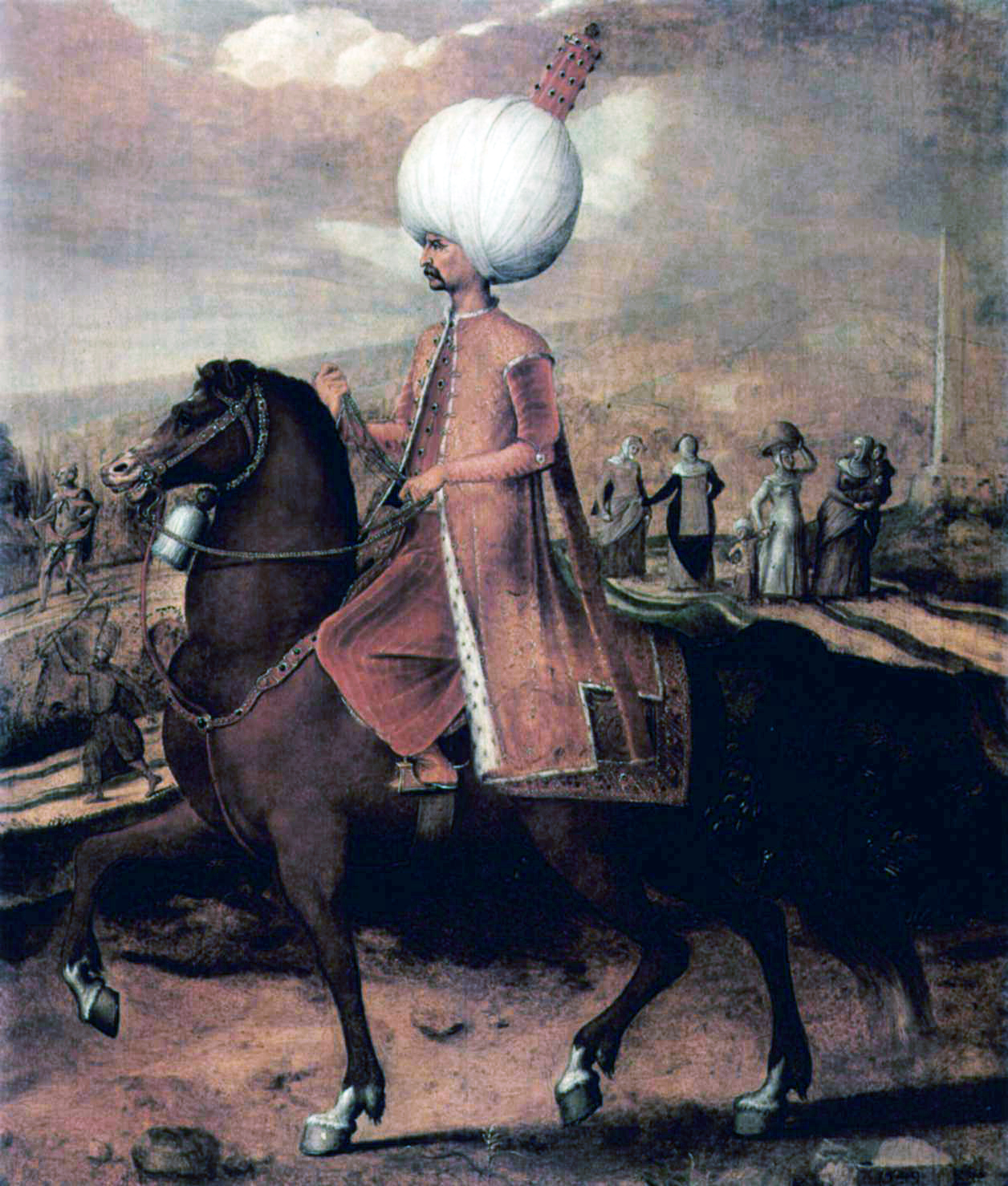
Soliman I

Batalia de la Lepanto

Cucerirea Constantinopolului a marcat epocă de aur a Imperiului Otoman, fostă capitală bizantină fiind redenumită Instanbul, devenind centrul unui imperiu imens care se întindea din Algeria până în Persia și din Ungaria până în Arabia. 
Mehmed al ÎI-lea a cucerit Anatolia și Balcanii, iar Selim I a ocupat Siria, Arabia și Egiptul. 
Soliman IMagnificul a devenit sultan în 1520. A cucerit Mesopotamia, Armenia și Caucaz. Și-a impus controlul asupra bazinului estic al Mediteranei și a Mării Negre, afectând comerțul venețienilor și genovezilor. A reformat administrația și sistemul juridic, a îmbunătățit arhitectură. Că poet, învățat și patron al arelor, a reconstruit Istanbulul. În 1522 i-a alungat pe cavalerii ioaniți din Rodos. A cucerit Belgradul și Ungaria prin Bătălia de la Mohács (1526) , dar a fost învins când asedia Viena. În 1538 a ocupat Mecca. A desfășurat campanii împotrivă Persiei Safavide, cucerind Bagdadul. După moartea acestuia, a urmat începutul unui declin lent. 
În Bătălia de la Lepanto din 1571, o flotă a Ligii Sfinte, o coaliție de state maritime catolice, a învins decisiv principala flotă a Imperiului Otoman.

### Extremul Orient

#### Dinastia Ming

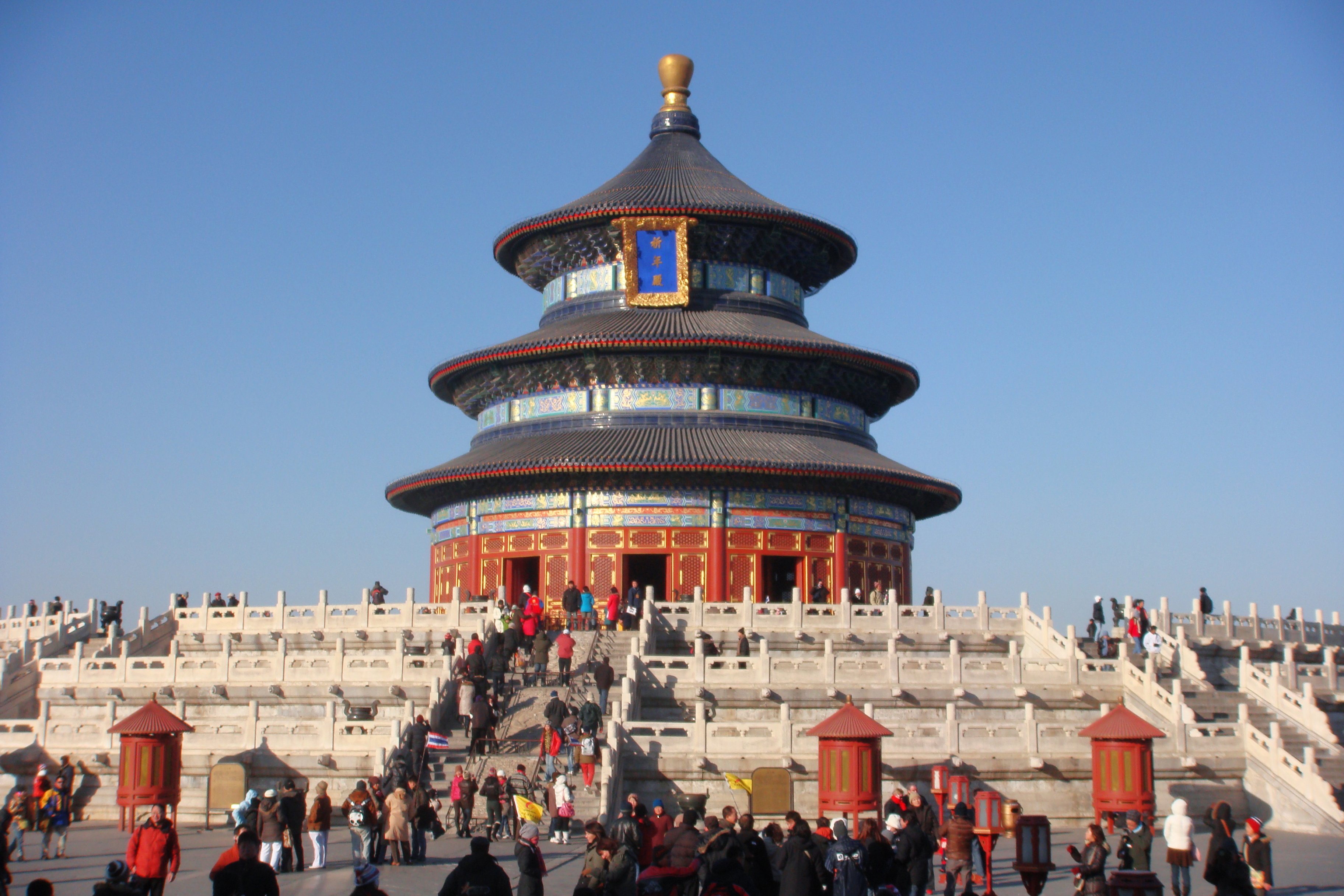
Templul Cerului

China, aflată sub stăpânirea mongolilor și dinastiei Yuan, a traversat prin perioade de foamete, ciumă și greutăți. Ultimul împărat, Yuan Sun Ți, era crud, iar poporul era satul să fie condus cu cruzime. Și-au găsit un conducător pe Zhu Yuanzhang, călugăr-cerșetor. Că șef de bandiți rebeli pregătise o armată. S-a dovedit un general excelent încurajând utilizarea armelor cu praf cu pușcă. După 13 ani de campanie, a capturat Beijingul și a devenit împărat după ce i-a alungat pe mongoli. A întemeiat strălucitoarea Dinastia Ming. A mutat capitală la Nanjing și a condus 30 de ani restaurând ordinea și prosperitatea și a construit Orașul Interzis în care avea acces doar familia imperială. China și-a recăpătat măreția. Drumurile, orașele și canalele au fost reconstruite, capitla s-a mutat la Beijing, unde au fost construite săli, palate și temple. Învățământul și artele au înflorit, comerțul și industira au fost încurajate, China exportând bunuri și și-a extins sferă de influența. Amiralul musulman Zheng He a fost trimis în lungi călătorii năvale în India, țările arabe și Africa. Mulți chinezi s-au implicat în comerțul cu porțelan. Începând din 1517, pe coastă au sosit portughezii care făceau comerț la Guangzhou. După o lungă serie de împărați slăbi și risipitori, comerțul a decăzut, corupția a sporit, au reapărut foametea și revoltele. În 1592, japonezii au devenit o mare amenințare după ce au invadat Coreea.Rebelii au cucerit o mare parte din China și în 1644, dinastia Ming a căzut. 

#### Imperiul Mogul

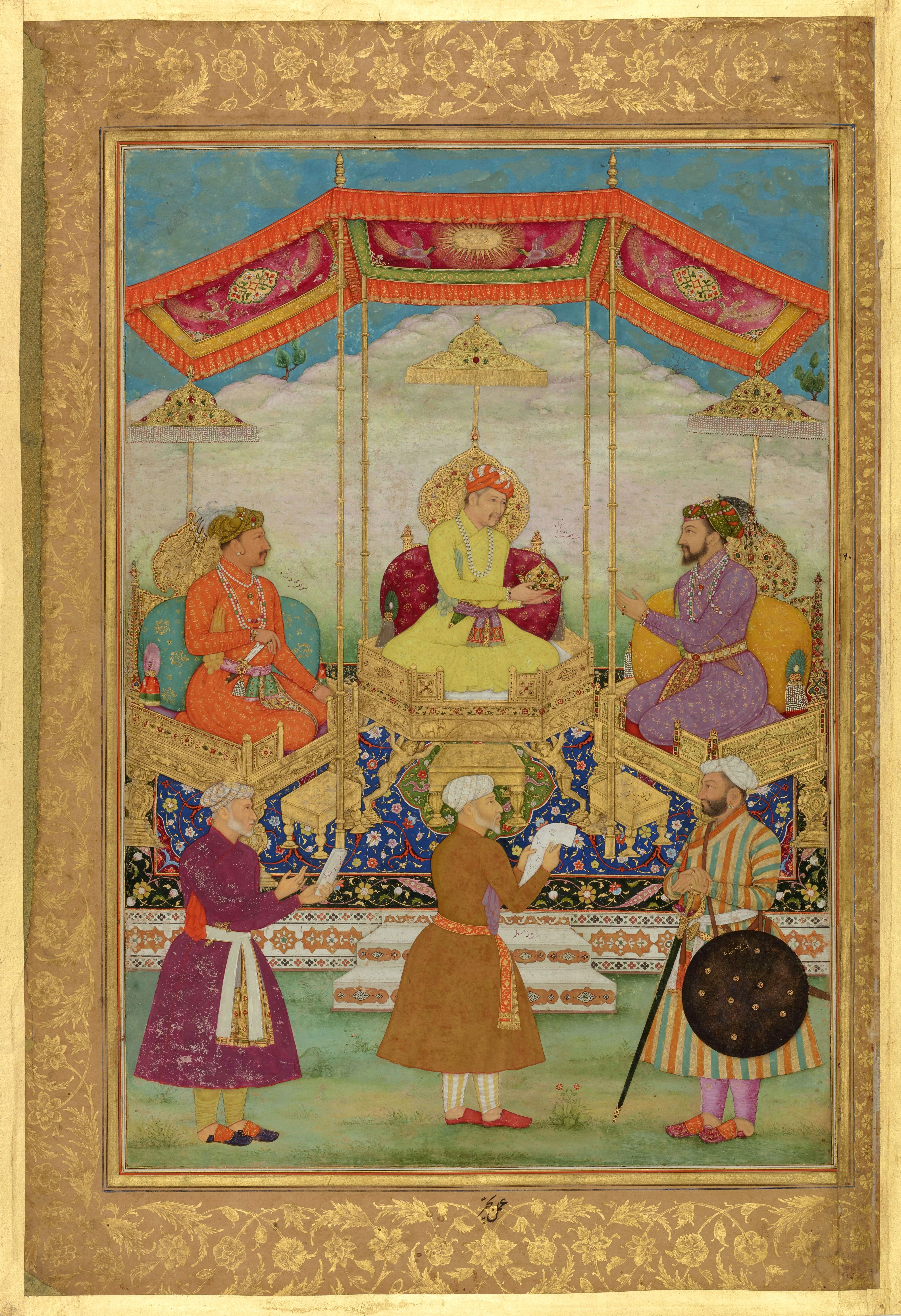
Akbar

În 1504, mogulii musulmani ocupă orașul Kabul, iar Delhi devine capitală mogula a Indiei. În timpul împăratului Jalaluddin Muhammad Akbar, nordul Indiei a fost ocupat, iar frontierele au fost extinse până la Gujarat în vest și la Bengal în est, unde se produceau orez și mătase. Deși era musulman, s-a căsătorit cu o prințesa hindusa pentru a menține pacea și tolerantă dintre musulmani și hinduși. A creat un imperiu bine organizat. India desfășura comerț profitabil cu Africa, Imperiul Otoman, Europa și China.
Portughezii clădiseră agenții comerciale și porturi. India avea cea mai mare industrie textilă. Akbar însuși a primit la curtea să creștini iezuiți și artiști persani, și a încercat ba chiar să creeze o nouă religie.A construit școli și un oraș capital la Fatehpur Sikri.
În 1628, Shah Jahan, devine împărat. Acesta a construt palatul Taj Mahal lângă Agra, că mormânt dedicat lui Mumtaz Mahal, soția favorită a împăratului. Eleganță și grandioasă clădire a fost construită din marmură albă, cu modele încrustate din pietre semiprețioase și a fost finalizată după 11 ani. 

#### Shoguni și Samurai

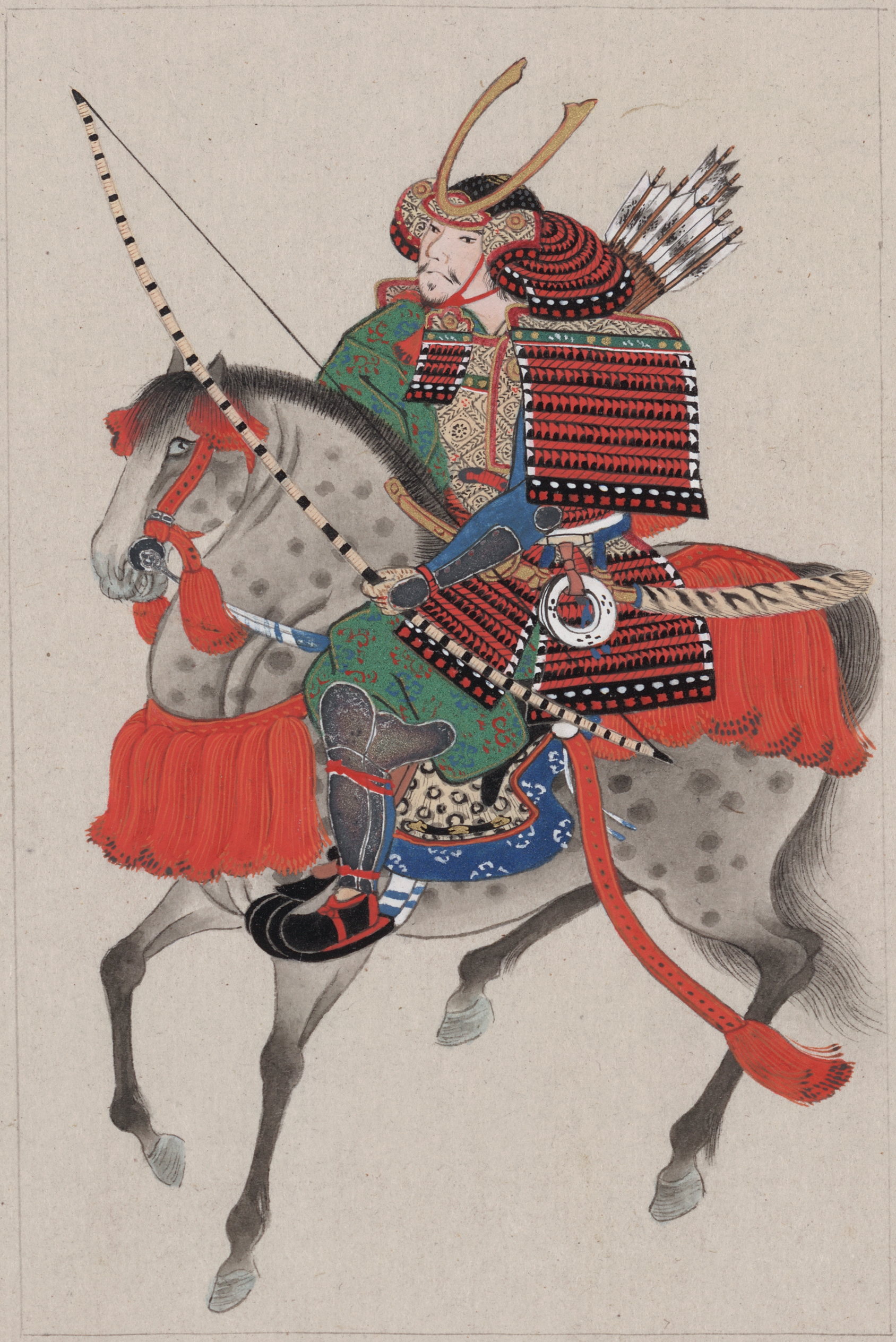
Samurai calaret

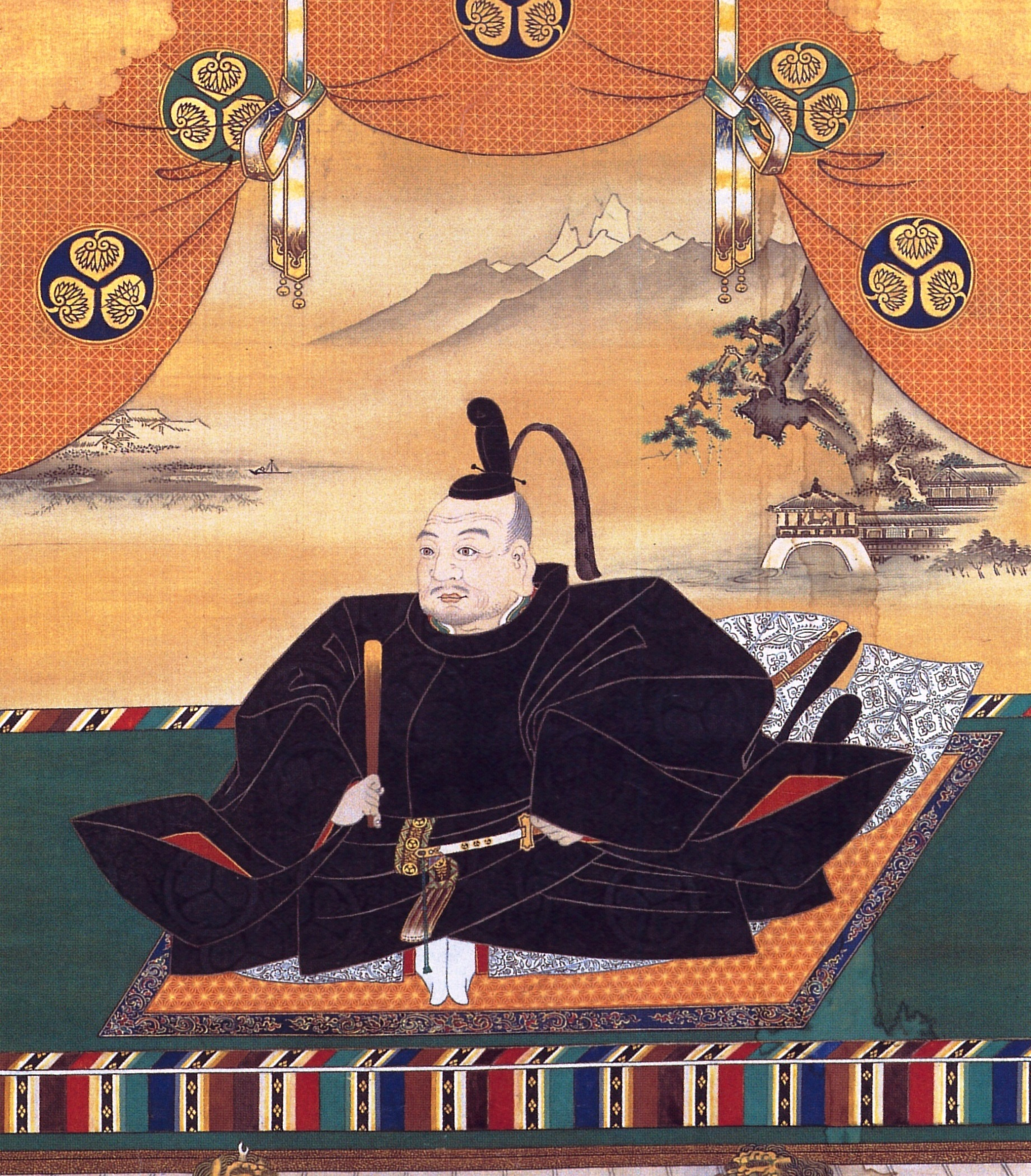
Tokugawa Ieyasu

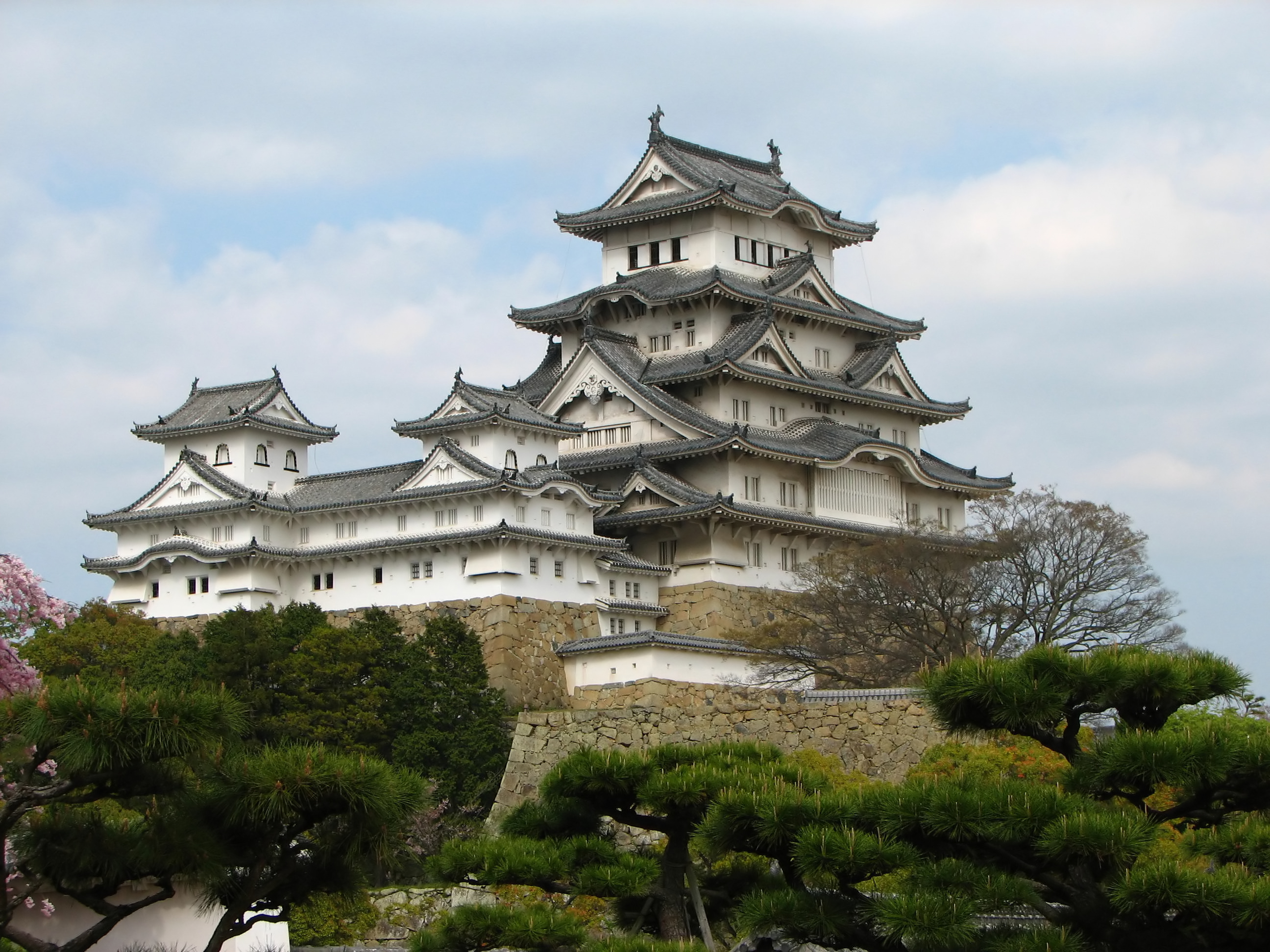
Castelul Himeji

Familia Fugiwara deținea puterea în Japonia de trei secole. Dar influența ei a scăzut când nu s-au mai născut fiice-nevestele împăraților japonezi. Clanul Taira a domnit scurt timp, până când a fost înlocuit de un alt clan rival, Minamoto. Minamoto Yoritomo și-a luat titlul de shogun-mare general cuceritor al barbarilor. A întemeiat în 1192 Shogunatul Kamakura. De atunci, Shogunii au condus Japonia că dictatori militari până în secolul al XIX-lea. În 1199, Hojo a preluat puterea. 
Împăratul avea rol reprezentativ, dar shogunii dețineau adevărată putere, chiar și regenții și nobilii daimyos aveau influența și se înghesuiau să obțină poziții privilegiate. În urmă conflictelor pentru pământ, au apărut samuraii care luptau pentru nobilii daimyos. Aveau armuri migălos ornamentate și erau înarmați cu un arc și două săbii cu un singur tăiș. Erau cavaleri care luptau până la moarte și credeau în onoare. Erau nevoiți să studieze artele, religia și bushido, un cod de reguli stricte. Samuraii luptau corp la corp, nu înainte să îndeplinească multe ritualuri și rugăciuni. Luptele păreau să fie un dans sau un șah ceremonial. Dacă erau învinși sau capturați, trebuia să comită suiciul ritual (hara-kiri). 
În 1333, clanul Ashikaga a înlăturat shogunatul Kamakura. În 1467, a izbucnit războiul civil Onin care a durat 10 ani, iar în urmă luptelor pentru pământuri, Japonia s-a fărâmițat în 400 de domenii ale clanurilor. Împărații din Kyoto au sărăcit. Dar comerțul s-a dezvoltat și cultură a înflorit, însă mărirea taxelor și războaiele dintre daymio au distrus viețile oamenilor de rând. În perioadă această, exploratorii europeni, marinarii portugezi și misionari iezuiți au început să viziteze țara, răspândind o noura religie și arme de foc. Nobunaga Oda și-a echipat samuraii cu mușchete și a ocupat capitală Kyoto în 1568. După ce a fost învins și s-a sinucis, Toyotomi Hideyoshi, că prim-ministru imperial kapaku, a ridicat un măreț imperiu japonez, invadând Coreea, dar fără succes. Ieyasu Tokugawa și-a învins rivalii și în 1603 a devenit primul shogun din dinastia Tokugawa și împreună cu Hideyoshi, s-au opus comerțului cu străinii și relațiilor cu aceștia, marcând începutul unei epoci de izolare.

## Epoca industrialǎ

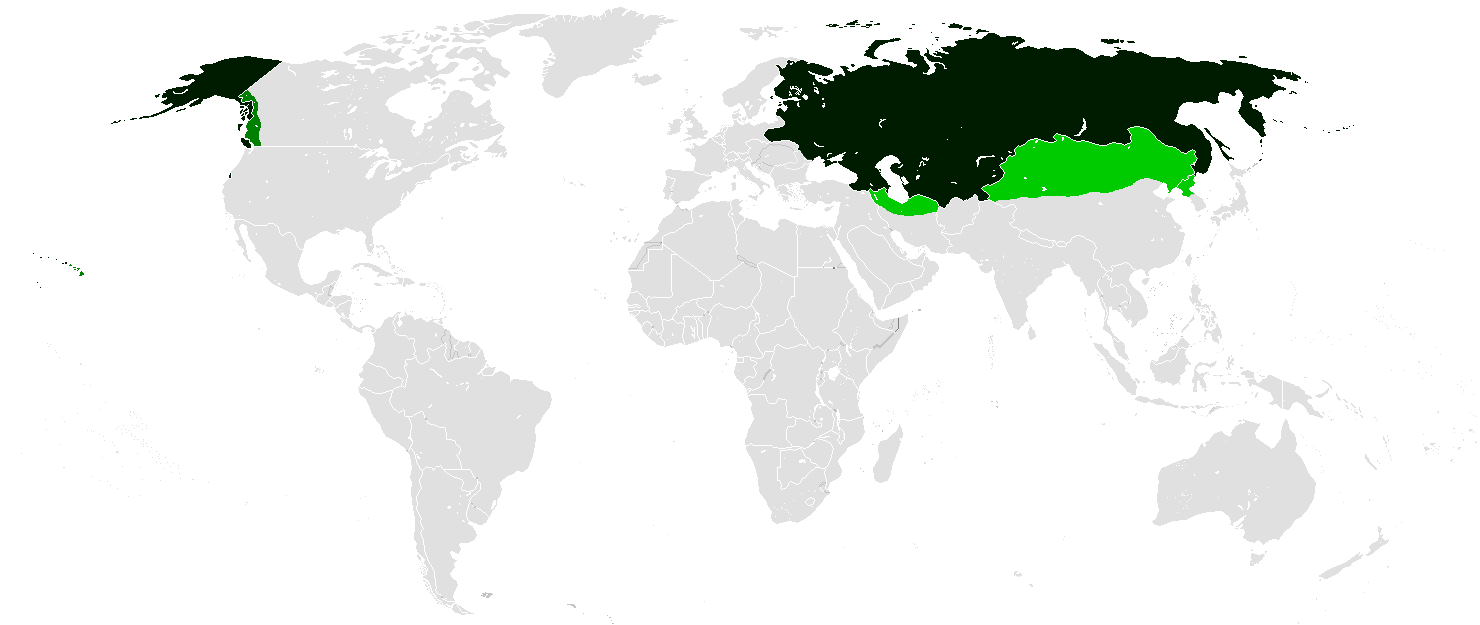
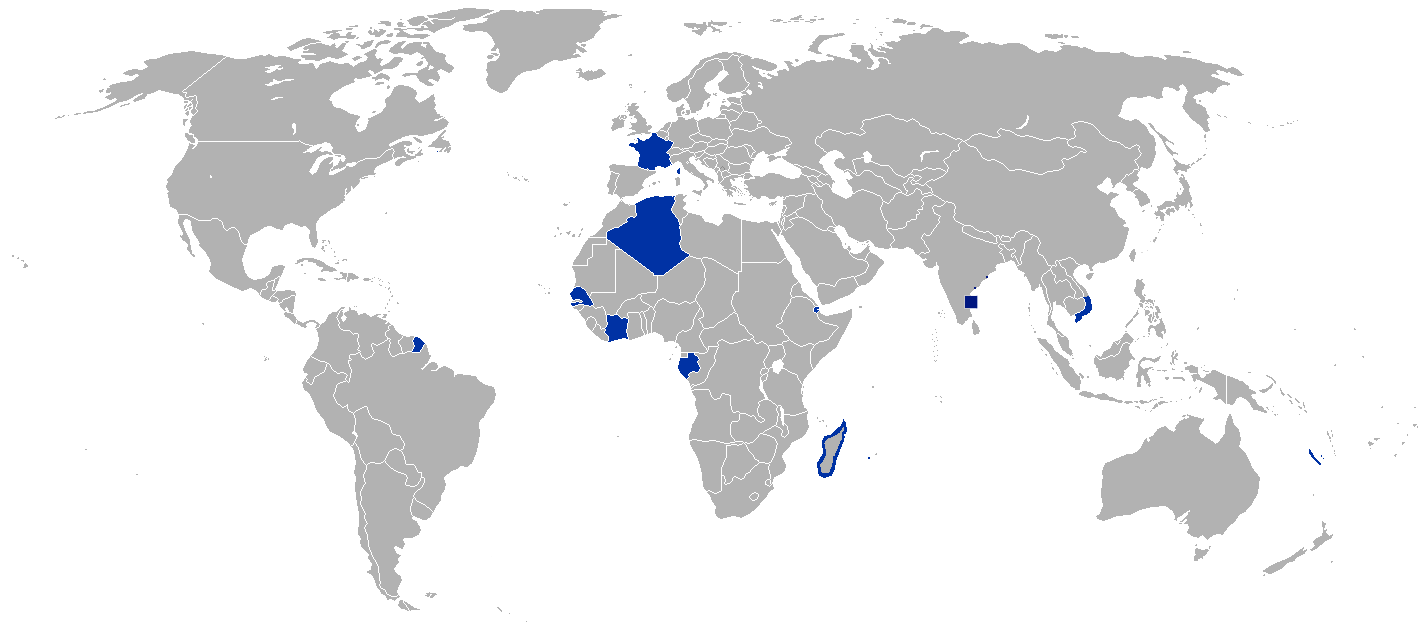
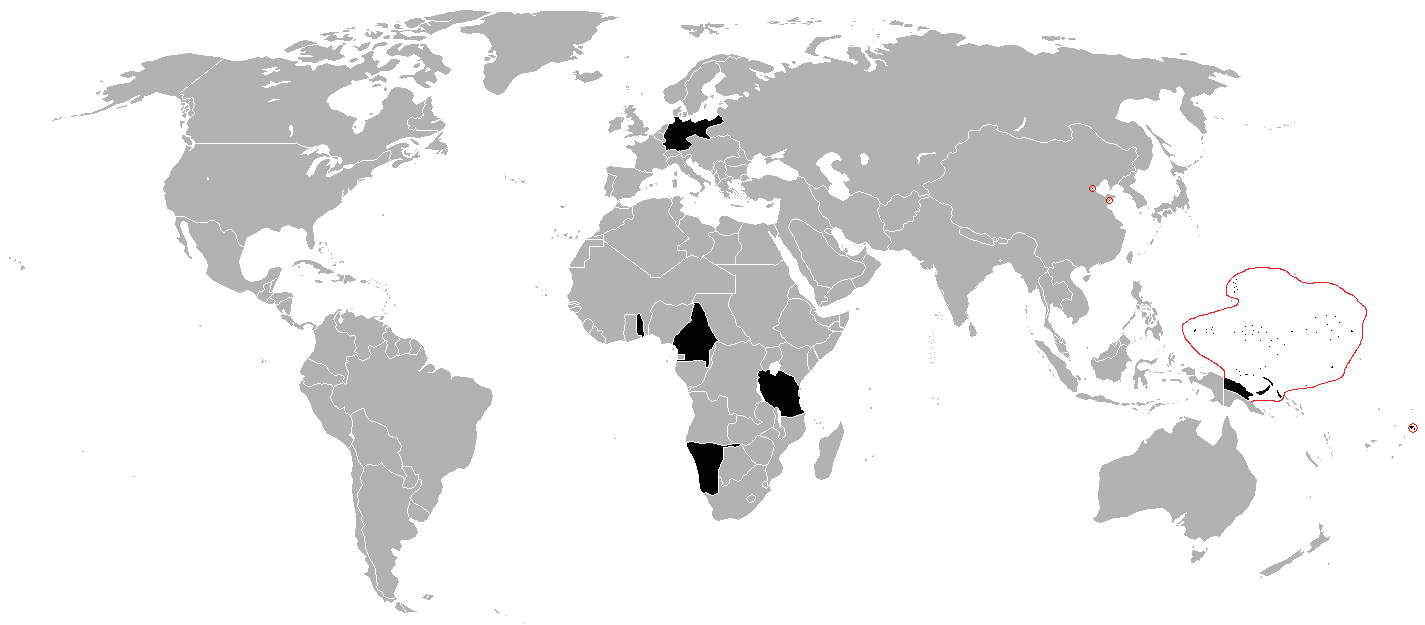
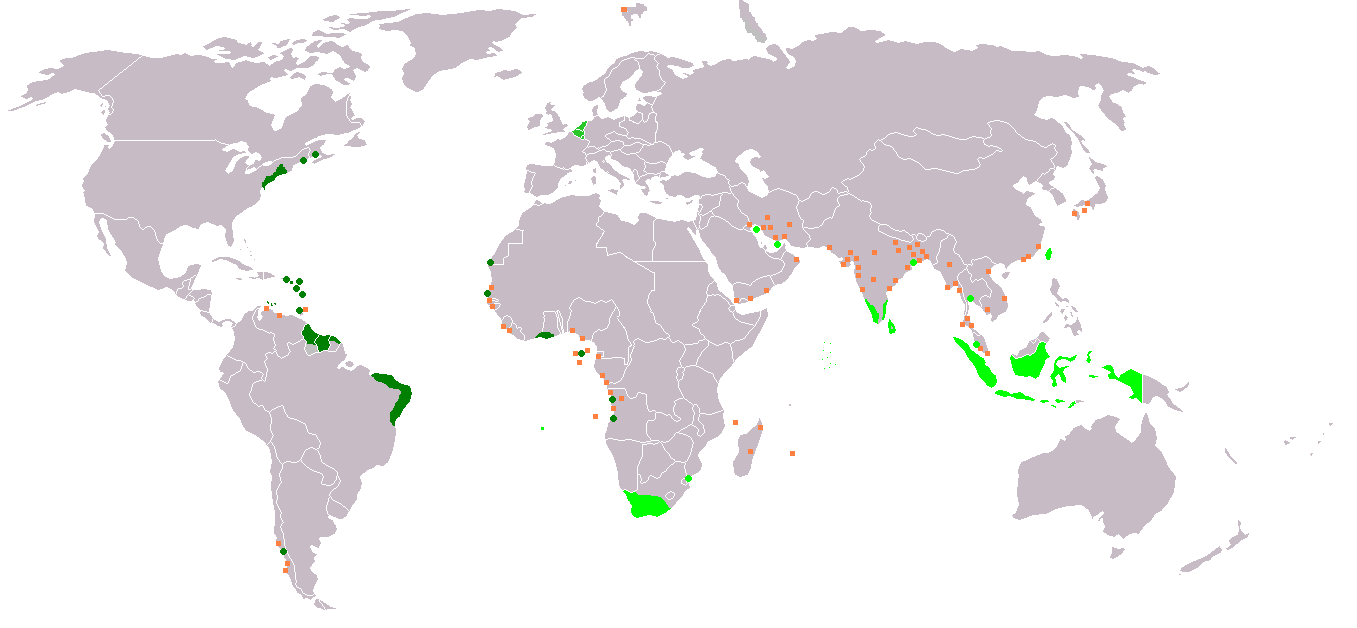

### Imperialismul colonial

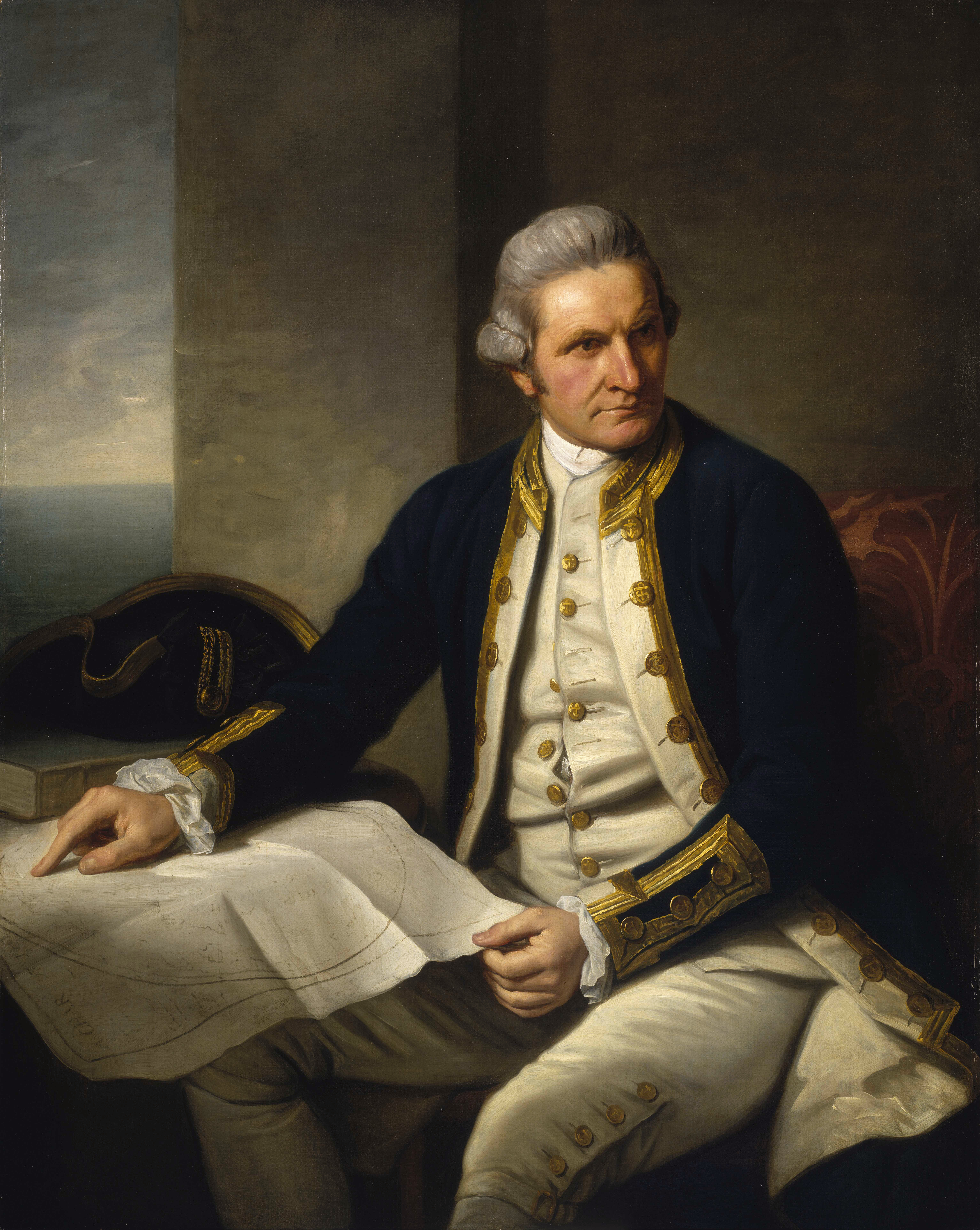
James Cook

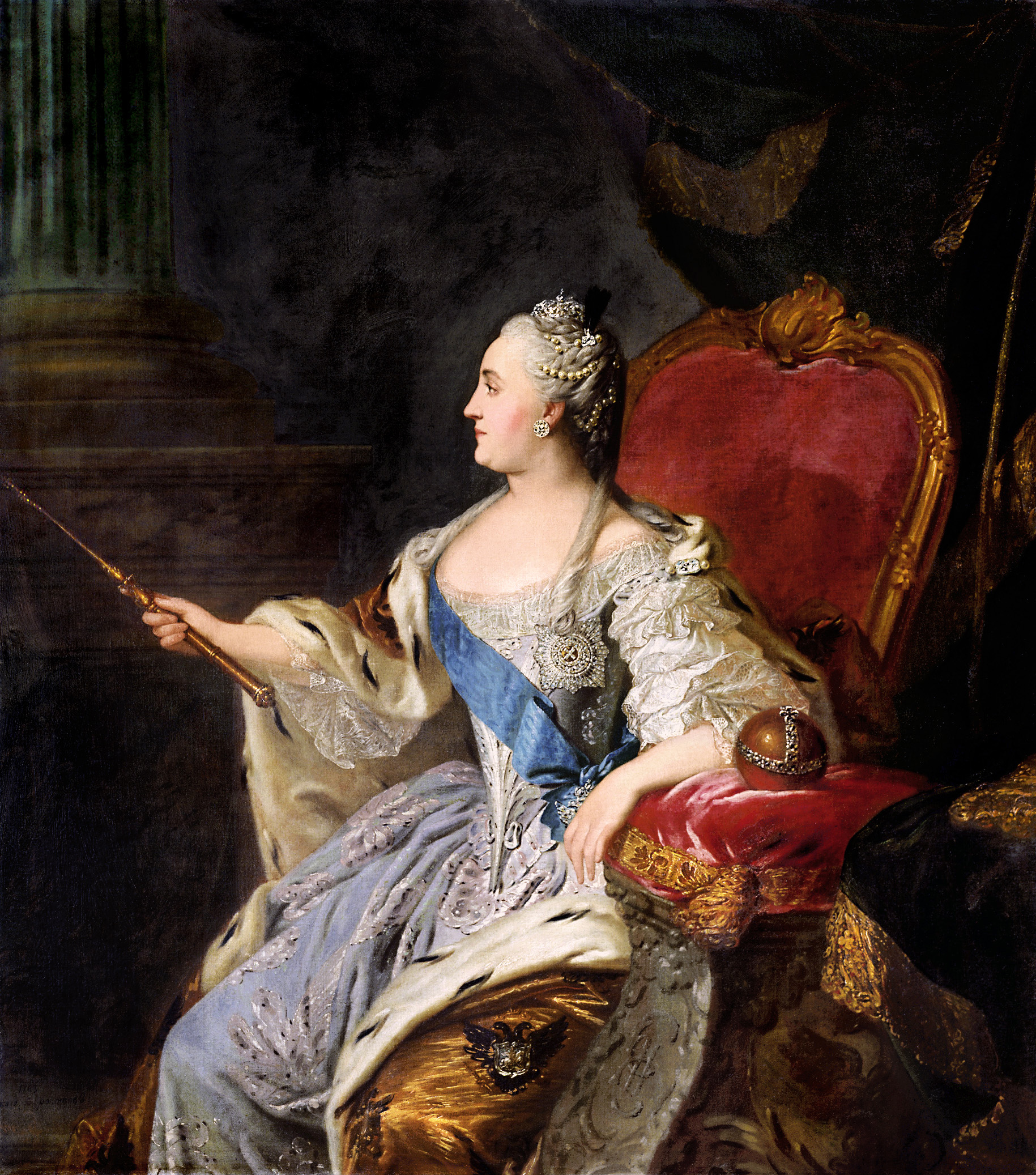
Ecaterina cea Mare

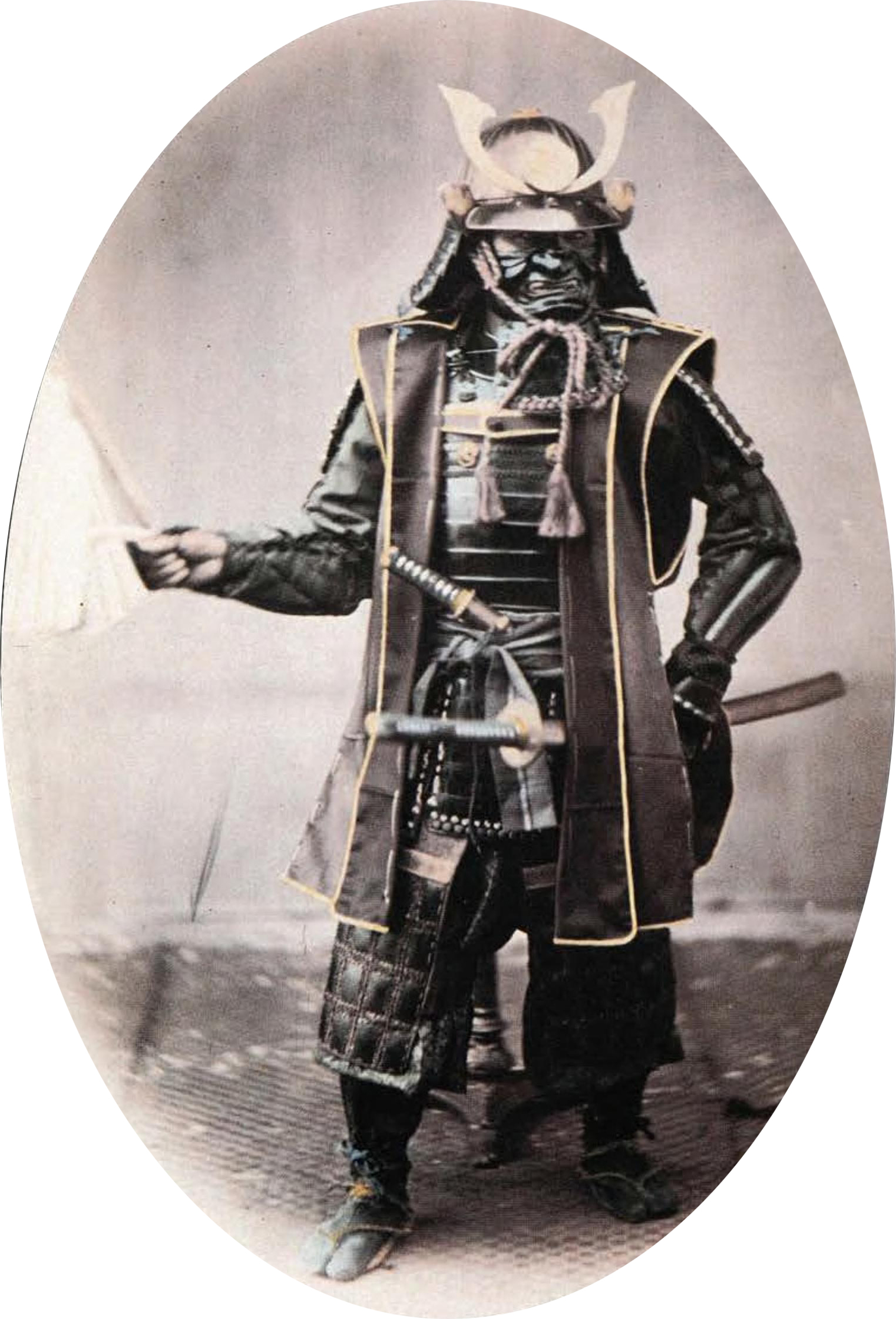
Samurai din 1860

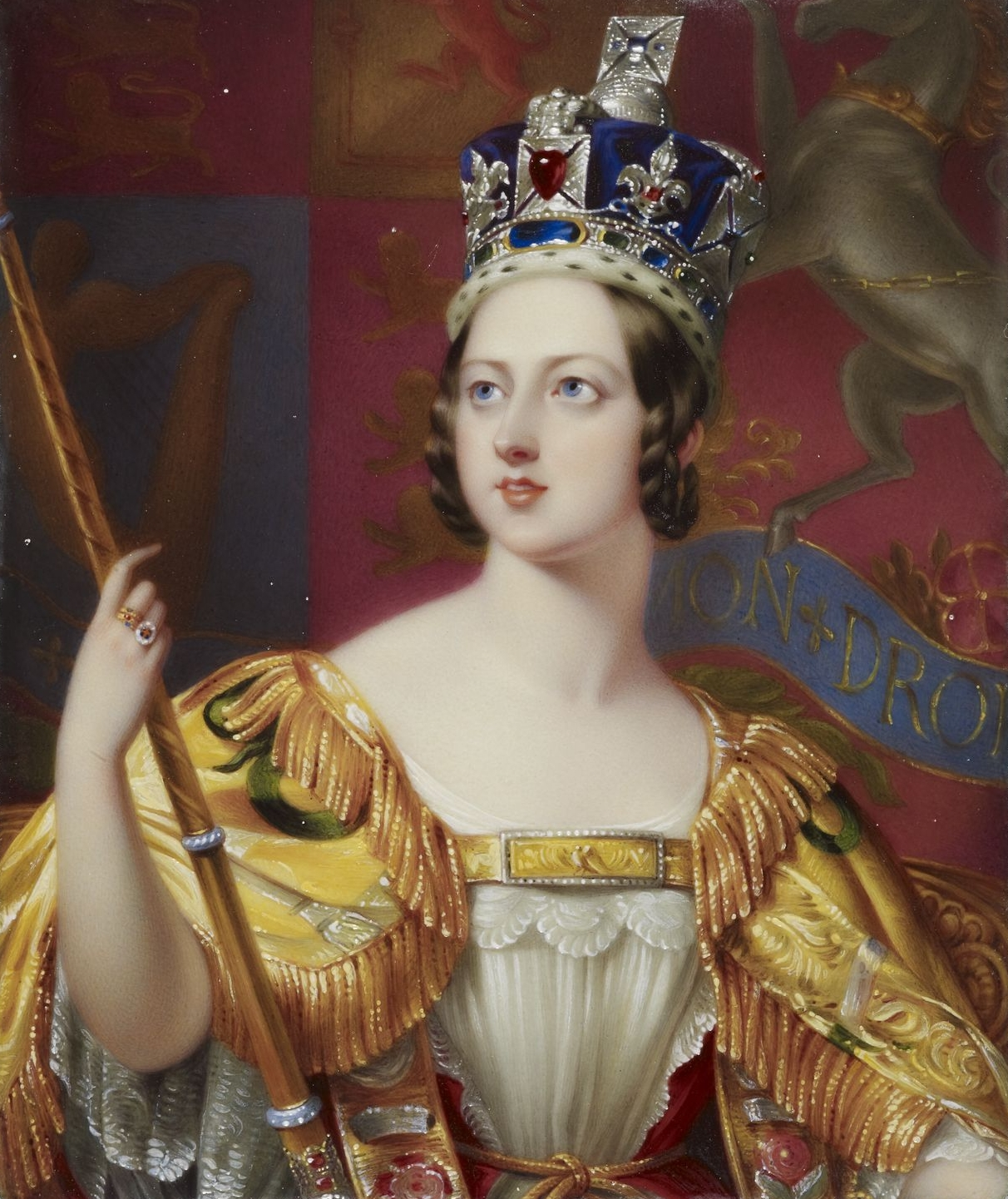
Regina Victoria

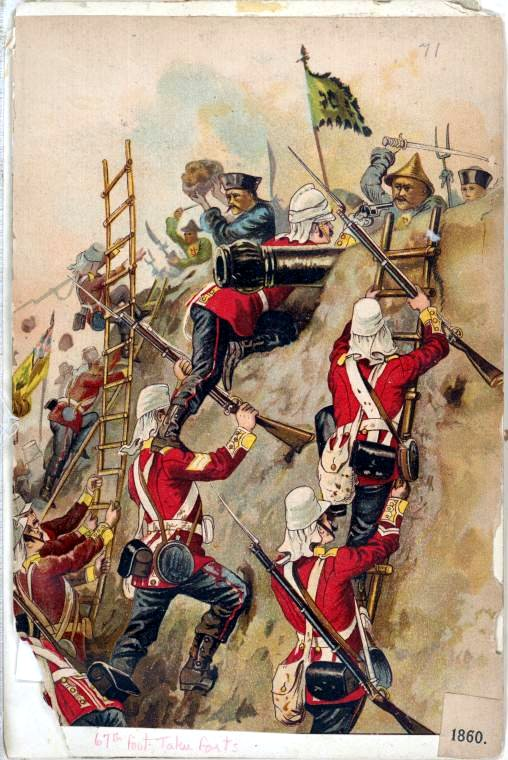
Razboaiele Opiumului

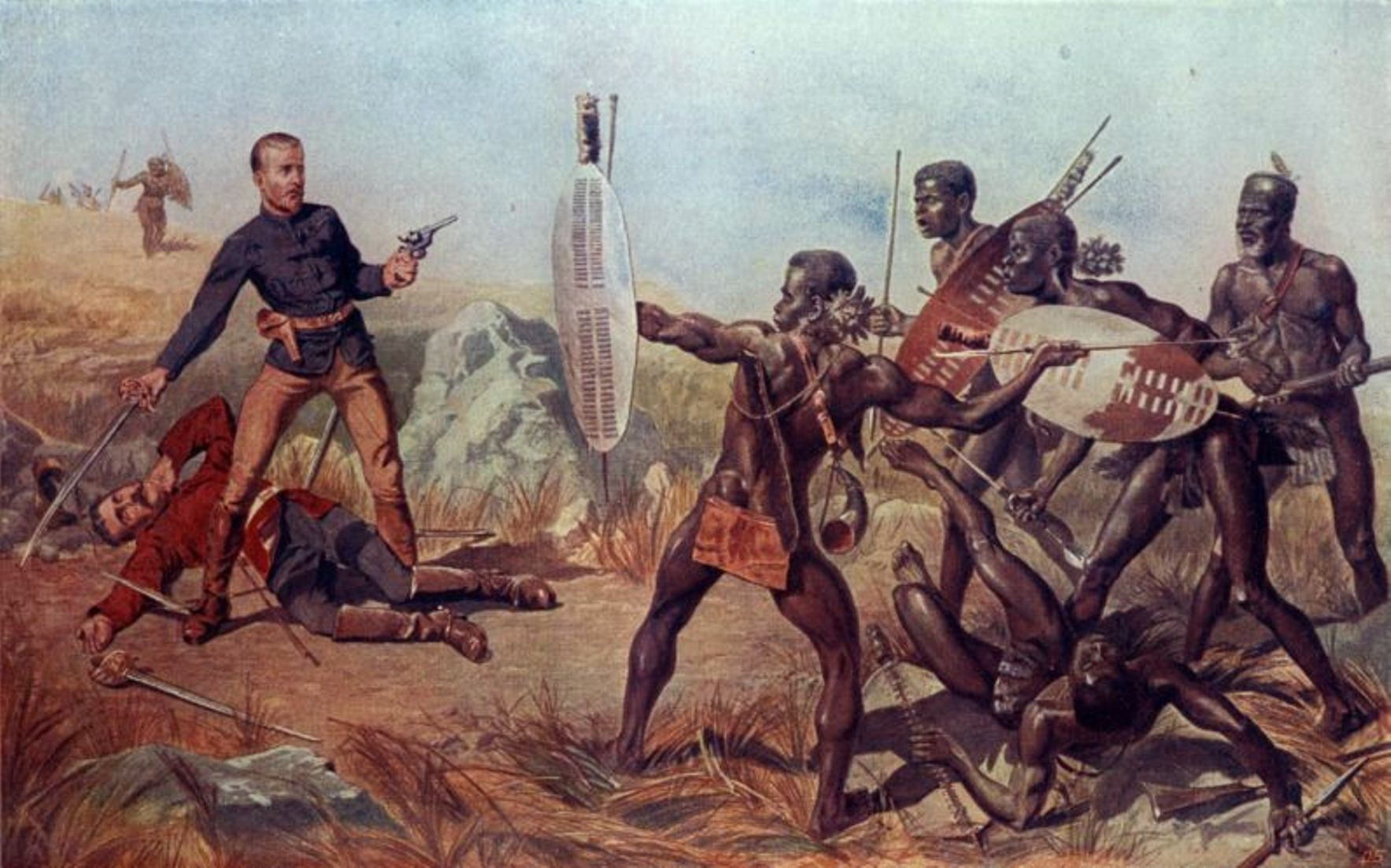
Zulu

Europenii au fondat primele colonii în America de Nord în Virginia și Quebec. Prin 1700, coloniile au devenit stabile, iar populația era în creștere. Au avut loc înfruntări armate dintre nativi și coloniști. Nativii au fost deposedați de pământ și măcelăriți. Omul alb avea să traverseze continentul, ajungând și în vestul continentului. 
Secolul al XVIII-lea a fost martorul apariției SUA și Canadei. Revoluția din anii 1780 a avut drept cauze nemulțumirile guvernării coloniale britanice și asta a dus la apariția primului stat cu adevărat democratic , guvernat constituțional. Orașele americane, comerțul și cultură au prins formă, au luat amploare și au prosperat. După Războiul Civil, SUA avea să se extindă spre vest spre California și sud spre Texas, "vestul sălbatic" fiind deschis de căi ferate. dar extinderea va culmina cu multe conflicte sângeroase cu nativii americani. 
În sud, pe plantațiile de bumbac și tutun, încă munceau sclavii, alimentând apetitul Europei. 
America de Sud a fost ocupată de portughezi și de spanioli, numărul și dimensiunile plantatilor, minelor și orașelor creșteau, iar guvernele coloniale erau neîndurătoare, iar misionarii subminau și distrugeau civilizațiile băștinașilor. Abia în secolul XIX, au apărut mișcări pentru independența coloniilor. 
Nouă Zeelandă a fost vizitată de marinarii olandezi. În urmă explorărilor Căpitanului James Cook, Australia și Noua Zeelandă au devenit ținte ale colonialismului britanic. Primii coloniști au sosit în secolul al XIX-lea. Maorii s-au ridicat la luptă, dar fiind lipsiți de apărare, au fost subjugați. 
În Africa, populații ca zulu și asanti au avut o atitudine agresivă față de vecini, iar datorită dezbinării acestora, europenii i-au învrăjbit la conflicte. Va debuta o acerbă competiție pentru Africa dintre marile imperii coloniale europene. 
În Asia, manciurienii au invadat China și au întemeiat Dinastia Qing. Negustorii europeni au folosit proprietatea de a induce dependența a opiului pentru a forma legături comerciale cu China, dar oficialitățile chineze distrug stocurile de opi, fapt ce va duce la izbucnirea celor două războaie ale opiului. Europenii veniți acolo au stabilit legături comerciale. Japonia se află încă în perioadă de izolaționism, dar în secolul XIX, va adopta modernizarea occidentală, devenind una dintre cele mai industrializate țări din lume. 
În India, conflictele dintre musulmani și hinduși au escaladat, iar Imperiul Mogul era în declin. 
Astfel, India a fost cucerită treptat de britanici. Din 1857 aveau să aibă loc multe răzmerițe. 
În Europa, imperiul Austriac și Prusia erau la apogeu. Dar valul de revoluții din 1848 cauzate de nemulțumirile sociale aveau să ducă la efecte pe termen lung. În timpul lui Ecaterina cea Mare, Imperiul Rus și-a mărit teritoriul dincolo de Siberia până la porțile Chinei. 
În Caraibe, pirații că Francis Drake, Căpitanul Kidd, Edward Teach-Barbă Neagră sau Căpitanul Morgan jefuiau așezările și galioanele spaniole. 
Superputerea secolului XIX a fost Imperiul Britanic, care cuprindea vaste teritorii: Australia și Noua Zeelandă, India, teritorii din Africa, Egipt, Guyana Britanică, insule din Caraibe,Oceanul Pacific, Oceanul Atlantic și Oceanul Indian și Canada. Aflat la apogeu în timpul domniei reginei Victoria a Regatului Unit, Imperiul Britanic îngloba un sfert din suprafața și din populația lumii.

### Iluminismul

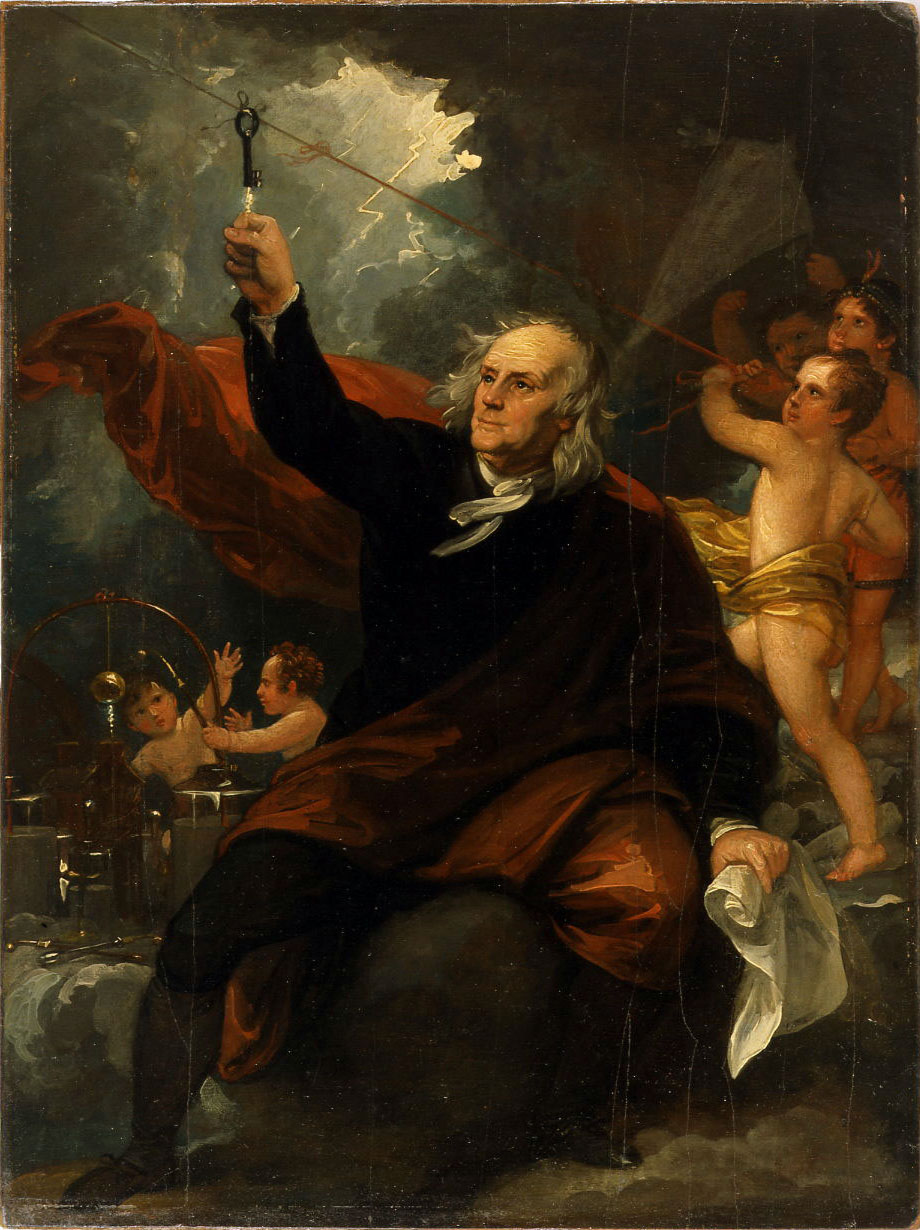
Benjamin Franklin

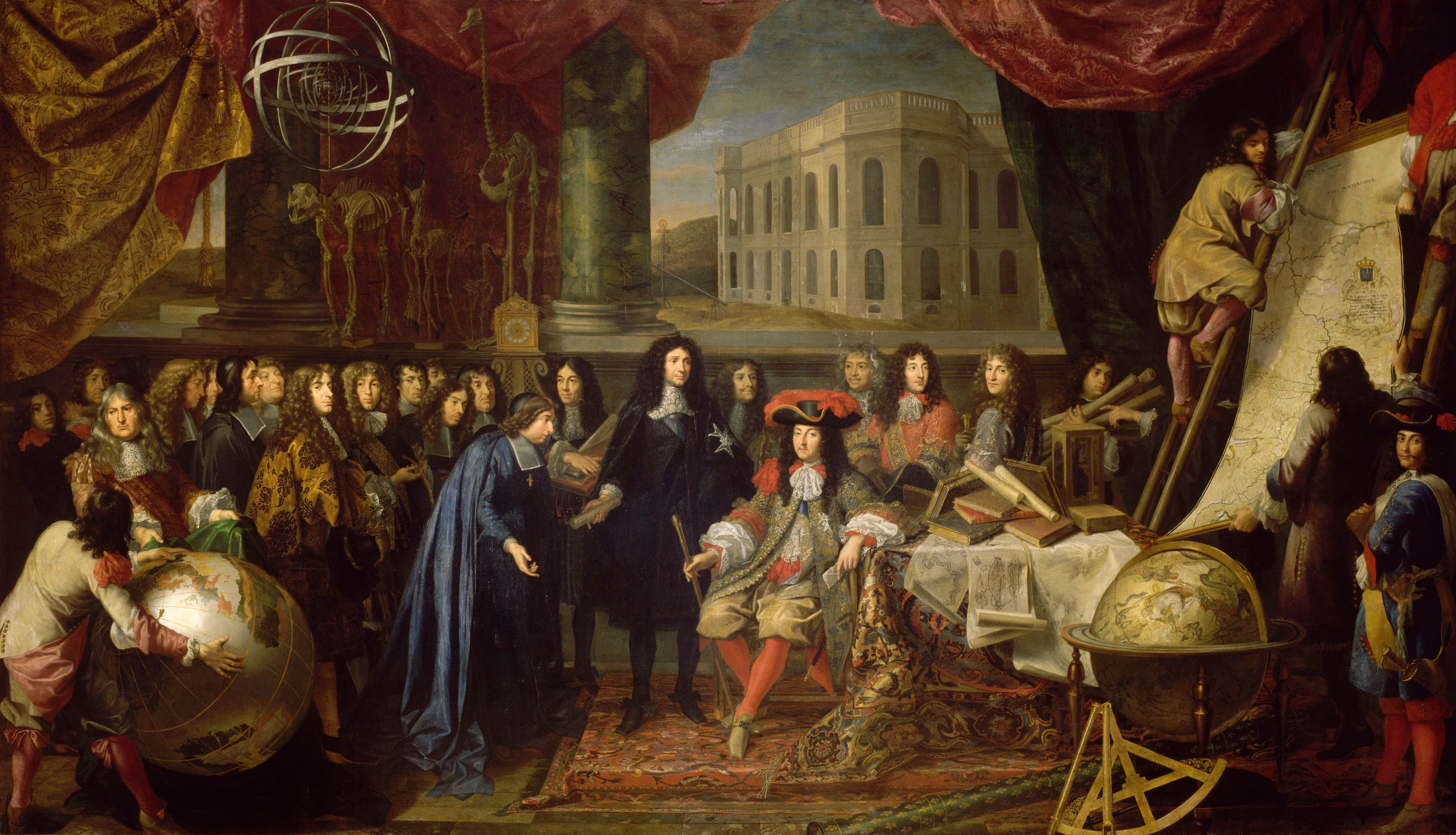
Membrii Academiei Regale
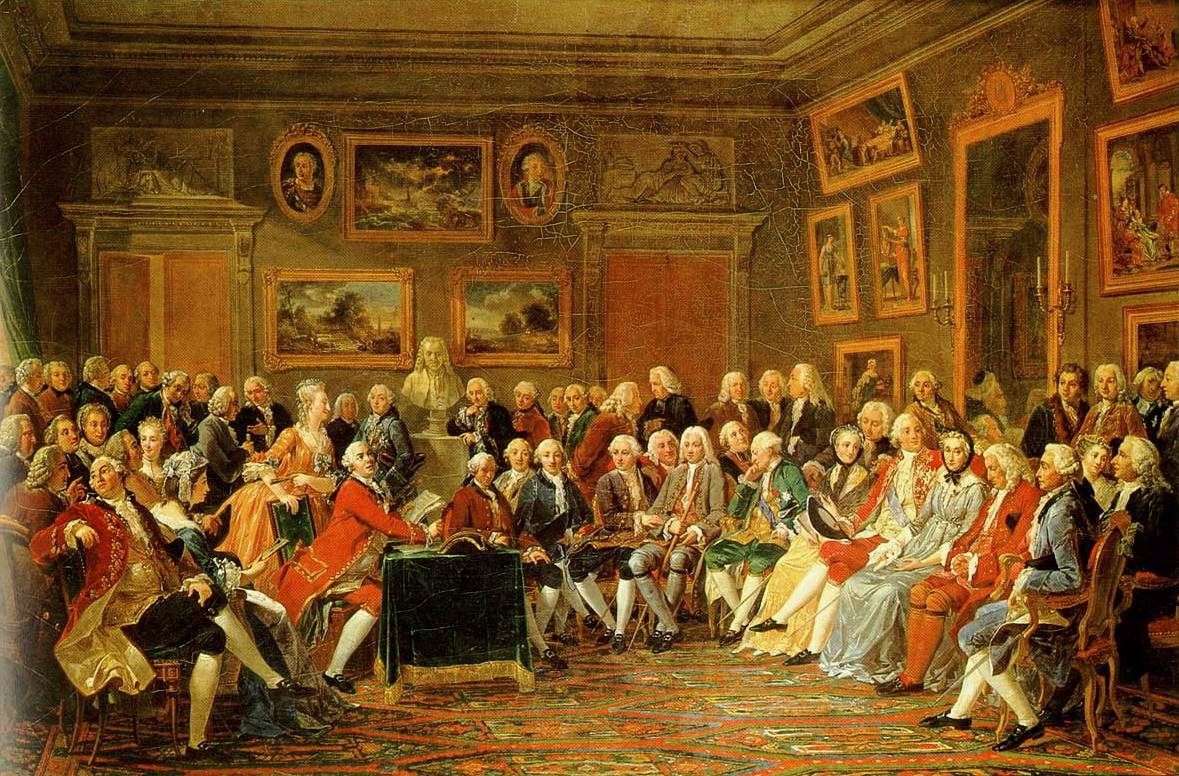
Salon francez
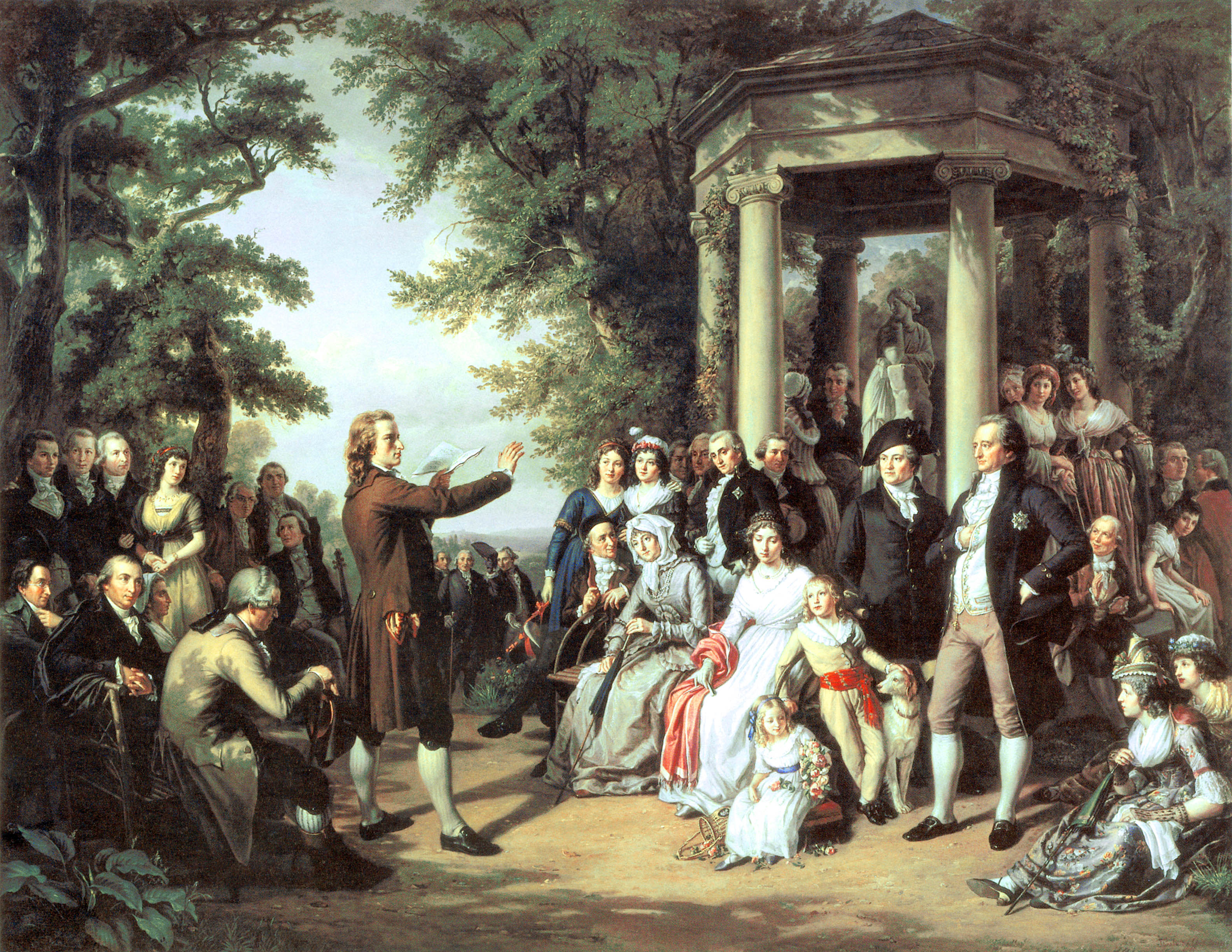

Epoca Luminilor ( Iluminismul sau Epocii Rațiunii ), a fost o mișcare culturală condusǎ de intelectuali ce a început la sfârșitul secolului XVII în Europa subliniind individualism și promovând gândirea științifică , scepticism și schimb intelectual. Scopul iluminismului era să reformeze societatea prin intermediul rațiunii ,prin idei științifice în contradicție cu tradiția și credința. 
S-a superstiției și intoleranței Bisericii Catolice. Unii filosofi iluminiști au colaborat cu despoți luminați , care erau conducători absoluți și au încercat sǎ implementeze unele dintre noile idei guvernamentale în practică.Ideile iluminismului au avut un impact major pe termen lung cu privire la cultura și politica lumii occidentale.
Iluminismul a fost declanșat în 1650-1700 , de către filosofii Baruch Spinoza , John Locke , Pierre Bayle ,Voltaire și fizicianul Isaac Newton.
Oamenii începeau să cerceteze și să pună la îndoială cuvintele din Biblie sau operele filosofilor greci. Oamenii doreau să aibă încredere în judecată proprie. Exploratorii intrepindeau călătorii în Asia, Orientul Mijlociu, Africa și America pentru a desfășura cercetări și a publică descoperirile lor. Medicamente noi au fost aduse din ținuturile îndepărtate. Doctorii disecau corpurile pentru a studia organismul uman, iar botaniștii colecționau plante și le clasificau, pe când chimiștii făceau experimente cu compuși noi. Au fost inventate telescoape mai performanțe, barometre, ceasuri cu pendul, mașinile de calculat și pompele cu aer. În 1675 a fost fondat Observatorul regal de la Greenwich. Sir Issac Newton a realizat un telescop cu reflexie cu ajutorul căruia imaginile stelelor îndepărtate se vedeau mai clar și mărite și a studiat gravitația. Leibniz și René Descartes au elaborat lucrări în domeniul geometriei, Johannes Kepler s-a preocupat de mișcările planetelor, Tycho Brahe a catalogat stelele, Snellius, Huygens și Grimaldi au cercetat comportarea luminii, Boyle a studiat gazele, Anders Celsius concepe scară de temperatură care îi poartă numele, Francis Bacon a dezvoltat ideea statului perfect, iar alții au scris despre drepturile omului, iar Jean-Jacques Rousseau a scris despre contractul social dintre conducători și cei conduși. 
În 1635 a fost fondată Academia Franceză a Cardinalului Richelieu. Primii membri ai Societății Regale din Anglia au fost Robert Boyle, Issac Newton, Samuel Pepys și Christopher Wren. 
În 1652 a fost deschisă prima cafenea din Londra unde oamenii discutau despre afaceri și politică unde făceau schimb de informații. 
Filosoful german Immanuel Kant a încurajat folosirea inteligenței proprii. Mării reprezentanți de frunte ai iluminismului au mai fost filosofi că David Hume, economistul capitalist Adam Smith, compozitorii Joseph Haydn și Wolfgang Amadeus Mozart, și gânditori sociali că Kocke și Paine. Economistul scoțian Adam Smith a descris căile de acțiune ale economiilor miderne și ale piețelor libere. Thomas Paine a scris "Drepturile Omului". Literatură a devenit mai realistă cu apariția primelor române moderne. Mai mulți oameni erau alfabetizati, ideile noi răspândindu-se cu repeziciune.
Revoluția științifică este strâns legată de Iluminism.Descoperirile sale au răsturnat multe concepte tradiționale și au introdus noi perspective asupra naturii și locul omului în ea. Iluminismul a înflorit până în aproximativ 1790-1800 , urmat de romantismul care a pus accentul pe emoție. 
În Franța , Iluminismul a culminat cu marea Enciclopedia , editatǎ de Denis Diderot și de Jean le Rond d' Alembert, cu contribuții a sute de filosofii intelectuali , cum ar fi Voltaire, Rousseau și Montesquieu. Circa 25.000 de copii ale setului de 35 volum au fost vândute, jumătate din ele în afara Franței. Noile forțe intelectuale au răspândit ideile iluministe în centrele urbane din Europa, în special în Anglia, Scoția, statele germane, Țările de Jos, Polonia , Rusia , Italia, Austria și Spania , apoi au traversat Oceanul Atlantic în coloniile americane, fiind influențate personalitǎți ca Benjamin Franklin și Thomas Jefferson , care au jucat roluri importante în Revoluția Americană. Idealurile politice ale Iluminismului au influențat Declarația de independență a Statelor Unite ale Americii, Bill of Rights, Declarația franceză a drepturilor omului și ale cetățeanului, și Constituția Uniunii Polono-Lituaniene din 3 mai 1791.

### Revoluțiile atlantice

#### Nașterea unei națiuni: SUA

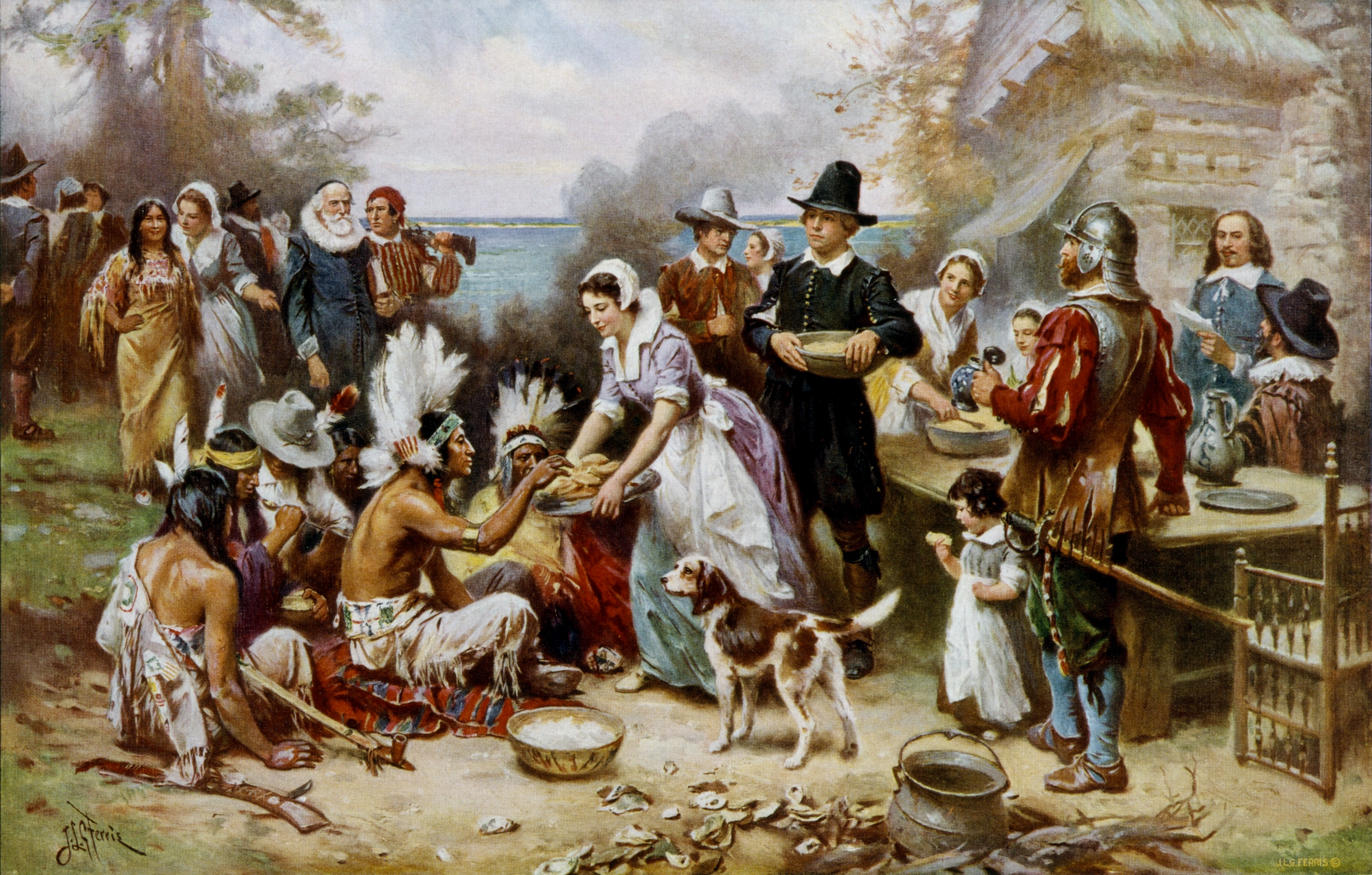
The First Thanksgiving

Mayflower a fost corabia care i-a transportat pe așa-zișii "pǎrinții pelerinajului" din centrul Angliei în America de Nord pentru a incepe o nouǎ viață pe aceste meleaguri. Corabia a părăsit pe 6 septembrie 1620 portul Plymouth și a atins Capul Cod la 21 noiembrie 1620.La bordul navei Mayflower se aflau 102 pasageri și echipajul de 30 de persoane, printre care și Edward Winslow, care împreună cu familia să, s-a hotărât să plece în Lumea Nouă pentru a-și menține convingerile religioase departe de "Europa păcătoasă și coruptă". El a fost unul dintre lideri navei și, mai târziu, asistent-guvernator al coloniei Plymouth.Capitanul vasului era Christopher Jones. 
Pentru urmǎtoarele câteva luni, mulți dintre coloniști au rǎmas pe Mayflower în timpul debarcării pe țărm pentru a construi nouă așezare. În martie, s-au stabilit permanent pe țărm. Mai mult de jumătate din locuitorii s-au îmbolnăvit și au murit în prima iarnă, victime ale unei epidemii de boală care a cuprins nouă colonie. Curând, după ce s-au mutat la țărm, pelerinii au integrat un om nativ american pe nume Tisquantum, sau Squanto, care va deveni un membru al coloniei.Squanto, care a fost răpit de către exploratorul John Smith și luat in Anglia, a acționat că un interpret și mediator între liderii Plymouth și nativi americani locali, inclusiv șeful Massasoit al tribului Pokanoket. Nativii i-au învățat pe coloniștii puritani să folosească peștele că îngrășăminte pentru creșterea recoltelor.În schimbul cunoștințelor oferite, coloniștii pelerini au fost rugați să-i ajute pe nativii tribului Pokanoket să confrunte un trib rival.În toamnă anului 1621, pelerinii au împărtășit celebra sărbătoare a recoltei cu Pokanoketii, masă care este acum considerata bază pentru Ziua Recunoștinței. 
Toți bărbații adulți de la bordul Mayflower au semnat așa-numită "Înțelegerea Mayflower ", un document care va deveni temelia guvernării Plymouth, prin care făgăduiesc să formeze o comunitate autonomă. 

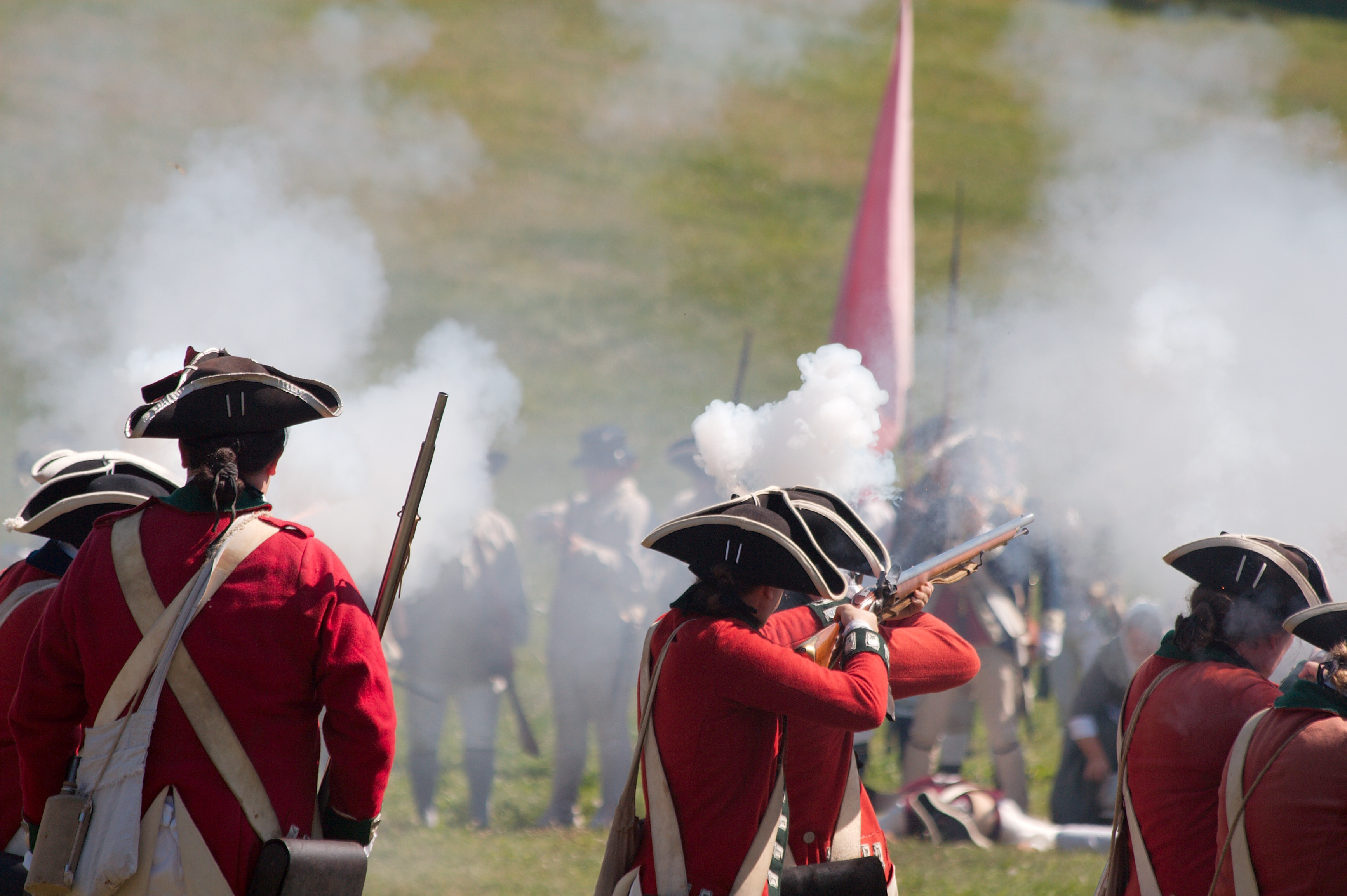
Soldati britanici

Urmează fondarea celor 13 colonii. Sclavia s-a raspandit în coloniile americane pentru a ajută la producerea culturilor profitabile de tutun. Deși sunt imposibil de estimat cifrele exacte, unii istorici au estimat că 6-7 milioane sclavi au fost importați in Lumea Nouă în secolul al XVIII-lea, lipsind continentul african de cei mai mai sănătoși și mai capabili bǎrbati și femei.Sclavia a fost practicată de-a lungul coloniilor americane din secolele XVII și XVIII, sclavi afro-americani ajutând la construirea fundamentelor economice ale noii națiuni. Olandezii erau preocupați mai puțin de colonizare.Se stabilesc în New Yorkul de azi, înființând în 1624 colonia Nouă Olanda, cu capitală la New Amsterdam.Însă, când britanicii cuceresc regiunea de la olandezi în 1664, Carol III i-o atribuie fratelui sǎu Iacob, duce de New York, iar teritoriul este redenumit în New York.Puterea economică le sporise încrederea în forțele proprii, iar legăturile cu țara-mamă slăbiseră cu fiecare nouă generație de coloniști născuți în America. Pentru a plăți datoria înregistrată după luptă cu Franța din America de Nord, regele George al III-lea al Regatului Unit încearcă să sporească finanțele prin mărirea impozitelor în cele 13 colonii engleze.Coloniile cereau în schimb să fie reprezentate de delegați proprii în Parlamentul britanic, dar Londra nu era pregătită să le acorde.Coloniilor li se limită libertatea și în alte domenii.Taxele de import ridicate pentru toate bunurile din Marea Britanie erau considerate ofensatoare și conduc la boicoturi de proporții, care vor fi succedate de Revoluție. 

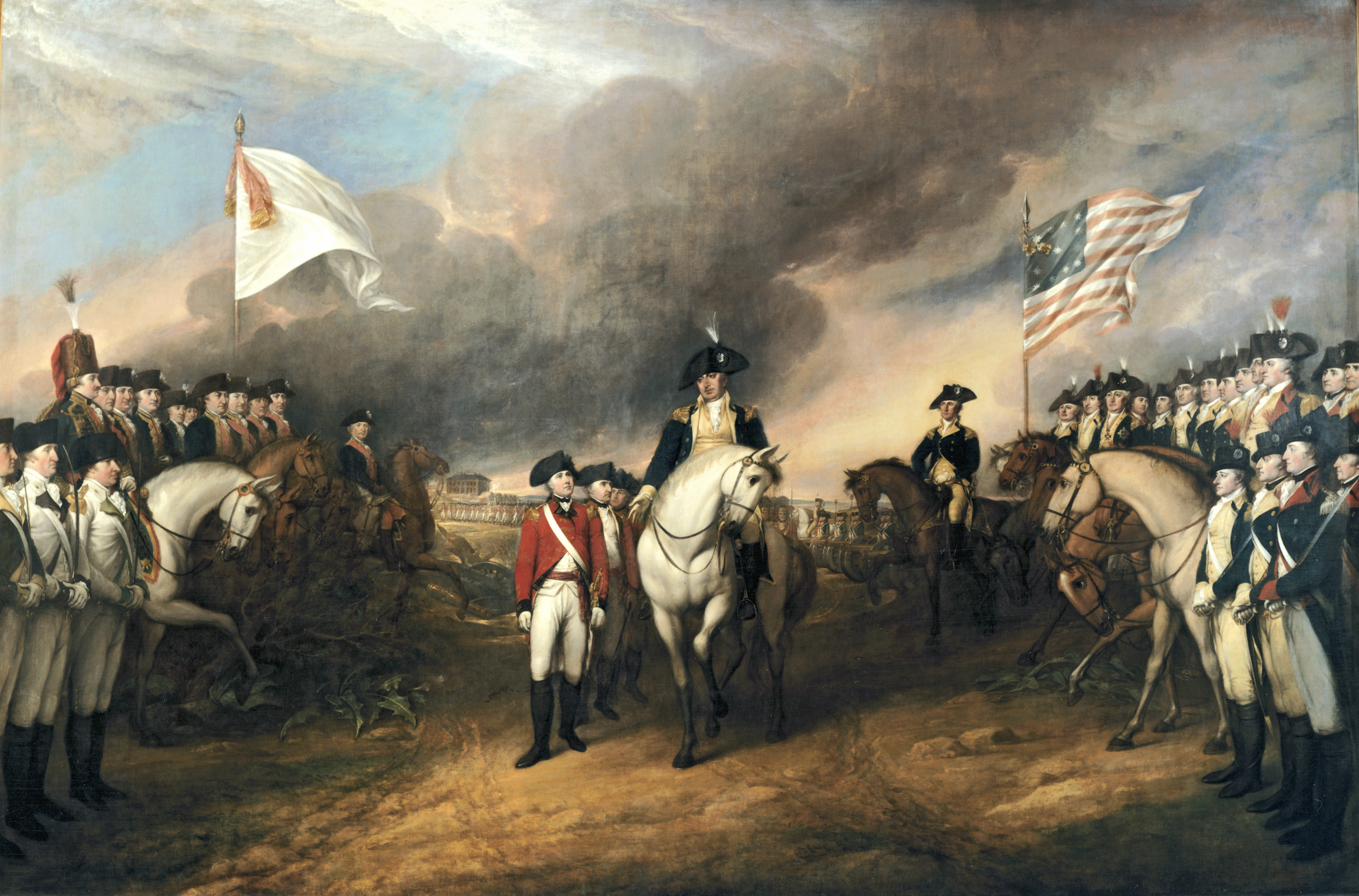
Yorktown

Declaratia de Independenta

Războiul de independență al Statelor Unite ale Americii, un război care a durat între 1775 și 1783, s-a desfășurat în părțile estică și nord-estică ale teritoriului de azi al Statelor Unite, respectiv în sud-estul Canadei de azi, fiind purtat între Regatul Marii Britanii și revoluționarii celor treisprezece colonii britanice din America de Nord, care au declarat independența acestora formând entitatea statală numită Statele Unite ale Americii în 1776.
Anterior declanșării războiului propriu-zis, cele 13 colonii au declarat oficialii monarhului britanic personae non grata, au format Cel de-al Doilea Congres Continental , au format o armată, Continental Army, un "embrion" de marină, Continental Navy, și, apoi, la 4 iulie 1776, au declarat independența celor 13 foste colonii britanice din America de Nord prin care declara : că toți oamenii sunt egali, că ei sunt înzestrați de Creator cu anumite Drepturi inalienabile, că printre acestea sunt Viața, Libertatea și căutarea Fericirii.
Războiul de independență a fost culminarea mișcării de emancipare politică a coloniștilor, Revoluția Americană, prin care puterea britanică a fost răsturnată. După circa trei ani de la începutul confictelor armate propriu-zise, în 1778, puteri europene majore se alăturaseră coloniștilor împotriva britanicilor, înclinând ulterior decisiv balanța în favoarea americanilor. Diferite triburi de nativi americani au luptat de ambele părți.
În timpul primei părți a războiului, datorită superiorității navale a Marii Britanii, orașele și zonele de coastă s-au aflat sub controlu britanicilor. 
După victoria trupelor americane de la Saratoga din 1777, Franța, având ca națiuni aliate Republica olandeză și Spania, a intrat în război de partea americanilor. Intrarea Franței în război s-a dovedit a fi în timp decisivă pentru soarta acestuia întrucât după victoria sa navală de la Chesapeake împotriva flotei britanice a urmat capitularea armatei britanice la Yorktown din 1781.
Încheierea efectivă a războiului de independență al Statelor Unite, deși după victoria americană de la Yorktown nu au mai urmat alte bătălii, a avut loc la Versailles în decembrie 1783. Tratatul de pace încheiat atunci recunoștea Statele Unite și suveranitatea acestora între Canada la nord, Florida la sud și Fluviul Mississippi la vest.

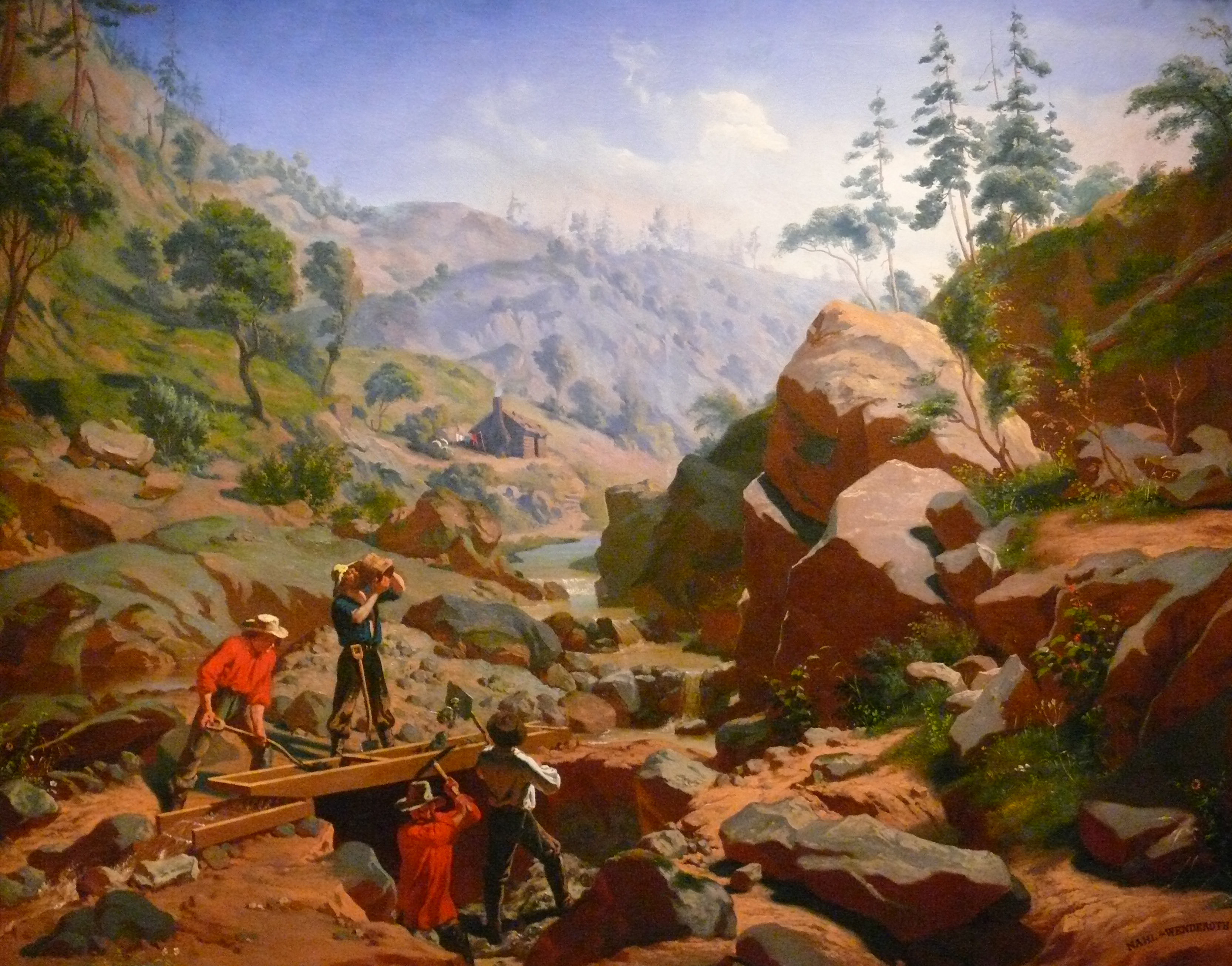
Goana dupa Aur

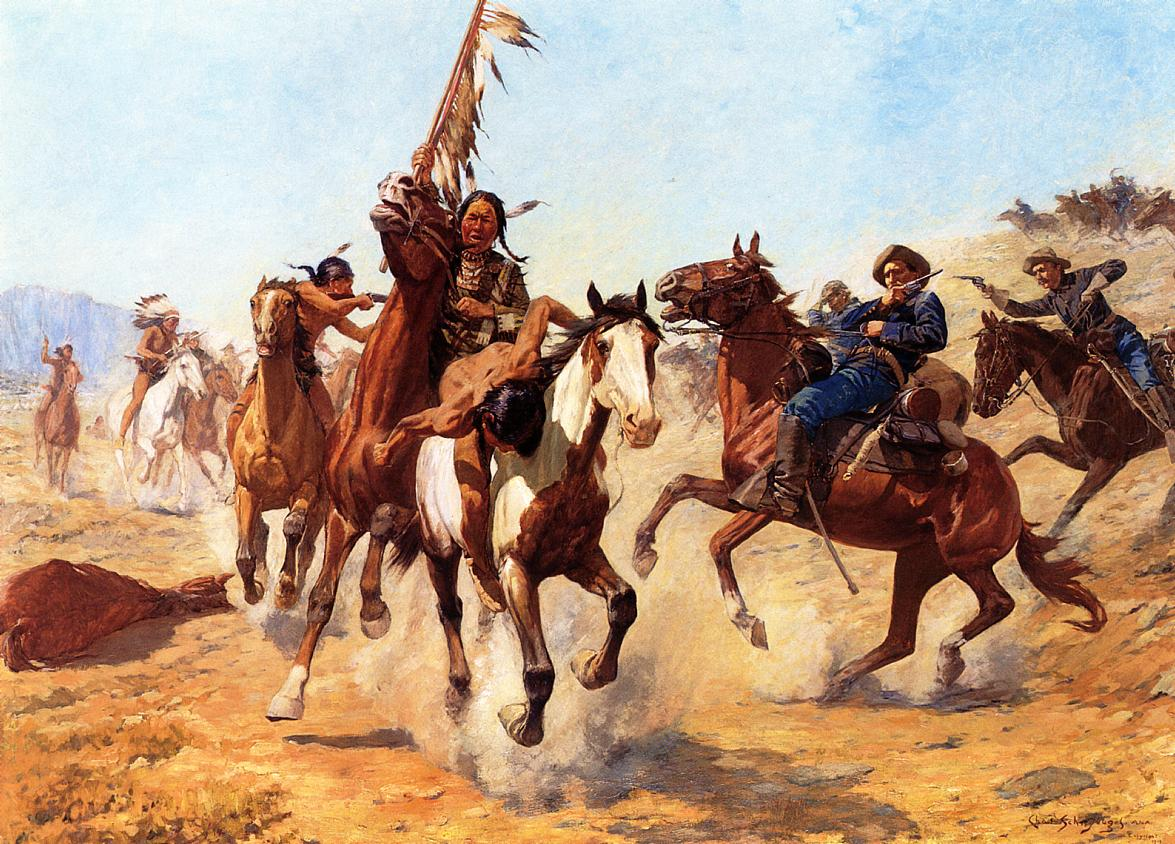
Confruntarile dintre colonisti si nativi

Odată ce națiunea americana se năștea, un vast continent la vest de munți așteapta să fie explorat și exploatat. Cu toate acestea, teritoriul nu era pustiu - amerindienii erau răspândiți de-a lungul teritoriului, cum erau și coloniștii spanioli și exploratorii francezi. Pentru pionierii care aveau să confrunte pericolele acestor terenuri, deschizătorii de drumuri, că Daniel Boone, cucerirea Vestului este o poveste de curaj și plină de greutÄti care a format caracterul Americii. Anarmati cu cunoștințe despre condițiile dure, că Jedediah Smith, milioane de americani s-au îndreptat spre vest. Călătoriile cu caravanele de căruțe erau un real pericol pe distanțe neimaginabile de mari. Dar dorință de aventură, oportunitate și câstigul economic era prea puternic. În timp ce unii se luptă pentru a crea o nouă viață la frontieră, alții sunt recompensați cu bogățiile la o scară nevăzută înainte. Americanii se grăbeau să extragă aurul din California, declanșând "Goana dupǎ Aur". America se întindea " de la un ocean la altul".

#### Revoluția Francezǎ

Prise de la Bastille

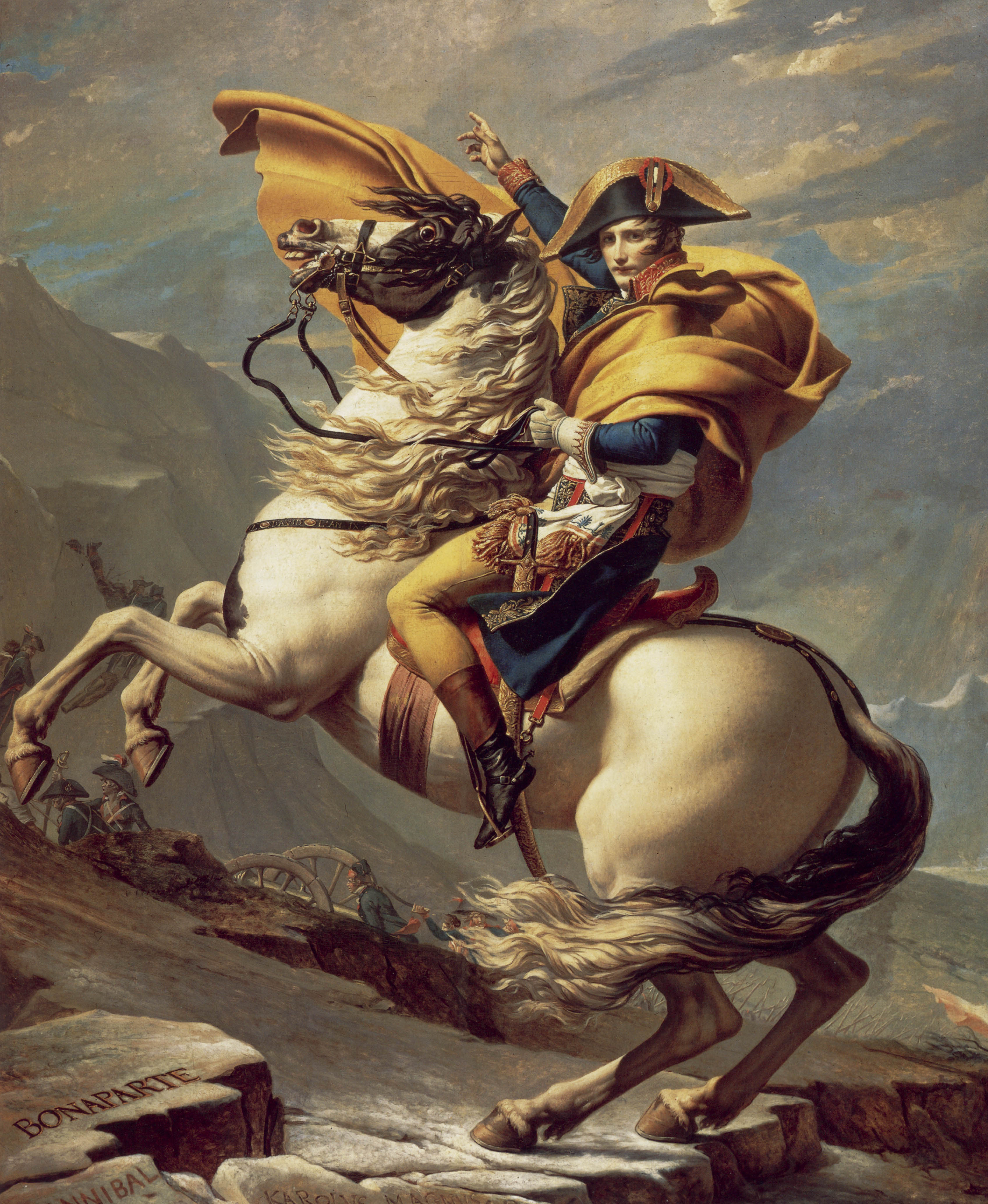
Napoleon

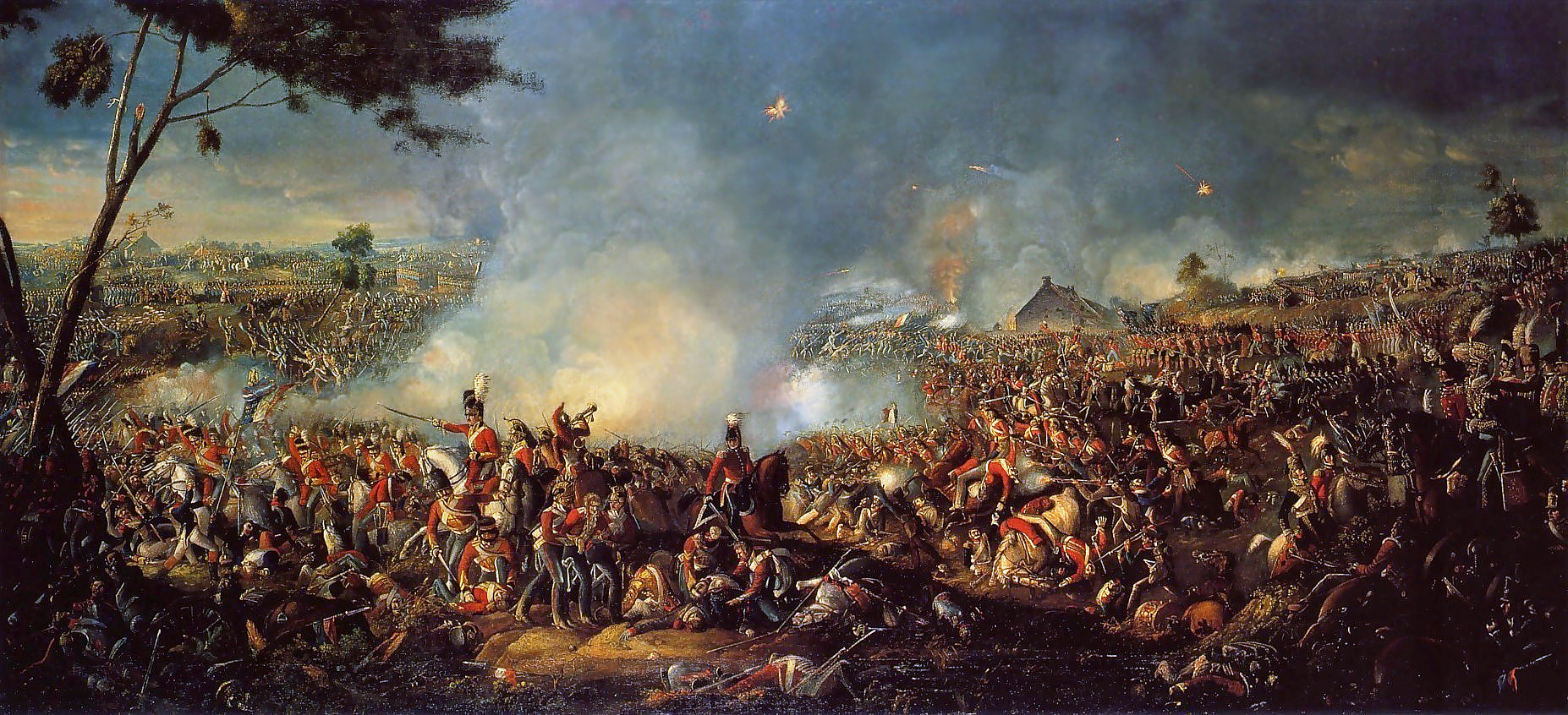
Batalia de la Waterloo 1815

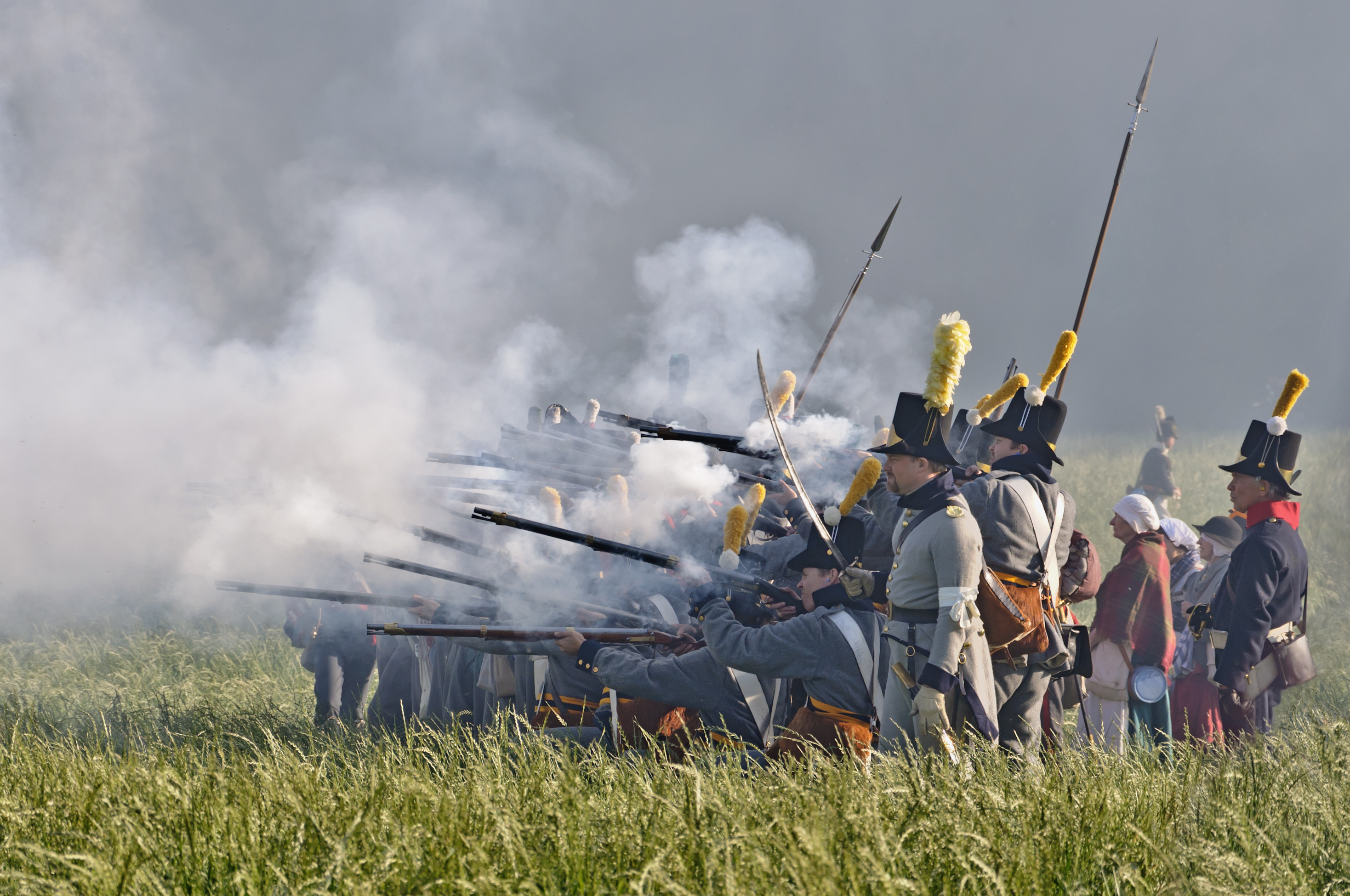
Bataille Waterloo

Germenii revoluției au încolțit când guvernarea defectuoasă și enormele diferențe dintre bogați și săraci i-au făcut pe oameni să adopte ideile iluministe pentru drepturile omului. Franța era în plină criză economică, prețurile mari, iar guvernul falimentat. Ludovic al XVI-lea al Franței s-a împrumutat și a crescut impozitele pentru a face rost de mai mulți bani. 
Dar pentru a fi aprobate noile măsuri, avea nevoie de aprobarea și susținerea unei adunări tradiționale a Stǎriilor Generale. Reprezentanții claselor muncitoare s-au răsculat împotrivă nobilimii și clerului și au decis să formeze o nouă Adunare Națională, elaborând o nouă constituție, în care domeniile bisericii erau naționalizate, iar guvernarea reorganizata la nivel local. Ludovic a trimis trupe încercând să dizolve adunarea. Cetățenii Parisului s-au răsculat, la 14 iulie 1789 luând cu asalt închisoarea regală Bastilia. Răscoală a marcat începutul unei revoluții sângeroase în care rebelii cereau "Libertate ,Egalitate și Fraternitate". Ludovic a fugit, dar a fost capturat și întemnițat, în 1792, monarhia a fost abolită, iar el și cu soția să au fost judecat și ghilotinați. S-a creat haos și a început luptă pentru putere, începând o nouă luptă dintre două grupări: iacobinii și girondinii. Iacobinii au ieșit învingători și au instaurat domnia Terorii. 18 000 de oameni au fost ghilotinați, iar Robespierre a exerrcitat o putere dictatorială. În 1794 a fost acuzat de trădare și ghilotinat. În 1785 a fost elaborată o nouă constituție sub un alt guvern-Directorat. Armatele franceze revoluționare au cucerit Țările de Jos și Germania, iar tânărul general ambițios, Napoleon I, a preluat comandă armatei și a ocupat Italia, Elveția și Egiptul. A câștigat susținerea populară și puterea, în 1799, înlăturând Directoratul și va conduce că prim-consul. În 1804 se încoronează că împărat și a introdus reforme durabile, legi noi, un sistem de învățământ îmbunătățit, un guvern reorganizat și o nouă bancă națională. Cu masivă să armată, a încercat să cucerească Europa. A învins Rusia și Austria în Bătălia de la Austerlitz în 1805 printr-o victorie tactică și strategică strălucită. Dar flotă franceză a fost învinsă la Trafalgar de către flotă engleză condusă de amiralul Horatio Nelson, impedicand invazia Angliei. Napoleon a ocupat Spania și Rusia. Invadarea Rusiei în 1812 pe timp de iarnă s-a dovedit un dezastru însă, 500.000 de francezi murind de frig sau de foame, iar trupele franceze au fost alungate din Spania. În 1813, Napoleon a fost învins la Leipzig de o coaliție de forțe europene.Franța a fost invadată, iar el exilat. A evadat, a preluat comandă, dar a fost învins la în Bătălia de la Waterloo în 1815. A fost exilat pe insulă Sf. Elena unde a murit.

### De la divizare la ascensiunea de putere mondialǎ

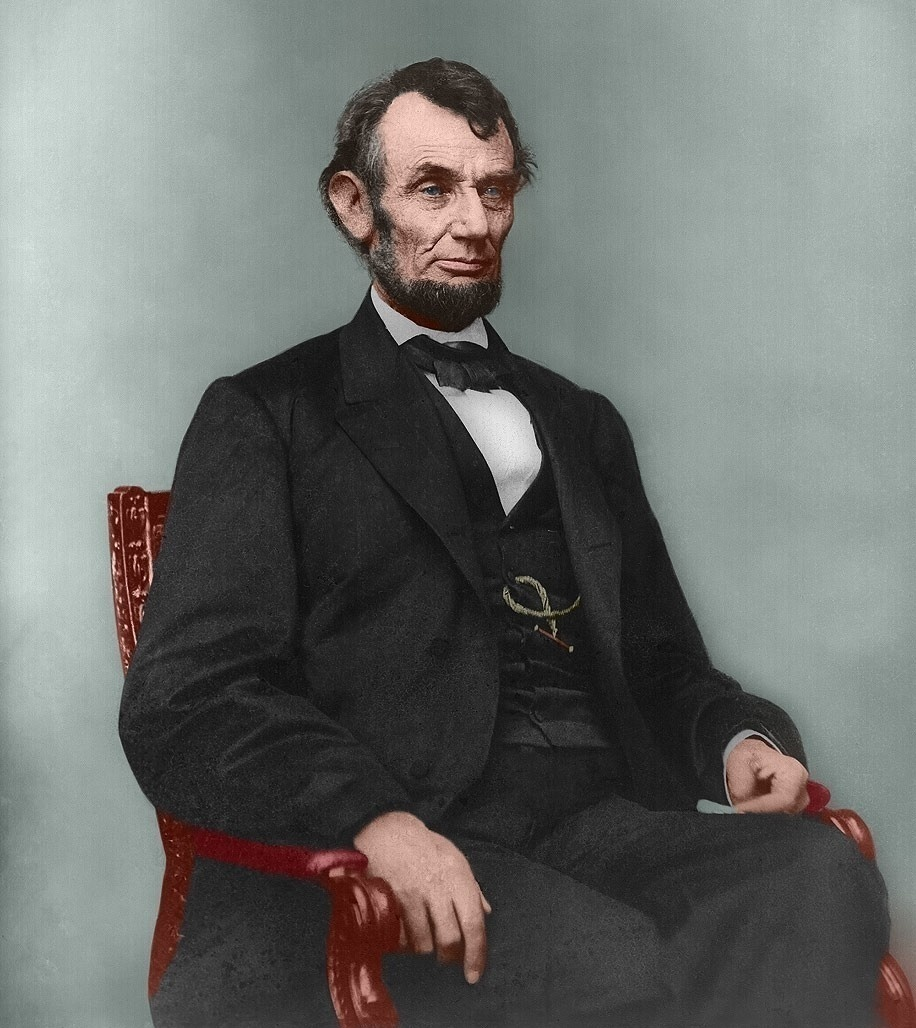
Lincoln

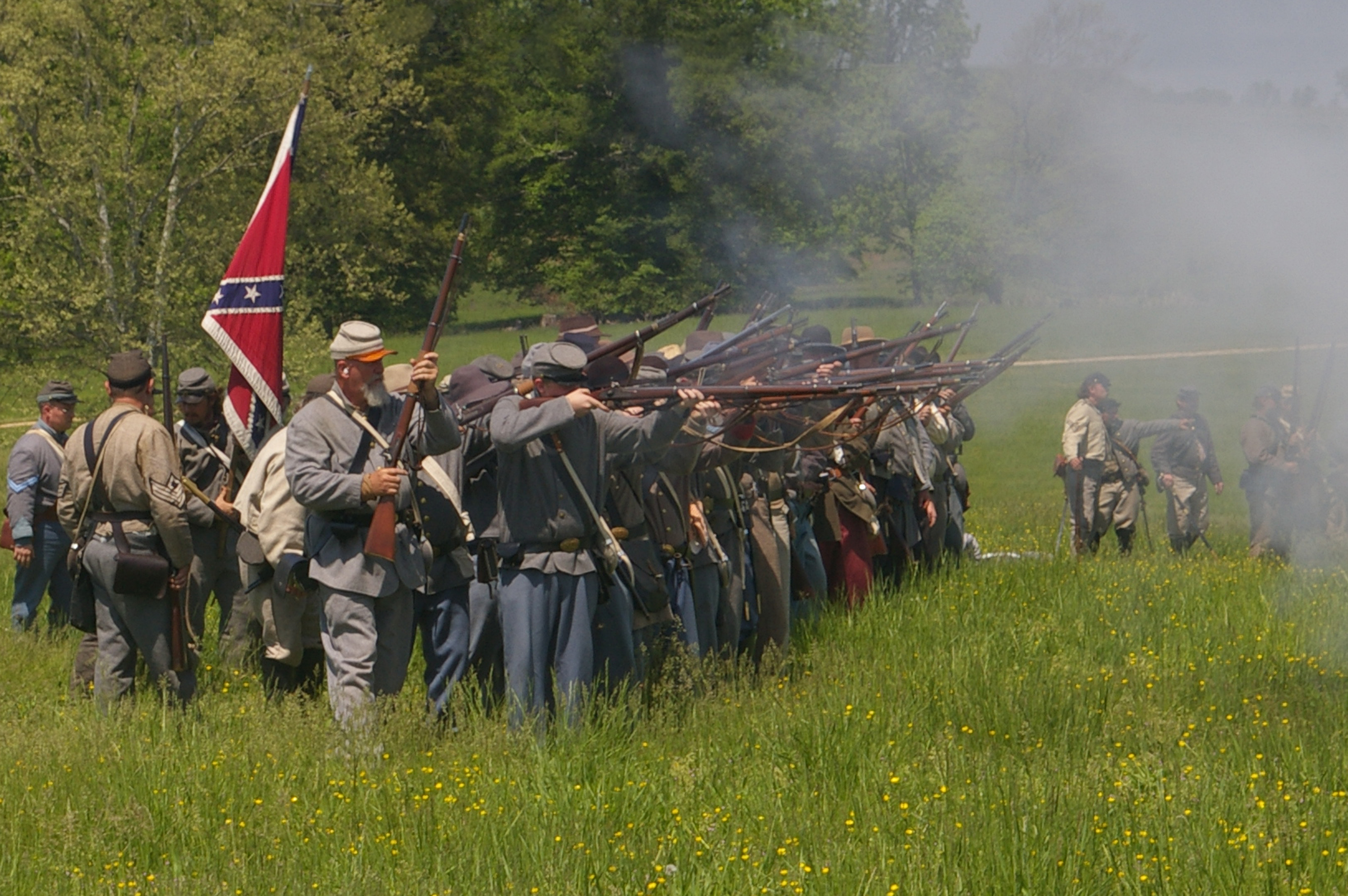
Sudisti

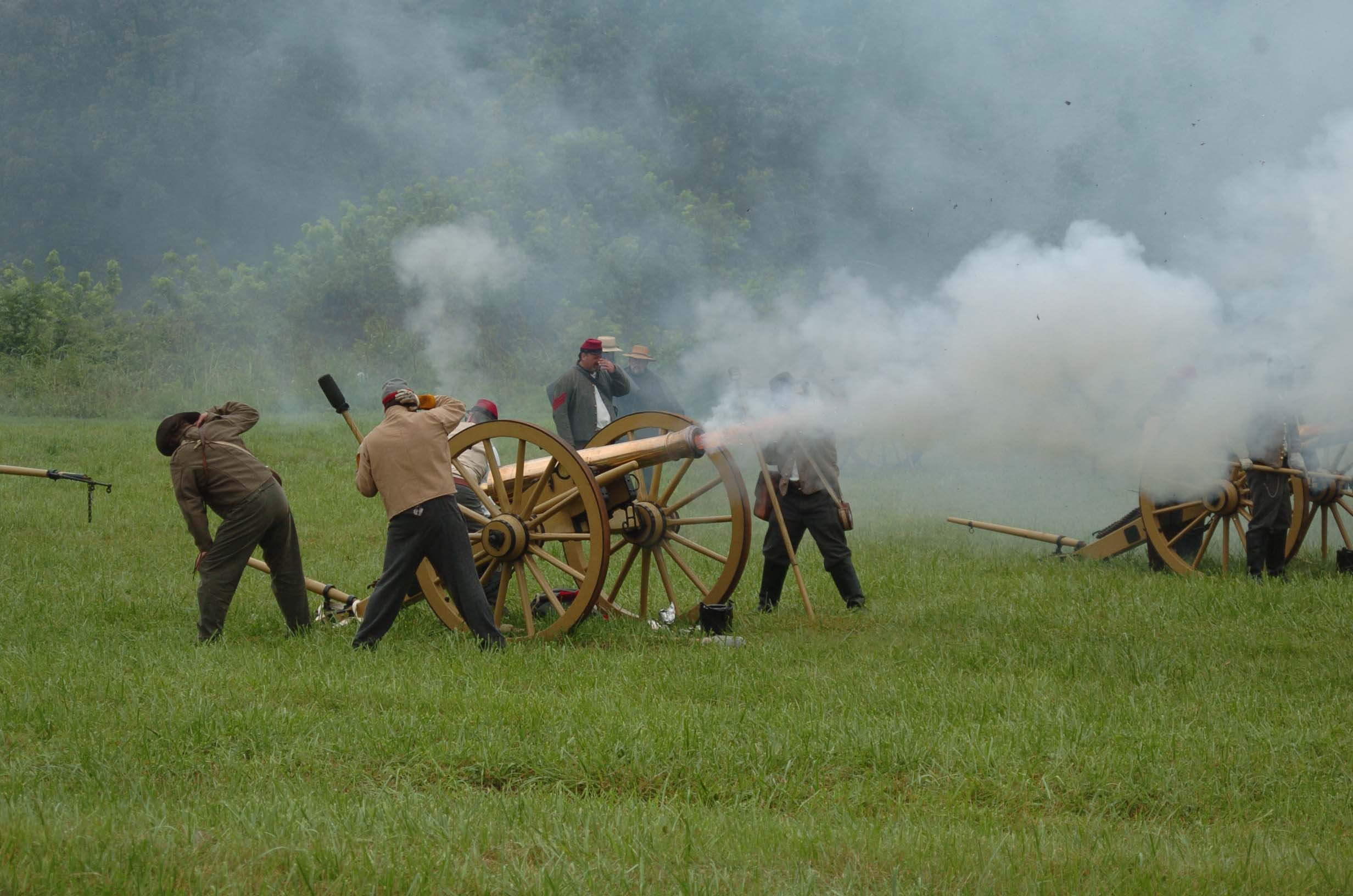
Tun de artilerie

Războiul Civil American a fost un conflict politic și militar de patru ani (1861–1865) dintre Uniunea statelor din Nord ale Statelor Unite ale Americii și Statele din Sud ale acesteia, care au părăsit pe rând Uniunea în 1860–1861, alcătuind entitatea statală federală denumită Statele Confederate ale Americii.
În timpul alegerilor prezidențiale din anul 1860, Partidul Republican, în frunte cu Abraham Lincoln, a purtat o campanie politică împotriva expansiunii sclaviei în afara statelor în care aceasta exista deja. Victoria republicană în alegeri a avut ca rezultat declarația de secesiune din partea a șapte state din Sud, chiar înainte de învestitura lui Lincoln, care a avut loc la 4 martie 1861. Atât administrația aflată la finalul mandatului, cea a președintelui James Buchanan, cât și cea nouă, a președintelui ales, Abraham Lincoln, au respins secesiunea, privind-o ca pe un act de rebeliune.
Ostilitățile au început la 12 aprilie 1861, când forțele confederate au atacat postul militar federal de la Fort Sumter, din Carolina de Sud. Lincoln a răspuns chemând o armată de voluntari din fiecare stat și ordonând mobilizarea generală, ceea ce a condus la declararea secesiunii a încă patru state sclavagiste din Sud. Ambele părți și-au constituit armate de război, iar Uniunea a preluat controlul statelor de graniță încă din prima perioadă a războiului și a efectuat o severă și eficientă blocadă navală de-a lungul întregului conflict.

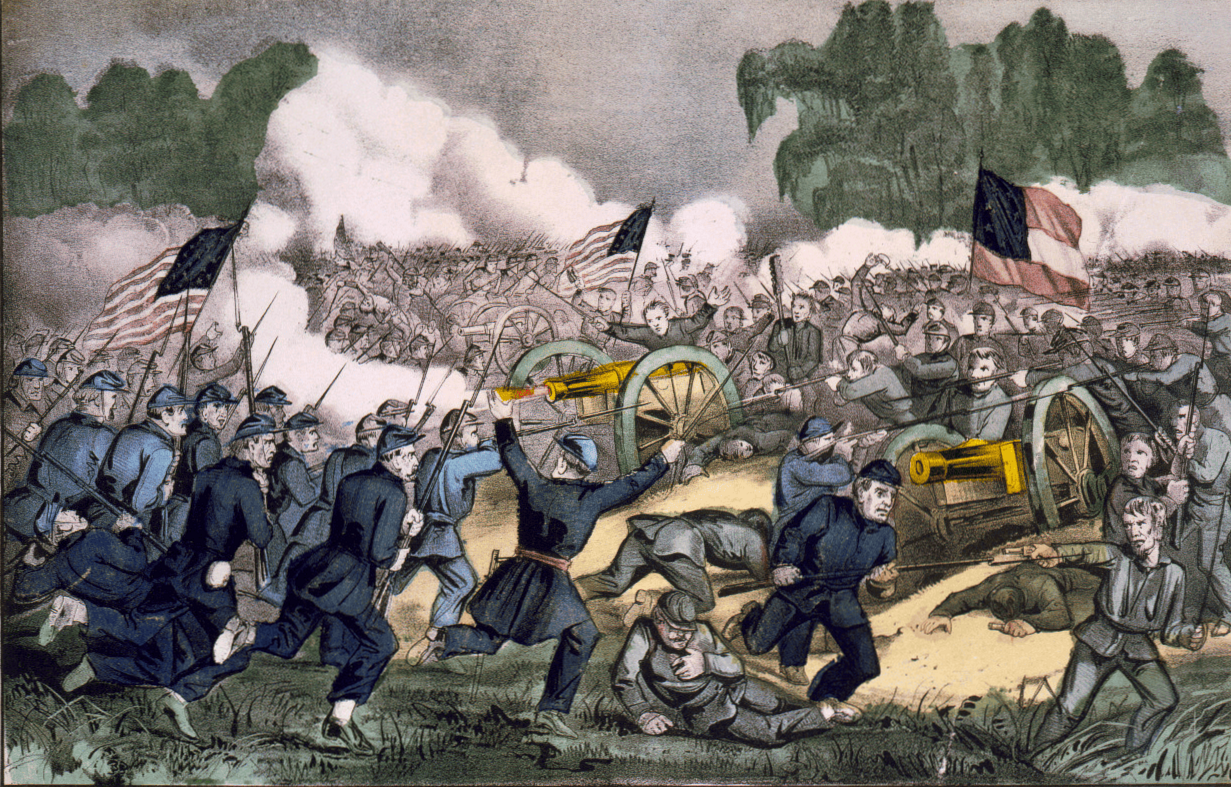
Batalia de la Gettysburg

În septembrie 1862, Proclamația de emancipare a lui Lincoln a transformat desființarea sclaviei din Sud într-un scop al războiului și i-a determinat pe britanici să nu intervină. Comandantul confederat Robert E. Lee a repurtat câteva victorii pe frontul estic, dar în 1863 înaintarea sa spre nord a fost oprită în Bătălia de la Gettysburg, iar pe frontul vestic Uniunea a preluat controlul râului Mississippi după Bătălia de la Vicksburg, separând Confederația în două. Avantajele materiale și numerice ale Nordului s-au concretizat în 1864 când Ulysses S. Grant a măcinat armata lui Robert E. Lee în mai multe bătălii de uzură, iar generalul unionist William Sherman a ocupat orașul Atlanta, capitala statului Georgia, pentru ca apoi să se deplaseze spre Oceanul Atlantic. Rezistența Confederației s-a prăbușit după ce Lee s-a predat lui Grant la Appomattox pe 9 aprilie 1865.

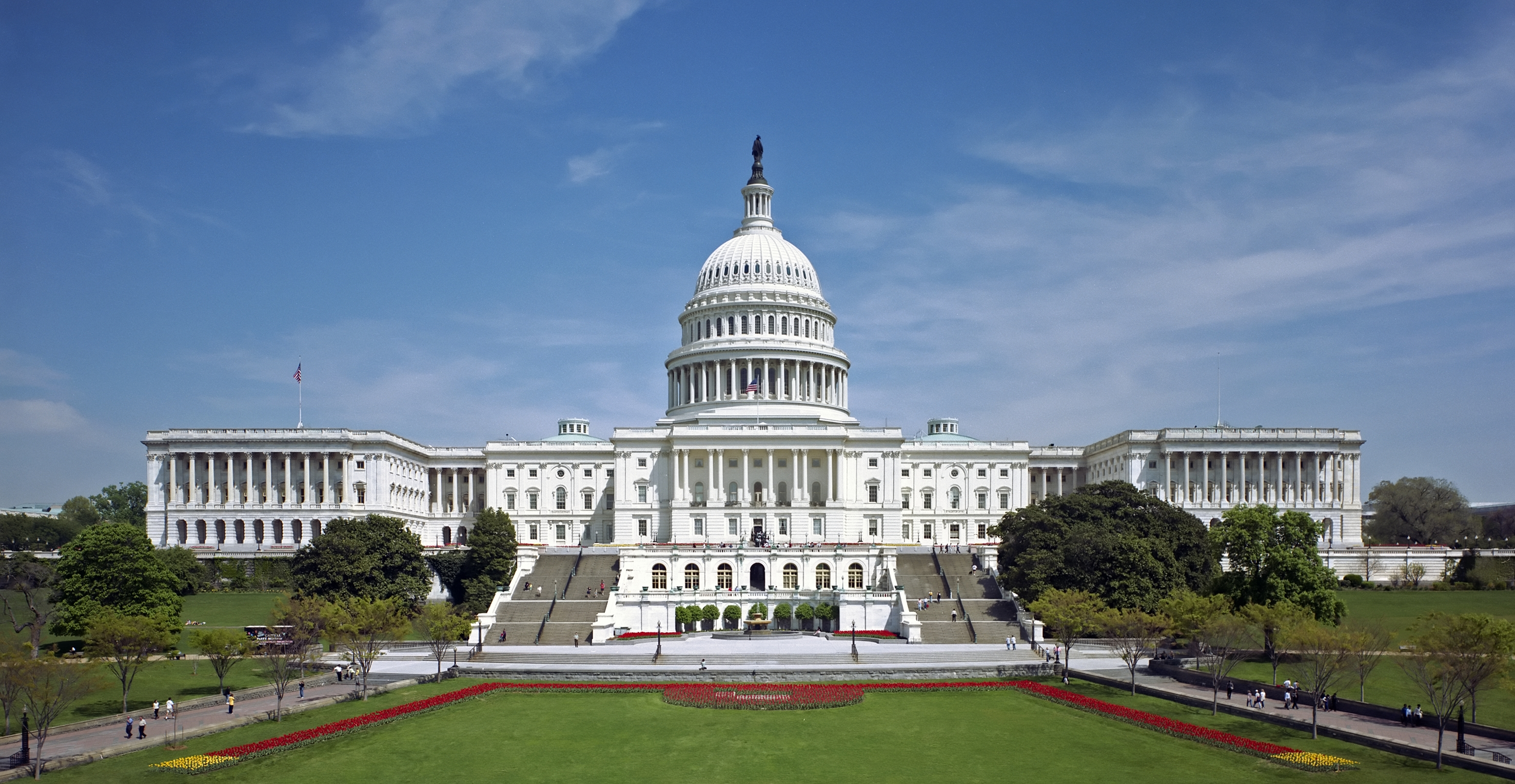
United States Capitol

Războiul, care este conflagrația cu cele mai multe victime din istoria Statelor Unite, s-a soldat cu moartea a peste 620.000 de soldați, a unui număr de peste 325.000 de combatanți dați dispăruți și al unui număr nedeterminat de civili, a pus capăt sclaviei în Statele Unite prin Proclamația de emancipare, 4 milioane de sclavi fiind eliberați , a restaurat Uniunea și a întărit rolul guvernului federal în cadrul acesteia. Aspectele sociale, politice, economice și rasiale ale războiului au marcat perioada de reconstrucție care a durat până în 1877 și au continuat să se manifeste și de-a lungul secolului al XX-lea.

### Deșteptarea naționalismului

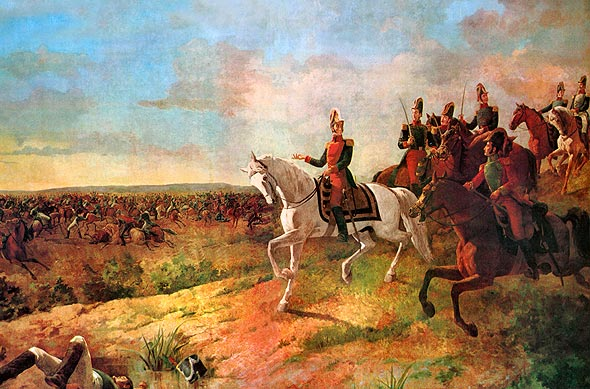
Batalla de Junín

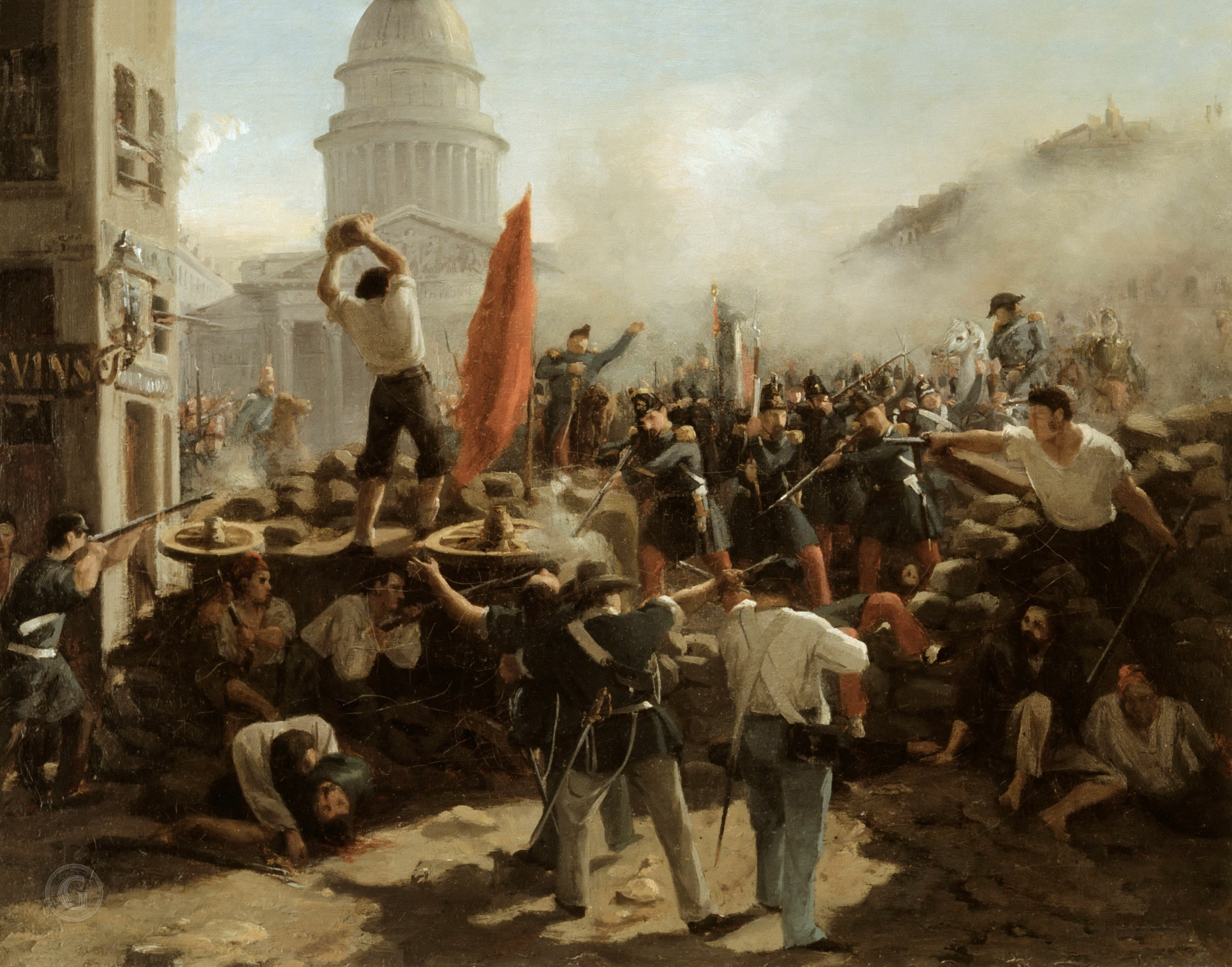
Revolutiile din 1848

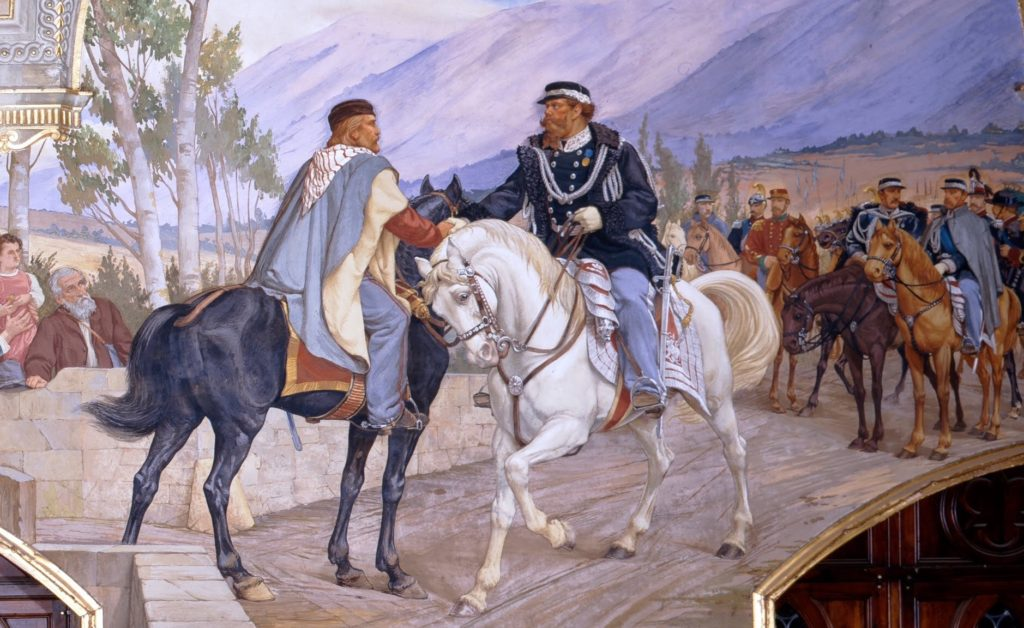
Giussepe Garibaldi si Victor Emmanuel

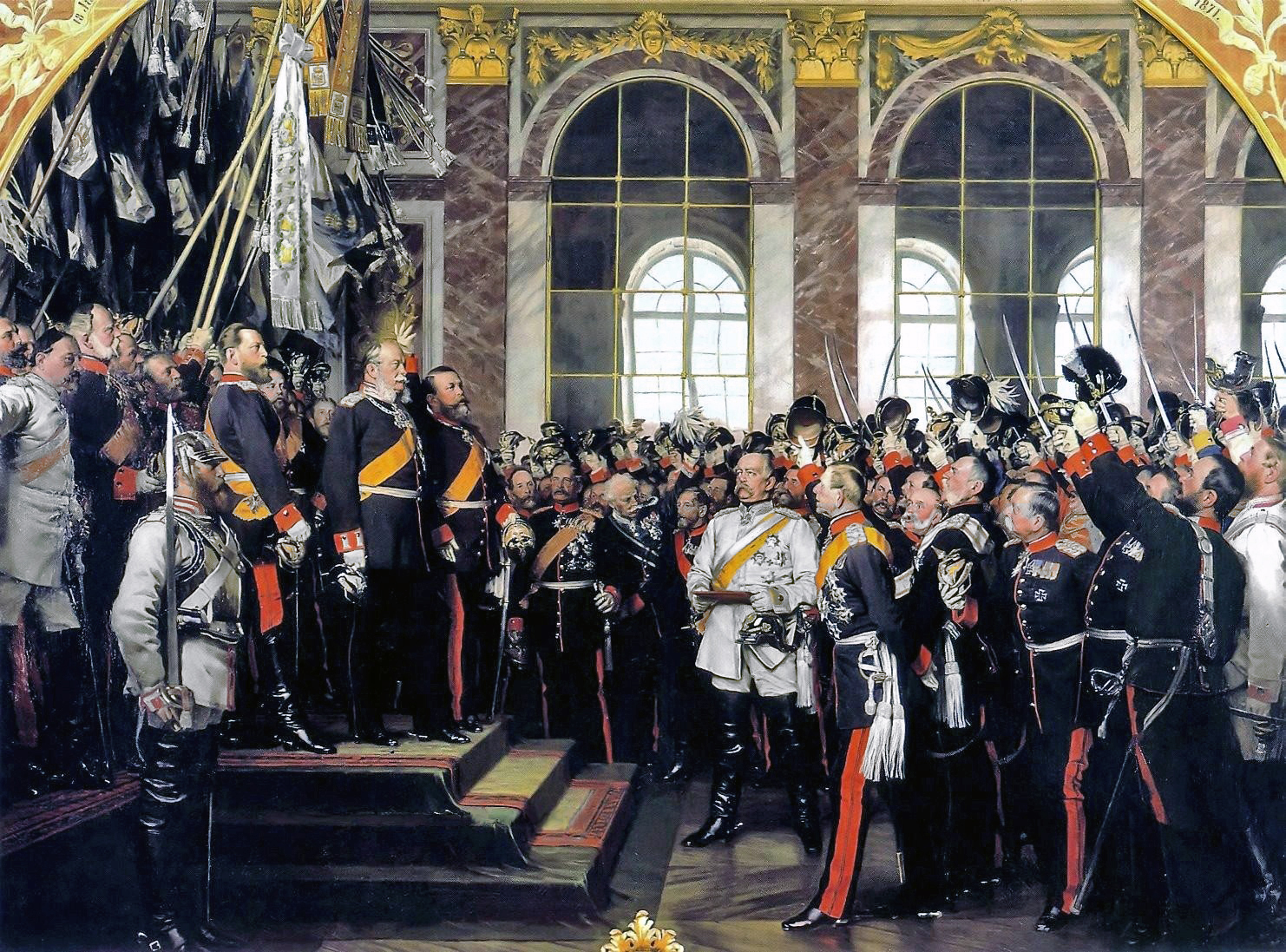
Otto von Bismark

Pe când Europa luptă împotrivă lui Napoleon, coloniile din America Latină au început o serie de frământări și a prins contur o mișcare pentru independența. Simón Bolívar i-a alungat pe spanioli din Columbia și Venezuela și i s-a alăturat lui San Martin pentru a eliberă Peru. José de San Martín s-a alăturat mișcării argentiniene și a eliberat Chile și Lima din Peru. Argentina și-a câștigat independența în 1810, Brazilia și-a câștigat independența în 1822, Venezuela și-a câștigat independența în 1830, 13 colonii câștigându-și independența până în 1830. 
În 1848, în Europa, s-a declanșat un văl de revoluții. Naționalismul a luat amploare. În Franța a fost fondată cea de-a două republică condusă de Napoleon al III-lea al Franței că prim-președinte, ulterior că împărat. Revoltele s-au răspândit în statele dezbinate ale Italiei, dar au fost înăbușite. În Austria, cancelarul austriac, prințul Klemens Wenzel von Metternicha demisionat, iar împăratul Ferdinand a abdicat. Au avut o serie de revolte în Berlin, Viena, Praga, Budapesta, Londra (unde oamenii au cerut drept de vot și au publicat Carta Poporului). În Germania , Adunarea Națională s-a reunit la Frankfurt, iar Olanda a adoptat o nouă constituție, în Belgia a fost publicat Manifestul Comunist scris de Karl Marx și Friedrich Engels. În Prusia s-au înăbușit revoltele. Majoritatea revoltelor nu și-au atins obiectivele, dar s-au făcut unele reforme. În 1860 însă, Giuseppe Garibaldi cucerește Sicilia și se întrunește primul parlament național italian. Statele italiene se unesc într-un singur stat. În 1862,Otto von Bismarc devine premier al Prusiei, iar în urmă războiului franco-prusac și după încheierea păcii de la Frankfurt, la Versailles, în 1871, este proclamat al doilea Reich German. Balcanii au reprezentat de-a lungul secolului XIX butoiul de pulbere al Europei.

### Revoluția Industrialǎ

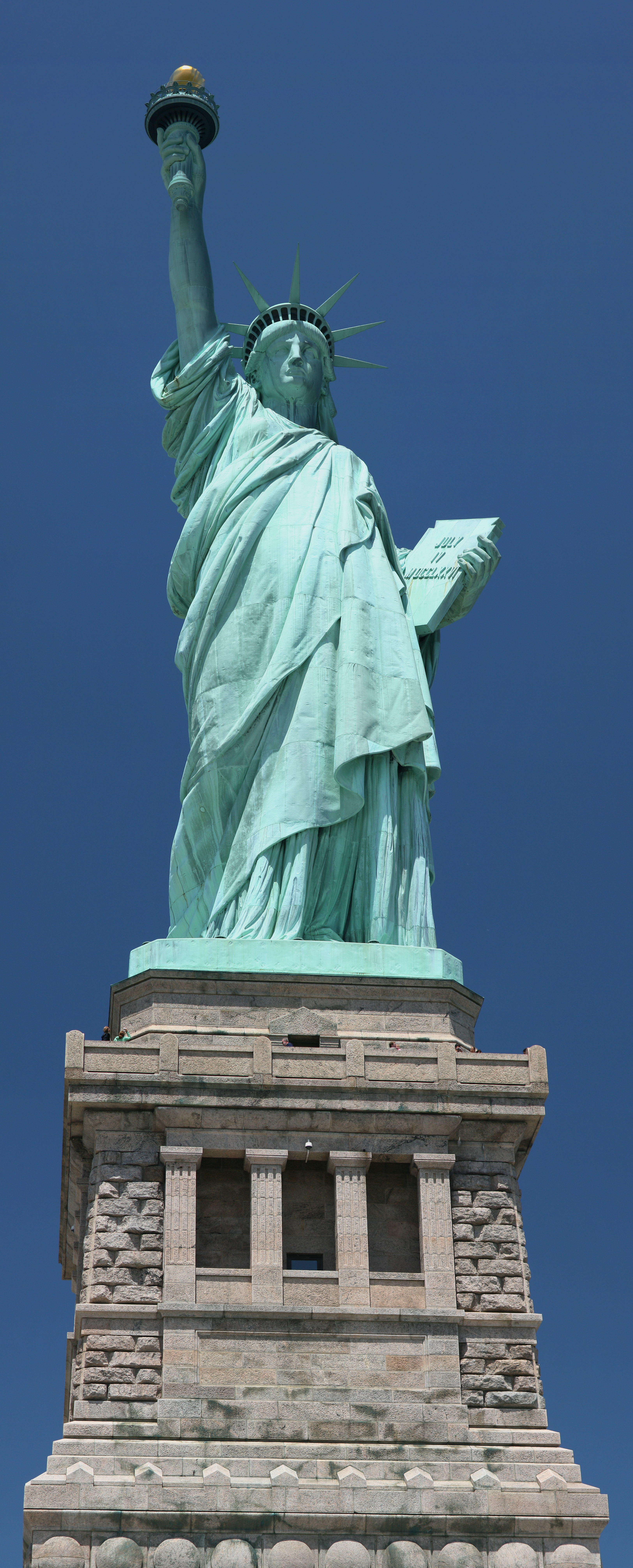
Statuia Libertatii

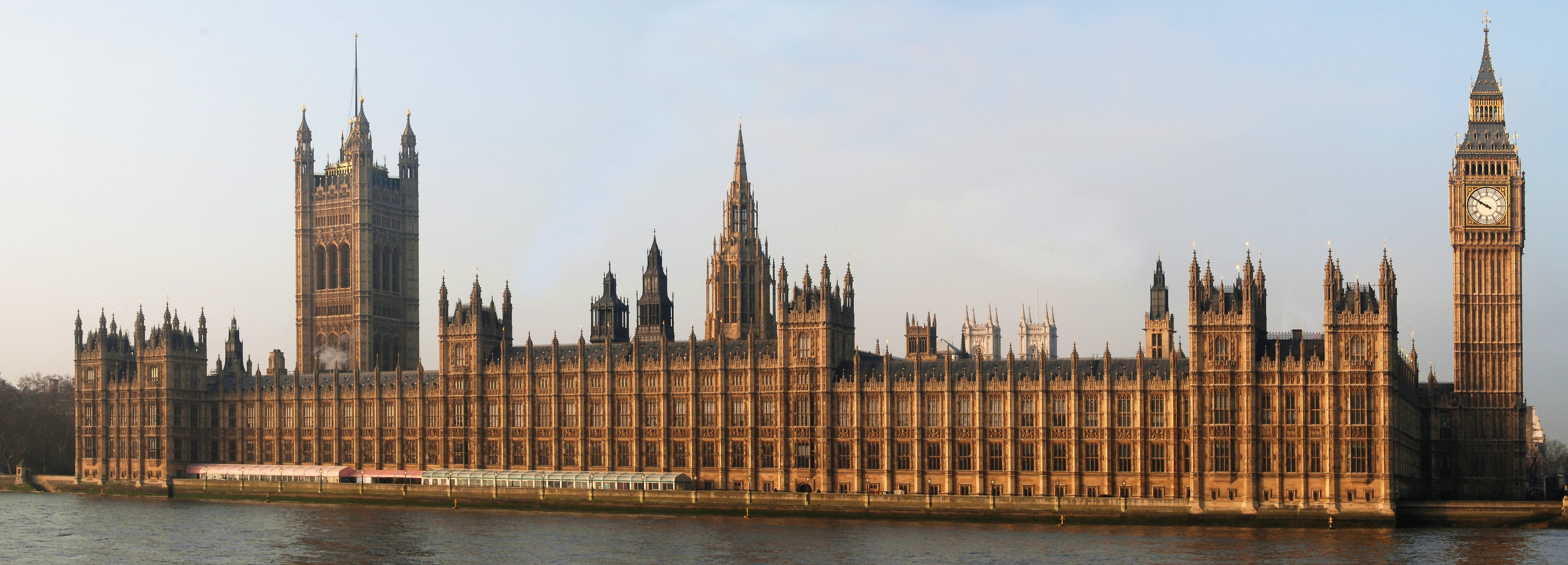
London Parliament

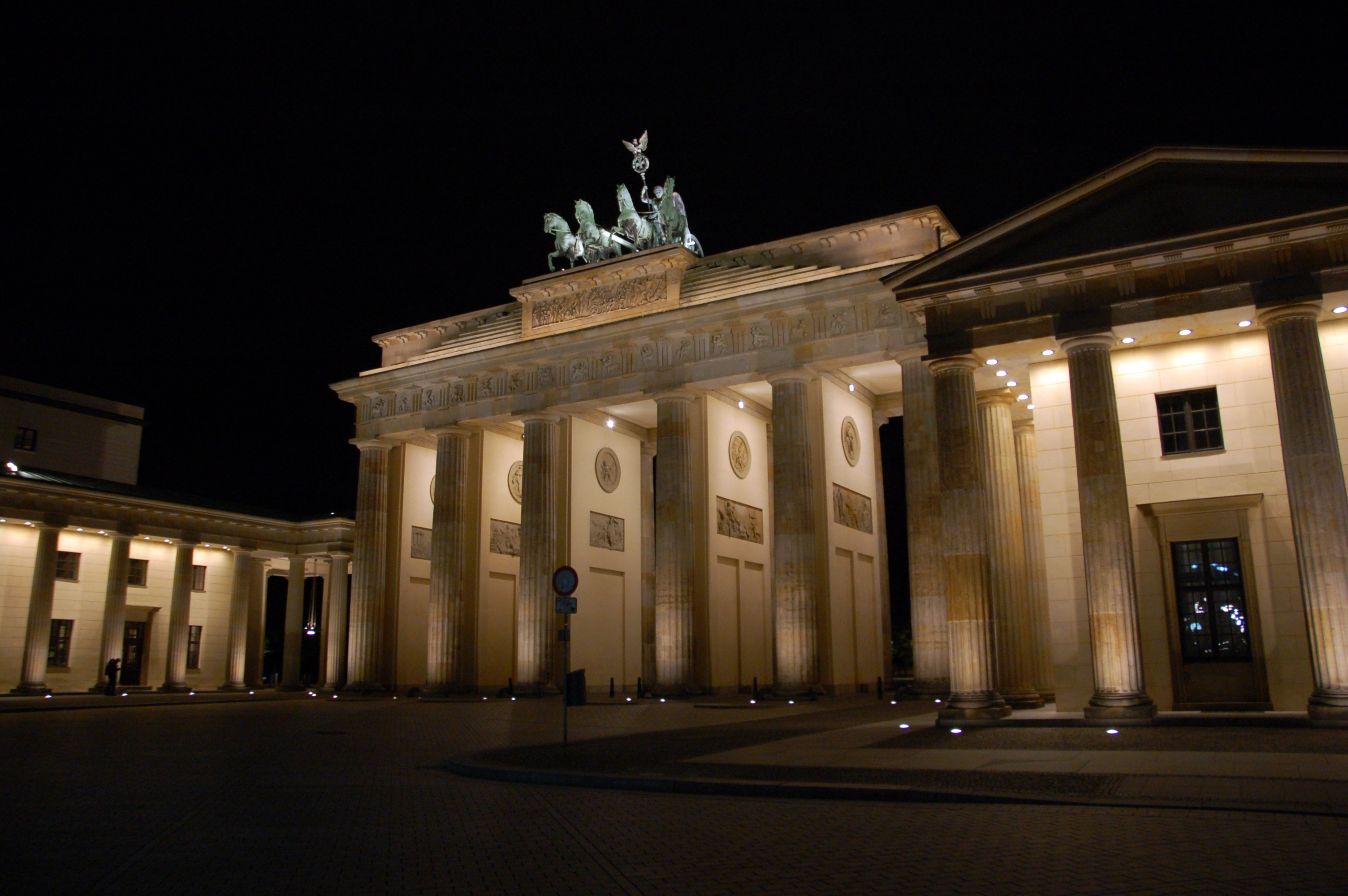
Poarta Branderburg

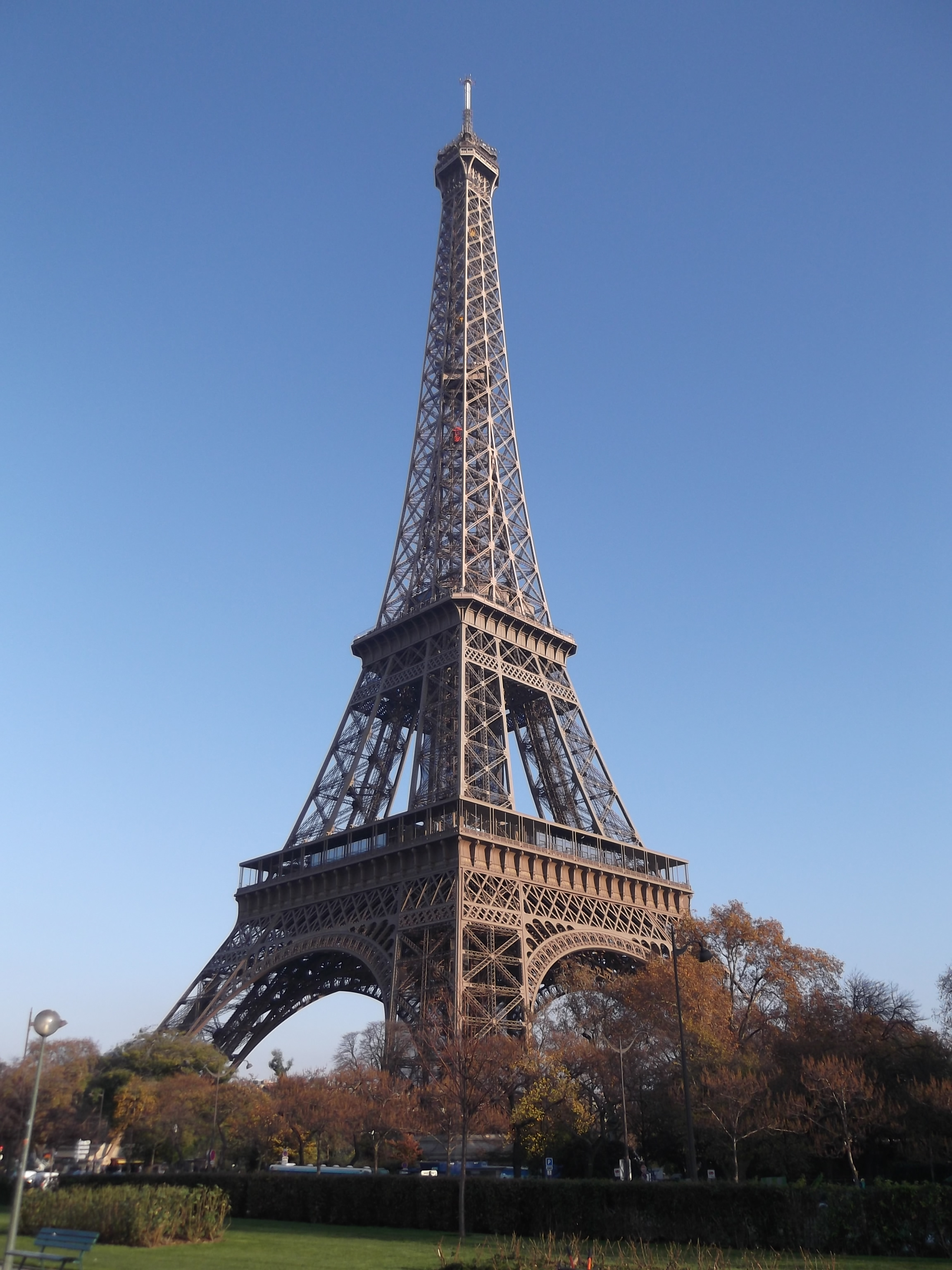
Eiffel Tower

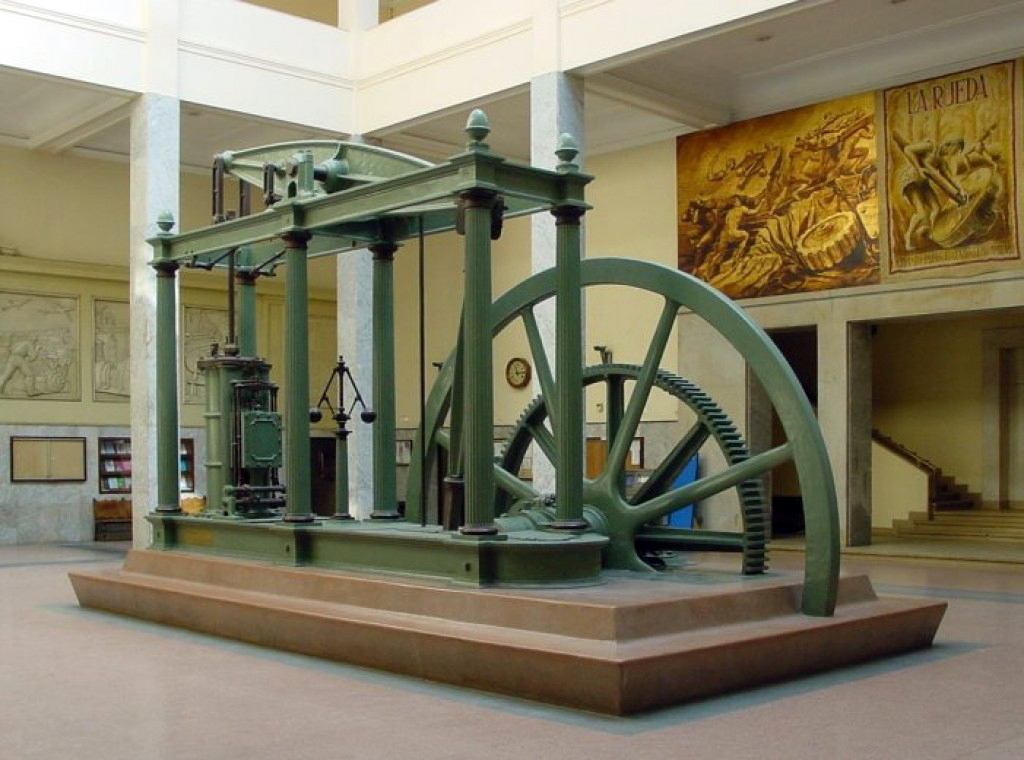
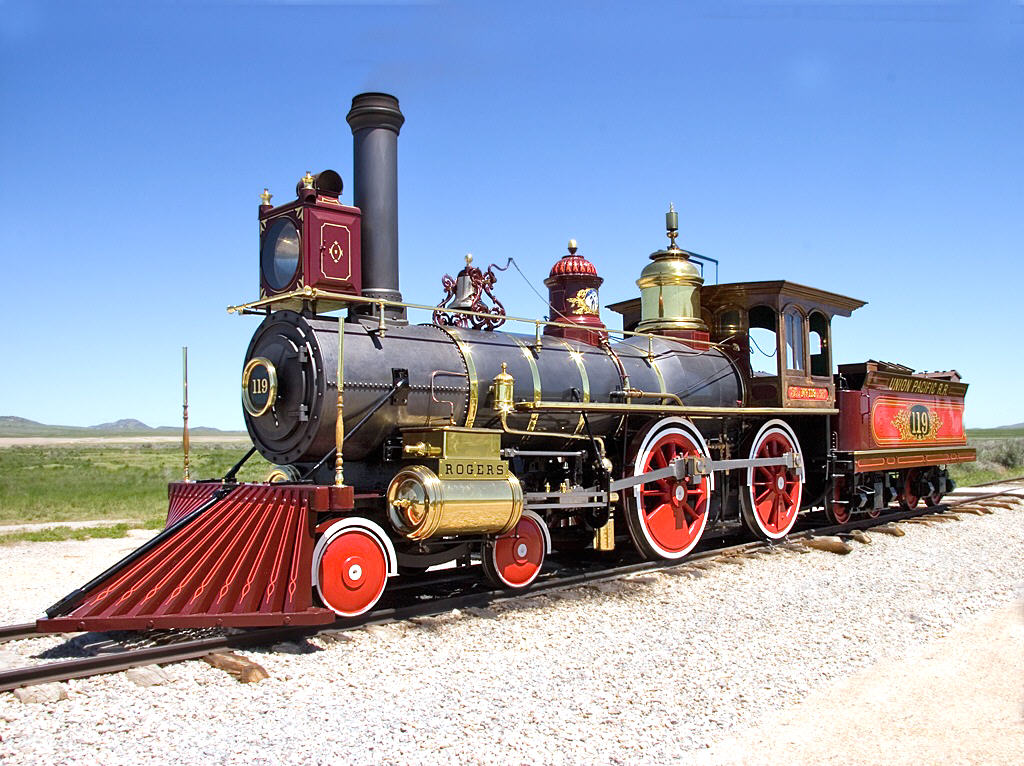
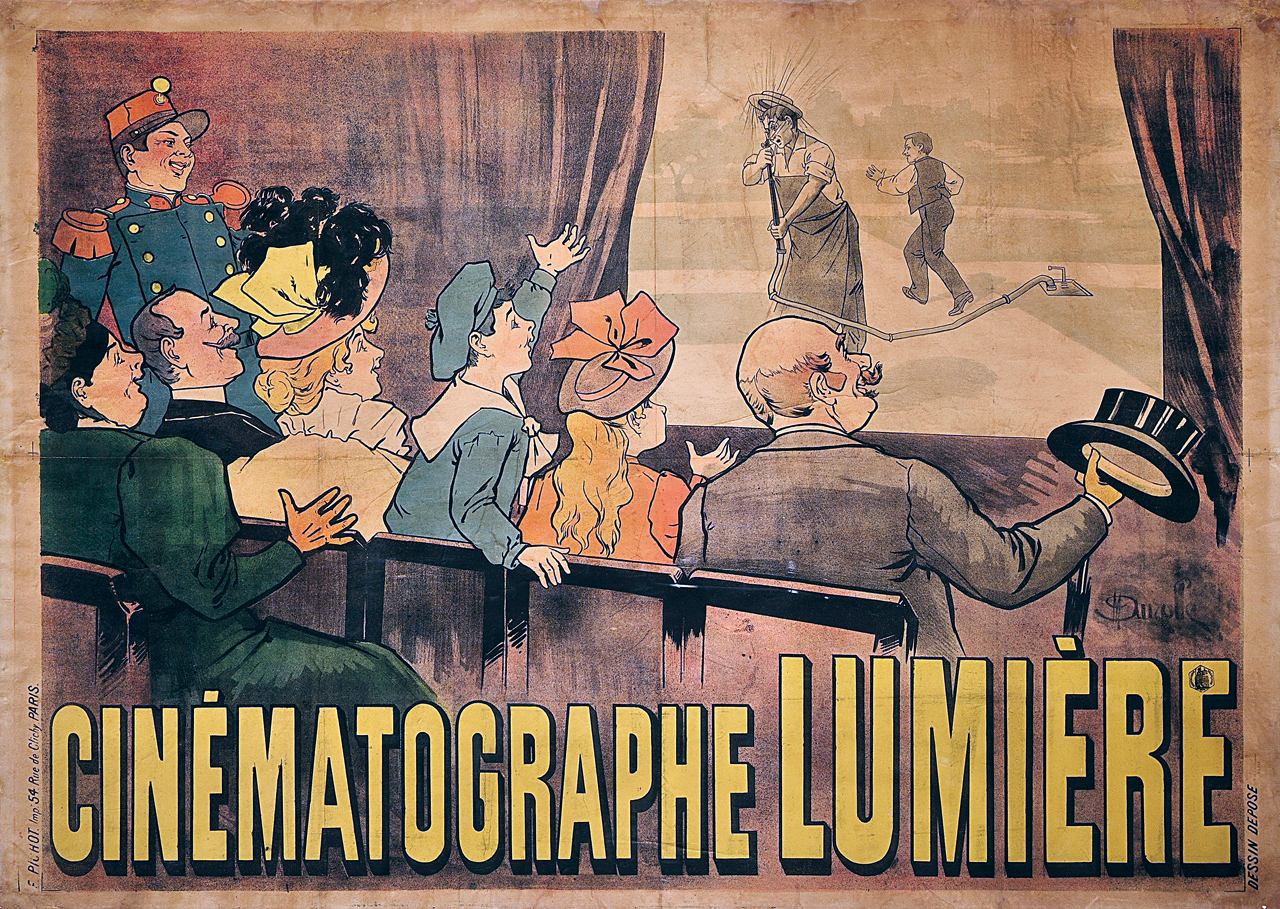
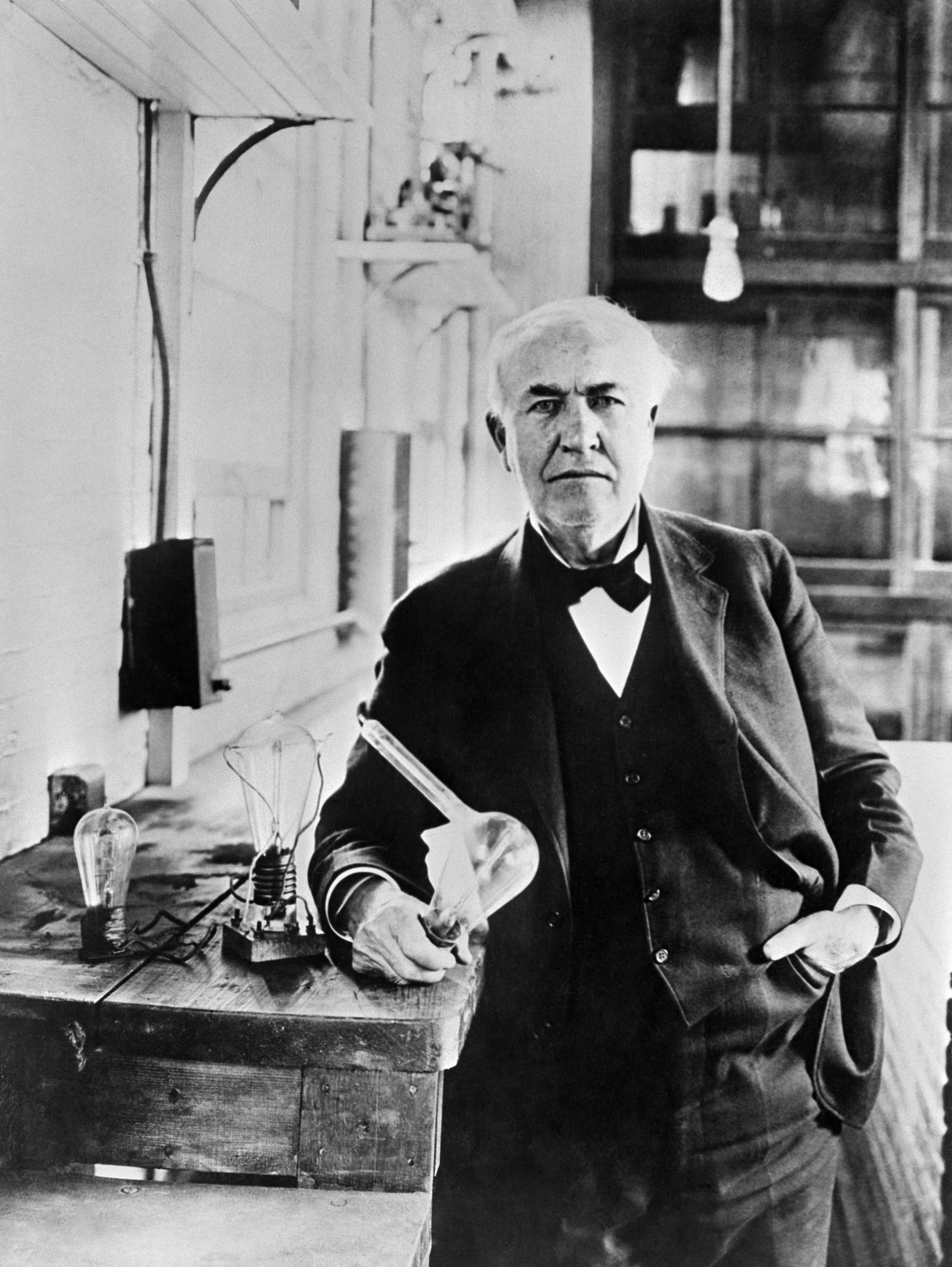
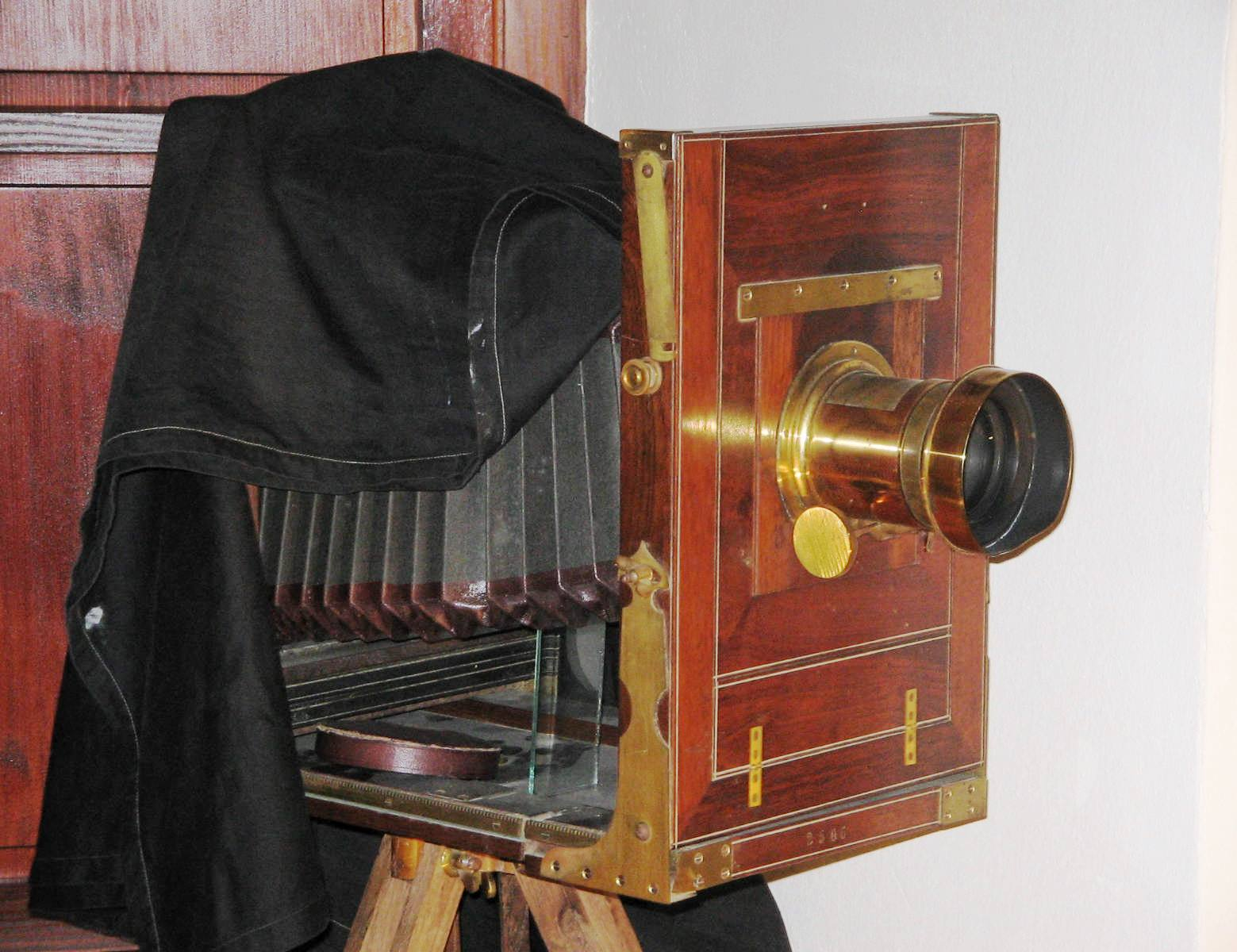
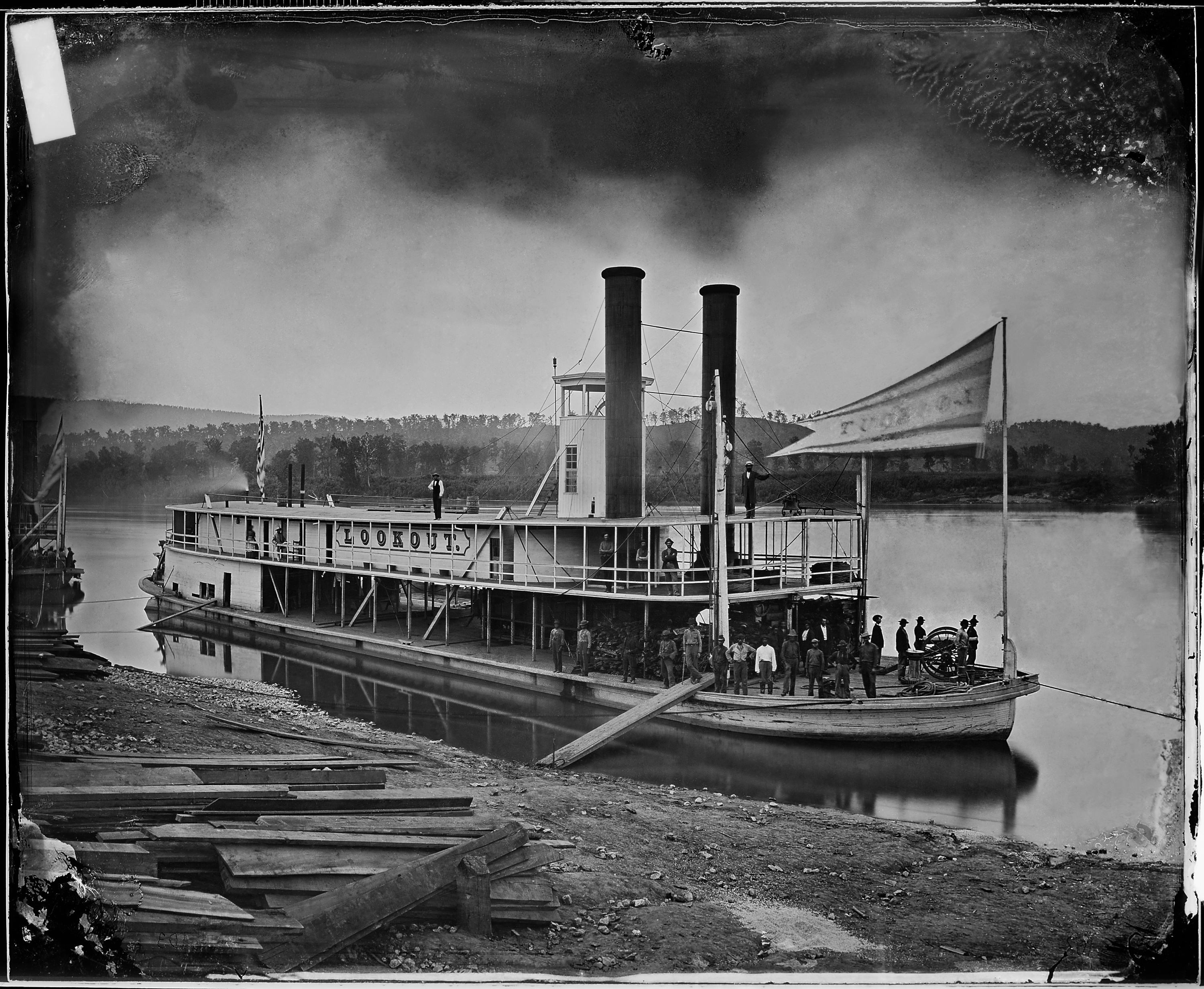
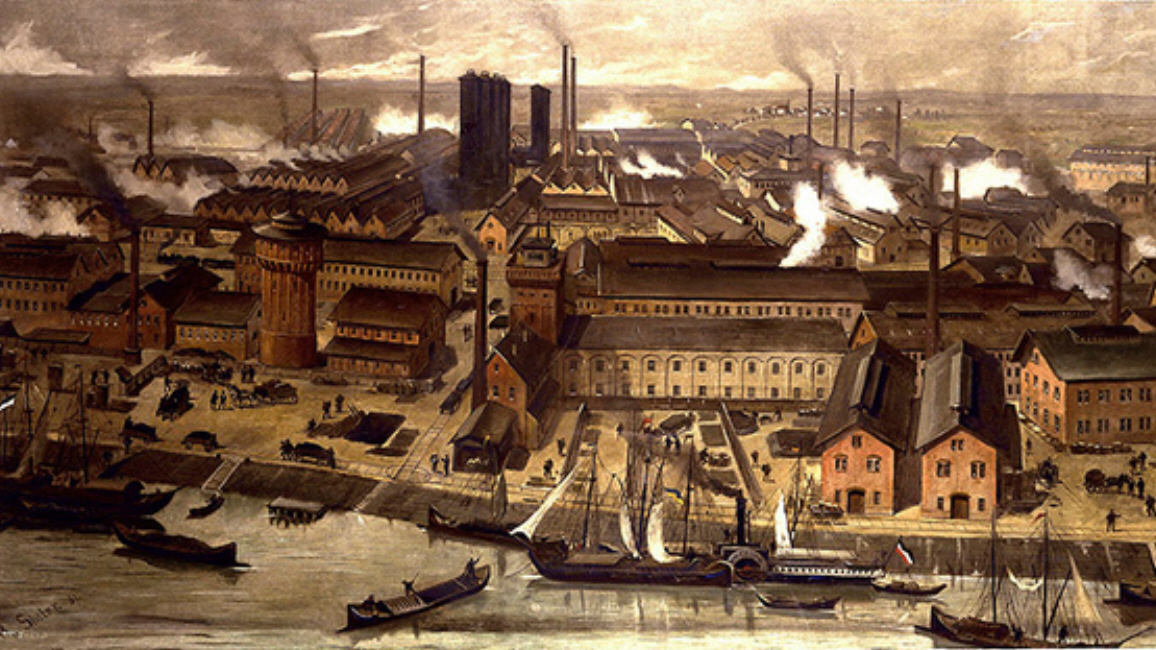

Începută în Marea Britanie în industria textilă, a adus multe schimbări nemaivăzute-o dezvoltare rapidă a orașelor, canalelor navigabile și fabricilor. Asta datorită faptului că țara nu a fost devastată de războaiele europene și datorită zăcămintelor bogate de minereuri de fier și cărbune și profiturile coloniale. În 1712,Thomas Newcomen a construit un motor cu abur pentru pomparea apei din mine. În 1776, James Watt și Matthew Boulton au construit motoare cu abur pentru acționarea utilajelor. În 1709, Abraham Darby a topit fierul într-un furnal cu insuflare de aer, folosind cocsul. În 1752, Benjamin Franklin recunoaște electricitatea printr-un experiment cu fulgerul. În 1785, Edmund Cartwright a obținut patentul și a construit primul război de țesut mecanizat, la care suveica, ițele și vatala erau acționate mecanic.
În 1815, producția de cărbune,textile și metale a Mării Britanii era egală cu cea a restului Europei. Au fost introduse metode de lucru noi și mai eficiente în agricultura. Bunurile puțeau fi produse cu mai multă ușurință pe scară largă. Utilajele pentru textile și turnătorii produceau mai ieftin cantități mai mari de țesături și articole de metal. Invenții că bateriile, vapoarele cu abur și locomotivele au deschis căi noi. 
Patru factori au favorizat schimbarea: extragerea cărbunelui din mine, un sistem de canale navigabile, capitalul și mână de lucru ieftină. Spre mijlocul secolului XIX, afacerile au explodat, sistemele de canale și căile ferate legau orașele industriale, investitorii depuneau la bănci micile lor economii, iar băncile împrumutau sume mari industriașilor. Dar pentru muncitori: bărbați, femei și chiar copii care munceau multe ore pe zi pe salarii mici, viață în fabrici și în mine era grea și expusă pericolelor. 
Multe zone din orașele abia extinse nu erau dotate cu canalizare și apa potabilă, ducând la apariția firească a unor boli că holeră. S-au impus reforme pentru scurtarea zilei de muncă, angajarea copiilor a fost prohibită, iar sindicatele militau pentru salarii mai mari și condiții de muncă mai bune pentru muncitori. 
Charles Darwin a plecat în expediție în 1831, la bordul navei Beagle, voiaj în decursul căruia avea să înceapă formularea teoriei evoluționiste.Cercetarea științifică amănunțită pe care a efectuat-o asupra speciilor de animale și a fosilelor a constituit punctul de reper în scrierea unor cărți, precum „Originea speciilor” sau „Originea omului”.
În 1850, utilajele erau acționate de motoare cu cărbune și abur, dar la începutul secolului XX au început să fie utilizate electricitatea și petrolul. În 1859, Edwin Drake a descoperit un mare zăcământ de petrol la Oil Creek, care avea să furnizeze combustibil pentru motorul cu ardere internă,fiind inventate primele automobile. Gottlieb Daimler a inventat motorul cu ardere internă , Frank și Charles Duryea au produs primele vehicule în 1892, iar Henry Ford a realizat primul automobil în 1893. 
Standard Oil Company , o companie de prelucrare și distribuție a petrolului, a fost înființată în anul 1870 în Ohio, SUA de John D. Rockefeller și asociații lui. Standard Oil Company a fost cea mai mare firmă de prelucrare din lume , fiind totodată una din primele și cele mai mari companii multinaționale din lume.
Petrolul a dus la crearea unor game lărgi de materiale că măsele plastice, detergenții, îngrășămintele, vopselele, pigmenții, nailonul, cauciucu artificial și explozivii. Inventatorul Alexander Graham Bell a inventat telefonul , iar Thomas Alva Edison a realizat fonograful, becul electric și kinetoscopul, fiind finalizată ulterior prima centrală electrică de mare capacitate. Alfred Nobel a inventat dinamita în 1867.Samuel Morse a inventat telegraful în 1844, cu sprijinul lui inginerului Alfred Vail , cu care realizează prima legătură telegrafică între Washington și Baltimore.Sistemul a fost rapid adoptat de serviciile poștale și de căi ferate din S.U.A. 
Frații Wright au testat primele planoare , realizând primul zbor cu motor al omenirii în 1903.

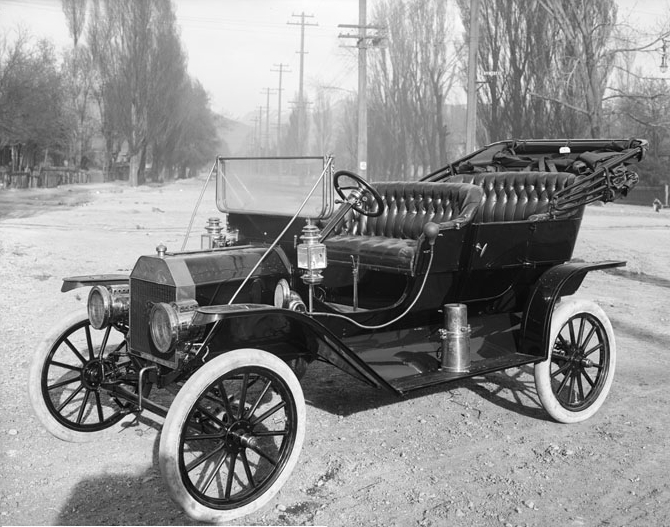
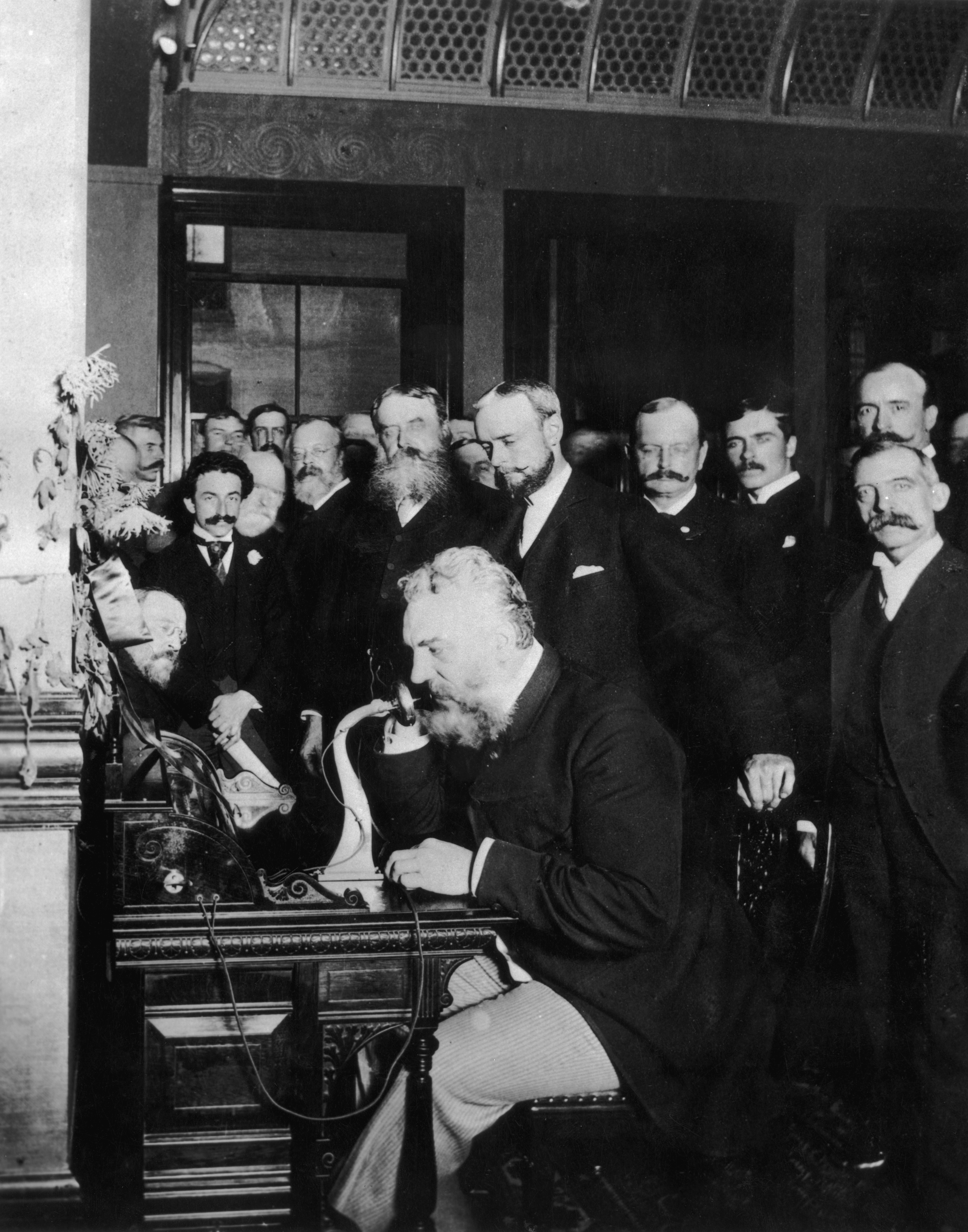
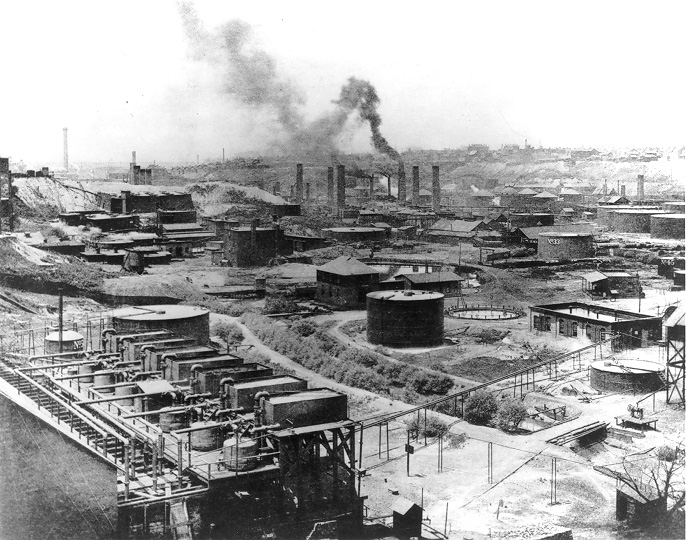
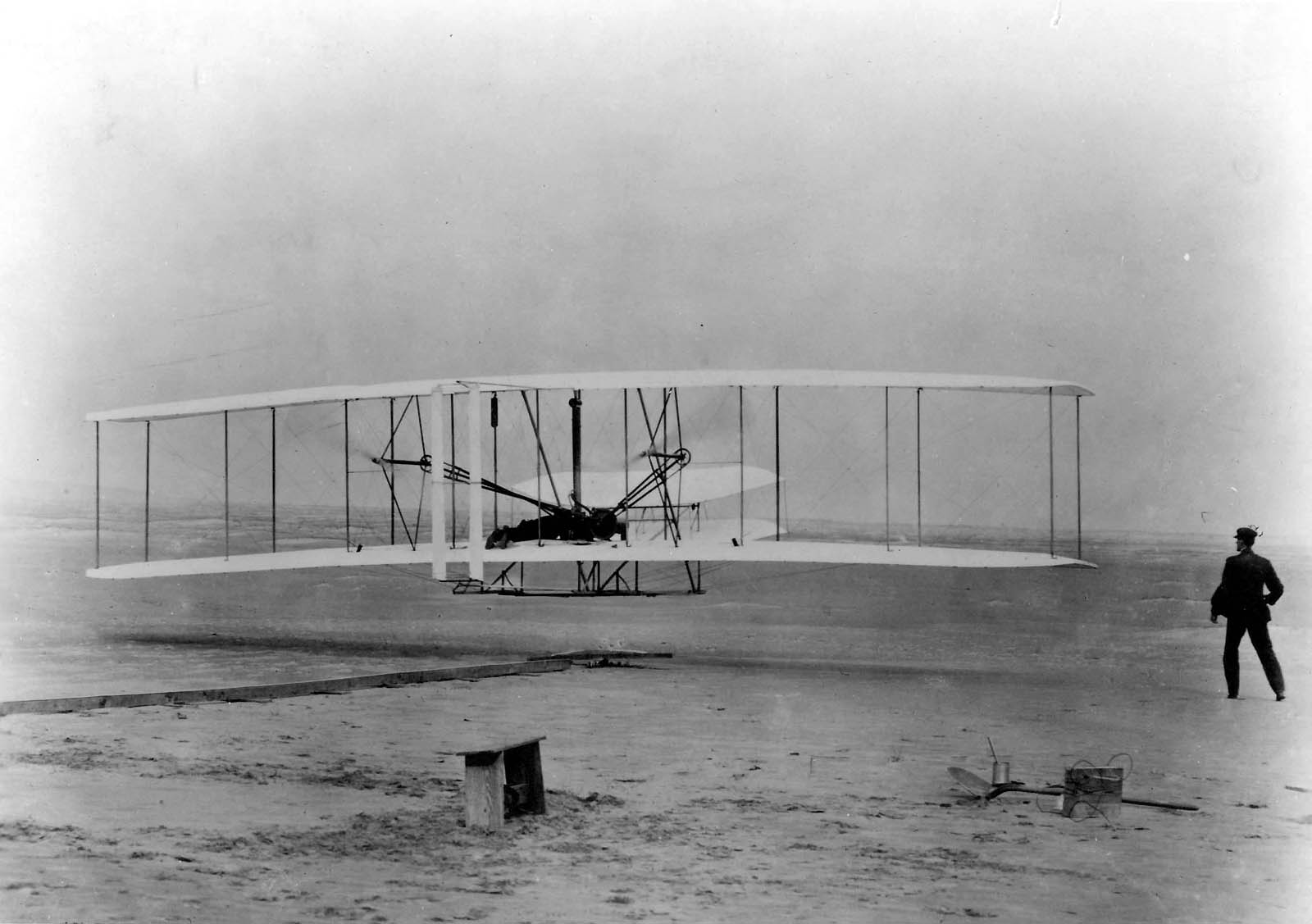
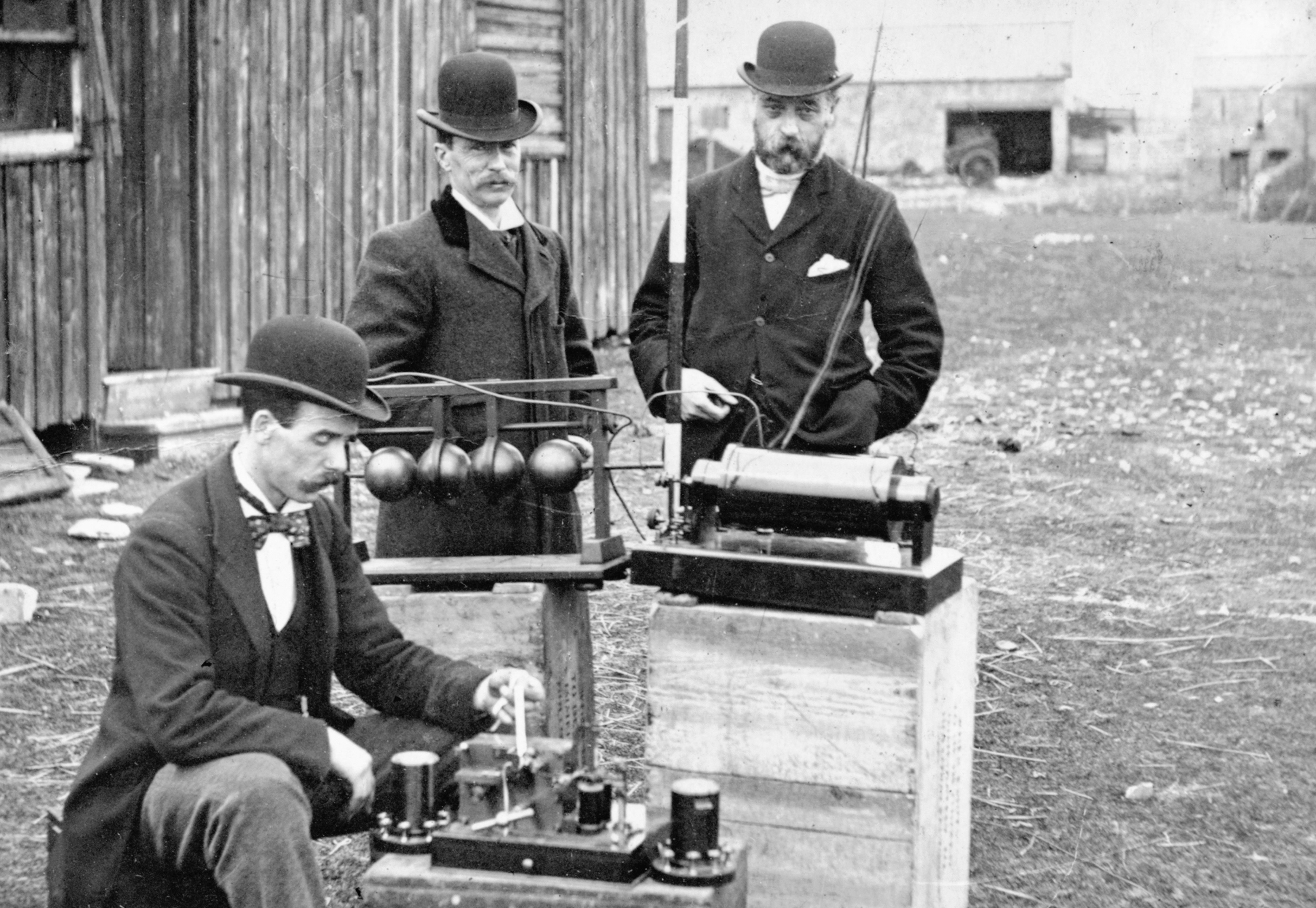
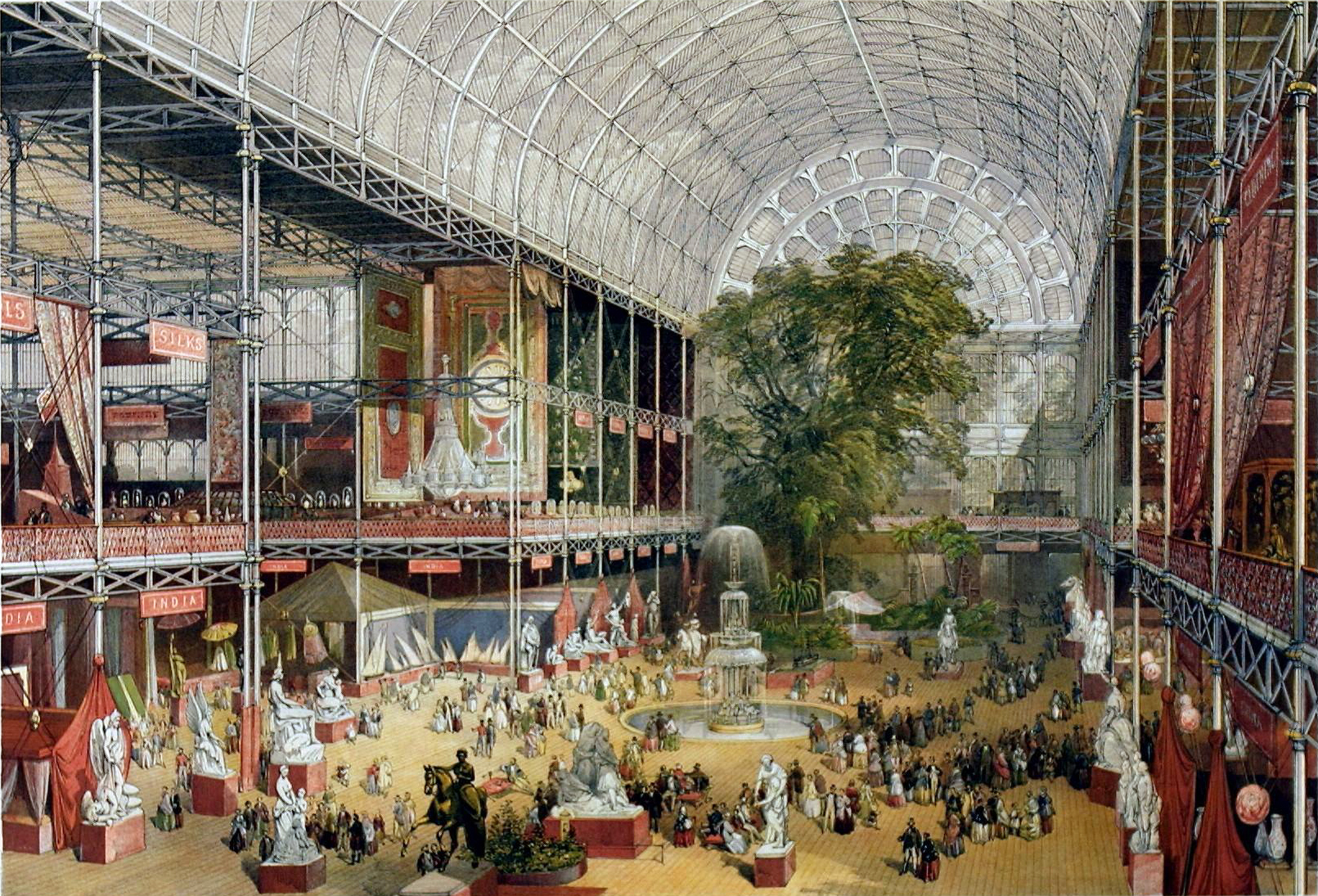
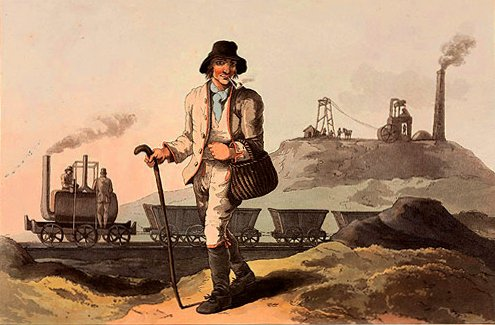

## Epoca modernǎ

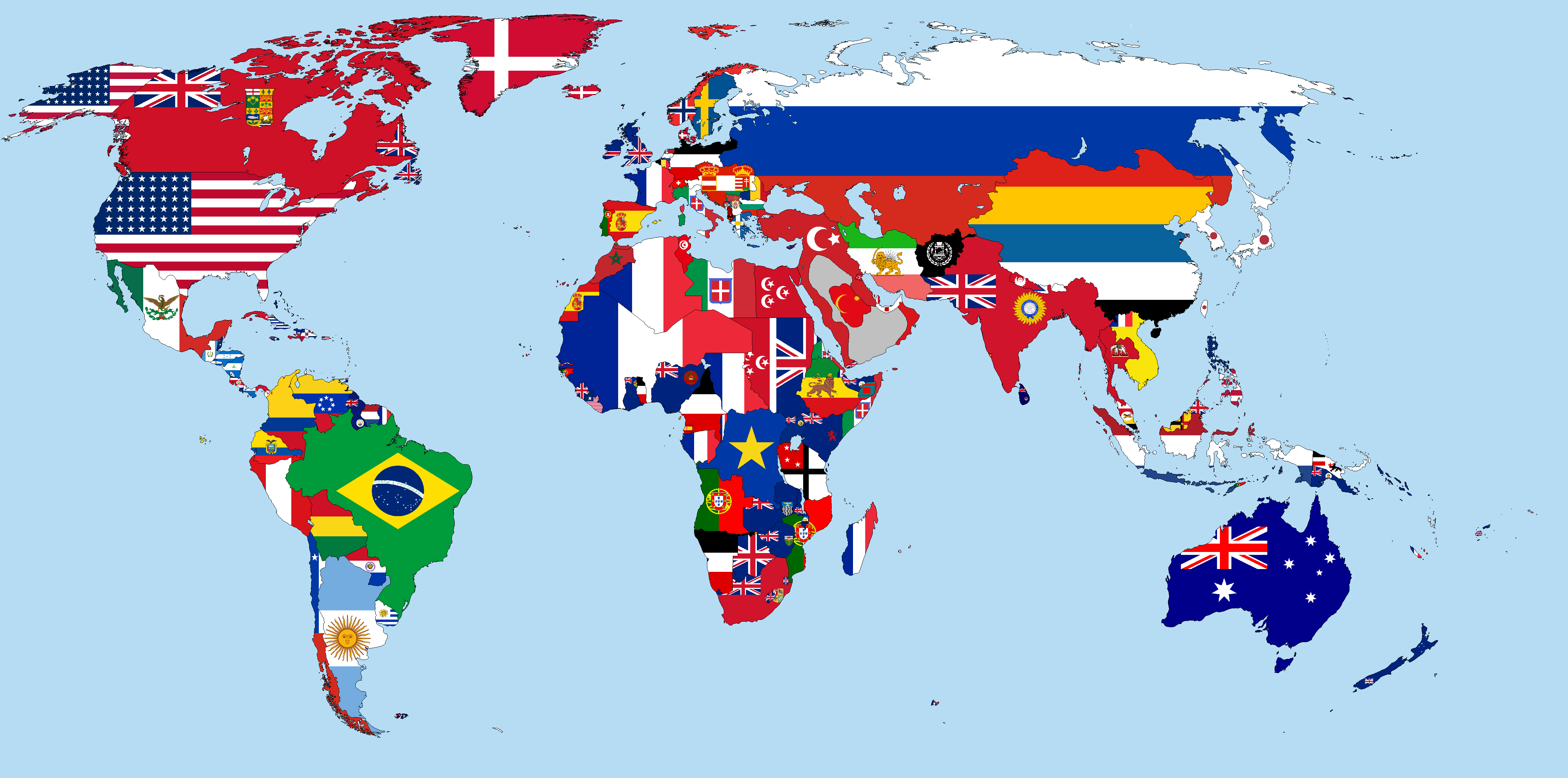
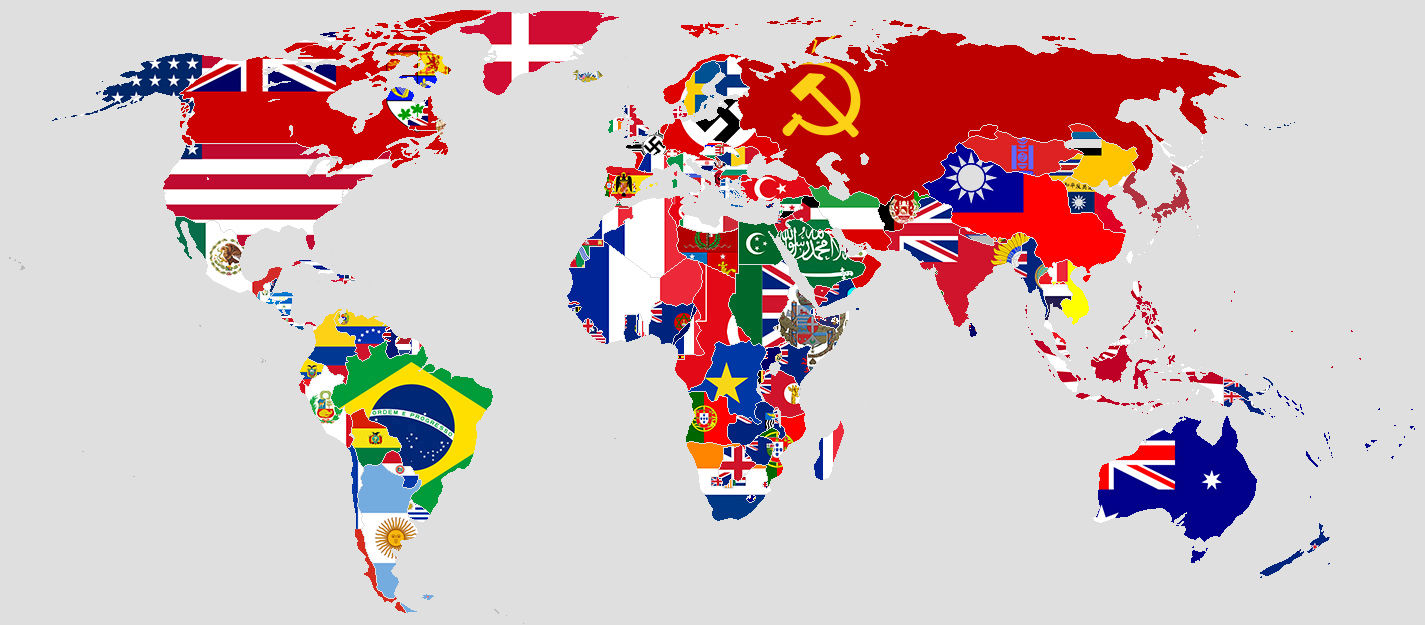
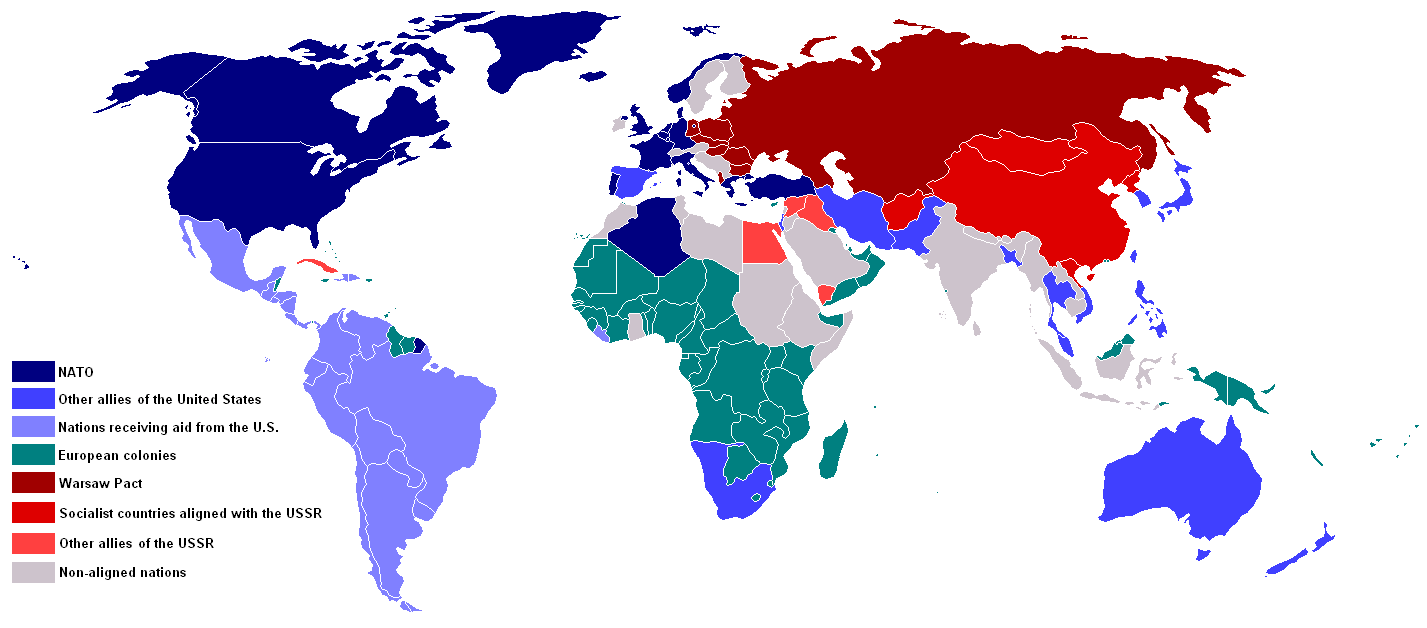
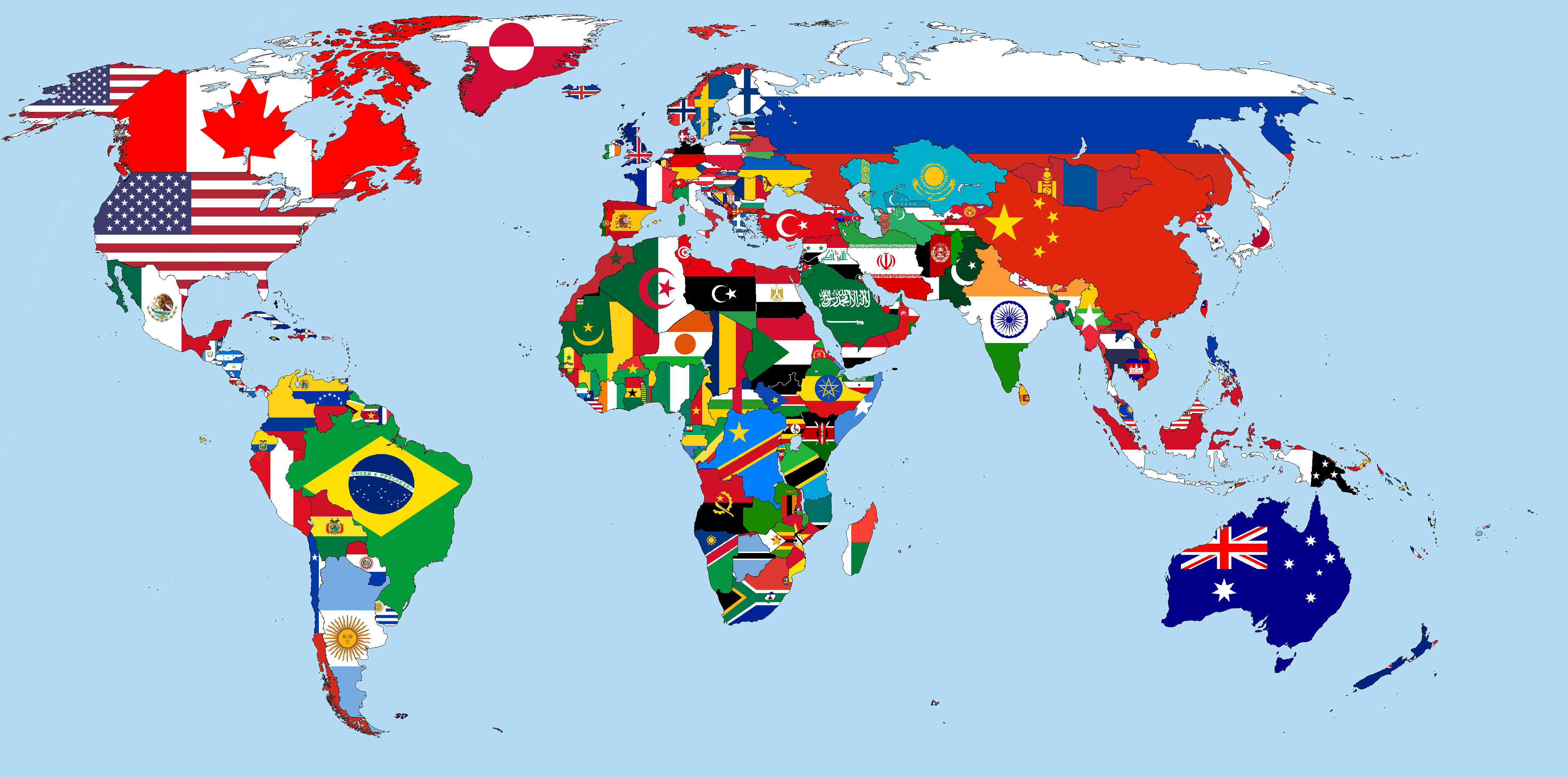

Anul 1905(Annus mirabilis) - anul miraculos al lui Albert Einstein, când se dezvoltă teoria relativității, bazată pe principiul relativității și principiul invariabilității vitezei luminii. Numai viteza luminii este constantă în orice sistem de referință. Apare pentru prima data celebra sa formulă:
{\displaystyle E=mc^{2}\,}. ("Echivalența masă-energie")
Astfel, începe „secolul vitezei”, dar și un secol al Apocalipsei în care rǎzboiul, foametea, bolile și moartea au devastat omenirea în primele cinci decenii, caracterizate însǎ și printr-un salt tehnologic enorm.

### Primul Rǎzboi Mondial: Marele Rǎzboi

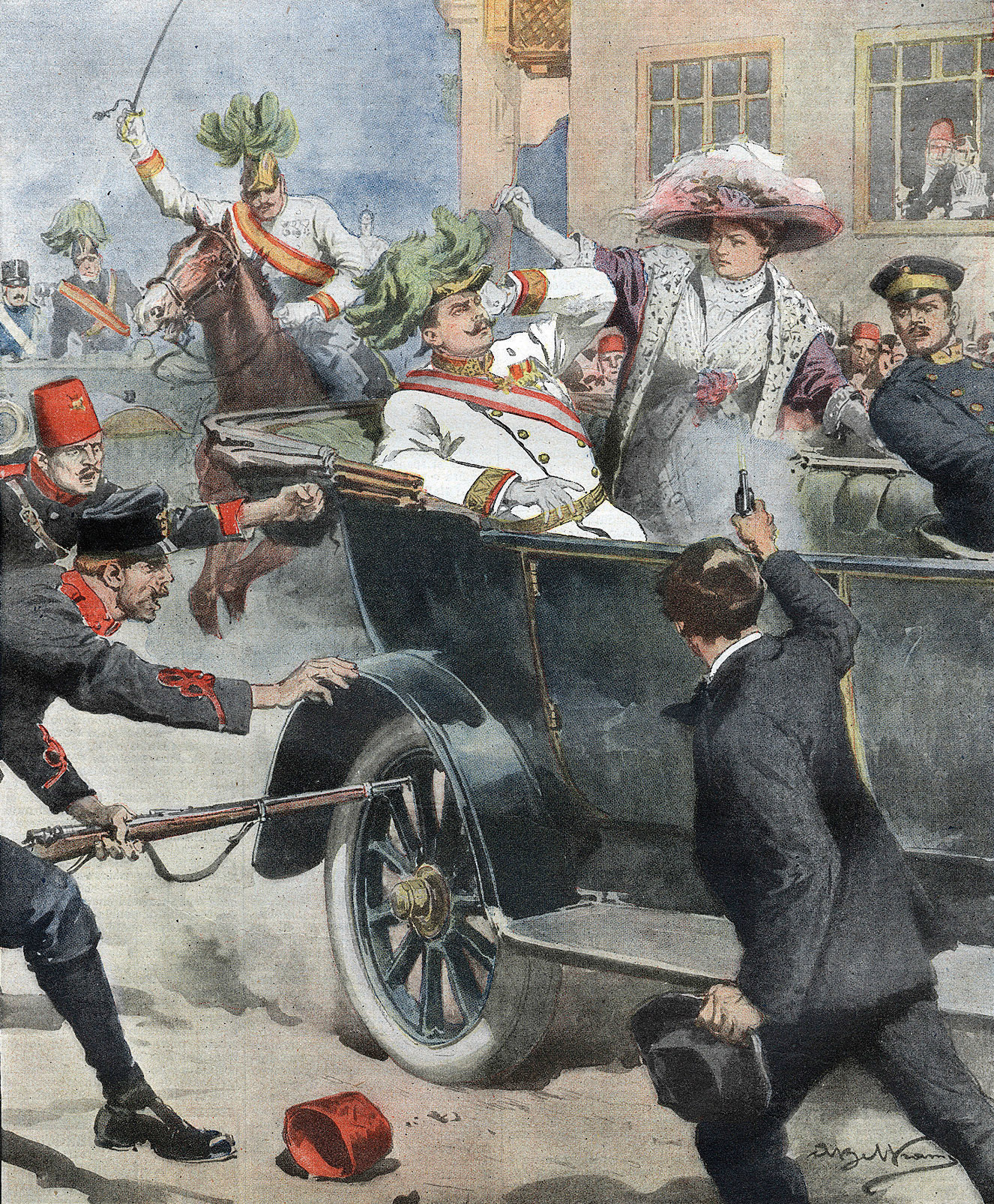
Asasinarea de la Sarajevo

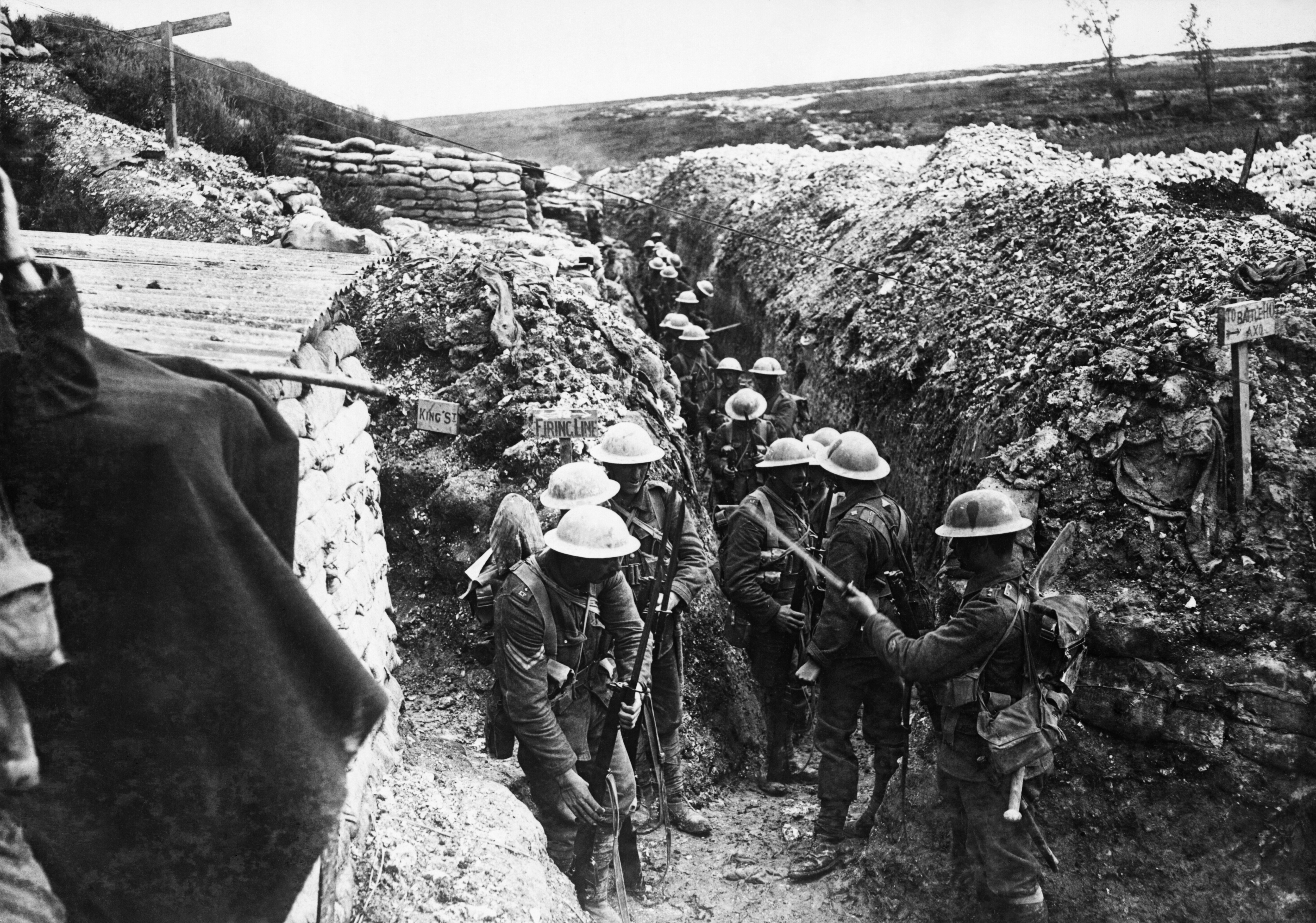
Tranșee

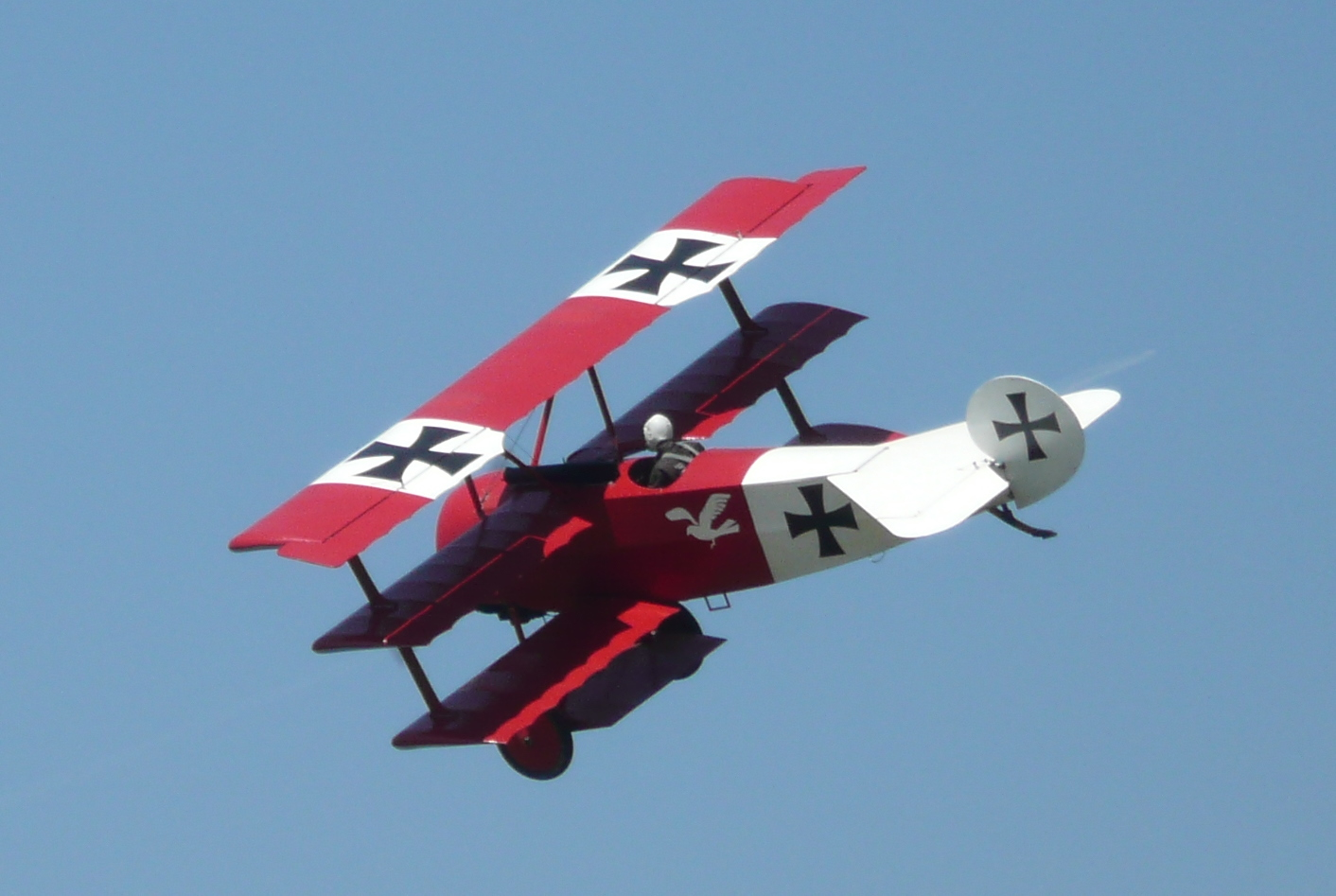
Fokker Dr1

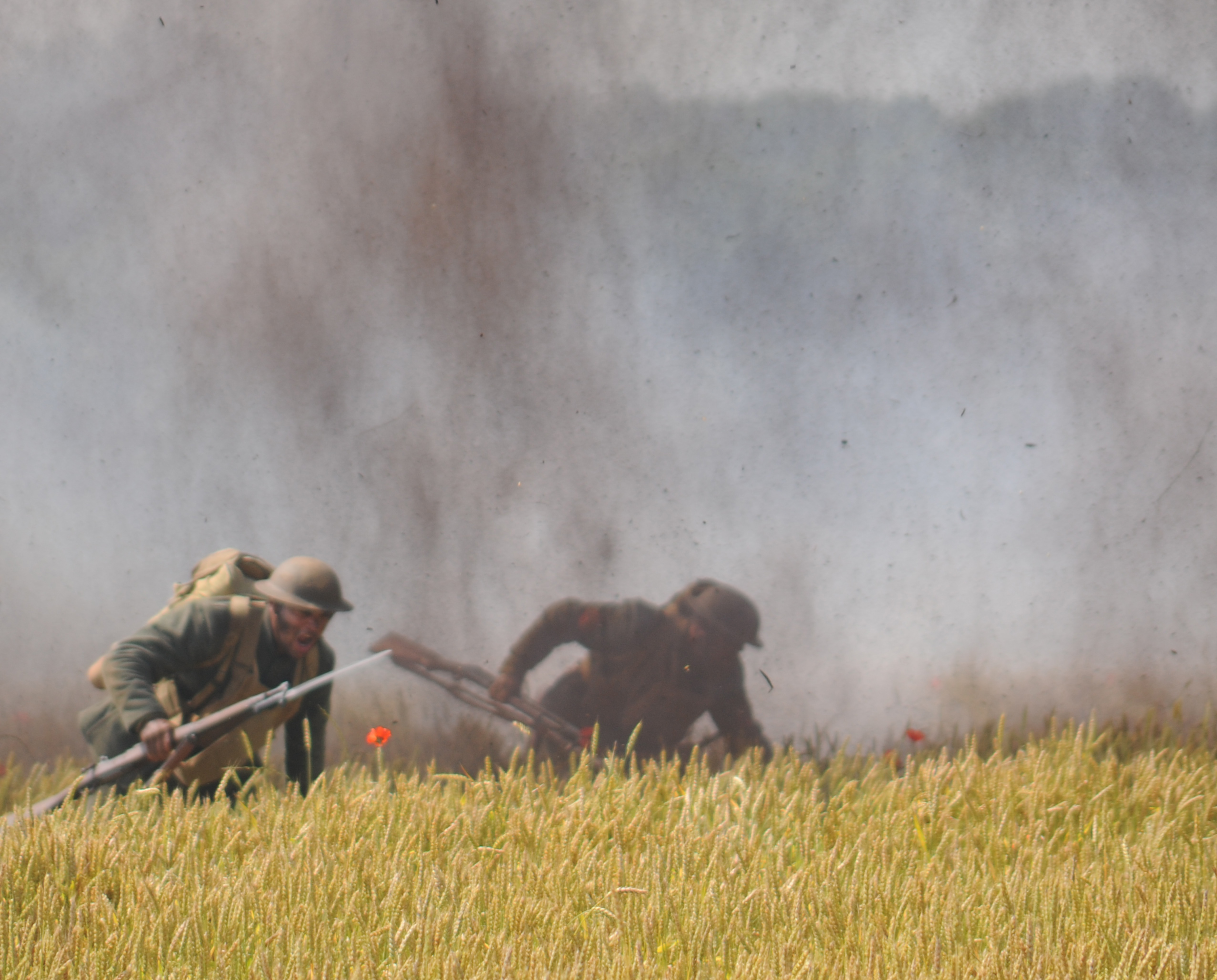
Replică a unor soldați înaintând prin mine de teren

Asasinarea arhiducelui austriac Franz Ferdinand, moștenitorul Imperiului Austro-Ungar, la Sarajevo pe 28 iunie 1914, a aprins scânteia "marelui război". Dar nu această a fost cauza. Încă cu mult înainte de secolul XX, există o concurență acerbă între marile imperii coloniale care doreau supremația. Germania, care avea armată cea mai numeroasă, invidia comerțul și coloniile Imperiului Britanic. Ambiția Kaiserului Wilhelm al II-lea al Germaniei era acapararea unui număr cât mai mare de colonii pe alte continente, iar politică să agresica îngrijora alte state europene. Și-a construit o flotă militară care rivaliza cu cea a Mării Britanii. Puterile europene s-au grupat în alianțe defensive: Puterile Centrale -Germania, Italia(care ulterior a părăsit alianță) și Austro-Ungaria, iar țelul alianței era blocarea expansiunii agresive a Rusiei în Balcani și apărare reciprocă. O altă alianță, Antanta, a fost încheiată între Marea Britanie, Franța și Rusia. Trebuiau să coopereze pentru a se apăra în față oricărei agresiuni din partea Germaniei.
Războiul a izbucnit când un sârb l-a asasinat pe arhiduce. Ca urmare, o luna mai târziu, Austria i-a declarat război Serbiei. Țarul Nicolae al ÎI-la a mobilizat armată pentru a apăra Serbia de Austria. Germania a declarat război Rusiei. Armatele rusești au fost învinse de germani în Bătălia de la Tannenberg (1914) și în Bătălia de la Lacurile Mazuriene. Dar armatele austro-ungare au fost învinse de ruși în sud. Germania s-a pregătit de război pe două fronturi, declarând război Franței. Germanii au pătruns în Belgia neutră, dar fiind încetiniți de o rezistentă puternică, timp în care Franța și-a reorganizat forțele. Britanicii au intervenit, iar în trei luni, între Canalul Mânecii și frontieră elvețiană a fost săpată o linie de tranșee.
Frontul de vest se află între Germania și nordul Franței, iar frontul de est între Germania și Rusia. S-au purtat bătălii navale în Orientul Mijlociu. Forțele Antantei au atacat Imperiul Otoman, iar în Africa, trupele britanice și franceze au atacat coloniile germane. Pe frontul de vest au murit milioane de oameni în bătălii că Ypres, Bătălia de la Verdun și Bătălia de pe Somme (1916). În Bătălia de la Passchendaele din 1917, soldații înotau în noroi până la brâu și se luptau pe o ploaie torențială. Aliații au avansat doar 8 km în 102 zile cu prețul a 400.000 de vieți. Liniile de apărare cu sârmă ghimpată , mitraliere și artilerie făceau inutil orice atac. Tancurile, echipate cu mitraliere, utilizate pentru prima data în 1916, striveau sârma ghimpată de mitraliere. La 12 ani de la zborul frațiilor Wright, aviația a avut succes și a fost utilizată pentru spionaj, dirijarea focului de artilerie și lansarea bombelor. Ambele tabere au intrat într-o cursă de producere de cât mai multe arme noi, ca gazele toxice. 
În 1915 au avut loc dezastre ca cel de la Gallipoli, unde forțele Aliaților au bombardat forturile turcești, dar au subestimat forța turcilor, pierderile în rândul australienilor britanici fiind de aproape 9000 de morți și 20 000 de răniți. 
În 1916 a avut loc bătălia năvală de la Iutlanda, unde și Marea Britanie și Germania s-au declarat învingătoare. Submarinele germane U-boot, atacau vasele Antantei, până când în 1917, au scufundat USS Housatonic, iar SUA, aflată în izolaționism și neutralitate, a declarat război Germaniei. 

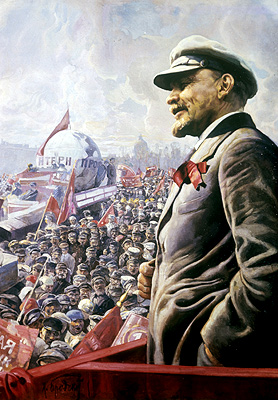
Revoluția Bolșevică

În 1917, în Rusia, economia se îndreptă spre colaps, iar orășenii sufereau de foame. Au izbucnit răscoale, iar armata a trecut de partea răsculaților. Țarul Nicolae al II-lea al Rusiei a abdicat, iar bolșevicii conduși de Vladimir Ilici Lenin, au preluat puterea. După războiul civil dintre bolșevici și menșevici și după execuția familiei țariste, Rusia și-a schimbat numele în Uniunea Republicilor Sovietice Socialiste - URSS. Totodată, sosirea trupelor americane în Europa de partea Antantei a înclinat balanța în favoarea acestora. După lupte crâncene la frontiera germană, pe 11 noiembrie 1918, Germania a semnat armistițiul, iar Kaiserul a abdicat. Dispariția a multor bărbați tineri în război a dus la câștigarea cât mai multor drepturi și libertăți pentru femei, în unele țări, acestea obținând drept de vot.
Prin Tratatul de la Versailles, Germania a fost aspru sancționată prin reducerea armatei, renunțarea la colonii, ducând la prăbușirea economiei germane. Harta Europei a fost redesenată, imperiul German, cel Austro-Ungar, cel Rus și otoman fiind desființate. A fost înființată Ligă Națiunilor pentru menținerea păcii în conformitate cu Cele 14 puncte ale președintelui Wilson, dar SUA a refuzat să adere.
Războiul a durat patru ani. Consecințele au fost niște mari cheltuieli și 30 de milioane de victime. Dupǎ Marele Rǎzboi a urmat Gripa spaniolă, care a ucis între 50 și 100 milioane de persoane în toată lumea, între 1918 și 1919, mai mulți oameni uciși de un inamic nevǎzut decât în rǎzboi. 10 ani mai târziu, lumea avea sǎ fie devastatǎ de Marea Criză Economică. 

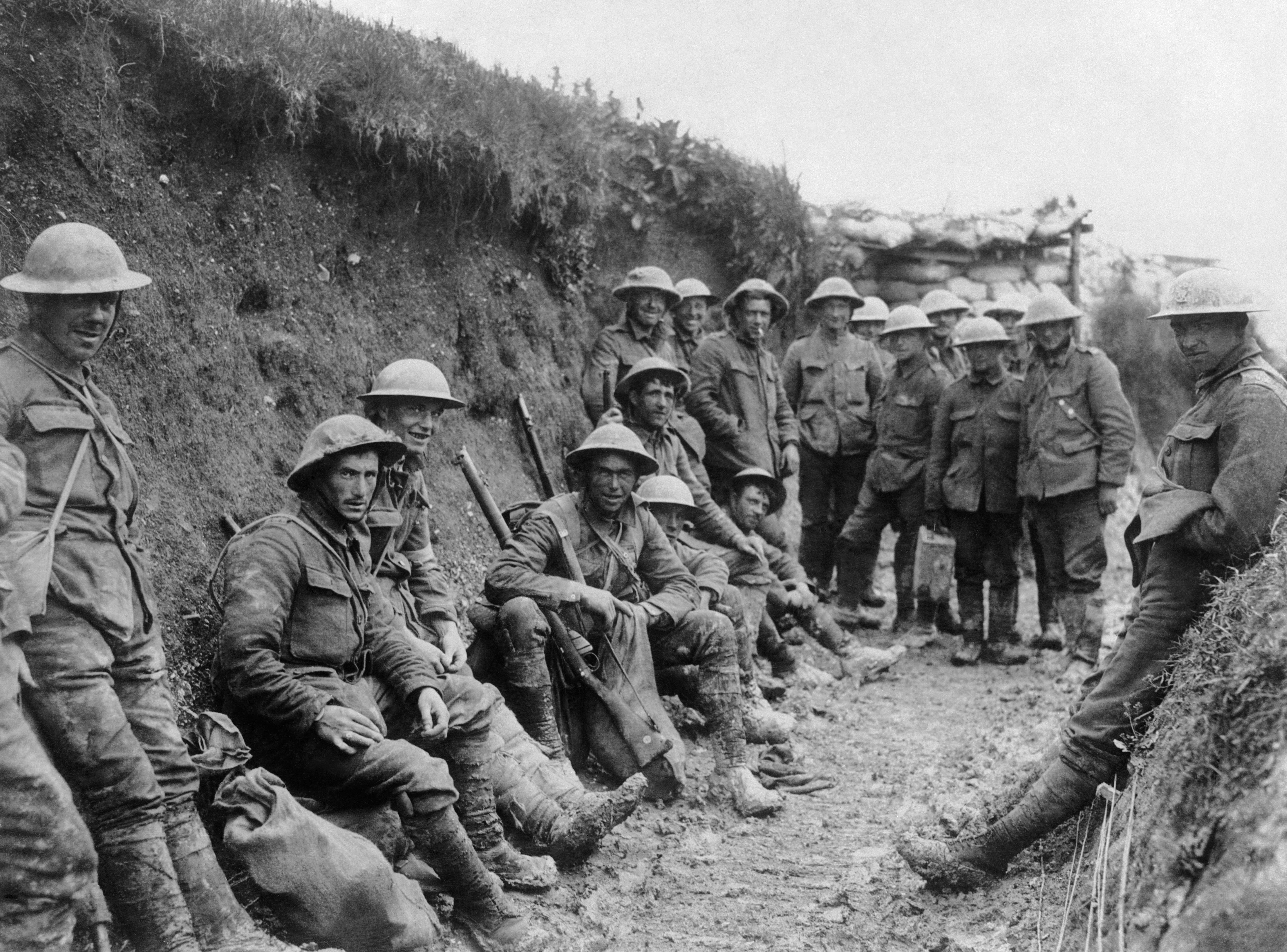
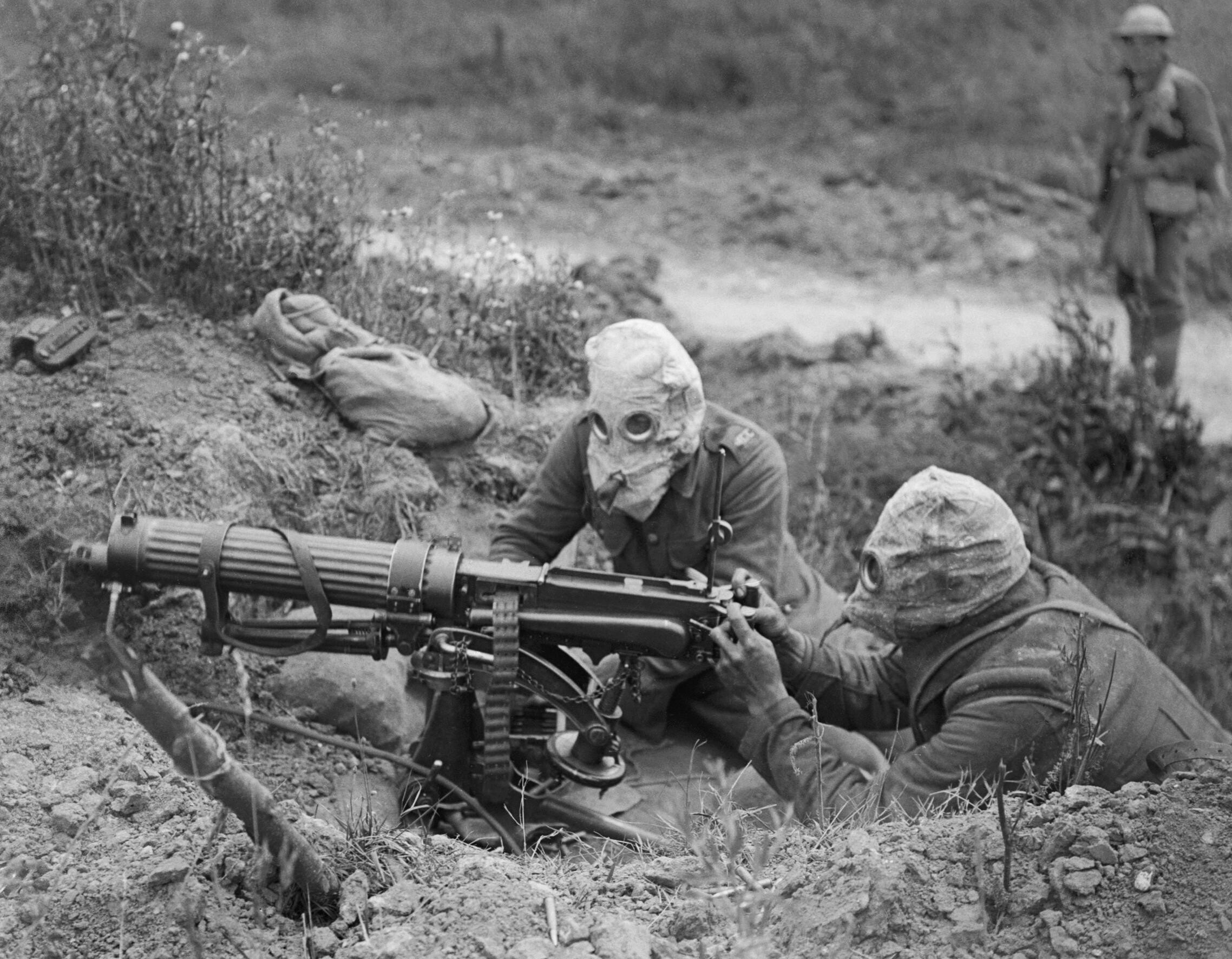
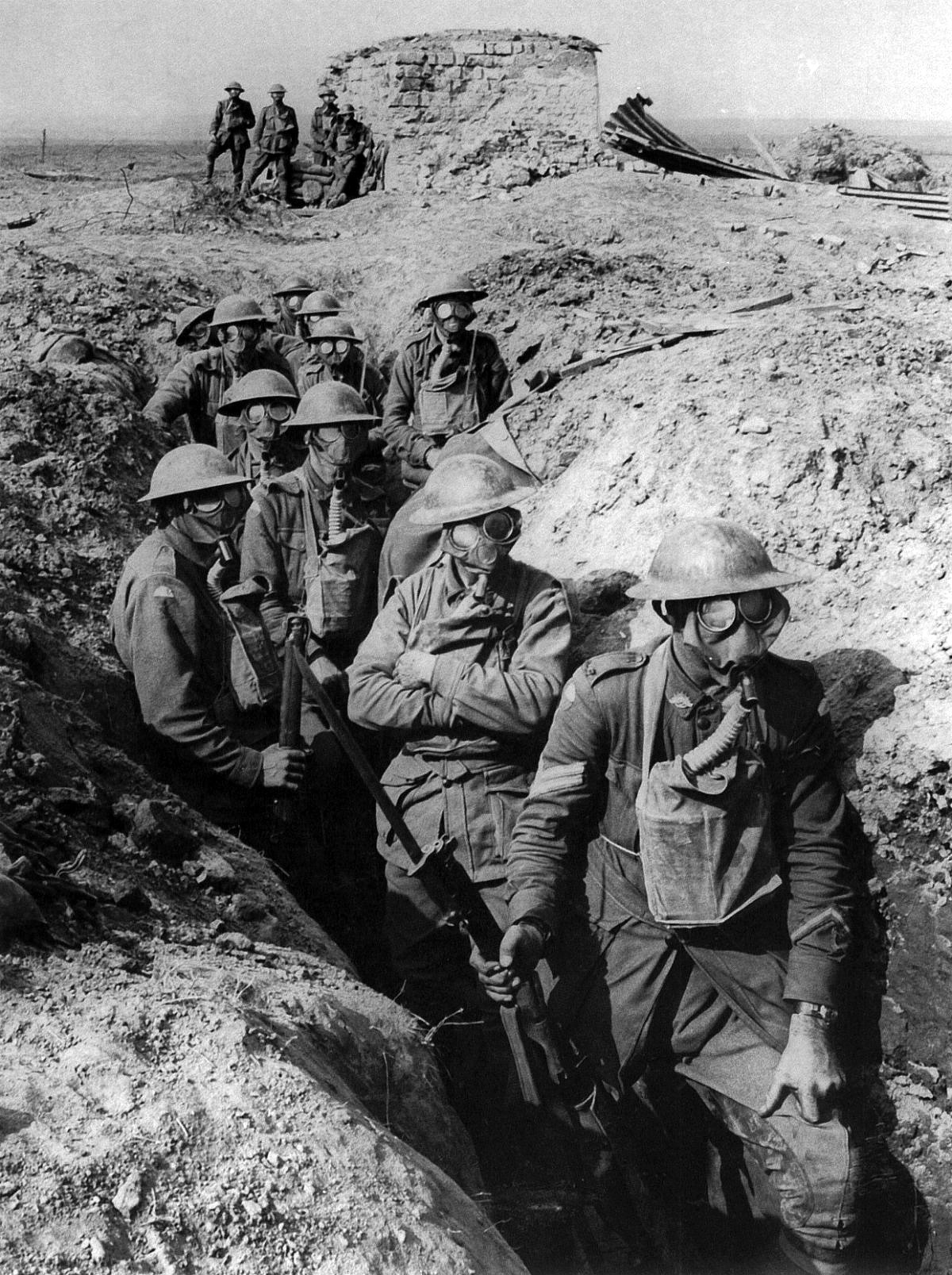
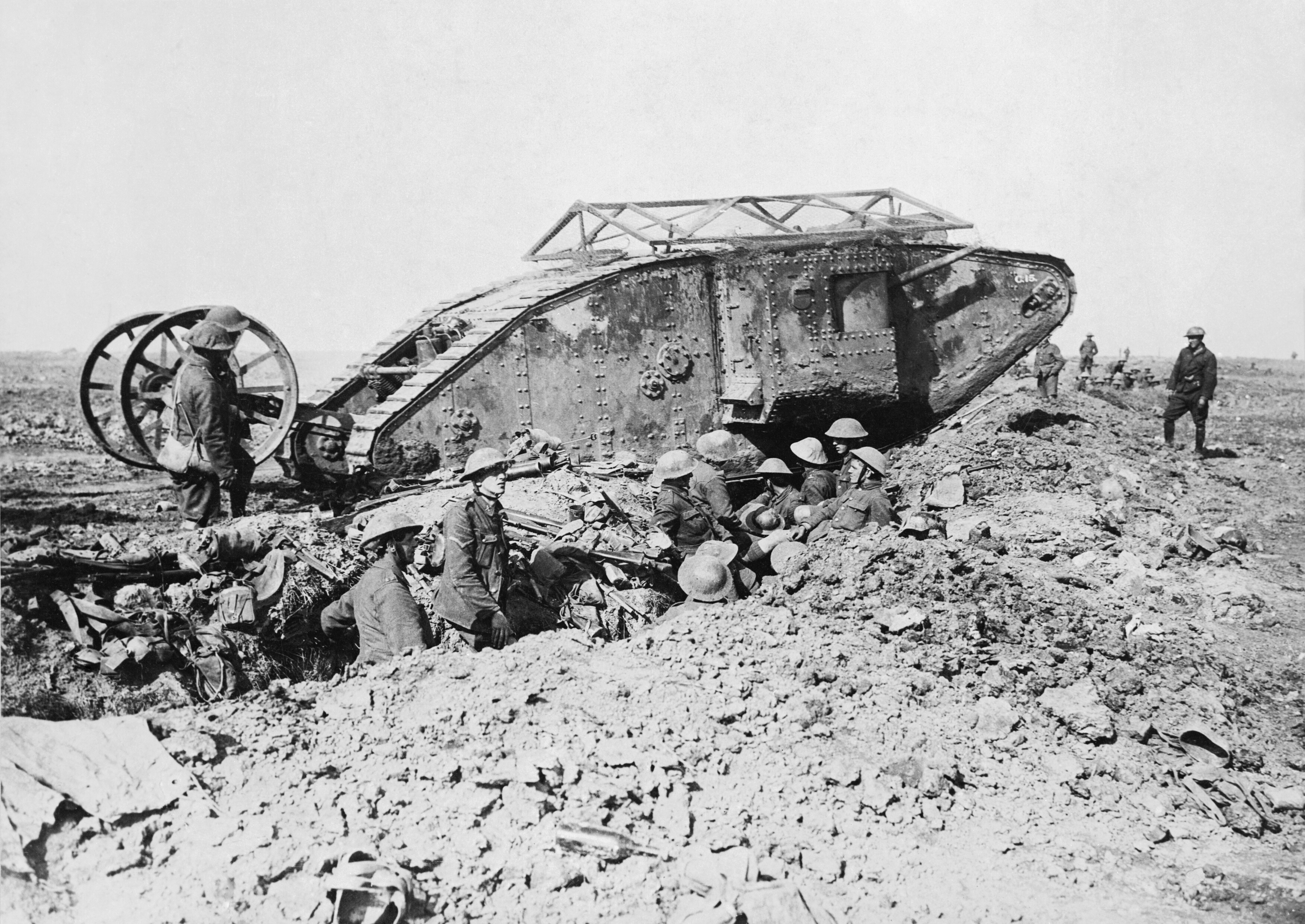

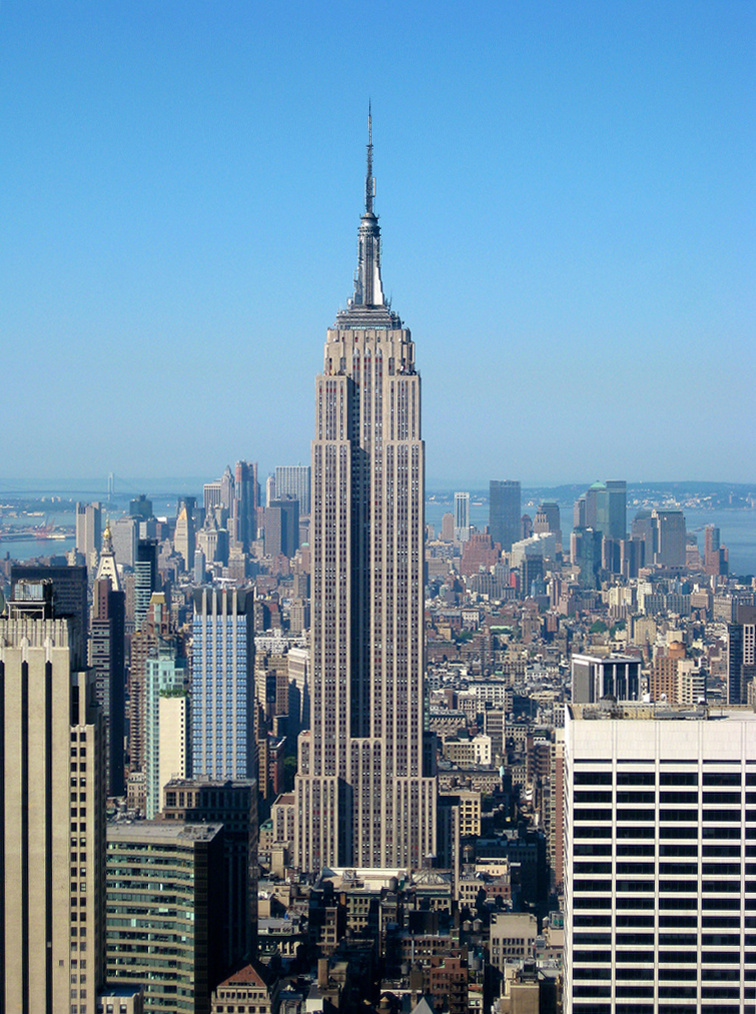
Empire State Building

După încheierea Primului Război Mondial au apărut stiluri artistice noi. S-a născut arta suprarealistă din mișcarea dadaistă, arta abstractă și Cubismul. Muzică occidentală clasică a parcurs o perioadă de prefaceri și experimente. Muzică ușoară occidentală a fost dominată de SUA, unde artiștii de culoare au jucat un rol important datorită folclorului din care s-a desprins jazz-ul. Filmele au evoluat rapid după război, iar Hollywood devenise capitală cinematografică a lumii. Treptat, au apărut primele filme cu sunet și color. Divertismentul în marile orașe luase amploare.
Utilizarea betonului armat a adus o schimbare esențială în arhitectură, aspectul clădirilor devenind mai simplu și mai puțin decorativ. S-au dezvoltat stiluri de arhitectură modernă, ca Art Nouveau. Folosind oțel, sticlă și beton armat, au fost proiectate clădiri ce aparțin stilului internațional. Lipsă de spațiu în orașele mari americane a determinat construirea unor zgârie-nori, în 1931, Empire State Building devenind cea mai înaltă clădire. Au fost dezvoltate proiecte grandioase ca Podul suspendat Golden Gate sau Barajul Hoover.
Nivelul de trai a crescut calitativ în mod considerabil. În 1922 este dezvoltat vaccinul împotriva turbeculozei. În 1928, Alexander Fleming descoperă penicilina. Prin anii '20 piloții au zburat în mod regulat de-a lungul continentelor, și în 1927, Charles Lindberg a finalizat primul zbor peste Oceanul Atlantic. Au fost dezvoltate electrocasnice: frigidere, mașini de spălat, aspiratoare, fier electric termostatat, ce au ușurat viețile oamenilor, fiind utilizate la scară largă.
Dupǎ inventarea radioului de cǎtre Marconi, prin anii '20 a început dezvoltarea radioului cu unde scurte, care devenise bază pentru căile moderne de comunicație radio pe distante lungi. Primul program de radio a fost difuzat în ajunul Crăciunului, 1906. Primul buletin de știri a fost făcut in 1920, în Detroit, Michigan. Până la sfârșitul anilor '20 , radiourile au devenit omniprezente.Aparate de radio a jucat un rol important în al doilea război mondial. În plus, comunicarea între avioane și nave au permis, guvernelor combatante de a difuza știri și propagandă propriilor cetățeni și dușmanilor deopotrivă. 
După ce în 1859 au apărut fibrele vulcanizate, în 1909, belgianul Leo Baekeland brevetează prima materie plastică sintetică, care avea să îi poarte numele: bachelita ce va pune bazele masei plastice. Bachelita este mai ieftinǎ, flexibilǎ și durabilǍ. A fost utilizatǎ pentru a construi aparate de radio, telefoane, mânere, ustensile, clape de pian, și bile de biliard. Deși destul de grea, bachelită este, de asemenea, destul de fragilǎ. Aceasta a fost înlocuitǎ în mare măsură cu plastic mai ieftin și mai flexibil , cum ar fi polistiren, PVC, nailon.
În luna august al anului 1917 , inventatorul Nikola Tesla a proiectat primele unități radar primitive, permițând utilizatorului să "determine poziția relativă sau cursul unui obiect în mișcare, cum ar fi un vas pe mare, distanța parcursă sau viteza sa." Tehnologia Radarului va fi un sistem capabil de detectare a avioanelor naziste aflate la distanță mare de orașele britanice în timpul celui de-al doilea rǎzboi mondial.
În domeniul militar, în 1915 este proiectat sistemul sonar pentru detectarea submarinelor, în 1919, Ernest Rutherford realizează fisiunea atomică, în 1926 este lansată prima rachetă cu combustibil lichid, iar în 1937, Frank Whittle proiectează primul motor cu reacție, iar în 1940, este realizat sistemul radar. 

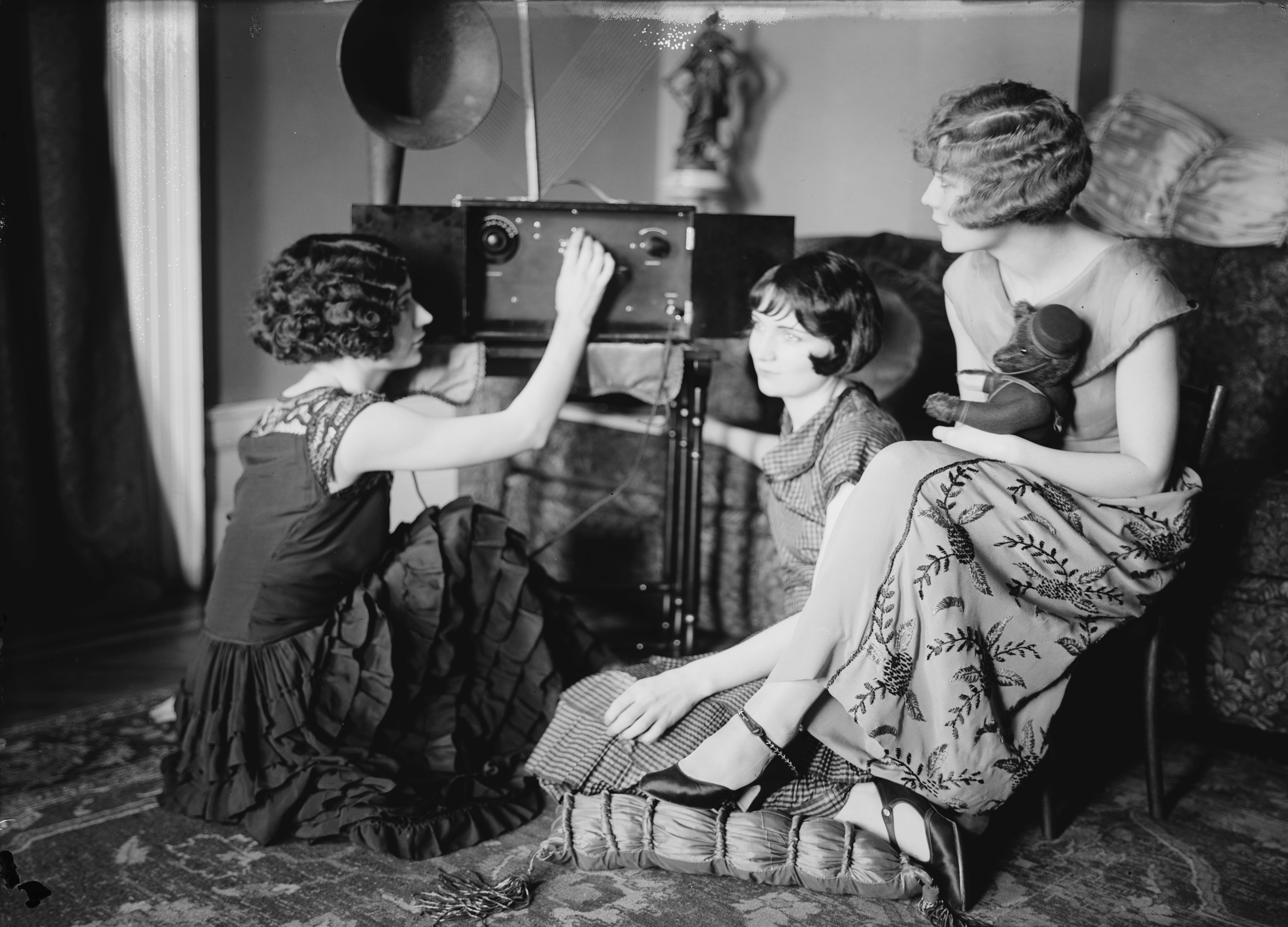
O familie ascultând o emisiune radiofonică
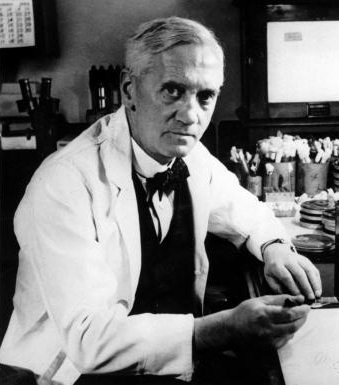
Dr. Alexander Fleming, descoperitorul penicilinei
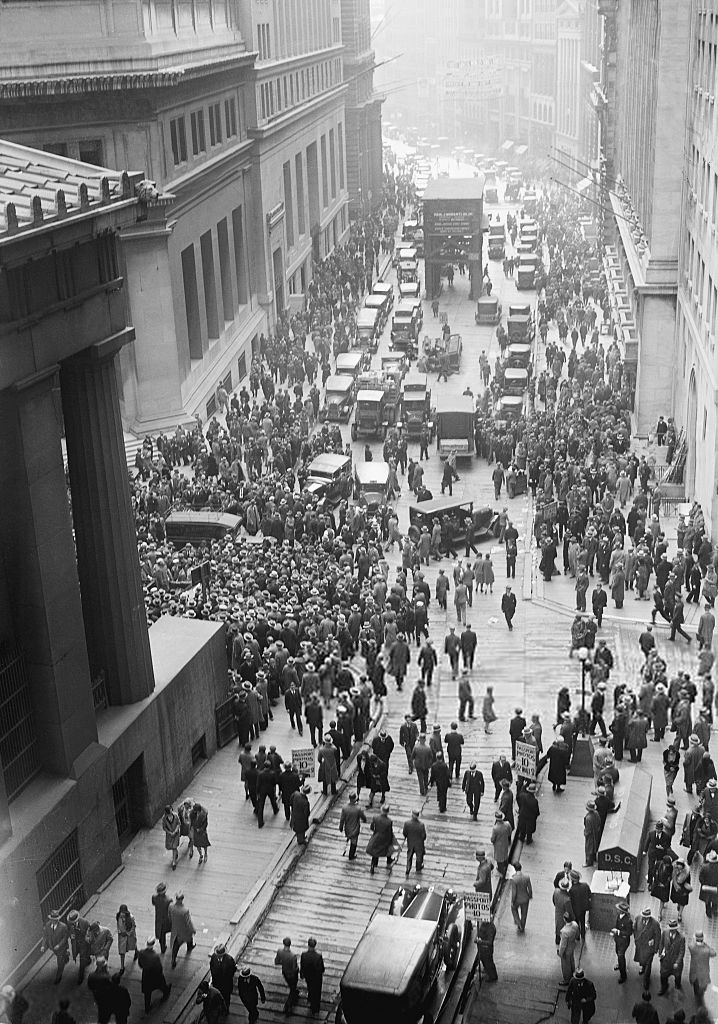
Vedere din New-York
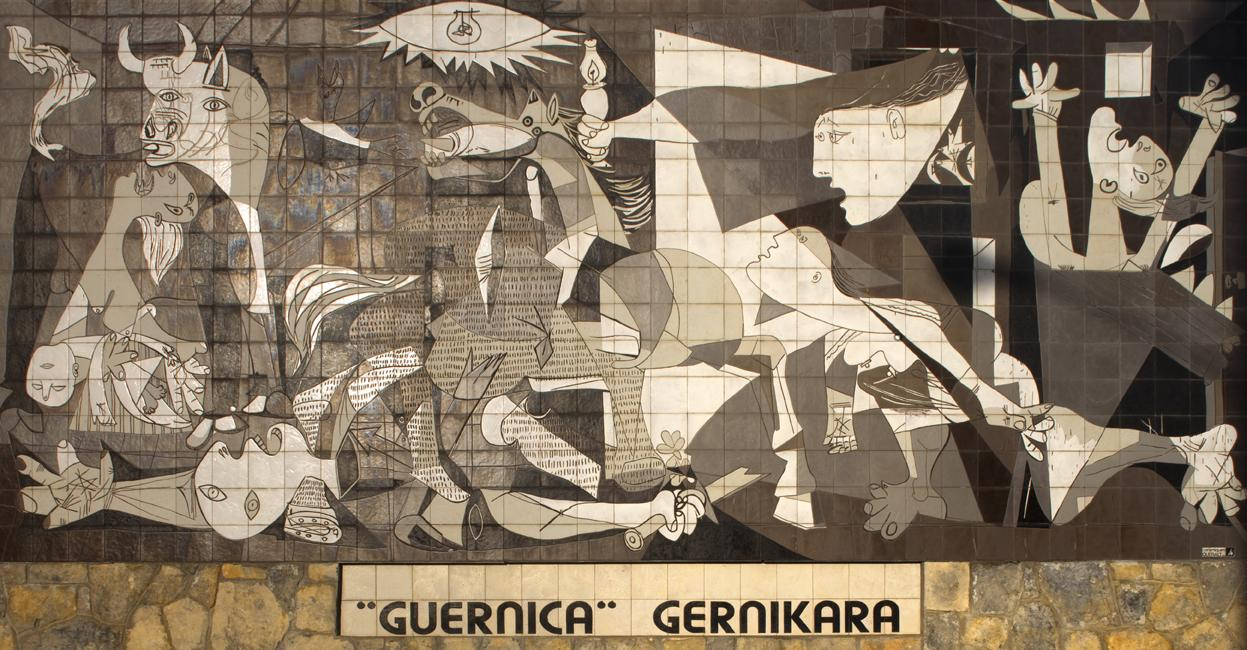
Tabloul lui Pablo Picasso „Guernica”
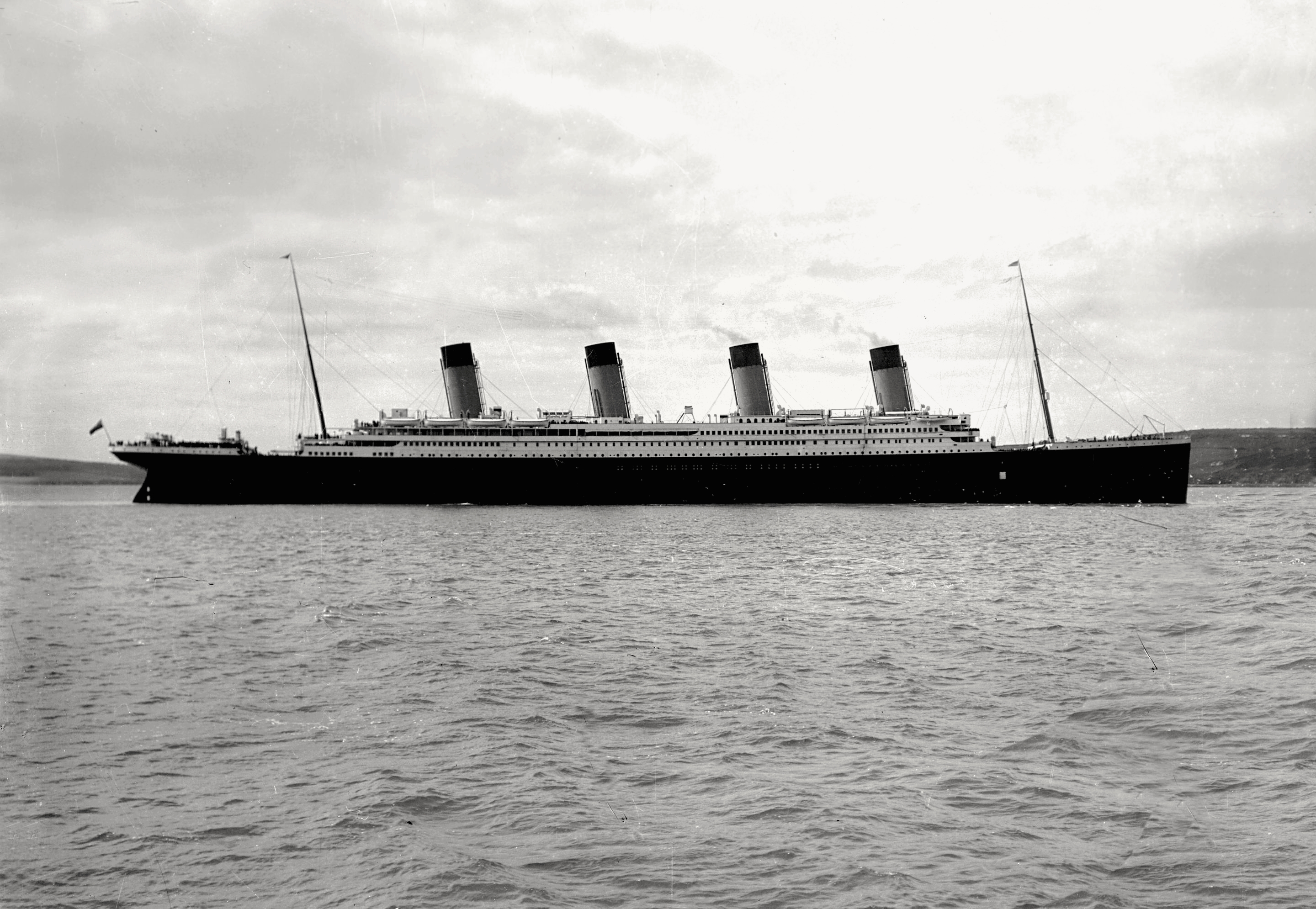
Vaporul „Titanic” la Cobh în Irlanda
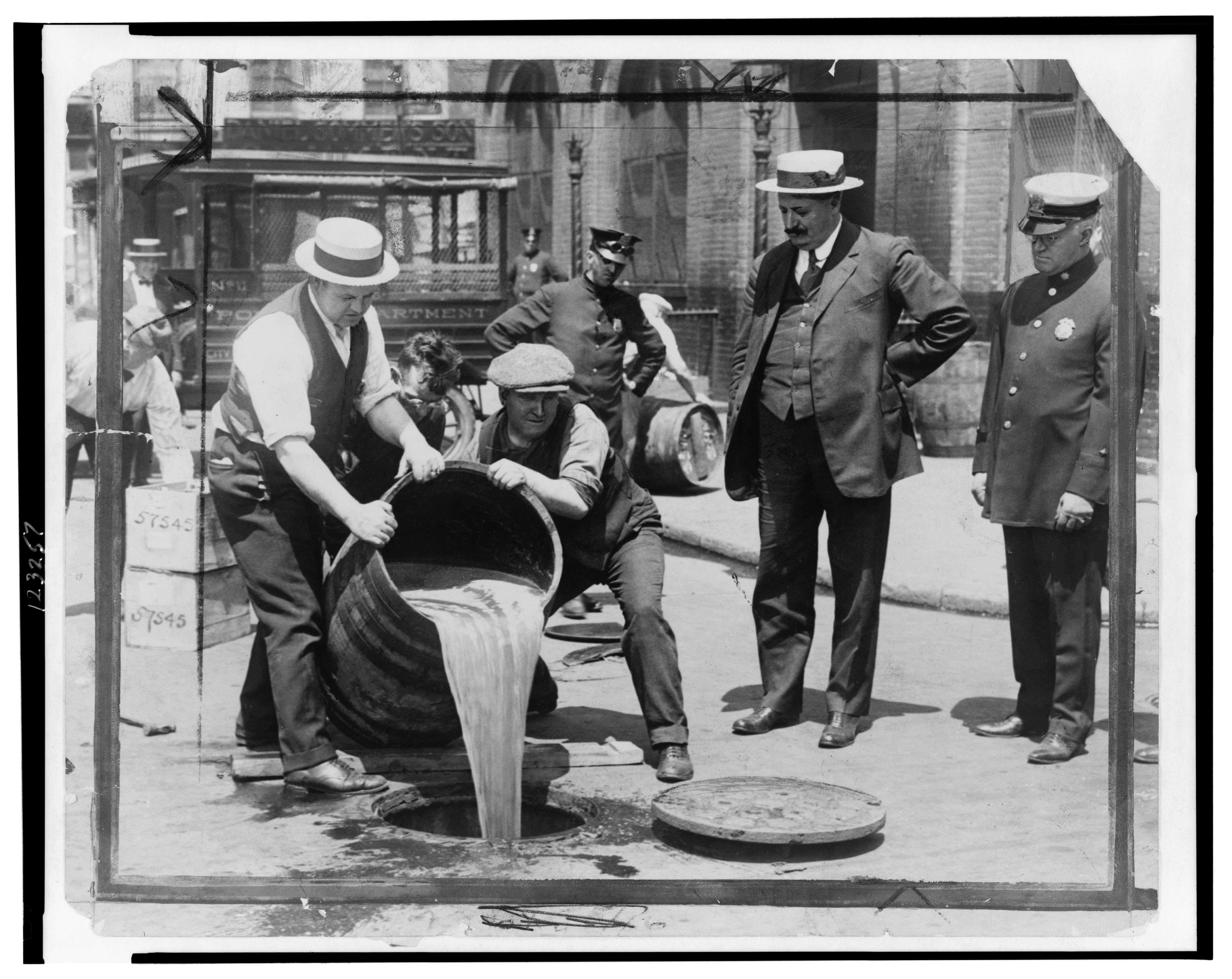
Alcool aruncat la canal în timpul Prohibiției
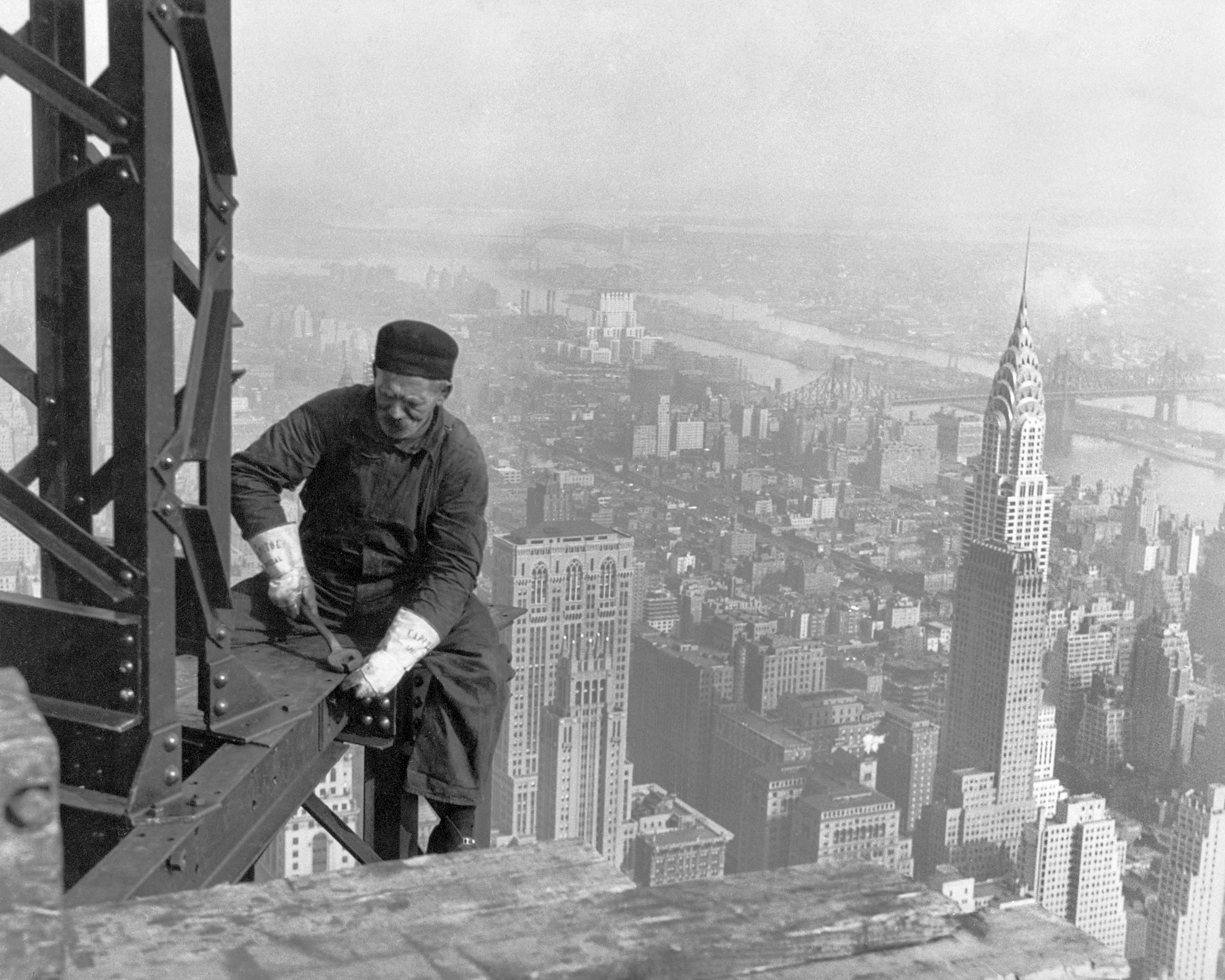
Constructor al unui „zgârie-nori”

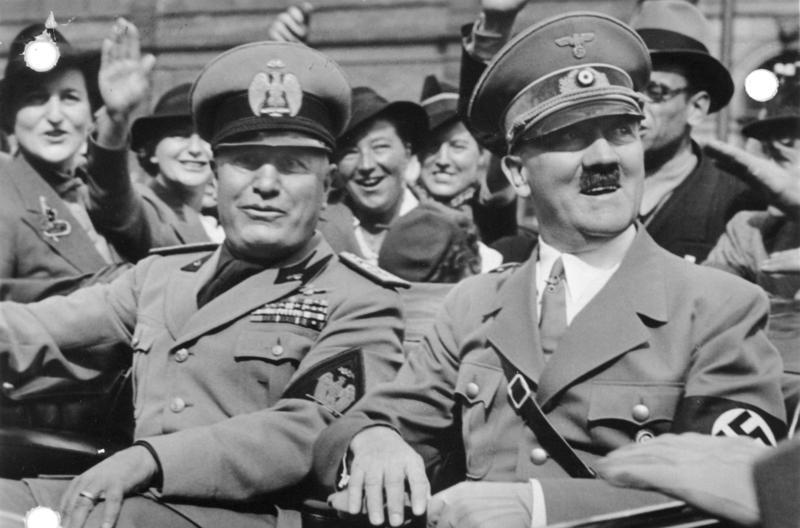
Adolf Hitler și Benito Mussolini

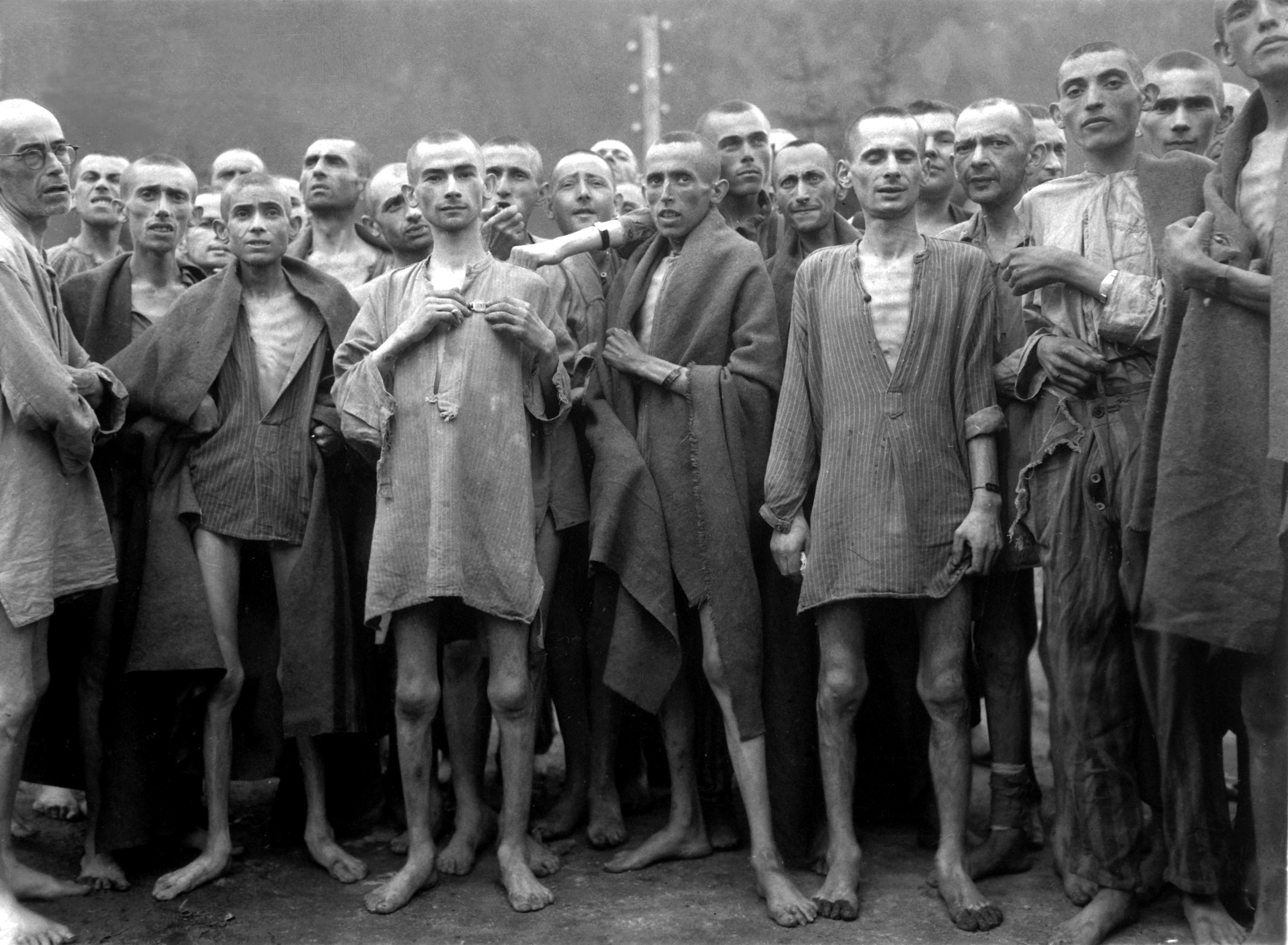
Lagărul nazist de muncă silnică Ebensee

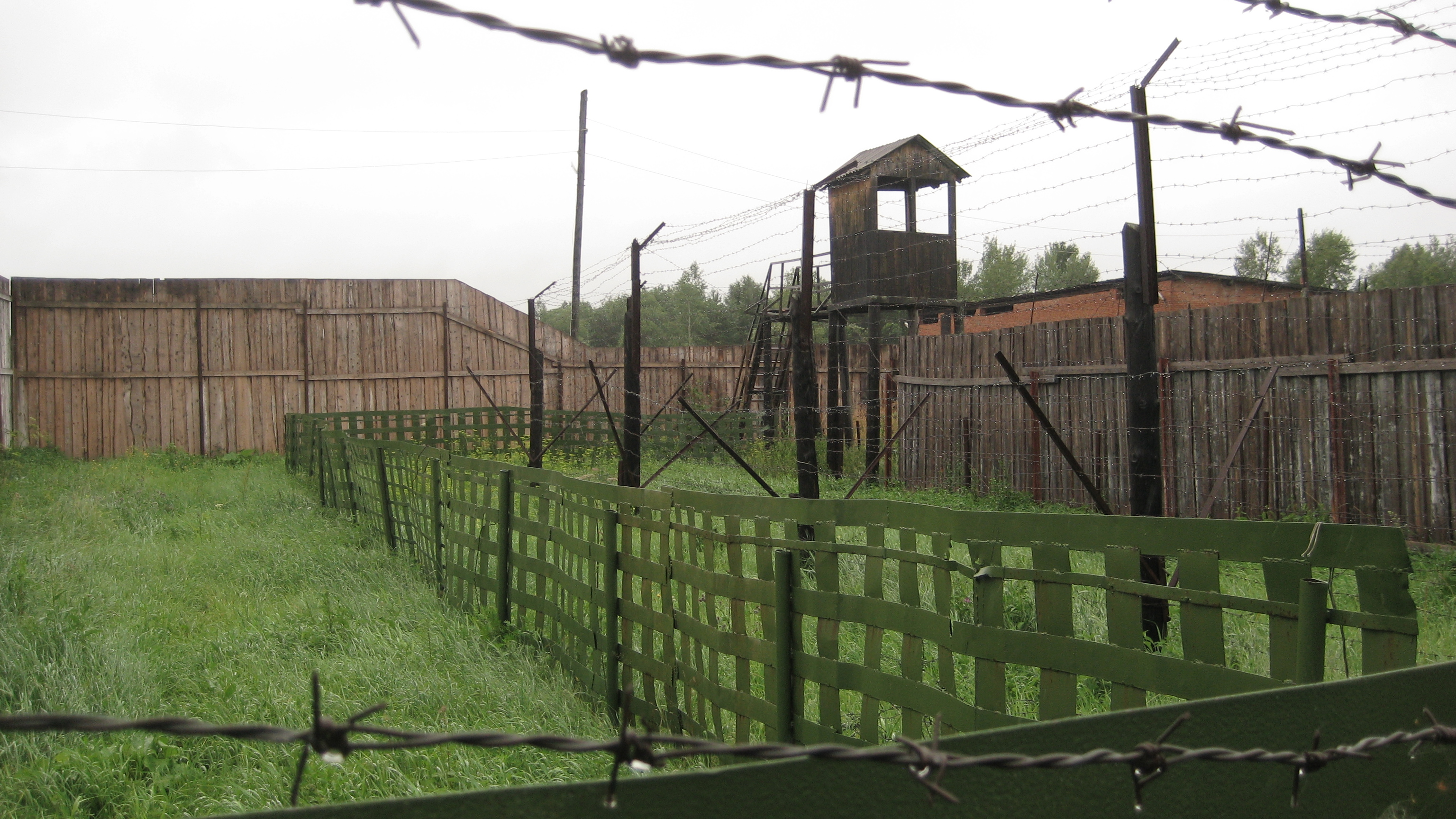
Lagărul comunist de muncă silnică Perm-36

În Italia, în 1928, Mussolini devine dictator. Germania care traversă o perioadă de hiperinflație, iar recesiunea economică ce a dus țara în șomaj i-a motivat pe naziștii care promovau antisemitismul și superioritatea rasei ariane, să preia puterea în 1933, Adolf Hitler fiind numit cancelar. Evreilor li se retrage cetățenie germană, iar treptat, Germania anexează Austria și regiunea sudeta și Cehoslovacia. 
SUA trecea printr-o perioadă de prohibiție și gangsteri. În 1929, în urmă crahului de pe Wall Street, creșterea economică s-a întrerupt, ce a dus la o mare depresiune la scară mondială. 
China traversă un război civil și ulterior, a purtat un război împotrivă Japoniei care avea ambiții expasioniste în Extremul Orient și Oceanul Pacific, în timp ce în Rusia, regimul comunist se consolida, iar Stalin inițiase marea epurare și represiuni împotrivă opozanților.

### Al Doilea Rǎzboi Mondial: Rǎzboi Global

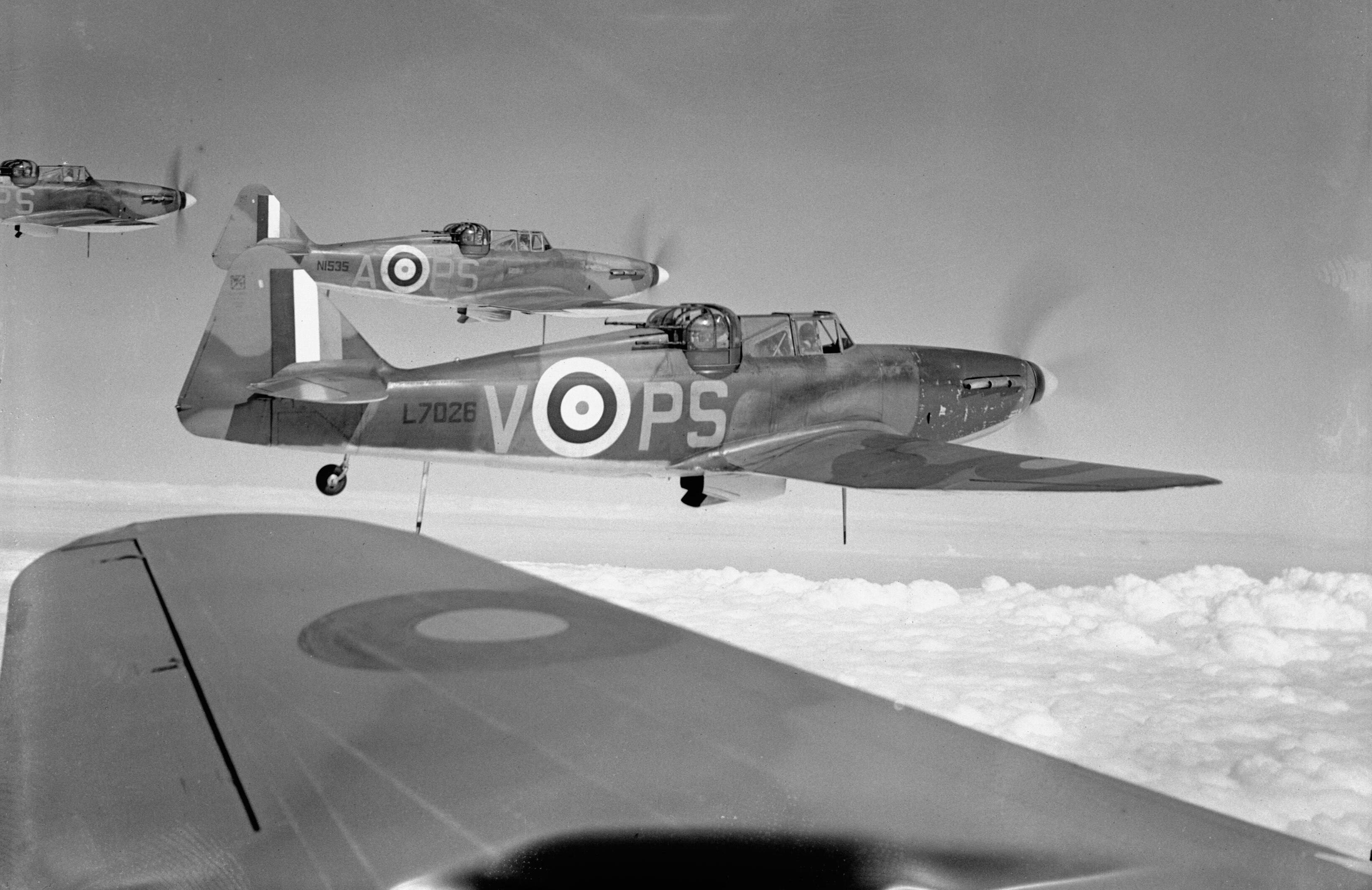
Avioane engleze

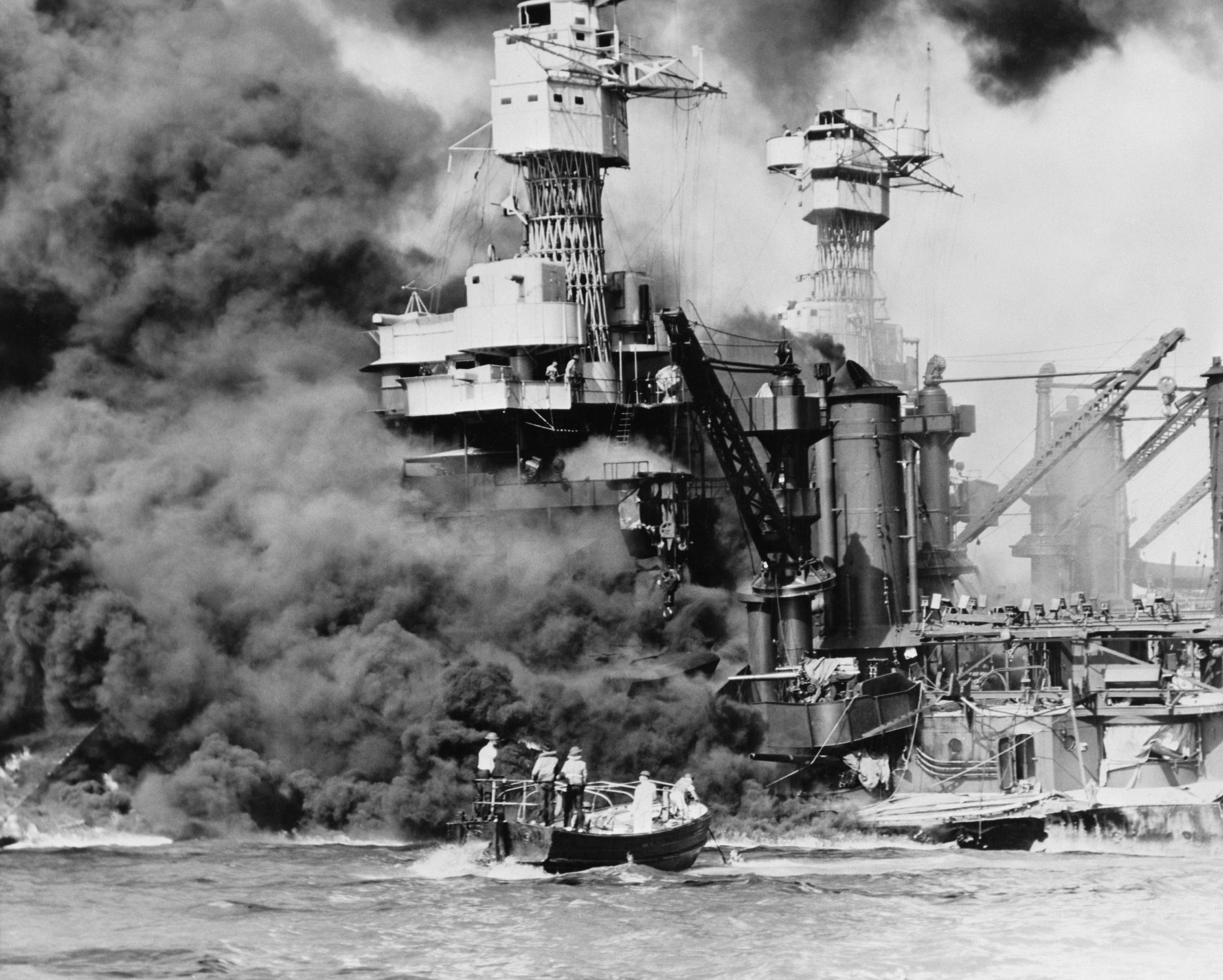
Atacul de la Pearl Harbour

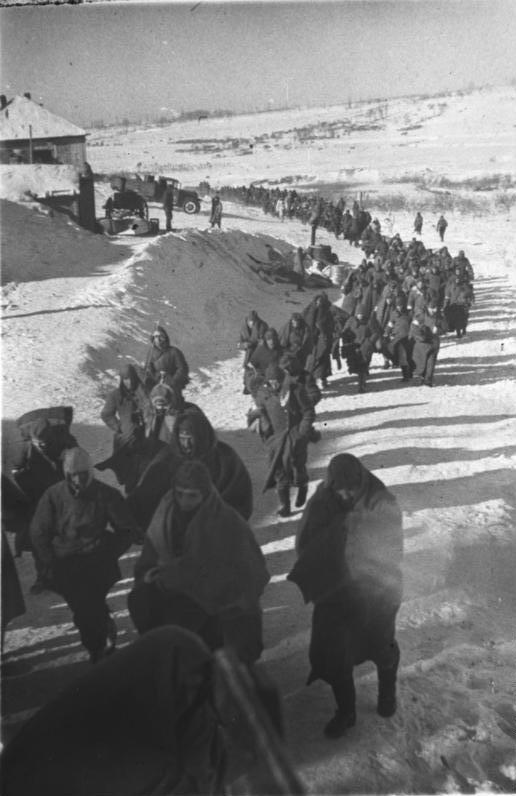
Bătălia de la Stalingrad

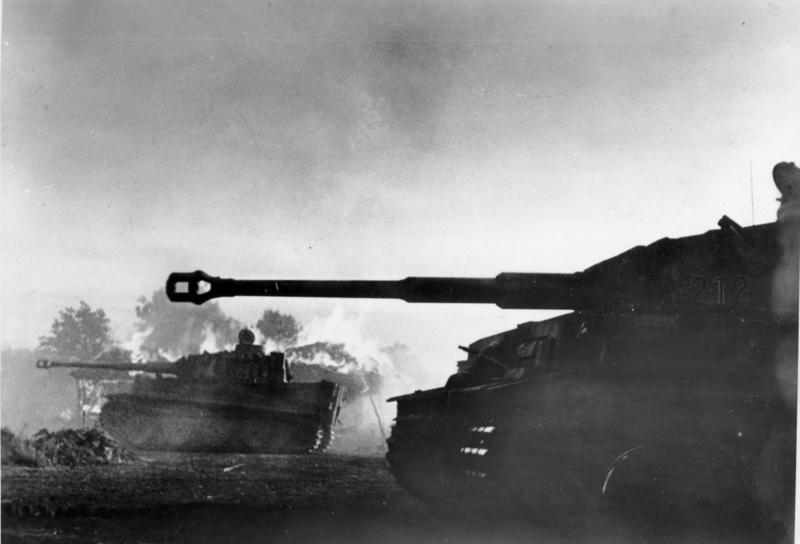
Tancuri germane în bătălia de la Kursk

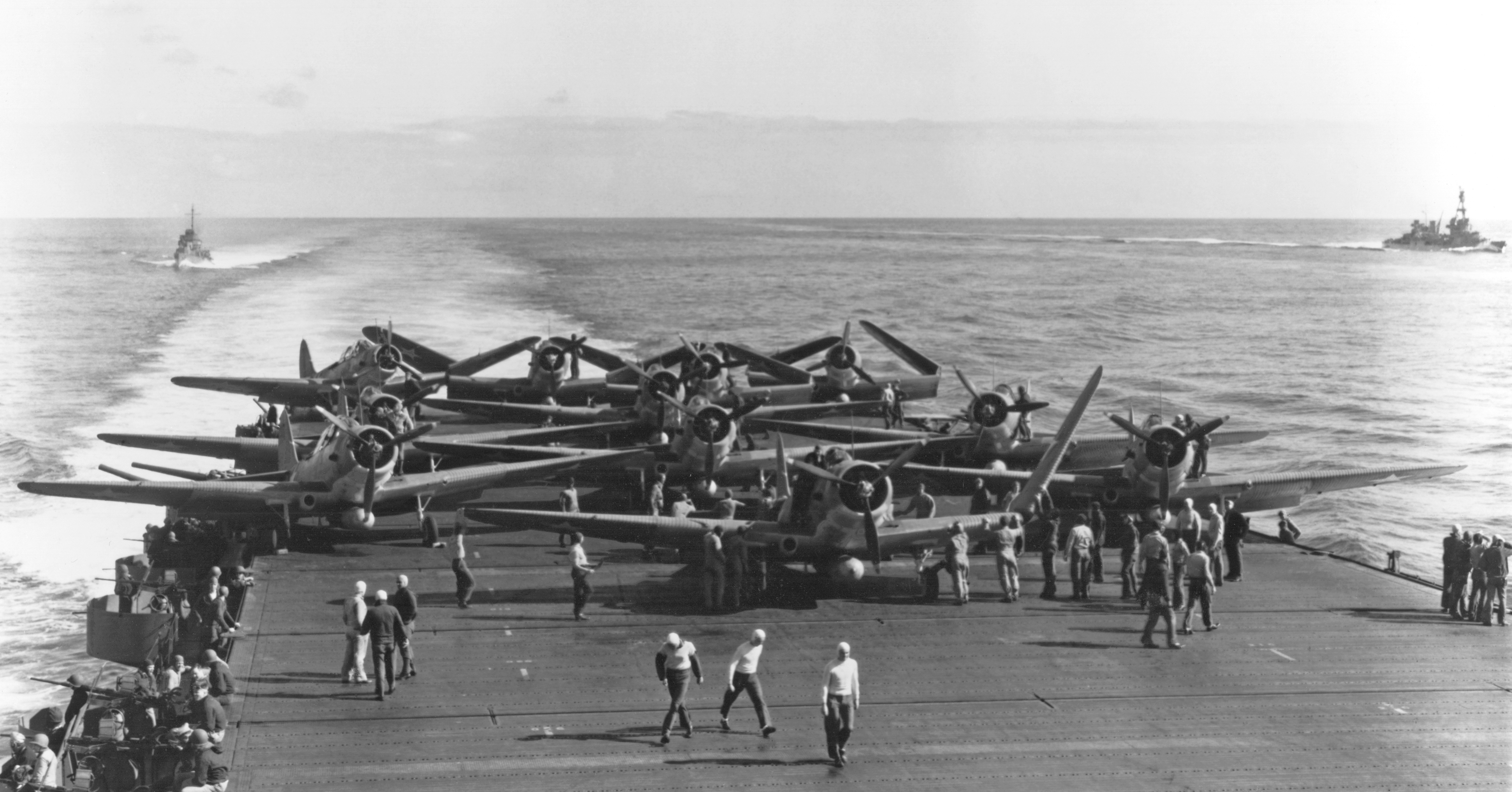
Portavion în bătălia navală de la Midway

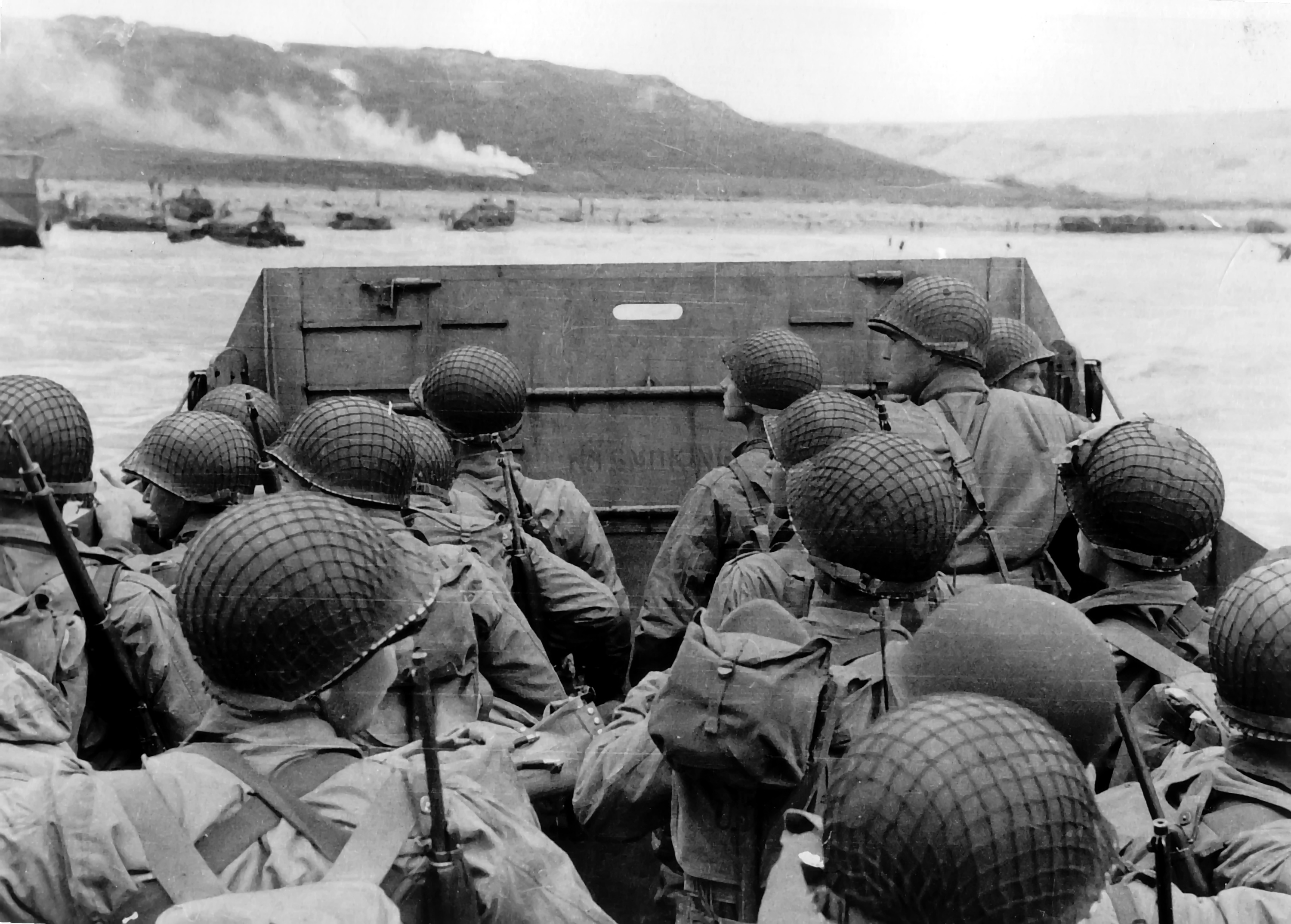
Debarcarea în Normandia

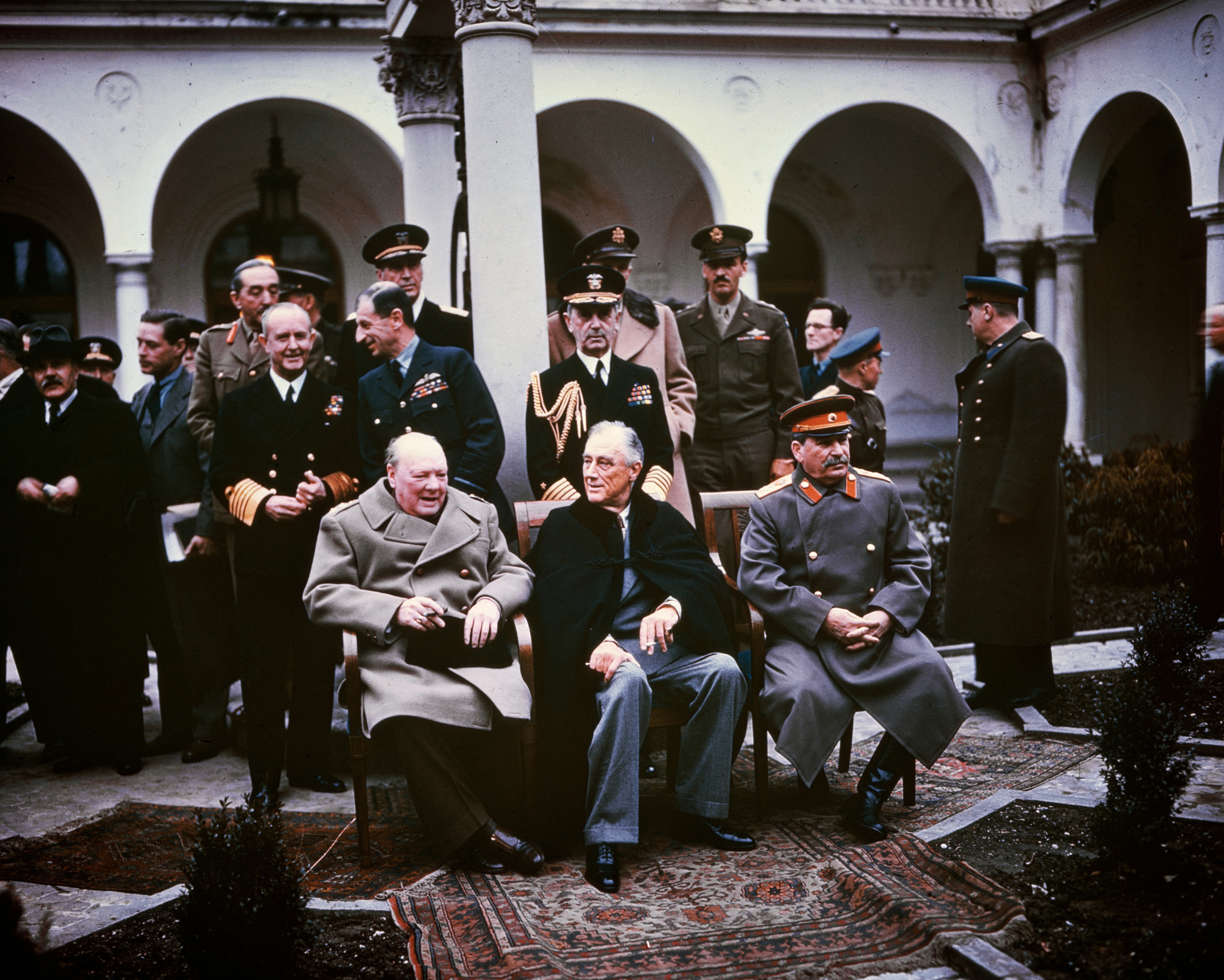
Conferința de la Ialta: Churchill, Roosevelt și Stalin își împart lumea

După semnarea pactlui de neagresiune-Ribbentrop-Molotov dintre Germania și URSS prin care împărțeau Europa de Est, forțele naziste au invadat Polonia la 1 septembrie 1939, iar trupele sovietice au atacat partea estică a Poloniei. Marea Britanie și Franța i-au declarat război. În aprilie 1940, trupele germane au invadat Danemarca, Norvegia, Belgia, Olanda și Franța. Cu cea mai mare parte a Europei sub controlul fascist, Hitler a plănuit să invadeze Marea Britanie și a trimit avioane Luftwaffe să atace obiectice din Marea Britanie. Dar rezistentă puternică a englezilor și curajul premierului Winston Churchill l-au determinat pe Hitler să abandoneze. S-a orientat spre bombardamente nocturne asupra industriei, orașelor și șantierelor năvale. Nu a reușit să înfrângă moralul britanicilor, care primeau provizii și echipament de la SUA. Italienii au invadat Grecia și Africa de Nord, dar forțele britanice i-au respins. 
Trupele lui Hitler au ocupat Grecia și Iugoslavia, i-au alungat pe britanici și a trimis o armată numeroasă sub comandă lui Rommel, respingându-i pe britanici din Egipt. Pentru a acapara sursele vaste de petrol, Hitler a lansat un atac masiv asupra Uniunii Sovietice. Germanii au împins armatele sovietice până la Leningrad, Moscova și Kiev. Dar înfruntând iarnă sovietică, au pierdut o mare parte din bătăliile cucerite. 
În 1941, Churchill, premierul britanic, și Roosevelt , președintele american, au semnat Carta Atlantică, un manifest pentru libertatea tuturor oamenilor. SUA au intrat în război după atacul japonez asupra bazei de la Pearl Harbour.După atacul japonez asupra flotei americane de la baza navală Pearl Harbour, pe 7 decembrie 1941, SUA a intrat în război, preluând conducerea Aliaților împotriva Axei, Dwight David Eisenhower fiind Comandatul Suprem al Aliaților. Cinci portavioane americane au zădărnicit speranțele de expansiune ale japonezilor în 1942 în două bătălii navale importante. Bătălia din Marea Coralilor din 4-8 mai a fost prima luptă din istorie în care vasele implicate nu s-au aflat în raza vizuală a adversarului, lupta desfășurându-se între avioanele lansate de portavioane. Nu a fost clar cine a învins, însă bătălia a zădărnicit planurile japonezilor de-a invada Australia. În iunie, japonezii au plănuit să atace mica insulă strategică Midway și Insulele Aleutine. N-au reușit să distrugă aviația americană amplasată acolo, SUA descifrând codurile radio japoneze ce așteptau atacul. În Bătălia de la Midway, din 4-6 iunie, marina japoneză a fost lovită de aviația americană de pe portavioane, ulterior, s-a retras. Bătălia de la Midway a fost o victorie decisivă a forțelor SUA și un punct de cotitură a războiului din Pacific. În următorii trei ani, SUA au recucerit insulele Gillbert, Marshall, Caroline și Mariane. Au bombardat orașe și obiective industriale japoneze, inclusiv pe cele din Tokyo.
Trupele Aliaților au fost trimise în Africa de Nord pentru a-i respinge pe germani, ieșind învingători în urmă bătăliei de la El Alamein din 1942. În est, rușii au lansat la Stalingrad un contraatac împotrivă forțelor germane. În decursul aniilor 1942 și 1943 submarinele germane au atacat vapoarele ce aprovizionau Marea Britanie. În 1943, SUA și Marea Britanie au bombardat industria și orașele germane. Aliații au debarcat în Sicilia și au ajuns în Italia, unde l-au înlăturat pe Mussolini. 
Pe frontul de est , sovieticii îi împingeau pe germani în patria lor. 
Pe 6 iunie 1944-Ziua Z, Aliații au deschis un al doilea front, debarcând în Normandia. 1200 de nave de război și 4100 de nave de desant au adus pe țărm 132 000 de soldați, în timp ce 10 000 de avioane atacau pozițiile germane. Datorită debarcării în Ziua Z, trupele Aliaților au putut să-i alunge pe germani din Franța.În septembrie 1944, forțele americane au început lupta pentru redobândirea Filipinelor, în timp ce Armata a Patra britanică făcea același lucru în Filipine. După lupte grele, trupele americane au cucerit insulele japoneze Okinawa și Iwo Jima la începutul anului 1945, în care au pierit 100 000 de soldați japonezi și 12 000 de soldați americani.
Până în 1945, Aliații au traversat Rinul după ce au oprit contraofensiva germană. Forțele generalului american George S. Patton n-au putut ajunge la Berlin, acesta fiind deja asediat de sovietici. Gemanii au fost siliți să se retragă, iar în aprilie 1945, Berlinul a fost ocupat de sovietici. Hitler s-a sinucis, iar pe 7 mai, Germania a capitulat.
Deși naziștii au fost învinși, Imperiul Japonez încă reprezenta o gravă amenințare la adresa forțelor americane. Aliaților le era teamă că numărul victimelor din luptele pentru ocuparea Japoniei va fi foarte mare. Japonezii ar fi luptat până la ultimul om și s-a estimat că într-o invazie ar fi murit 1 milion de soldați ai Aliaților. Pe baza teoriilor lui Albert Einstein, oamenii de știință realizaseră în mare secret o nouă armă, cea mai mortală din istorie: bomba atomică. Trinity a fost primul test al tehnologiei pentru bomba atomică (varianta cu implozie-fisiune cu plutoniu, lansată asupra orașului japonez Nagasaki). Testul a avut loc pe 16 iulie 1945 lângă Alamogordo, New Mexico. Succesorul lui Roosevelt, Harry Truman, a luat grava decizie de a lansa noua armă asupra Japoniei.

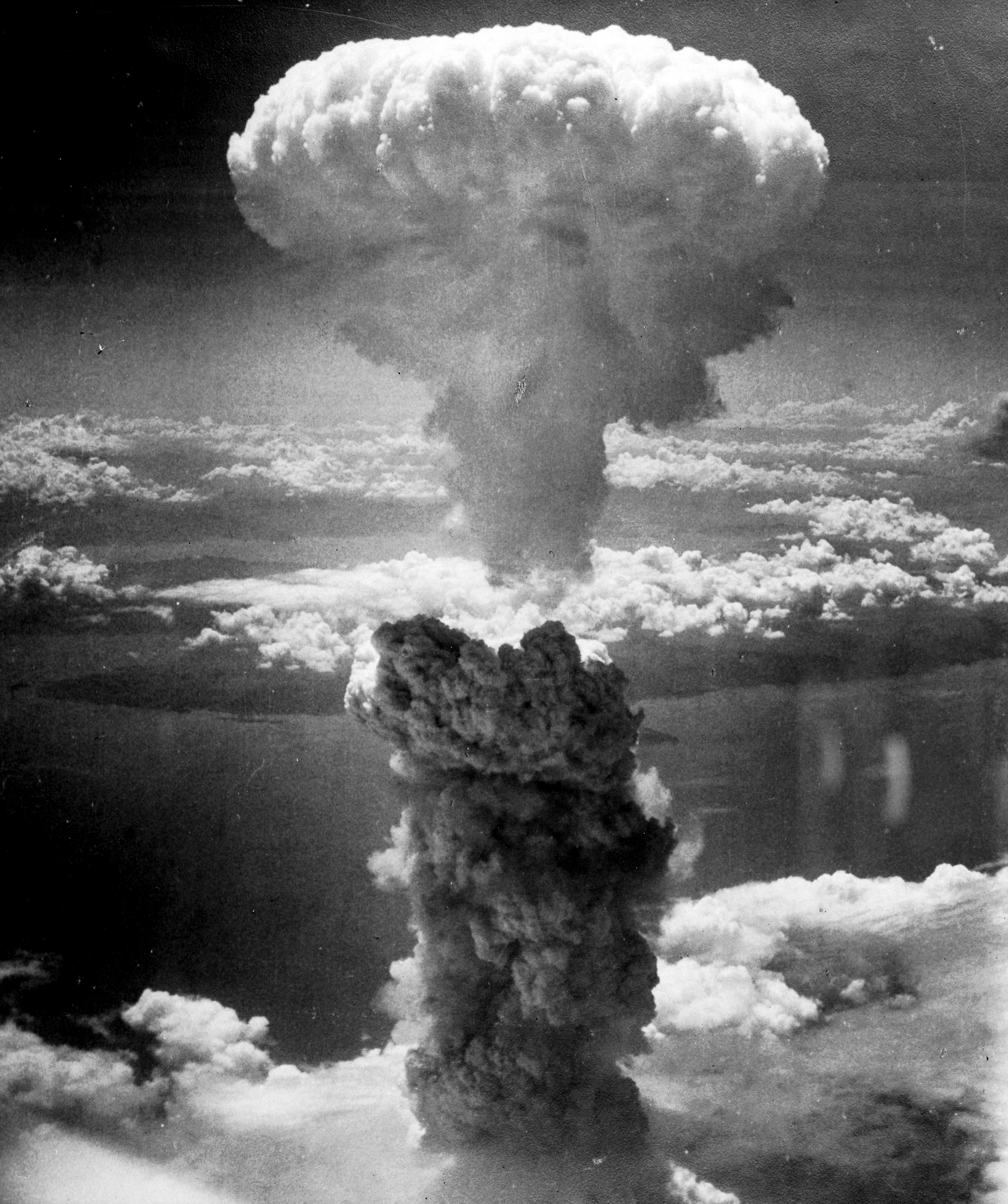
Bomba atomică care a distrus orașul Nagasaki

Truman a susținut că utilizarea bombelor atomice va duce la sfârșitul grabnic al războiului, salvând milioane de vieți din rândurile trupelor Aliaților. La sfârșitul lunii iulie 1945, Aliații i-au dat Japoniei un ultimatum, amenințând cu distrugerea completă a acesteia, dacă nu va capitula. Nu s-a întrevazut nicio intenție de capitulare din partea japonezilor. Așa că bombardierul american B-29 Superfortress Enola Gay pe data de 6 august 1945 a lansat bomba atomică „Little Boy” de 5 tone asupra orașului japonez Hiroshima. În urma exploziei au murit 130 000 de japonezi. Trei zile mai târziu, o a doua bombă atomică, „Fat Man", a fost lansată dintr-un bombardier Superfortress, Bockstar, pentru a distruge orașul Nagasaki. În acest atac au fost uciși 75 000 de japonezi. Mii se oameni au murit ulterior, din cauza radiațiilor, care le-au provocat răni și boli.
În cele din urmă, japonezii au capitulat pe 14 august. Reprezentanții japonezi au semnat declarația oficială de capitulare, în prezența generalului Douglas MacArthur, la bordul navei americane de luptă USS Missouri, pe 2 septembrie 1945. La Conferința de la San Francisco, reprezentanții celor 50 de state membre ale Alianței au elaborat Carta Națiunilor Unite, astfel s-a născut Organizația Națiunilor Unite.
Principalele teatre de război au fost Oceanul Atlantic, Europa Apuseană și Răsăriteană, Marea Mediterană, Africa de nord, Orientul Mijlociu, Oceanul Pacific și Asia de sud-est și China. În Europa, războiul s-a încheiat odată cu capitularea necondiționată a Germaniei naziste, la 8 mai 1945, dar a continuat în Asia până la capitularea Japoniei - 15 august 1945.
Al Doilea Război Mondial a fost un conflict armat generalizat, la mijlocul secolului al XX-lea, care a mistuit cea mai mare parte a globului, fiind considerat cel mai mare și mai ucigător război neîntrerupt din istoria omenirii. A fost prima oară când un număr de descoperiri tehnice noi, incluzând bomba atomică, au fost folosite la scară largă împotriva militarilor și civililor, deopotrivă. Al Doilea Război Mondial a provocat moartea directă sau indirectă a peste 70 de milioane de oameni, aproximativ 3% din populația mondială de la acea vreme. În plus, multe alte persoane au fost rănite grav, au căpătat infirmități pe viață datorită armelor de foc, bombardamentelor clasice sau nucleare, sau datorită experiențelor militare și medicale inumane la care au fost supuse. S-a estimat că acest război a costat mai mulți bani și resurse decât toate celelalte războaie la un loc, 1.000 de miliarde de dolari la valoarea din 1945, fără a se pune la socoteală sumele cheltuite pentru reconstrucția de după război. Urmările războiului, inclusiv noile tehnologii și schimbările aranjamentelor geopolitice, culturale și economice, au fost fără precedent.

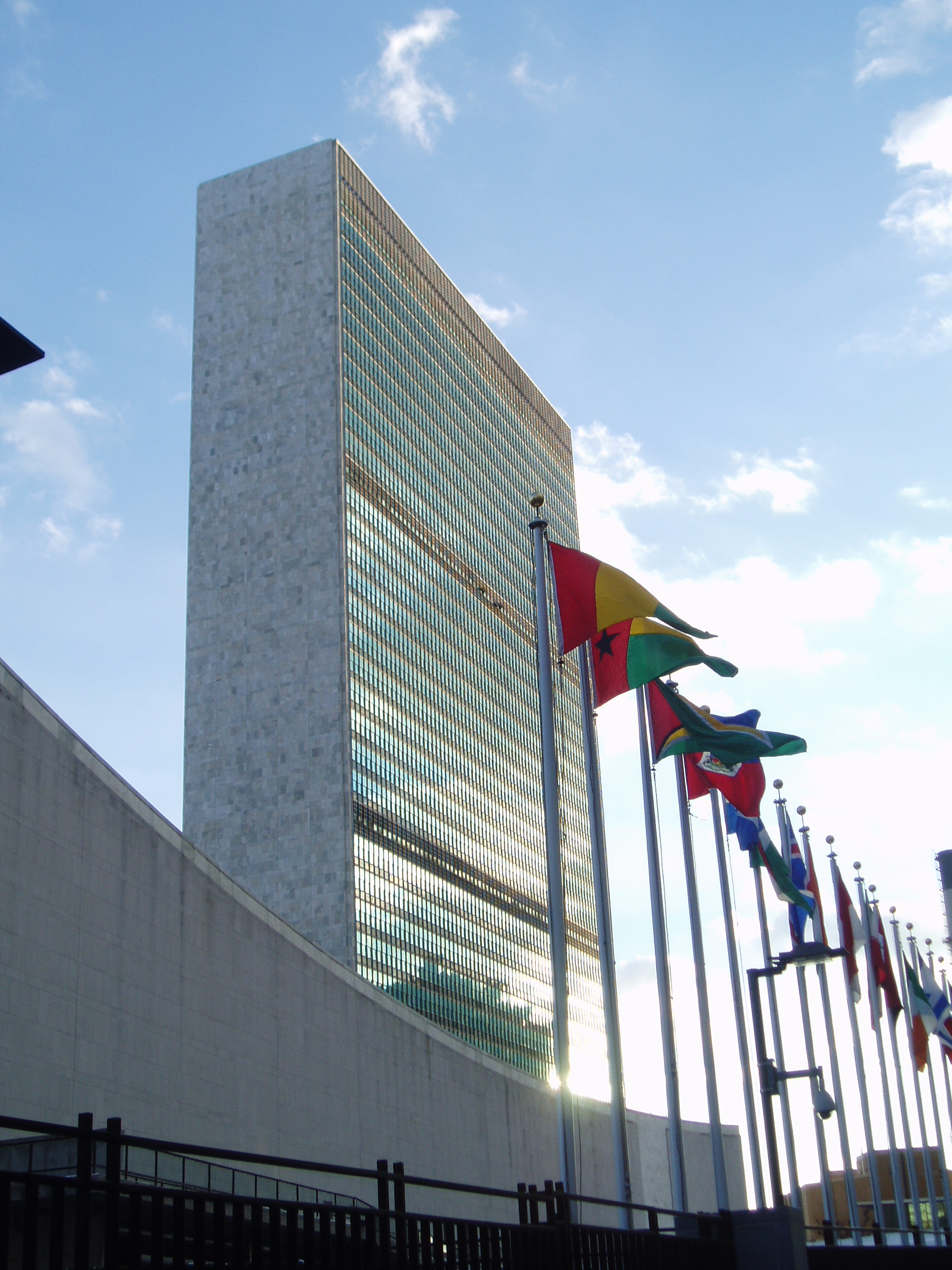
Sediul ONU

Europa postbelică a fost împărțită între sferele de influență occidentală și sovietică. Dacă Occidentul a trecut la reconstrucție postbelică prin intermediul Planului Marshall, statele Europei Răsăritene au devenit state satelit ale Uniunii Sovietice, adoptând metodele economiei planificate și ale politicii unui singur partid totalitar. Această împărțire a fost neoficială. De fapt, nu au existat înțelegeri oficiale pentru împărțirea sferelor de influență, relațiile dintre țările victorioase în război au devenit din ce în ce mai încordate, liniile militare de demarcație au devenit în cele din urmă granițe de facto ale țărilor. Țările Europei Occidentale au devenit, în mare parte, membre ale NATO, în timp ce cele mai multe dintre statele din Europa Răsăriteană s-au aliat în Pactul de la Varșovia, aceste două alianțe militaro-politice fiind cele care au alimentat Războiul Rece. În Asia, ocupația militară a Japoniei a deschis calea democratizării țării. Războiul civil din China a continuat în timpul și după încheierea celui de-al Doilea Război Mondial, ducând, în cele din urmă, la proclamarea Republicii Populare Chineze și la secesiunea Taiwanului. Războiul a fost scânteia care a aprins un val de lupte pentru câștigarea independenței coloniilor puterilor europene, metropolele fiind vlăguite de ultima conflagrație mondială. S-a petrecut o schimbare notabilă a centrului de greutate al puterii mondiale de la țările Europei Occidentale către noile superputeri, Statele Unite ale Americii și Uniunea Sovietică.

### Al Treilea Rǎzboi Mondial: „Rǎzboiul Rece”

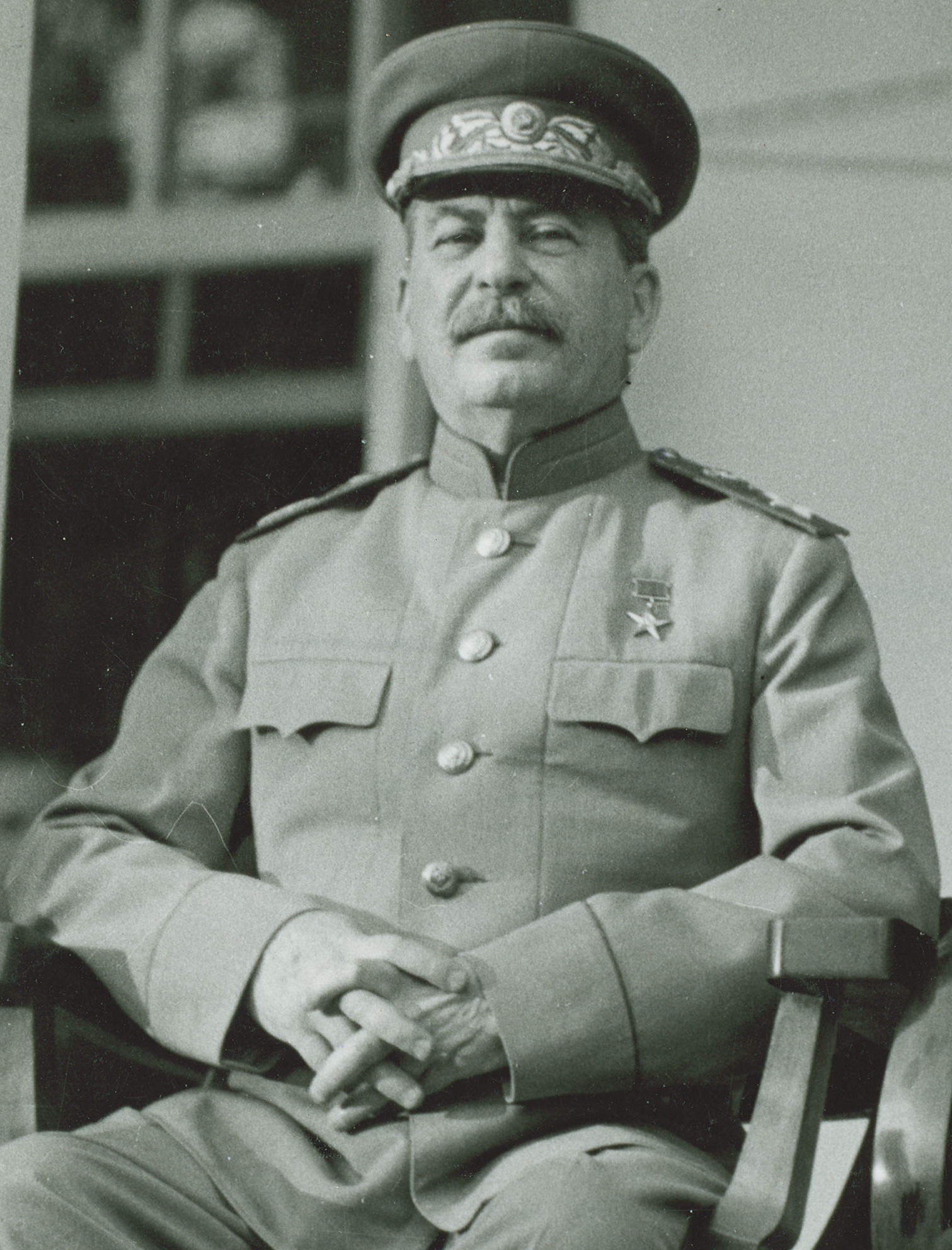
Iosif Stalin

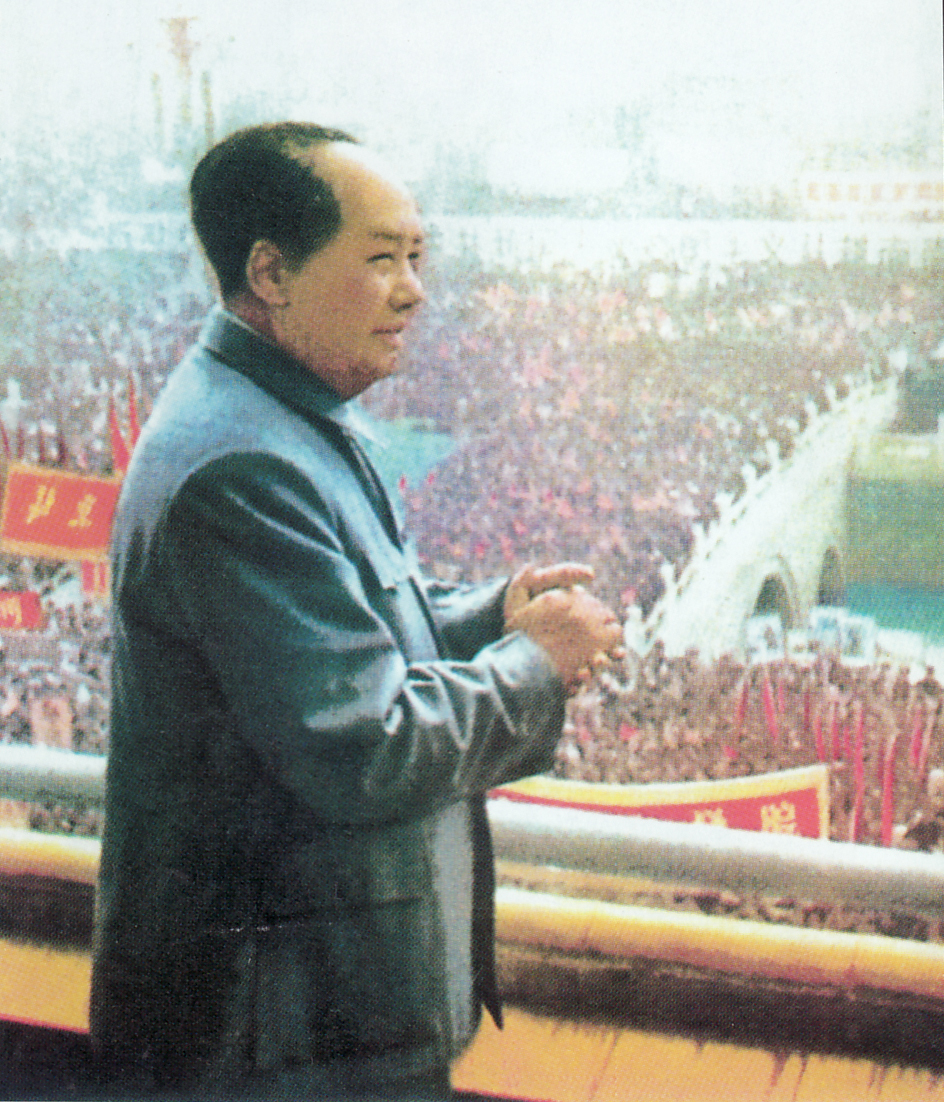
Mao Țedun

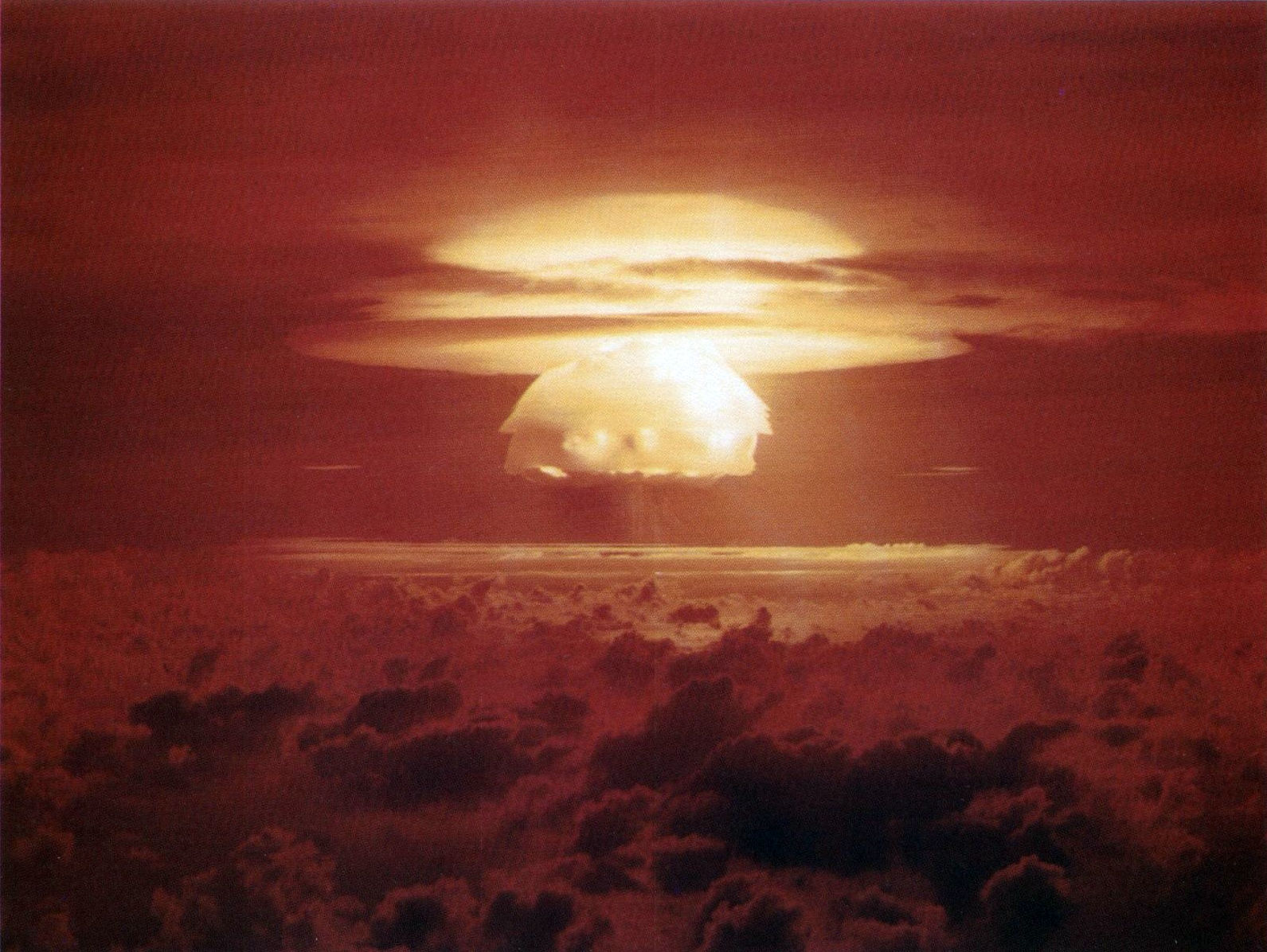
Bomba atomică „Castle Bravo”

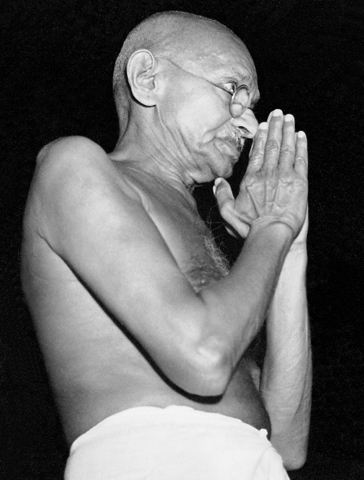
Mohandas Gandhi

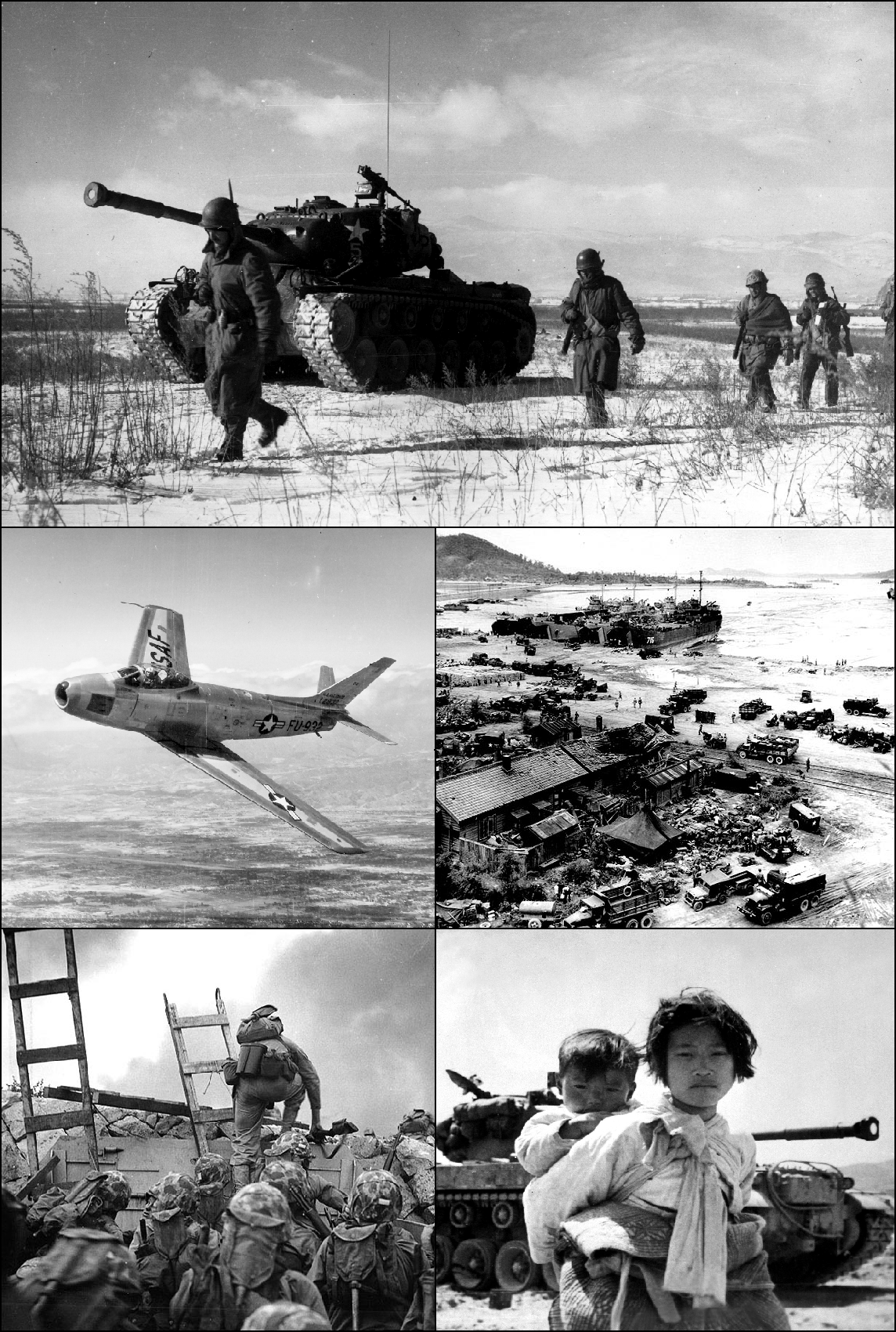
Războiul din Coreea

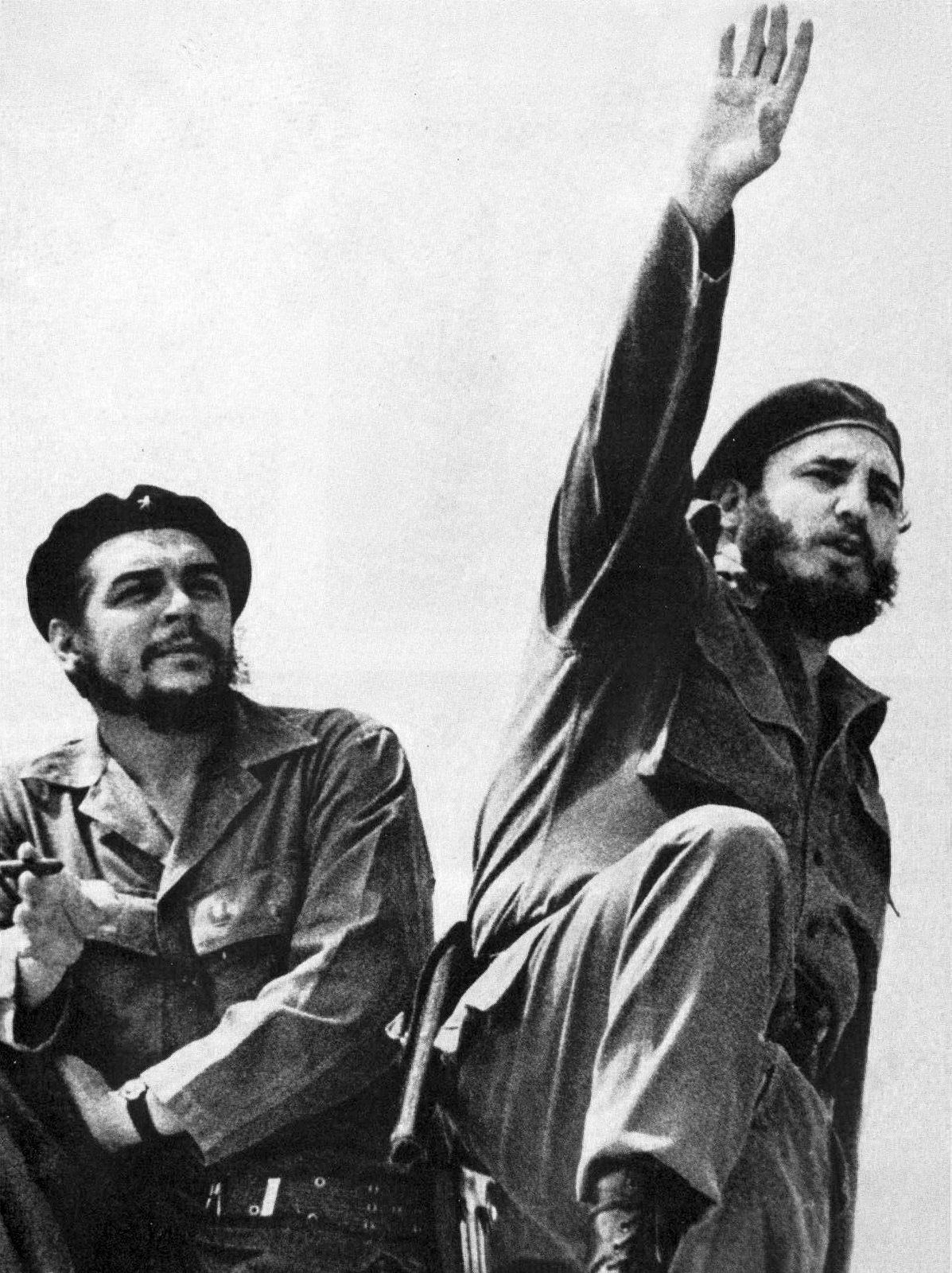
Fidel Castro și Ernesto „Che” Guevara

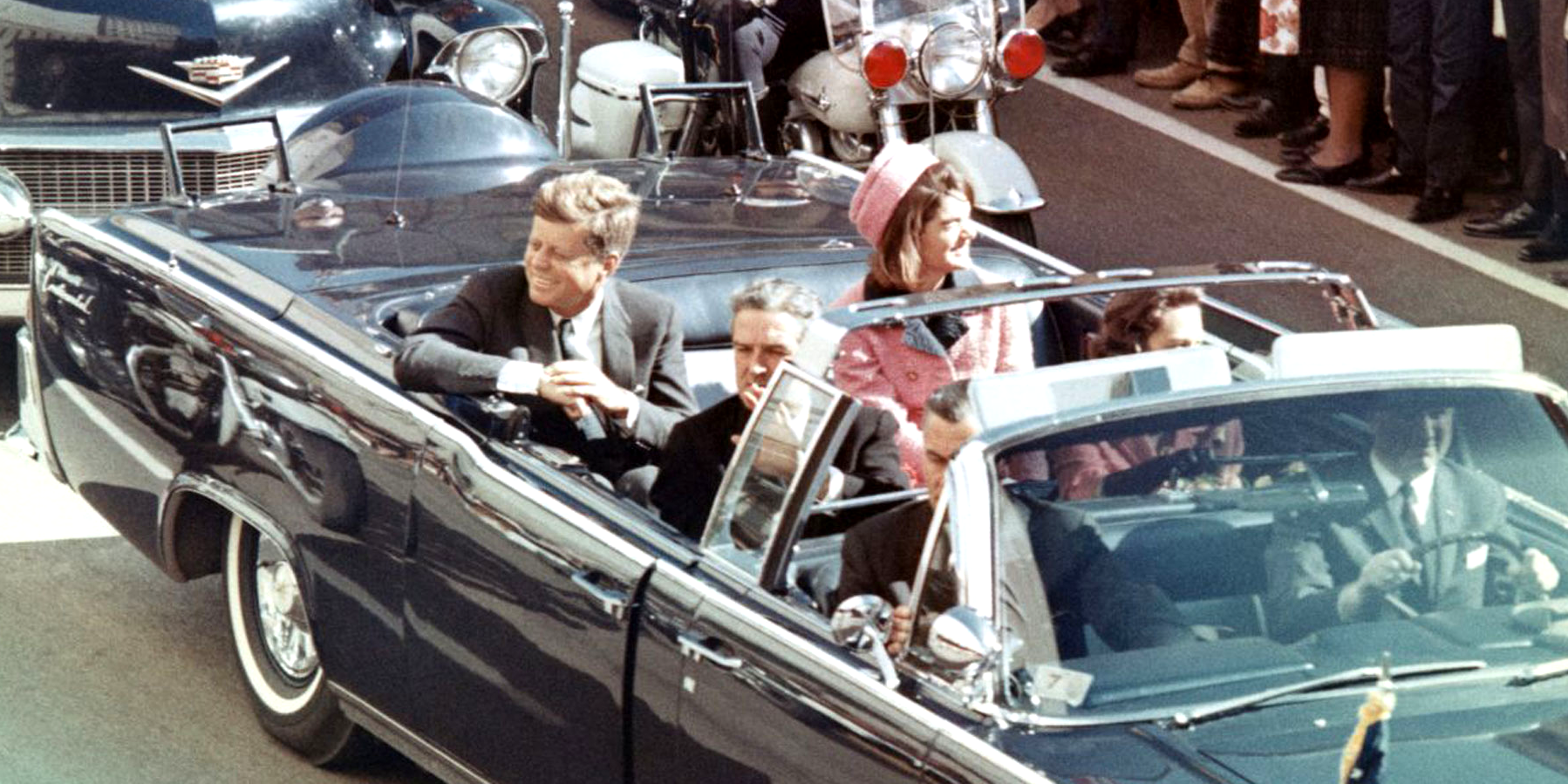
John Fitzgerald Kennedy

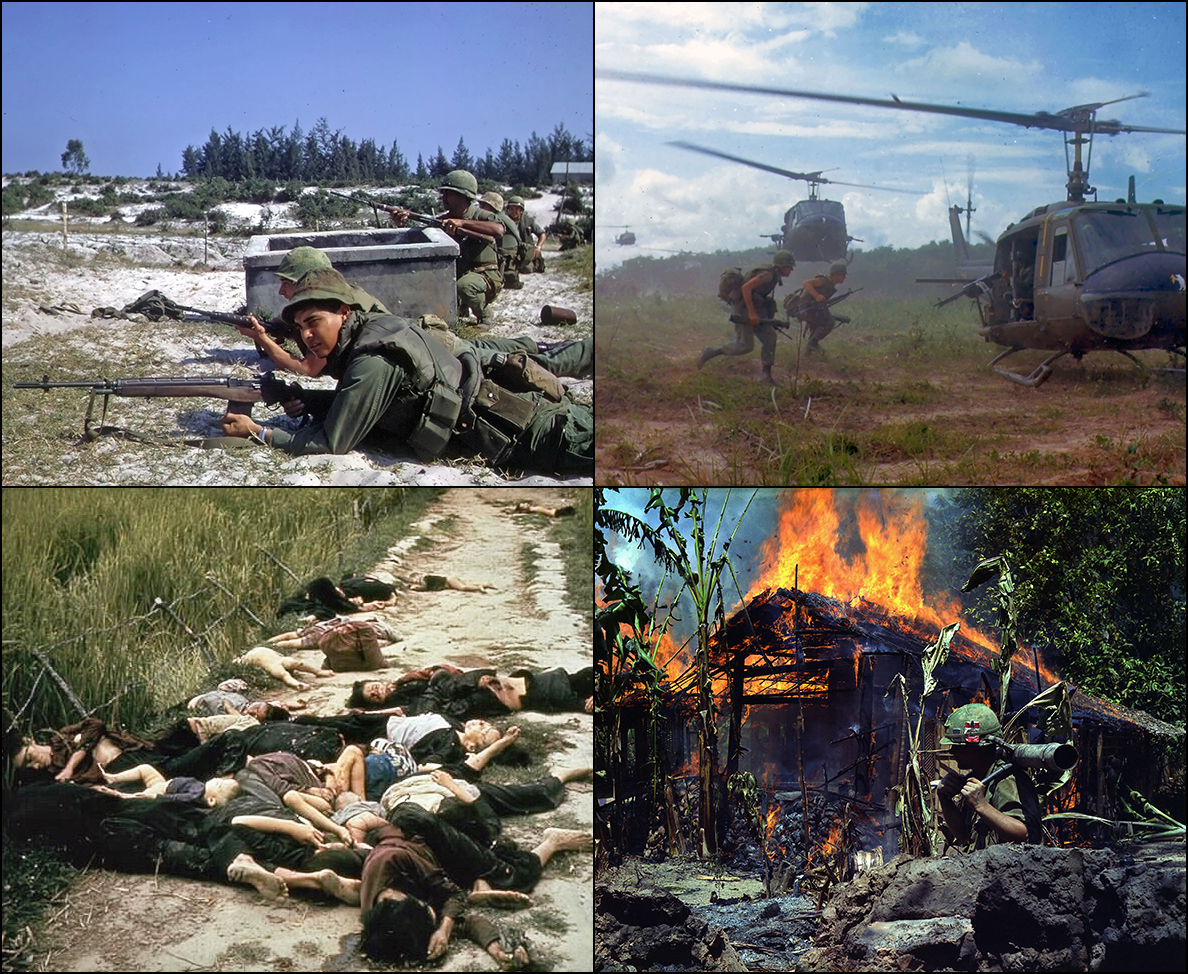
Războiul din Vietnam

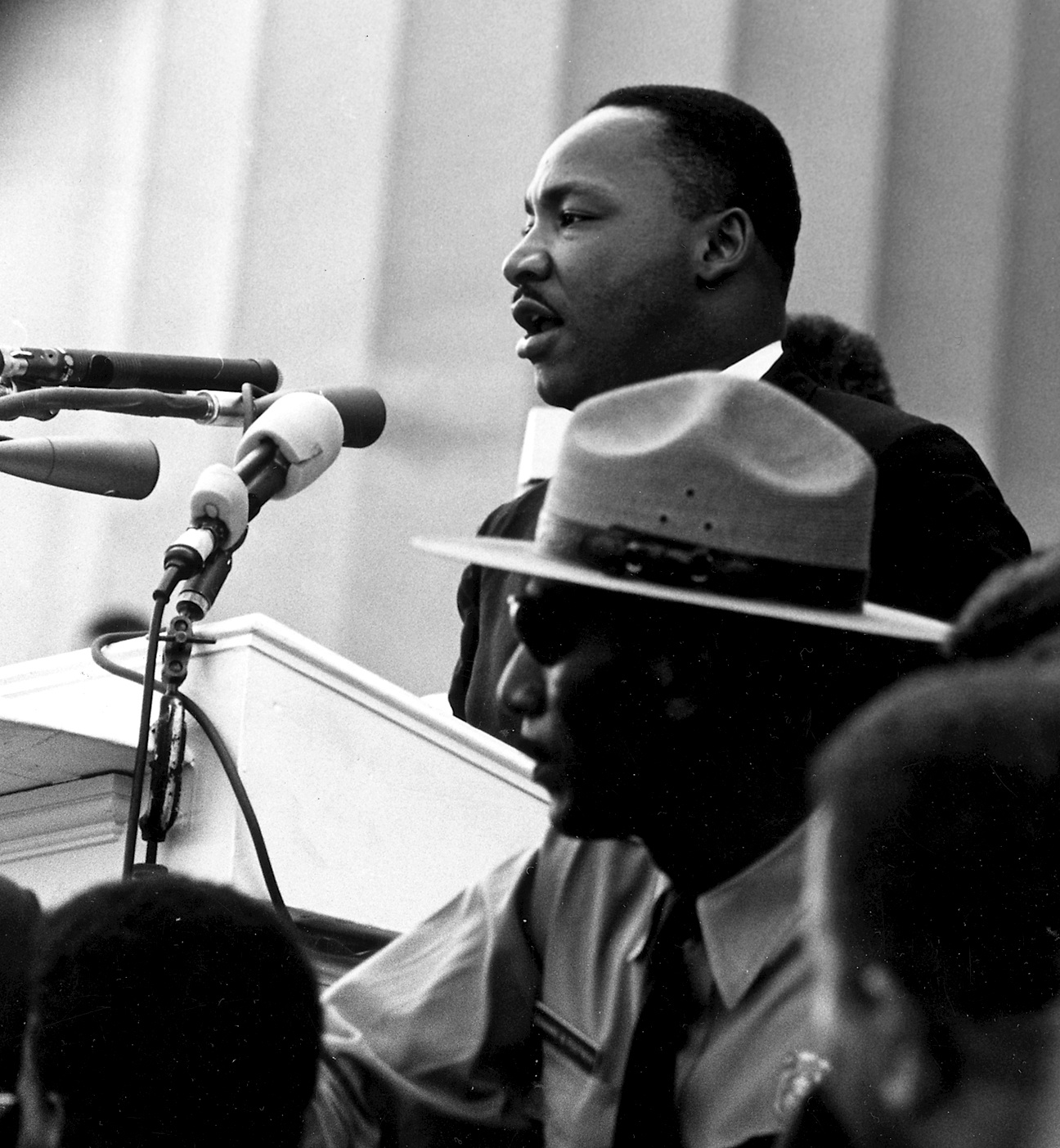
Martin Luther King

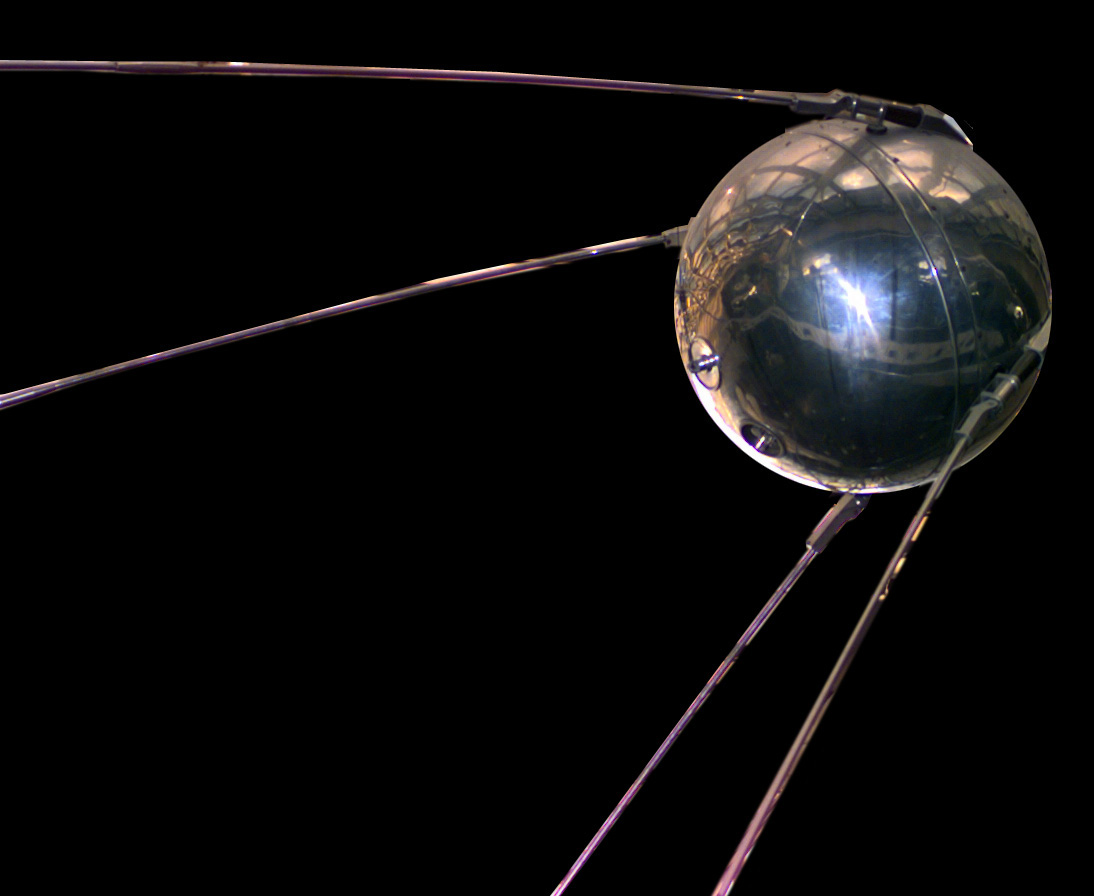
Sputnikul

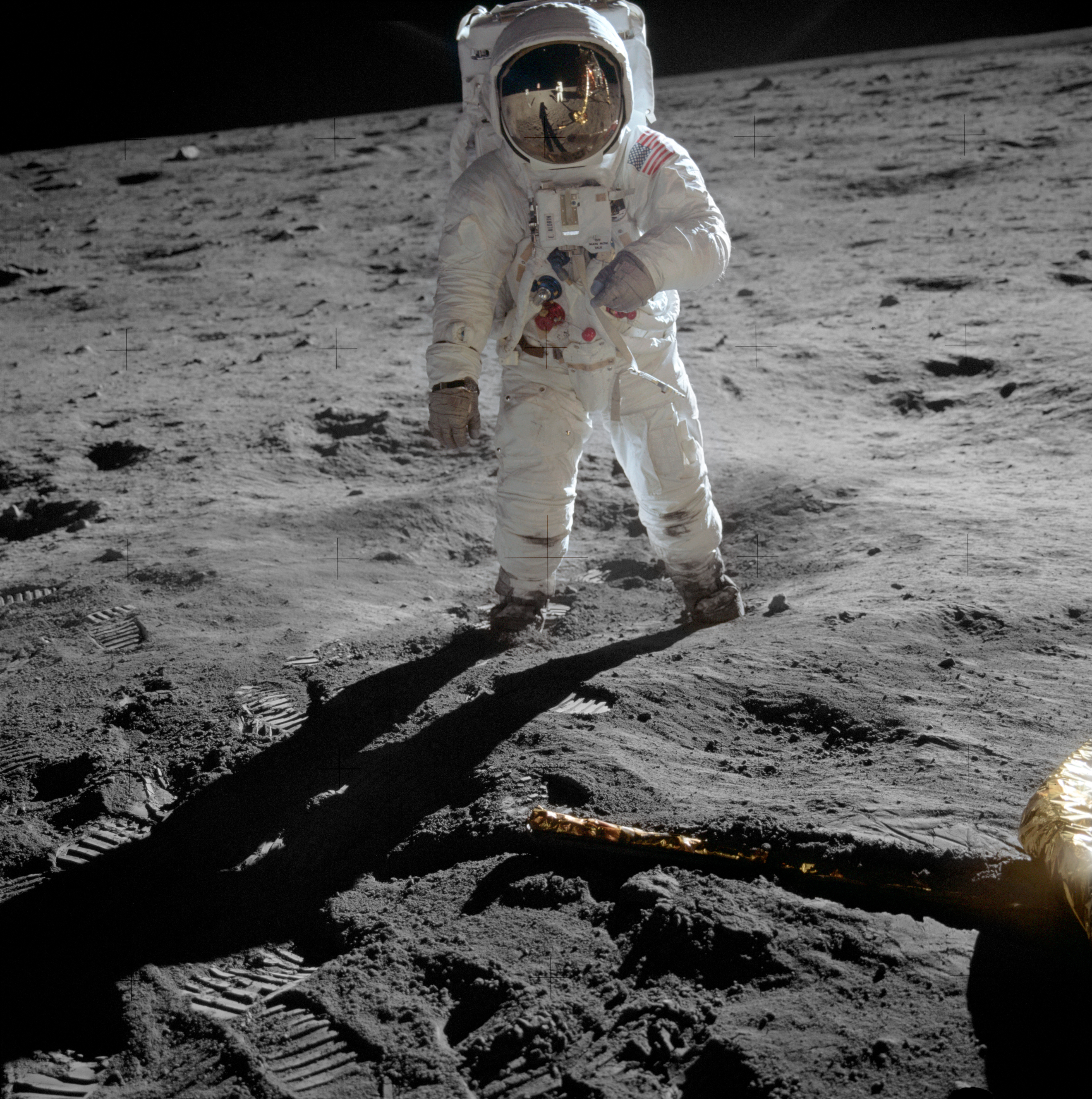
Capsula Apollo 11

Mihail Gorbachev și Ronald Reagan

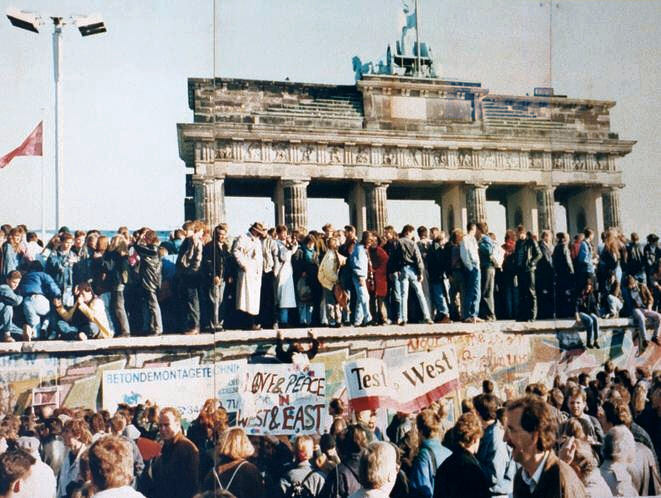
Dărâmarea Zidului de la Berlin

După ce în 1945, SUA, Franța, Marea Britanie au preluat vestul orașului Berlin, iar URSS a preluat estul, capitală a fost împărțită în 1948, iar sovieticii au închis complet accesul spre Berlinul de Vest. În 1949, pentru că occidentalii aduceau provizii pe calea aerului, sovieticii au ridicat blocadă, iar până în 1958, trei milioane de est-germani s-au refugiat spre vest. În 1961, Germania de Est a închis rută de acces prin construirea Zidului Berlinului prin centrul orașului. Acesta era Războiul Rece, o divizare a Europei între cele două superputeri. Winston Churchill a descris memorabil frontieră dintre est și vest drept o "cortină de fier".
Războiul Rece (1947-1989) a fost o perioadă de tensiuni și confruntări politice și ideologice, o stare de tensiune întreținută care a apărut după sfârșitul celui de-al Doilea Război Mondial și a durat până la revoluțiile din 1989.
În războiul rece s-au confruntat două grupuri de state care aveau ideologii și sisteme politice foarte diferite. 
Într-un grup se aflau URSS , sateliții sovietici ca Polonia, Ungaria, Iugoslavia, Cehoslovacia și aliații ei unde comunismul abia s-a extins și a fost impus, precum: Cuba, China și Coreea de Nord , grup căruia i se spunea uzual „Blocul răsăritean” (sau oriental).
Celălalt grup cuprindea SUA și aliații săi, fiind uzual numit „Blocul apusean” (sau occidental). La nivel politico-militar, în Europa, cele două blocuri erau reprezentate de către două alianțe internaționale. Blocul apusean era reprezentat de către Organizația Tratatului Atlanticului de Nord (NATO, North Atlantic Treaty Organization), iar cel răsăritean de către Pactul de la Varșovia. Războiul Rece fiind însă un conflict la scară planetară, SUA și URSS mai aveau și multe alte state aliate în afara Europei, ce nu făceau parte din cele două alianțe militare oficiale. La nivel economic, războiul rece a fost o confruntare între capitalism și comunism. Pe plan ideologico-politic, a fost o confruntare între democrațiile liberale occidentale și regimurile comuniste totalitare. Ambele tabere se autodefineau în termeni pozitivi: statele blocului occidental își spuneau „lumea liberă” sau „societatea deschisă”, iar statele blocului oriental își spuneau „lumea anti-imperialistă” sau „democrațiile populare”.
Înfruntarea dintre cele două blocuri a fost numită „Război Rece”, deoarece nu s-a ajuns la confruntări militare directe dintre cele două superputeri (care ar fi constituit un „Război Cald” sau „Război Fierbinte”), cu toate că perioada a generat o cursă a înarmării.SUA și URSS se angajează într-o cursă a înarmării pentru a-și arăta superioritatea tehnologică militară și pentru a intimida, prin intermediul fabricării și testării armelor de distrugere în masă. Din punctul de vedere al studiilor strategice există opinia că nu s-a ajuns și nu se putea ajunge la un „Război Cald”, la o confruntare militară convențională, datorită faptului că ambele superputeri, SUA și URSS s-au dotat cu arme nucleare, ceea ce a creat o situație militară strategică de „deterrence”, adică de descurajare și blocare reciprocă. În cazul unui război real, s-ar fi ajuns la o distrugere reciprocă totală și totodată la o catastrofă mondială. Un rol important l-au jucat serviciile secrete, confruntându-se în primul rând cele americane (CIA, NSA) cu KGB-ul sovietic. Au fost implicate însă și serviciile secrete vest-europene (britanice, vest-germane, franceze, italiene, etc.) și est-europene (Securitatea, STASI, etc.). Denumirea de „Război Rece” mai provine și din faptul că a fost purtat între foștii aliați din războiul împotriva regimului totalitar nazist, între două forme de regimuri politice care aveau aceleași rădăcini ideologice.
Din punct de vedere al mijloacelor utilizate, Războiul Rece a fost un conflict în care s-au utilizat presiunea diplomatică, militară, economică, ajutorul pe scară largă pentru statele-client, manevrele diplomatice, spionajul, curse ale înarmărilor convenționale și nucleare, coaliții militare, rivalitate la evenimentele sportive, competiție tehnologică, campanii masive de propagandă, asasinatul, operațiunile militare de intensitate mică și iminența unui război pe scară mare.
Un moment în care Războiul Rece putea să devină unul "cald" îl reprezintă anul 1962, când sovieticii au plasat în Cuba, devenită comunistă sub Fidel Castro, rachete cu rază medie de acțiune. Americanii au răspuns prin instalarea unei blocade maritime, ajungând foarte aproape de a declanșa o bătălie navală cu sovieticii. În cele din urmă, însă, prin intervenția președintelui american Kennedy, s-a ajuns la normalizarea relațiilor cu sovieticii. A urmat o perioadă de destindere, marcată de întâlnirea dintre Kennedy și Nichita Hrușciov în 1963, când au stabilit ca în viitor pentru comunicări urgente și de importanță majoră între Casa Albă și Kremlin să folosească "telefonul roșu" (care era de fapt un telex).
Alte momente tensionate ale Războiului Rece au fost Blocada Berlinului (1948–1949), Războiul din Coreea (1950–1953), Criza Berlinului din 1961, Criza Suezului (1962), Războiul din Vietnam (1959–1975), Războiul de Iom Kippur (1973), Războiul Afgano-Sovietic (1979–1989), Doborârea cursei KAL 007 (1983) și Exercițiul militar NATO „Able Archer” (1983). 
În 1950, nord-coreeni comuniști au invadat partea de sud. Americanii s-au alăturat sud-coreenilor pentru a-și menține pozițiile strategice. S-a stabilit o graniță la paralelă 47 între cele două state. Coreea de Nord și Coreea de Sud au încheiat un armistițiu, dar se află în conflict și în ziua de azi.
Intervenția SUA în Vietnam din 1964 și sprijinul sovieticilor în favoarea nord-vietnamezilor comuniști a dus la escaladarea războiului, la atrocități și multe pierderi. Trupele americane s-au retras fără nici un rezultat. 
În 1979, sovieticii au invadat Afghanistan, iar SUA sprijinea grupările musulmane rebele împotrivă sovieticilor.
Crearea statului Israel i-a făcut pe naționaliștii arabi și pe palestinieni să nu recunoască statul și să solicite distrugerea sa. Israelul se va confruntă printr-o serie de războaie cu armată combinate provenite din Siria, Egipt și Iordania ca în Războiul de Șase Zile din 1967 sau în 1973, când evreii sărbătoreau Iom Kipur, armatele egiptene si siriene au lansat un atac surpriză împotriva Israelului. 
S-au instaurat și menținut dictaturi militare locale pe durata războiului rece în țări ca: Libia, Irak, Argentina, Brazilia, Spania, Portugalia, Grecia dar și regimuri religioase ca în Iran.
Al doilea război mondial nu a adus modificări în harta politică a Africii,dar a generat anumite rectificări în dezvoltarea economiei coloniale și a accelerat procesul de destrămare a sructurilor sociale africane obișnuite. De la sfîrșitul anilor 50, a început procesul de răsturnare a regimurilor coloniale.Anul 1960 a intrat în istorie ca „anul Africii”.
Mahatma Gandhi, părintele independenței Indiei și inițiatorul mișcărilor de revoltă neviolente, la începutul celui de-al doilea război mondial, cheamă populația să nu susțină Marea Britanie, dacă aceasta nu garantează independența Indiei. Guvernul englez reacționează cu arestarea lui, împreună cu alți 60.000 de oponenți, și nu este eliberat decât după doi an de detenție. Considerat un fel de sfânt și un conducător politic, Gandhi obține retragerea britanică și independența Indiei la 15 august 1947.Gandhi asistă cu durere la diviziunea subcontinentului indian în două state, India și Pakistan, care consfințește separarea între hinduiști și musulmani și care culminează la sfârșitul anului 1947 cu un război civil, ce a costat viața a peste un milion de oameni și a pus pe drumuri șase milioane de refugiați.
În SUA, discriminarea rasială constituia încă o problemă. Martin Luther King , un pastor baptist nord-american, activist politic, cunoscut mai ales ca luptător pentru drepturile civile ale persoanelor de culoare din Statele Unite ale Americii.A organizat și a condus marșuri în favoarea dreptului la vot, pentru desegregare rasială și alte drepturi civice elementare pentru cetățenii de culoare nord-americani. Cele mai multe astfel de legi, și anume Civil Rights Act, Voting Rights Act, au fost promulgate sub președinția lui Lyndon B. Johnson.
În timpul unui marș pentru libertate (28 august 1963) a pronunțat unul dintre cele mai celebre discursuri:I have a dream (Am un vis).Martin Luther King a fost cel mai tânăr laureat al premiului Nobel pentru Pace în 1964 pentru lupta împotriva segregației rasiale și discriminării rasiale. A depus eforturi în lupta împotriva sărăciei precum și a opririi războiului din Vietnam.
SUA și URSS s-au confruntat și printr-o cursă spațială o competiție pentru supremație în explorarea spațiului cosmic.
URSS a trimis Sputnik 1, primul obiect creat de om care a ajuns pe orbita Pământului la 4 octombrie 1957, în cadrul Programului spațial Sputnik desfășurat de Uniunea Sovietică și înaprilie 1961, l-au trimis pe cosmonautul sovietic, Iuri Gagarin, fiind primul om care a ajuns în spațiul cosmic.
Dar SUA s-a aflat cu un pas în față. Au trimis echipajul Apollo 11 pe Lună. Dacǎ acum 4 milioane de ani, Lucy era unul dintre primii indivizi umani care pǎșeau pe Pǎmânt, pe data 20 iulie 1969, astronautul american Neil Armstrong a fost primul om care a pășit pe Lună. Cu ocazia coborârii pe suprafața Lunii, Armstrong a rostit "Un pas mic pentru om, un salt uriaș pentru omenire", citat devenit ulterior celebru. La aselenizare a participat și astronautul Buzz Aldrin. Evenimentul a fost urmărit de milioane de oameni din întreaga lume. 
În anii 70, SUA a lansat două misiuni spațiale Voyager, iar în 1990, a lansat telescopul Hubble. În 1998, s-a lansat Stația Spațială Internațională.
Războiul Rece s-a încheiat odată cu prăbușirea regimurilor comuniste din Europa Centrală și de Est, urmată doi ani mai târziu și de destrămarea Uniunii Sovietice. Zidul Berlinului , un simbol al Războiului Rece, a fost demolat în săptămânile de după 9 noiembrie 1989.
Lumea care a rămas este dominată de o singură superputere, SUA. Această situație este de regulă descrisă drept hegemonie globală a SUA într-o lume unipolară, deși unii autori consideră că lumea actuală este multipolară.

### Spre viitor: Globalizarea

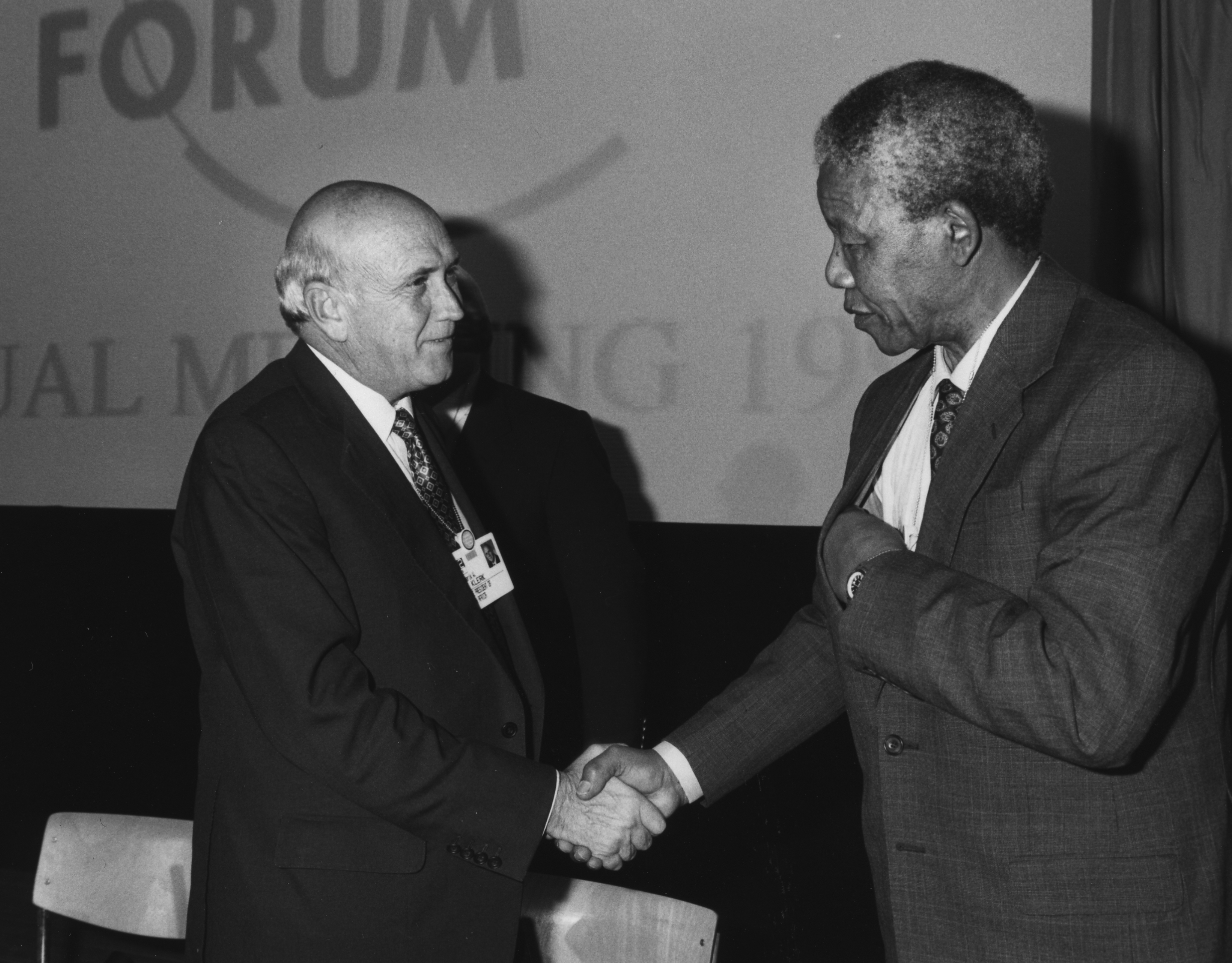
Mandela si Frederik de Klerk

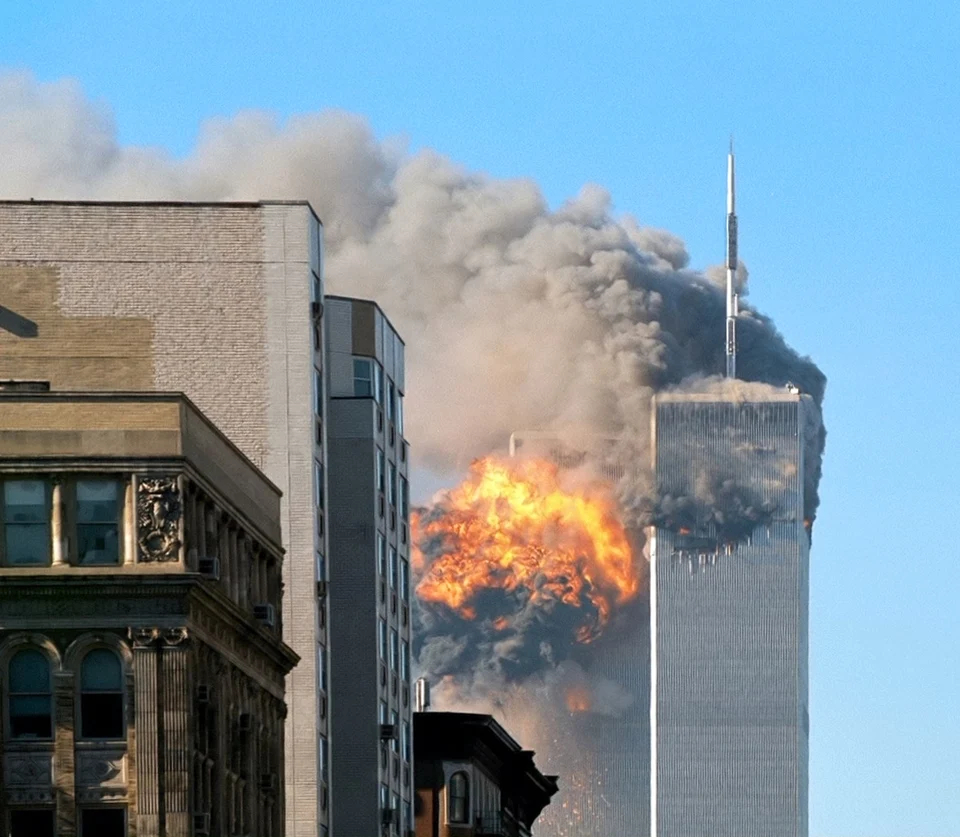
9/11

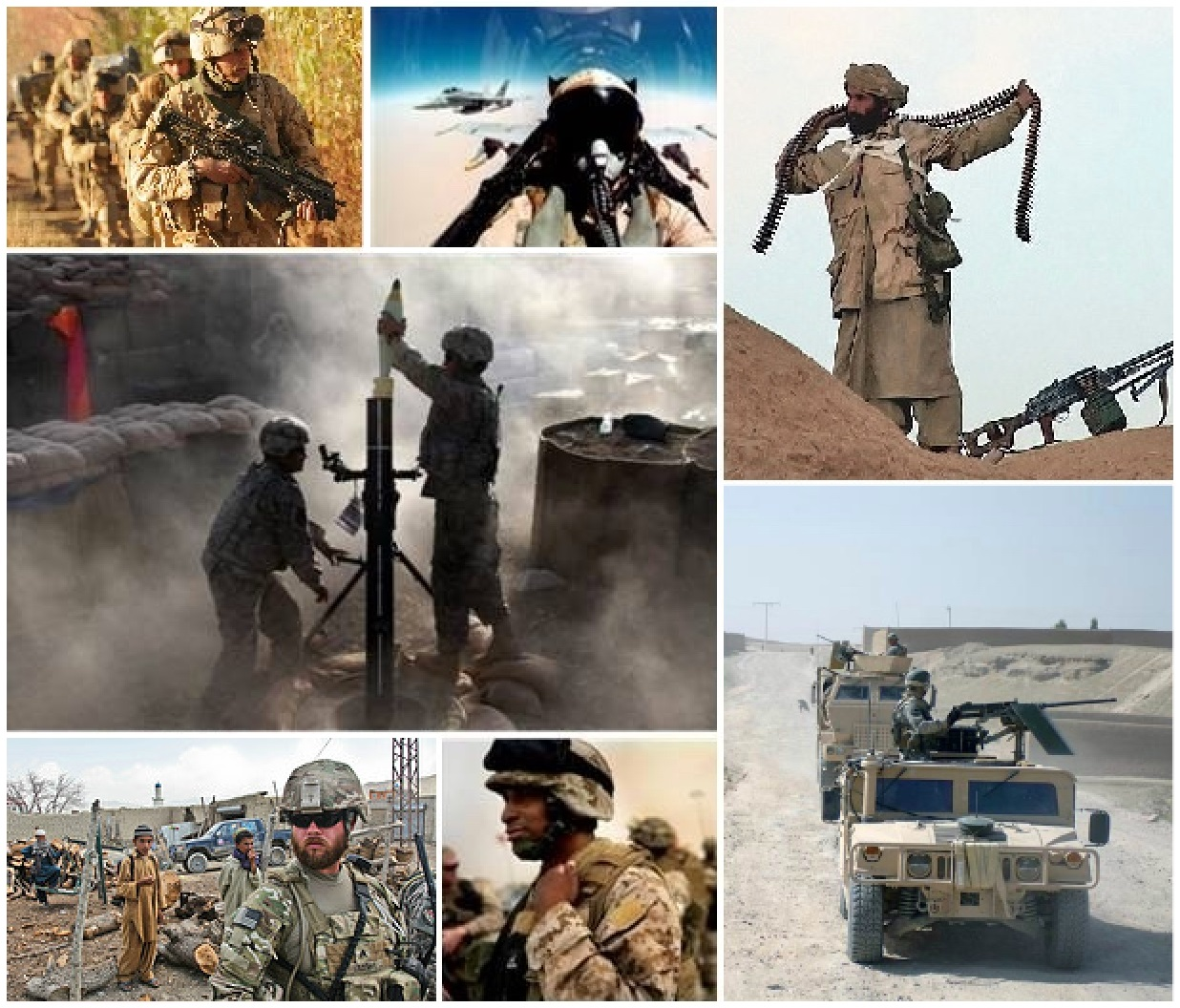
Afghanistan

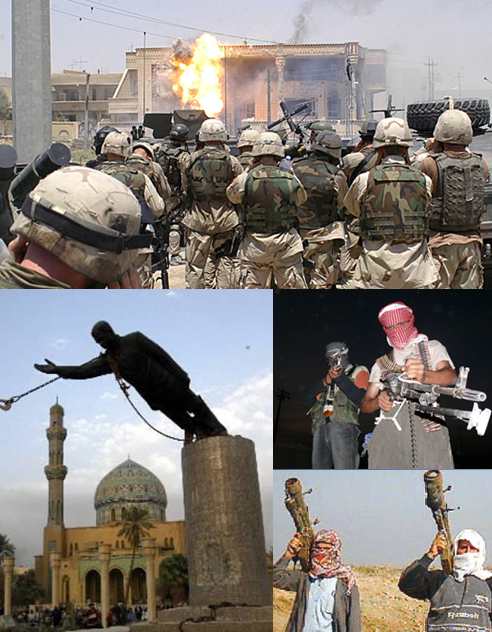
Iraq

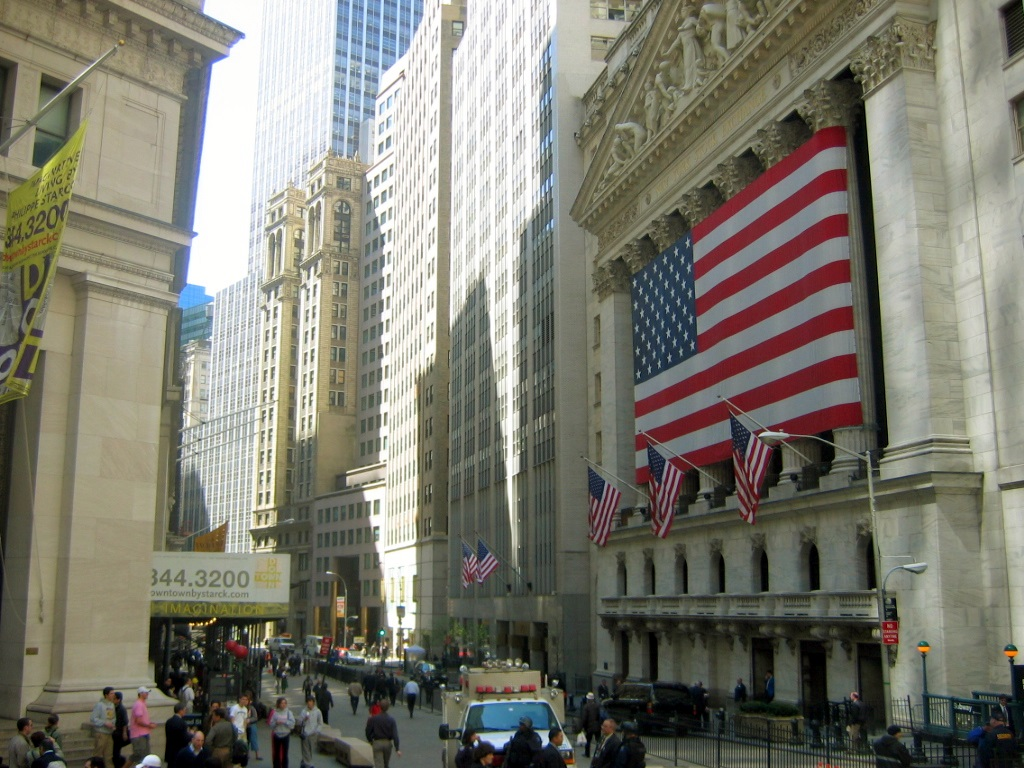
Wall Street

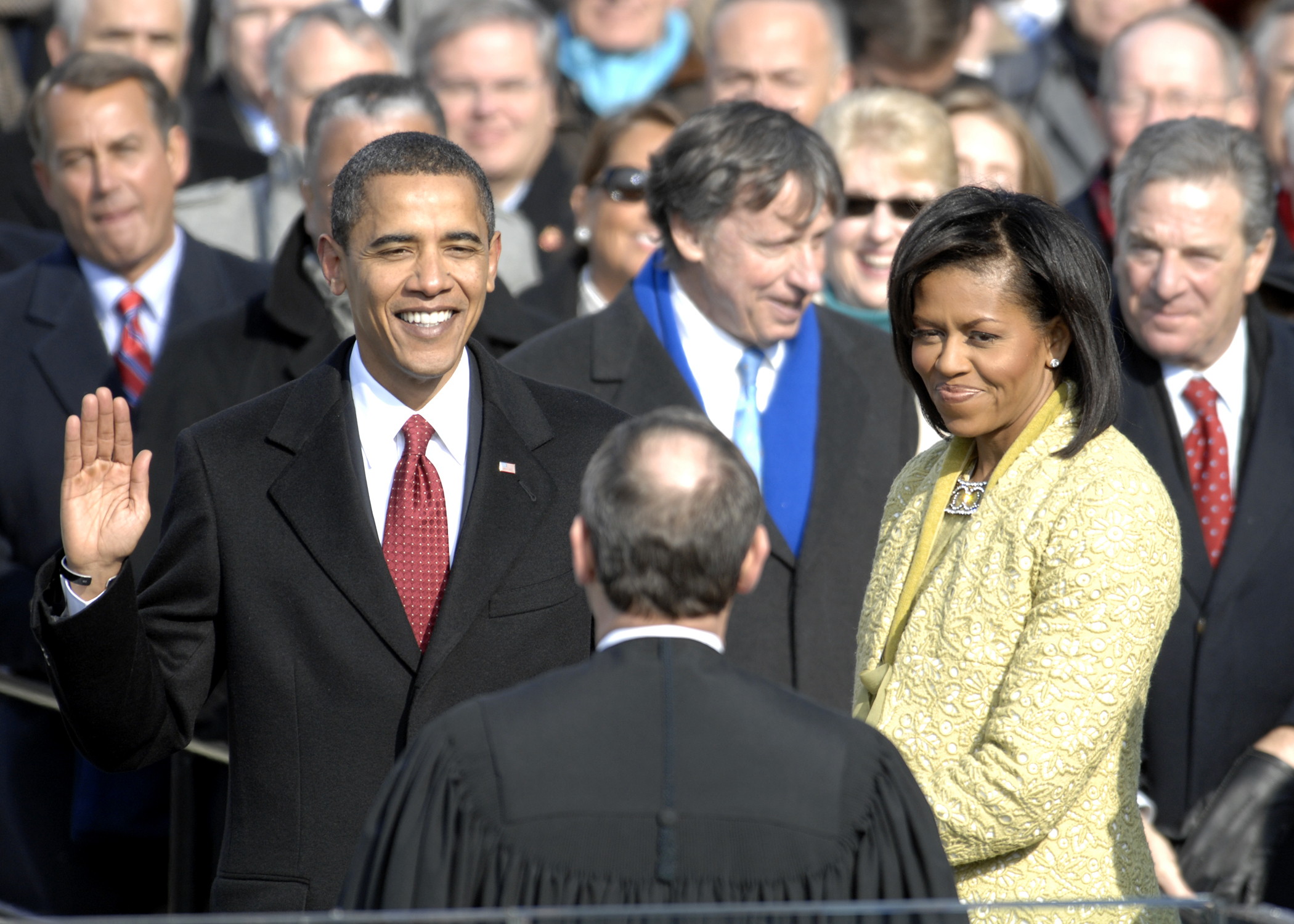
Barack Obama

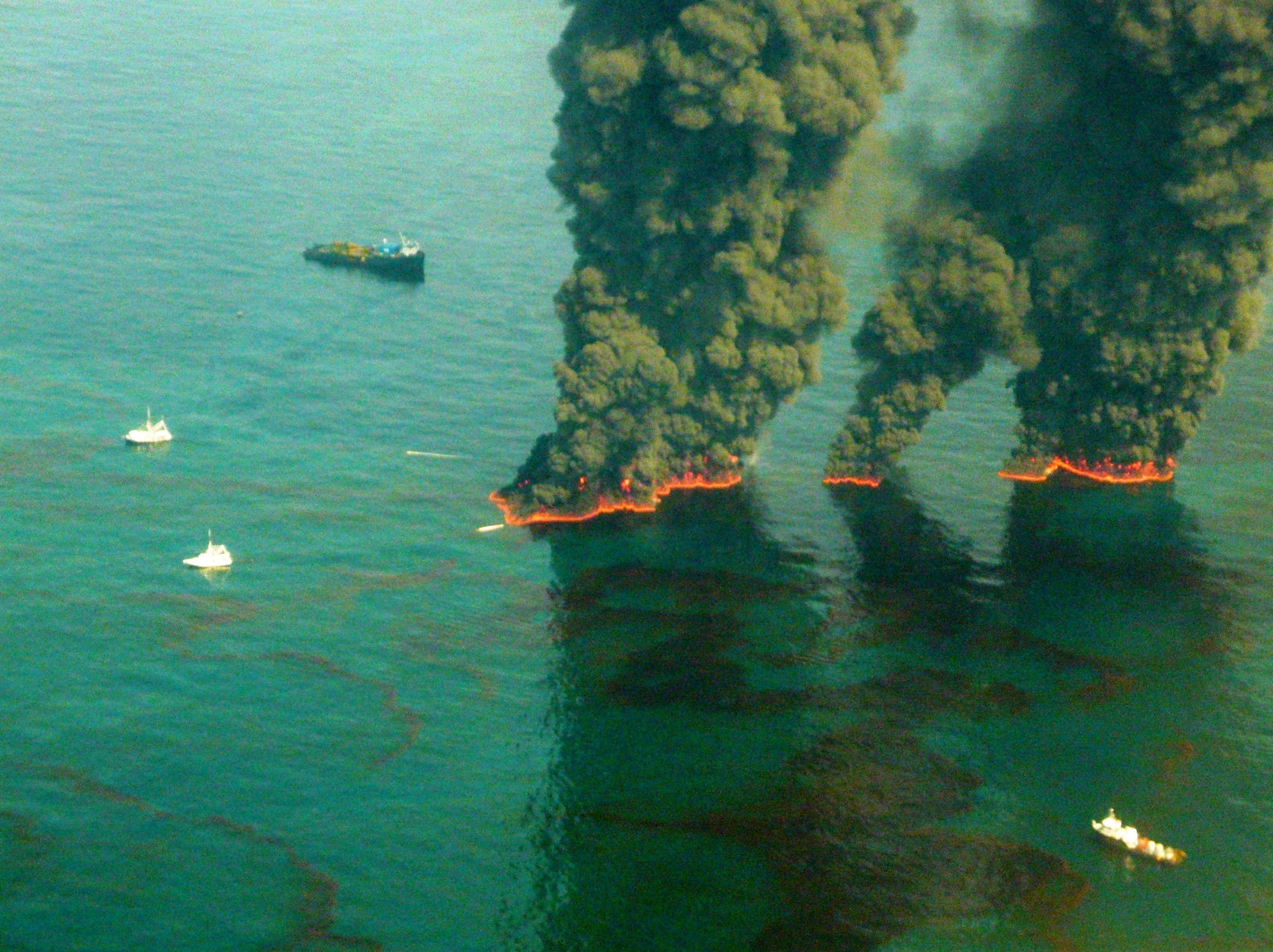
Dezastrul petrolier

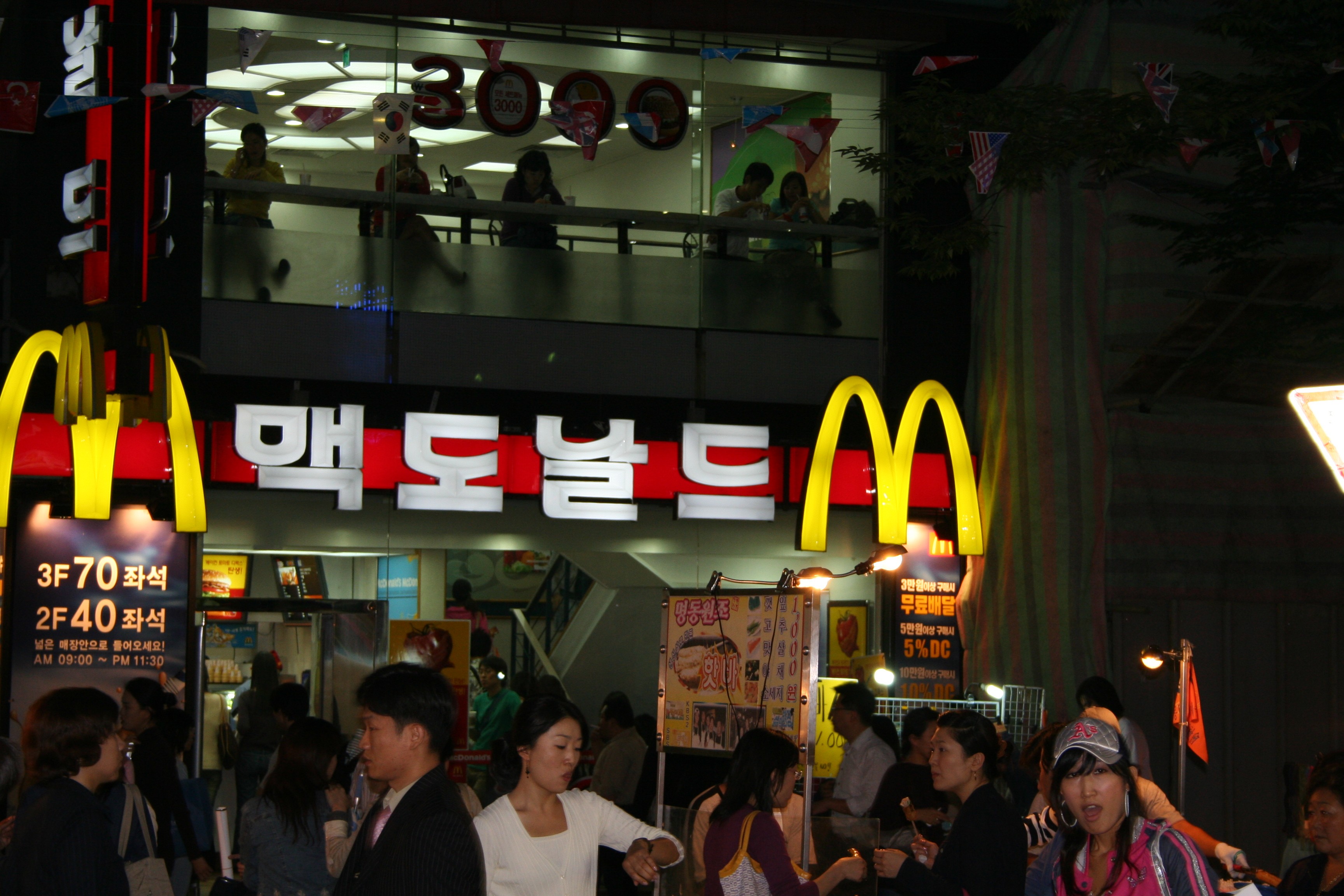
McDonalds

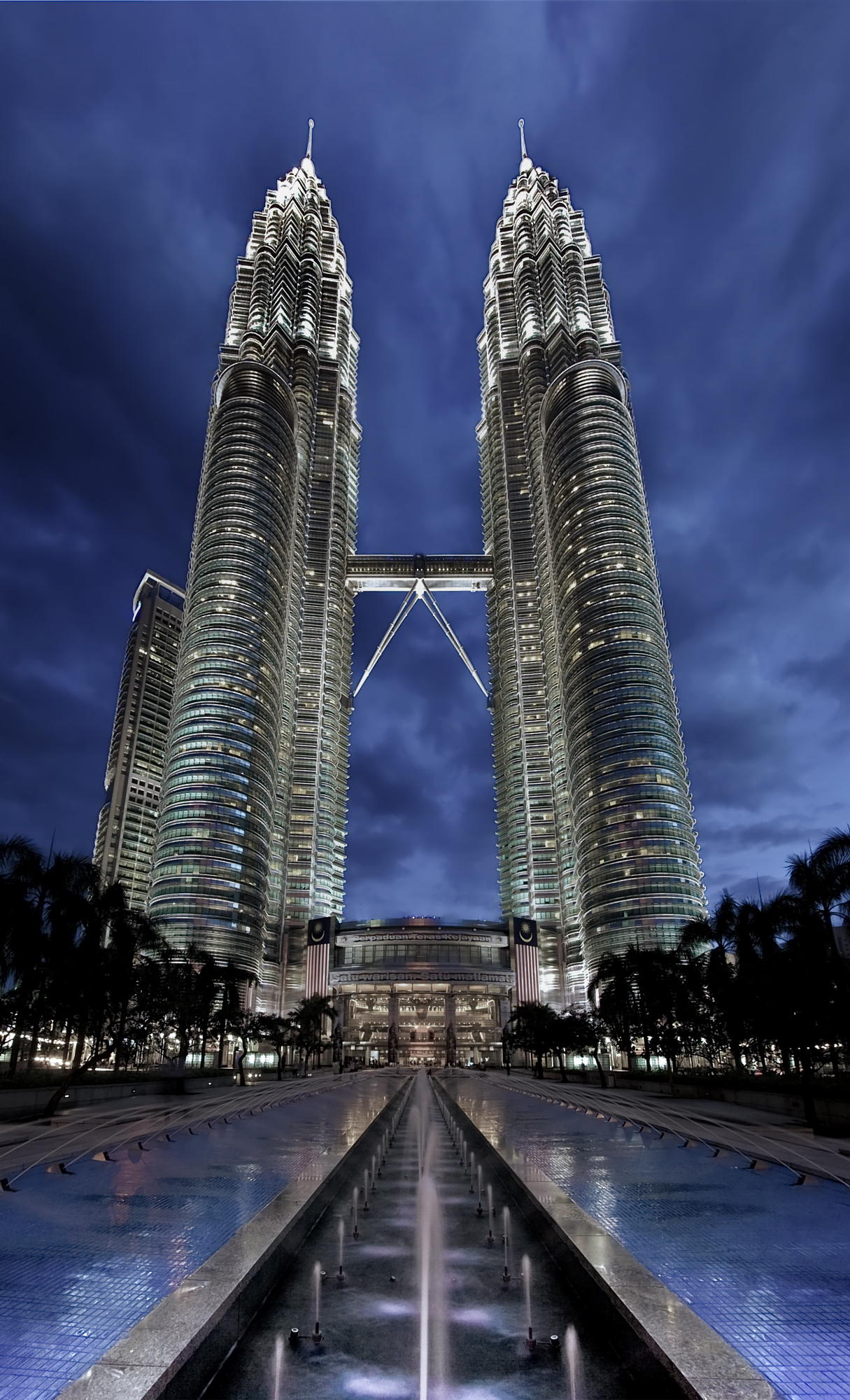
Petronas

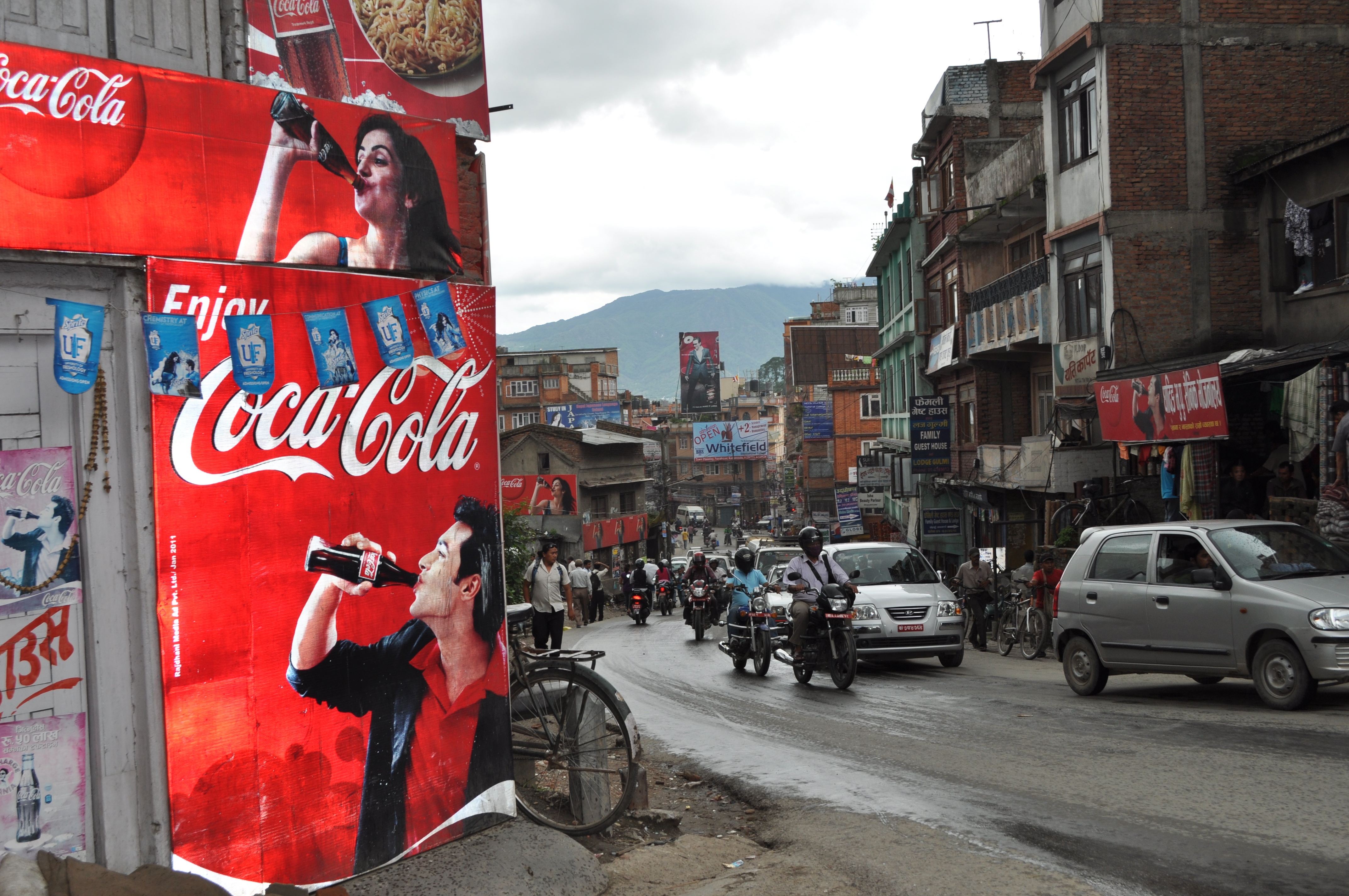
Coca Cola

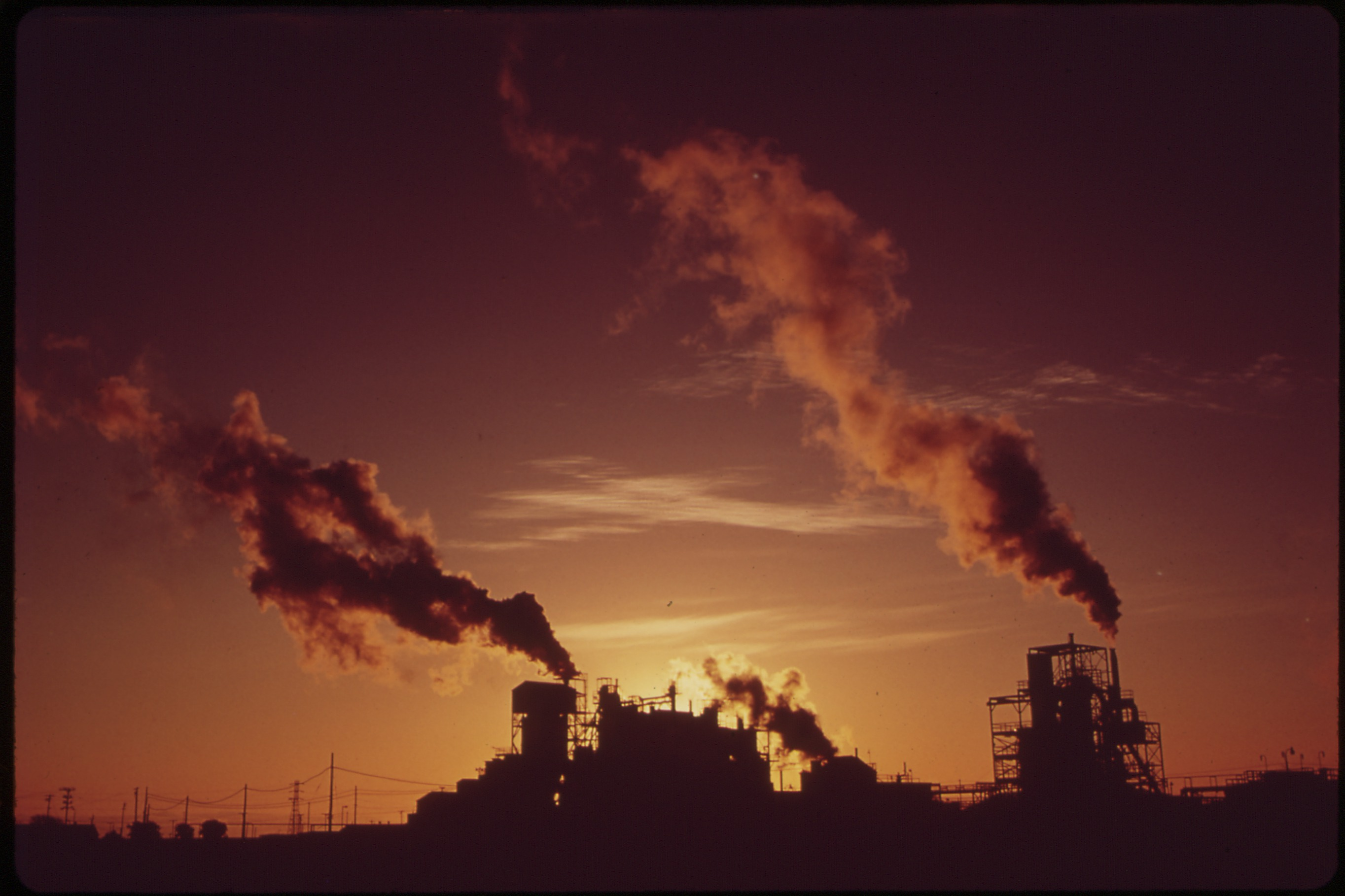
Poluare

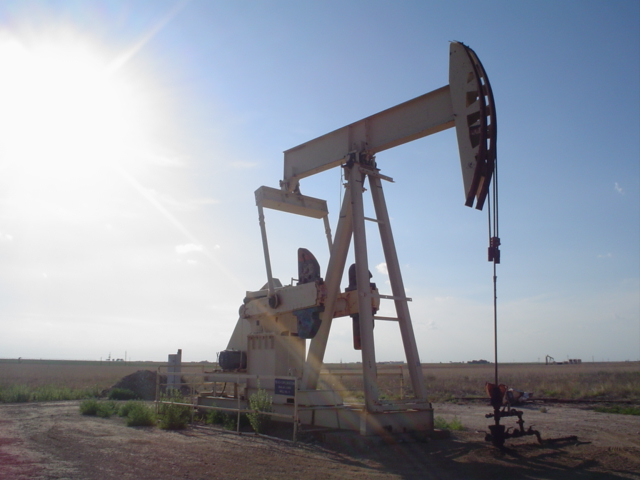
Oil well

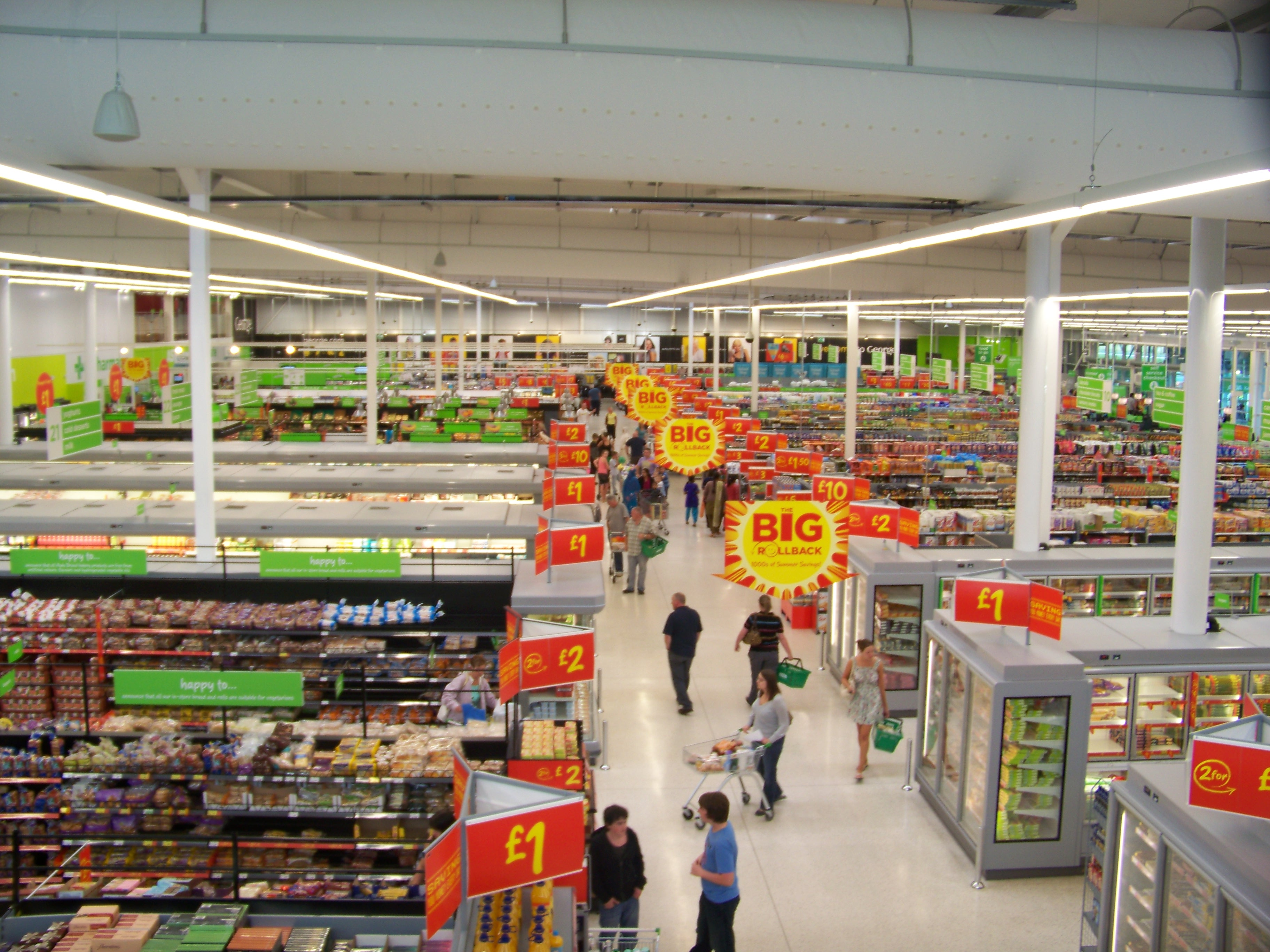
Supermarket

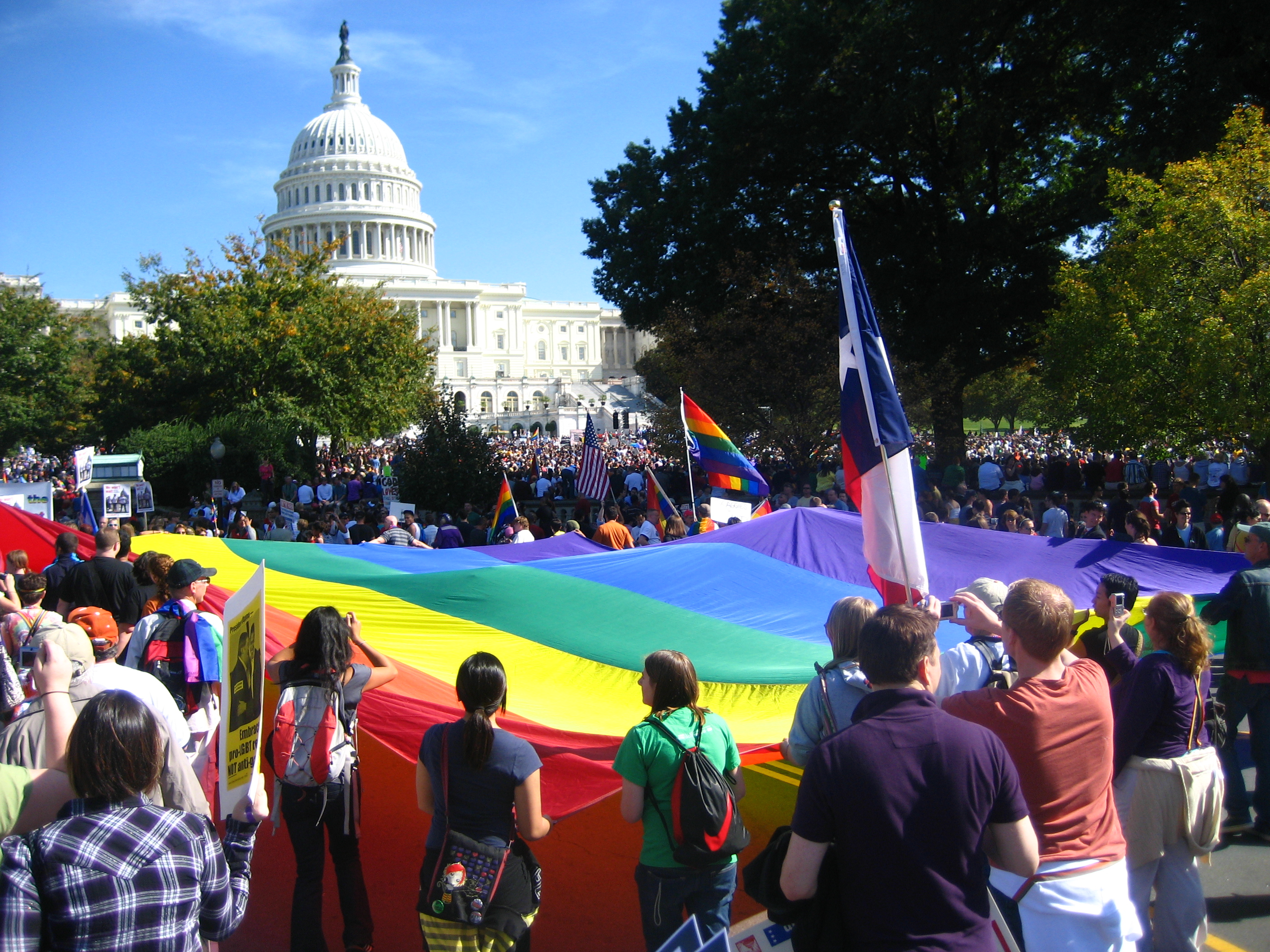
National Equality March

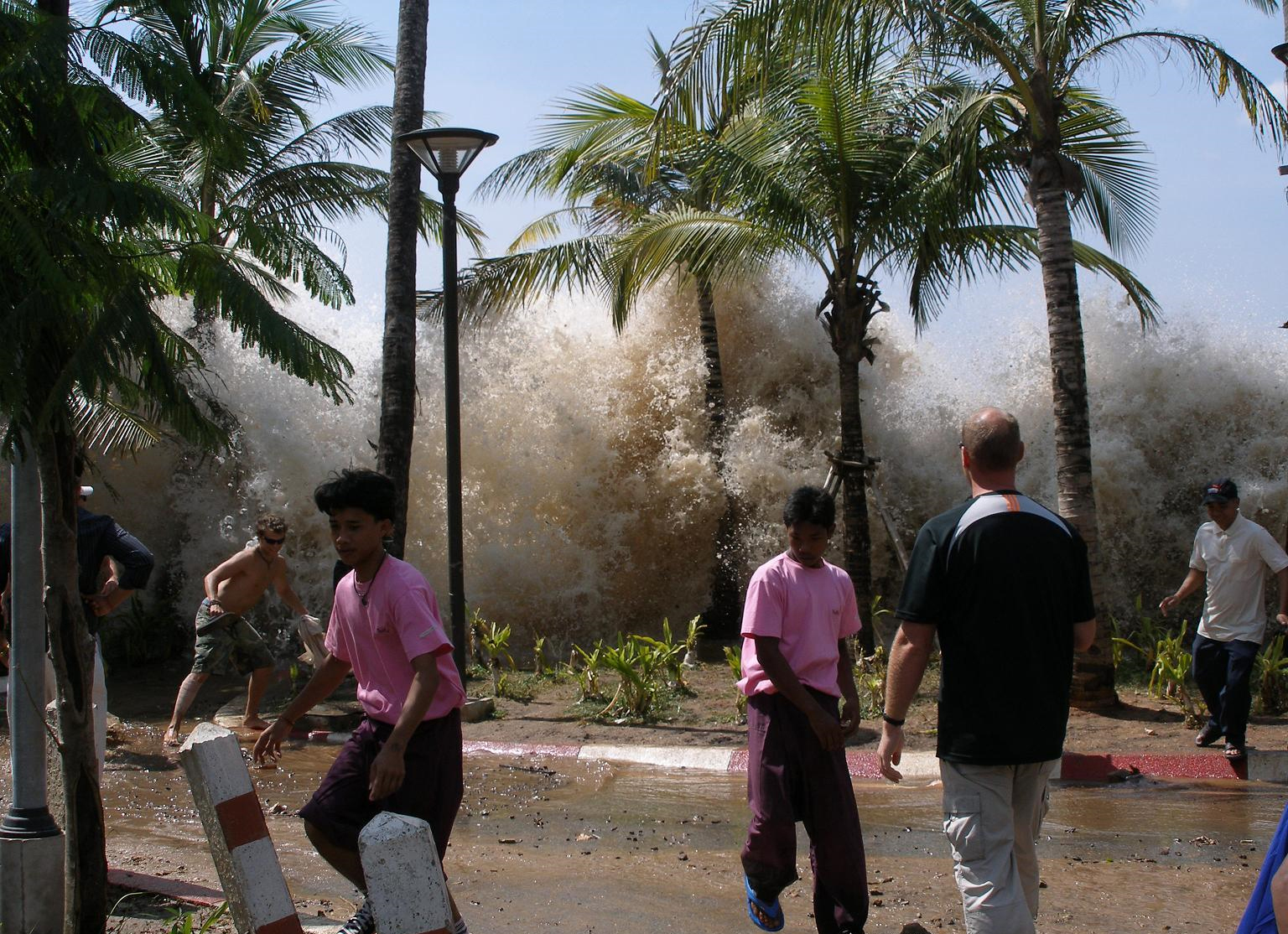
Tsunami

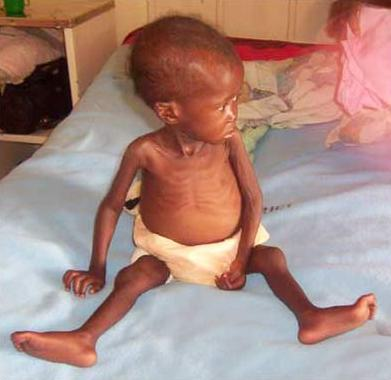
Malnutritie

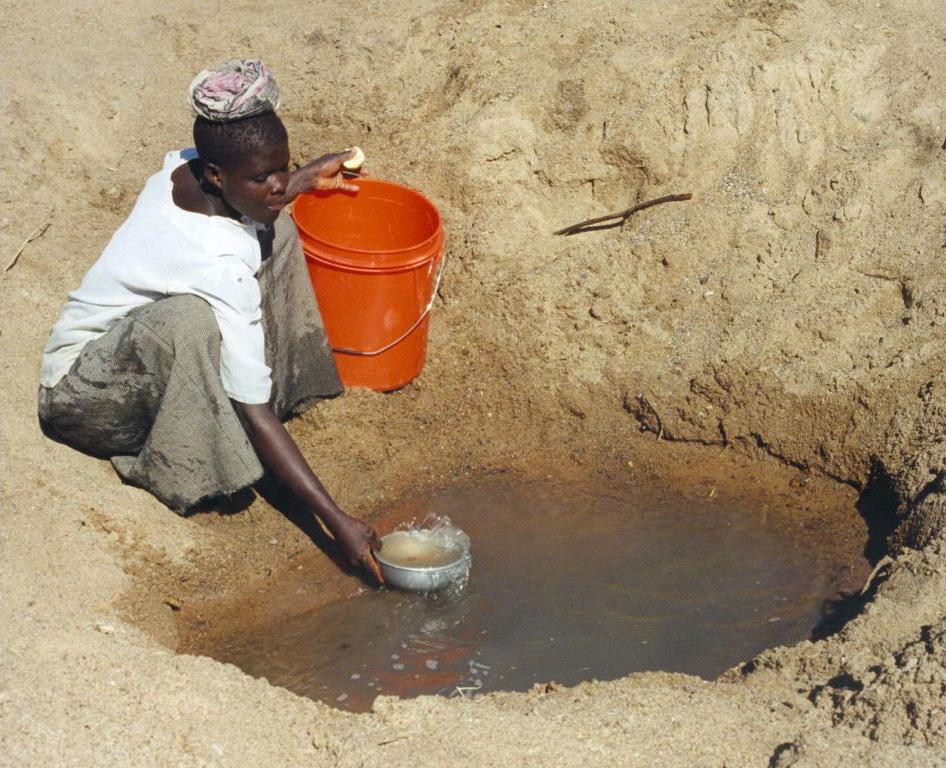

În anii 1980, relațiile amicale dintre președintele SUA, Ronald Reagan și liderul sovietic Mihail Gorbaciov au contribuit la reducerea tensiunilor. Până în 1987, cei doi au convenit să renunțe la rachetele cu rază medie de acțiune. În 1989, Gorbaciov a permis alegerea unor guverne democratice în statele est-europene. În 1991, URSS s-a fragmentat în 15 republici. Statele că Ungaria, Polonia și Cehia au aderat la NATO și ulterior la Uniunea Europeană, o uniune economică și politică, dezvoltată în Europa. Originile Uniunii Europene se trag de la Comunitatea Europeană a Cărbunelui și Oțelului (CECO) și din Comunitatea Economică Europeană (CEE), formată din șase state în 1958. Azi este compusă din 28 state, multe dintre ele au adoptat moneda euro. S-au format grupuri de cooperare economică în Asia ca APEC sau ASEAN. În SUA s-a format NAFTA, un acord intre Mexic-SUA-Canada. G8 este un grup alcǎtuit din state dezvoltate care se reunesc pentru a monitoriza starea economiei globale.
Odată cu încheierea competiției dintre sistemele ideologice, după anii 1990, a început deschiderea implicată a unor piețe noi și internaționalizarea lumii economice, ce a căpătat o nouă însușire: petele financiare de produse și servicii din întreagă lume devin interpendente. Cantități uriașe de capital sunt transferate neîncetat în câteva secunde de la un stat la altul sau de pe un continent pe altul. Conglomeratele transnaționale își coordonează activitățile în lume și aleg cele mai avantajoase propuneri de producție și distribuție. Cererea și ofertă sunt coordonate la nivel global, iar piață fixează prețul. Prin acest proces, lumea a devenit o piață. Națiunile se află într-o competiție locală dură pentru forță de muncă și pentru avantajele capitalului mobil. Statele atrag investitori și capital uman în țara prin micșorarea taxelor și crearea de avantaje în schema economică de bază. PIB-ul a crescut de cinci ori din anii '60. Din anii '90, comerțul global a crescut rapid și continuu, iar investitile externe au sporit neîncetat mai ales în țările industrializate, dar și în cele în curs de dezvoltare. Pentru că forță de muncă este ieftină în țările sărace, națiunile sunt integrate în sistemul de producție globală al companiilor transnaționale. În statele nou industrializate că China, India, Brazilia sau Africa de Sud, deschiderea piețelor a dus la rațe de creștere înalte și la efecte pozitive pe piață muncii în piețele mai sărace. 
Anii '90 nu s-au remarcat doar prin boom economic, ci și prin conflicte: Războiul din Golf sau Războiul din Iugoslavia. În Africa de Sud, în 1989, F.W. de Klerk devenise președinte și a încercat să ia măsuri pentru înlăturarea apartheidului. Nelson Mandela, care a fost închis în 1962, a fost eliberat în 1990. După alegerile din 1994, a devenit primul președinte de culoare al Africii de Sud. 
Multe țări din Africa care au traversat războaie civile se confruntă cu foametea, dar au stârnit și genociduri în masă că în Rwanda. 
Terorismul, încă din Războiul Rece, a devenit o problemă gravă cu care se confruntă omenirea. Grupuri naționaliste și extremiste că ETA sau IRA ori grupările fundamentaliste din țările arabe încă provoacă victime. 
În 2001, Al-Qaeda a lansat atacuri devastatoare asupra SUA. La 11 septembrie 2001, membri ai grupului Al-Qaeda au deturnat avioane în SUA, două dintre ele lovind turnurile gemene de la World Trade Center, al treilea lovind Pentagonul și al patrulea s-a prăbușit. În 2005, au comis atacuri cu bombă sinucigașă la Londra. 
În octombrie 2001, o coaliție condusă de SUA a invadat Afghanistanul pentru a-l captură pe Osama ben Laden-autorul atentatelor, dar nu au putut decât să înlăture regimul taliban. Ben Laden a fost ucis 10 ani mai târziu de către trupe americane de elită trimise într-o misiune secretă. SUA și țările membre NATO se află de atunci într-un lung război contra terorismului.
Proliferarea nucleară reprezintă încă un pericol pentru omenire chiar dacă războiul rece s-a sfârșit: în India, Pakistan și în Coreea de Nord s-au produs arme nucleare și se presupune că și Iranul produce arme nucleare ceea ce a dus deseori la sancționarea sa. 

Orientul Mijlociu este cuprins de conflicte: în 1990, Irakul condus de dictatorul Saddam Hussein a invadat Kuweitul pentru a avea o deschidere largă la mare. Atunci, o forță multinațională condusă de SUA au respins trupele irakiene, fără ca acestea să incendieze puțurile petrolifere din Kuweit. 
Îngrijorarea stârnită că Irakul producea arme de distrugere în masă a dus la formarea unei coaliții conduse de SUA, care a invadat Irakul în 2003 și a înlăturat regimul militar al lui Saddam. Armele n-au fost găsite, iar invazia a dus la apariția insurgentei. 
Conflictele dintre Israel și grupările palestiniene care nu-l recunosc continuă. 
În 2011, că urmare a nemulțumirilor sociale și economice, a izbucnit "Primăvară Arabă"-un văl de proteste și evoluții ce au cuprins Tunisia, Egiptul, Libia, Yemen și Siria. În Tunisia, Egipt și Yemen, dictatorii au demisionat, pe când în Libia, însuși dictatorul Muammar al-Gaddafi a fost ucis de populație. În Siria, Războiul Civil continuă la oră actuală, de pe urmă căruia a rezultat peste 100.000 de victime și a stârnit tensiuni și negocieri diplomatice dintre SUA care dorea să intervină și Rusia, care sprijină regimul dictatorial al lui Bashar al-Assad ce a utilizat arme chimice împotriva rebelilor. Există teamă că înlăturarea regimurilor dictatoriale ar putea duce însă la instaurarea unor republici islamice că în Iran. 
ONU luptă să garanteze libertățile civile și să activeze pentru pace la scară globală. Trupele ONU au asigurat ajutorul umanitar și securitatea în zonele de conflict. 
În China, după incidentele din piață Tiananmen și deschiderea pe piață liberă, economia s-a dezvoltat rapid, China ocupând locul 2 la nivel mondial. Dar s-a confruntat și cu o creștere masivă a populației, până în anii 2000 având o populație de peste un miliard de locuitori. S-au remarcat și alți "tigrii asiatici": Coreea de Sud, Hong Kong, Taiwan, Japonia, Malaysia, Thailanda, Singapore au cunoscut o evoluție economică remarcabilă.
Din 2008 când a avut loc crahul de pe Wall-Street, lumea traversează o criză economică. Șomajul în rândul tinerilor a crescut, ajutoarele sociale au fost tăiate, multe guverne europene au impus măsuri de austeritate. Uniunea Europeană trece printr-o criză majoră datorită statelor membre care sunt supraîndatorate. Încrederea în politicieni a scăzut, iar protestele anti-guvernamentale s-au intensificat.
Globalizarea și-a lăsat amprenta și în alte domenii, în cultură și stilul de viață. Mass-media modernă și mobilitatea crescută favorizează globalizarea culturală. Alimentele și bunurile, indiferent de proveniența, pot fi întâlnite oriunde. Starea de hegemonie culturală se traduce prin expresii că "imperialismul Coca-Cola" sau "mcdonaldizarea lumii". Comerțul liber și remodelarea culturilor naționale și regionale sub influența străină au provocat în multe țări mișcări care pledau pentru tradiții și valori proprii.
În ultima jumătate a secolului XX, oamenii și-au dat seamă că Pământul este în pericol, amenințat de poluare și exploatare excesivă. Au început să militeze grupuri și organizații non-guvernamentale ecologiste că Greenpeace pentru conservarea și protejarea mediului. În multe zone oceanice ale lumii se pescuiește excesiv, țevile de eșapament ale mașinilor și fabricilor eliberează în atmosferă gaze toxice, formând ploi acide care ucid plantele și ridicând nivelul dioxidului de carbon ce duce la creșterea temperaturii și la alte schimbări climatice. Smogul a devenit o problemă imensă în marile orașe ale lumii că Shanghai, Sao Paulo sau Los Angeles pentru că provoacă afecțiuni respiratorii.
În anii '70, savanții au descoperit că stratul de ozon, indispensabil ființelor deoarece oprește o parte din radiațiile ultraviolete solare, se subția din cauza utilizării clorofluorcarburilor în refrigerare și spray-uri. Acestea au fost interzise. 
Până în anii '80, guvernele au emis legi de protecție a mediului, s-au luat măsuri pentru reducerea poluării, au fost emise legi pentru încurajarea economisirii resurselor și a reciclării, și au început să apăra produse ecologice nepoluante, dar încă sunt scumpe pentru majoritatea cumpărătorilor și puțin rentabile pentru producători. Agricultura intensiva practicată în masă în țările din lumea a Treia afectează enorm solul.A fost nevoie de dezastre ecologice, că accidentele nucleare din SUA și URSS (Cernobîl) sau Japonia (accidentul nuclear de la Fukushima provocat de un tsunami), exploziile de la uzinele chimice din Italia sau India și [[deversare de petrol |
deversarea petroluluiîî în Golful Mexic, pentru că oamenii să înțeleagă că noile tehnologii pot fi mortale. 
Majoritatea energiei electrice din lume este obținută prin arderea cărbunelui, petrolului și gazelor naturale. Acești combustibili fosili se găsesc în Pământ în cantități limitate. Multe state au pus la punct tehnologii de utilizare a energiilor regenerabile, care folosesc energia apei în mișcare, a luminii solare și a vântului, fiind surse nepoluante, inepuizabile, dar scumpe.
Dezastrele naturale precum cutremure, tsunami-urile, erupțiile vulcanice, uraganele sunt încǎ un pericol pentru civilizația umanǎ.
Populația globală număra în prezent 7 miliarde de oameni.Populatia lumii va ajunge la aproape 9 miliarde de oameni in 2050, iar până la sfârșitul acestui secol vor fi între 12 miliarde de locuitori. Pământul se va confrunta în viitor cu un dezastru imens cauzat de suprapopulare - planeta va fi secătuită de resursele vitale. Pe măsură ce populația umană crește, crește și cererea de apă. Desalinizarea a fost propusă pentru a aborda această problemă. 
Ca soluție, multe țări precum China au adoptat politici ca să încurajeze cetățenii să aibă puțini copii, iar altele ca Marea Britanie au limitat imigrația. Numărul aproximativ de avorturi efectuate la nivel mondial în anul 2003 a fost de 42 de milioane. În occident, creșterea nivelului de trai a dus la menținerea constană a populație europene, dar și la creșterea gradului de îmbătrânire.
Drepturile homosexualilor sunt o problemă politică majoră în multe locuri. Căsătoriile de același sex au fost legalizate în unele state în primele două decenii ale secolului, dar scoasă în afara legii în alte locuri. Luptele politice de legislație pro-sau anti-gay au provocat mult activism în stradă și pe Internet.
Sărăcia rămâne cauza principală a multor probleme globale, inclusiv foamete, boli, și analfabetism în țările din lumea a Treia. Criza Economicǎ globalǎ de asemenea contribui la scǎderea nivelului de trai în occident, mulți tineri privind cu nesiguranțǎ și neîncredere spre viitor. 
SIDA, tuberculoza și malaria ucid peste un milion de oameni anual. HIV rămâne fără un tratament sau vaccin, și este în creștere rapidă în India și o mare parte a continentului african. Rezistența la antibiotice este o preocupare tot mai mare pentru medici care încearcă sǎ caute noi leacuri. Alte boli, cum ar fi SARS, Ebola, precum și variațiile de gripa, sunt, de asemenea, cauze de îngrijorare. Organizația Mondială a Sănătății a avertizat de o posibila pandemie de gripă ca rezultat al mutațiilor de gripă aviară. În 2009, a existat un focar de gripă porcină a căror țară de origine este încă necunoscută.
Conflicte active continuă în întreaga lume, inclusiv războaie civile din Republica Democratică Congo , Cecenia, Coasta de Fildeș, Somalia, Senegal, Columbia, Sudan (în special în Darfur), Afghanistan, Irak, Libia, și Siria. Războiul împotriva terorismului a adus controverse asupra libertăților civile, acuzaților de tortură, continuǎrii atacurilor teroriste și instabilității în curs de desfășurare, violenței, și ocupației militară. Violența continuă în conflictul arabo-israelian. Îngrijorare rămâne cu privire la proliferarea nucleară, în special în Iran și Coreea de Nord, precum și disponibilitatea de arme de distrugere în masă pentru grupuri cu scrupule.
Termenul de "mass-media", inventat în anii 1920, odată cu apariția radioului, a fost determinată în mod direct de tehnologie, cu avansuri mari în tehnici de publicare și de comunicații care să conducă la audiențe și mai mari de atins.
Inițial, aplicatã la dispozitive de comunicare, cum ar fi radio, ziare, reviste și, mass-media cuprinde acum televiziunea, filmele, muzica, cǎrțile , jocurile video, și Internetul.
Globalizarea modernă a rupt barierele bariere politice între națiuni diferite , în scop de a spori independența personală și prosperitatea. Aceasta promovează comerțul liber și eliminarea tarifelor , consolidarea legilor de proprietate intelectuală , o partajare mai deschisǎ de știri și informații , precum și a circulației, implicând călătoriile internaționale , turismul și imigrația.
Globalizarea descrie un proces prin care diverse economii regionale, culturi, limbi, informații, și societăți întregi deveni integrate într-o rețea mai mare, consolidatã. Pǎmântul a devenit astfel un "sat global".

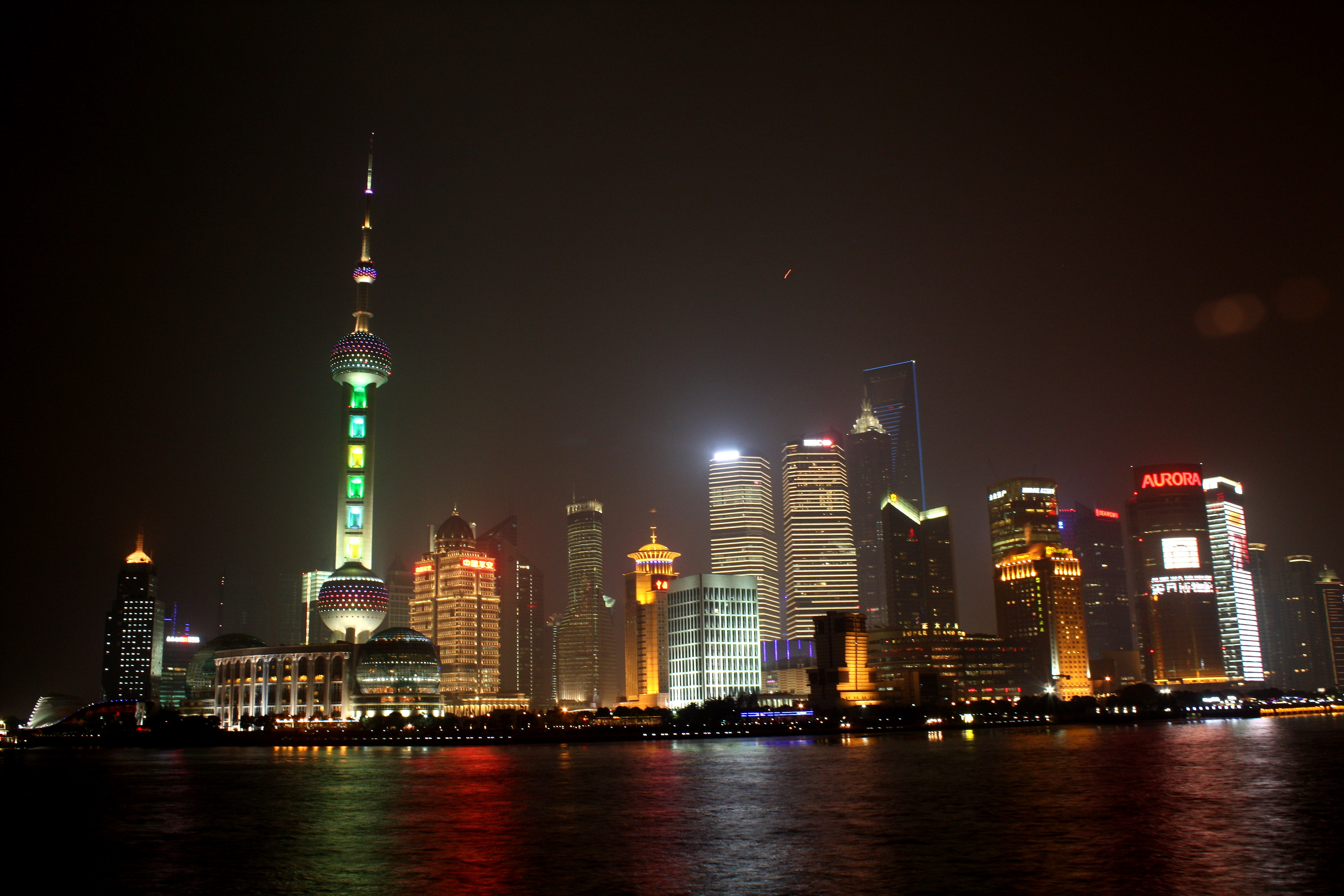
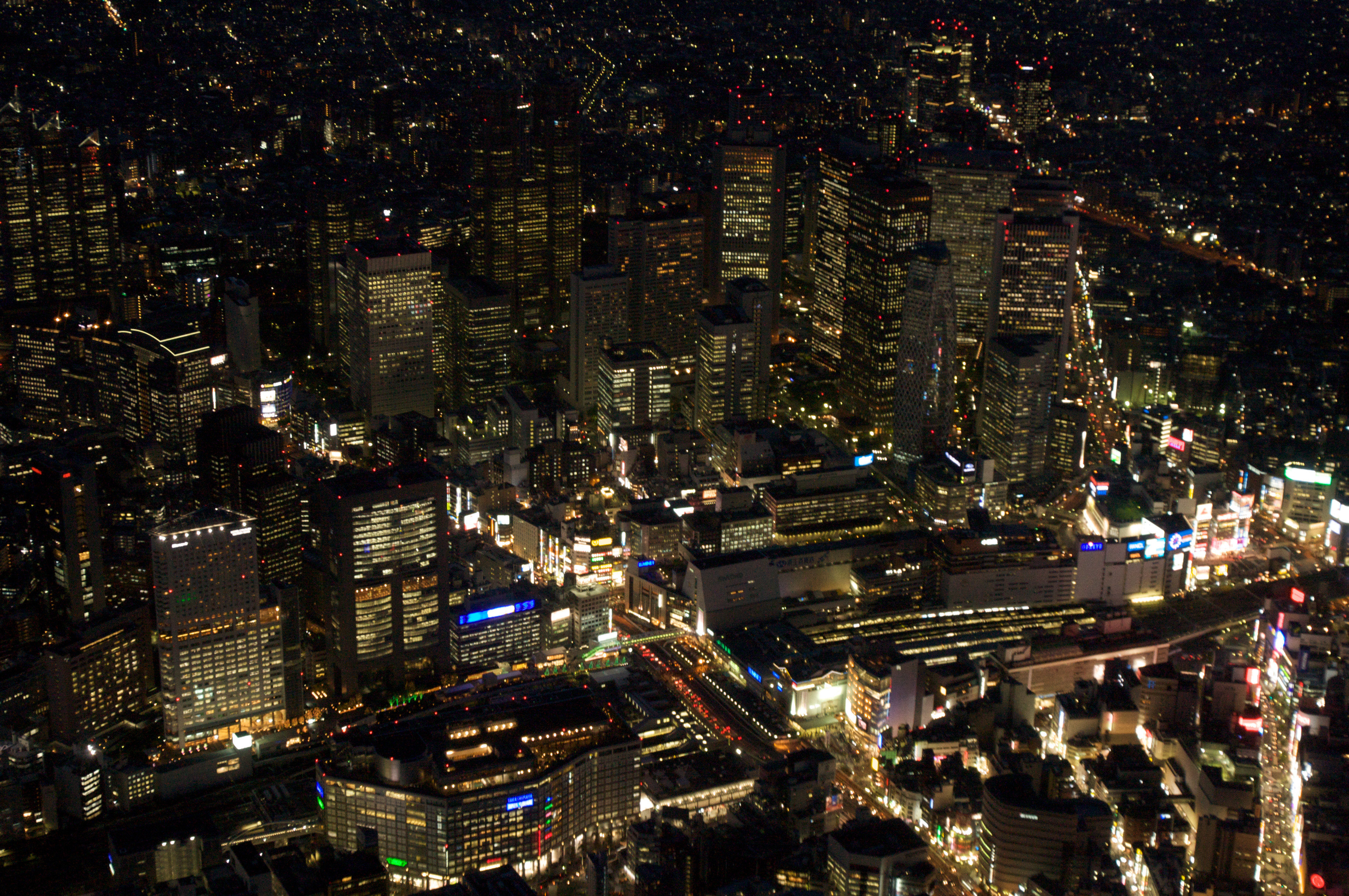
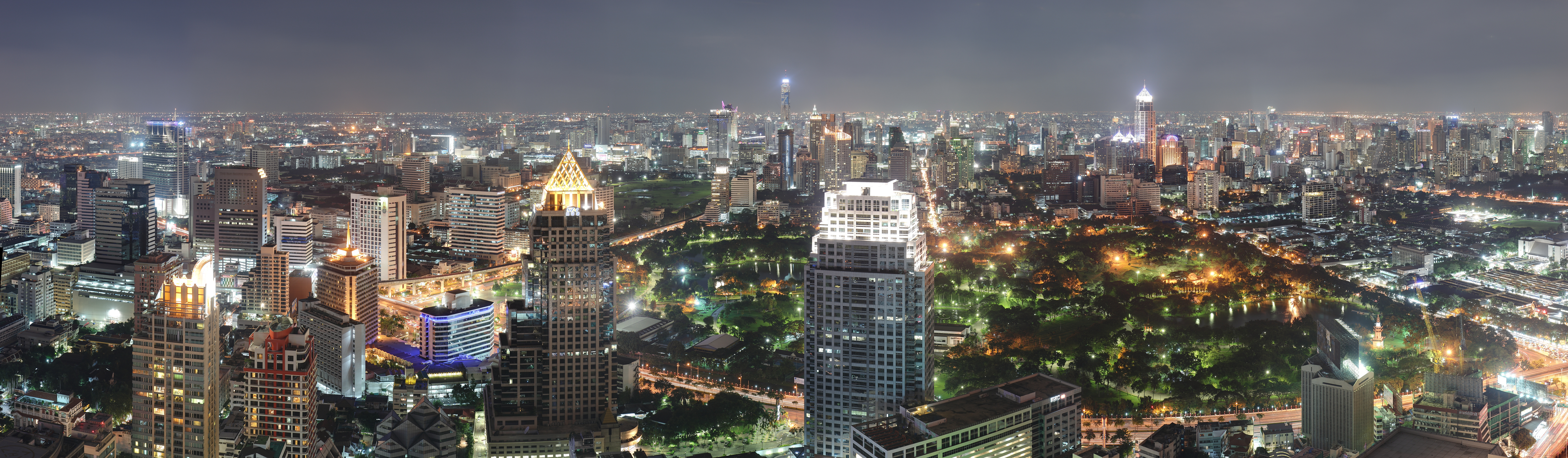
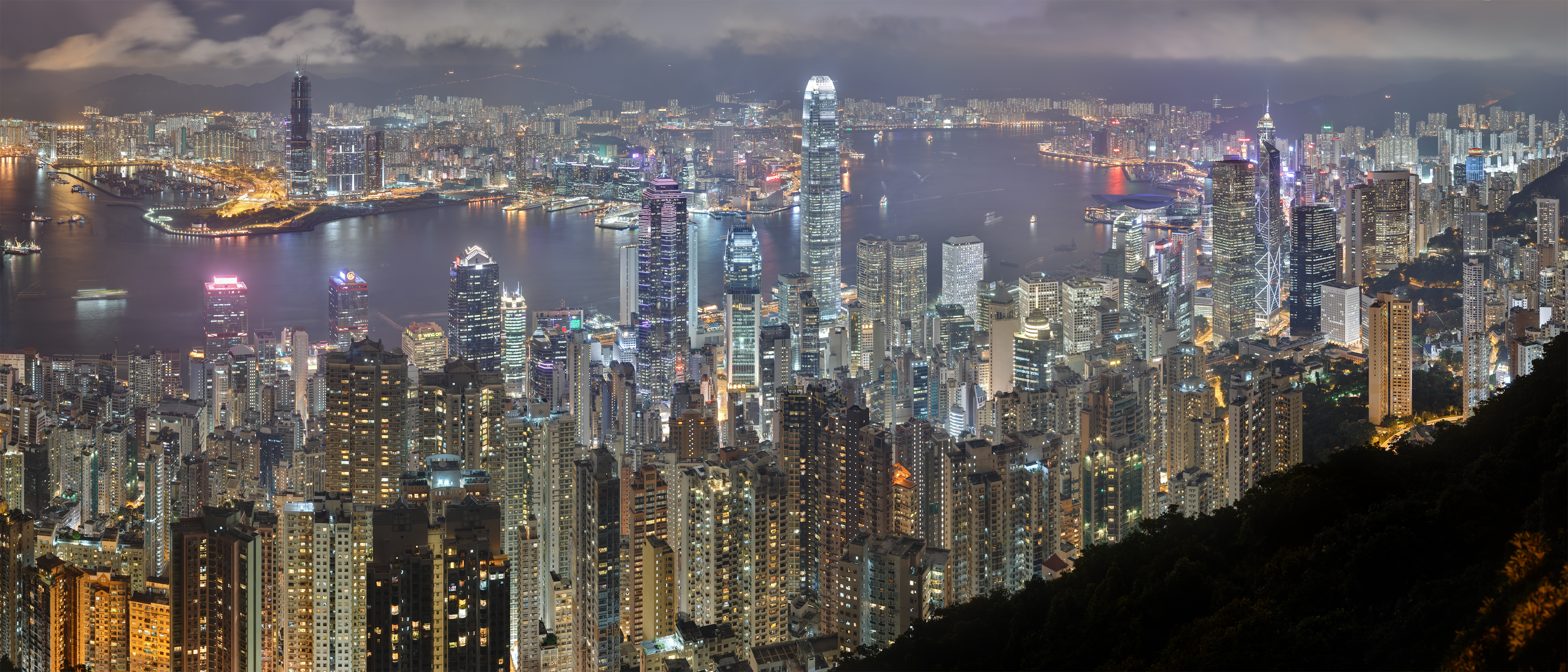
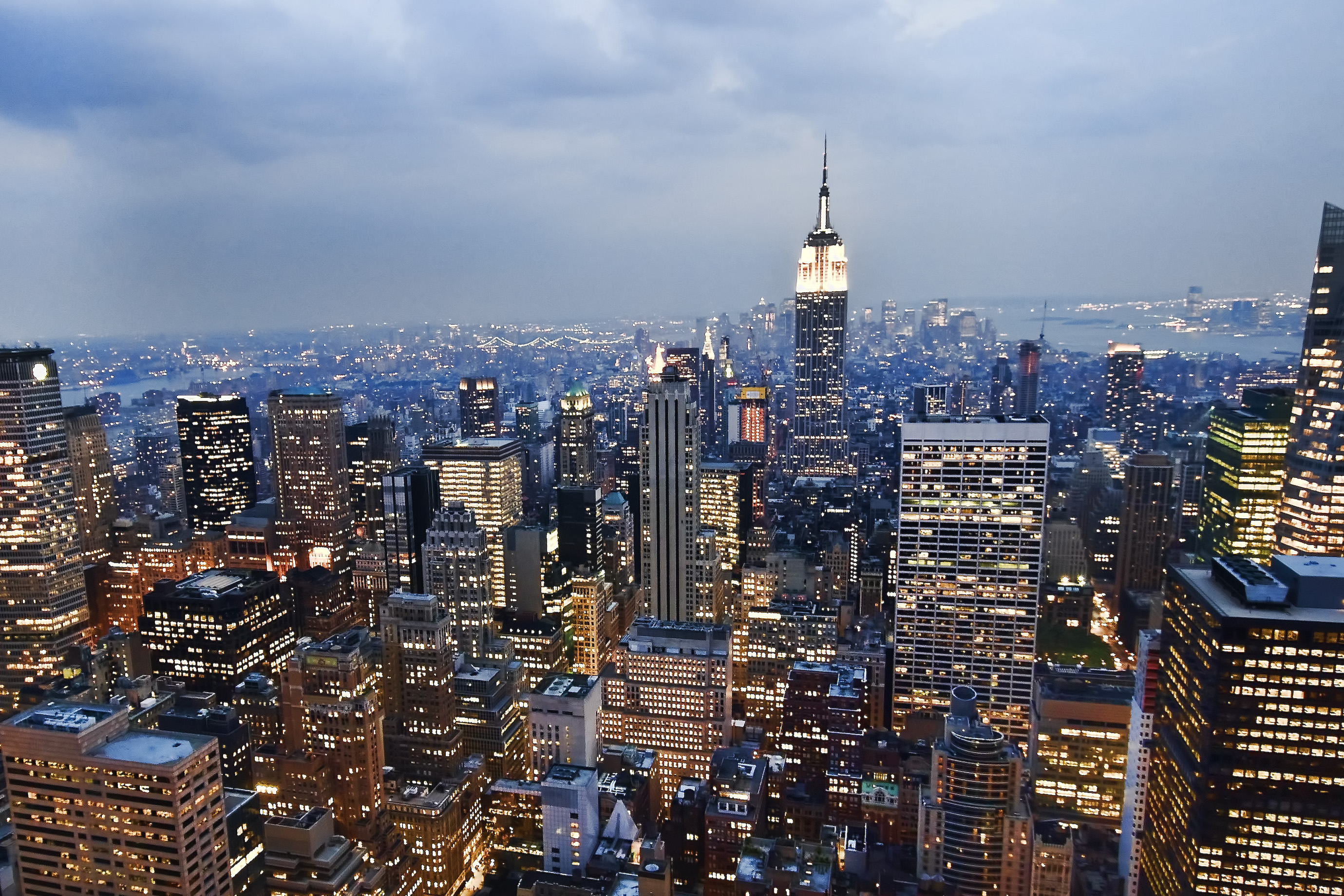
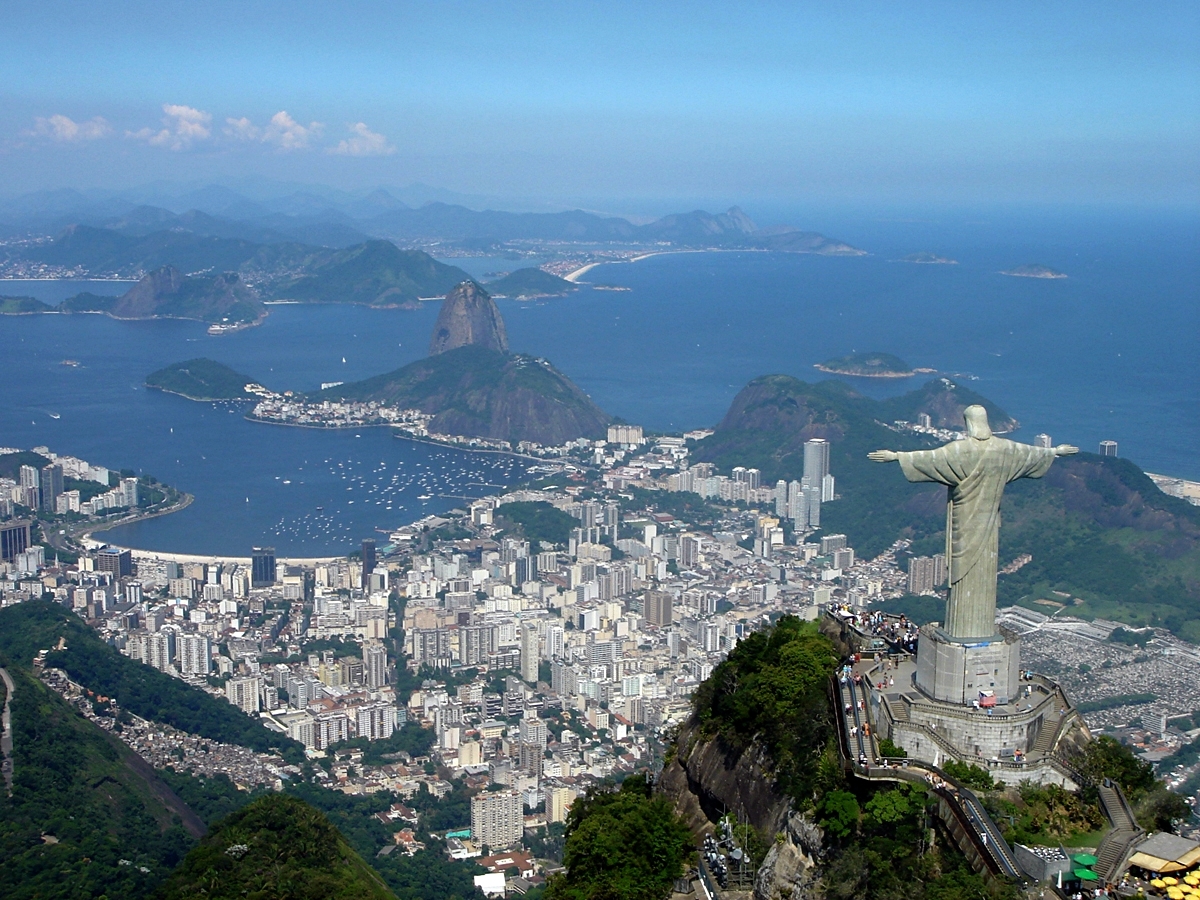
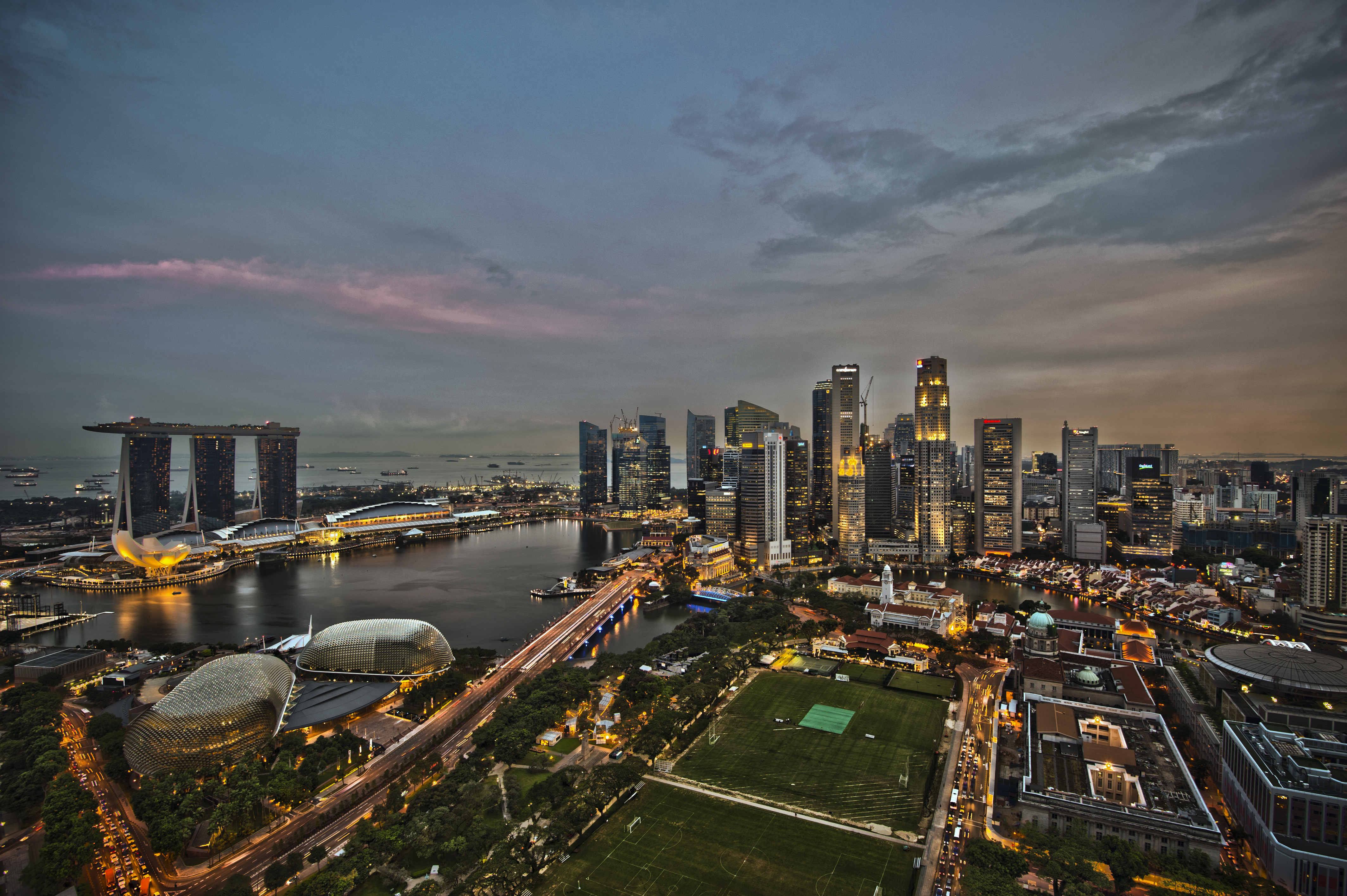

### Epoca Informației

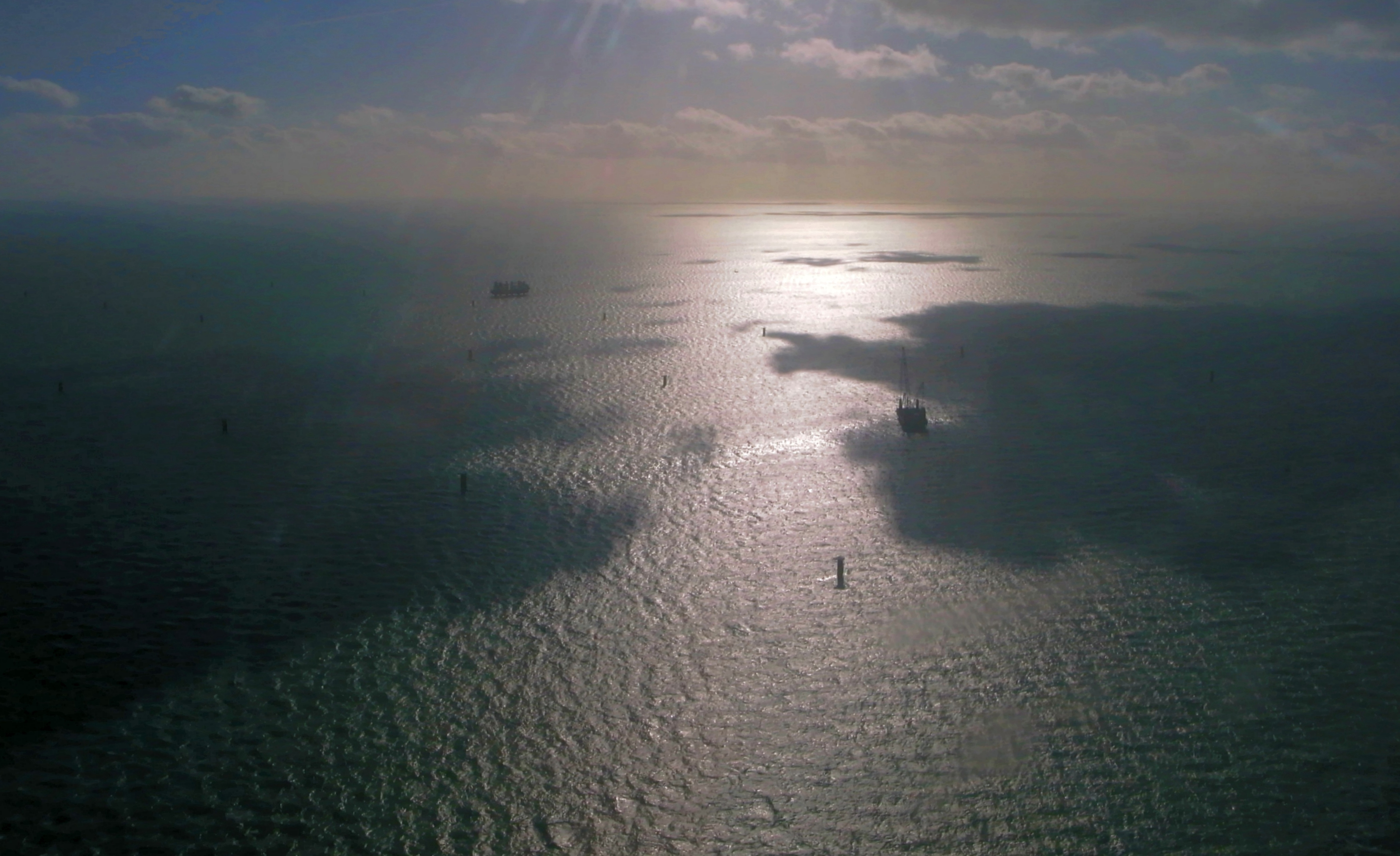
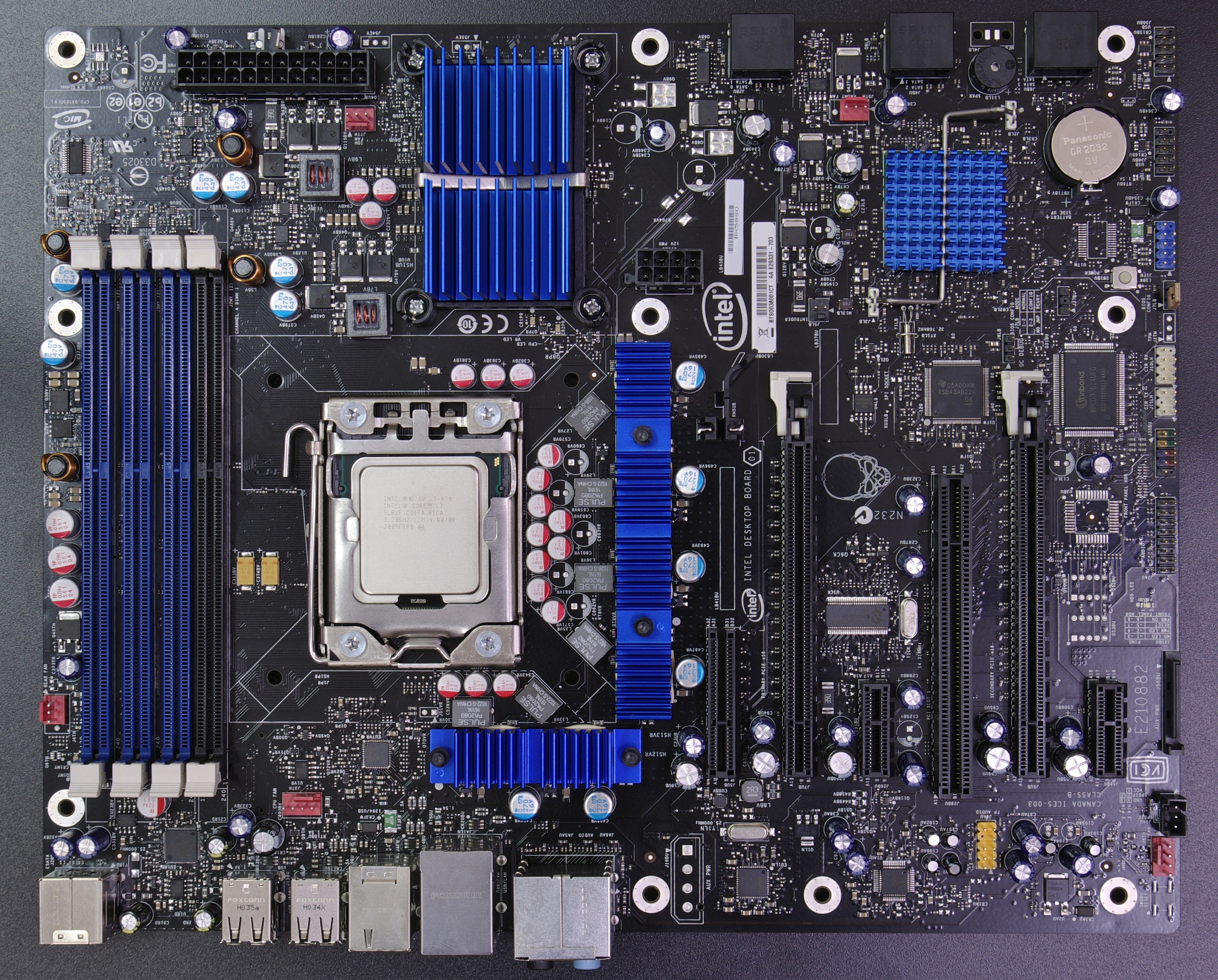
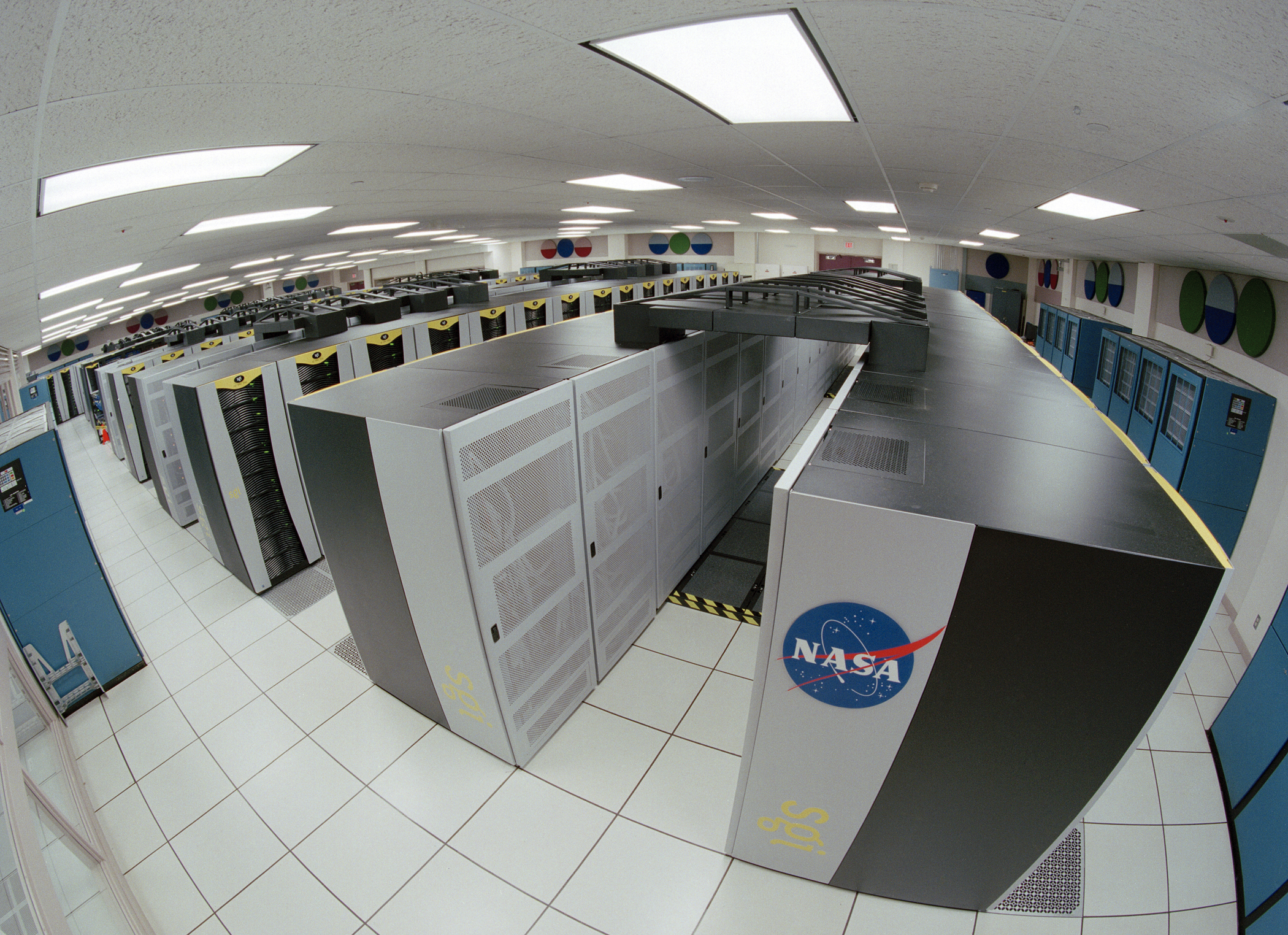
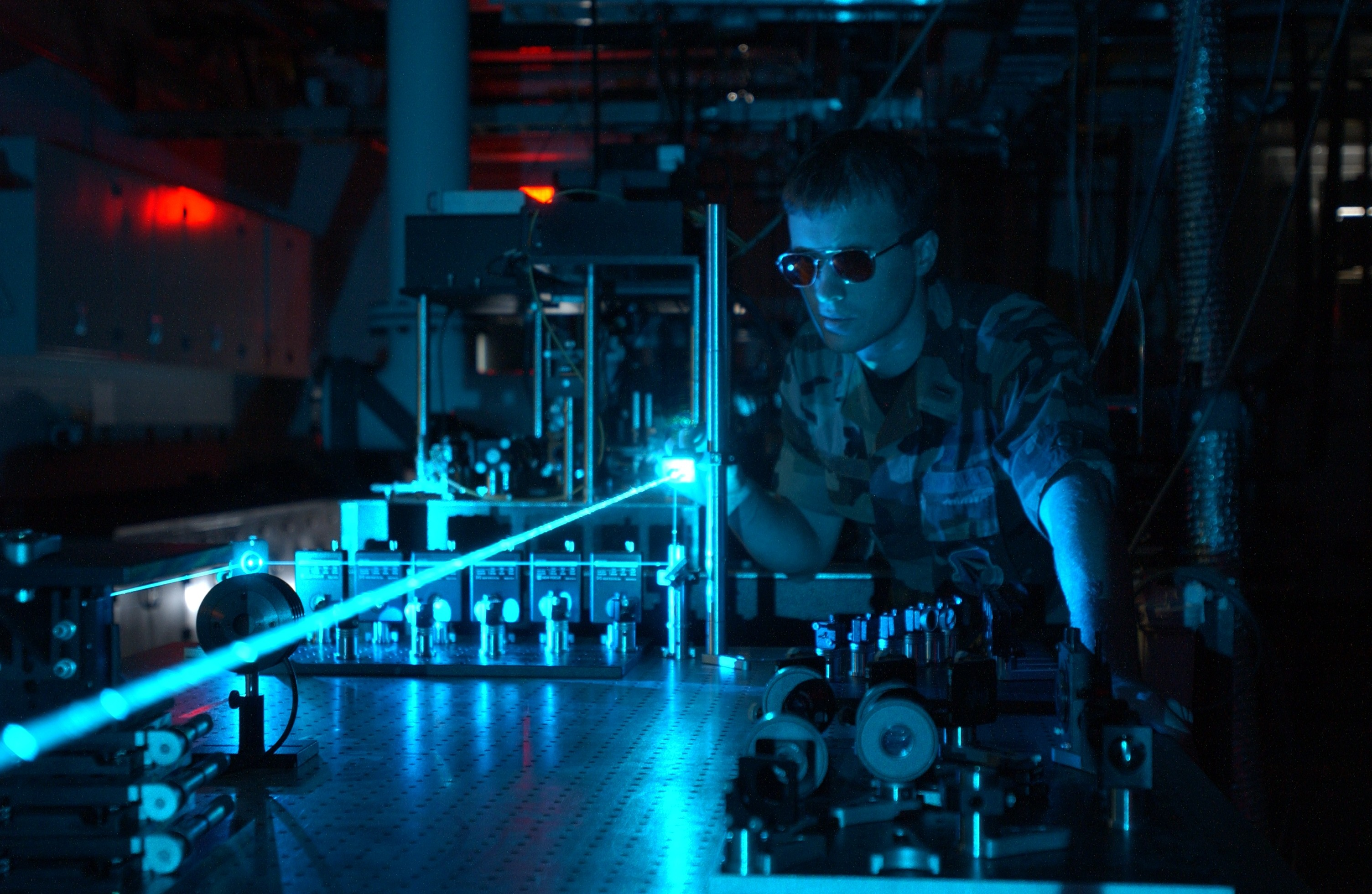
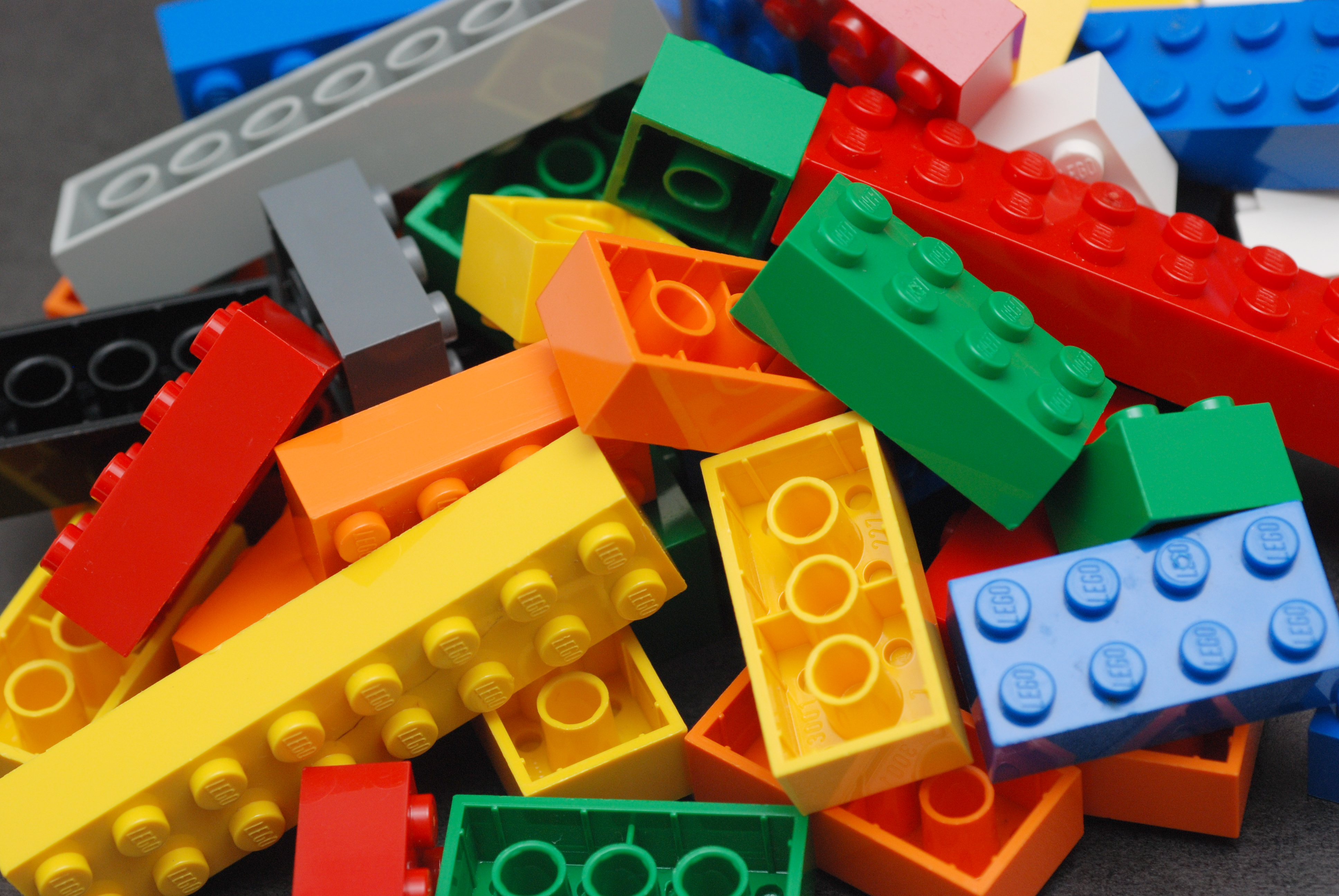
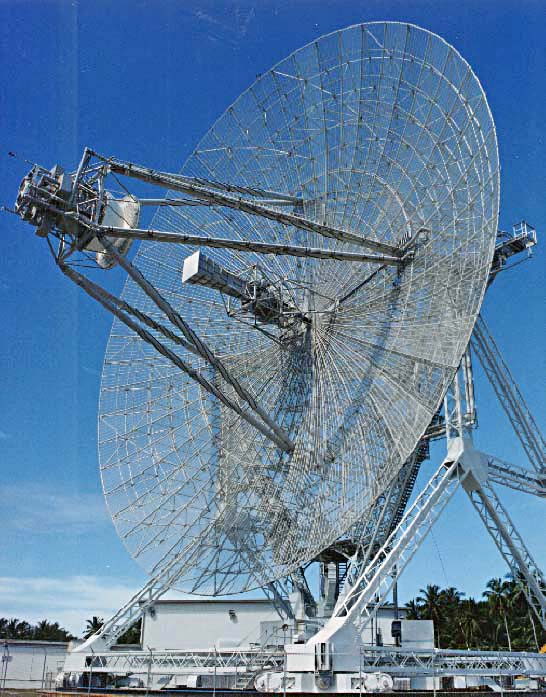
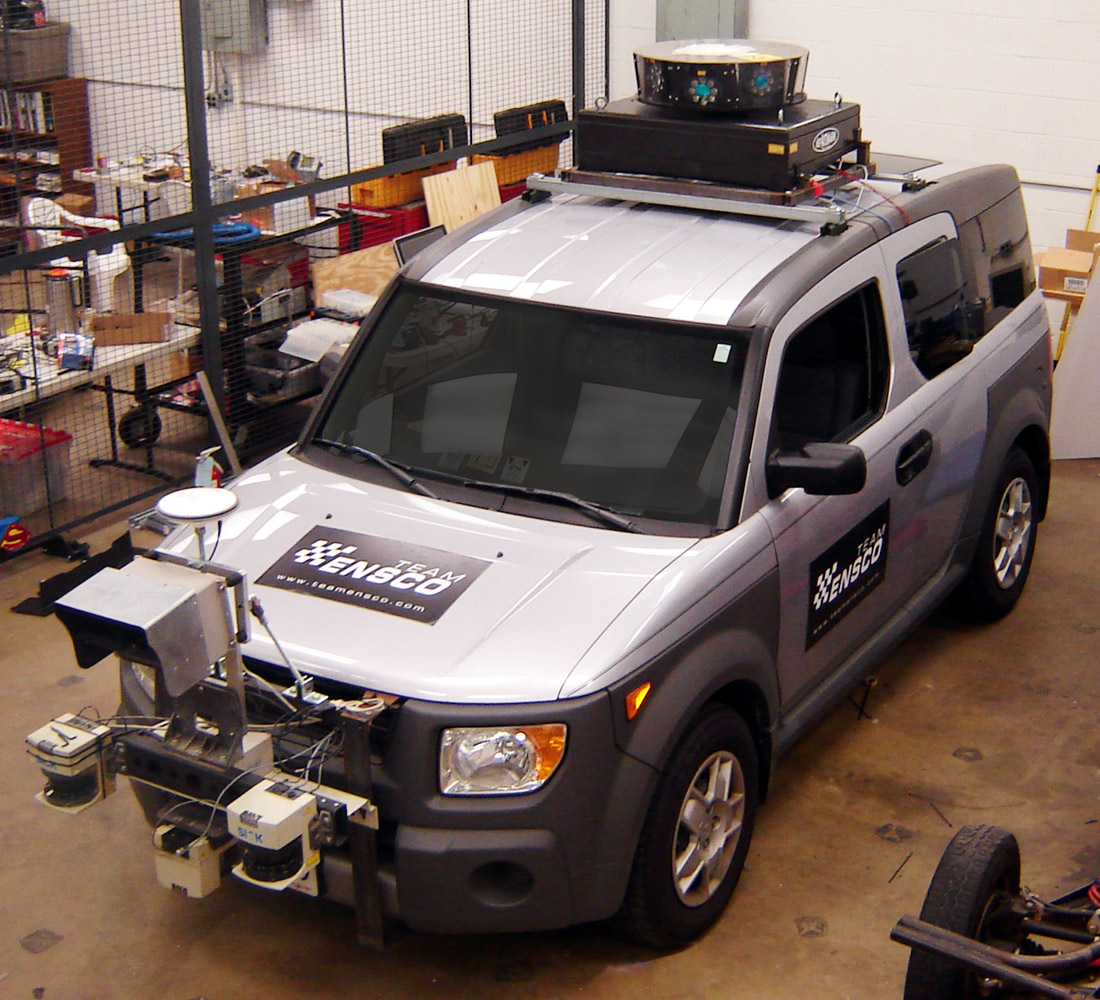
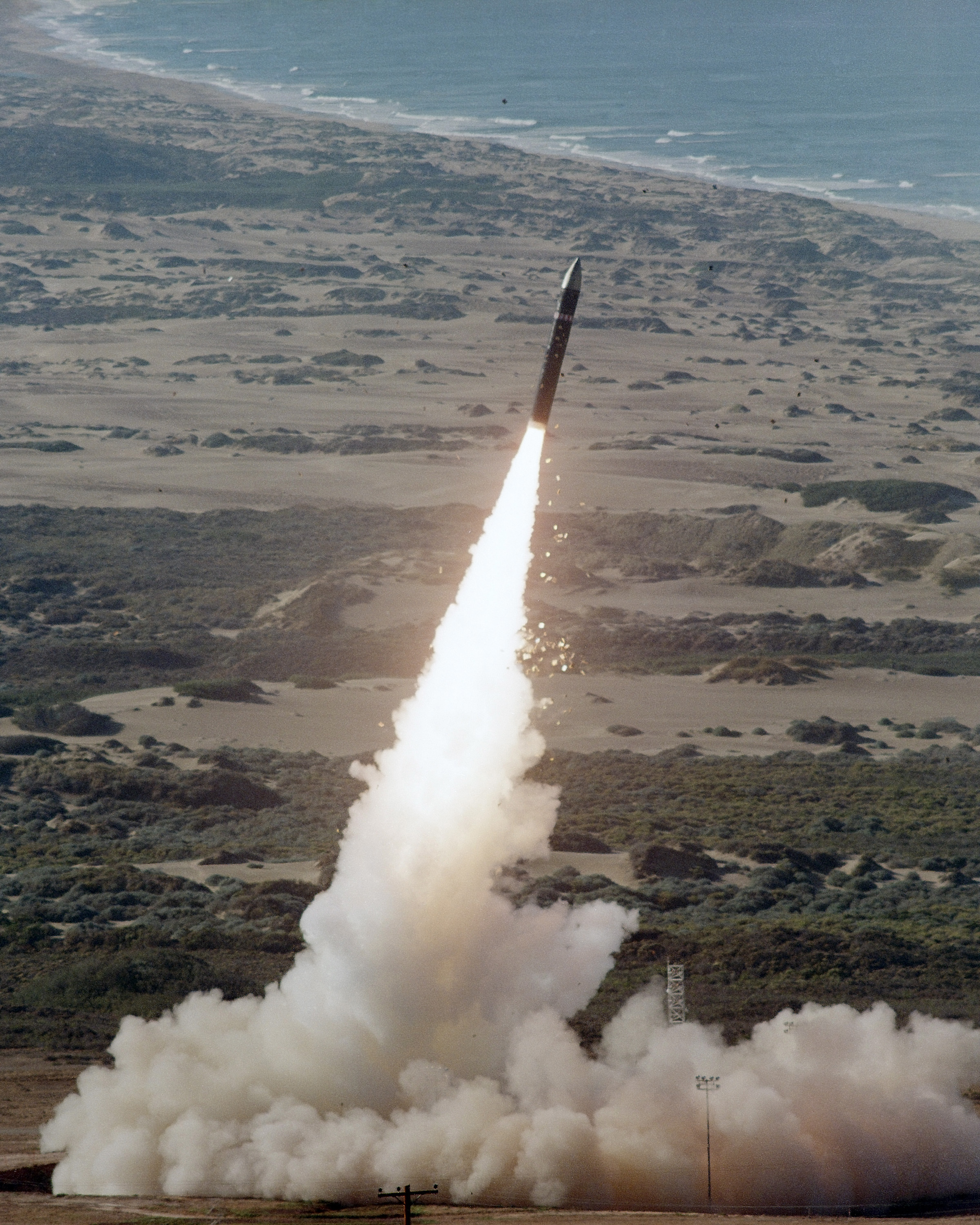
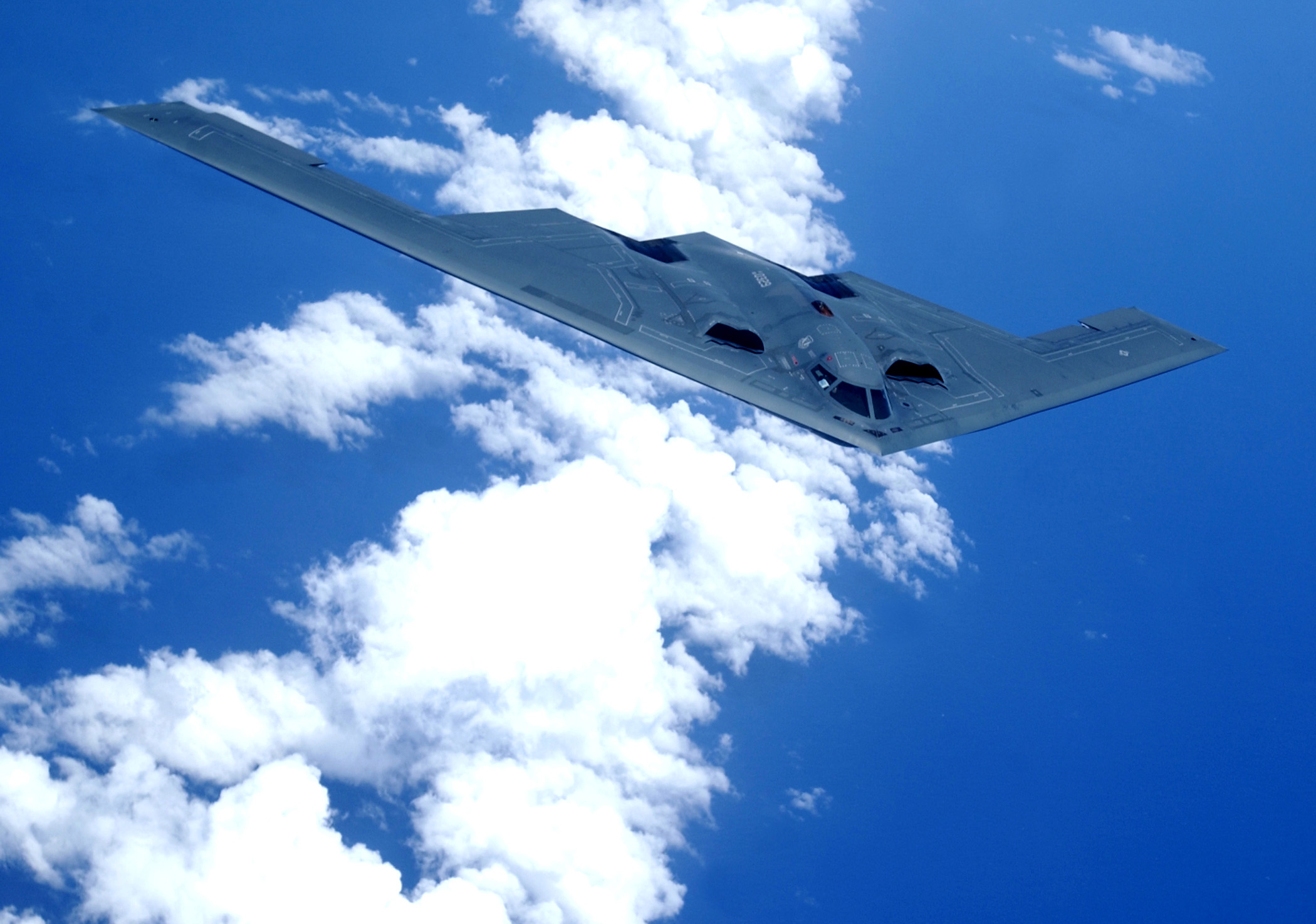
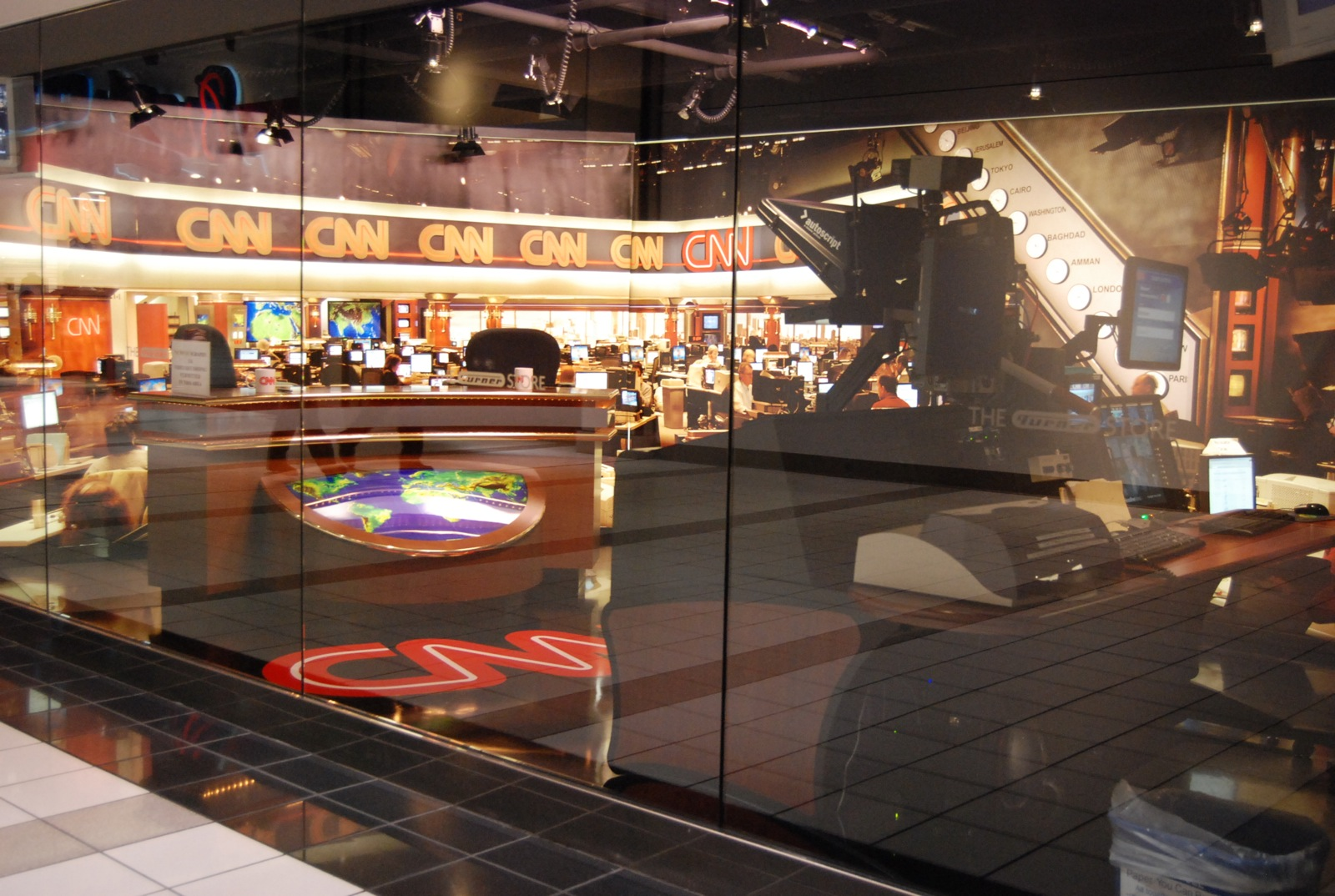
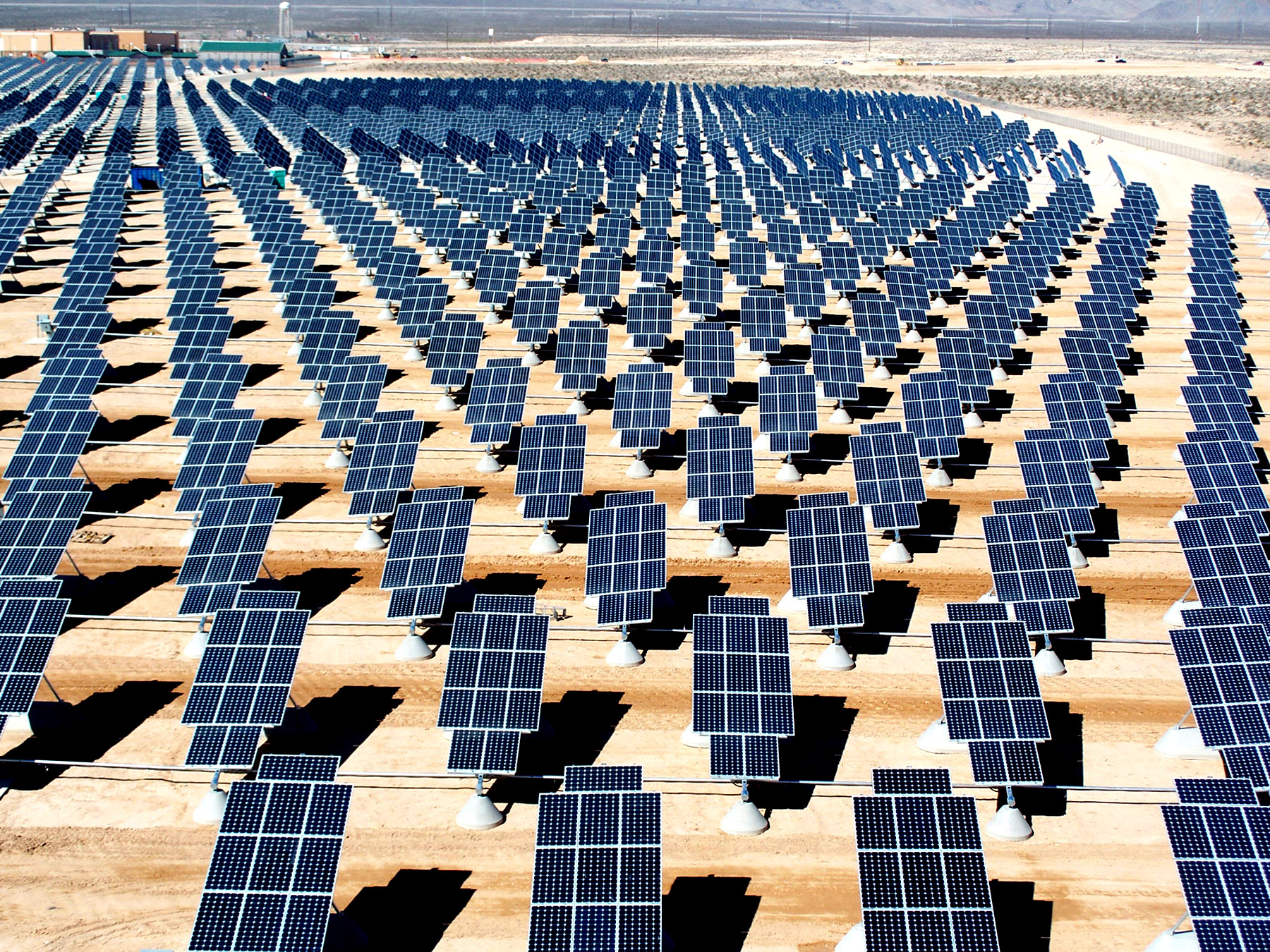
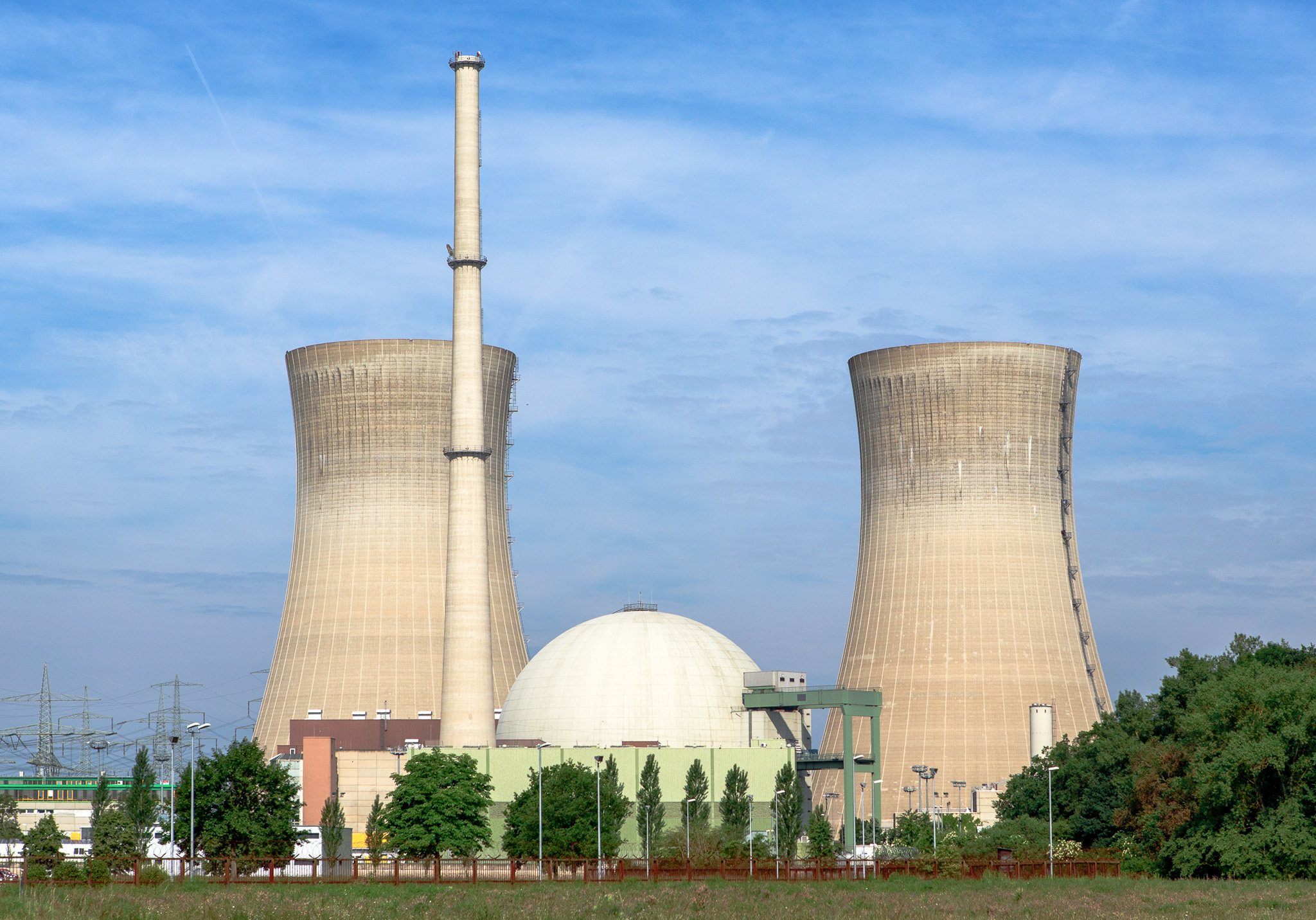
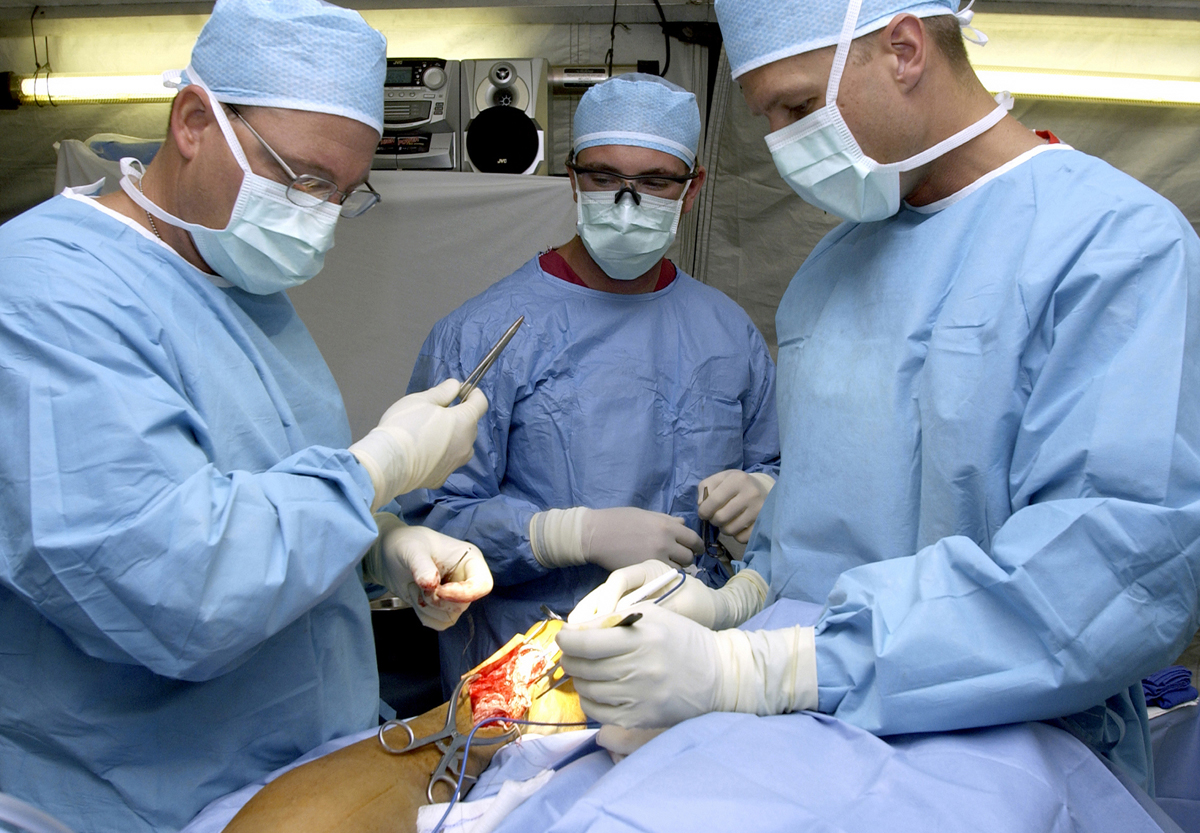
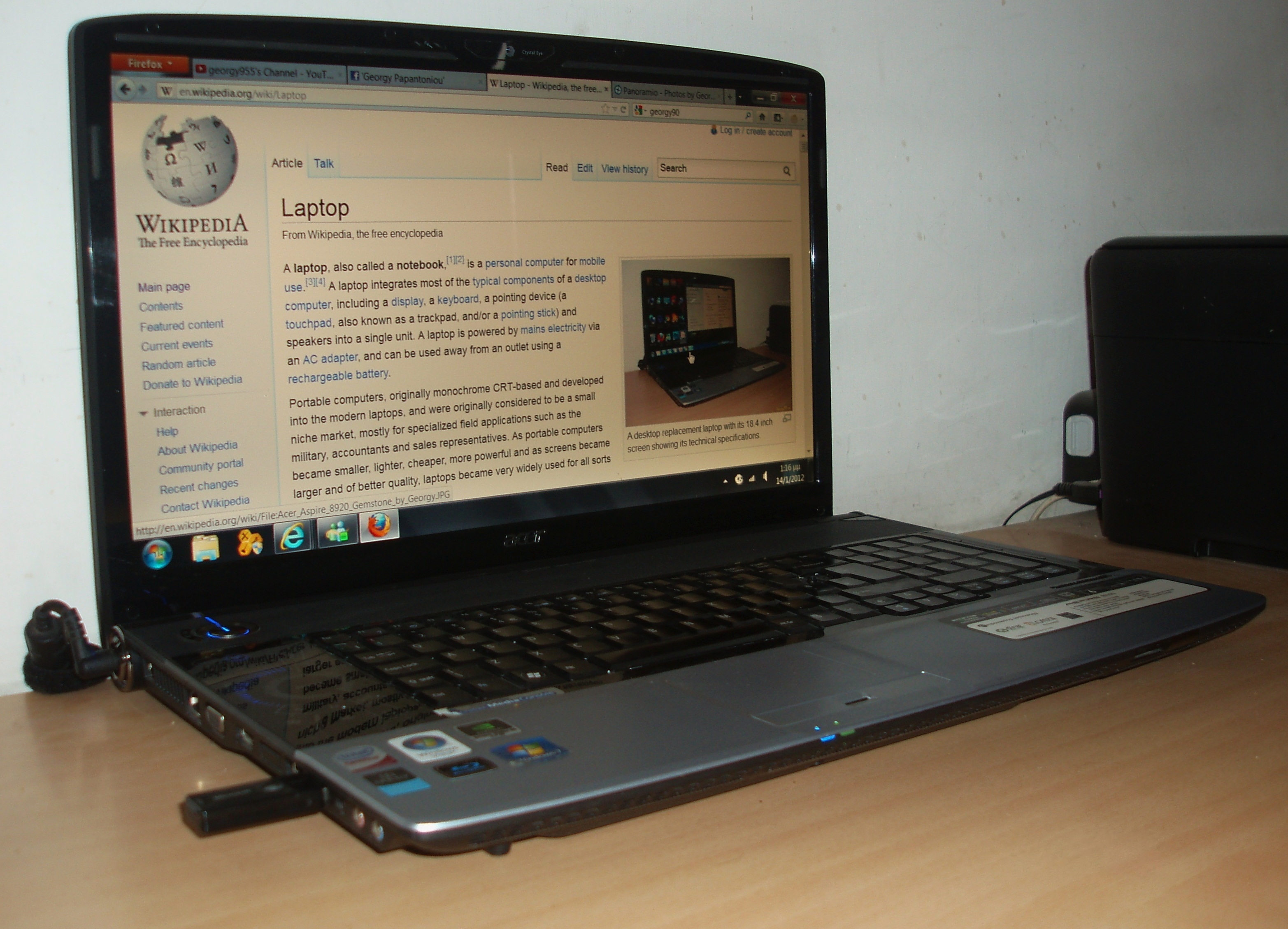
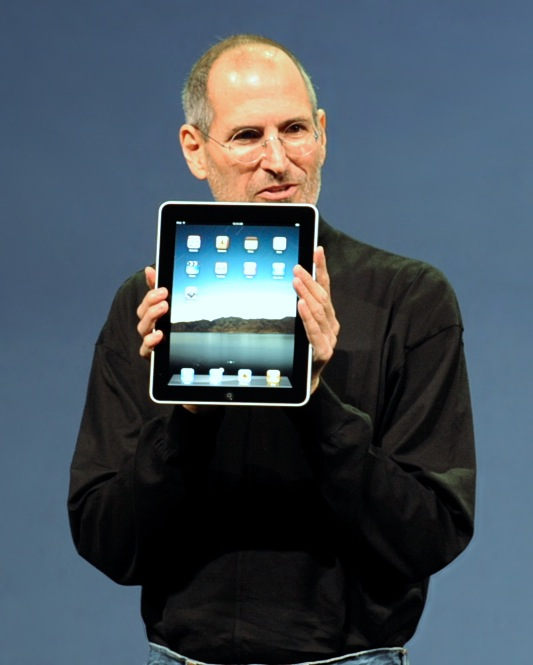
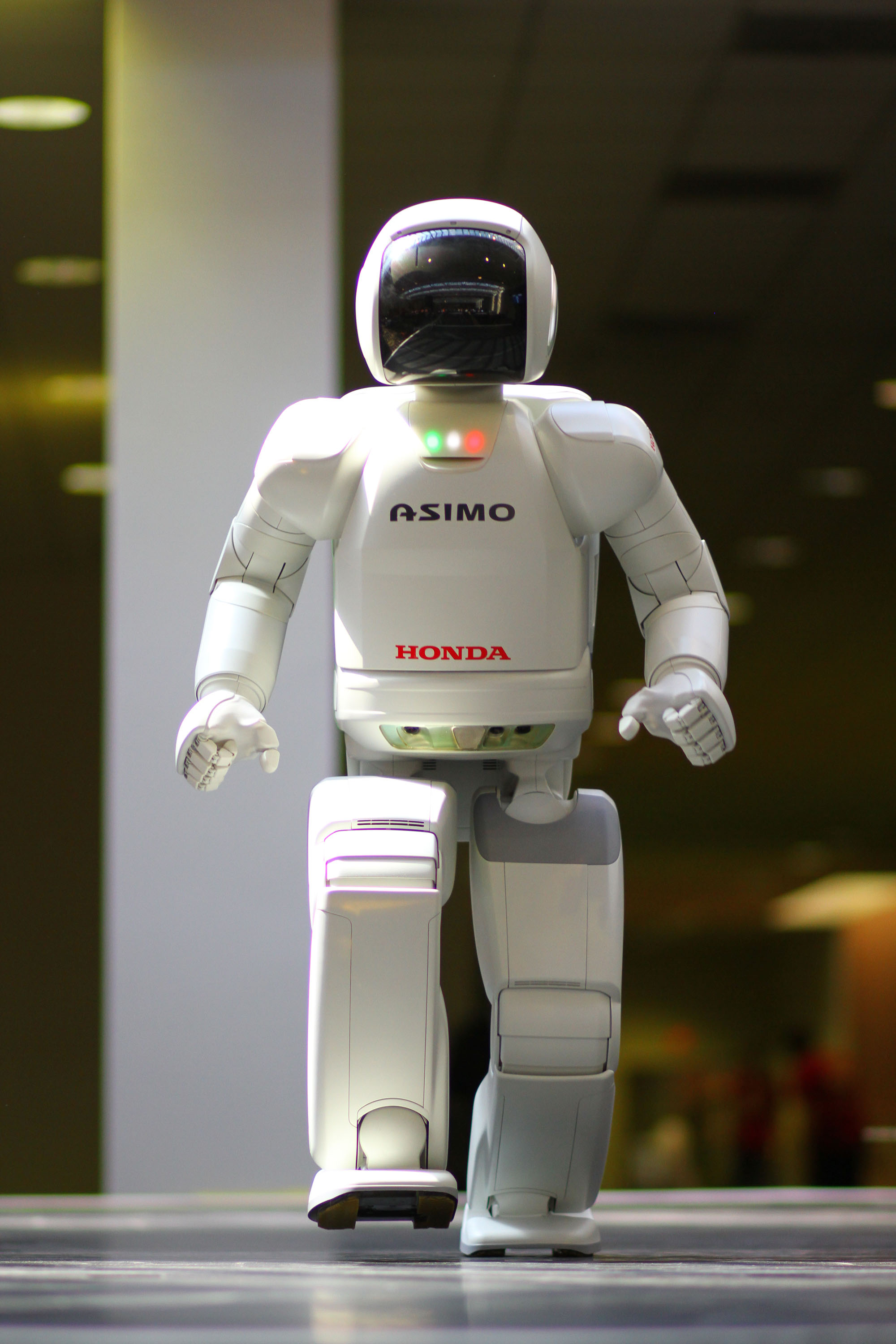
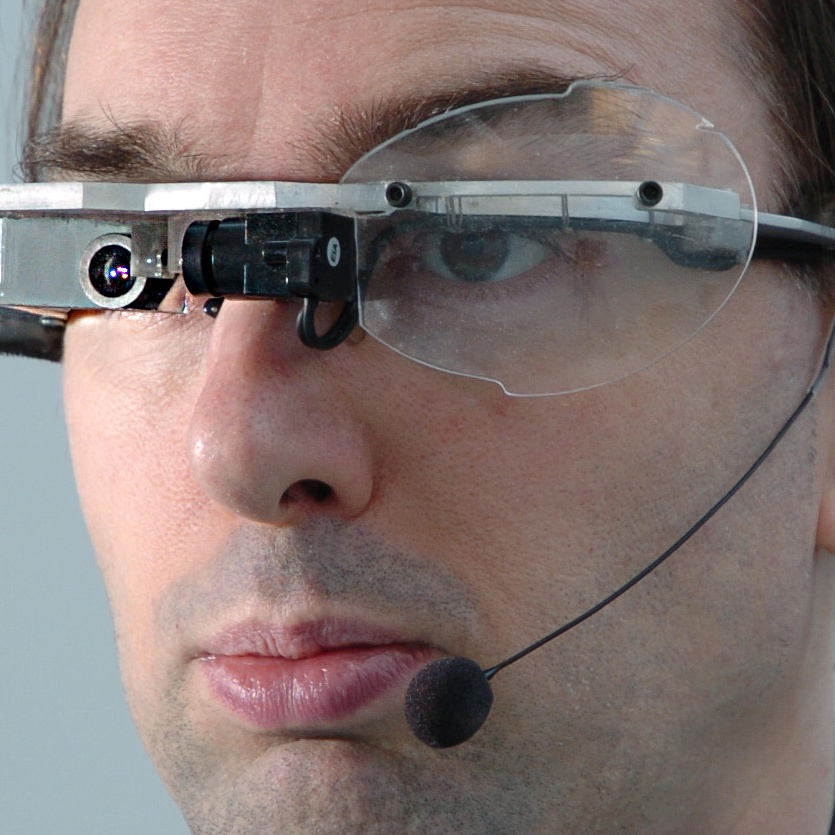
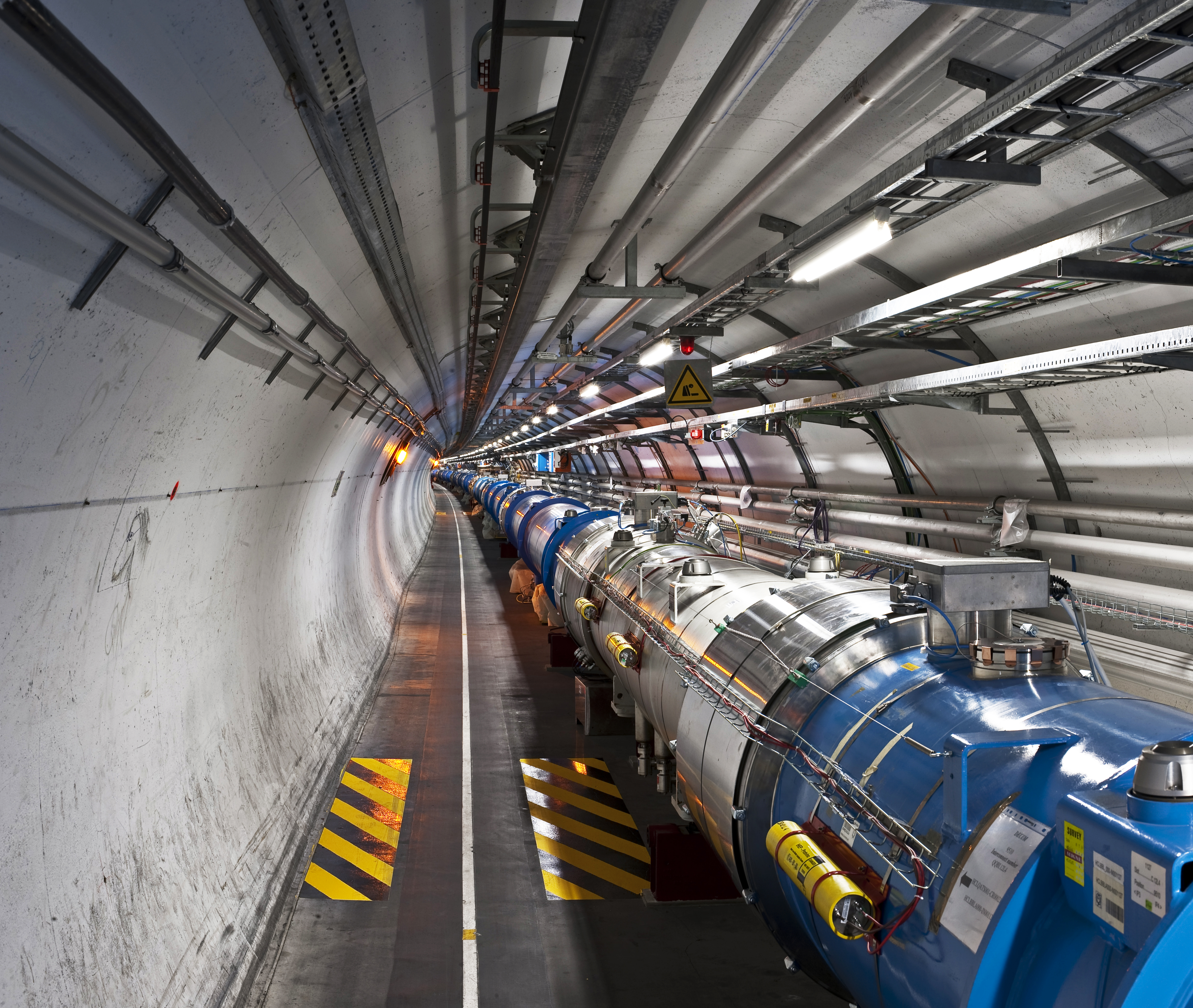
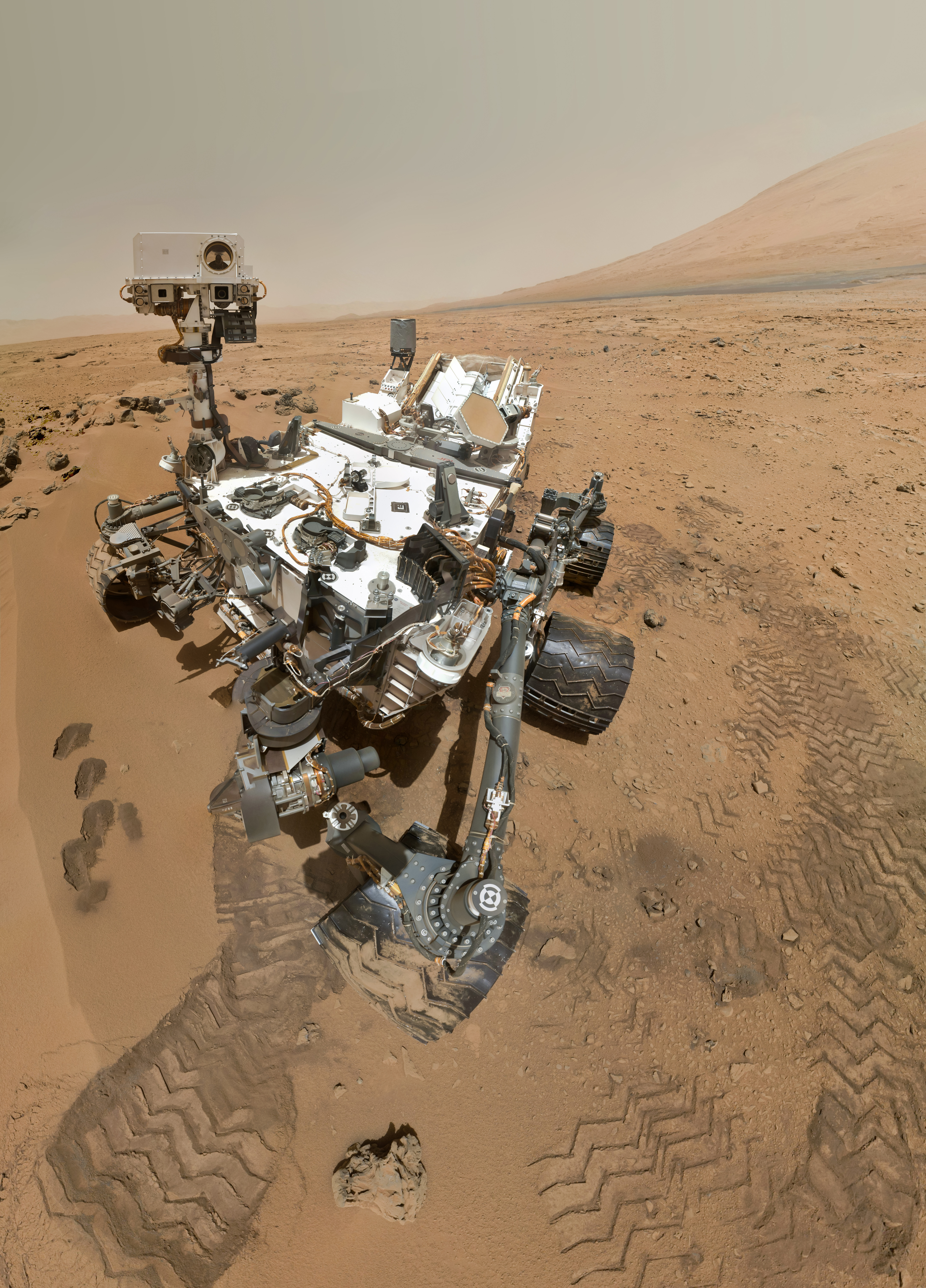
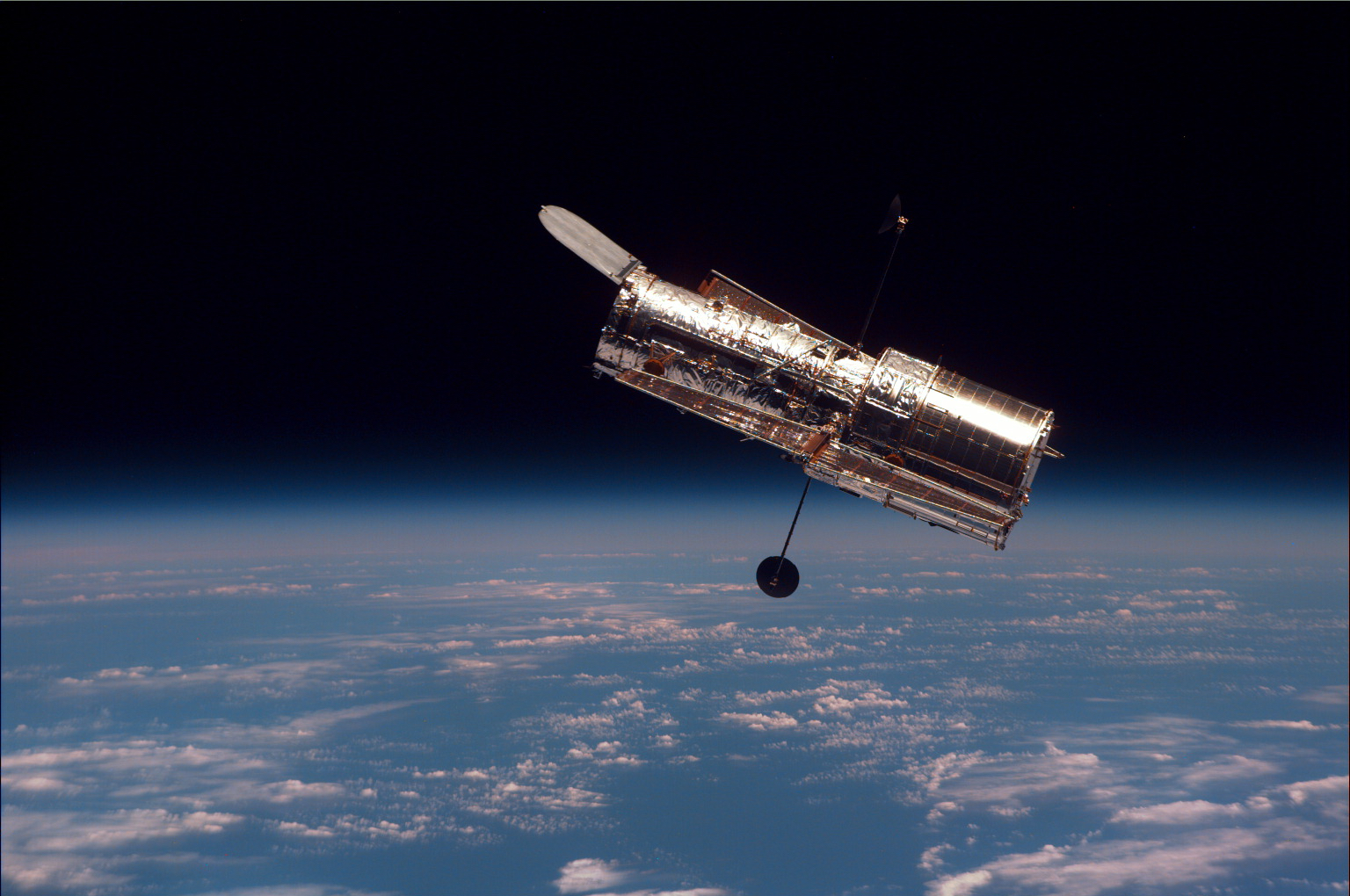
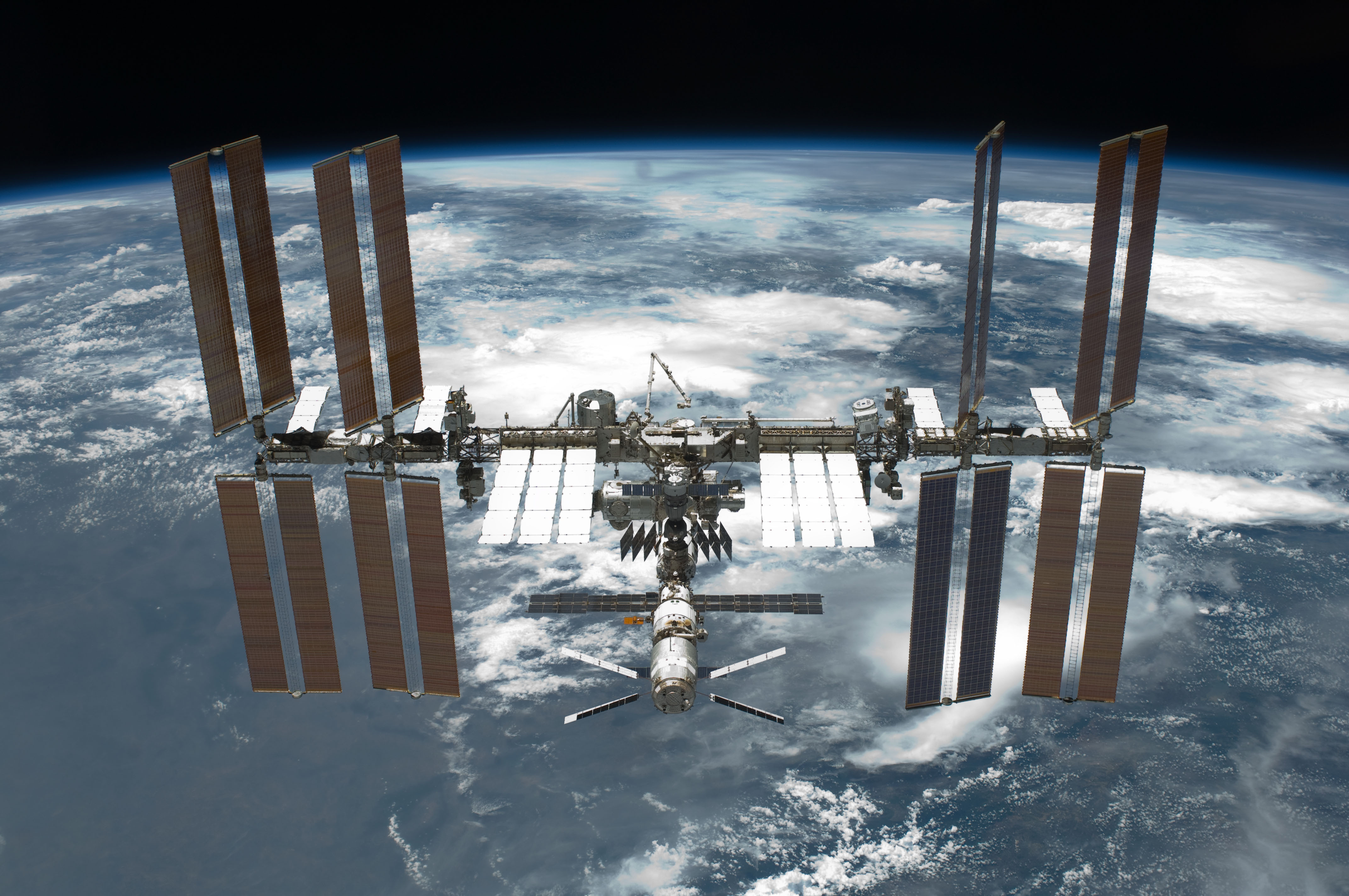
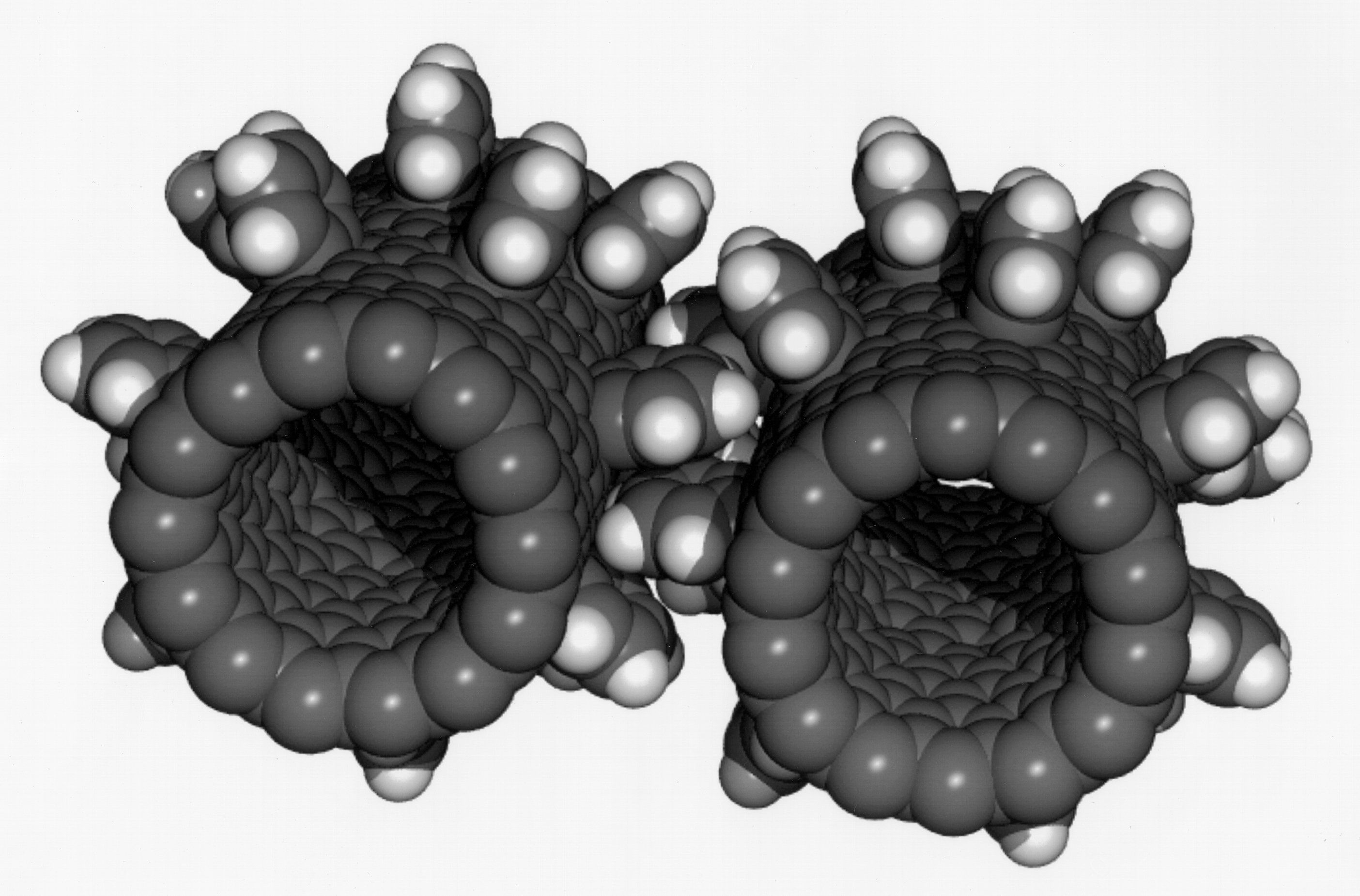

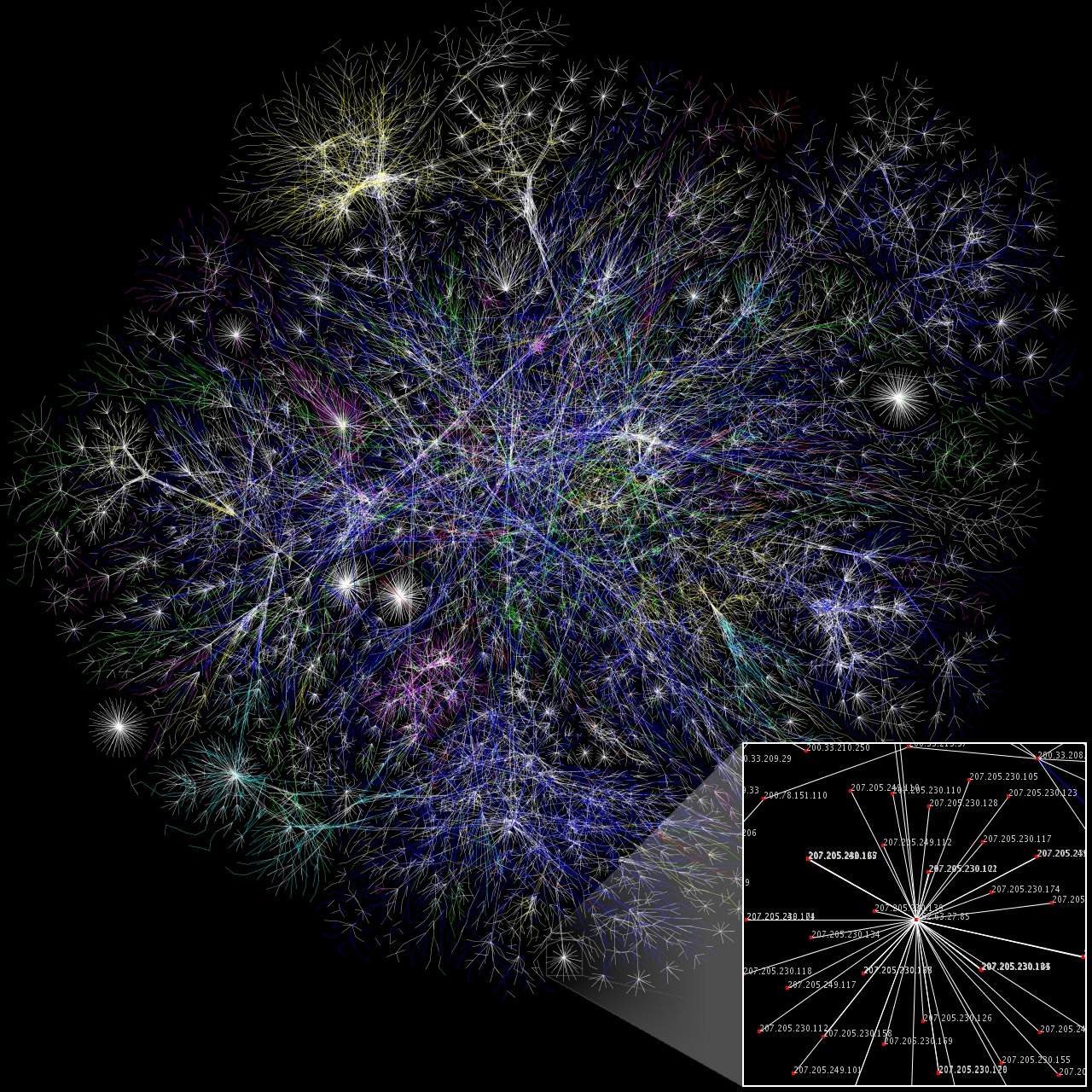
Internet

A două jumătate a secolului XX a cunoscut un progres rapid în știință și tehnologie. Era calculatoarelor dezvoltate din anii 1940 a revoluționat viață oamenilor. Savanții și oamenii de afaceri au dezvoltat tehnologii și descoperiri de la începutul secolului pentru a le găsi aplicații mai practice. Mediul de afaceri și cel industrial a avut enorm de câștigat de pe urmă colaborării cu universitățile și instituțiile academice, prin intermediul cărora s-au întreprins cercetări. 
Una dintre marile invenții a fost cipul de siliciu, o componența care poate fi produsă ieftin și în masă. A înlocuit vechile, voluminoasele și fragilele subansamble și a permis fabricarea unor aparate electronice mai mici și mai puternice. Microprocesoarele au fost utilizate la scară largă în întreagă gamă de dispozitive electronice, de la calculatoare la rachete spațiale și de la roboți la telefoane. 
Evoluțiile din electronică au generat o revoluție și în comunicații. Folosind fotocopiatoare și faxuri, funcționării manipulau uriașe cantități de informații mai repede. Puteau comunică rapid cu alte birouri din întreagă lume. Pe măsură ce comunicațiile electronice s-au răspândit, informațiile au ajuns mai ușor la îndemână celor interesați. La sfârșitul secolului XX și la începutul secolului XXI, oricine are acces la un calculator personal și la o linie telefonică la care poate intră într-o clipă în legătură cu milioane de oameni din întreagă lume, folosind internetul. 
În industrie, electronică a generat o nouă revoluție industrială. După anii '90, calculatoarele reglează majoritatea parametrilor din procesele de producție în diverse ramuri industriale. Operațiile reperate de pe liniile de asamblare sunt executate de utilaje electronice. Reglarea stocurilor, distribuția și sistemele administrative au ajuns tot de domeniul tehnicii de calcul. 
Liniile de asamblare a automobilelor sunt executate de roboți comandați de calculatoare. 
World Wide Web a fost inventată în 1990, pentru că utilizatorii de internet să navigheze mai rapid. Prin internet pot fi comandate și plătite buniri și servicii, se poate folosi poștă electronică-email, se pot vedea transmișii directe sau diverse informații. 
Computerele au accelerat calcule pe care un om obișnuit le-ar face într-o viață întreagă , prezice vremea cu mare precizie, și permite de exemplu unui copil din Shanghai pentru a se juca un joc cu unul în Anglia, fără a pleca de acasa.
Telecomunicații permit transmiterea de date și informații pe distanțe lungi, folosind diferite tipuri de dispozitive de semnalizare. Sateliții orbitali oferă acum un mijloc de transmitere a datelor chiar și în zonele cele mai îndepărtate de pe Pământ. Televiziunea, internetul, telefoanele celulare, și GPS-urile sunt acum complet integrate în viața de zi cu zi a milioane de oameni din întreaga lume, pentru cercetare și comunicare.
Au fost inventate laserele în 1960 și și-au găsit o gamă largă de aplicații: chirurgie , lucrări de construcții, cartografiere și sisteme de ghidare ale proiectilelor. 
În 1953, Francis Crick și James Watson au descoperit spirală dublă de ADN, descoperirea acestuia contribuind la înțelegerea cauzelor multor boli. Acestea a dus la producerea, prin inginerie genetică, a noi medicamente, care au contribuit la vindecarea multor boli grave. Au fost create prin inginerie genetică în laborator noi varietăți de plante și animale rezistente la îmbolnăviri și la alimente modificate genetic. Clonarea tot prin inginerie genetică a oaiei Dolly a izbucnit însă dispute.
Primul transplant de inima umană din lume a fost realizat în 1967 de către Christiaan Barnard pe Louis Washkansky la Spitalul Groote Schuur din Cape Town, Africa de Sud.În 2013, medicii francezi au implantat o inima artificiala unui pacient suferind de insuficienta cardiaca, marcand o premiera mondiala.
S-au fǎcut îmbunǎtǎțiri semnificative în domeniul militar și balisticii, dezvoltându-se arme tot mai distructive , tehnologia de a lansa proiectile la distanțe mari, cu mare precizie. Balistica a avansat mult , distanțele pe care le pot parcurge fiind la scară continentalǎ. Artilerile moderne pot trage runde explozive zeci de kilometri, cu mare precizie, iar rachetele de mare precizie pot nimeri țintele, înconjurând planeta. Au fost adǎugate sisteme de GPS și de orientare cu laser, nu există practic nici o țintă oriunde în lume, care nu poate fi nimeritǎ. Pe parcursul Rǎzboiului Rece au fost dezvoltate avioane stealth, jet-fighter, bombardiere stealth care pot fi invizibile pe radar, submarine nucleare, distrugǎtoare (nave) care pot lansa torpile și rachete ghidate.
Acceleratorul de particule Large Hadron Collider a fost pus în funcțiune la 10 septembrie 2008 pentru a confirma existența bosonului Higgs, cunoașterea forțelor universului sau natura materiei întunecate și a energiei întunecate.
Nanotehnologia se aflǎ în curs de dezvoltare și va contribui cu îmbunǎtǎțiri în domeniul medical, industrial sau militar, care implică manipularea materiei la scara atomica sau moleculara, care gravitează în jurul studiului particulelor de câteva nanometri dimensiune.
Mulți specialiști în IT cred că singularitatea, punctul în care inteligența artificială depășește inteligența umană, nu este departe. 
Explorarea spațială rămâne încă o prioritate. În anul 1998, a fost lansată realizarea unei stații spațiale multinaționale. Deși din 1972 n-a mai avut loc o aselenizare pe Luna și sunt trimise sonde, telescoape și stații fără echipaj uman pe orbită planetei sau în sistemul solar, agențiile spațiale au intrat din nou în concurență și plănuiesc să lanseze trimită primul echipaj uman pe Marte. 
Dacă acum 200 000 de ani, oamenii pășeau neputincioși prin sălbăticia neîndurătoare a savanei africane, în viitorul apropiat, oamenii vor păși curioși pe o planetă neprimitoare cu condiții extreme, ca Marte, unde vor clădi o nouă casă, o nouă civilizație și vor scrie o nouă Istorie.

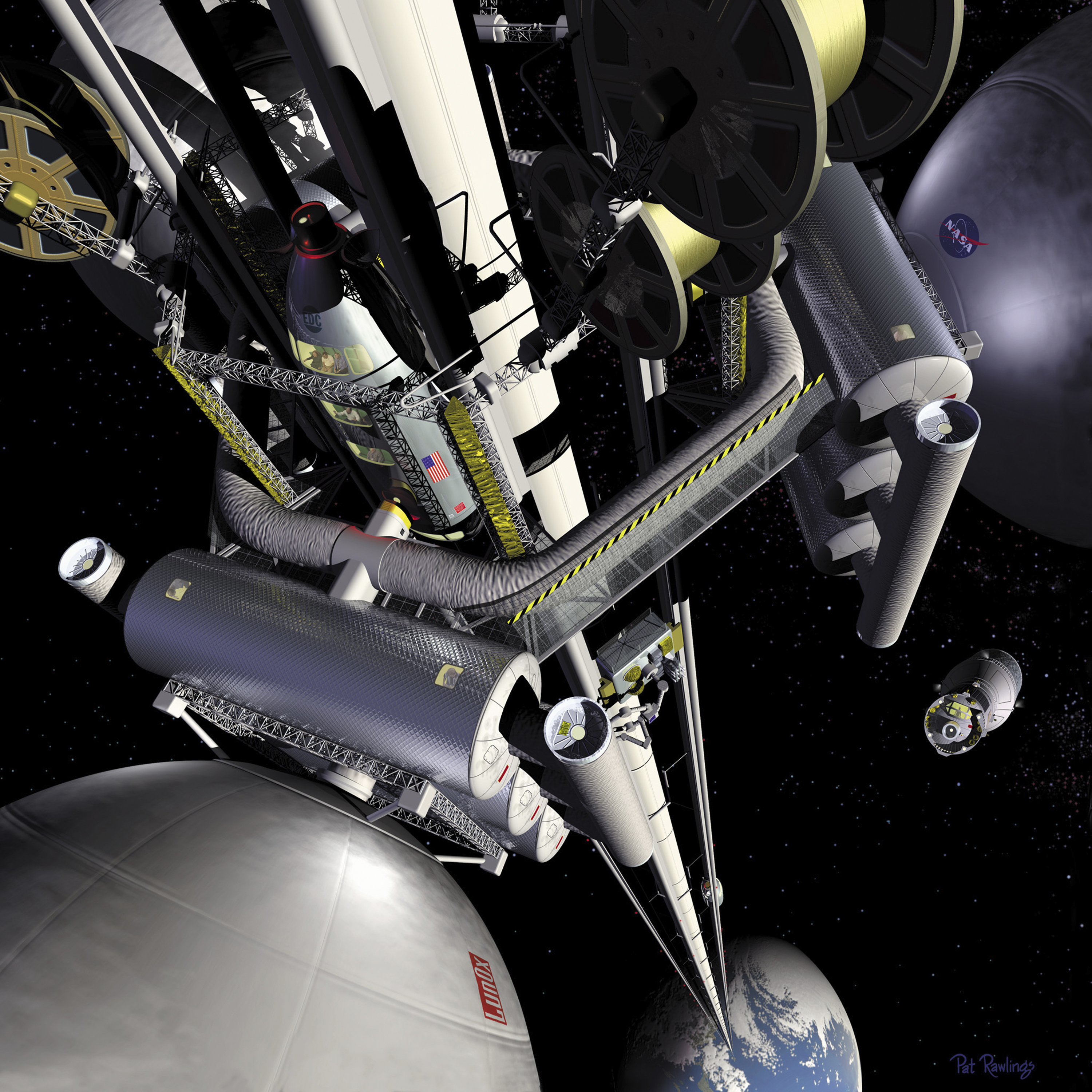
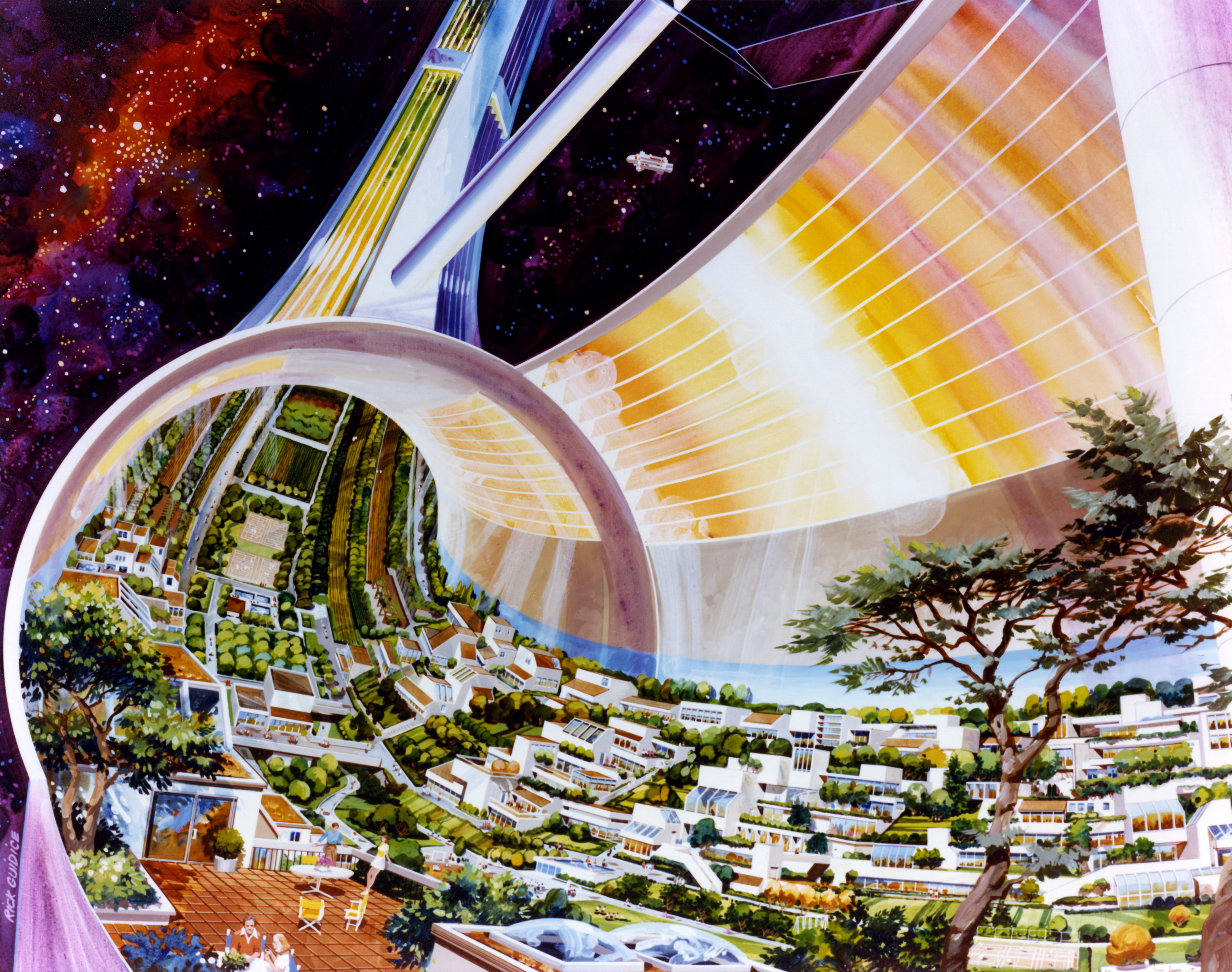
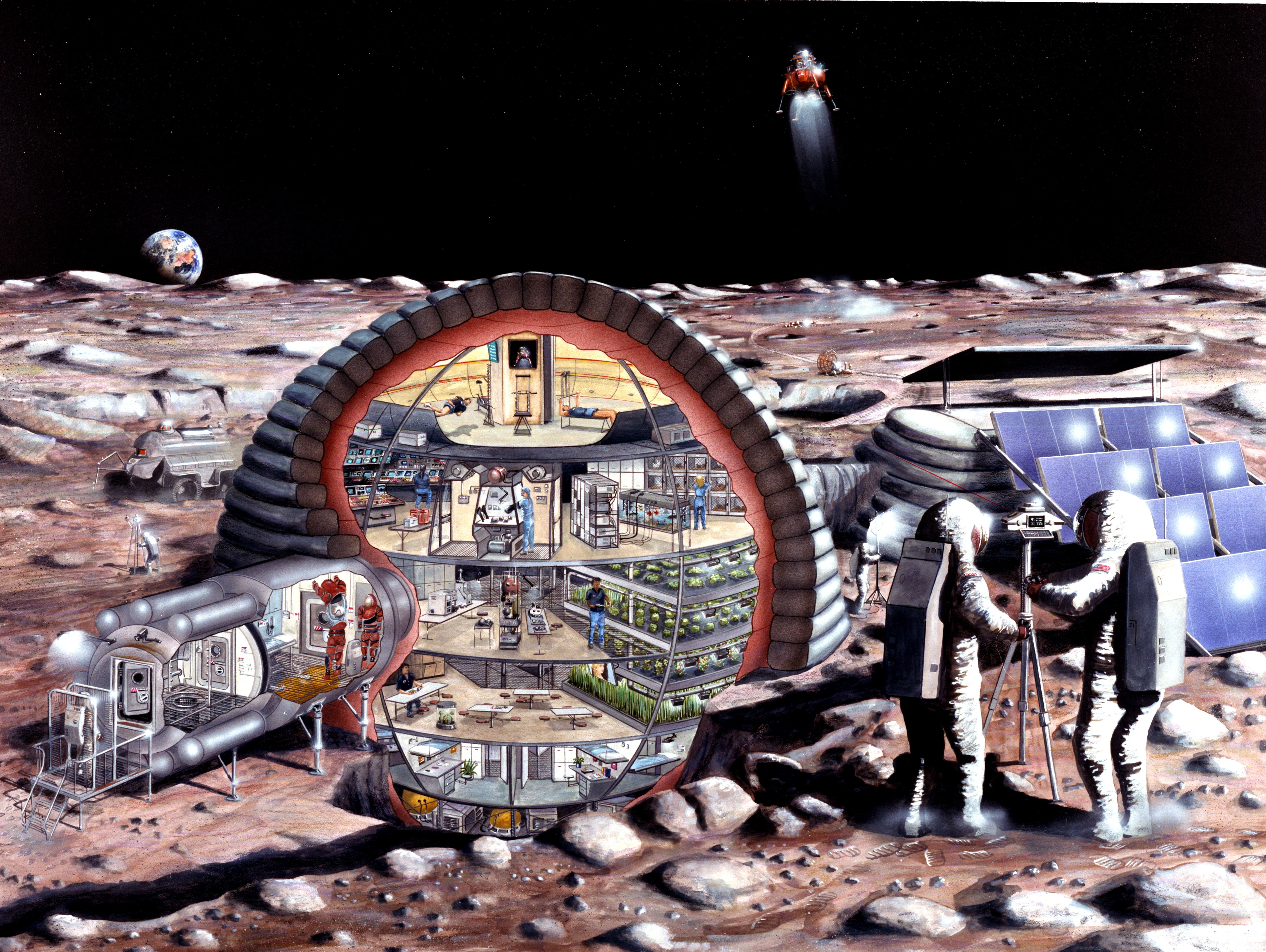
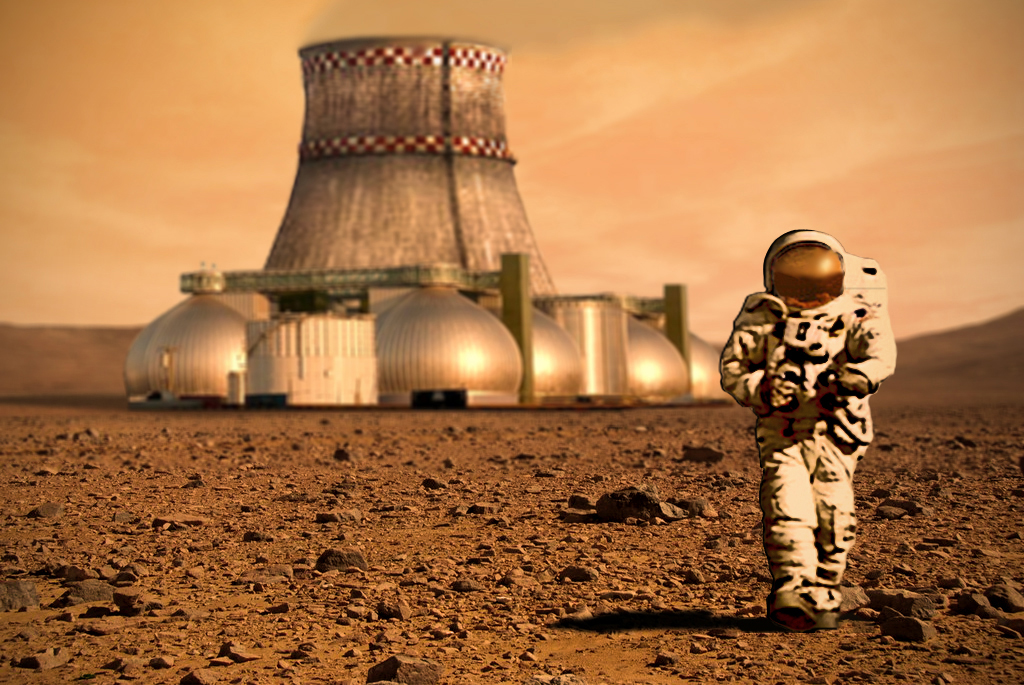